# قائمة إصدارات الطوابع البريدية في عجمان (1971)
الكثير من الطوابع التي أصدرت في إمارة عجمان تصنف ضمن طوابع الكثبان الرملية. طبعت هذه الطوابع بكثرة في الستينيات وأوائل السبعينيات من القرن الماضي، وتكاد تكون عديمة القيمة اليوم.
وجد فينبار كيني وهو رجل أعمال أمريكي ومن هواة جمع الطوابع الفرصة لإنشاء عدد من الإصدارات من الطوابع التي تستهدف سوق جامعي الطوابع المربح. وقد أبرم في عام 1964 اتفاقات مع إمارات الخليج العربي لإصدار طوابع، ومن بينها إمارة عجمان. حملت هذه الطوابع مصورا ذات ألوان وأشكال صارخة وليس لها صلة فعلية بالإمارات.
كان بيع الطوابع البريدية لفترة قصيرة تجارة مربحة للإمارات، حيث كان لمعظم الإمارات القليل من مصادر الدخل، باستثناء إمارة أبو ظبي، التي توفر فيها إنتاج النفط منذ عام 1965. ومع ذلك، انخفضت الإيرادات التي تصل إلى 70 ألف جنيه إسترليني للإمارات الأفقر إلى 30 ألف جنيه إسترليني مع التشبع الحتمي للسوق. شكل بيع الطوابع بحلول عام 1966 المصدر الرئيسي لدخل الإمارات المتصالحة الشمالية.
أدى انتشارها في النهاية إلى تقليل قيمتها، ولهذا السبب، فإن العديد من الكتالوجات الشعبية اليوم لا تدرجها حتى.
اتهم فينبار كيني بالتورط في قضية رشوة في الولايات المتحدة بسبب تعاملاته مع حكومة جزر كوك. انتهت ترتيبات فينبار كيني عندما توحدت الإمارات العربية المتحدة في ديسمبر 1971.
هذه قائمة إصدارات الطوابع البريدية في عجمان لعام 1971، أصدرت عدة إصدارات، أبرزها الإصدارات التالية:

## إصدارات الأزياء اليابانية
ظهر إصدار الأزياء اليابانية في العاشر من شهر يناير عام 1971 وقد احتوى على لوحات لنساء يابانيات بأزياء مختلفة:

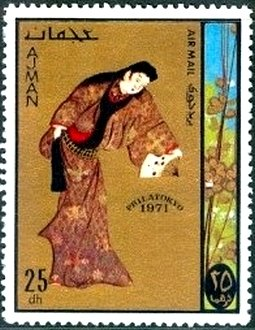
طابع مخرم بقيمة خمسة وعشرين درهما قطريا يحتوي على صورة امرأة يابانية بزي ياباني تقليدي
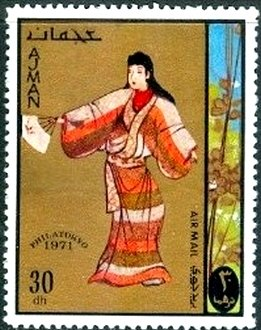
طابع مخرم بقيمة ثلاثين درهما يحتوي على صورة امرأة يابانية بزي ياباني تقليدي
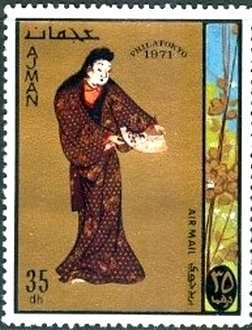
طابع مخرم بقيمة خمسة وثلاثين درهما يحتوي على صورة امرأة يابانية بزي ياباني تقليدي
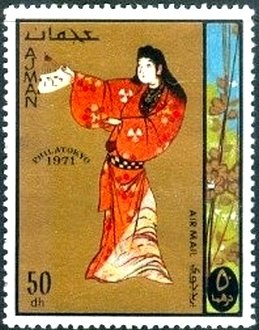
طابع مخرم بقيمة خمسين درهما يحتوي على صورة امرأة يابانية بزي ياباني تقليدي
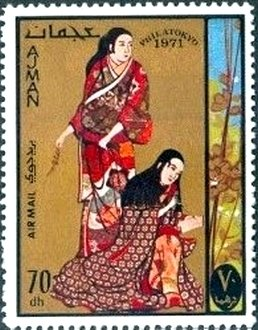
طابع مخرم بقيمة سبعين درهما يحتوي على صورة امرأة يابانية بزي ياباني تقليدي
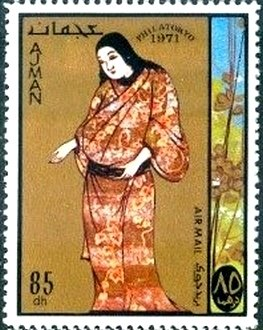
طابع مخرم بقيمة خمسة وثمانين درهما يحتوي على صورة امرأة يابانية بزي ياباني تقليدي
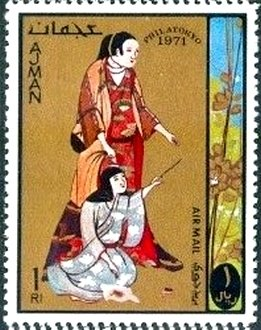
طابع مخرم بقيمة ريال قطري واحد يحتوي على صورة امرأة يابانية بزي ياباني تقليدي
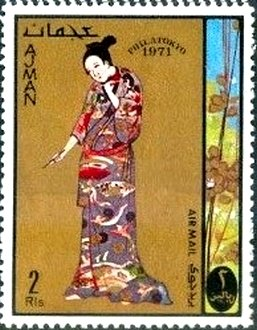
طابع مخرم بقيمة ريالين قطريين يحتوي على صورة امرأة يابانية بزي ياباني تقليدي

وقد أُصدرت بطاقات تذكارية لكل طابع بقيمة ثلاثة ريالات:

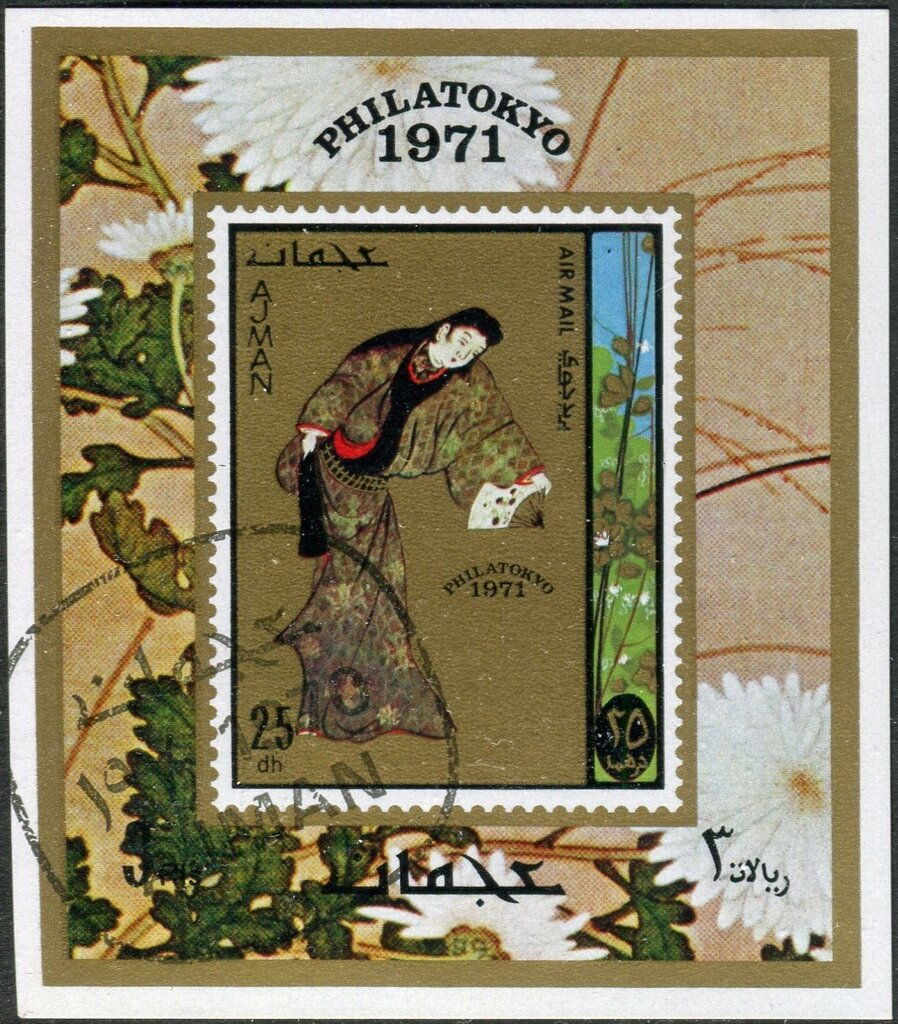
ورقة تذكارية تحتوي على طابع مخرم
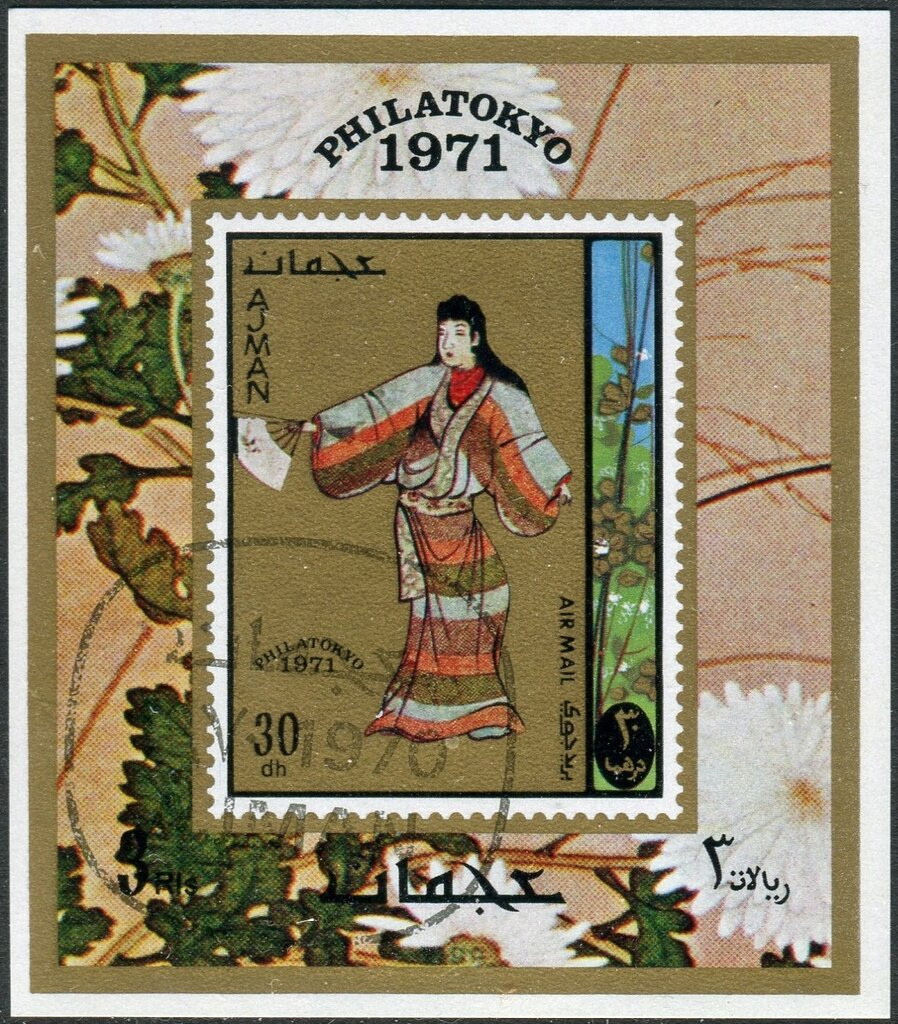
ورقة تذكارية تحتوي على طابع مخرم
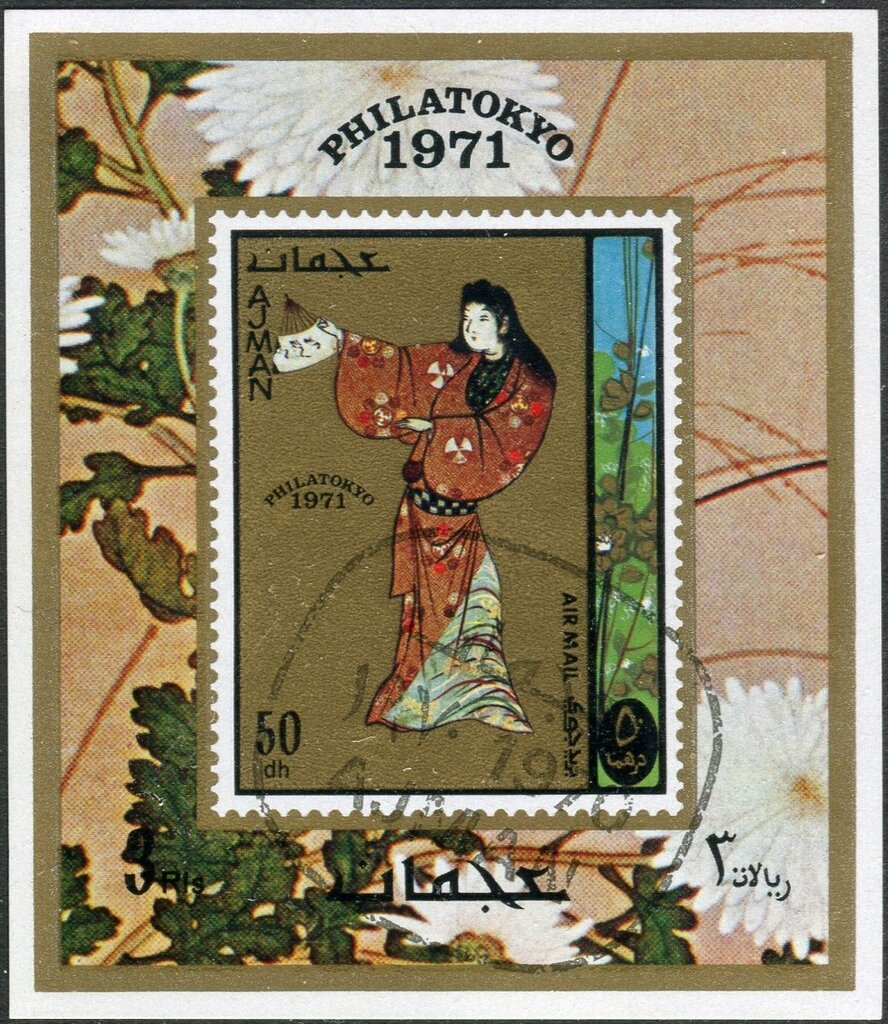
ورقة تذكارية تحتوي على طابع مخرم
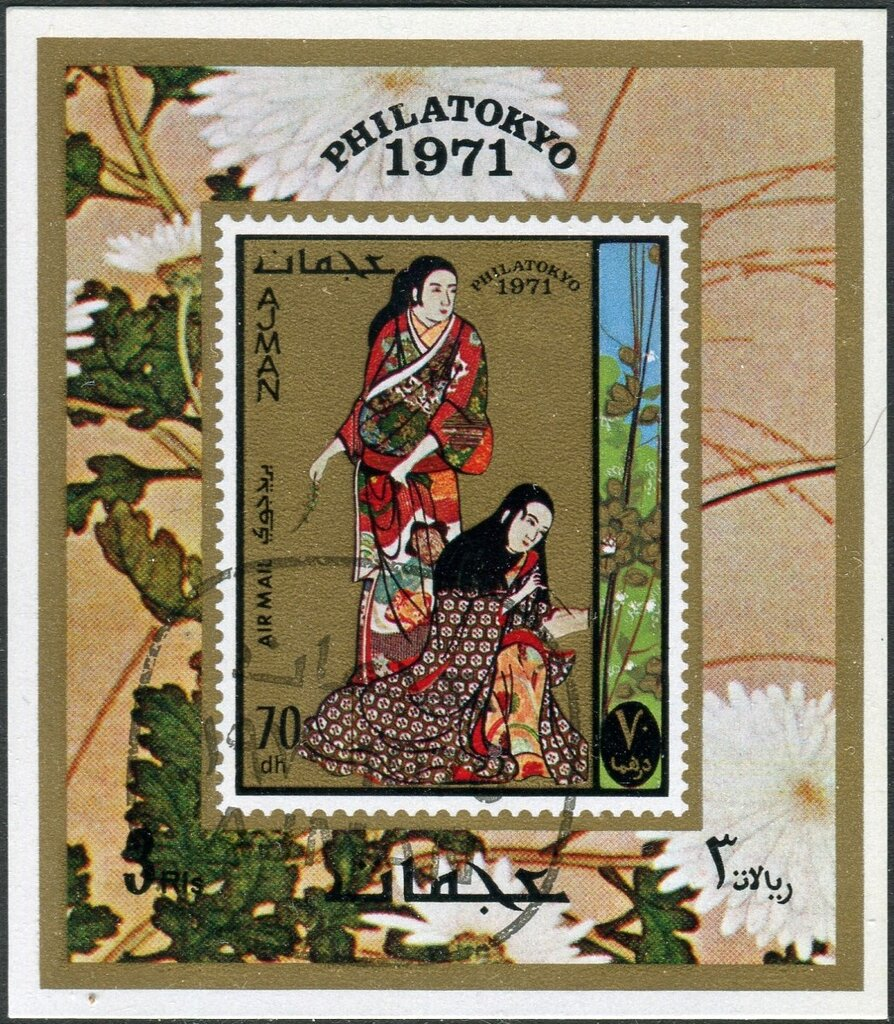
ورقة تذكارية تحتوي على طابع مخرم
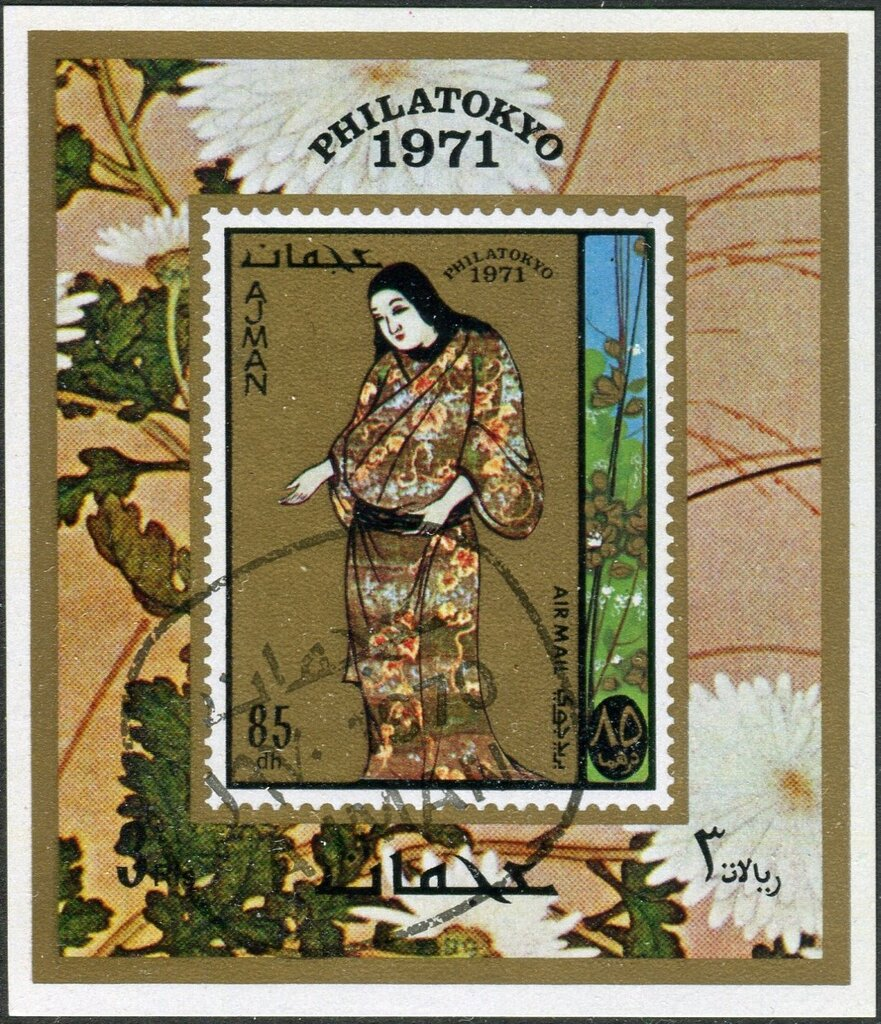
ورقة تذكارية تحتوي على طابع مخرم
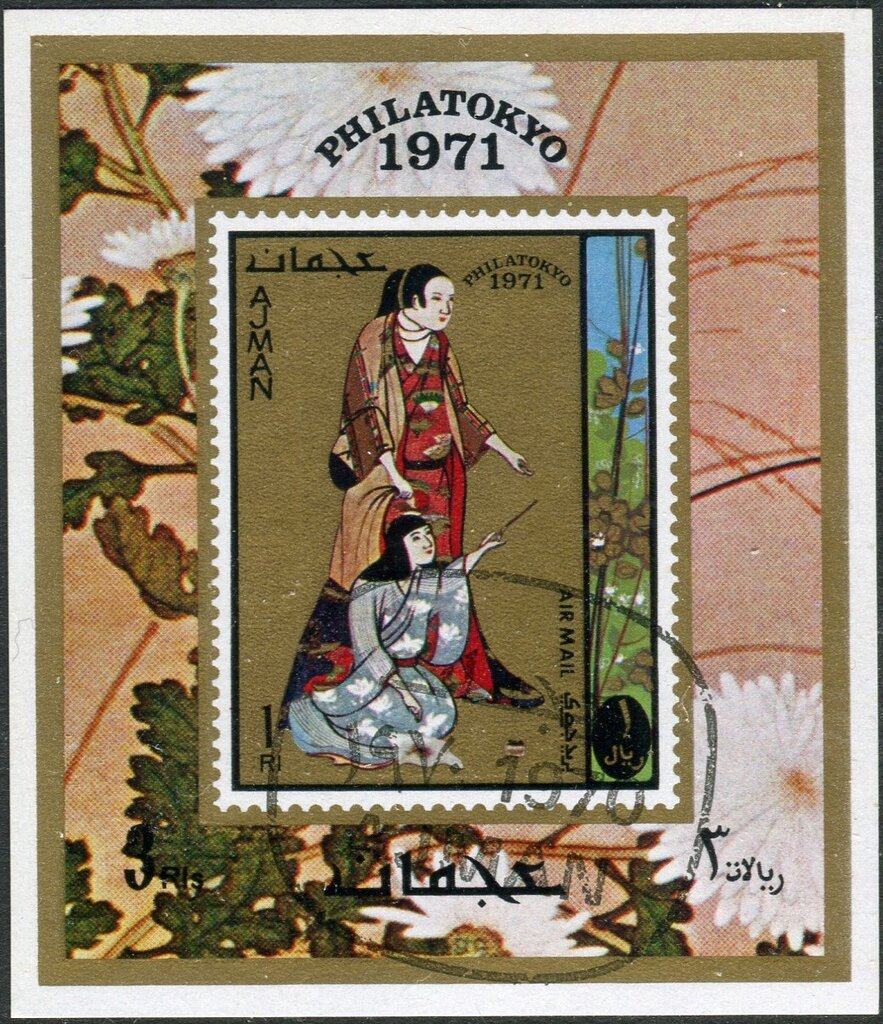
ورقة تذكارية تحتوي على طابع مخرم
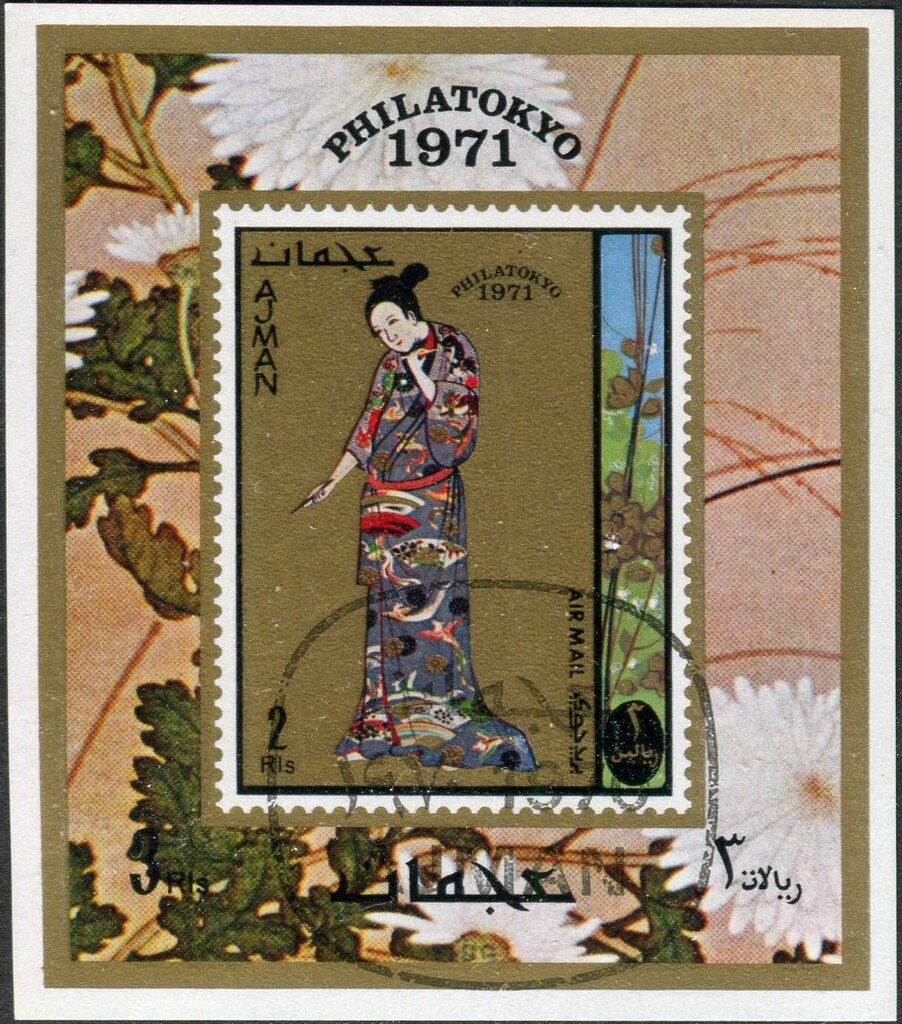
ورقة تذكارية تحتوي على طابع مخرم

## إصدارات مشروع المريخ
أُصدرت طوابع عن مشروع المريخ وكانت تحتوي على صور لمركبات فضائية وفلكيين ورواد فضاء وقد أُصدرت الطوابع في الخامس والعرشرين من شهر يناير عام 1971:

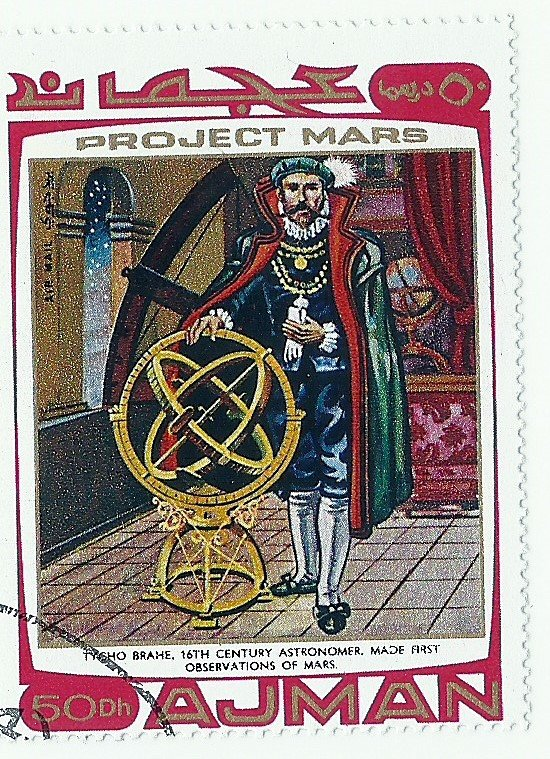
طابع مخرم بقيمة خمسين درهما يحتوي على صورة عالم الفلك الدنماركي تيخو براهي
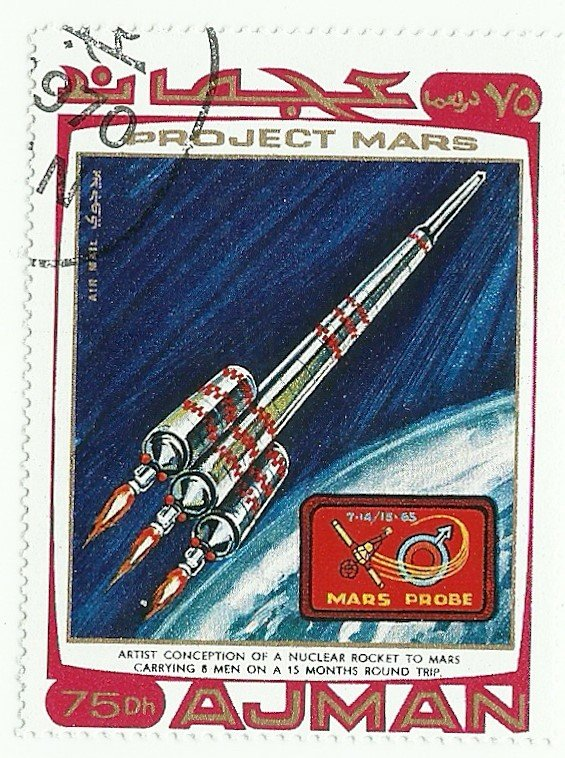
طابع مخرم بقيمة خمسة وسبعين درهما يحتوي على صورة لصاروخ موجه إلى المريخ
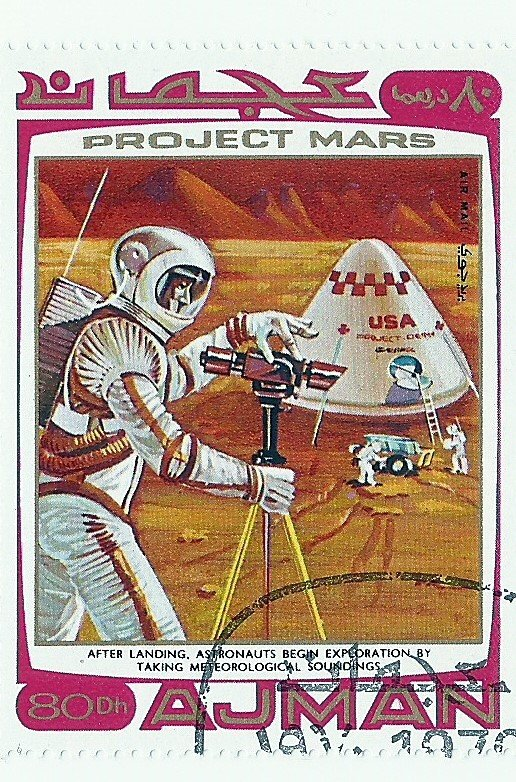
طابع مخرم بقيمة خمسة وثمانين درهما يحتوي على صورة رائد فضاء يلتقط صورا
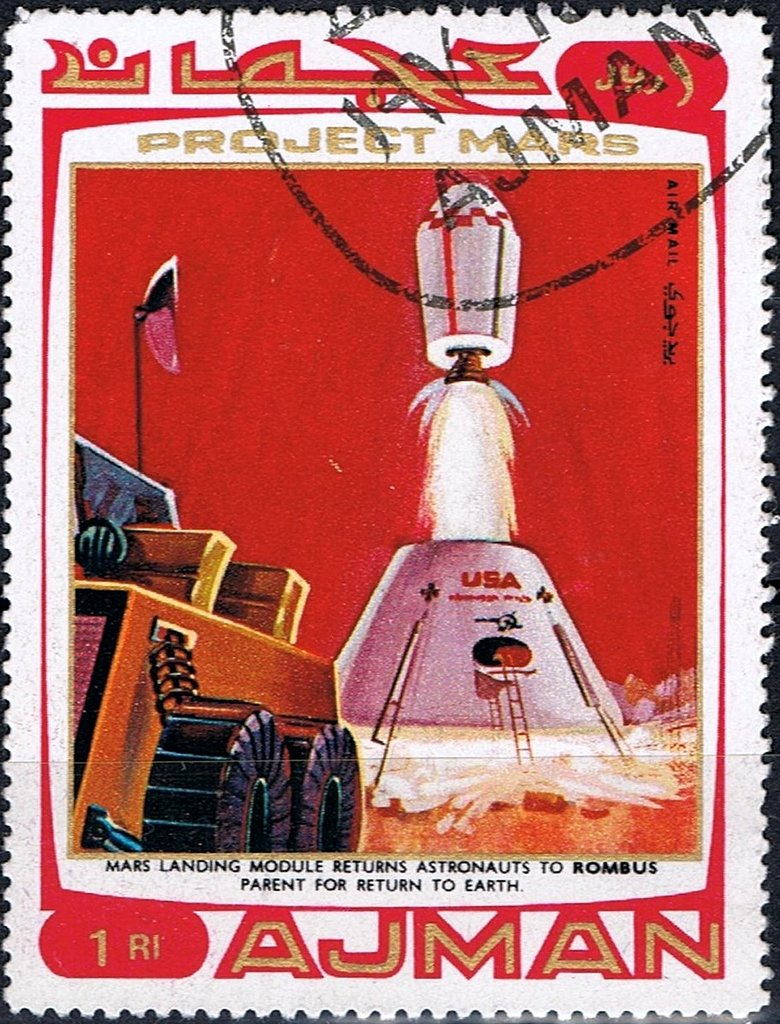
طابع مخرم بقيمة ريال قطري واحد يحتوي على صورة مركبة فضائية
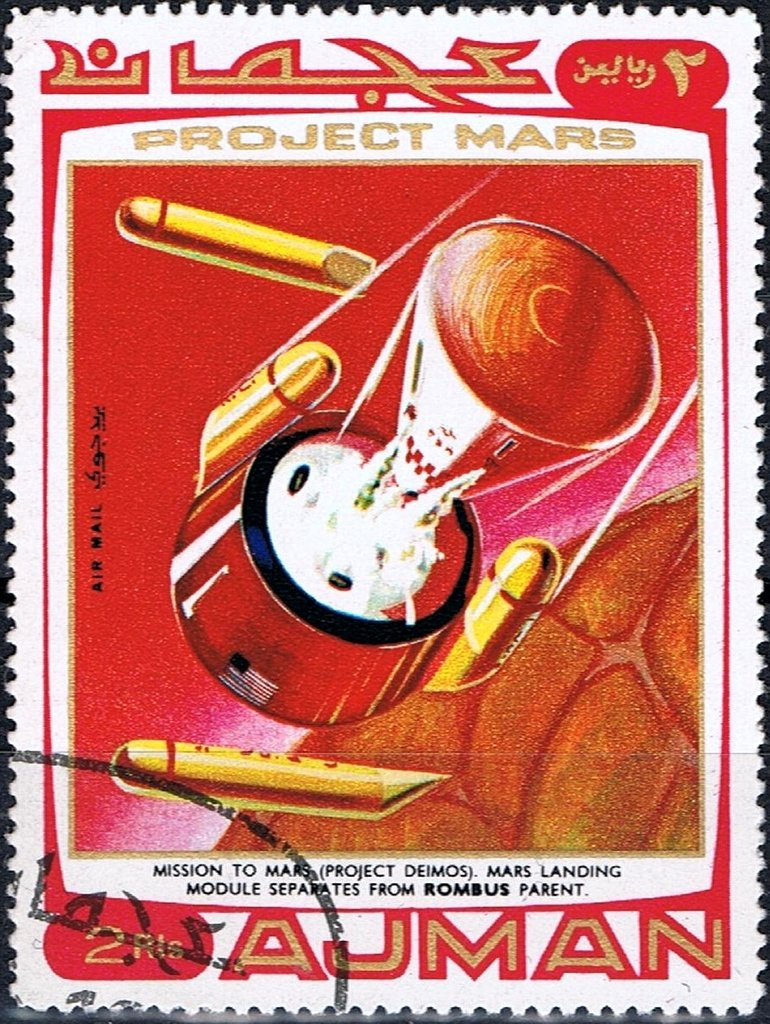
طابع مخرم بقيمة ريالين قطريين يحتوي على صورة مركبة فضائية
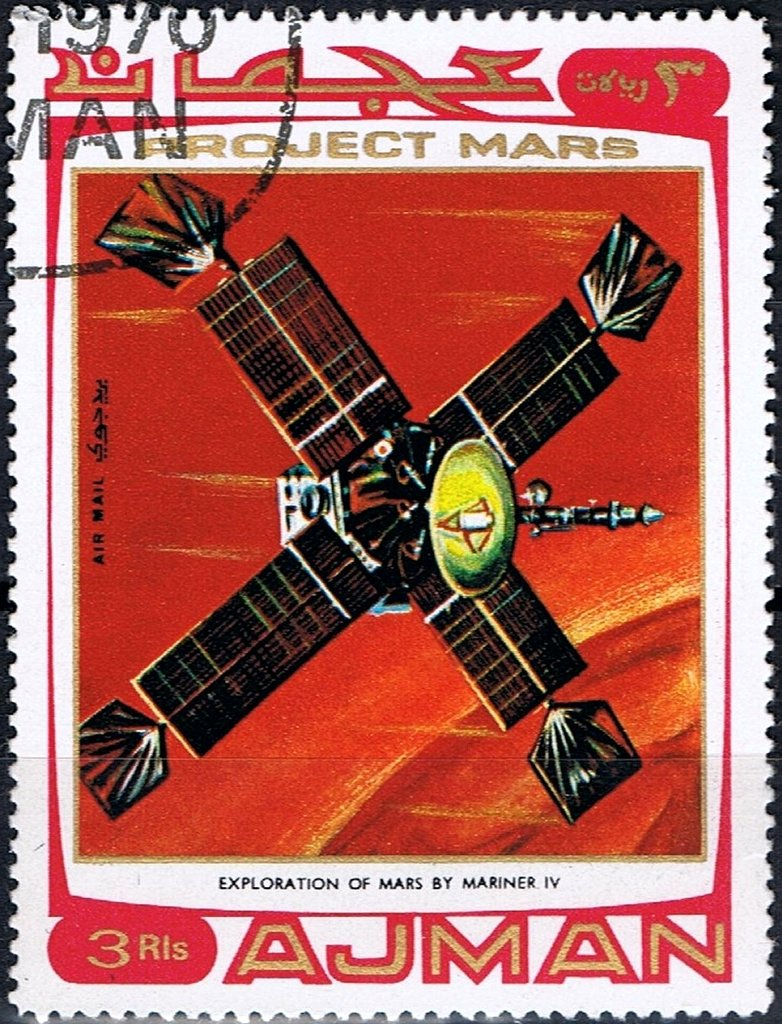
طابع مخرم بقيمة ثلاثة ريالات قطرية يحتوي على صورة مستطلعة المريخ المدارية

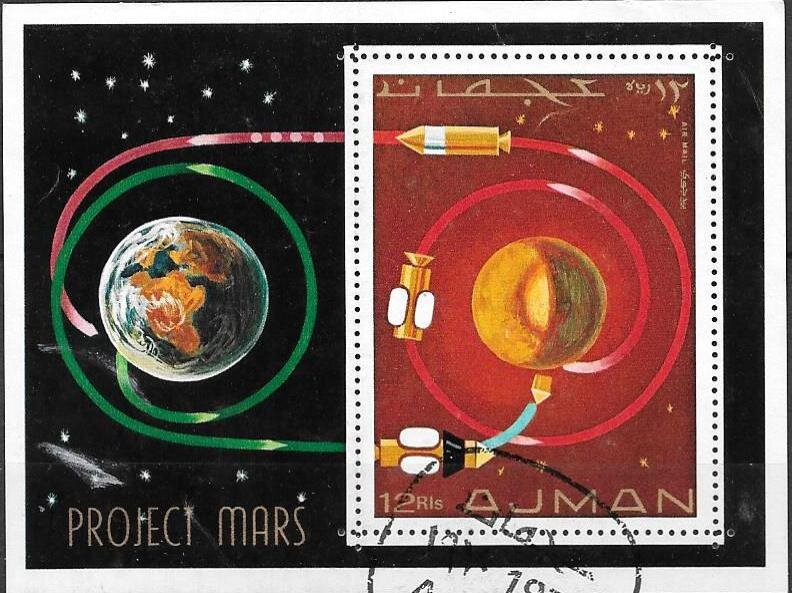
ورقة تذكارية بقيمة اثني عشر ريالا
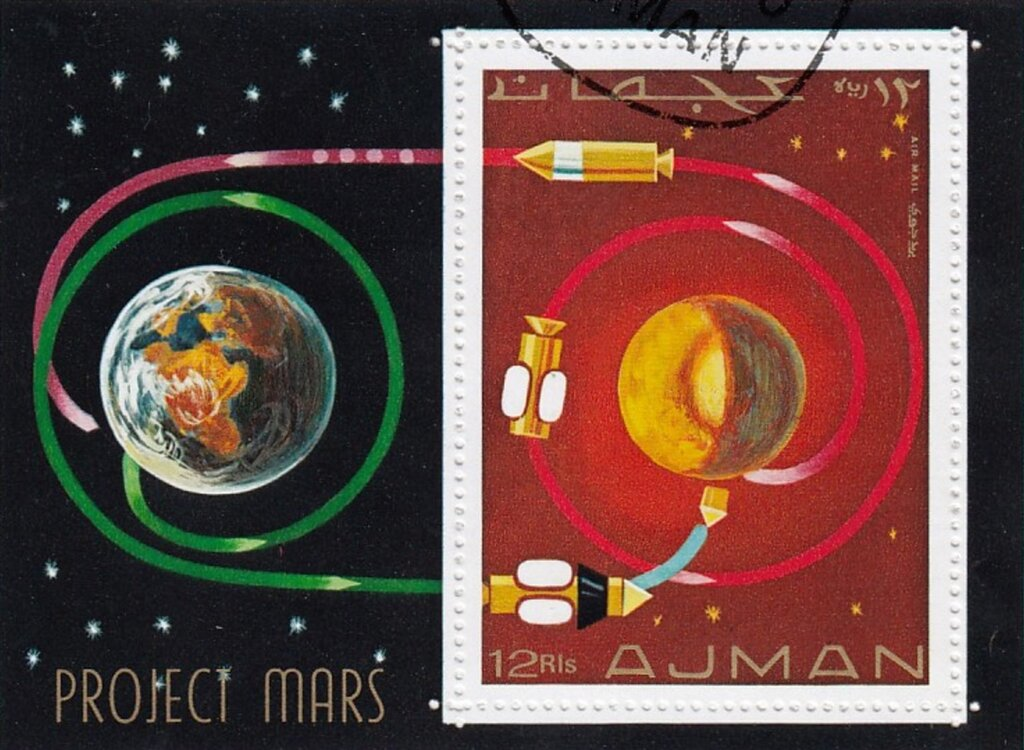
ورقة تذكارية بقيمة اثني عشر ريالا

## إصدارات الأزياء النابليونية في ألمانيا
ظهرت إصدارات الأزياء النابليونية المستخدمة في ألمانيا في الطوابع البريدية التي أُصدرت في إمارة عجمان عام 1971 وقد احتوت الطوابع على صور لرجال يرتدون الأزياء ويمسكون ما يناسبها من أسلحة:

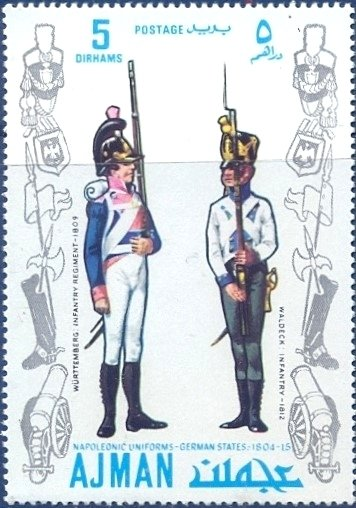
طابع مخرم بقيمة خمسة دراهم
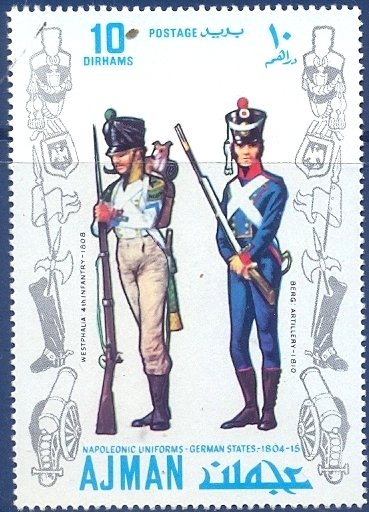
طابع مخرم بقيمة عشرة دراهم
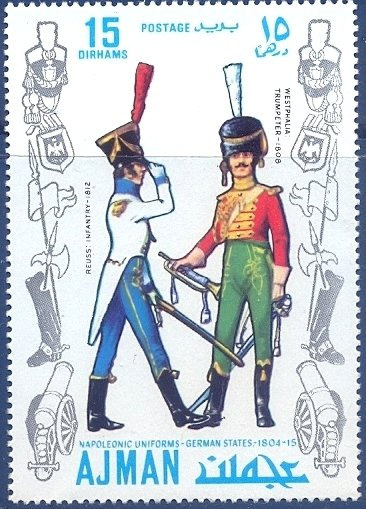
طابع مخرم بقيمة خمسة عشر درهما
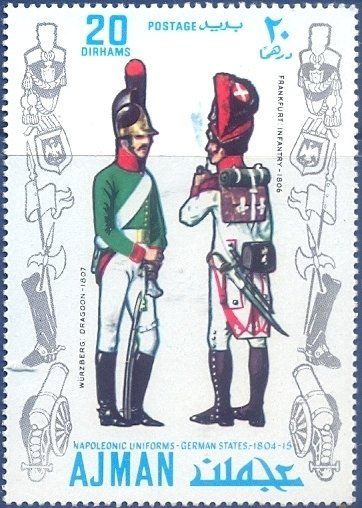
طابع مخرم بقيمة عشرين درهما
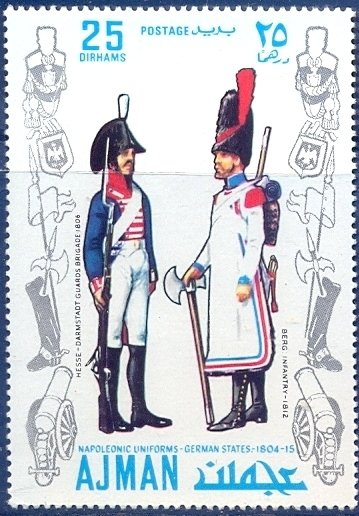
طابع مخرم بقيمة خمسة وعشرين درهما
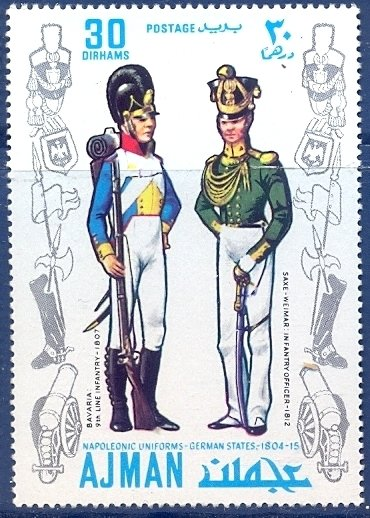
طابع مخرم بقيمة ثلاثين درهما
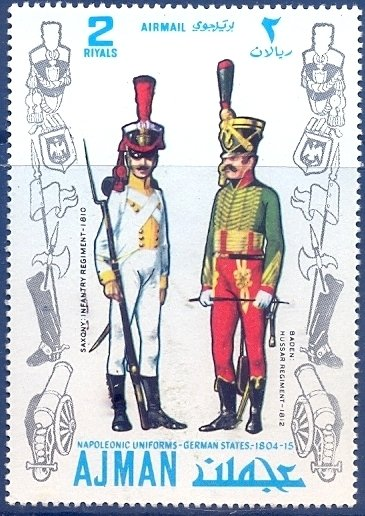
طابع مخرم بقيمة ريالين
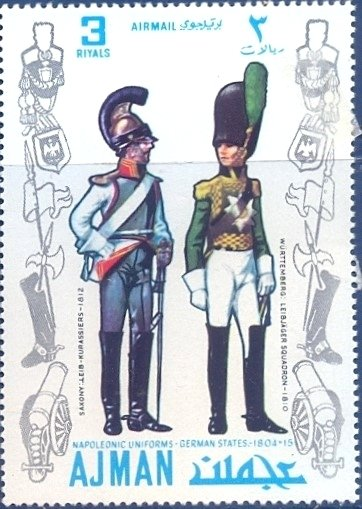
طابع مخرم بقيمة ثلاثة ريالات

## إصدارات الأزياء النابليونية في فرنسا
ظهرت إصدارات الأزياء النابليونية المستخدمة في فرنسا في الطوابع البريدية التي أُصدرت في إمارة عجمان وقد أُصدرت في الخامس والعشرين من شهر يناير عام 1971 وقد احتوت الطوابع على صور لرجال يرتدون الأزياء ويمسكون ما يناسبها من أسلحة:

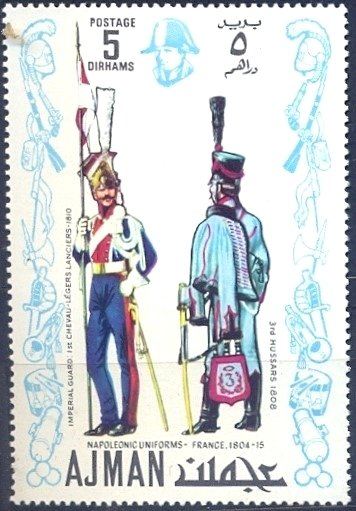
طابع مخرم بقيمة خمسة دراهم
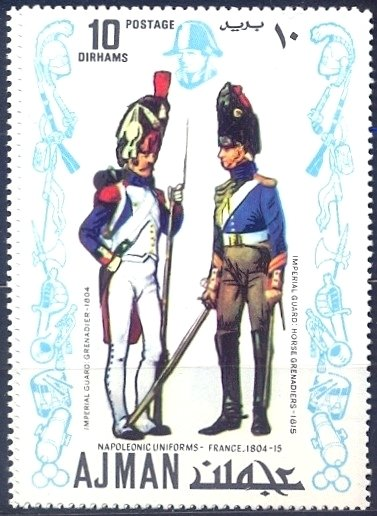
طابع مخرم بقيمة عشرة دراهم
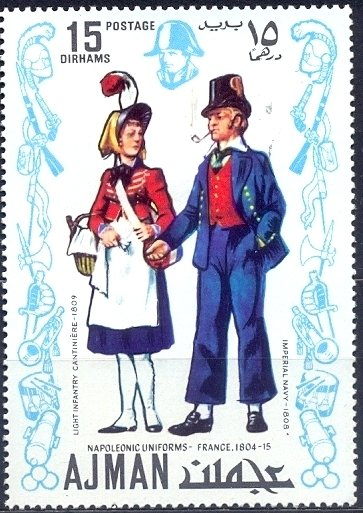
طابع مخرم بقيمة خمسة عشر درهما
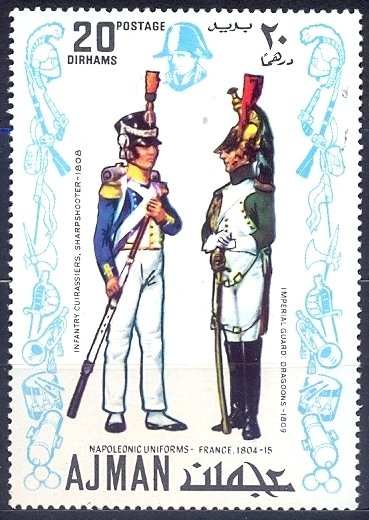
طابع مخرم بقيمة عشرين درهما
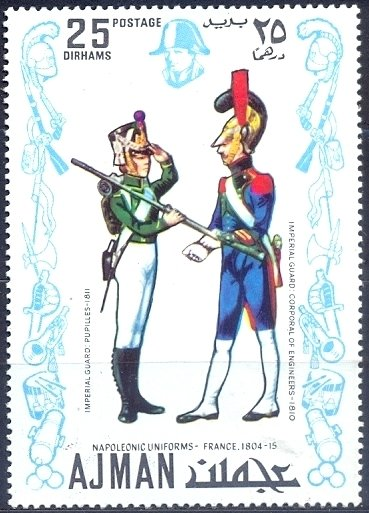
طابع مخرم بقيمة خمسة وعشرين درهما
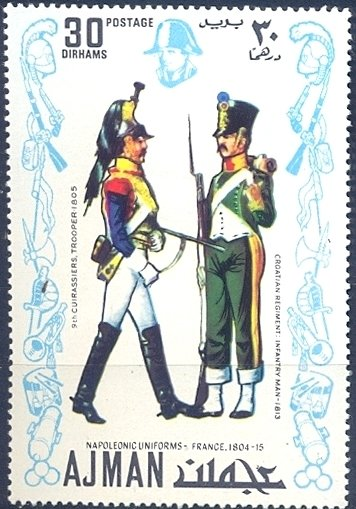
طابع مخرم بقيمة ثلاثين درهما
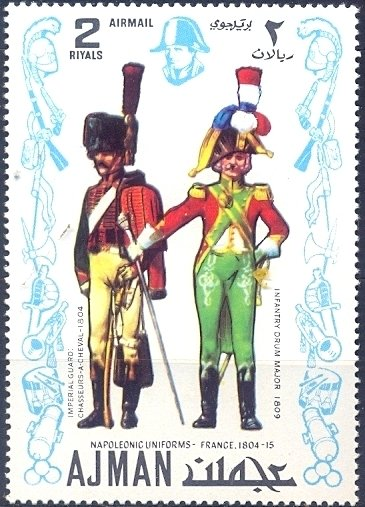
طابع مخرم بقيمة ريالين
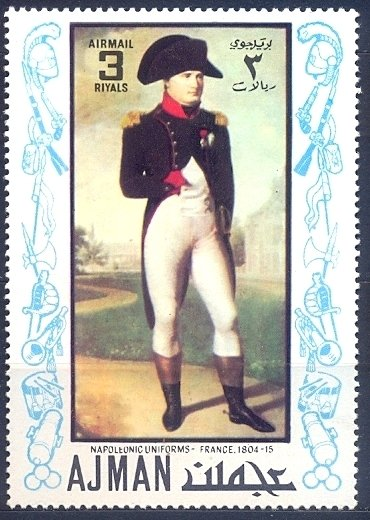
طابع مخرم بقيمة ثلاثة ريالات

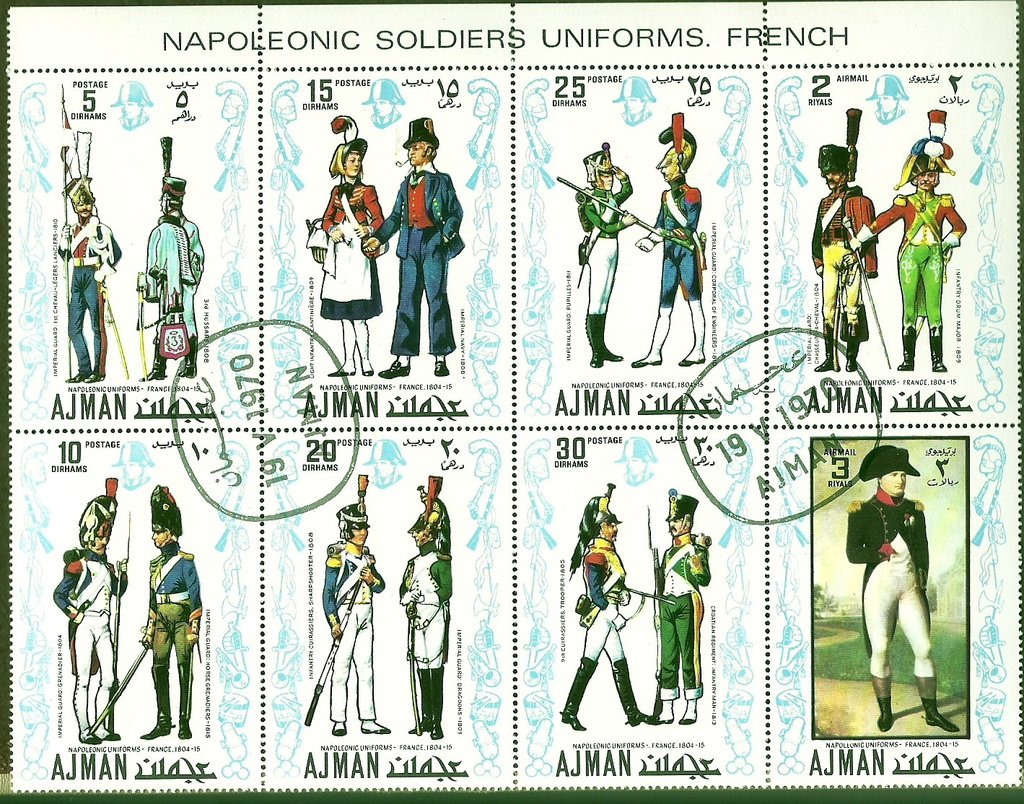
صحيفة طوابع كاملة تحتوي على ثمانية طوابع

## إصدارات الألعاب الأولمبية الصيفية في ميونخ (المجموعة الأولى)
أُصدرت طوابع بريدية للبريد العادي والبريد الجوي في الأول من شهر فبراير عام 1971 لمناسبة دورة الألعاب الصيفية العشرين التي جرت أحداثها في مدينة ميونخ الألمانية:

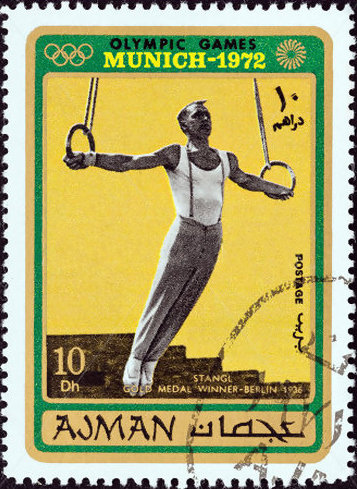
طابع مخرم بقيمة عشرة دراهم يحتوي على صورة لاعب الجمباز الألماني إينوزنز ستانجل
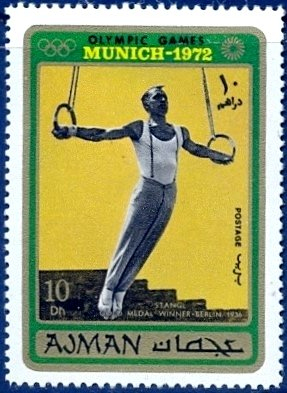
طابع مخرم بقيمة عشرة دراهم يحتوي على صورة لاعب الجمباز الألماني إينوزنز ستانجل
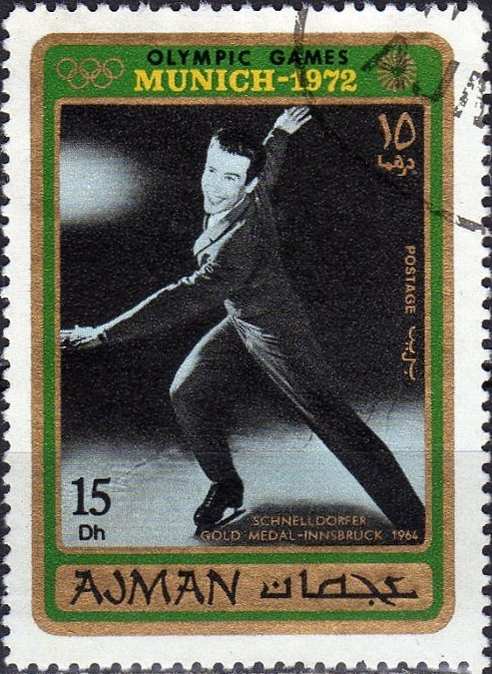
طابع مخرم بقيمة خمسة عشر درهما يحتوي على صورة المتزلج الفني الألماني مانفريد سنيلدورفر
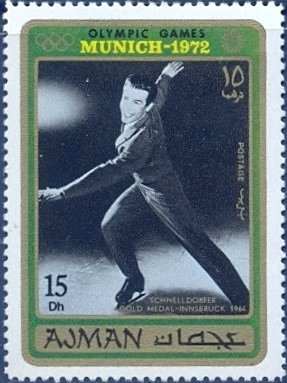
طابع مخرم بقيمة خمسة عشر درهما يحتوي على صورة المتزلج الفني الألماني مانفريد سنيلدورفر
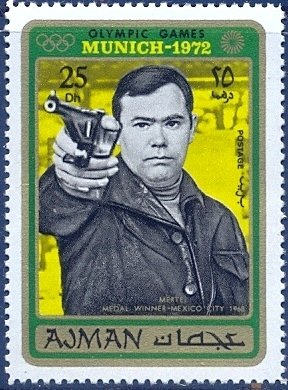
طابع مخرم بقيمة خمسة وعشرين درهما يحتوي على صورة لاعب الرماية الألماني هاينز مرتل
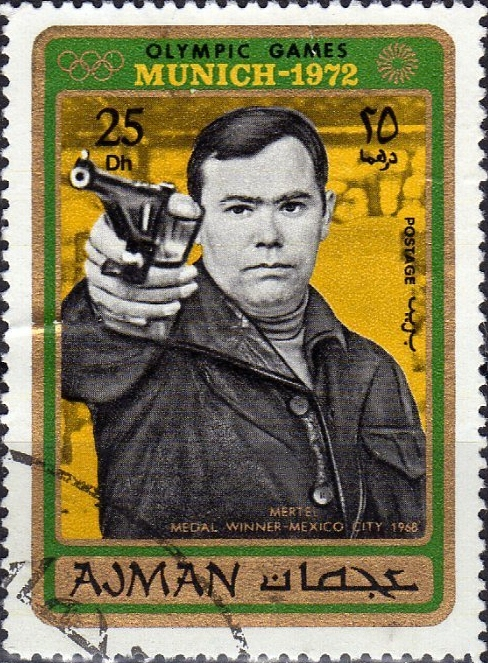
طابع مخرم بقيمة خمسة وعشرين درهما يحتوي على صورة لاعب الرماية الألماني هاينز مرتل
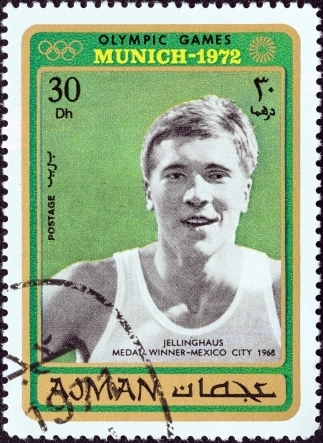
طابع مخرم بقيمة ثلاثين درهما يحتوي على صورة العداء الألماني مارتن جيلينغهاوس
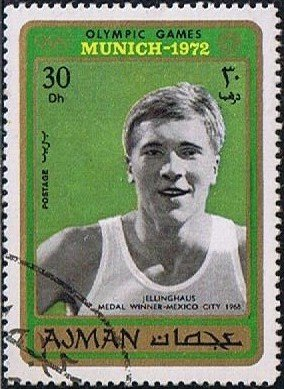
طابع مخرم بقيمة ثلاثين درهما يحتوي على صورة العداء الألماني مارتن جيلينغهاوس
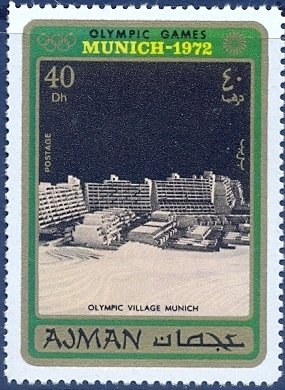
طابع مخرم بقيمة أربعين درهما يحتوي على صورة القرية الأولمبية في ميونخ
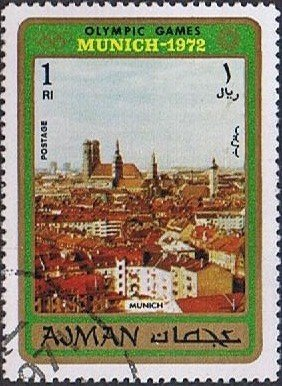
طابع مخرم بقيمة ريال قطري واحد يحتوي على صورة لمدينة ميونخ من المتحف الألماني
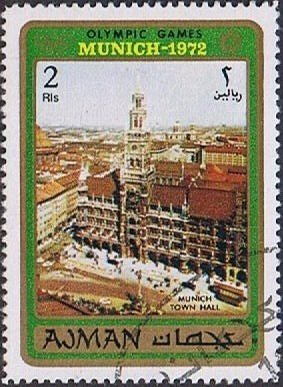
طابع مخرم بقيمة ريالين قطريين يحتوي على صورة قاعة بلدية مدينة ميونخ
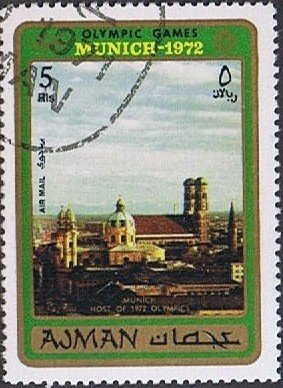
طابع مخرم بقيمة خمسة ريالات يحتوي على صورة كنيسة وكاتدرائية ميونخ

وأُصدرت بطاقات تذكارية للطوابع بقيمة ثلاثة ريالات لكل بطاقة:

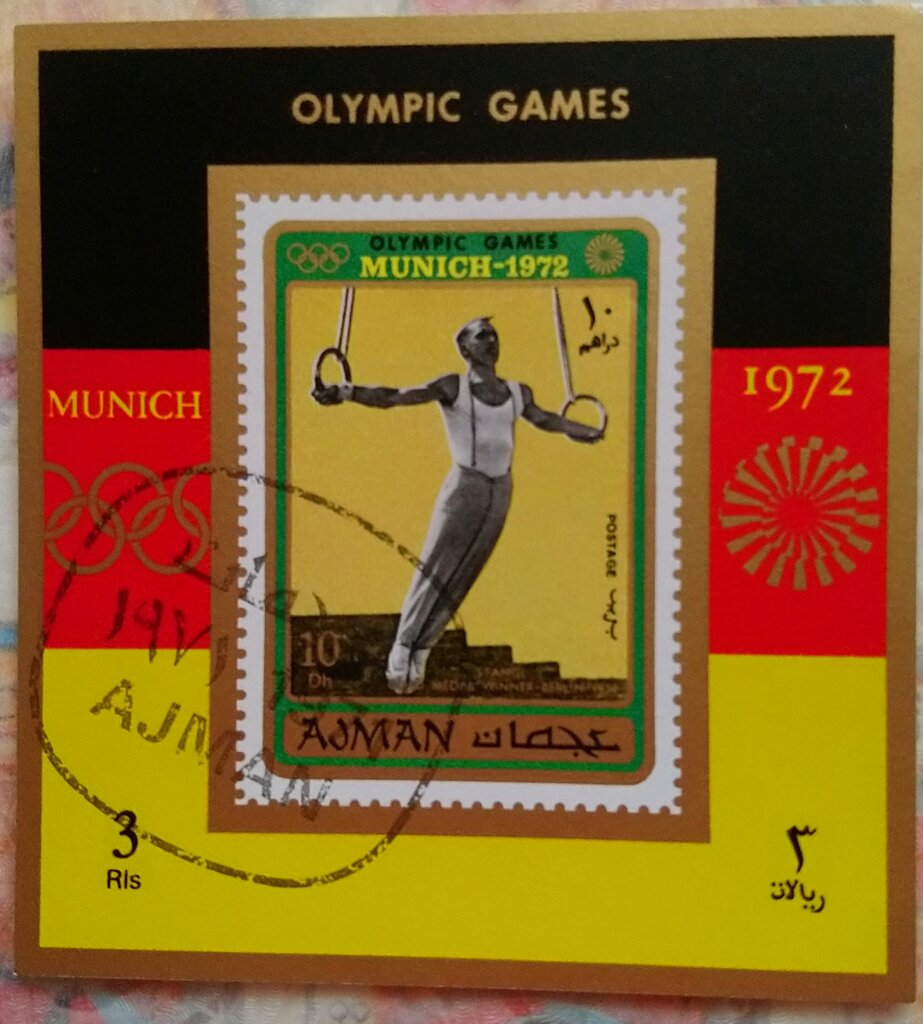
بطاقة تذكارية لطابع يحتوي على صورة إينوزنز ستانجل

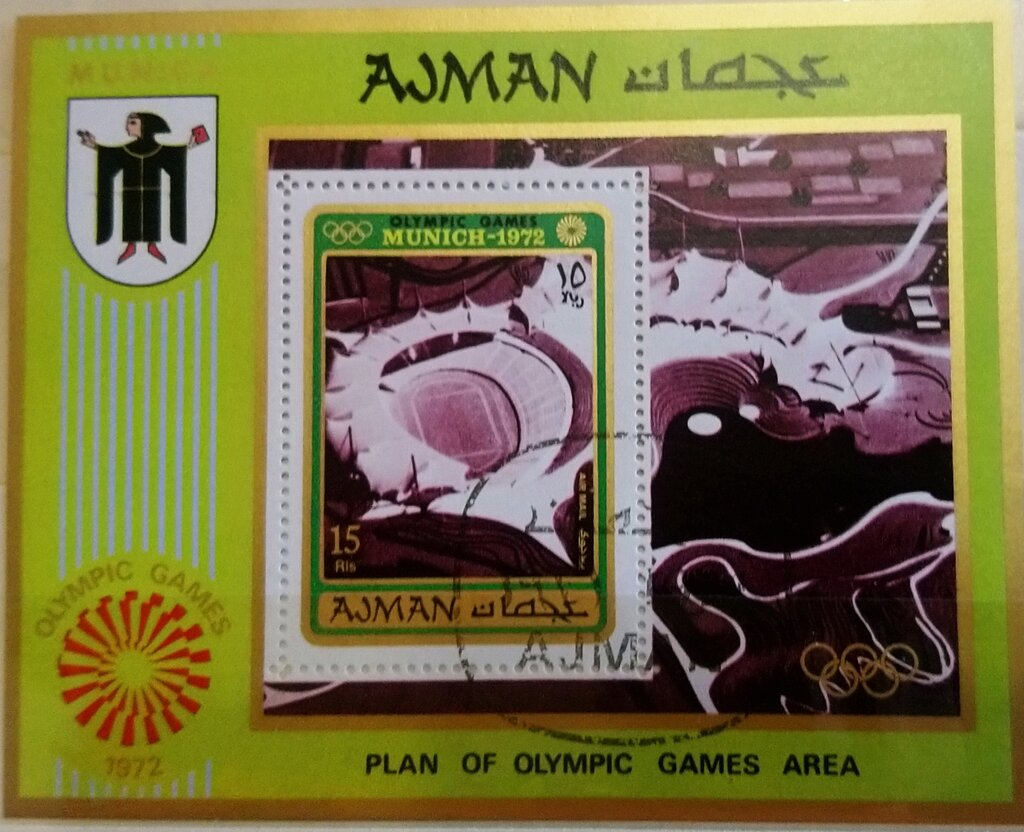
بطاقة تذكارية بقيمة خمسة عشر ريال قطري

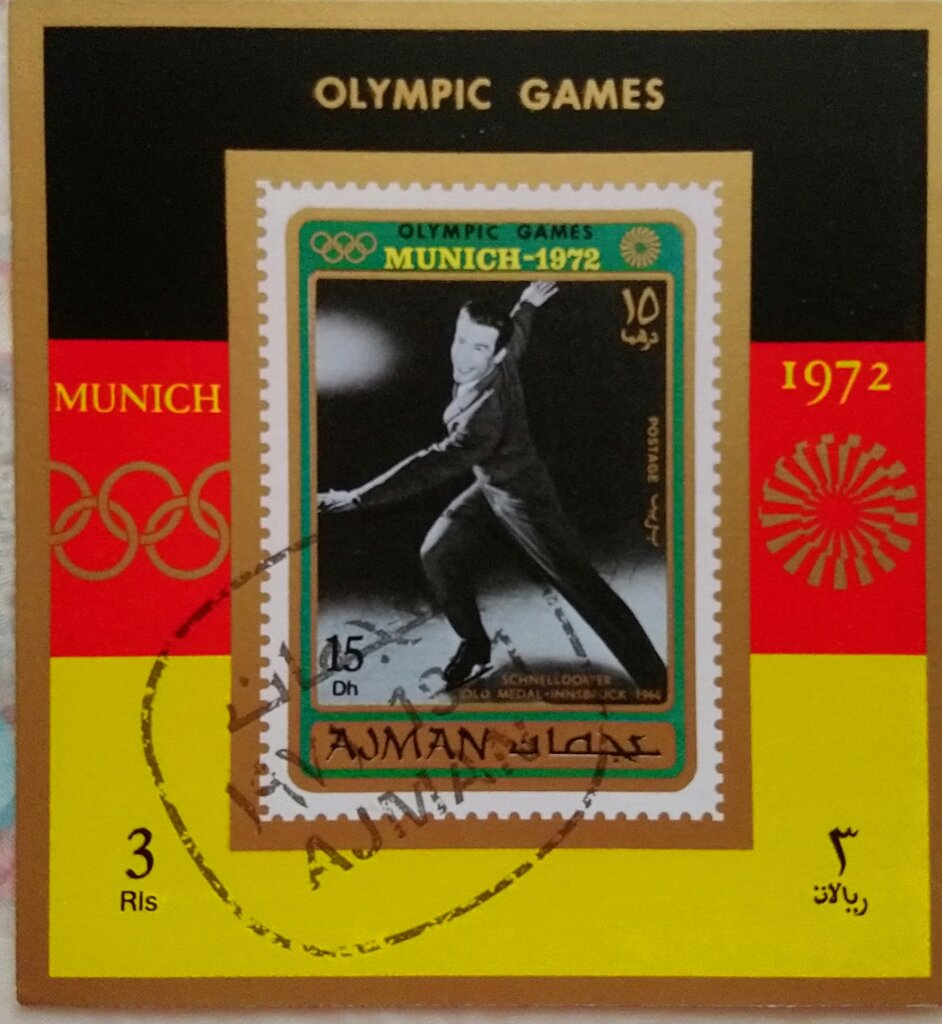
بطاقة تذكارية لطابع يحتوي على صورة مانفريد سنيلدورفر
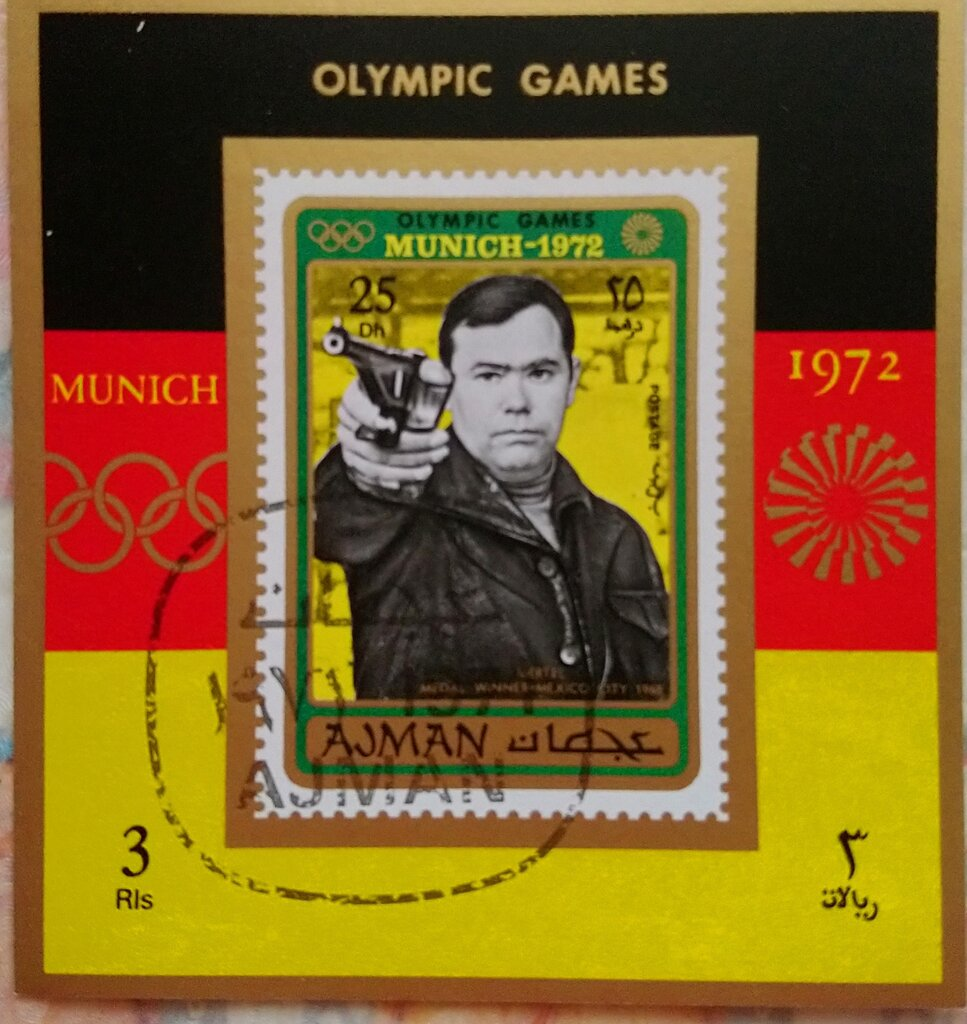
بطاقة تذكارية لطابع يحتوي على صورة هاينز مرتل
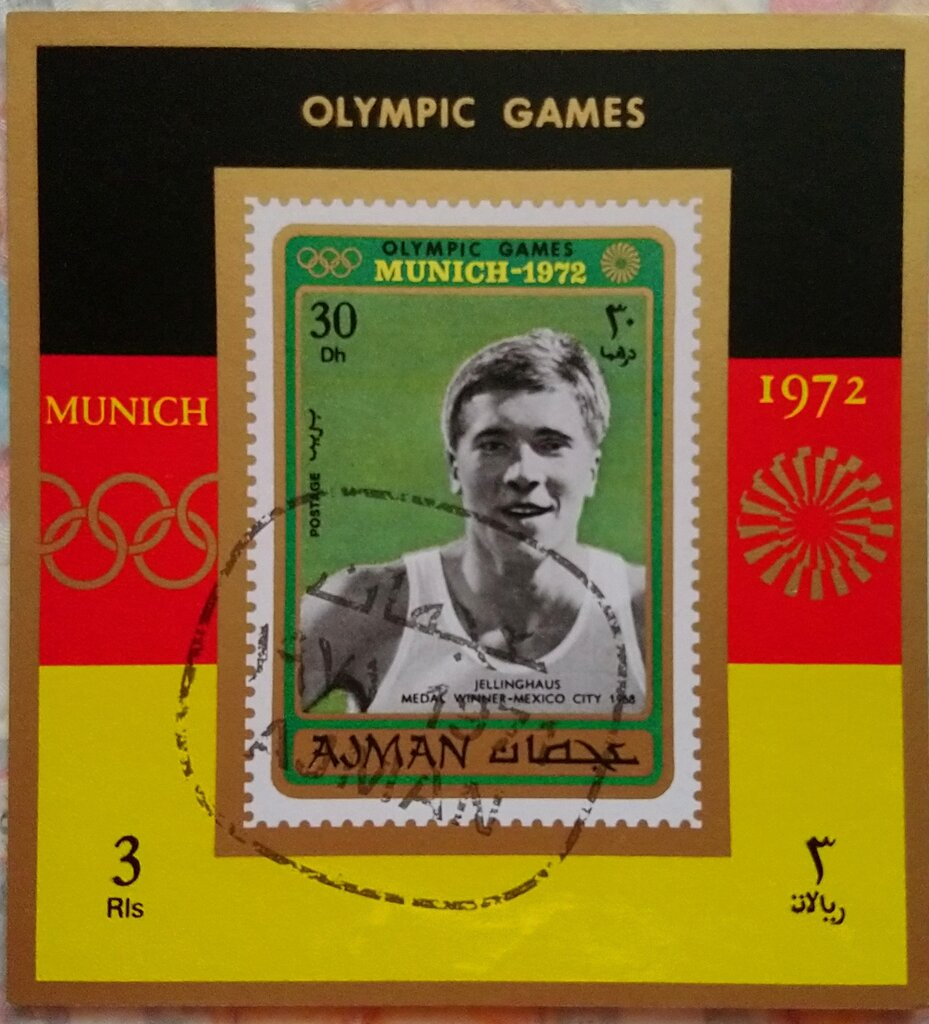
بطاقة تذكارية لطابع يحتوي على صورة مارتن جيلينغهاوس
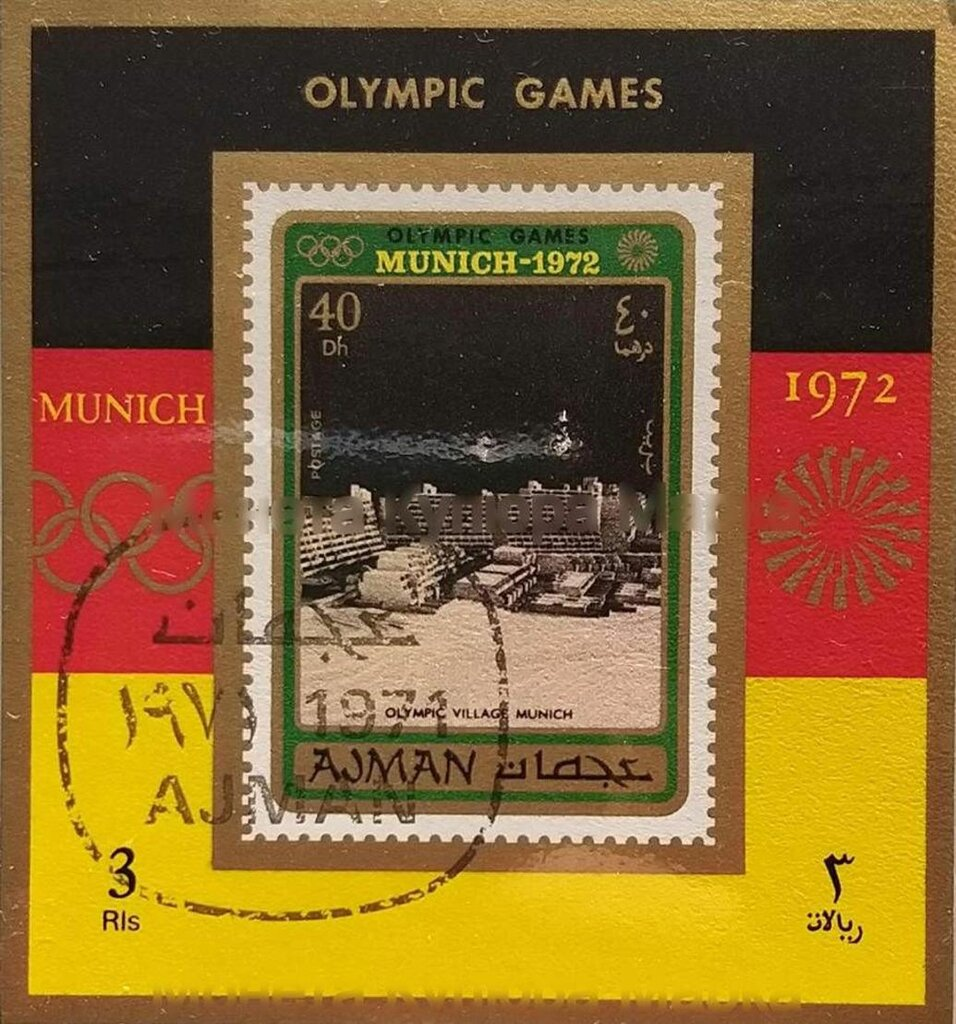
بطاقة تذكارية لطابع يحتوي على صورة القرية الأولمبية في مدينة ميونخ
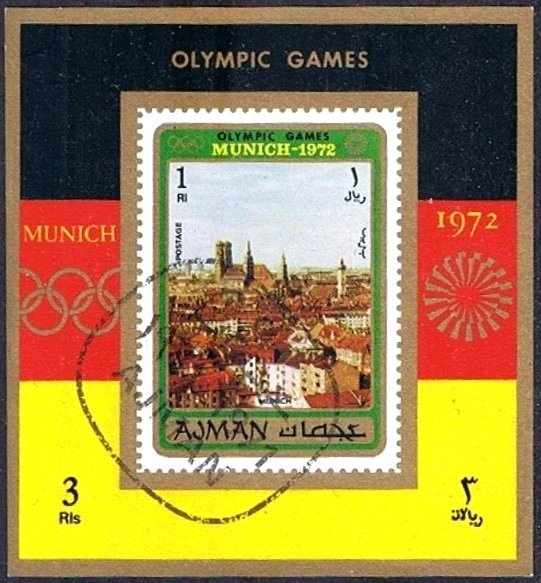
بطاقة تذكارية لطابع يحتوي على صورة لمدينة ميونخ من المتحف الألماني
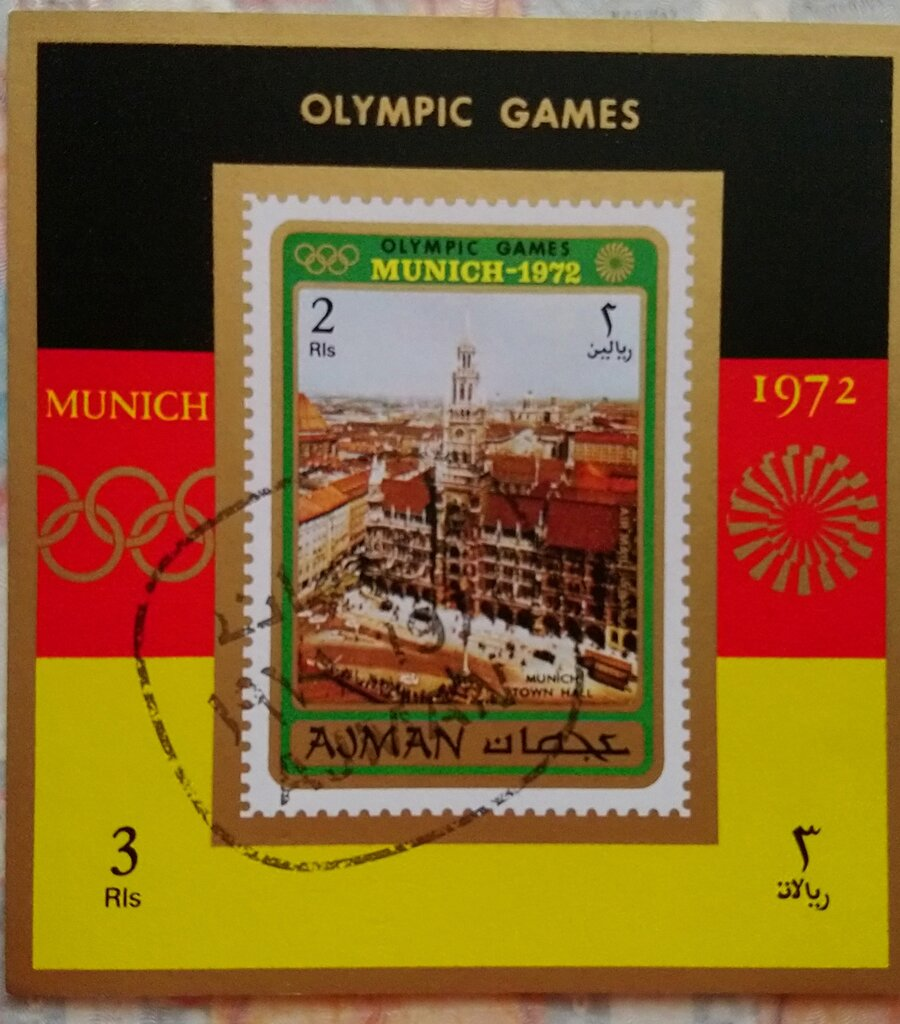
بطاقة تذكارية لطابع يحتوي على صورة قاعة بلدية مدينة ميونخ
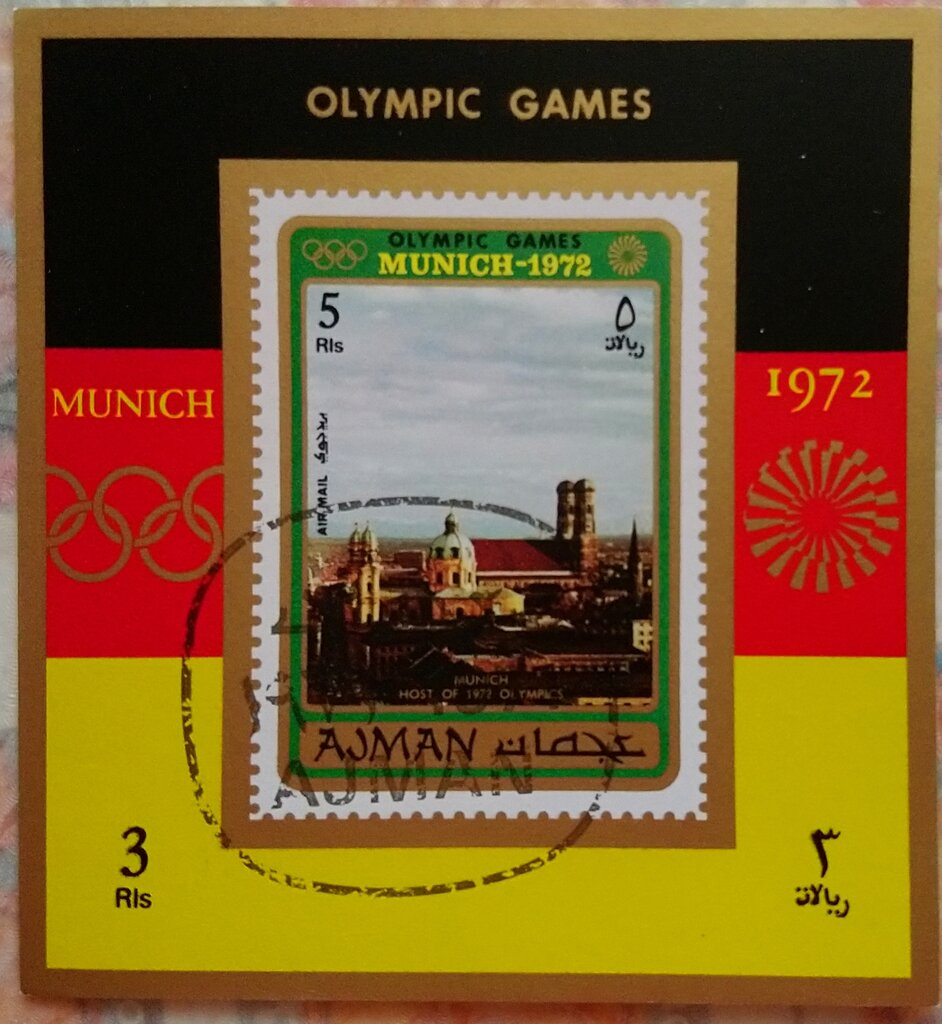
بطاقة تذكارية لطابع يحتوي على صورة لكنيسة وكاتدرائية ميونخ

## إصدارات لوحات ألكساندر روتش
أُصدرت ثمانية طوابع بريدية تحتوي على صور لوحات الرسام النمساوي ألكساندر روتش بقيم نقدية مختلفة في العشرين من شهر فبراير عام 1971:

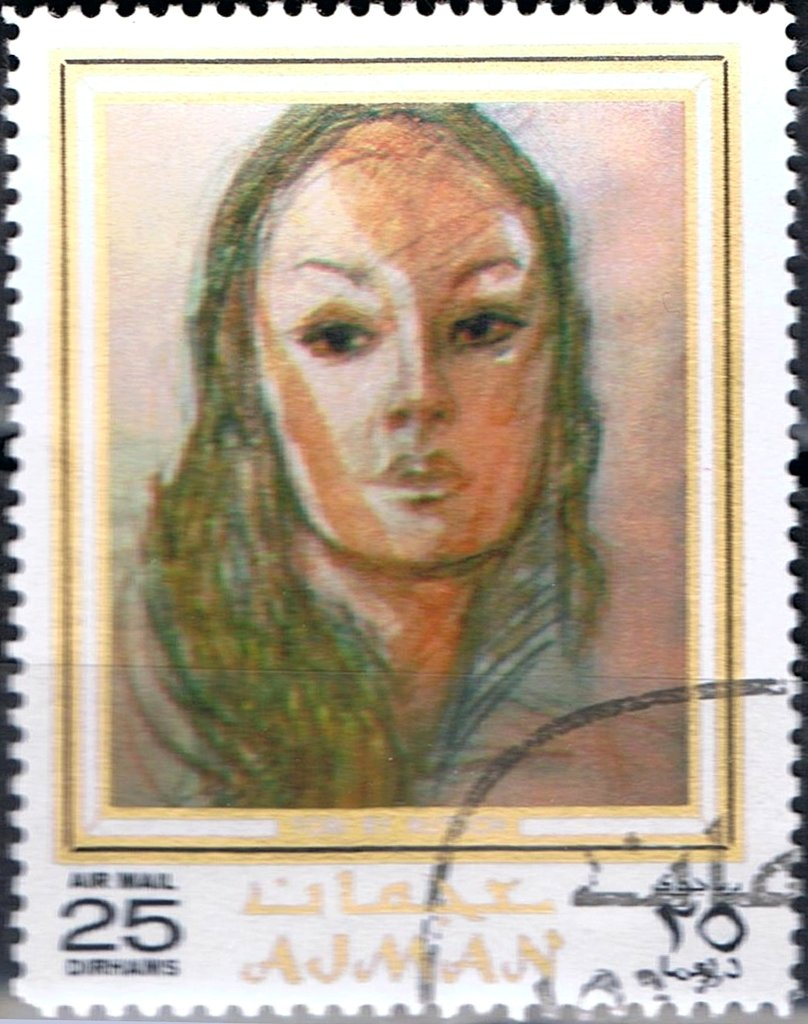
طابع مخرم بقيمة خمسة وعشرين درهما يحتوي على لوحة للرسام النمساوي ألكساندر روتش
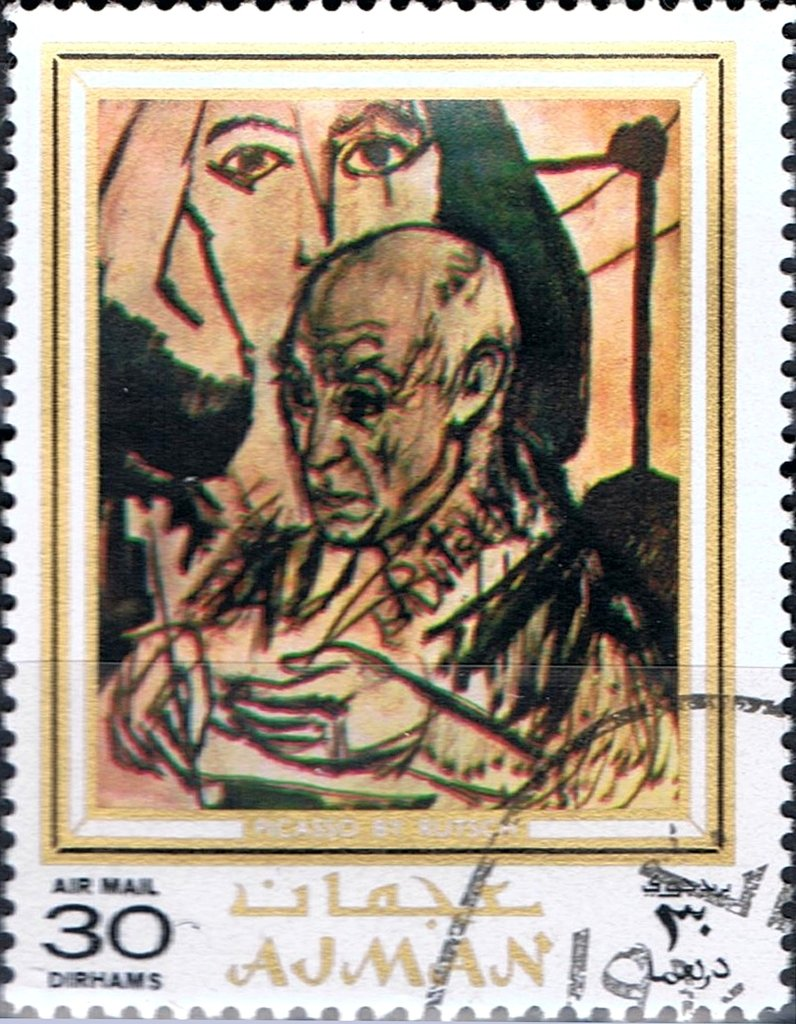
طابع مخرم بقيمة ثلاثين درهما يحتوي على لوحة للرسام النمساوي ألكساندر روتش
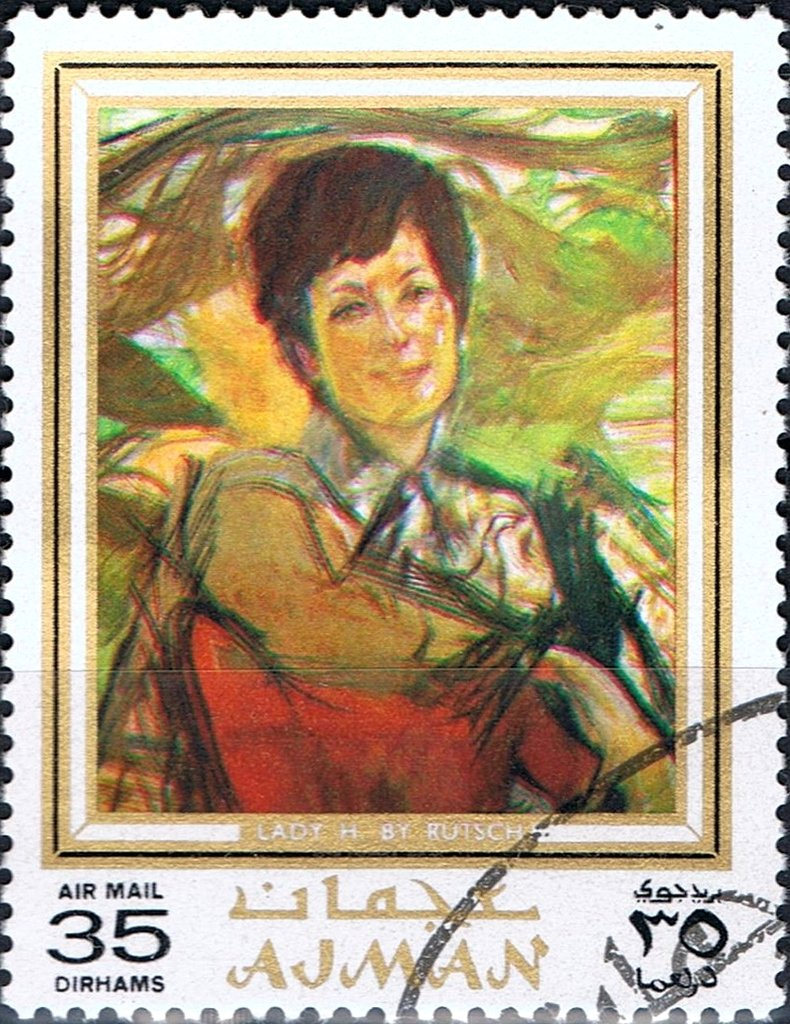
طابع مخرم بقيمة خمسة وثلاثين درهما يحتوي على لوحة للرسام النمساوي ألكساندر روتش
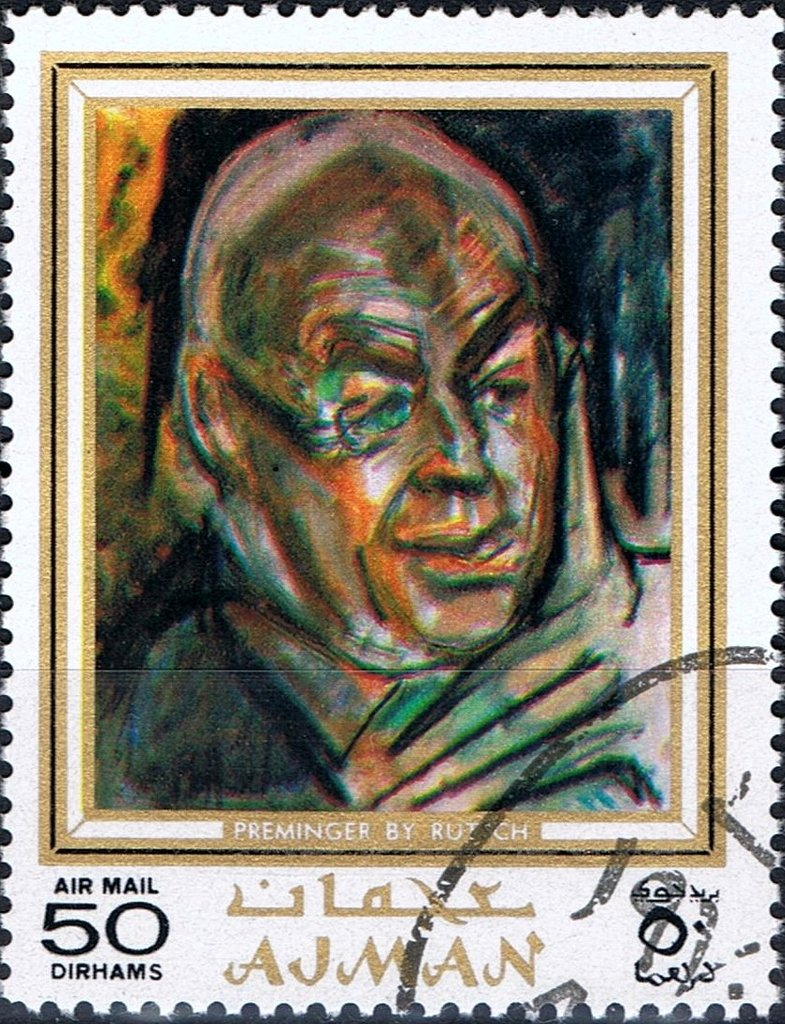
طابع مخرم بقيمة خمسين درهما يحتوي على لوحة للرسام النمساوي ألكساندر روتش
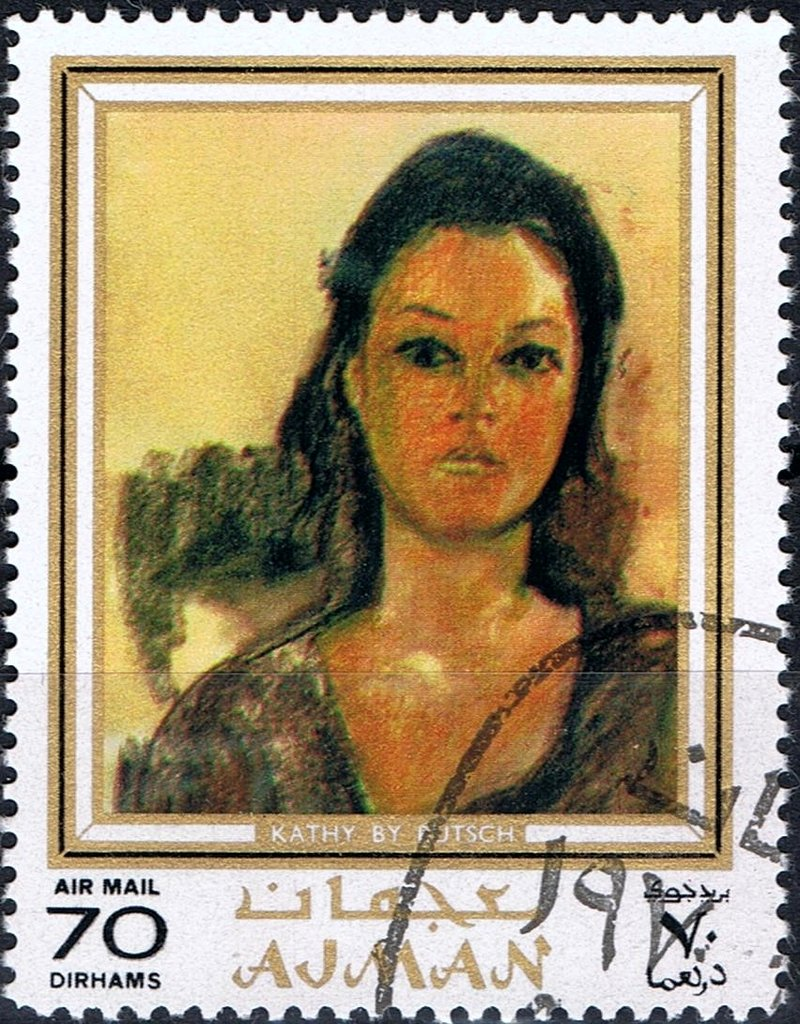
طابع مخرم بقيمة سبعين درهما يحتوي على لوحة للرسام النمساوي ألكساندر روتش
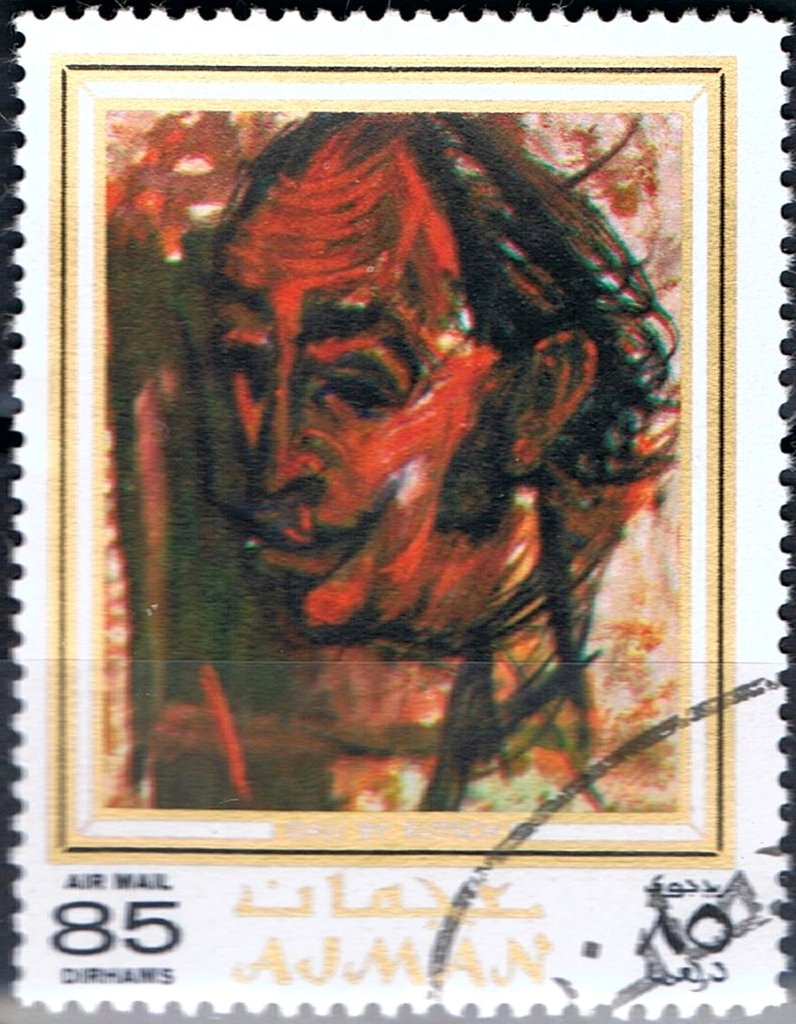
طابع مخرم بقيمة خمسة وثمانين درهما يحتوي على لوحة للرسام النمساوي ألكساندر روتش
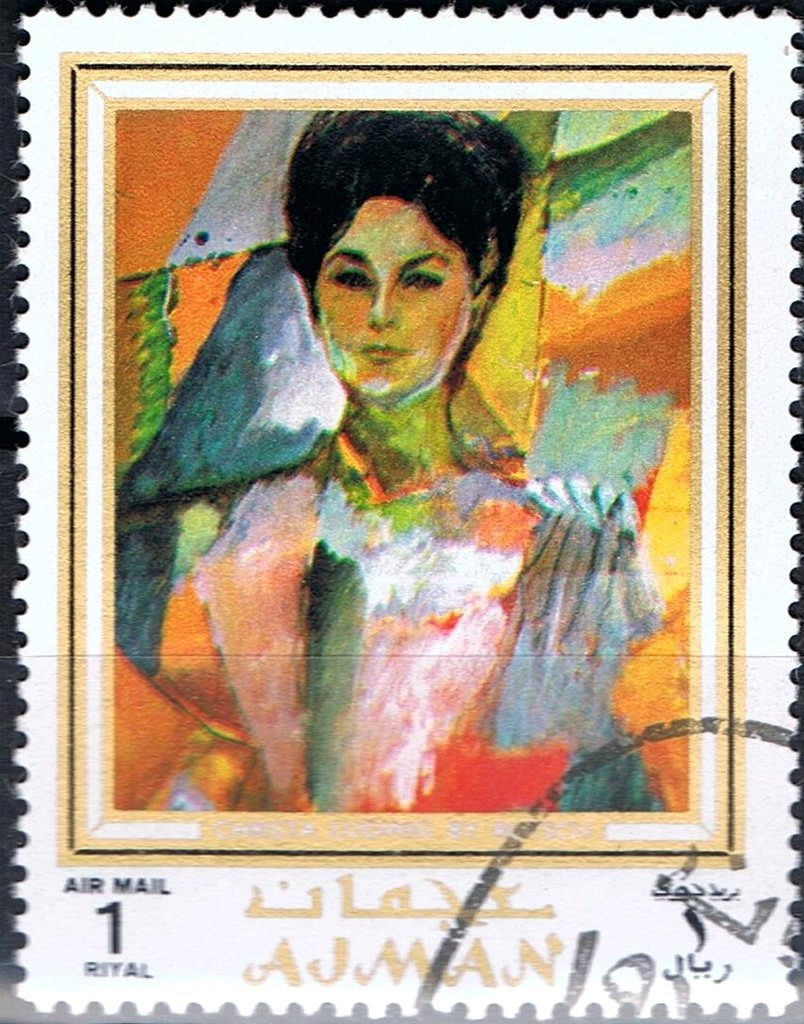
طابع مخرم بقيمة ريال قطري واحد يحتوي على لوحة للرسام النمساوي ألكساندر روتش
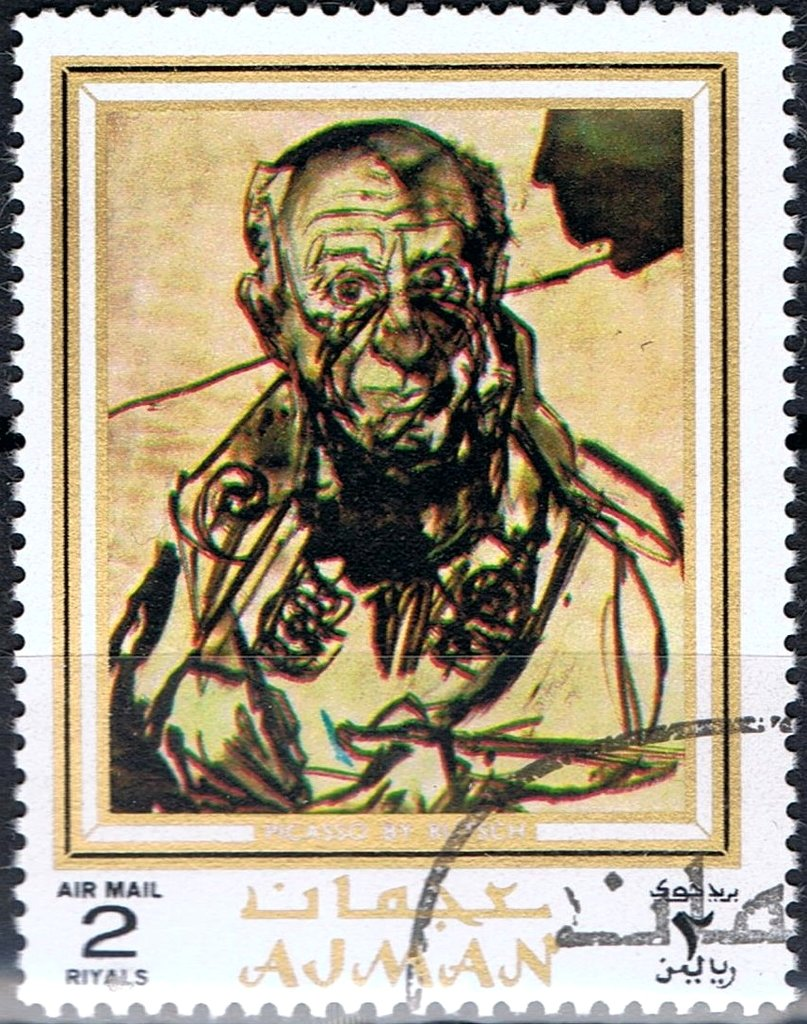
طابع مخرم بقيمة ريالين يحتوي على لوحة للرسام النمساوي ألكساندر روتش

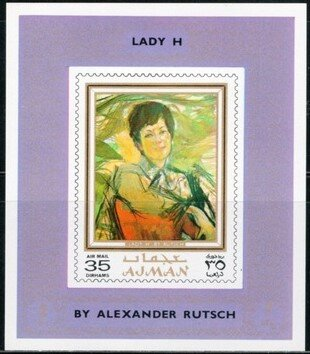
بطاقة تذكارية تحتوي على طابع
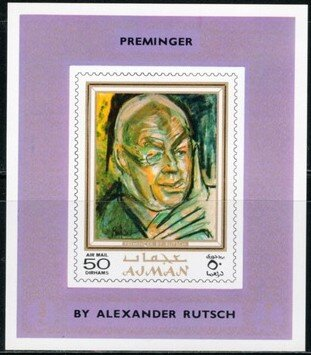
بطاقة تذكارية تحتوي على طابع
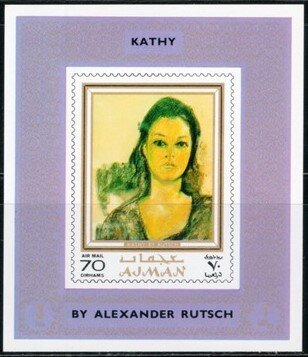
بطاقة تذكارية تحتوي على طابع
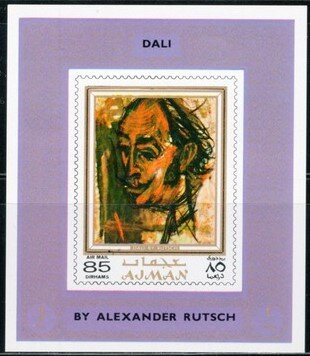
بطاقة تذكارية تحتوي على طابع
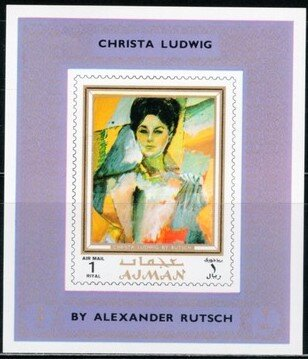
بطاقة تذكارية تحتوي على طابع
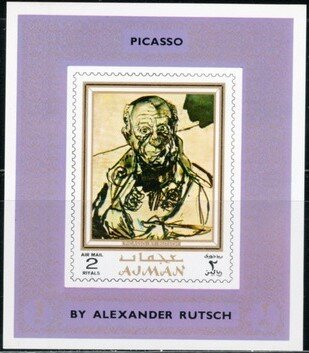
بطاقة تذكارية تحتوي على طابع
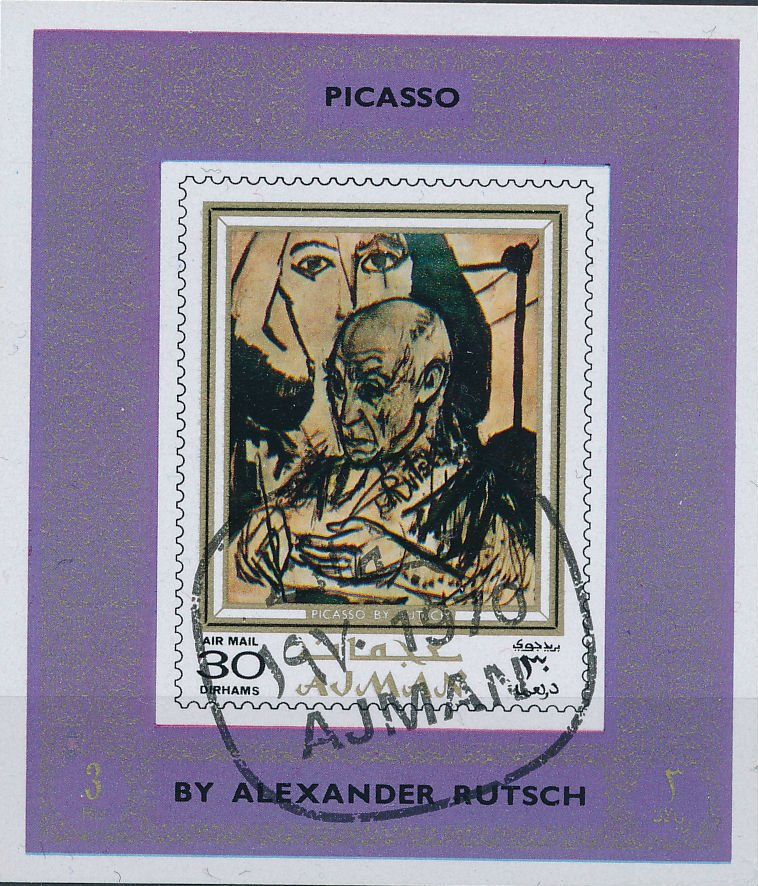
بطاقة تذكارية تحتوي على طابع

## إصدارات لوحات الرعاية
ظهرت إصدارات للوحات فنية عن الرعاية تحتوي على صور متنوعة من لوحات فنية لرسامين عالميين عن رعاية المرضى وزيارات الأطباء وكان أصدارها في العشرين من شهر فبراير عام 1971:

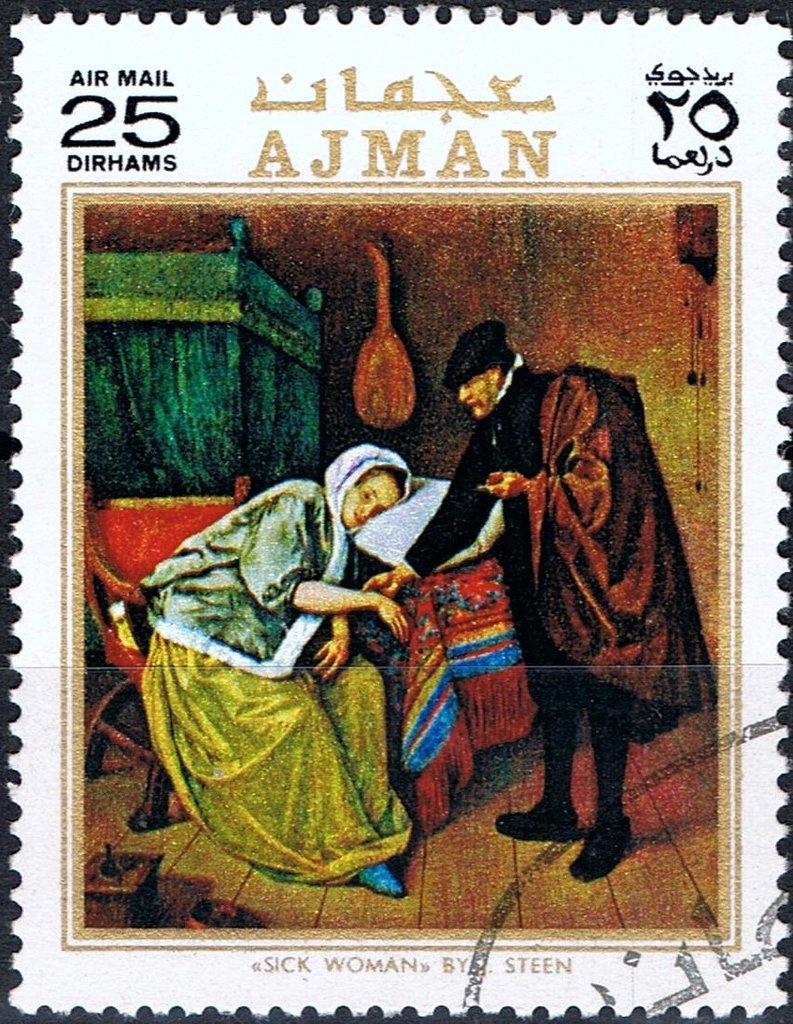
طابع مخرم بقيمة خمسة وعشرين درهما يحتوي على لوحة (المرأة المريضة) للرسام الهولندي يان ستين
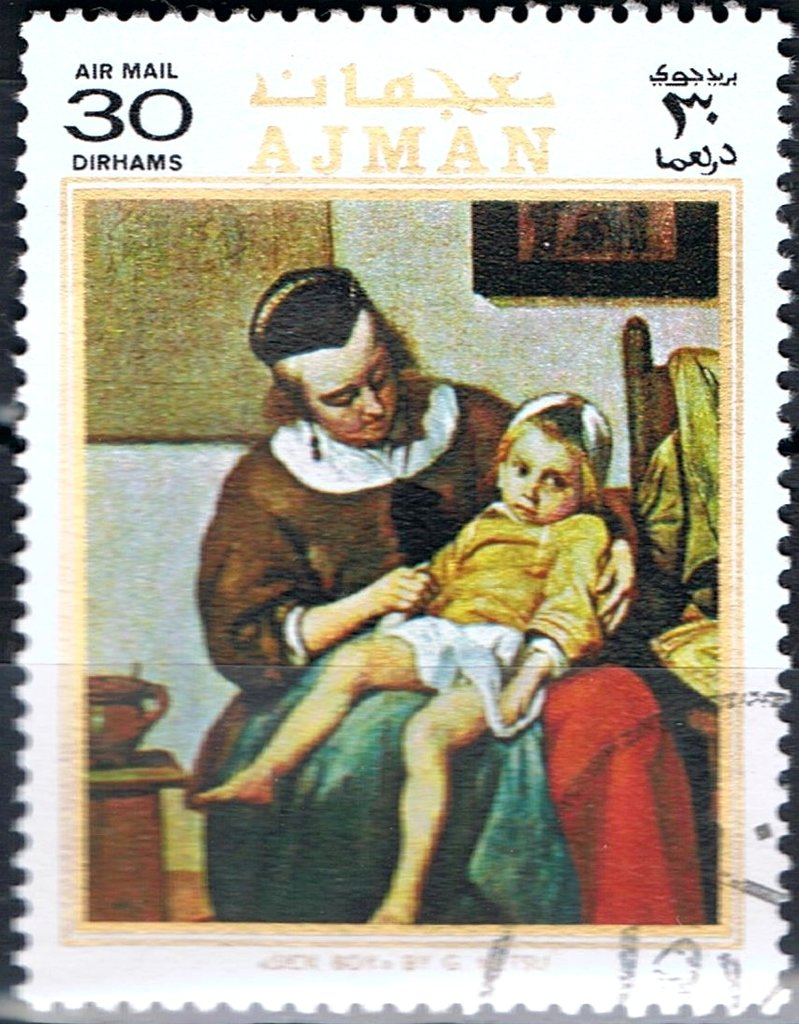
طابع مخرم بقيمة ثلاثين درهما يحتوي على لوحة (الأم ترعى طفلها المريض) للرسام الهولندي غبرييل ميتسو
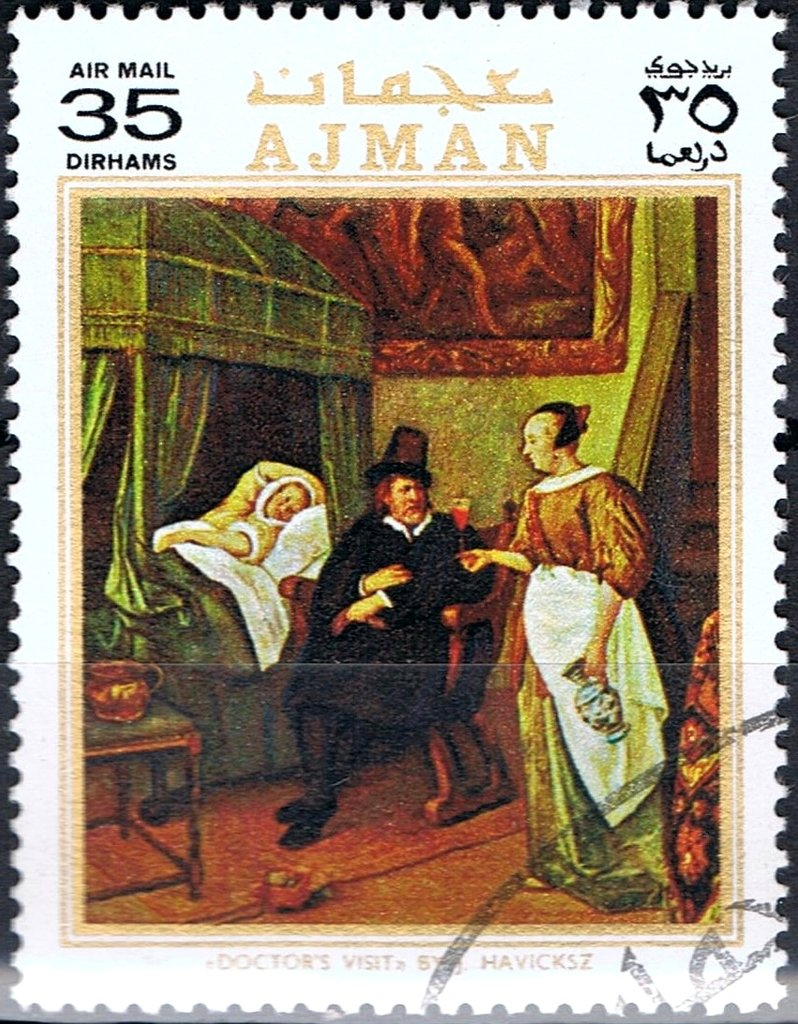
طابع مخرم بقيمة خمسة وثلاثين درهما يحتوي على لوحة (زيارة الطبيب) للرسام الهولندي يان ستين
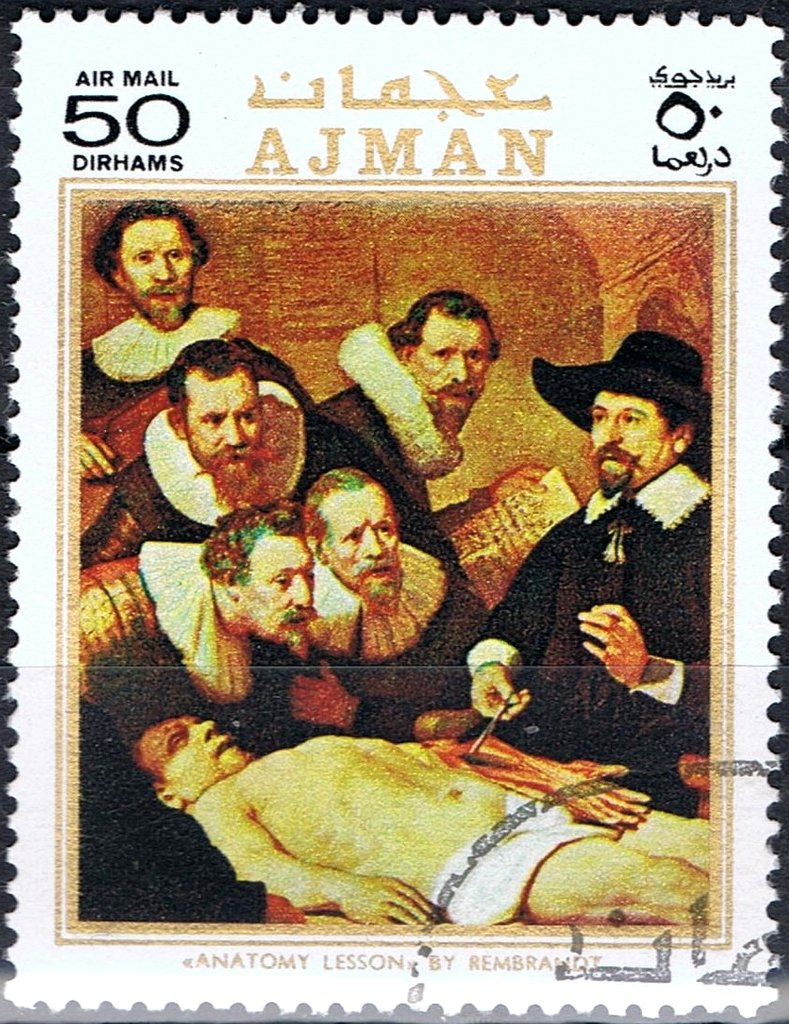
طابع مخرم بقيمة خمسين درهما يحتوي على لوحة درس التشريح مع الدكتور تولب للرسام الهولندي رامبرانت
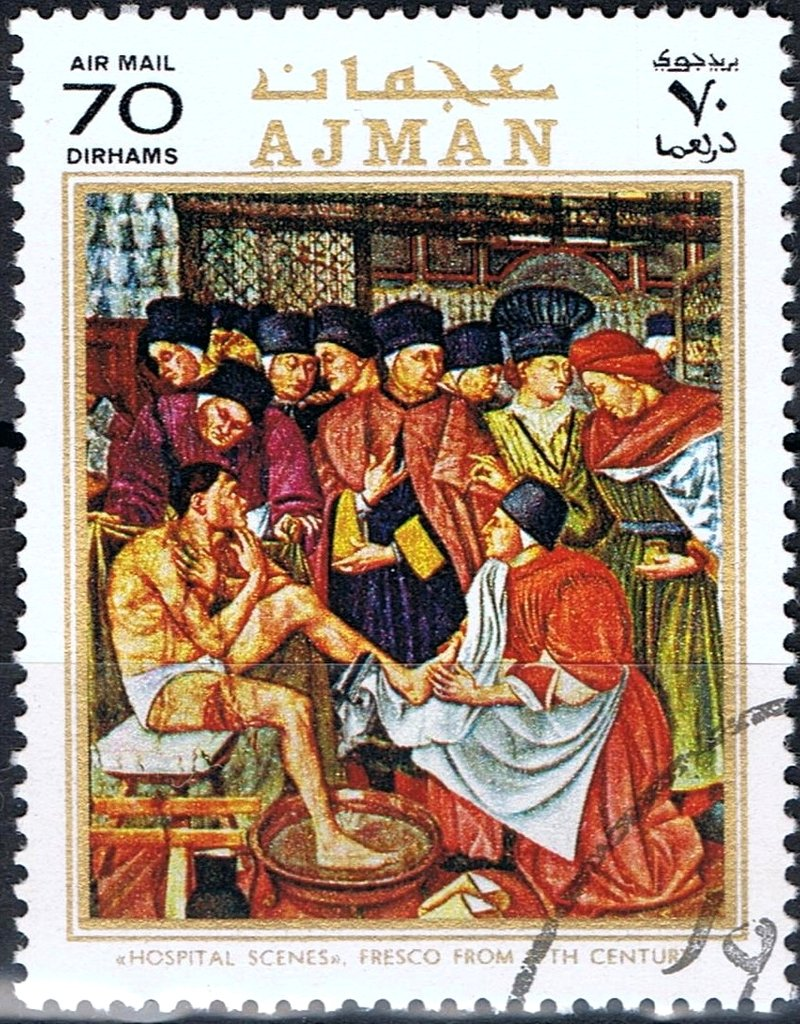
طابع مخرم بقيمة سبعين درهما يحتوي على لوحة (مشهد في المستشفى) للرسام الهولندي روبرت كامبين
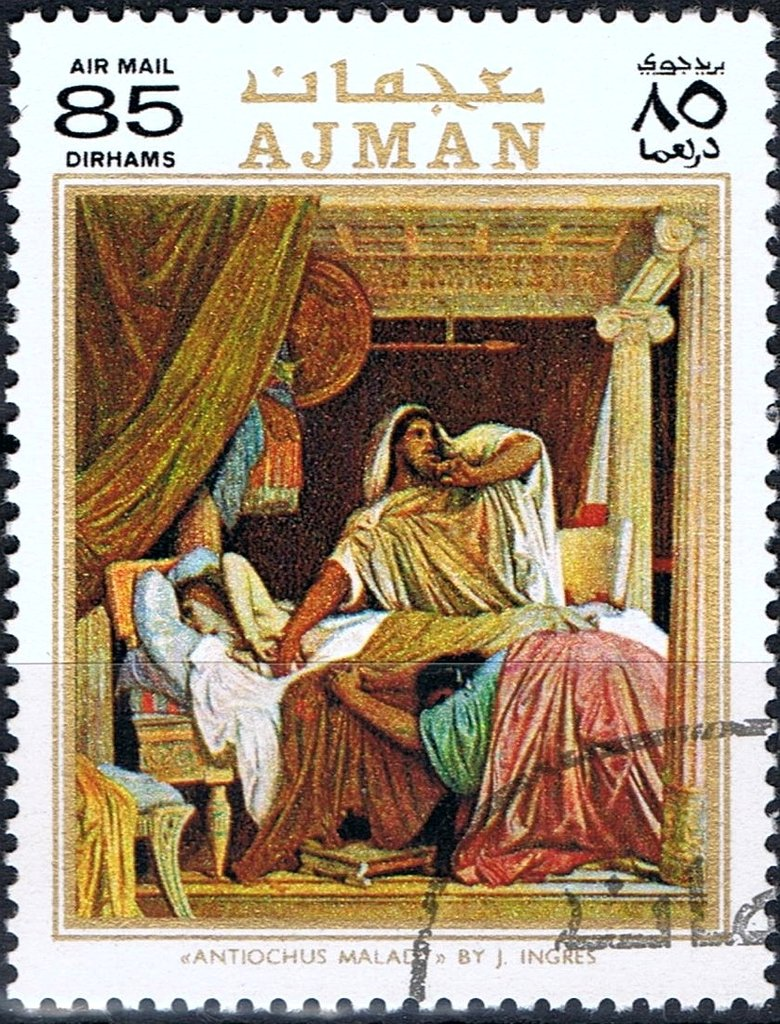
طابع مخرم بقيمة خمسة وثمانين درهما يحتوي على لوحة للرسام الفرنسي جان أوغست دومينيك آنغر
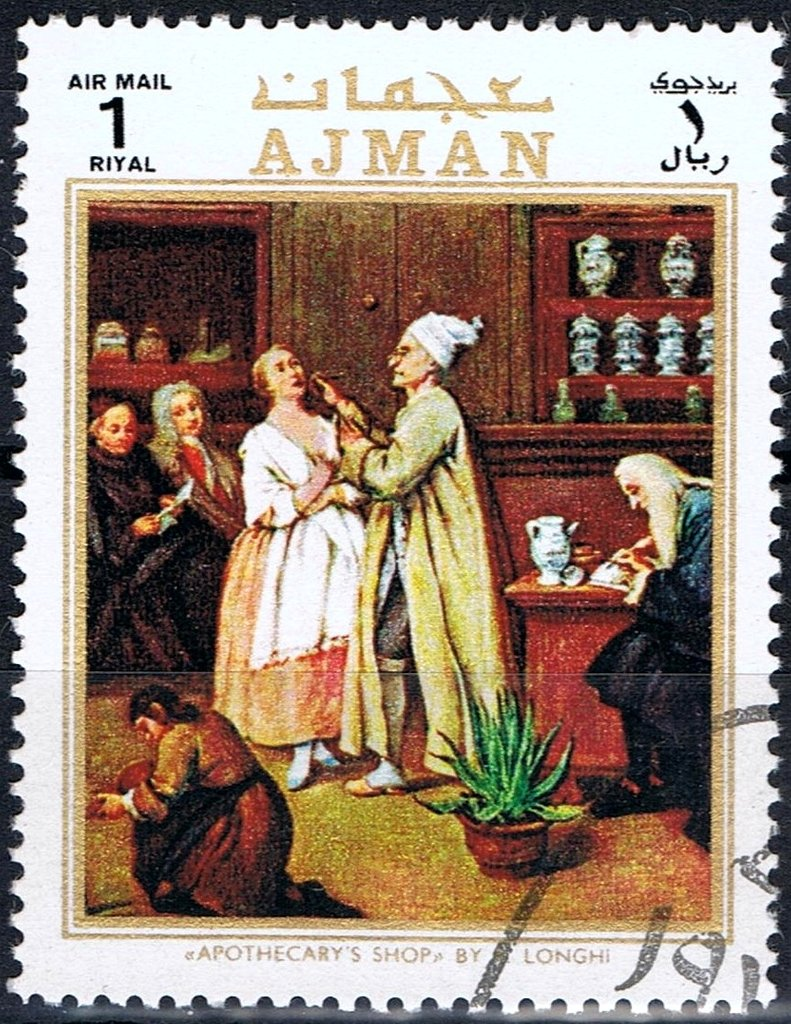
طابع مخرم بقيمة ريال قطري واحد يحتوي على لوحة (الصيدلية) للرسام الإيطالي بييترو لونغي
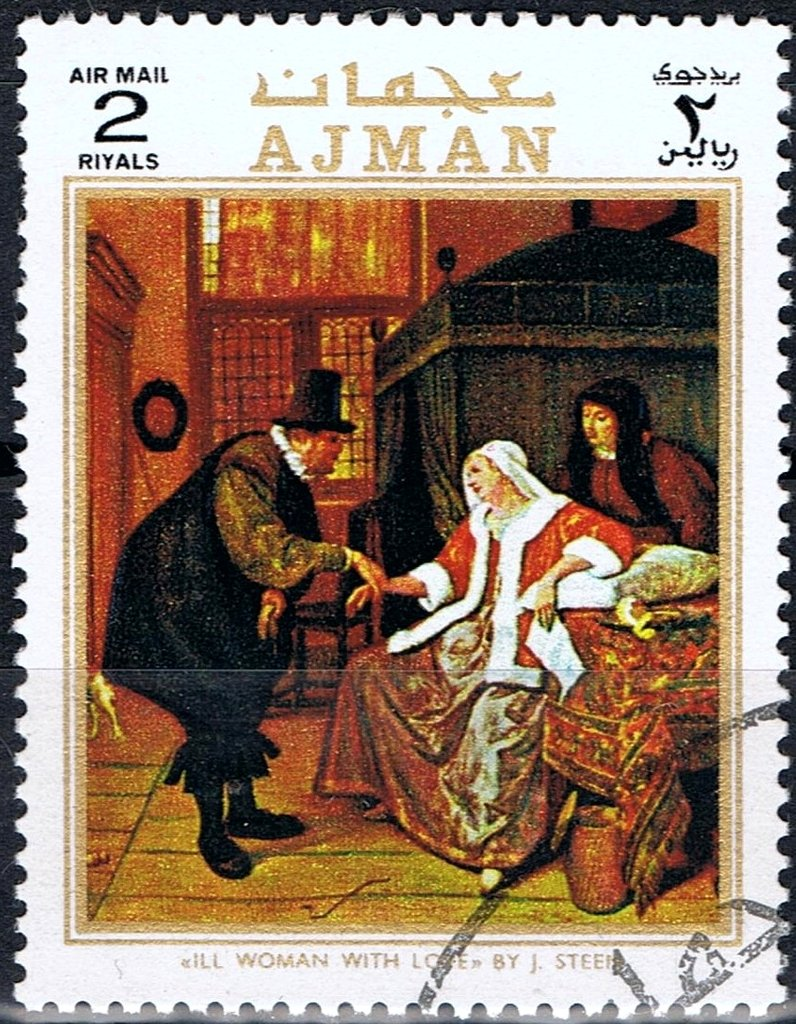
طابع مخرم بقيمة ريالين قطريين يحتوي على لوحة للرسام الهولندي يان ستين

وأُصدرت بطاقات تذكارية بقيمة ثلاثة ريالات قطرية تحتوي كل بطاقة على صورة طابع بخلفية ذات لون أخضر وإطار مزخرف:

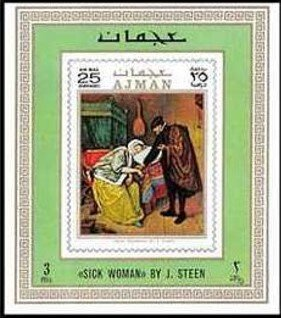
بطاقة تذكارية تحتوي على صورة طابع
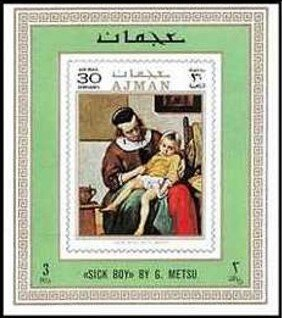
بطاقة تذكارية تحتوي على صورة طابع
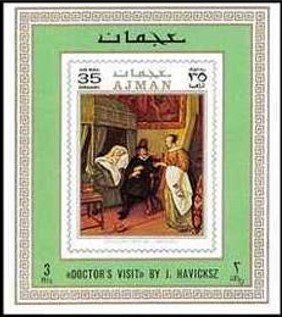
بطاقة تذكارية تحتوي على صورة طابع
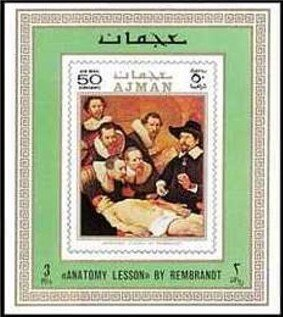
بطاقة تذكارية تحتوي على صورة طابع
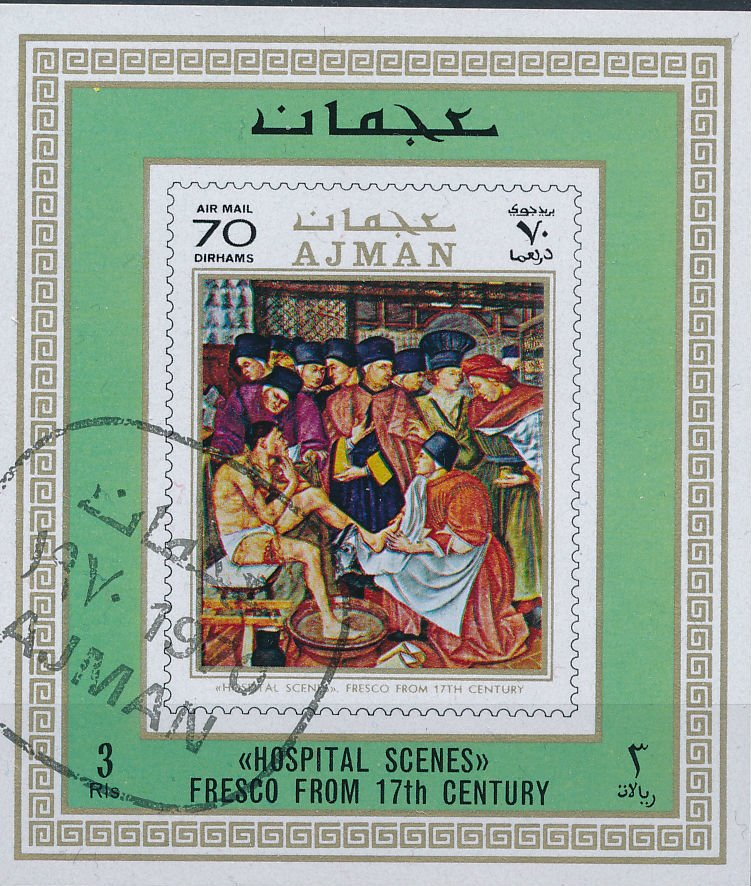
بطاقة تذكارية تحتوي على صورة طابع
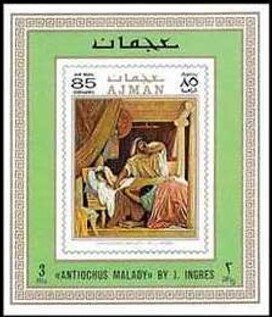
بطاقة تذكارية تحتوي على صورة طابع
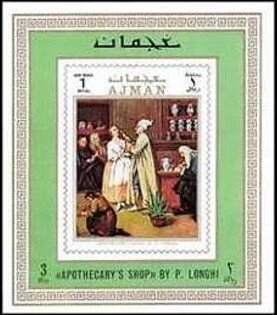
بطاقة تذكارية تحتوي على صورة طابع
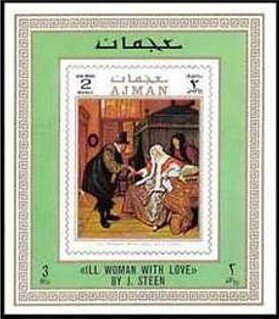
بطاقة تذكارية تحتوي على صورة طابع

## إصدارات الألعاب الأولمبية الصيفية في ميونخ (المجموعة الثانية)
أُصدرت طوابع بريدية للبريد العادي والبريد الجوي في الأول من شهر فبراير عام 1971 لمناسبة دورة الألعاب الصيفية العشرين التي جرت أحداثها في مدينة ميونخ الألمانية وكان إصدارها في الثاني والعشرين من شهر فبراير عام 1971:

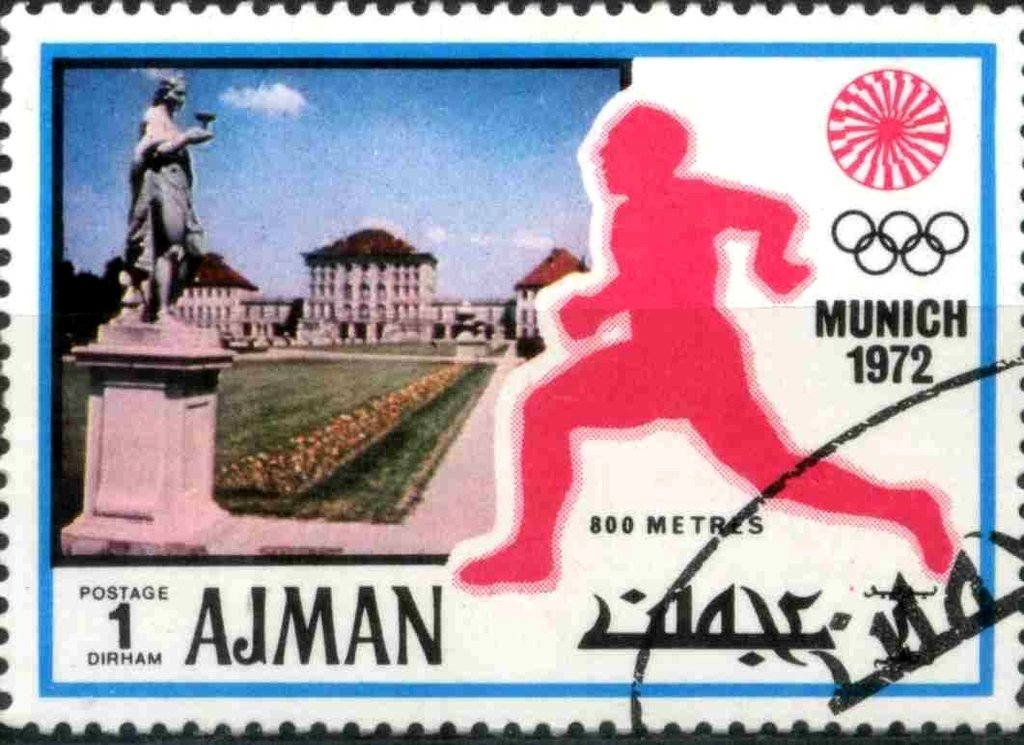
طابع مخرم بقيمة درهم قطري واحد عن رياضة الركض
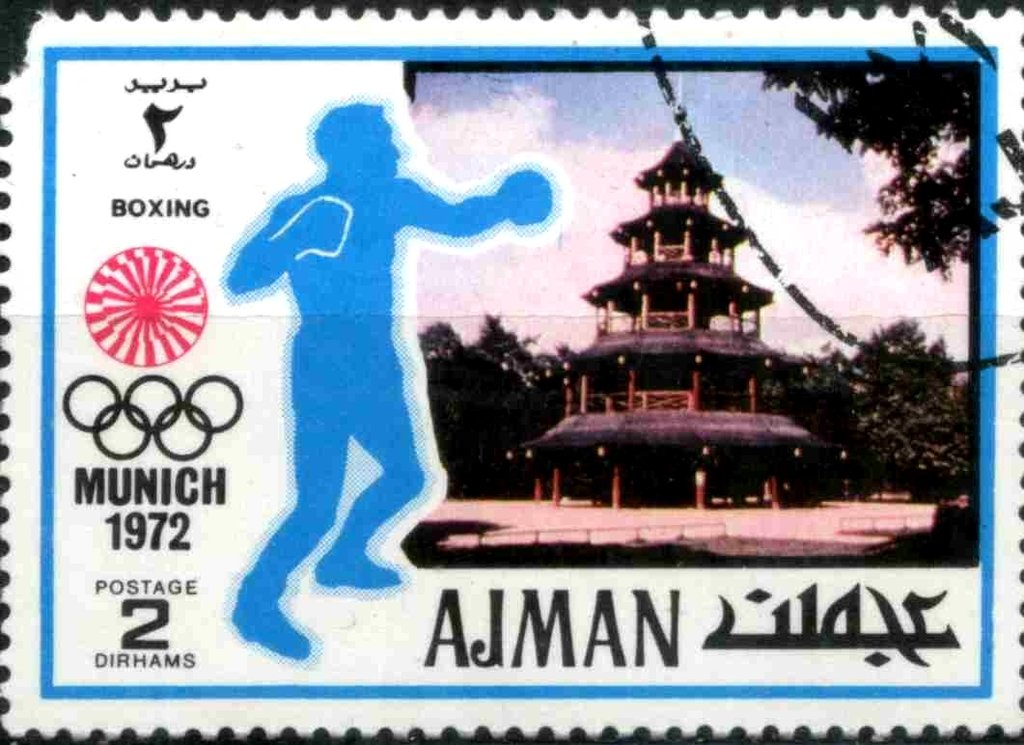
طابع مخرم بقيمة درهمين عن رياضة الملاكمة
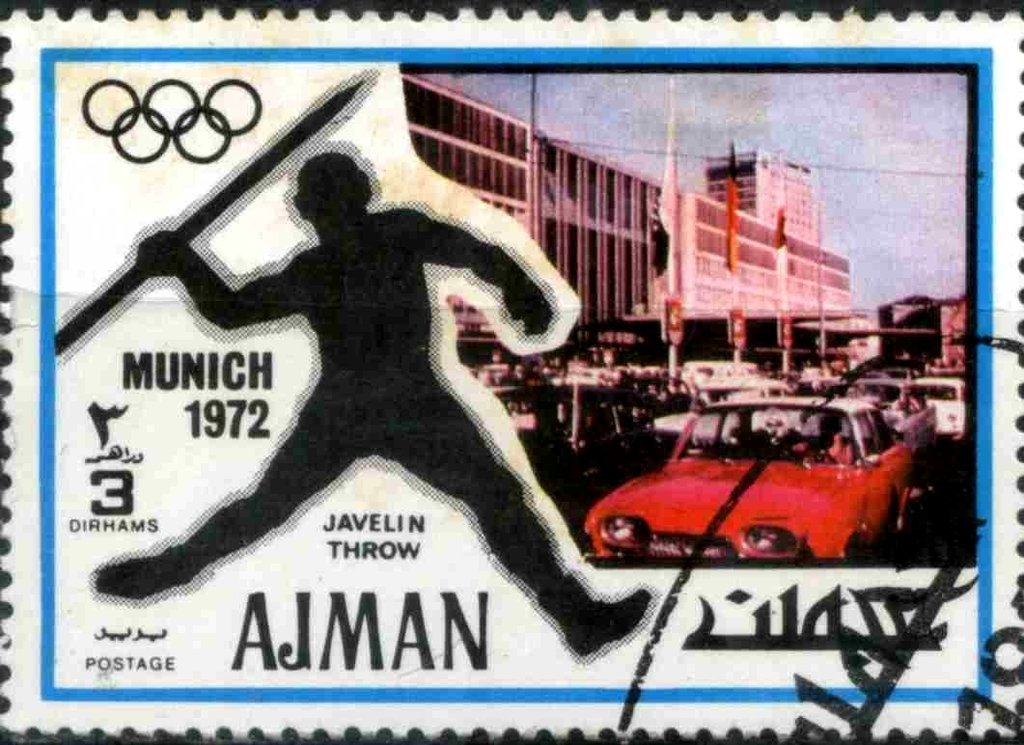
طابع مخرم بقيمة ثلاثة دراهم عن رياضة رمي الرمح
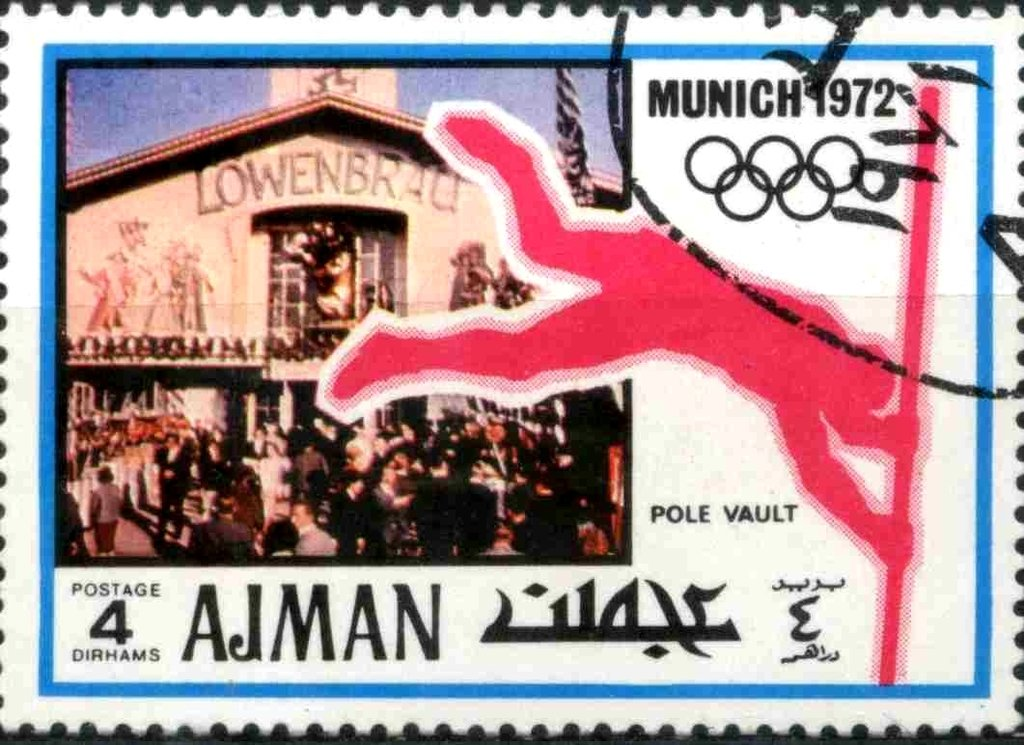
طابع مخرم بقيمة أربعة دراهم عن رياضة وثب بالزانة
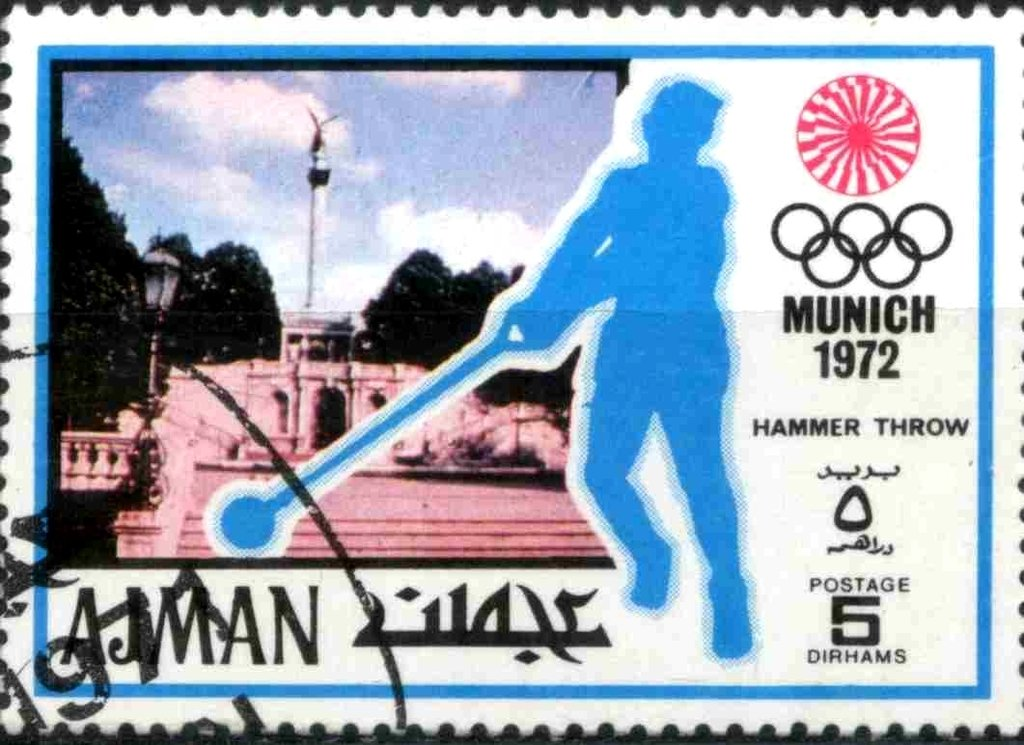
طابع مخرم بقيمة خمسة دراهم عن رياضة رمي المطرقة
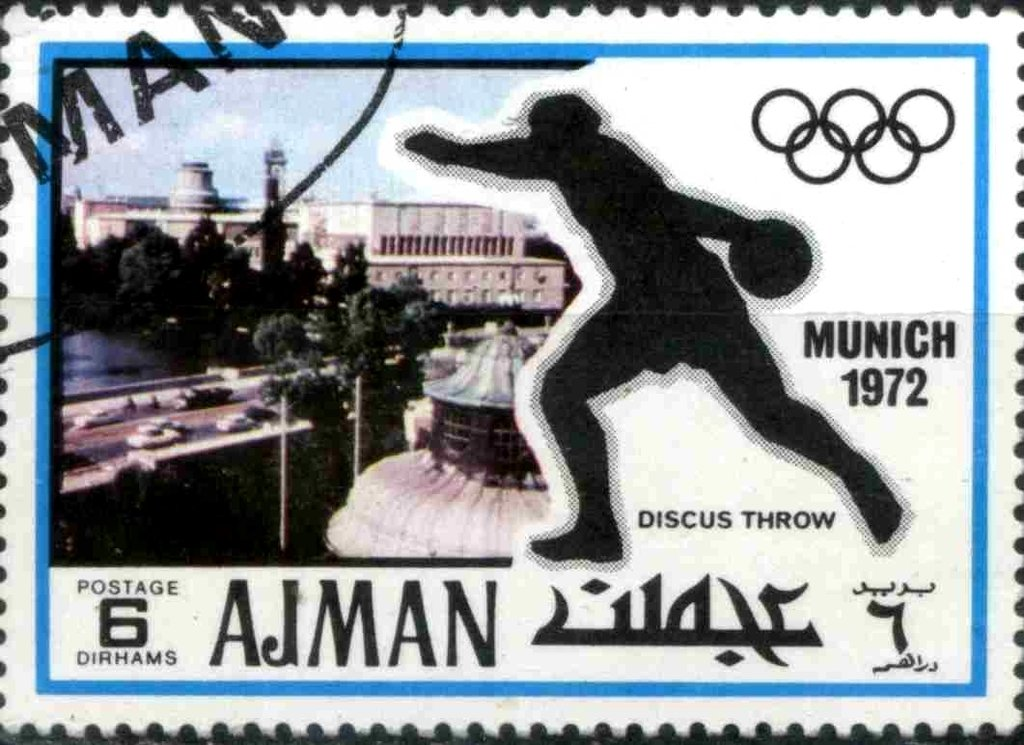
طابع مخرم بقيمة ستة دراهم عن رياضة رمي القرص
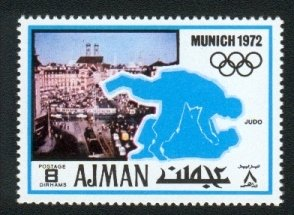
طابع مخرم بقيمة ثمانية دراهم عن رياضة الجودو
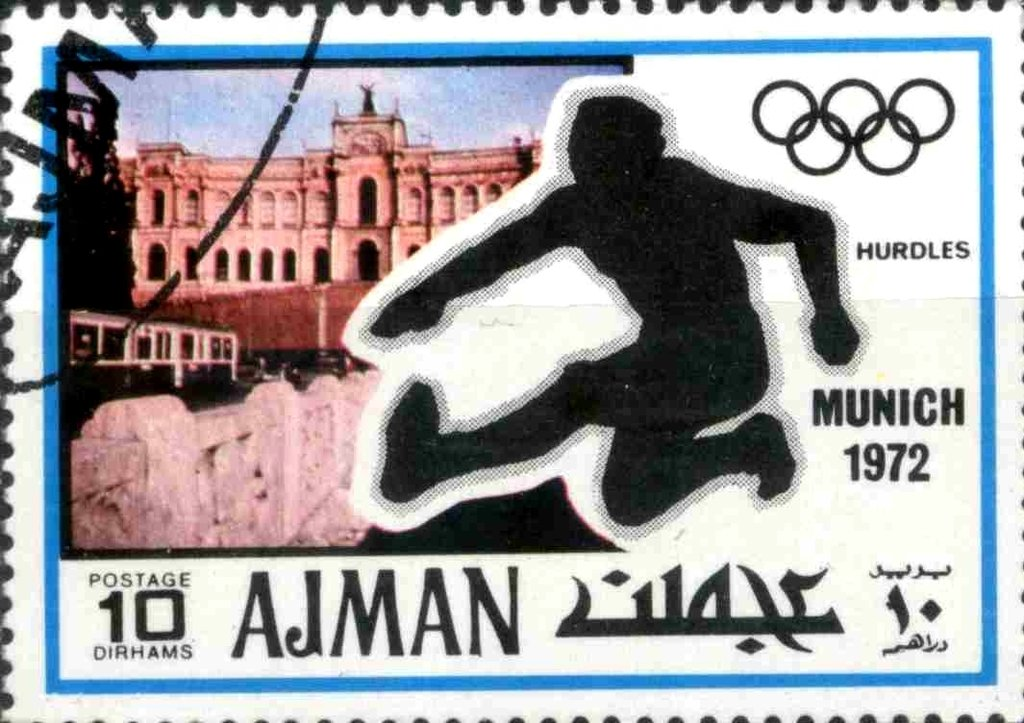
طابع مخرم بقيمة عشرة دراهم عن رياضة سباق الحواجز
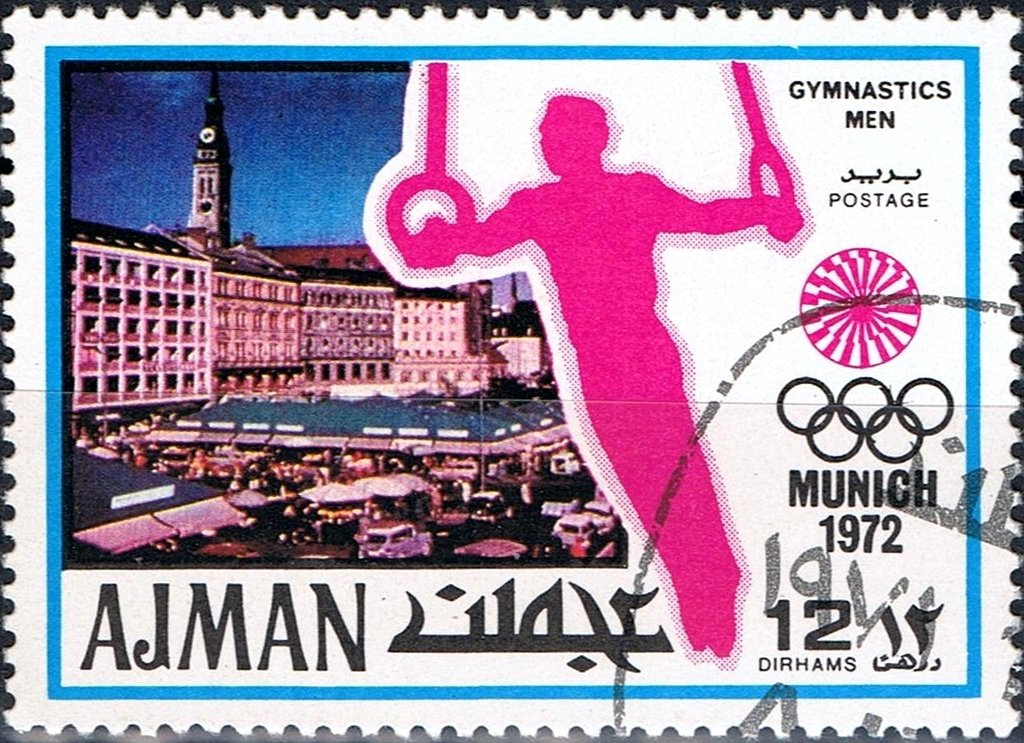
طابع مخرم بقيمة اثني عشر درهما عن رياضة الجمباز
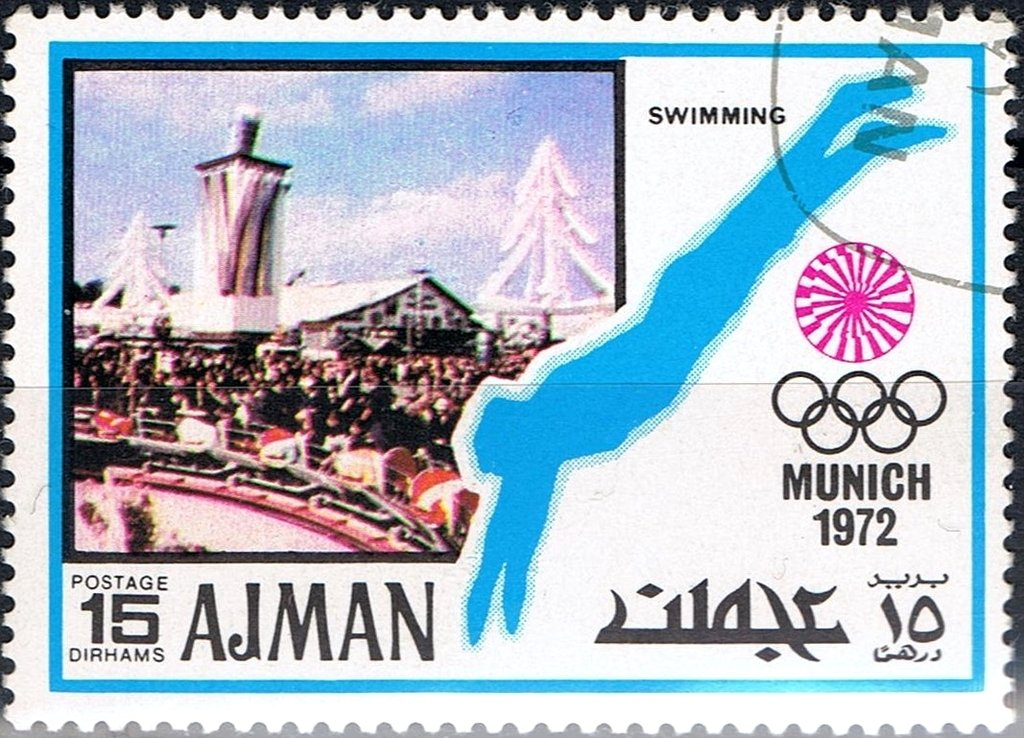
طابع مخرم بقيمة خمسة عشر درهما عن رياضة السباحة
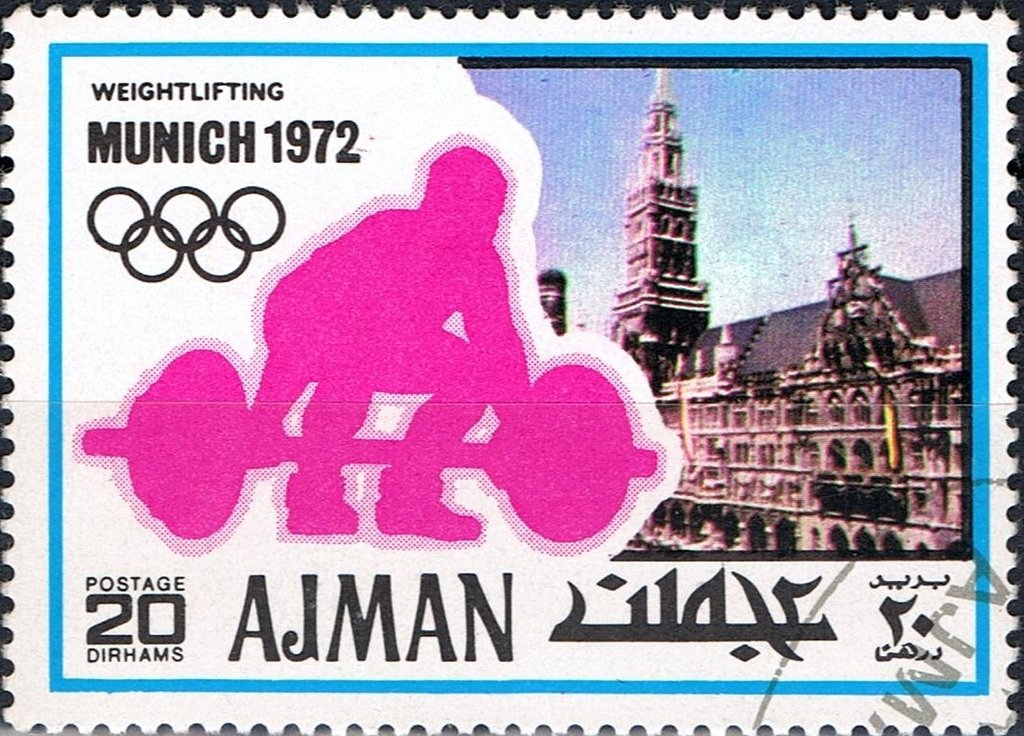
طابع مخرم بقيمة عشرين درهما عن رياضة رفع أثقال
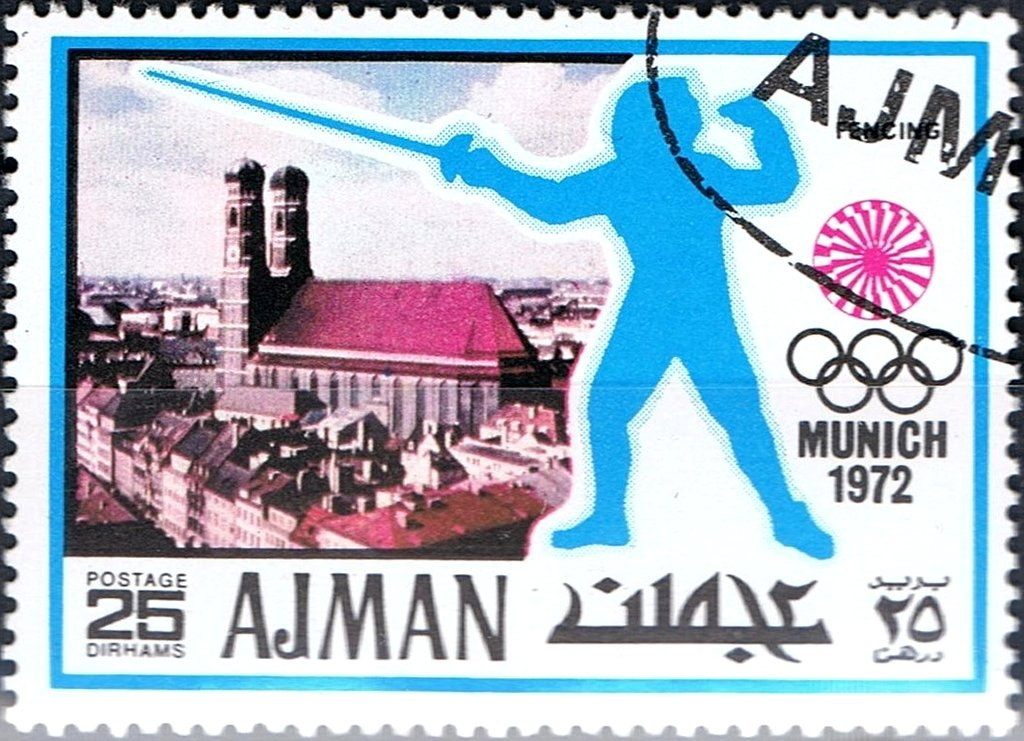
طابع مخرم بقيمة خمسة وعشرين درهما عن رياضة المبارزة
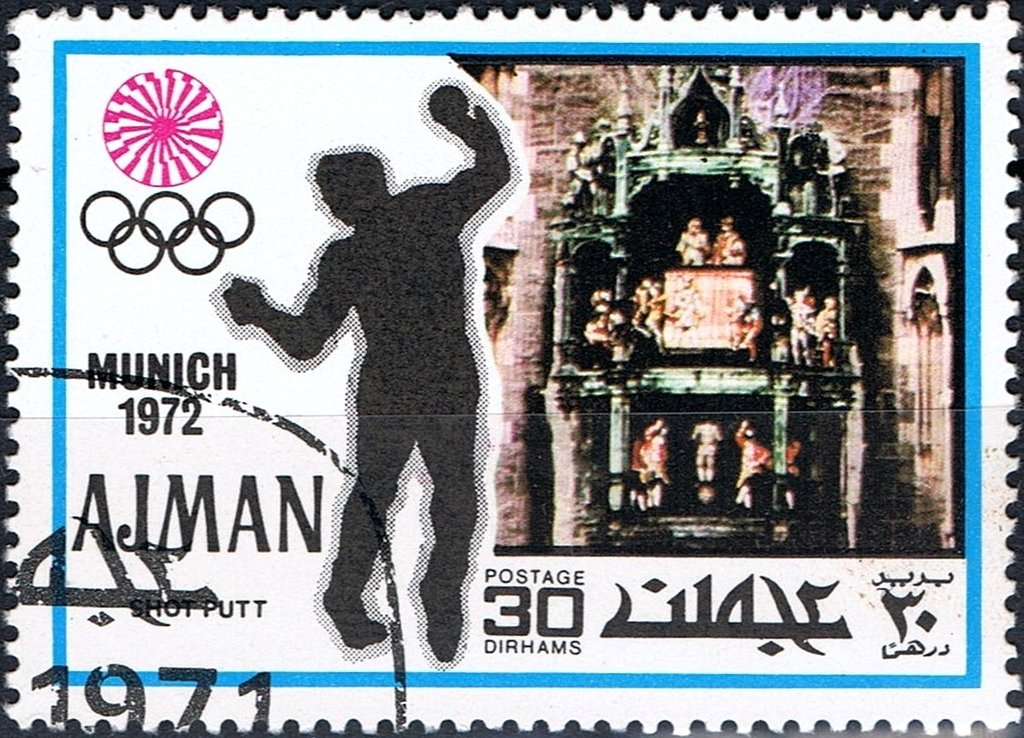
طابع مخرم بقيمة ثلاثين درهما عن رياضة رمي الجلة
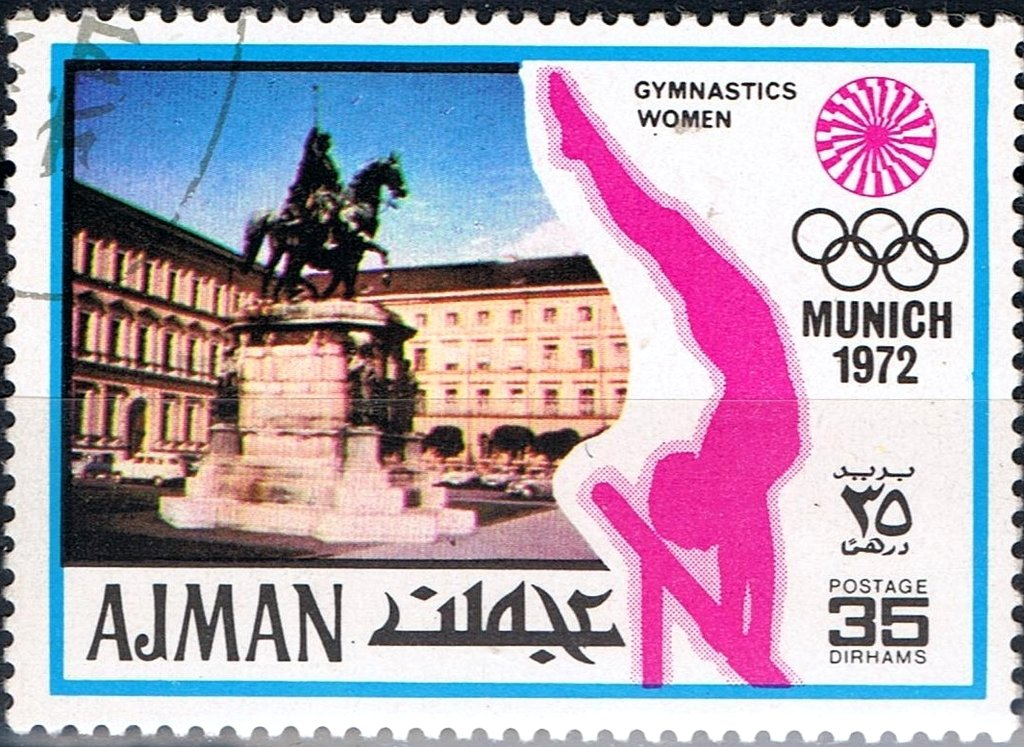
طابع مخرم بقيمة خمسة وثلاثين درهما عن رياضة الجمباز
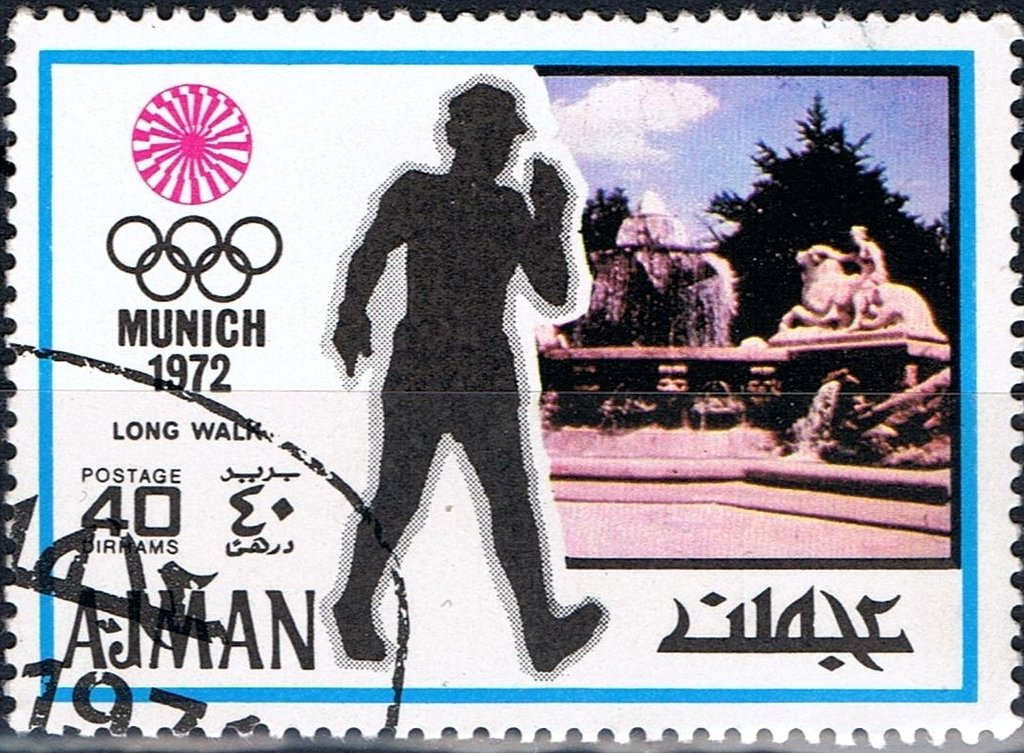
طابع مخرم بقيمة أربعين درهما عن رياضة المشي الطويل
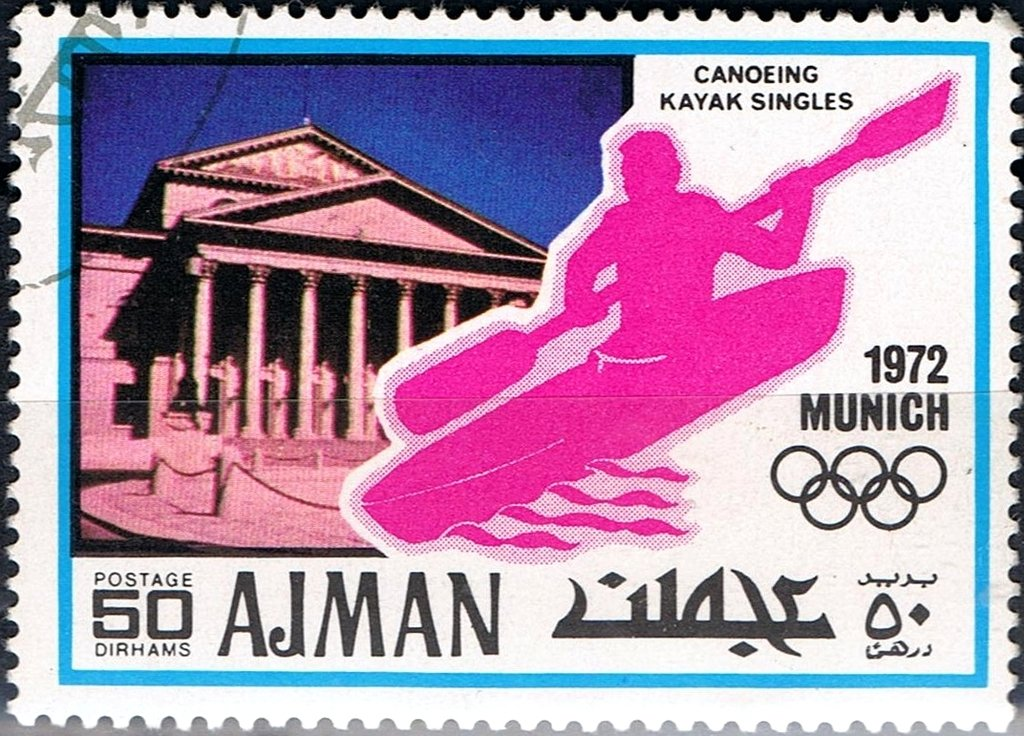
طابع مخرم بقيمة خمسين درهما عن رياضة وايتووتر سلالوم
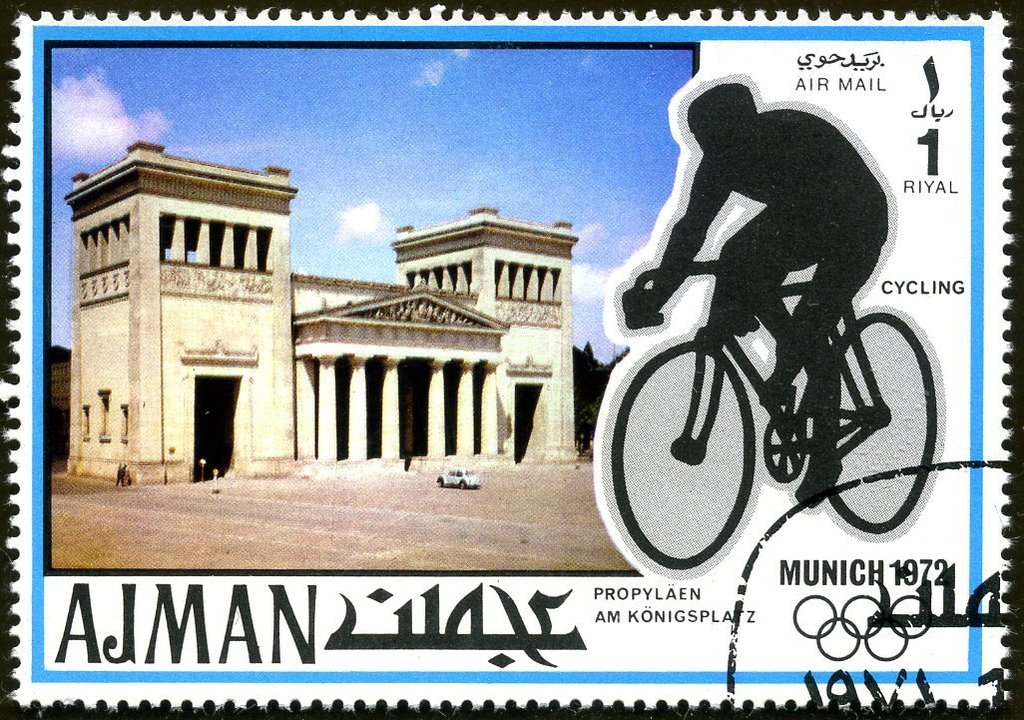
طابع مخرم بقيمة ريال قطري واحد عن رياضة سباق الدراجات الهوائية
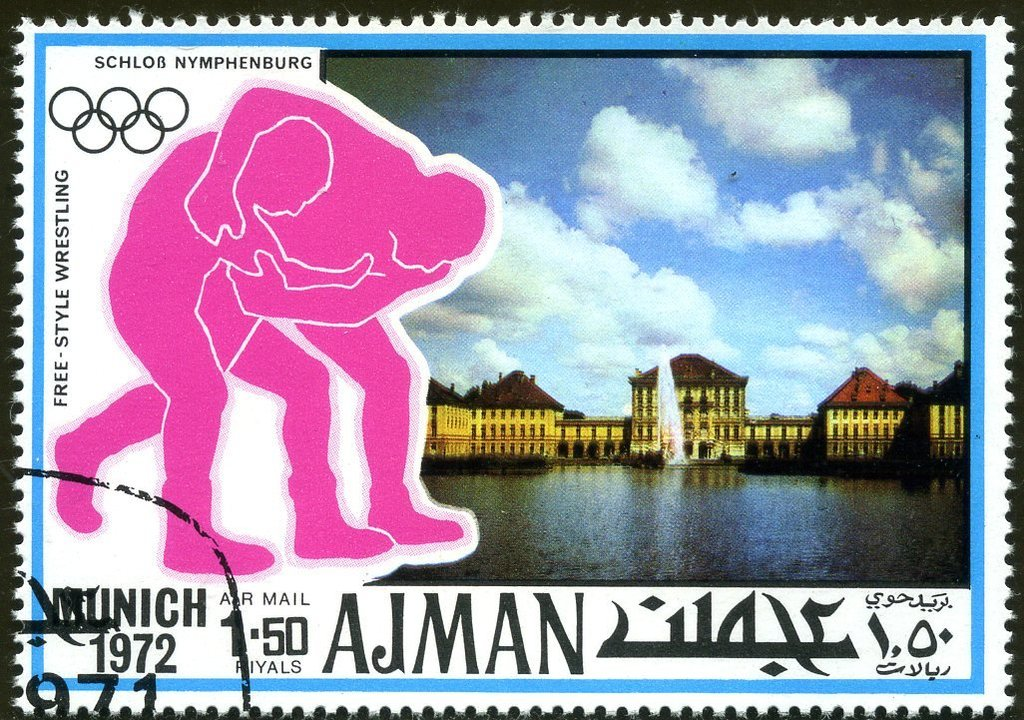
طابع مخرم بقيمة ريال ونصف الريال عن رياضة المصارعة
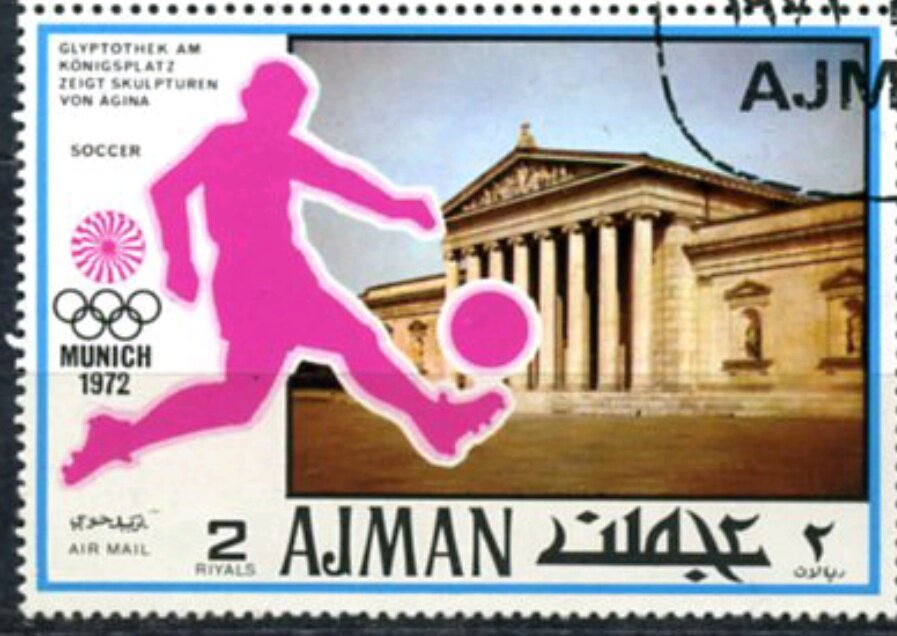
طابع مخرم بقيمة ريالين قطريين عن رياضة كرة القدم
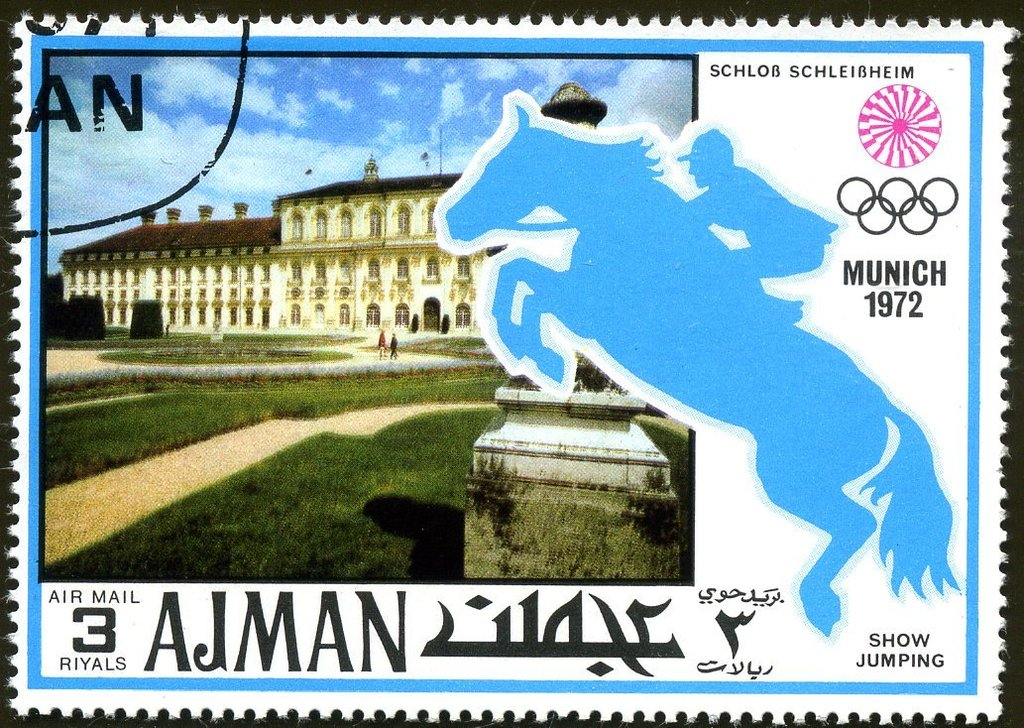
طابع مخرم بقيمة ثلاثة ريالات قطرية عن رياضة ترويض الخيول

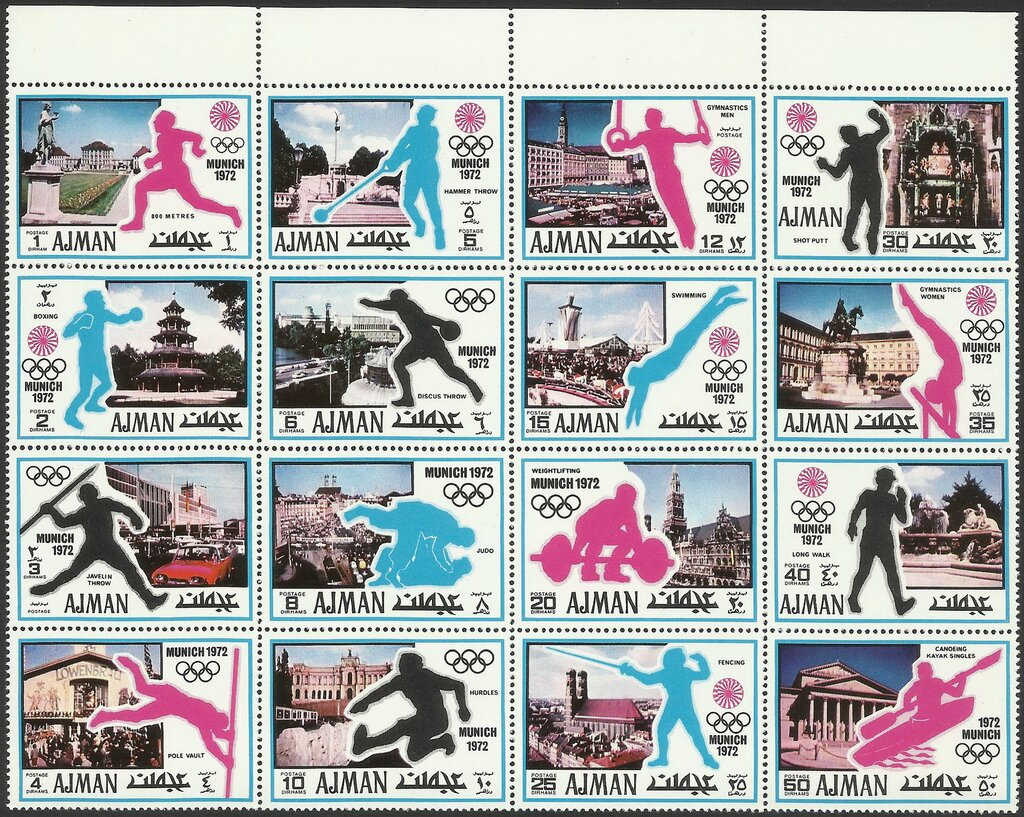
صحيفة طوابع كاملة
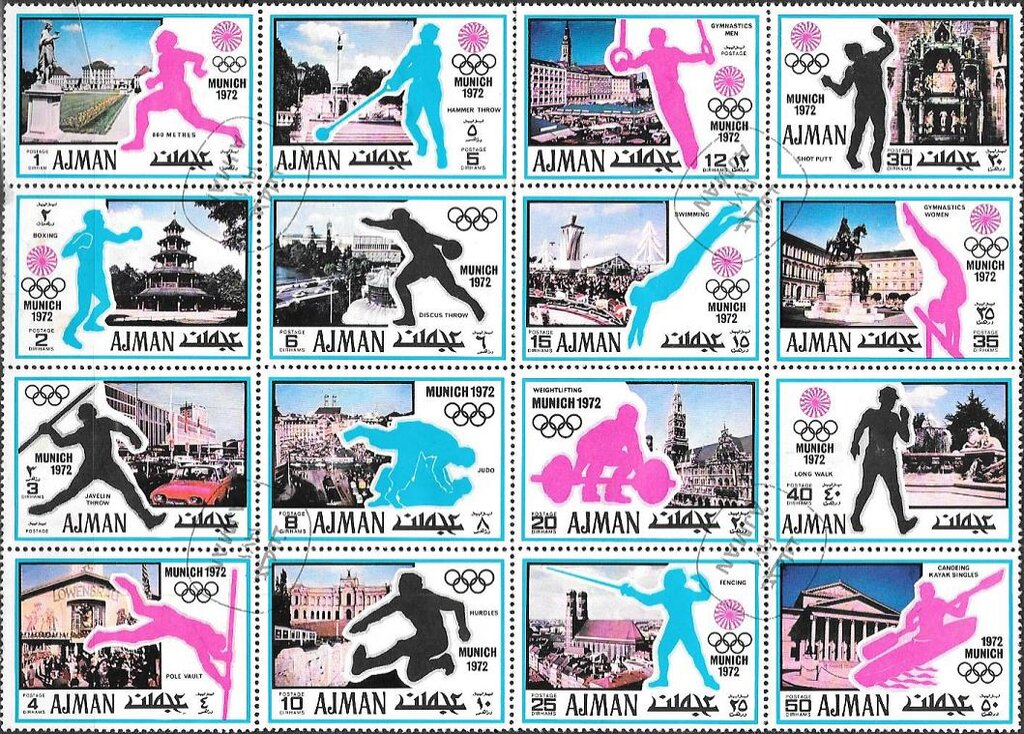
صحيفة طوابع كاملة

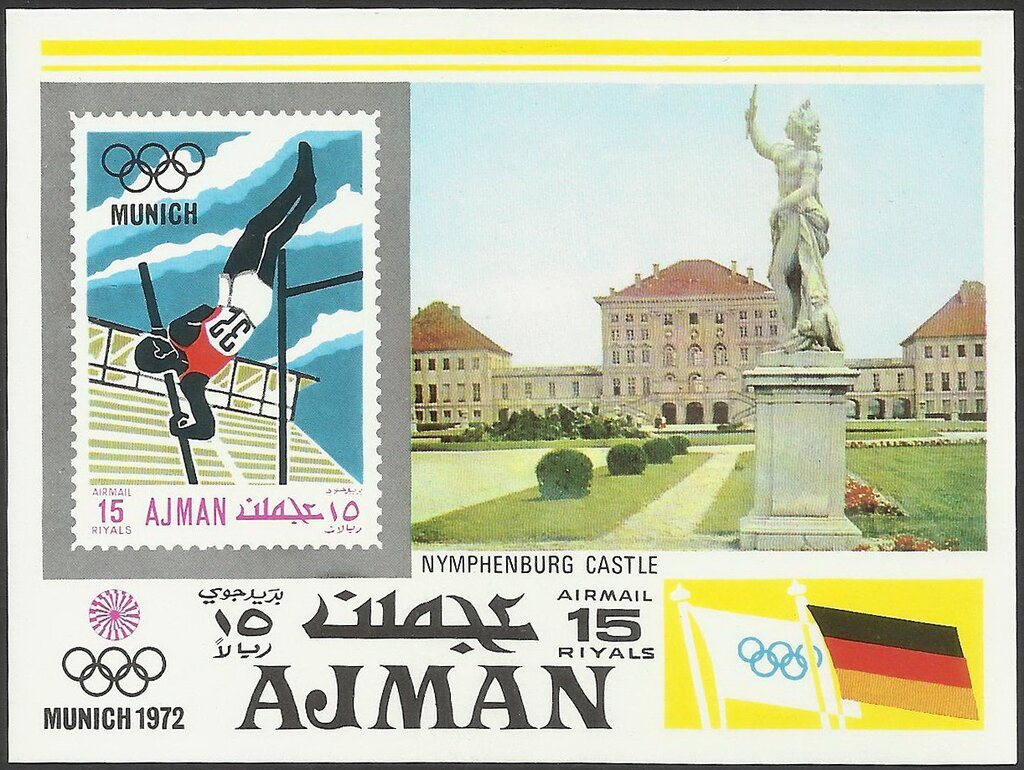
بطاقة تذكارية بقيمة خمسة عشر ريال قطري تحتوي على صورة طابع عن رياضة القفز بالزانة وفي الخلفية صورة قصر نيمفينبورغ
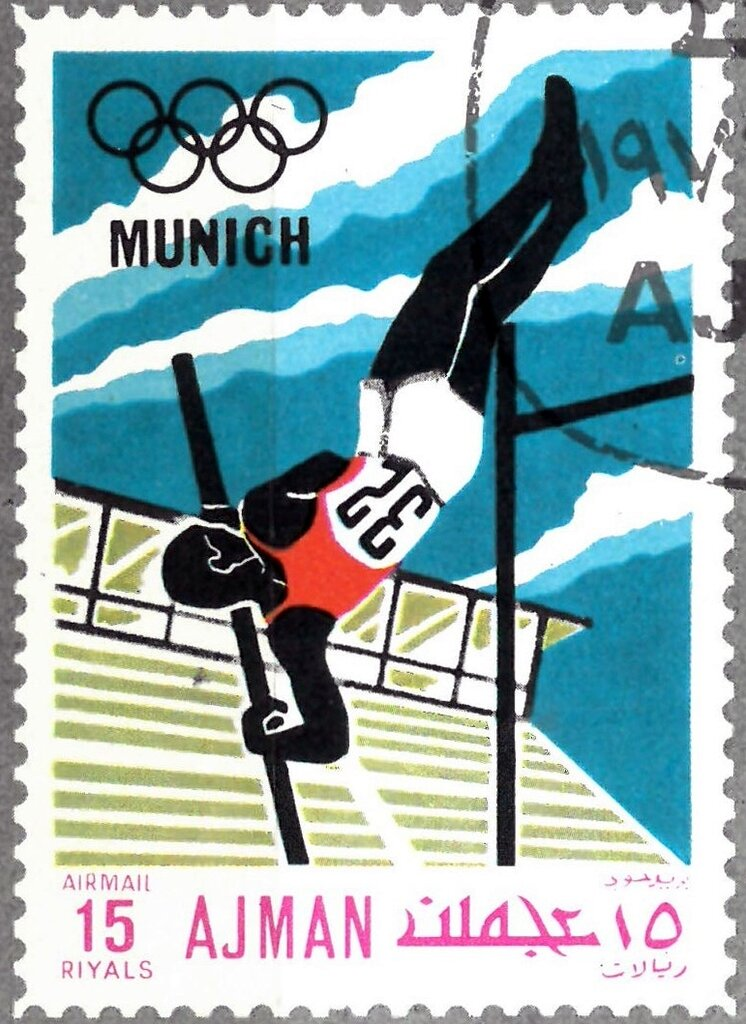
طابع لورقة تذكارية بقيمة خمسة عشر ريال قطري يحتوي على صورة طابع عن رياضة القفز بالزانة

## إصدارات الفراشات
ظهرت إصدارات الفراشات في الثاني والعشرين من شهر فبراير عام 1971:

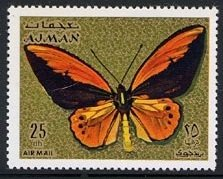
طابع مخرم بقيمة خمسة وعشرين درهما يحتوي على صورة فراشة
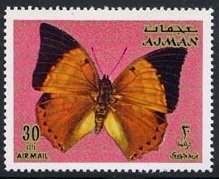
طابع مخرم بقيمة ثلاثين درهما يحتوي على صورة فراشة
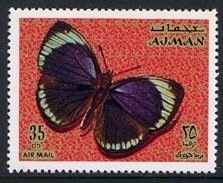
طابع مخرم بقيمة خمسة وثلاثين درهما يحتوي على صورة فراشة
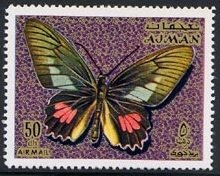
طابع مخرم بقيمة خمسين درهما يحتوي على صورة فراشة
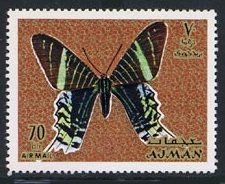
طابع مخرم بقيمة سبعين درهما يحتوي على صورة فراشة
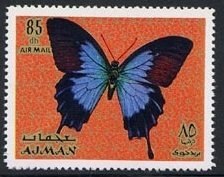
طابع مخرم بقيمة خمسة وثمانين درهما يحتوي على صورة فراشة
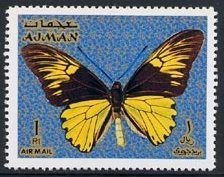
طابع مخرم بقيمة ريال قطري واحد يحتوي على صورة فراشة
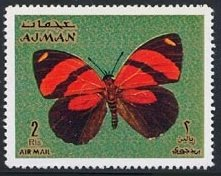
طابع مخرم بقيمة ريالين قطريين يحتوي على صورة فراشة

وأُصدرت بطاقات تذكارية بقيمة ثلاثة ريالات قطرية تحتوي كل بطاقة على صورة طابع بخلفية ذات لون أخضر:

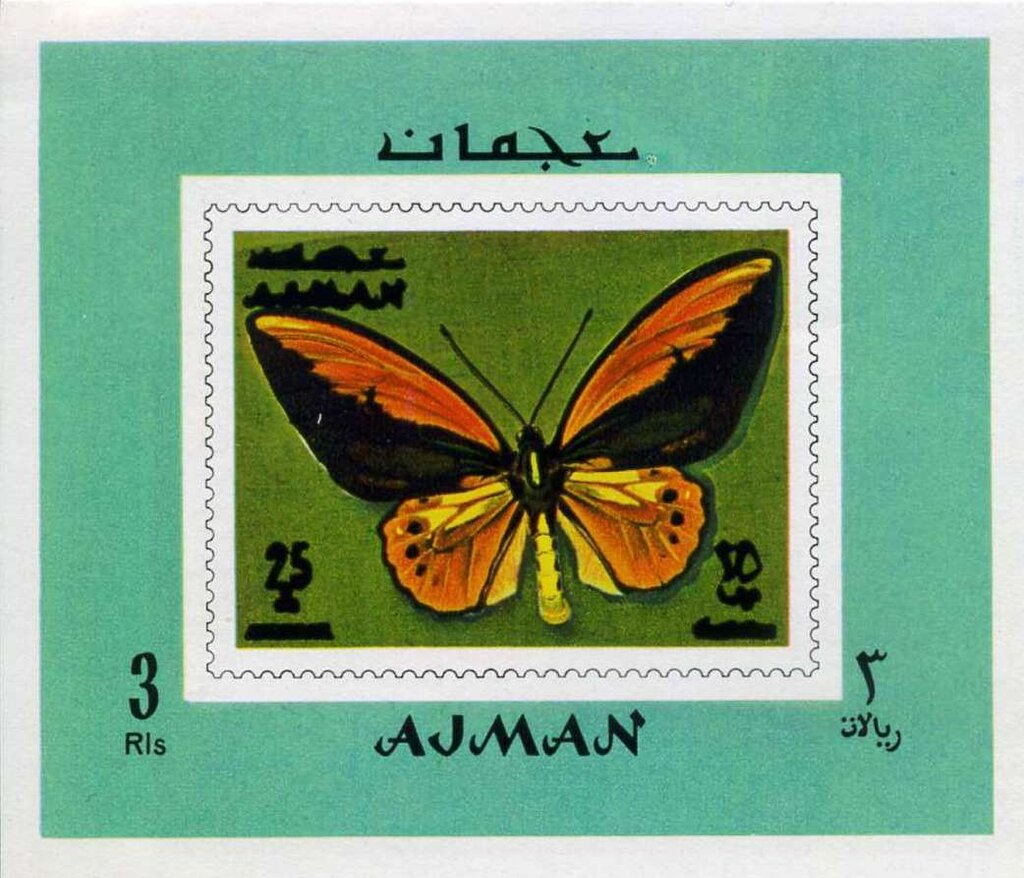
بطاقة تذكارية بخلفية ذات لون أخضر تحتوي على صورة طابع مخرم تظهر فيه صورة فراشة
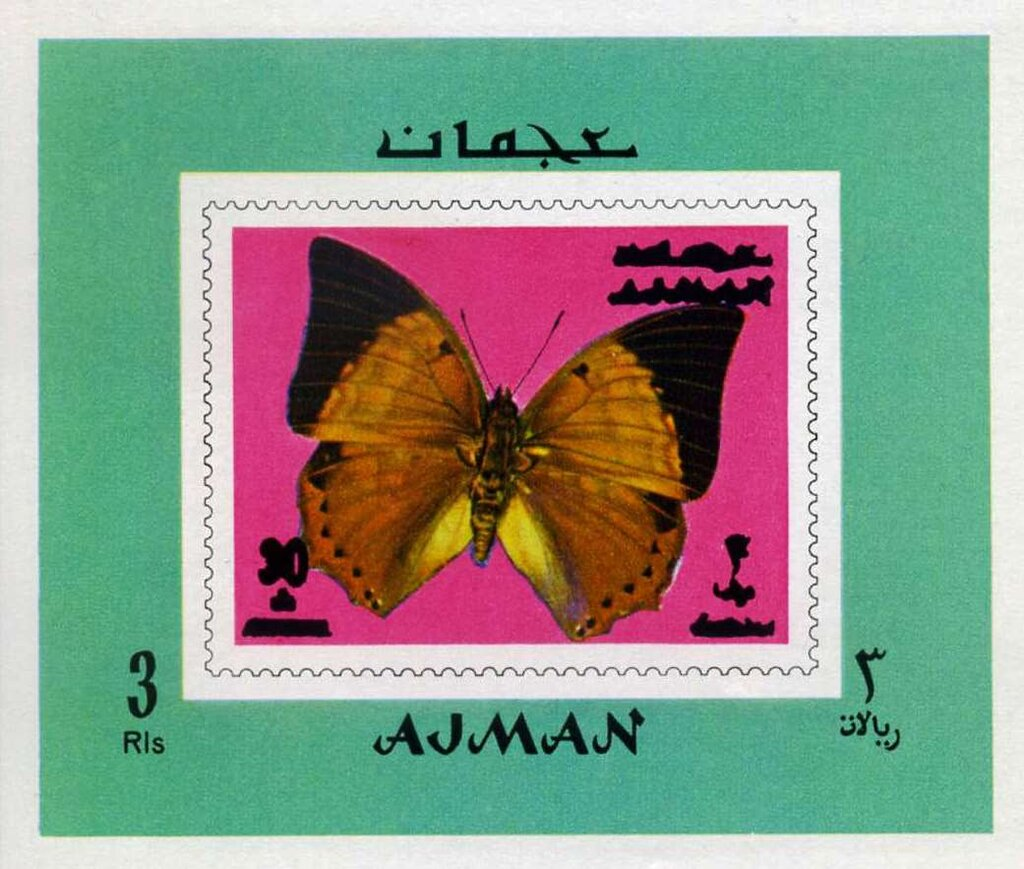
بطاقة تذكارية بخلفية ذات لون أخضر تحتوي على صورة طابع مخرم تظهر فيه صورة فراشة
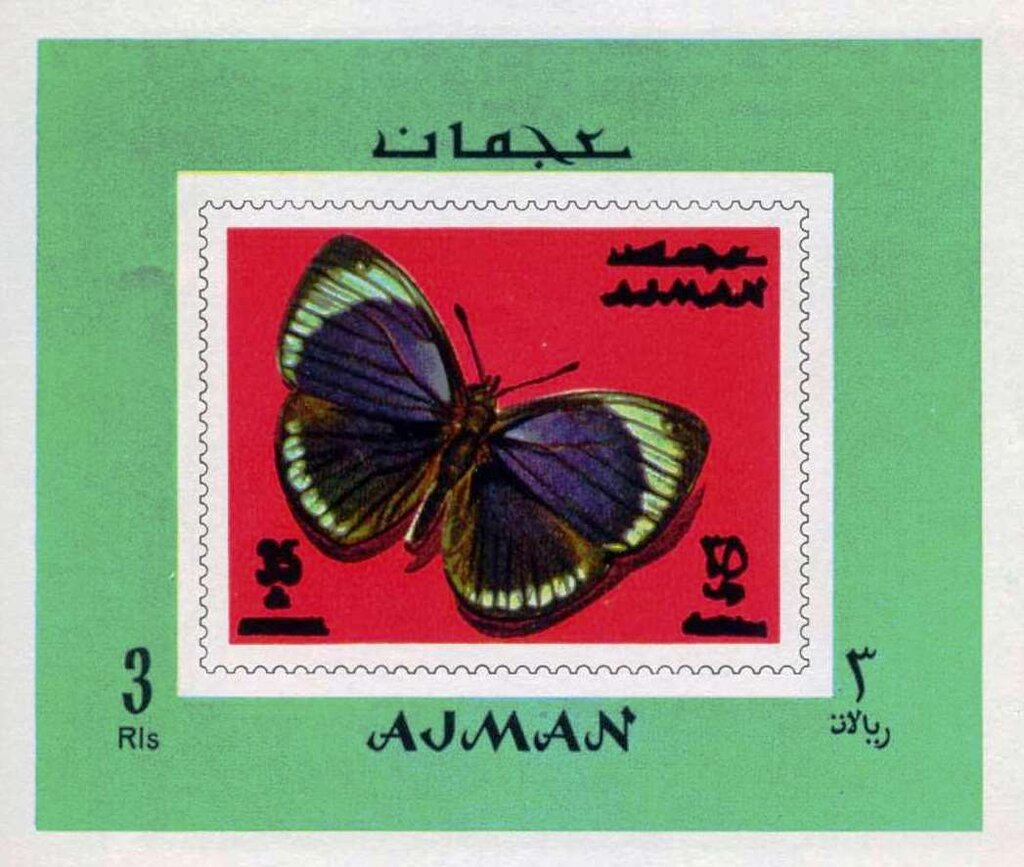
بطاقة تذكارية بخلفية ذات لون أخضر تحتوي على صورة طابع مخرم تظهر فيه صورة فراشة
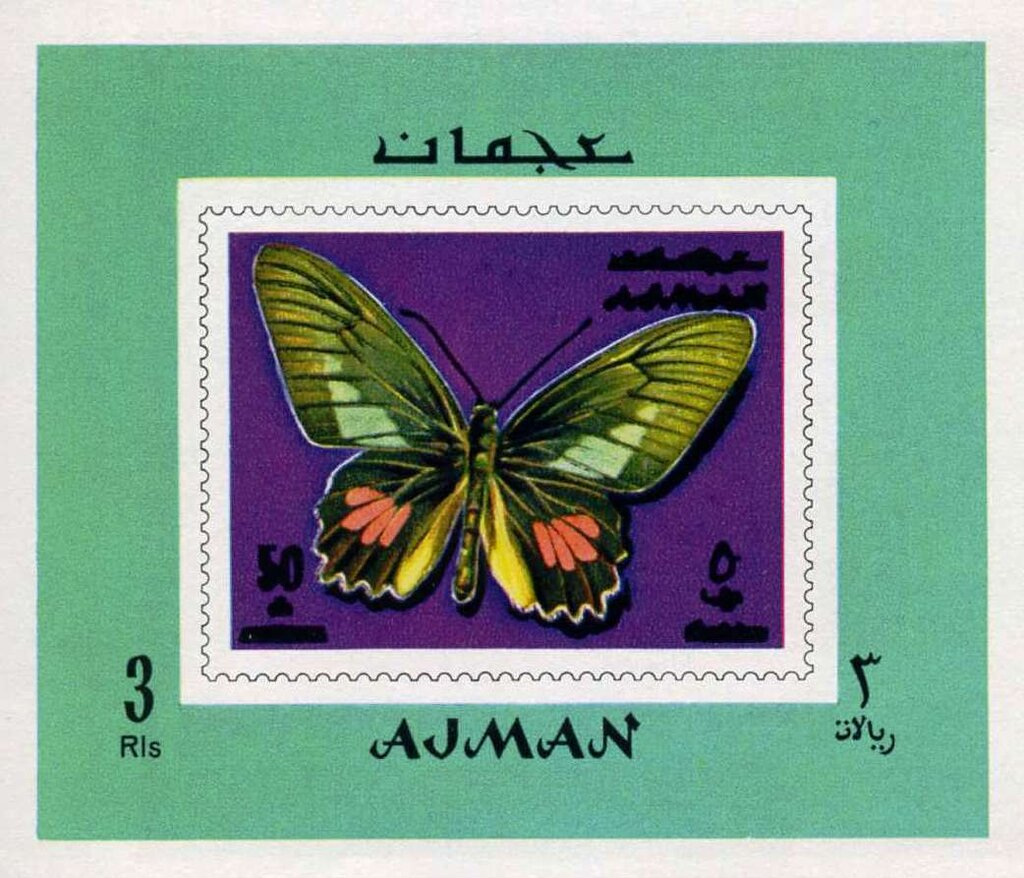
بطاقة تذكارية بخلفية ذات لون أخضر تحتوي على صورة طابع مخرم تظهر فيه صورة فراشة
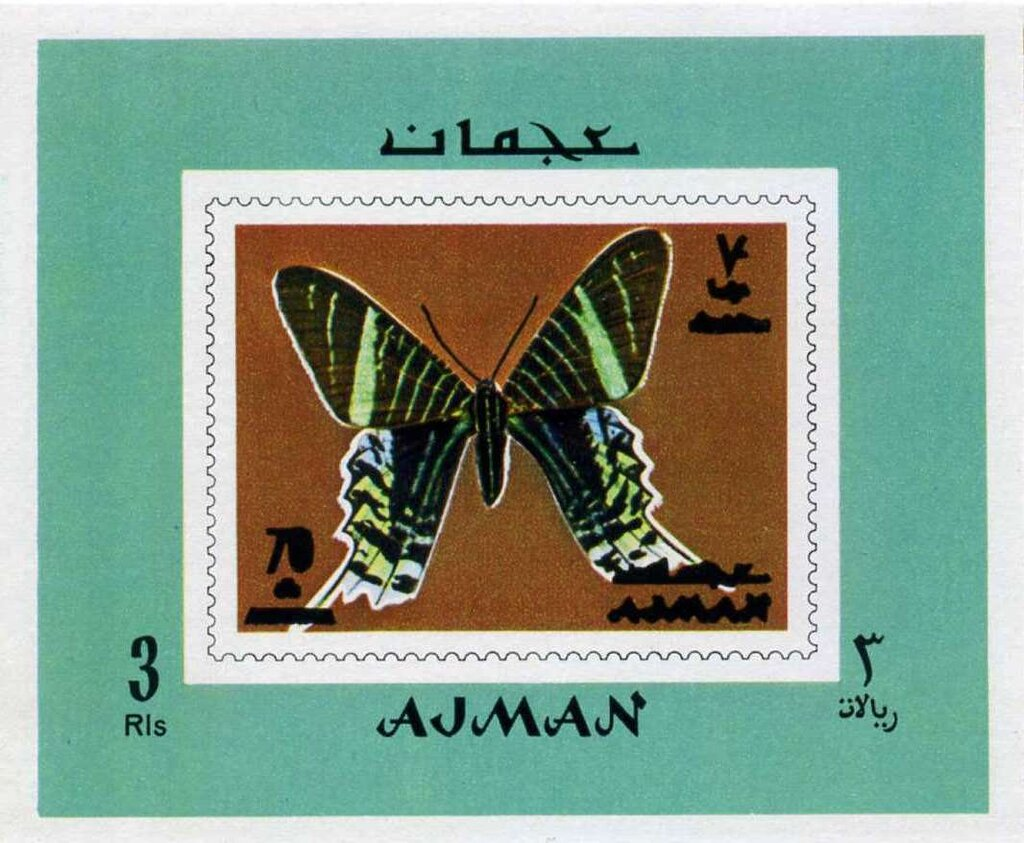
بطاقة تذكارية بخلفية ذات لون أخضر تحتوي على صورة طابع مخرم تظهر فيه صورة فراشة
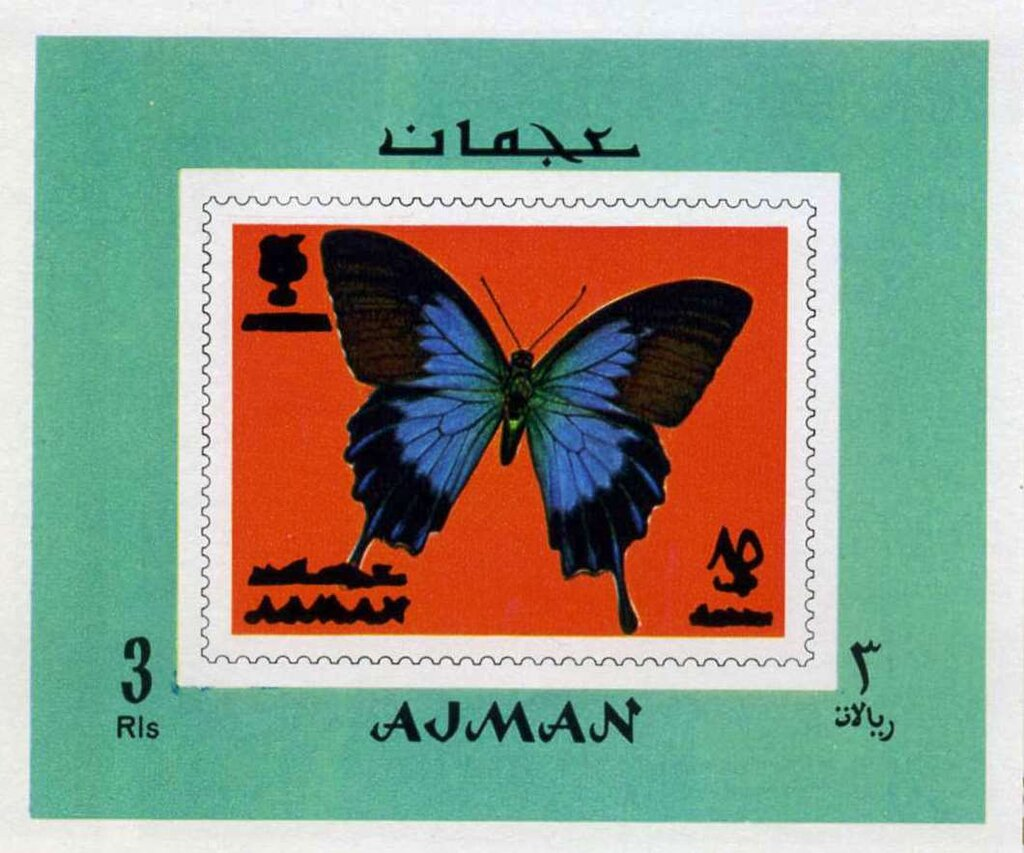
بطاقة تذكارية بخلفية ذات لون أخضر تحتوي على صورة طابع مخرم تظهر فيه صورة فراشة
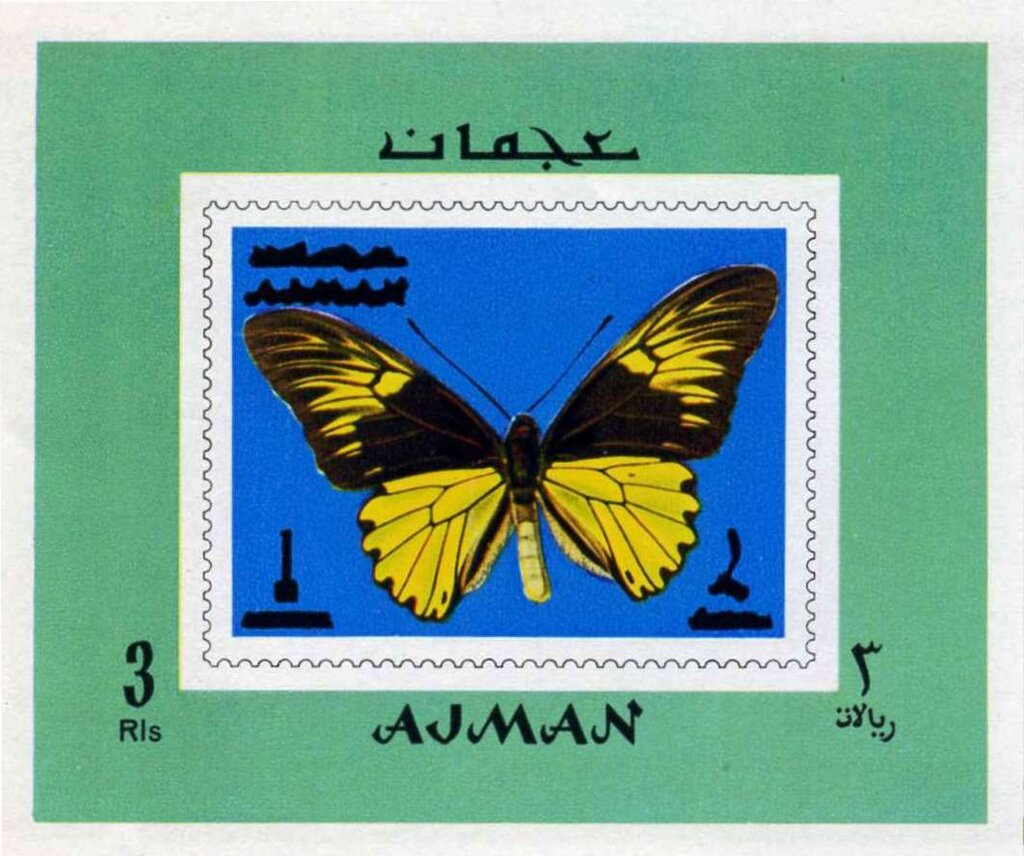
بطاقة تذكارية بخلفية ذات لون أخضر تحتوي على صورة طابع مخرم تظهر فيه صورة فراشة
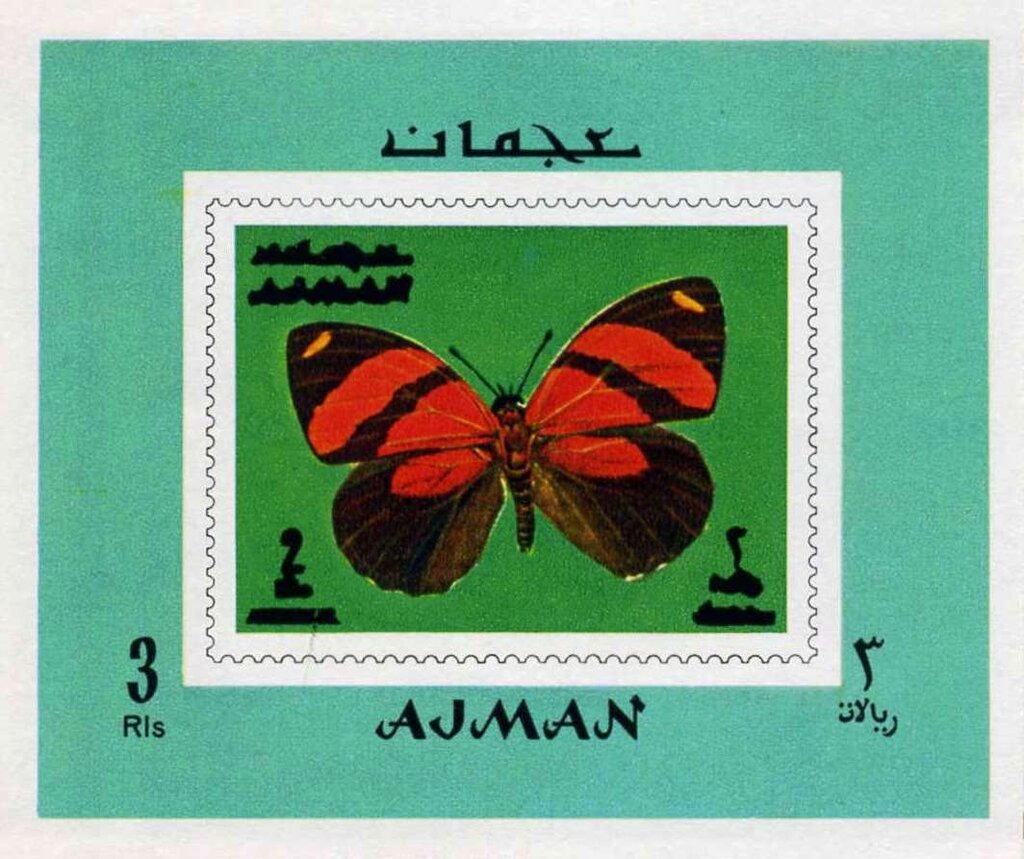
بطاقة تذكارية بخلفية ذات لون أخضر تحتوي على صورة طابع مخرم تظهر فيه صورة فراشة

## إصدارات أبولو 14
أُصدرت طوابع بريدية عن مهمة أبولو 14 في الثاني والعشرين من شهر فبراير عام 1971:

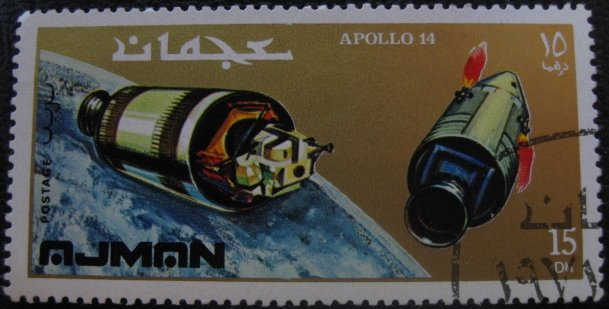
طابع بخلفية ذات لون بني يحتوي على صورة كبسولة الفضاء

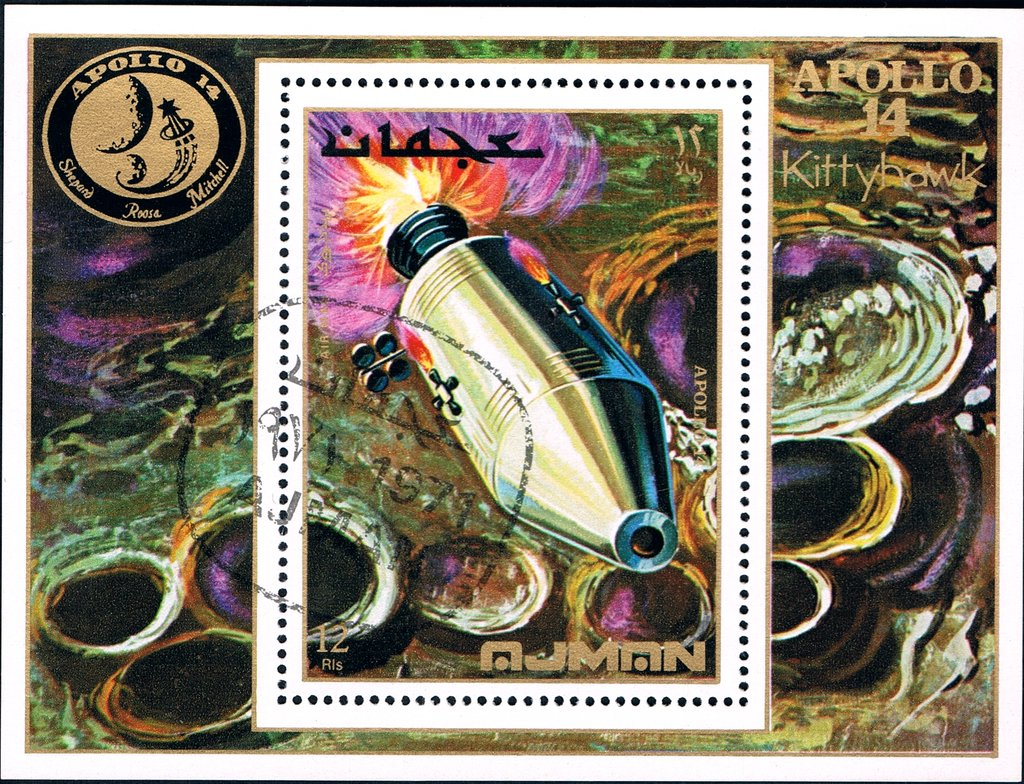
بطاقة تذكارية تحتوي على صورة طابع كبسولة الفضاء

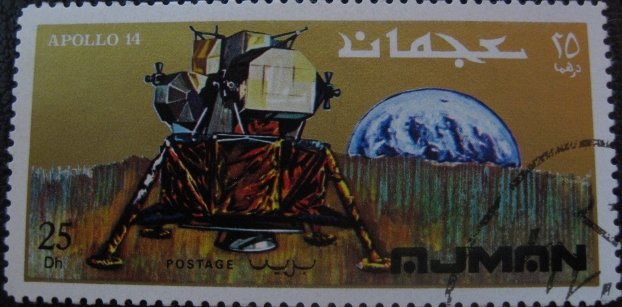
طابع بخلفية ذات لون بني يحتوي على صورة وحدة أبولو القمرية
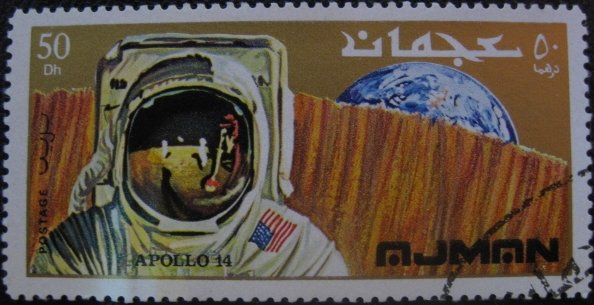
طابع بخلفية ذات لون بني يحتوي على صورة رائد فضاء وخلفه صورة الكرة الأرضية
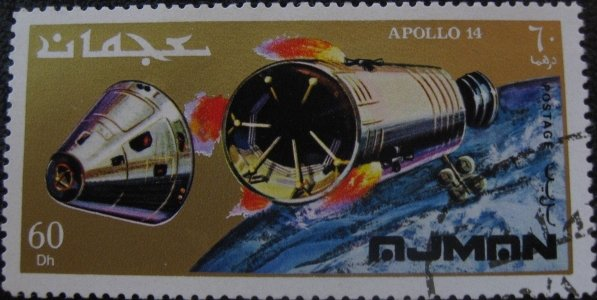
طابع بخلفية ذات لون بني يحتوي على صورة للحظة فصل كبسولة الهبوط
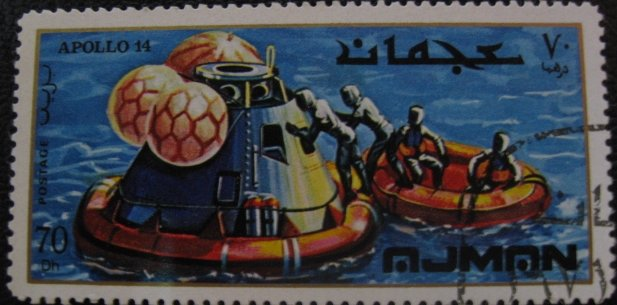
طابع بخلفية ذات لون أزرق يحتوي على صورة للحظة هبوط الكبسولة في الماء
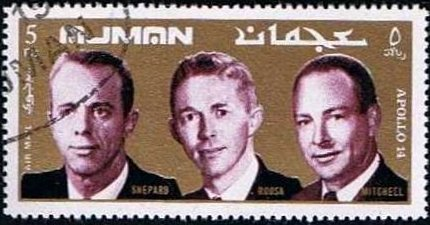
طابع بخلفية ذات لون بني يحتوي على صور طاقم المهمة وهم الرواد ألان شيبارد وستوارت روزا وإدجار ميتشيل
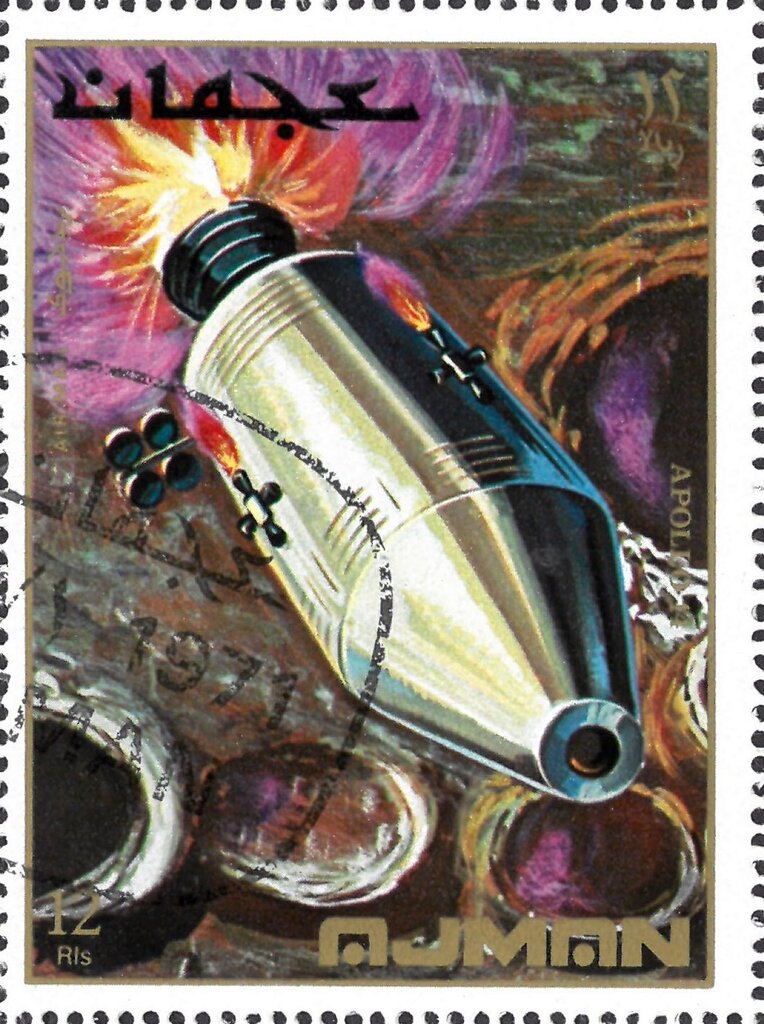
طابع بخلفية ذات لون بني يحتوي على صورة كبسولة الفضاء

وأُصدرت بطاقة تذكارية للمناسبة:

## إصدارات الألعاب الأولمبية الشتوية في سابورو (المجموعة الأولى)
أُصدرت طوابع بريدية لمناسبة الألعاب الأولمبية الشتوية الحادية عشرة التي جرت أحداثها في مدينة سابورو اليابانية وقد أُصدرت في السادس والعشرين من شهر فبراير عام 1971:

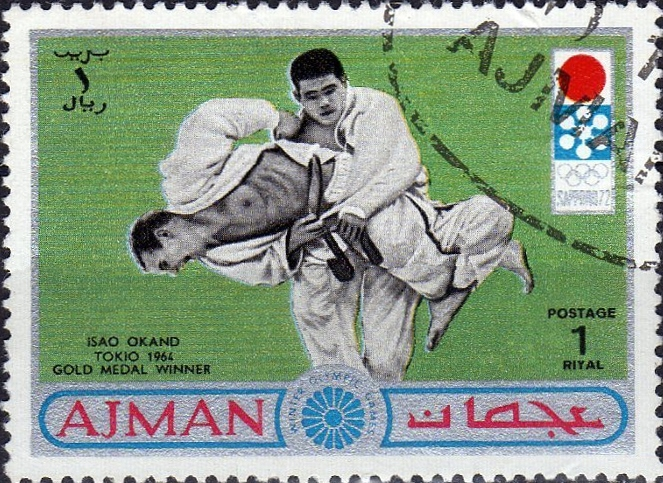
طابع متعدد الألوان عن رياضة الجودو

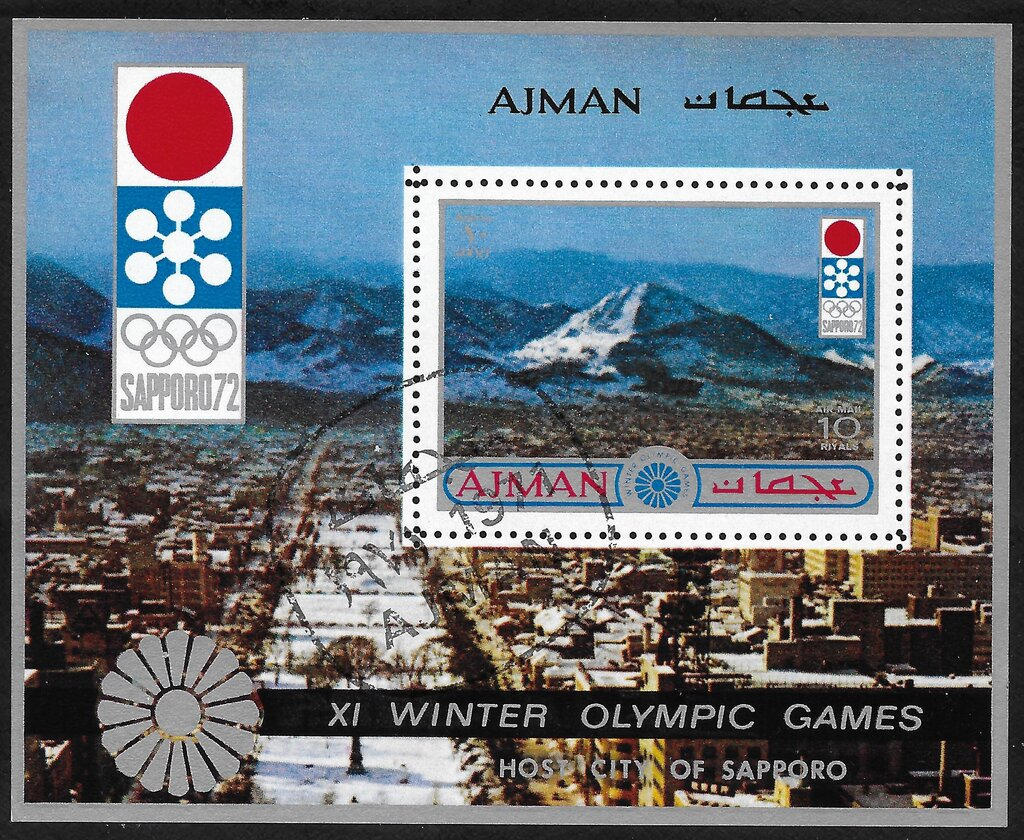
بطاقة تذكارية تظهر فيها مدينة سابورو اليابانية

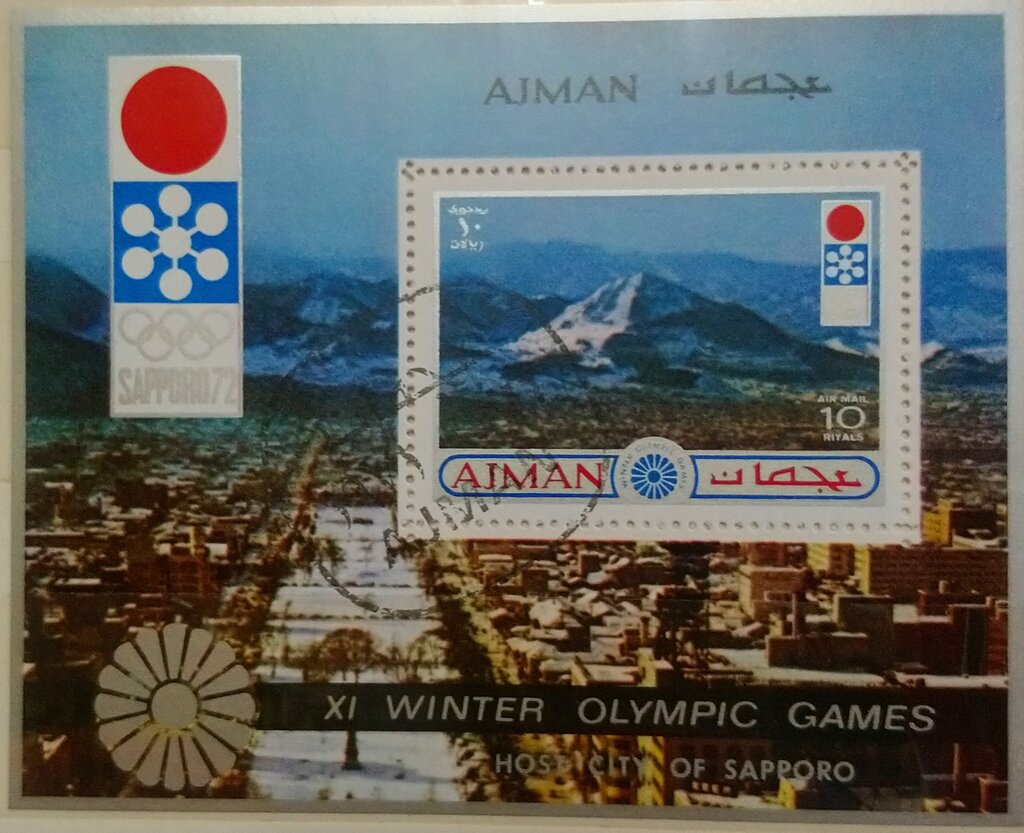
بطاقة تذكارية تظهر فيها مدينة سابورو اليابانية

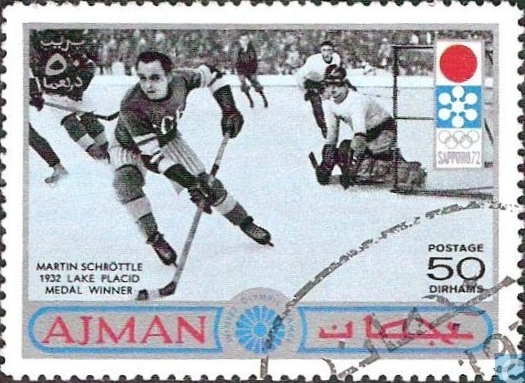
طابع متعدد الألوان عن رياضة هوكي الجليد
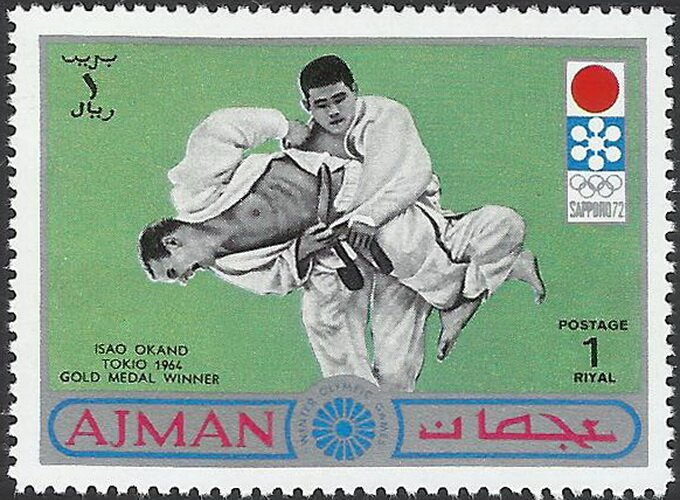
طابع متعدد الألوان عن رياضة الجودو
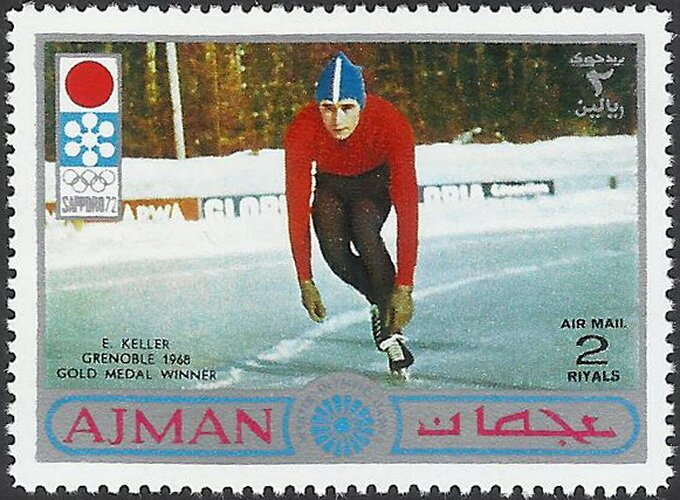
طابع متعدد الألوان عن رياضة التزلج السريع
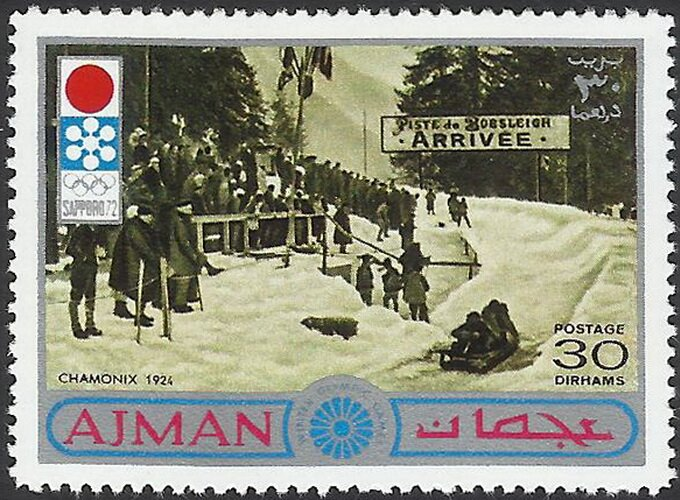
طابع متعدد الألوان عن رياضة سباق المزلجة
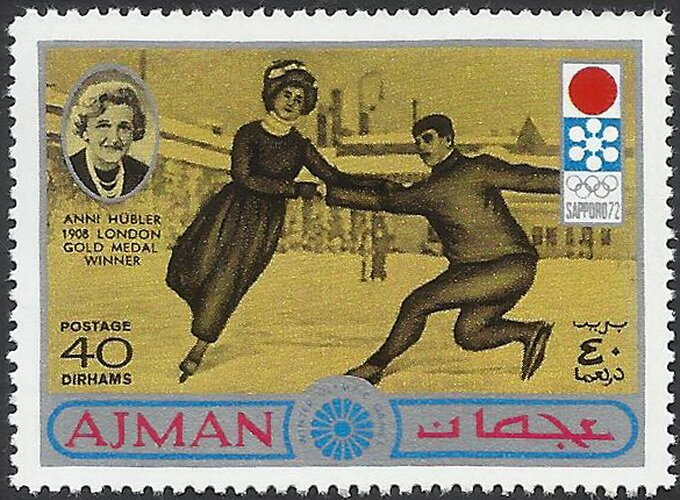
طابع متعدد الألوان عن رياضة التزلج الفني على الجليد
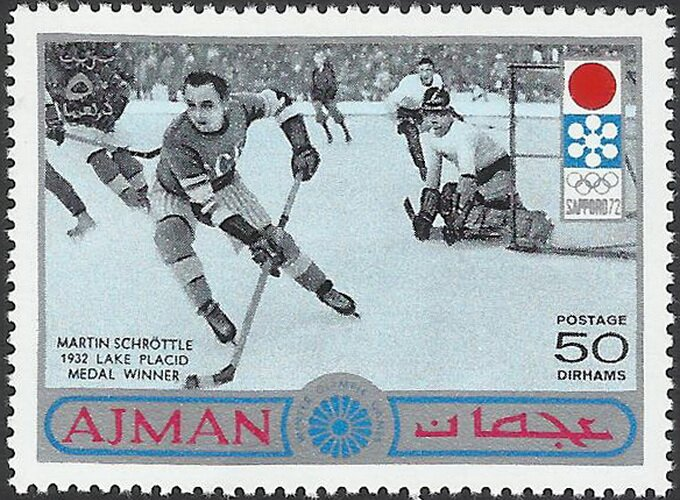
طابع متعدد الألوان عن رياضة هوكي الجليد
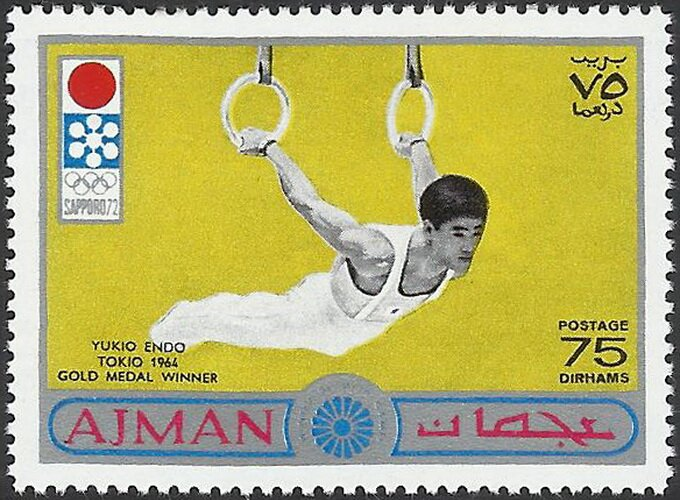
طابع متعدد الألوان عن رياضة الجمباز

وأُصدرت بطاقة تذكارية للمناسبة:

## إصدارات الأبراج
ظهرت إصدارات الأبراج في السادس عشر من شهر مارس عام 1971م، وقد تضمّنت الطوابع صورا تُمثّل الأبراج الاثني عشر مُوشّحةً بتاريخ ابتداء البرج وتاريخ انتهائه:

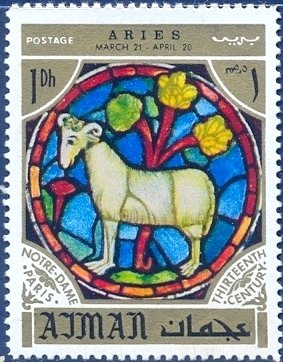
طابع مخرم متعدد الألوان بقيمة درهم قطري واحد عن برج الحمل
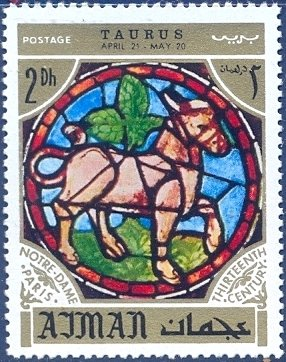
طابع مخرم متعدد الألوان بقيمة درهمين عن برج الثور
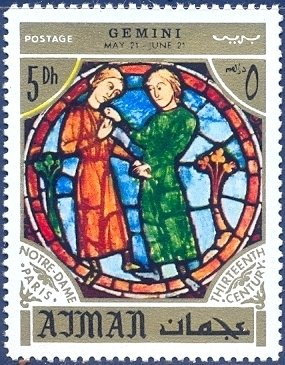
طابع مخرم متعدد الألوان بقيمة خمسة دراهم عن برج الجوزاء
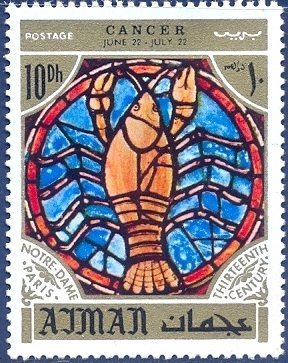
طابع مخرم متعدد الألوان بقيمة عشرة دراهم عن برج السرطان
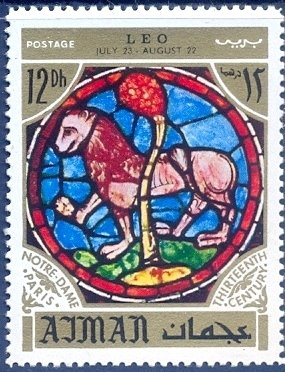
طابع مخرم متعدد الألوان بقيمة اثني عشر درهما عن برج الأسد
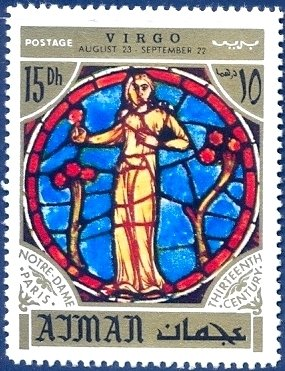
طابع مخرم متعدد الألوان بقيمة خمسة عشر درهما عن برج العذراء
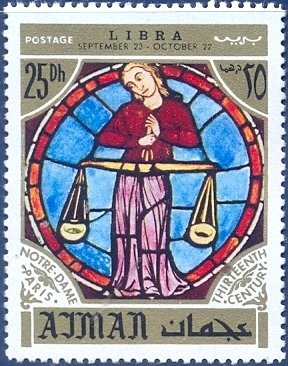
طابع مخرم متعدد الألوان بقيمة خمسة وعشرين درهما عن برج الميزان
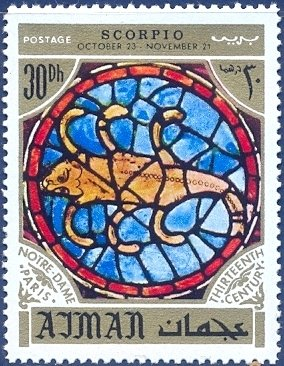
طابع مخرم متعدد الألوان بقيمة ثلاثين درهما عن برج العقرب
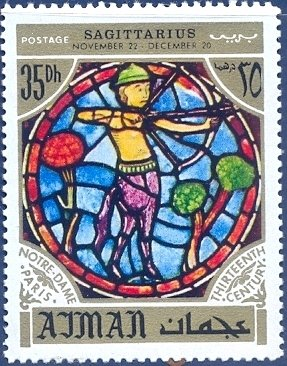
طابع مخرم متعدد الألوان بقيمة خمسة وثلاثين درهما عن برج القوس
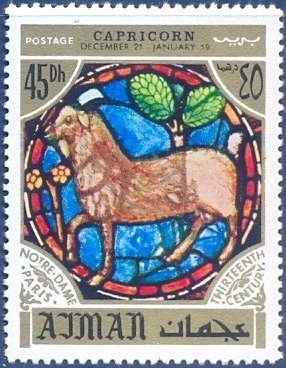
طابع مخرم متعدد الألوان بقيمة خمسة وأربعين درهما عن برج الجدي
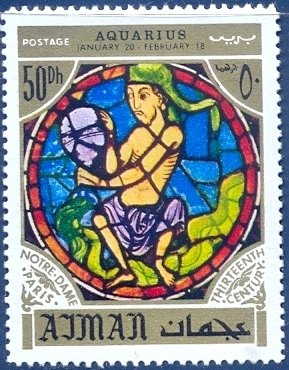
طابع مخرم متعدد الألوان بقيمة خمسين درهما عن برج الدلو
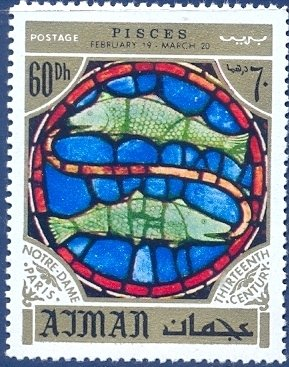
طابع مخرم متعدد الألوان بقيمة ستين درهما عن برج الحوت
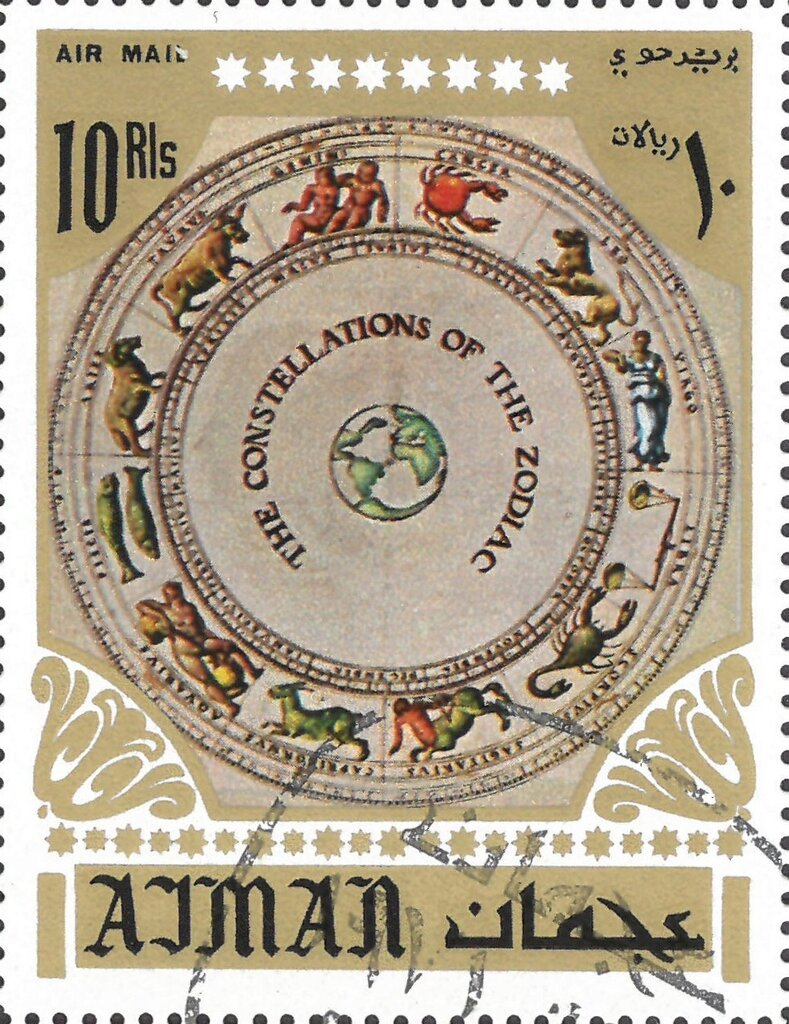
طابع مخرم متعدد الألوان بقيمة عشرة ريالات قطرية يحتوي على صورة الأبراج كلها

أُصدرت طوابع بريدية لشخصيات عالمية مُوشّحة بتاريخ ميلاد الشخصية للدلالة على البرج الفلكي للشخصية:

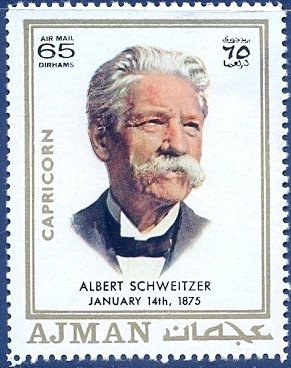
طابع مخرم متعدد الألوان بقيمة خمسة وستين درهما يحتوي على صورة الفيلسوف والطبيب الألماني ألبرت شفايتزر (من مواليد برج الجدي)
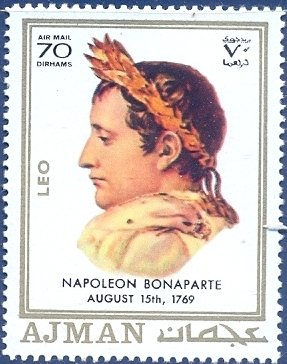
طابع مخرم متعدد الألوان بقيمة سبعين درهما يحتوي على صورة القائد العسكري الفرنسي نابليون بونابرت (من مواليد برج الأسد)
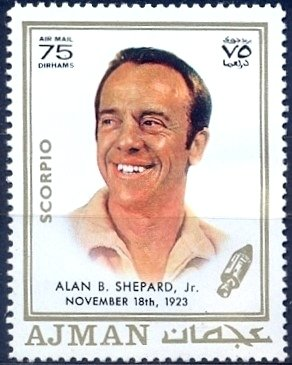
طابع مخرم متعدد الألوان بقيمة خمسة وسبعين درهما يحتوي على صورة رائد الفضاء الأمريكي ألان شيبارد (من مواليد برج العقرب)
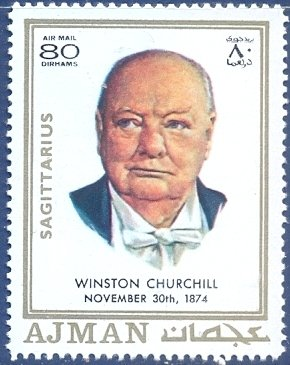
طابع مخرم متعدد الألوان بقيمة ثمانين درهما يحتوي على صورة ونستون تشرشل (من مواليد برج القوس)
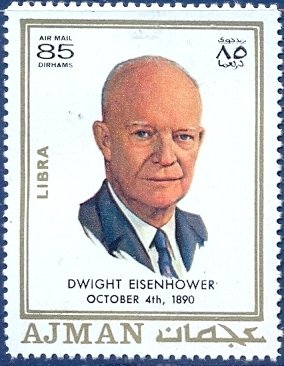
طابع مخرم متعدد الألوان بقيمة خمسة وثمانين درهما يحتوي على صورة الرئيس الأمريكي الأسبق دوايت أيزنهاور (من مواليد برج الميزان)
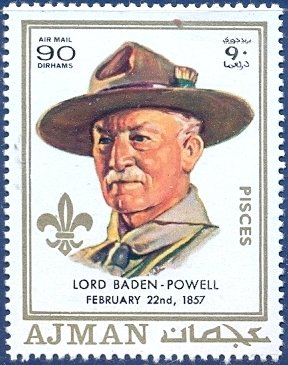
طابع مخرم متعدد الألوان بقيمة تسعين درهما يحتوي على صورة بادن باول (من مواليد برج الحوت)
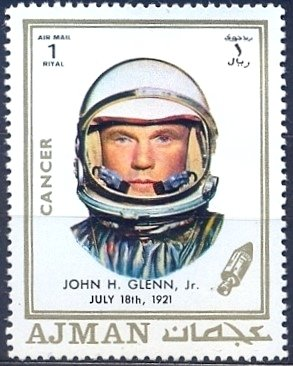
طابع مخرم متعدد الألوان بقيمة ريال قطري واحد يحتوي على صورة رائد الفضاء الأمريكي جون غلين (من مواليد برج السرطان)
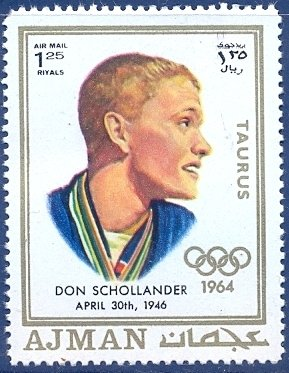
طابع مخرم متعدد الألوان بقيمة ريال وربع الريال يحتوي على صورة السباح الأمريكي دون شولاندير (من مواليد برج الثور)
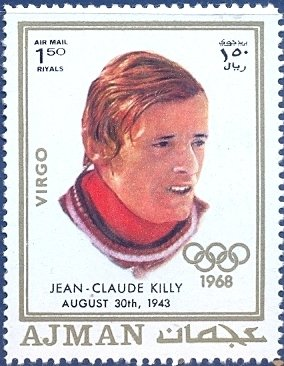
طابع مخرم متعدد الألوان بقيمة ريال ونصف الريال يحتوي على صورة المتزلج الفرنسي جان كلود كيلي (من مواليد برج العذراء)
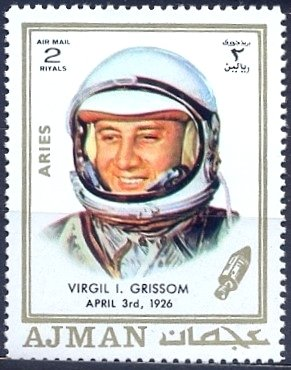
طابع مخرم متعدد الألوان بقيمة ريالين قطريين يحتوي على صورة رائد الفضاء الأمريكي غوس غريسوم (من مواليد برج الحمل)
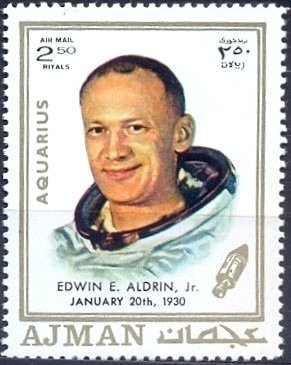
طابع مخرم متعدد الألوان بقيمة ريالين ونصف الريال يحتوي على صورة رائد الفضاء الأمريكي بز ألدرن (من مواليد برج الدلو)
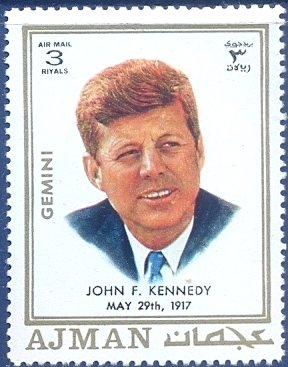
طابع مخرم متعدد الألوان بقيمة ثلاثة ريالات يحتوي على صورة الرئيس الأمريكي جون كينيدي (من مواليد برج الجوزاء)

وأُصدرت بطاقات تذكارية تضم طابعين متجاورين للطابع الذي يحتوي على صورة الشخصية وصورة طابع البرج:

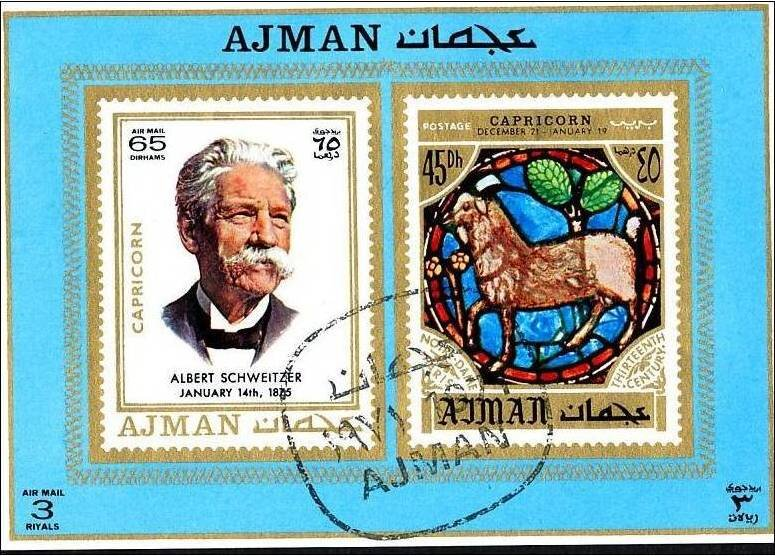
بطاقة تذكارية تضم طابعين متجاورين لألبرت شفايتزر وبرجه
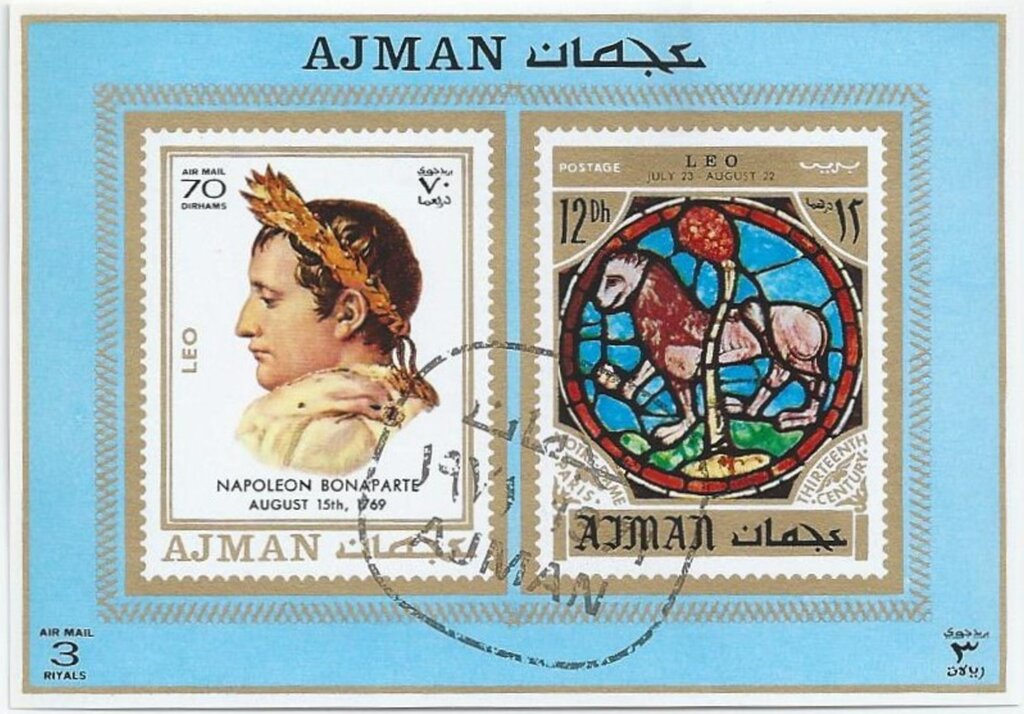
بطاقة تذكارية تضم طابعين متجاورين لنابليون بونابرت وبرجه
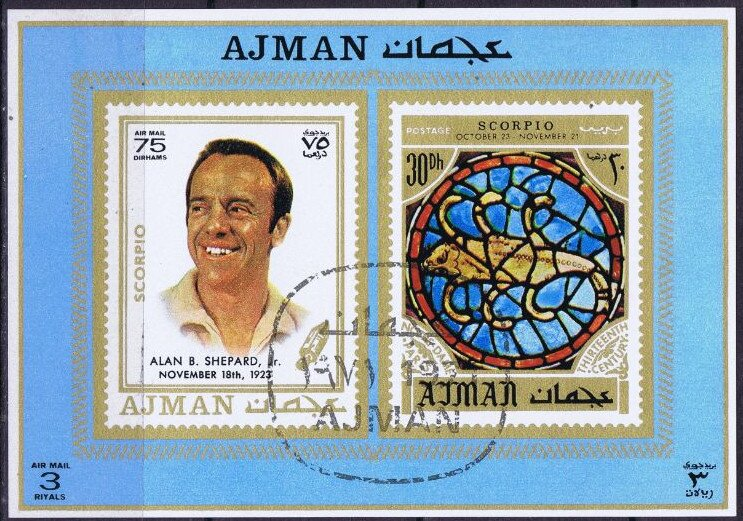
بطاقة تذكارية تضم طابعين متجاورين لألان شيبارد وبرجه
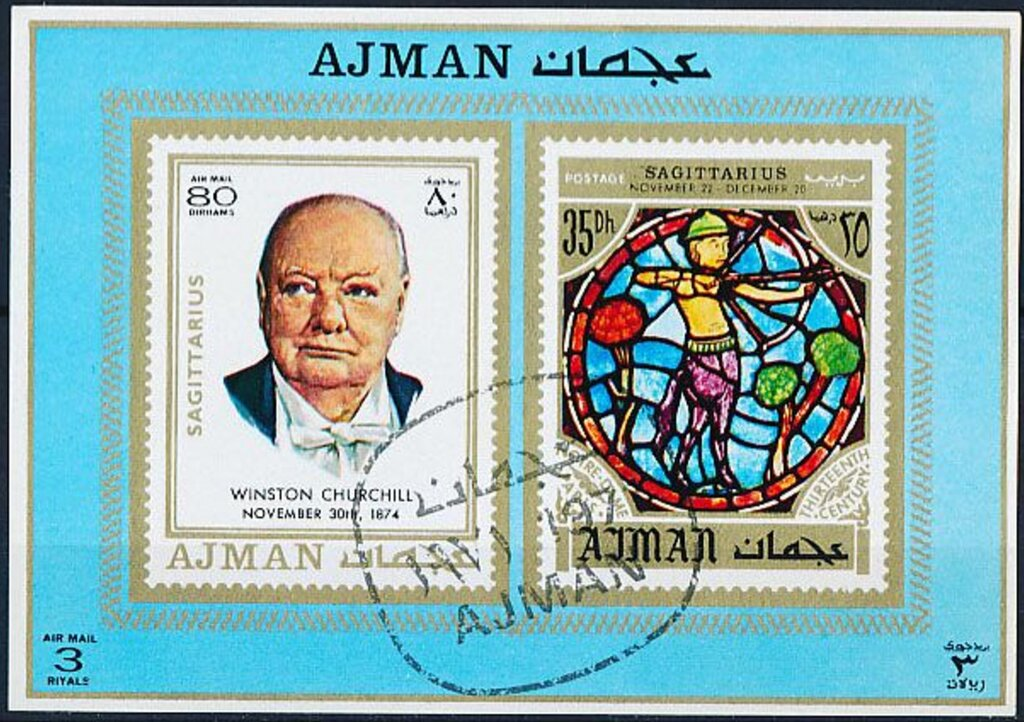
بطاقة تذكارية تضم طابعين متجاورين لونستون تشرشل وبرجه
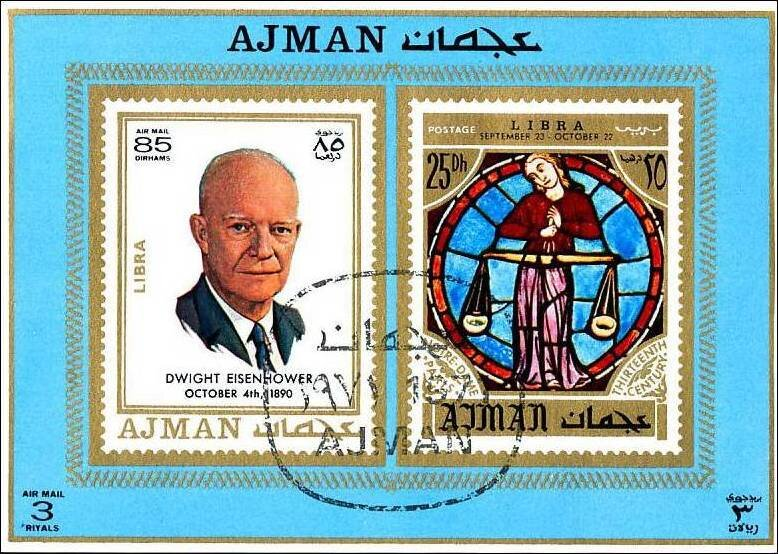
بطاقة تذكارية تضم طابعين متجاورين لدوايت أيزنهاور وبرجه
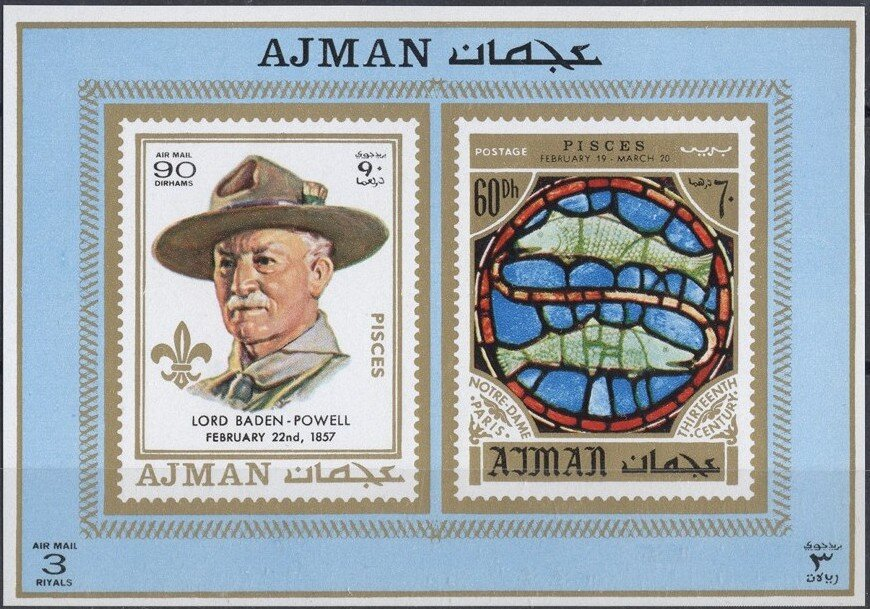
بطاقة تذكارية تضم طابعين متجاورين لبادن باول وبرجه
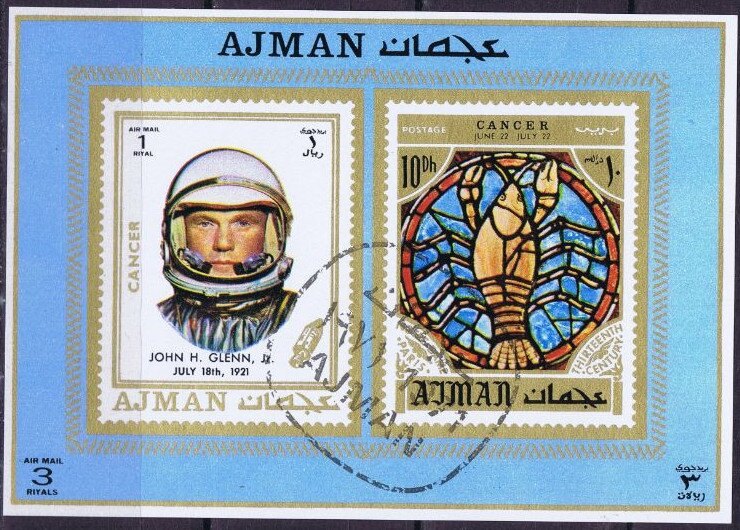
بطاقة تذكارية تضم طابعين متجاورين لجون غلين وبرجه
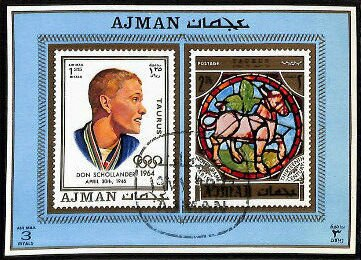
بطاقة تذكارية تضم طابعين متجاورين لدون شولاندير وبرجه
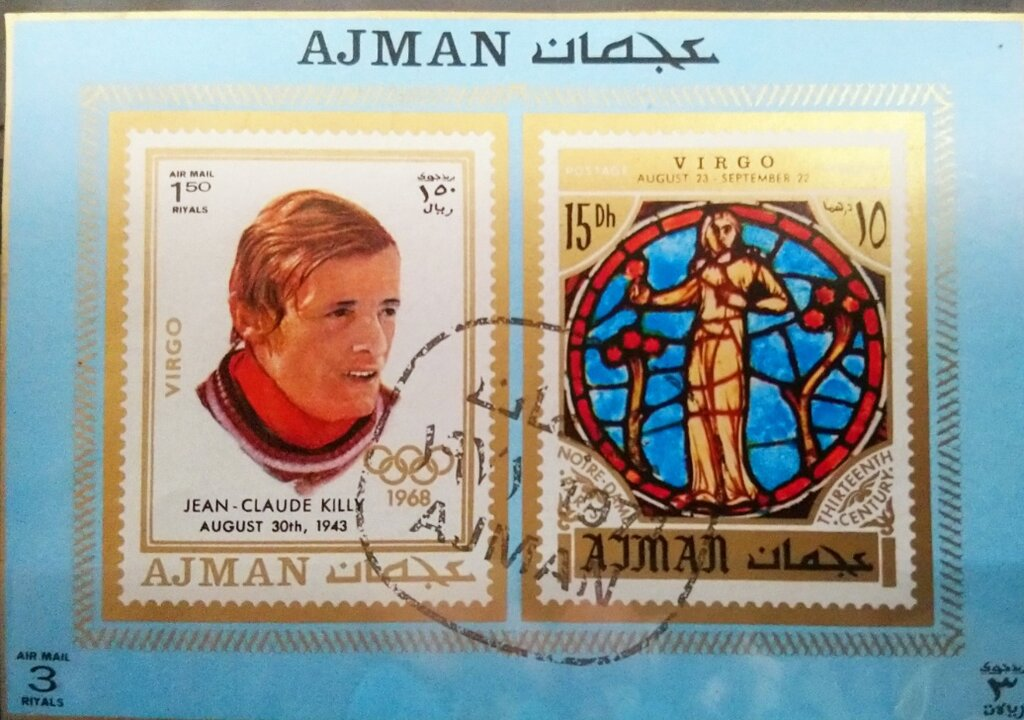
بطاقة تذكارية تضم طابعين متجاورين لجان كلود كيلي وبرجه
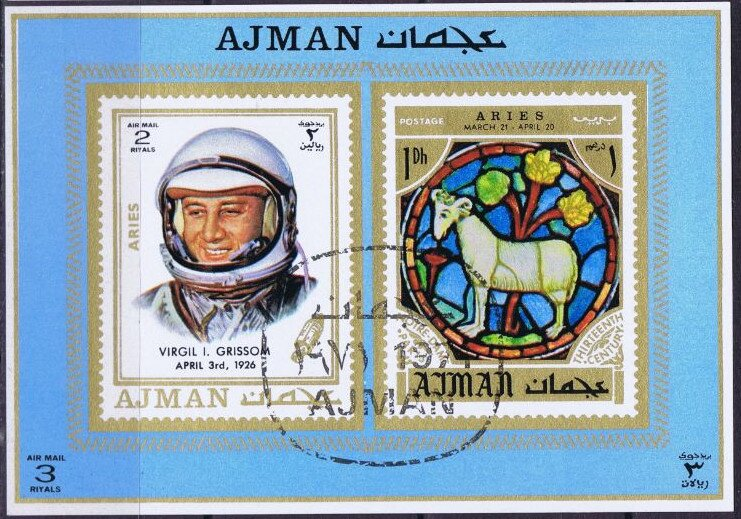
بطاقة تذكارية تضم طابعين متجاورين لغوس غريسوم وبرجه
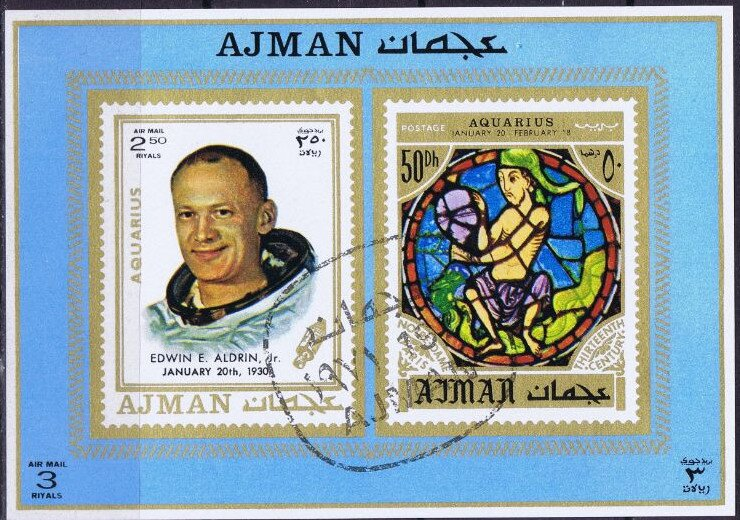
بطاقة تذكارية تضم طابعين متجاورين لبز ألدرن وبرجه
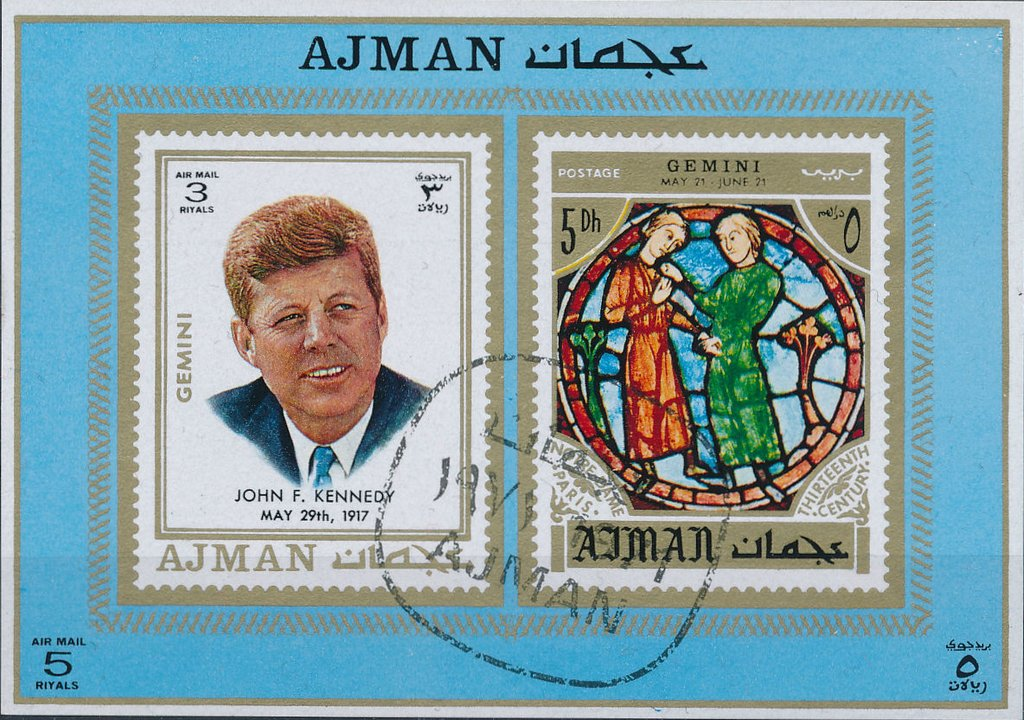
بطاقة تذكارية تضم طابعين متجاورين لجون كينيدي وبرجه

وأُصدرت بطاقة تذكارية بخلفية ذات لون أسود بقيمة عشرة ريالات قطرية تحوي طابعا يضم الأبراج جميعها وتحوي صورا للأبراج:

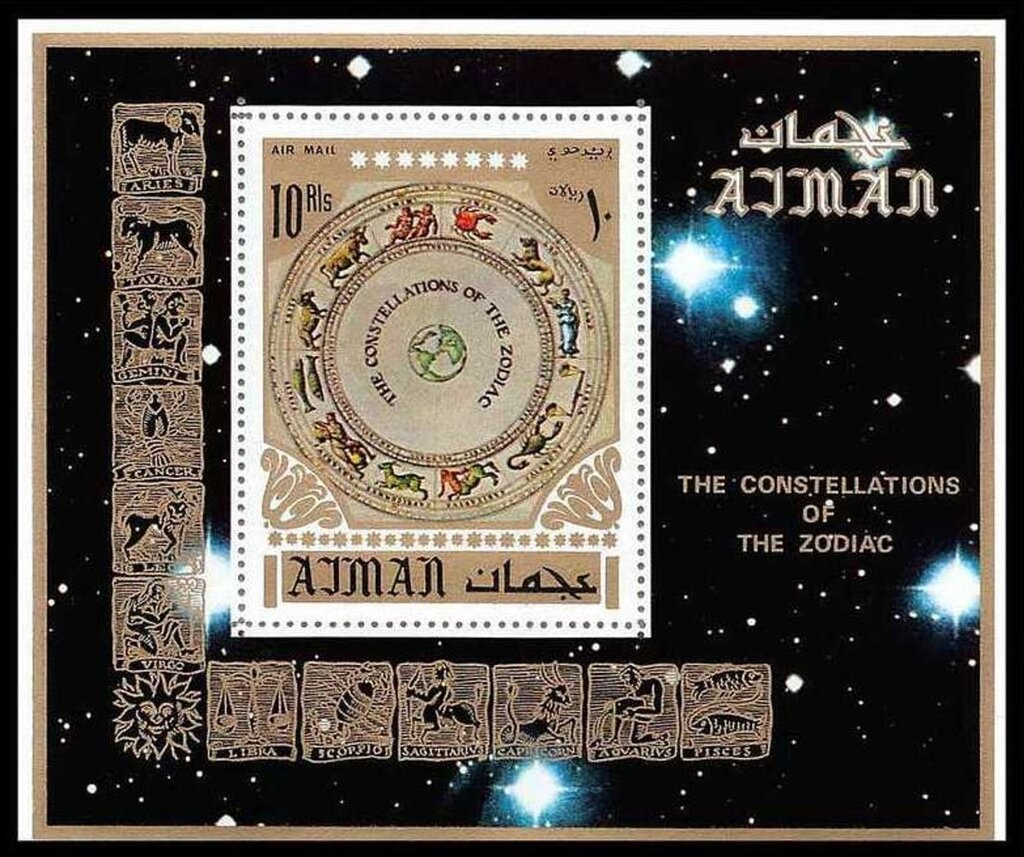
البطاقة المخرمة

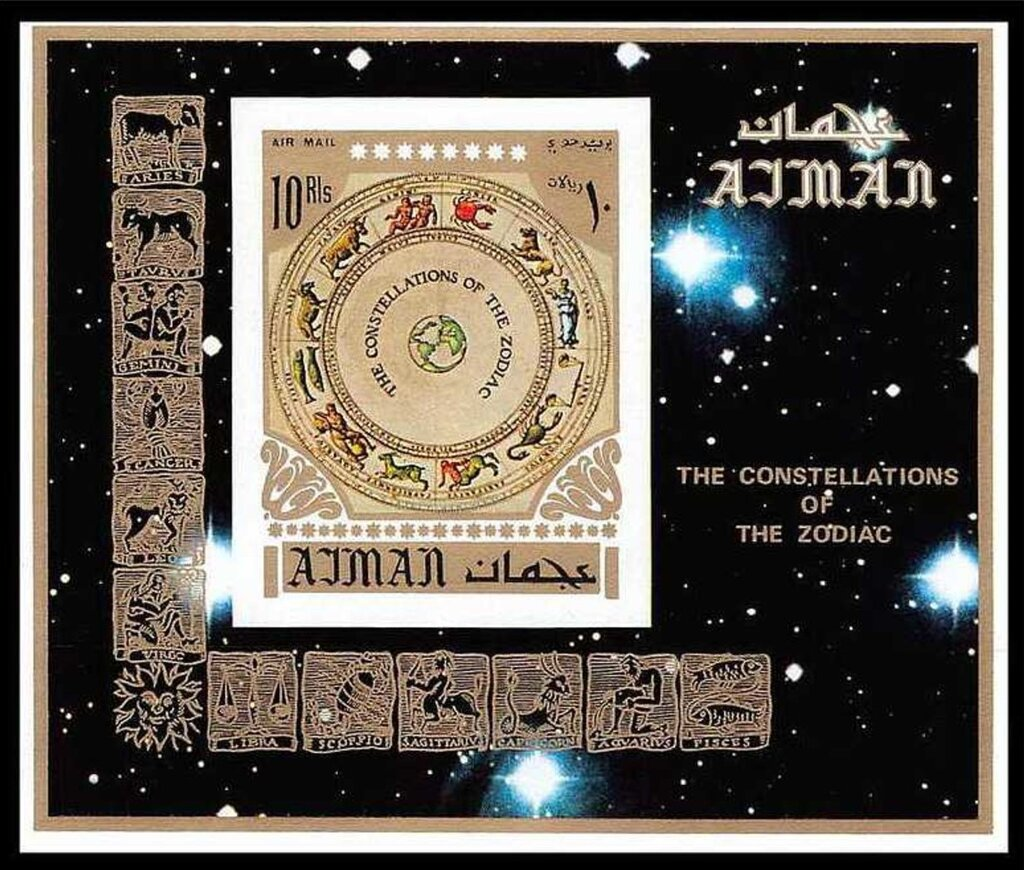
البطاقة غير المخرمة

## إصدارات لودفيج فان بيتهوفن

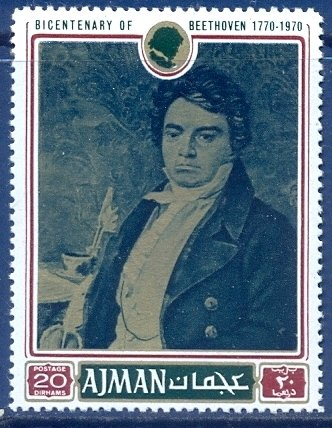
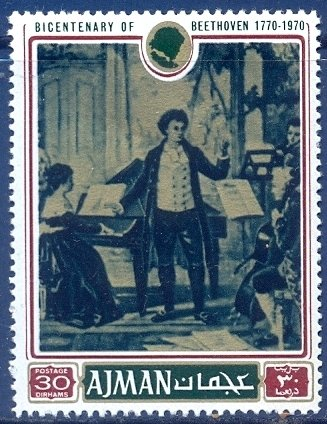
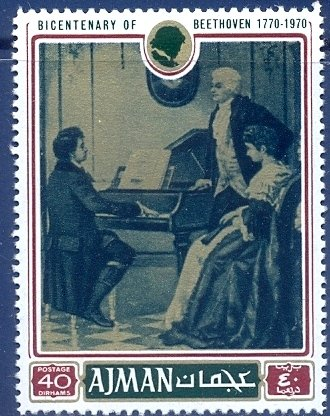
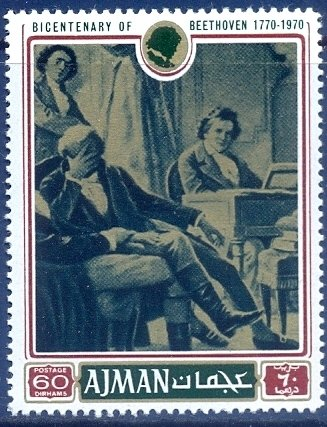
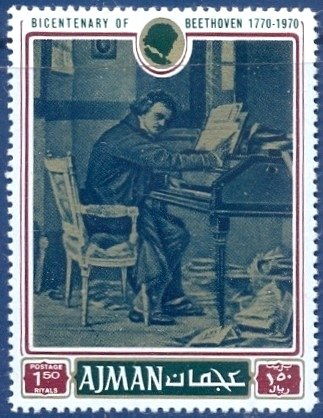
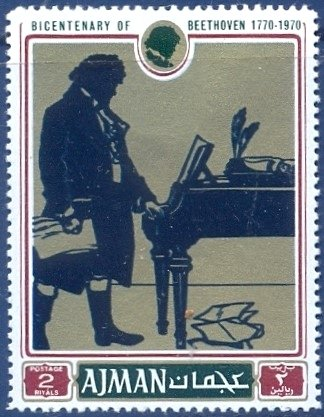

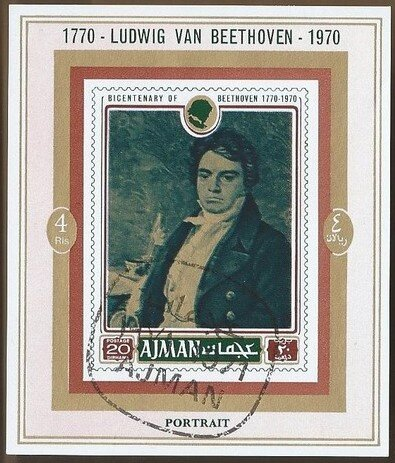
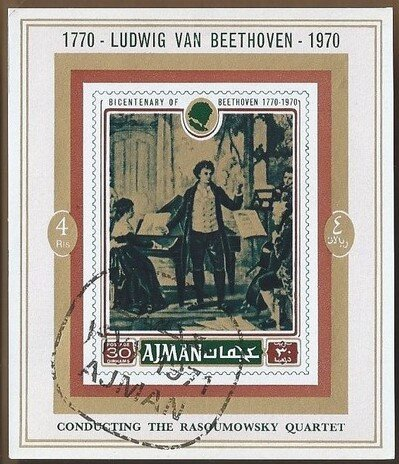
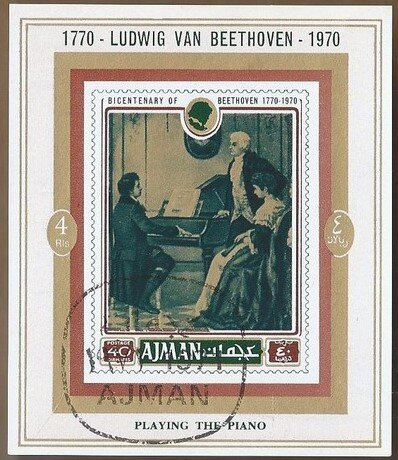
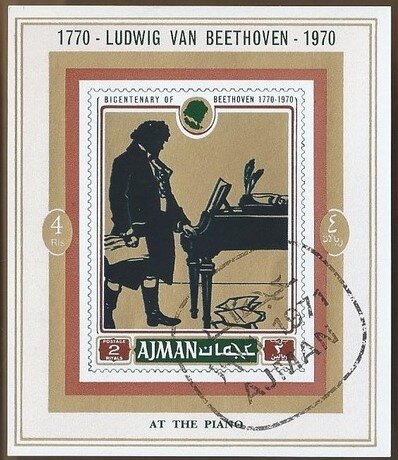

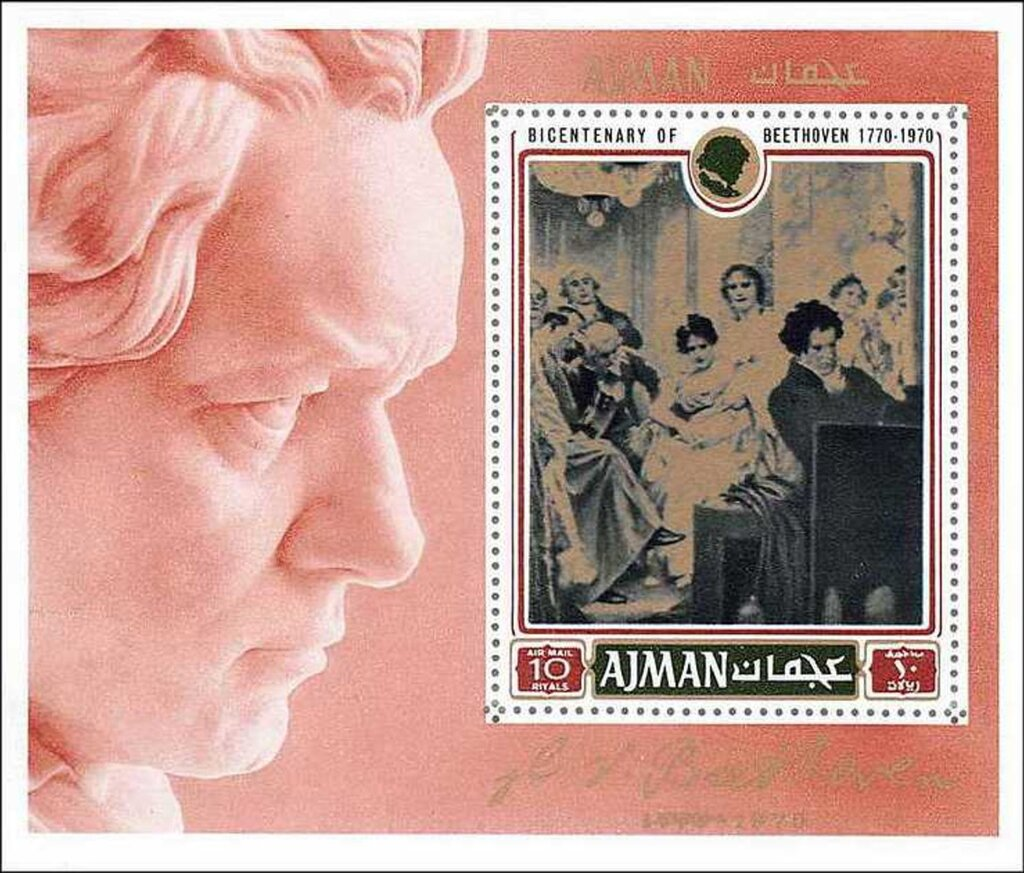

## إصدارات ألبرت شفايتزر

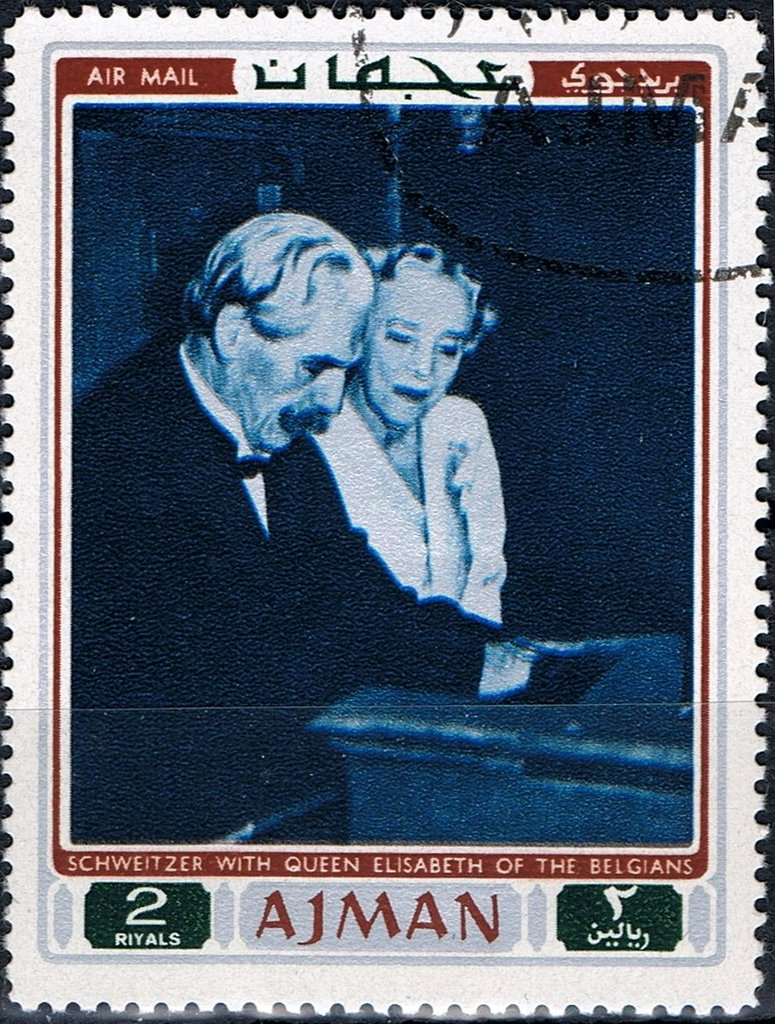
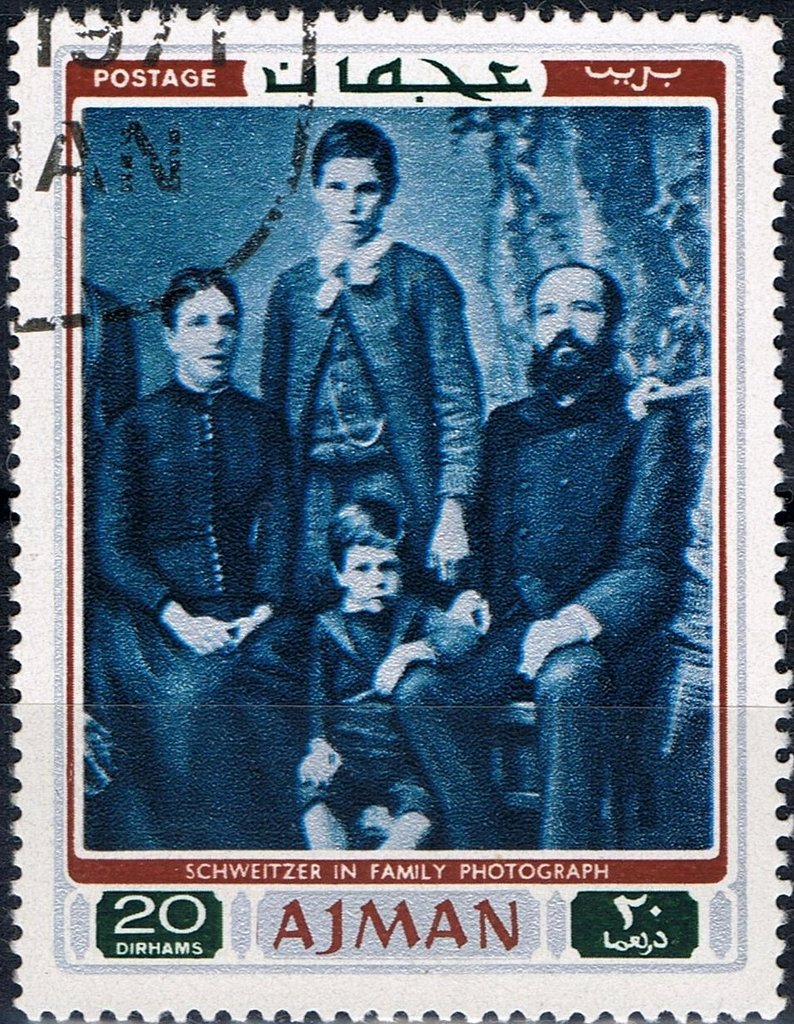
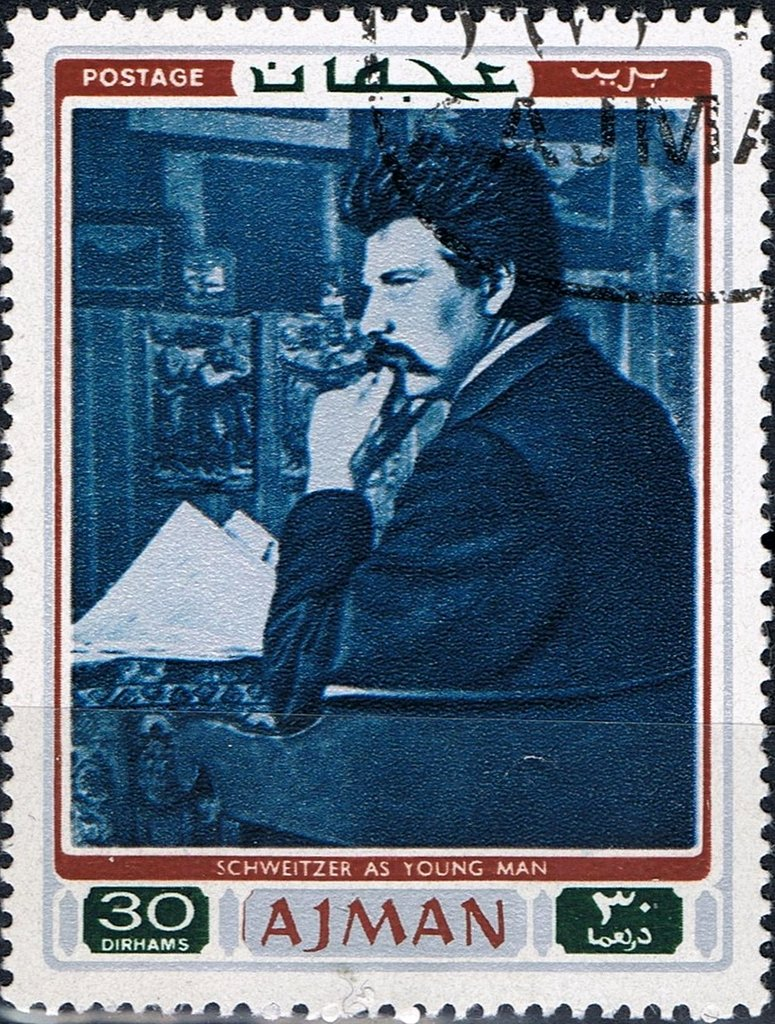
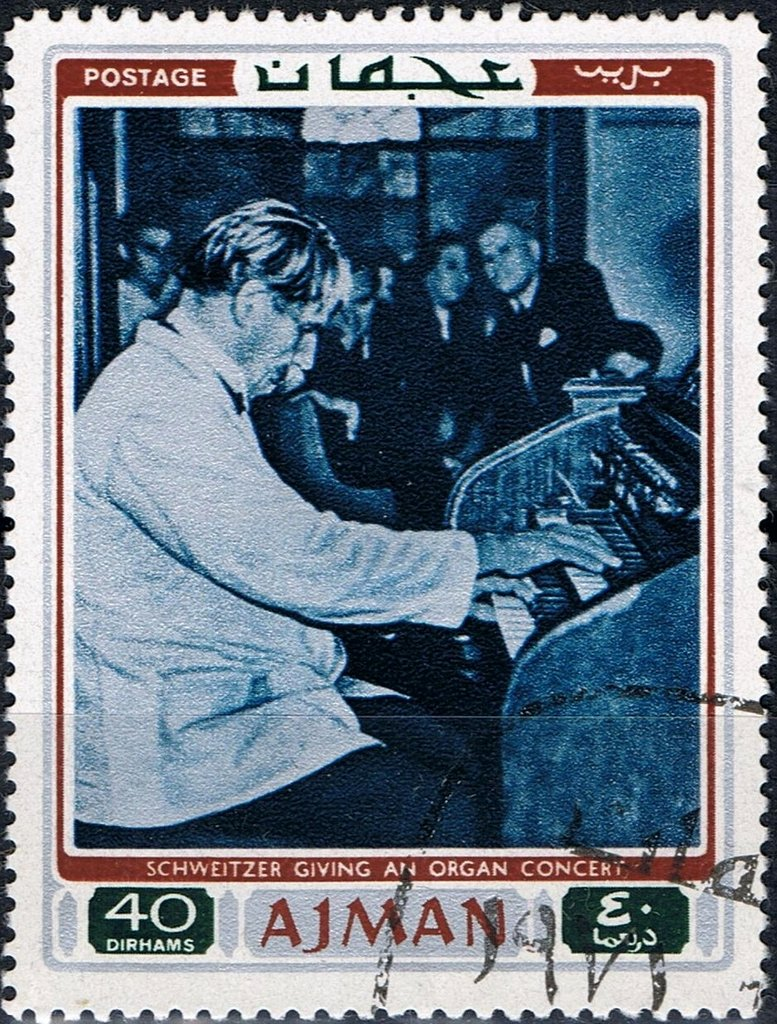
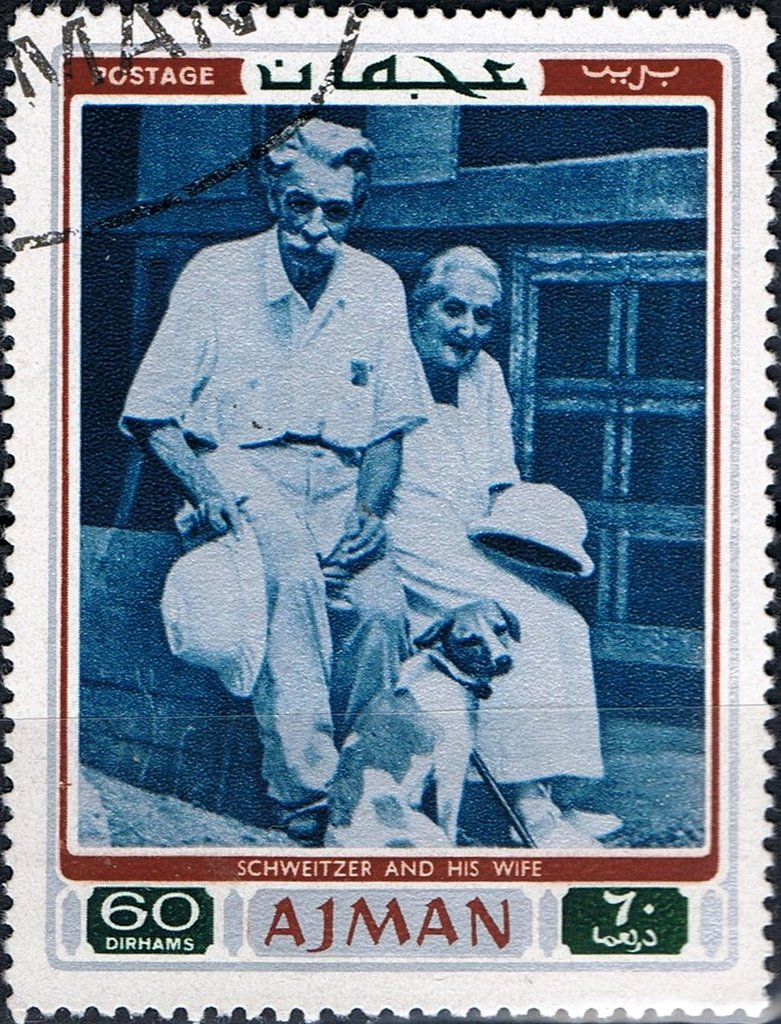
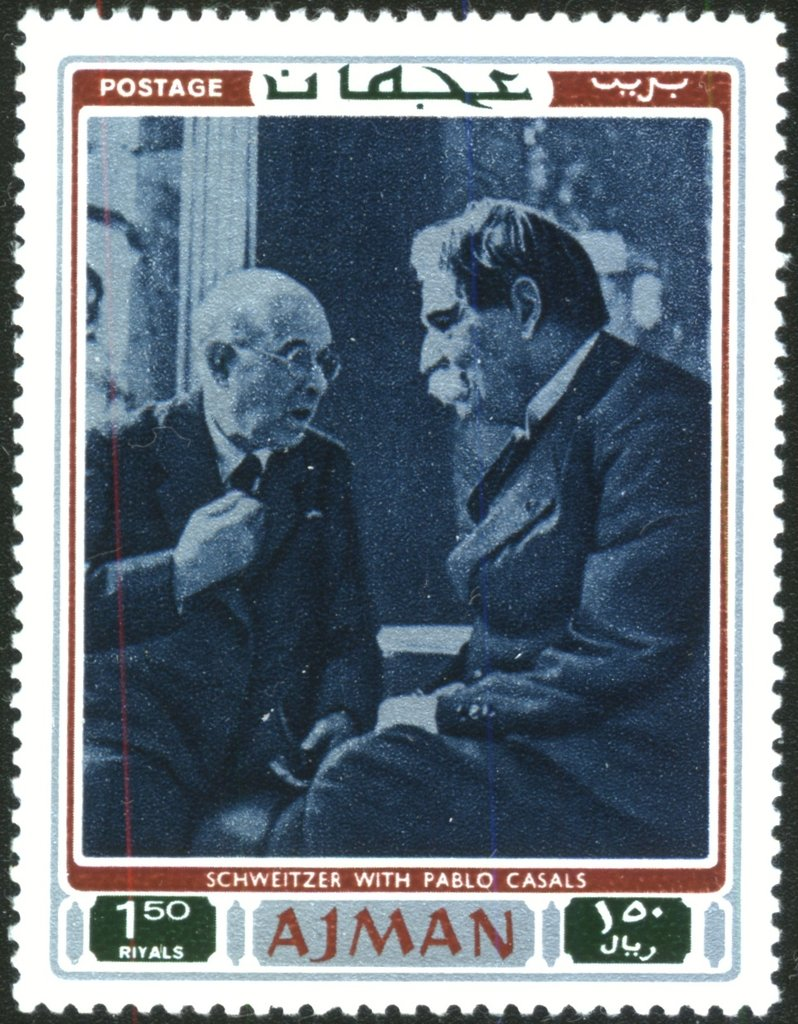

## إصدارات لوحات الطيور لكاتسوشيكا هوكوساي وأندو هيروشيغه

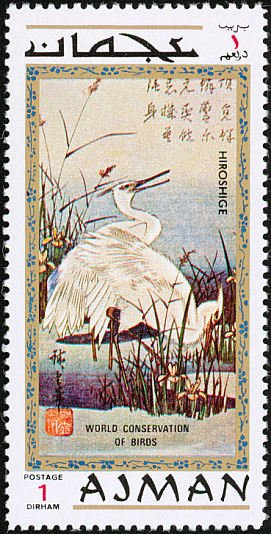
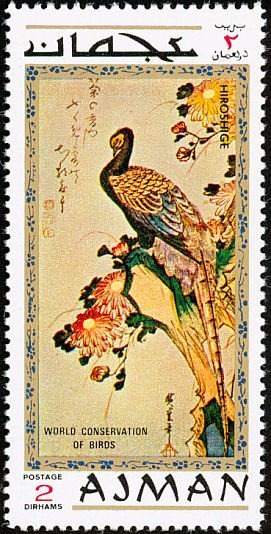
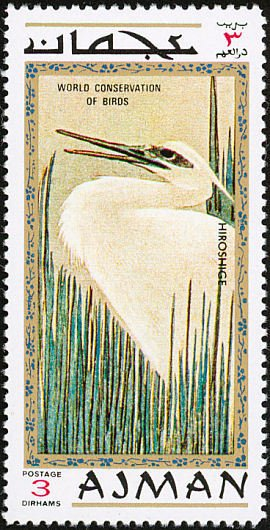
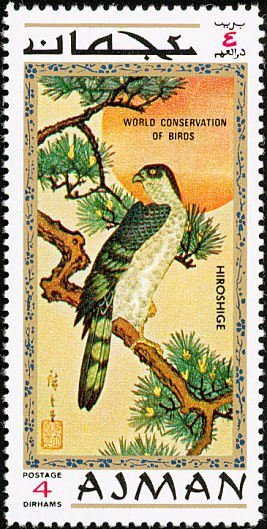
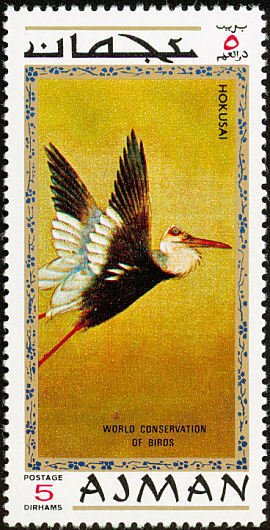
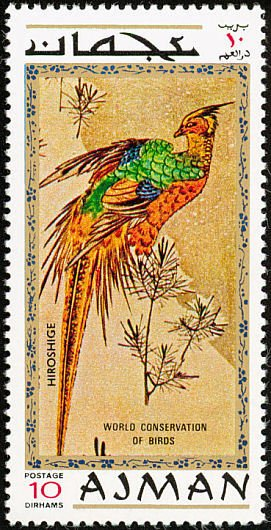
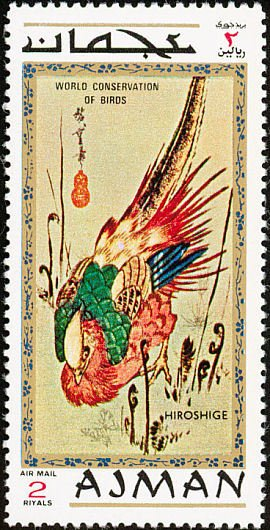
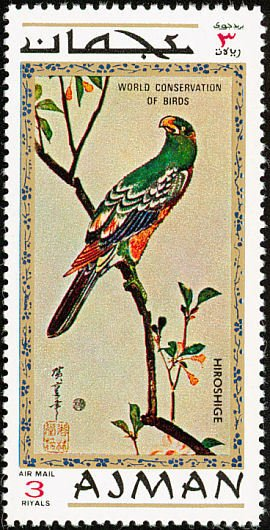

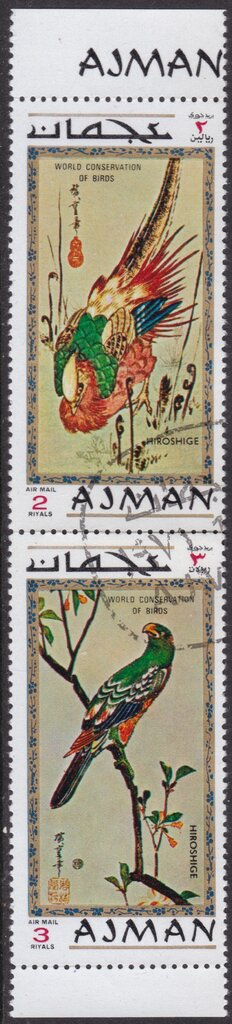
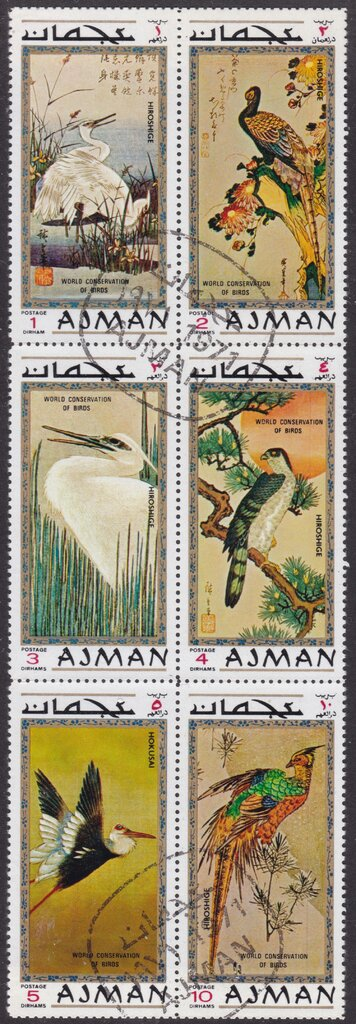

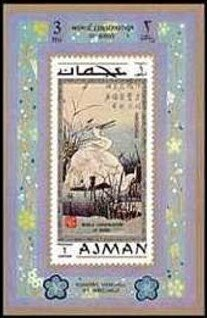
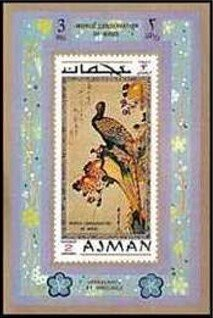
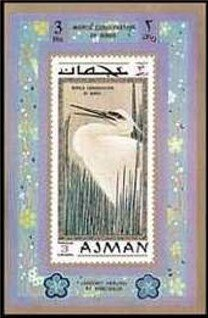
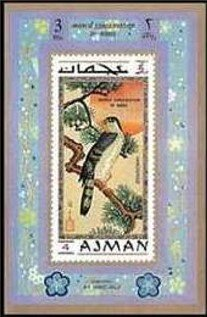
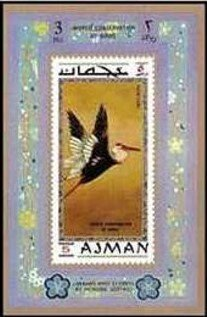
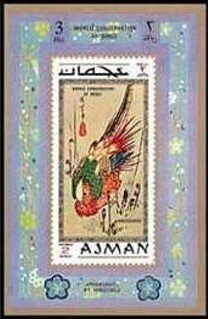
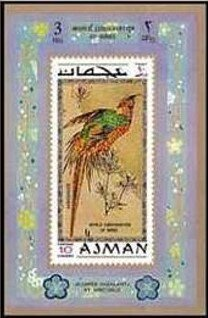
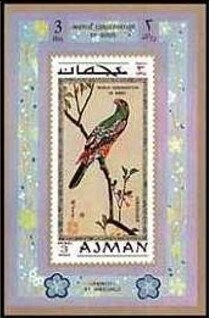

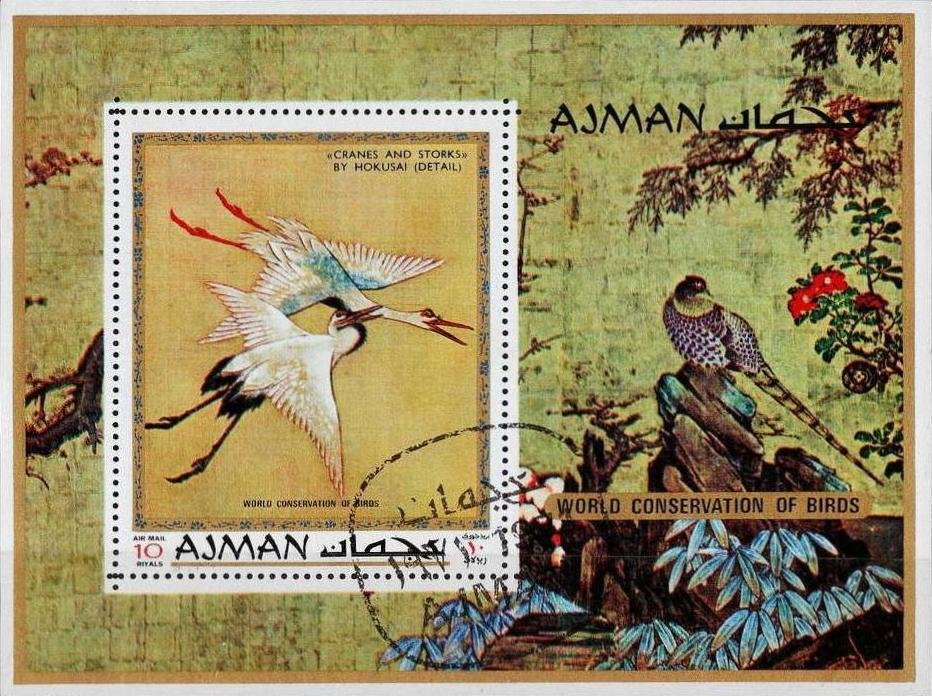
بطاقة

## إصدارات اللوحات الانطباعية والتعبيرية الفرنسية

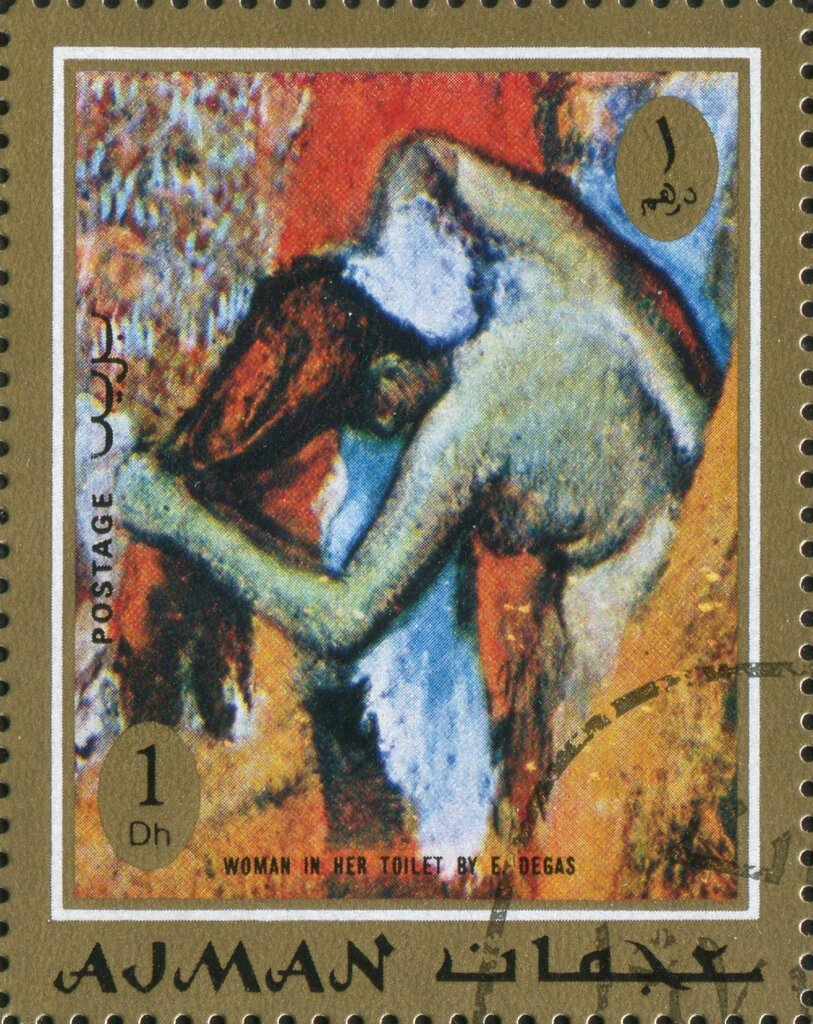
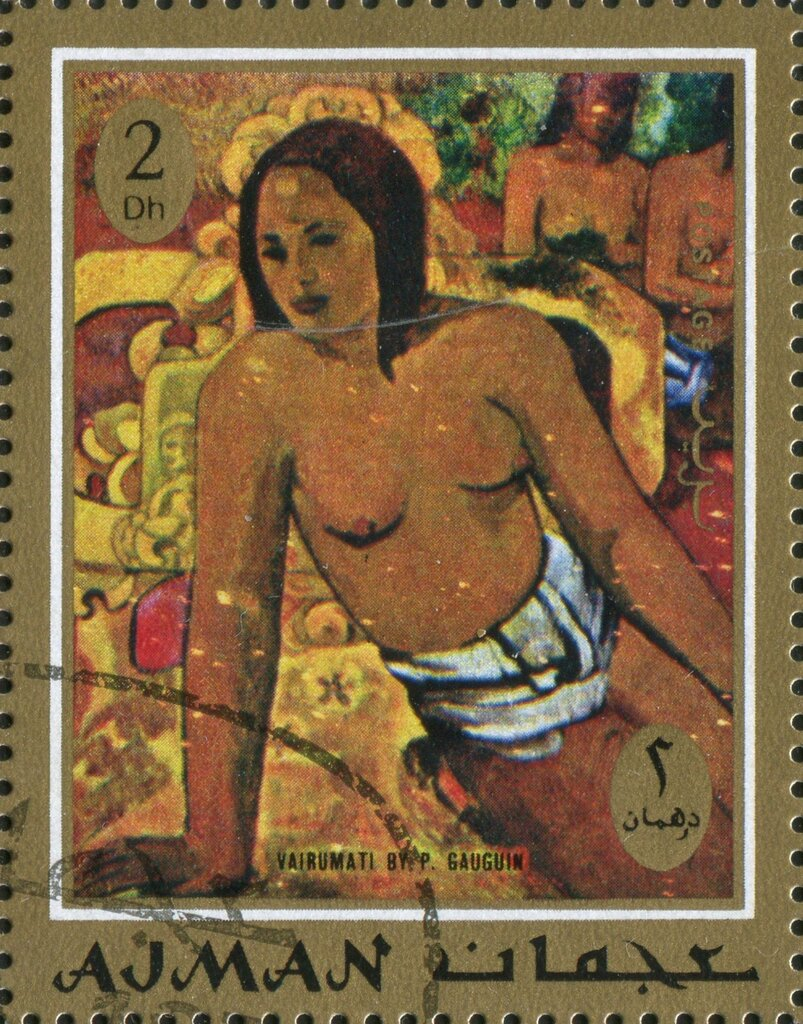
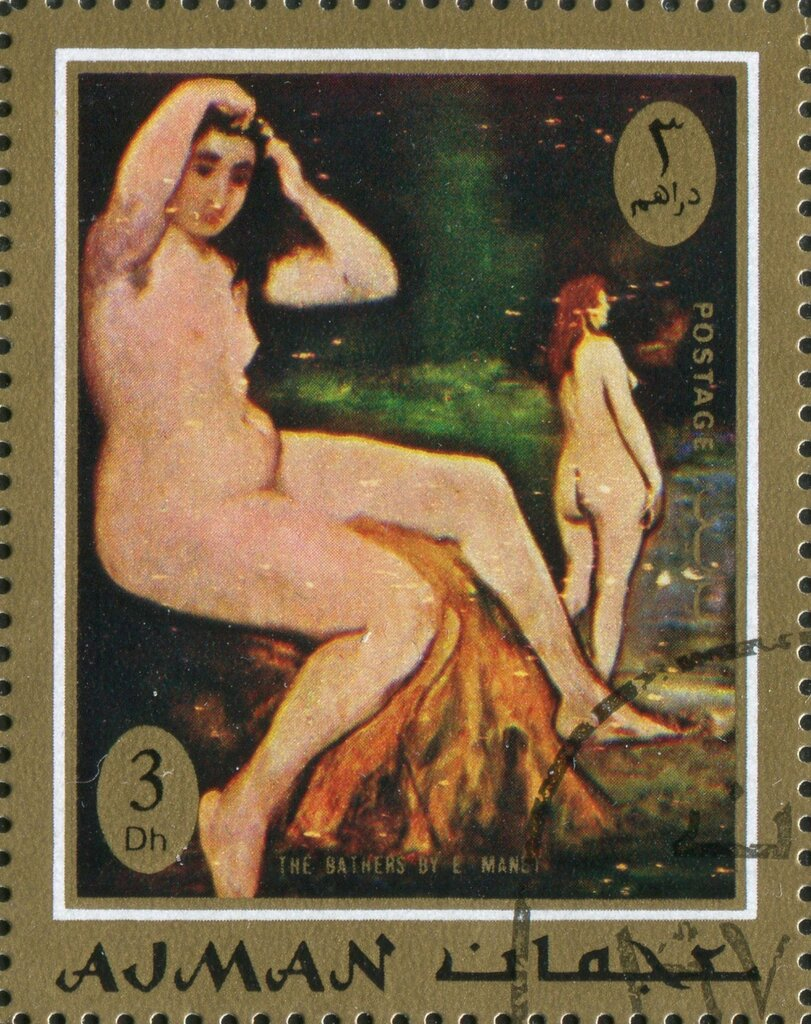
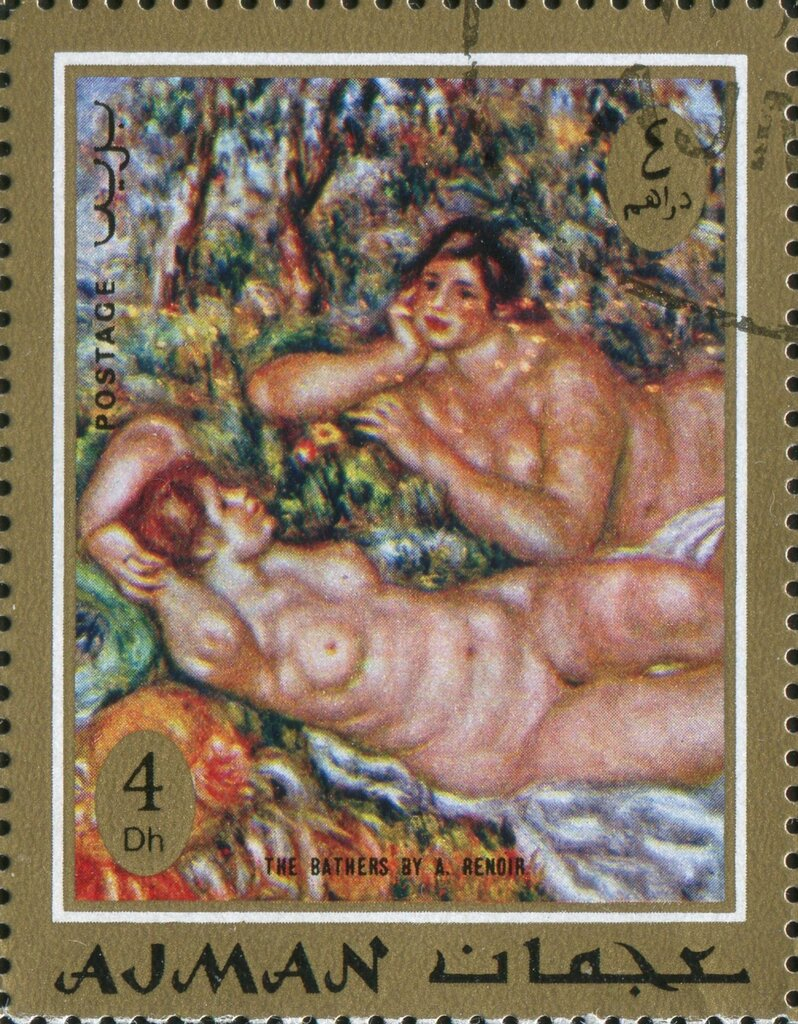
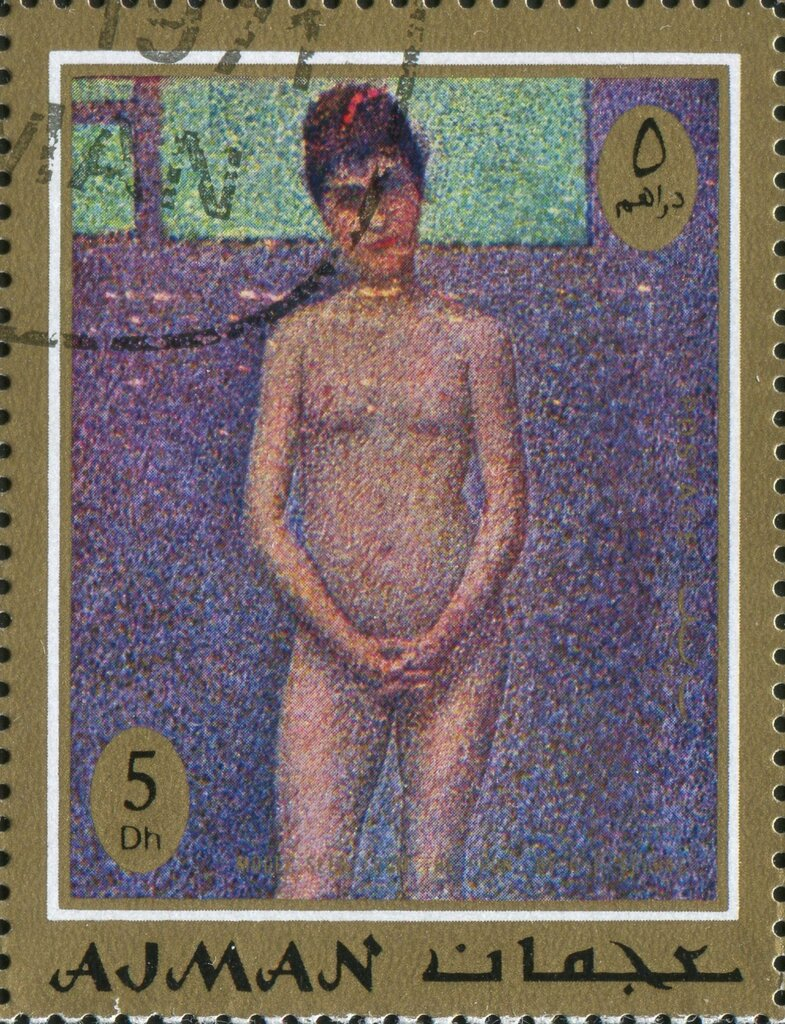
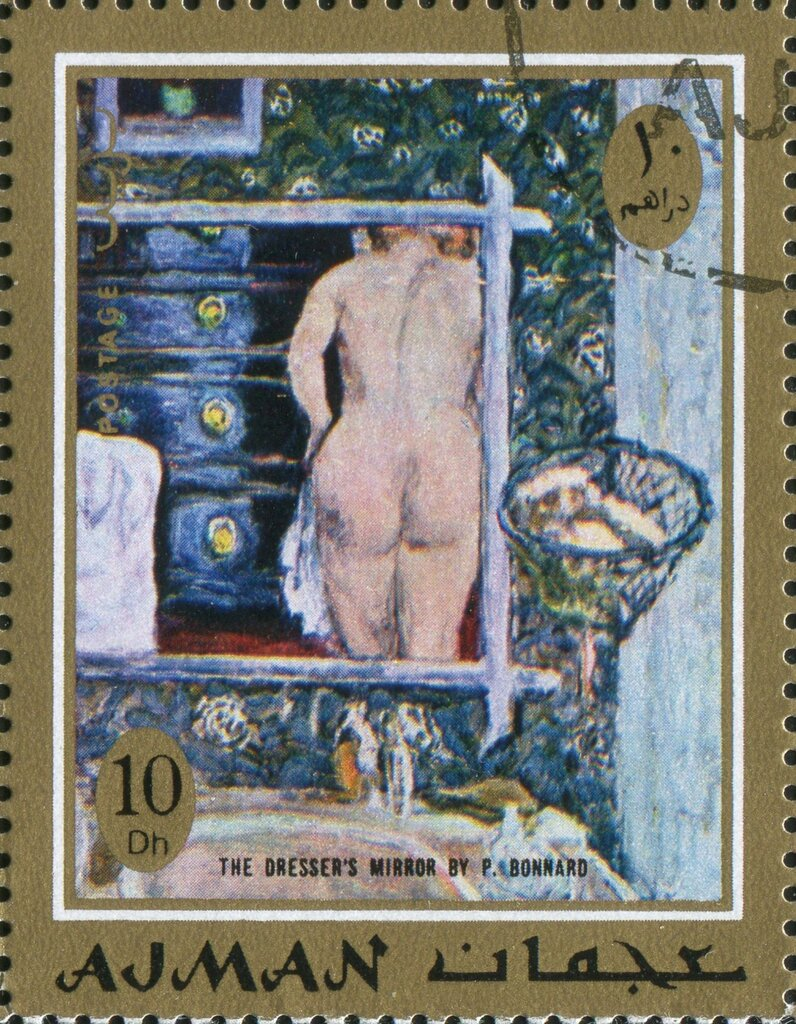
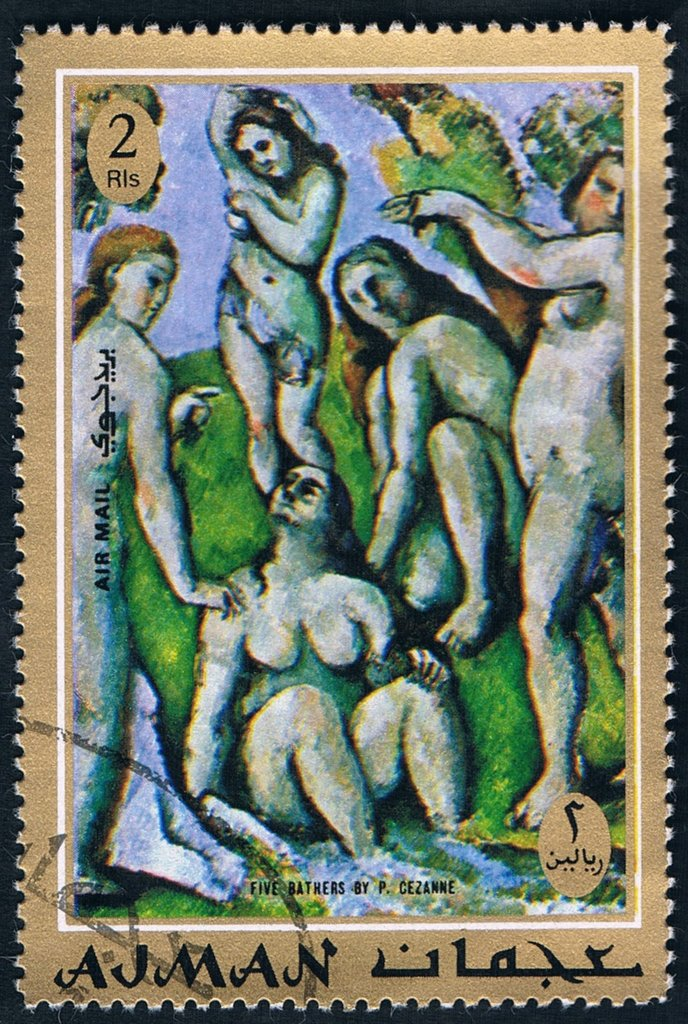
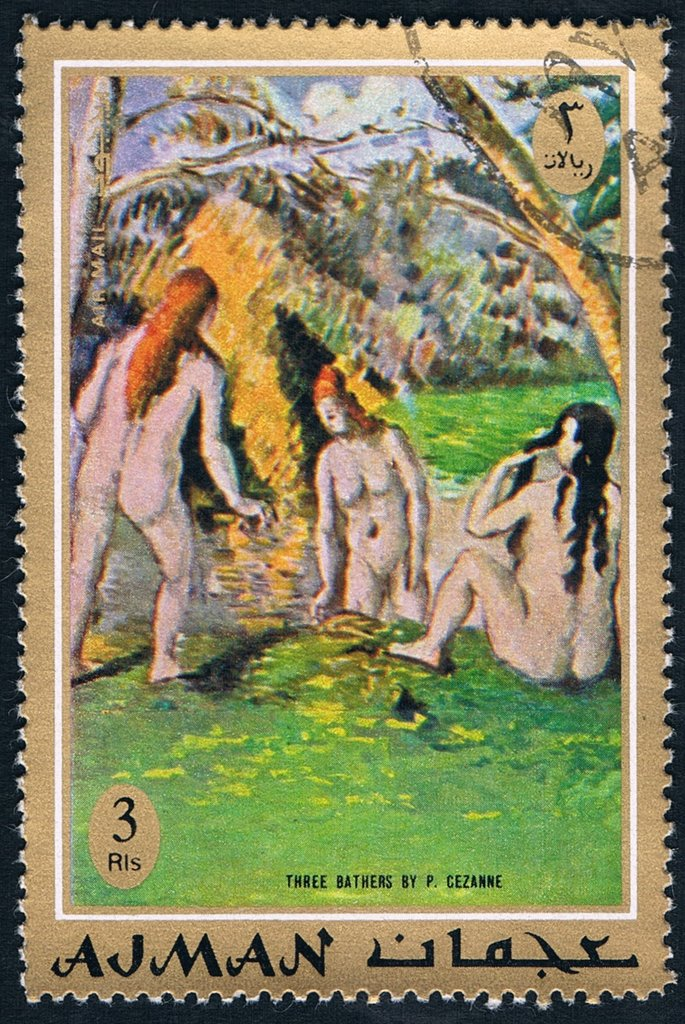

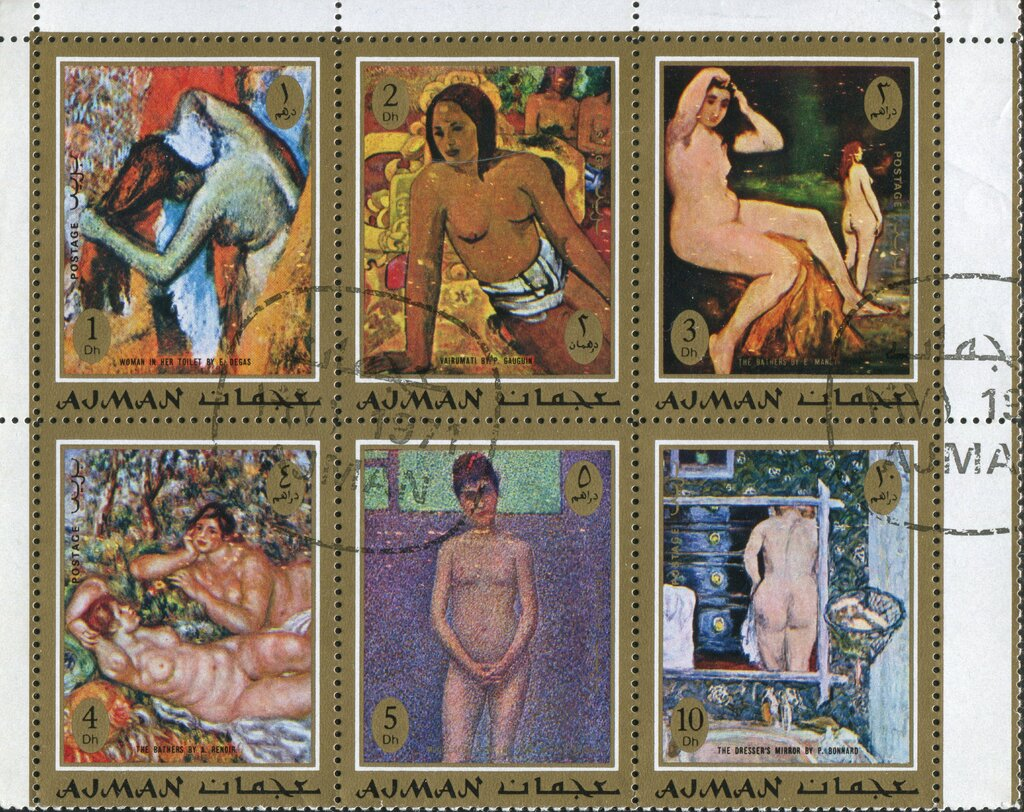

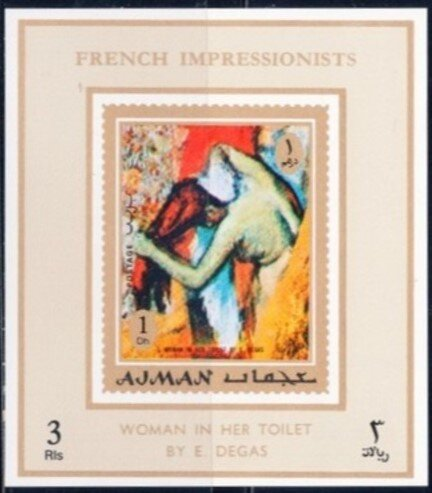
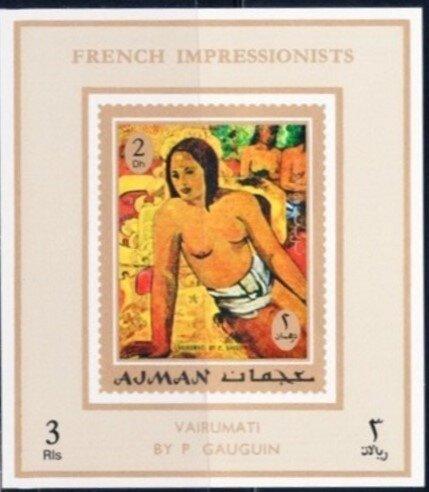
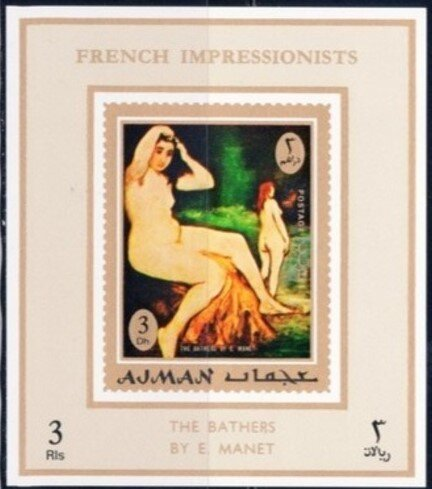
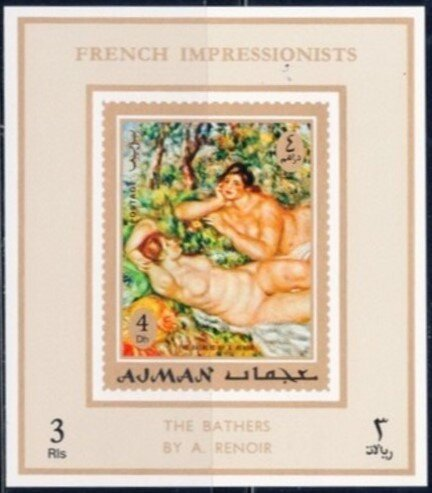
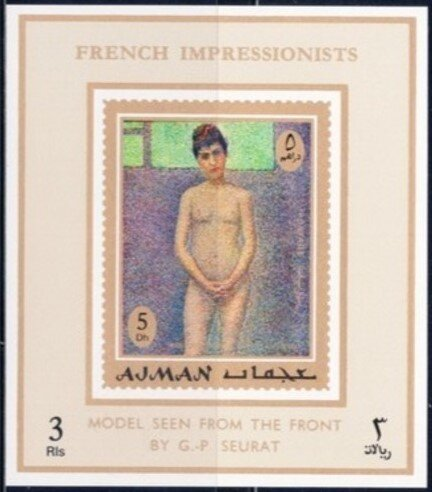
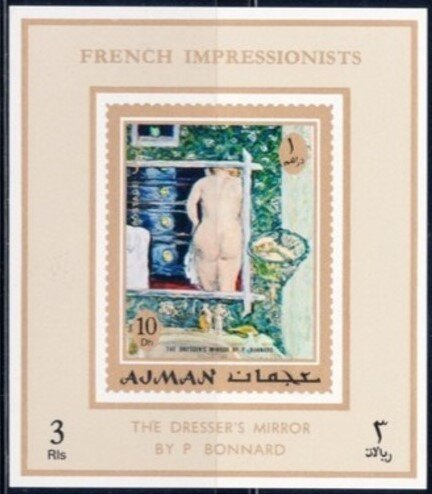
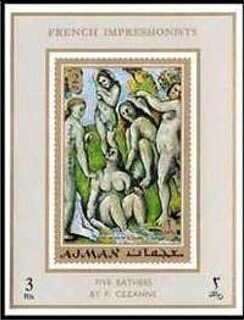
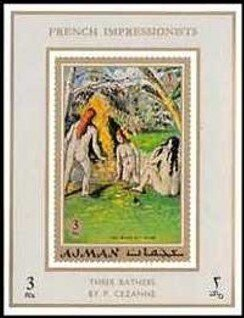

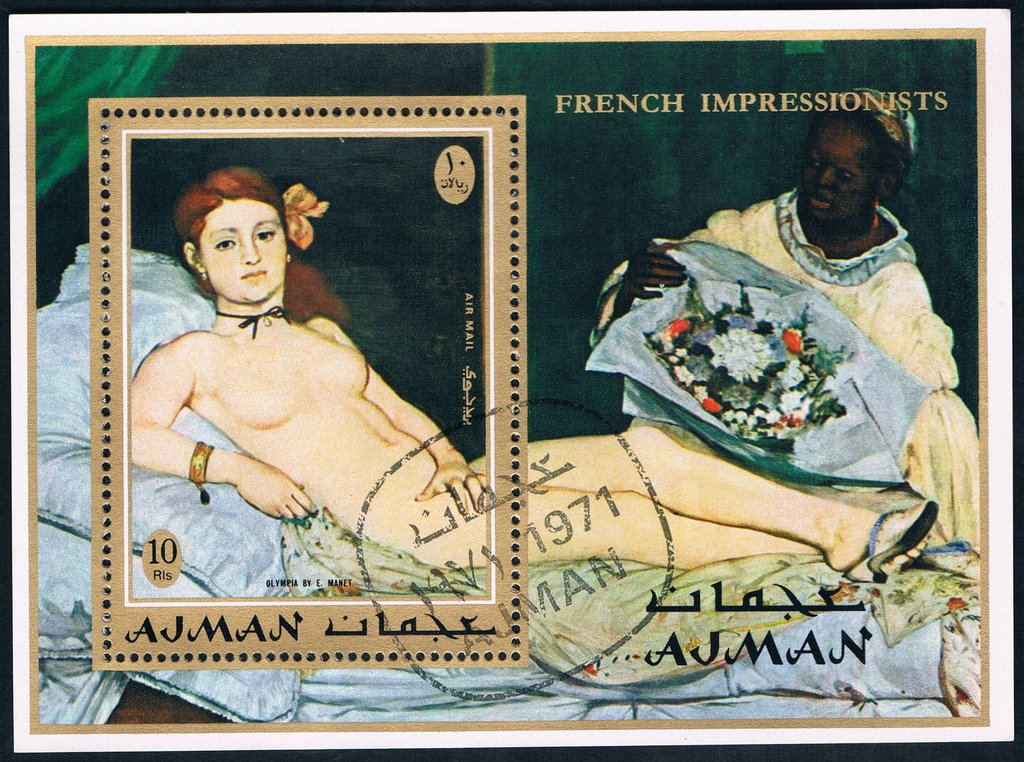
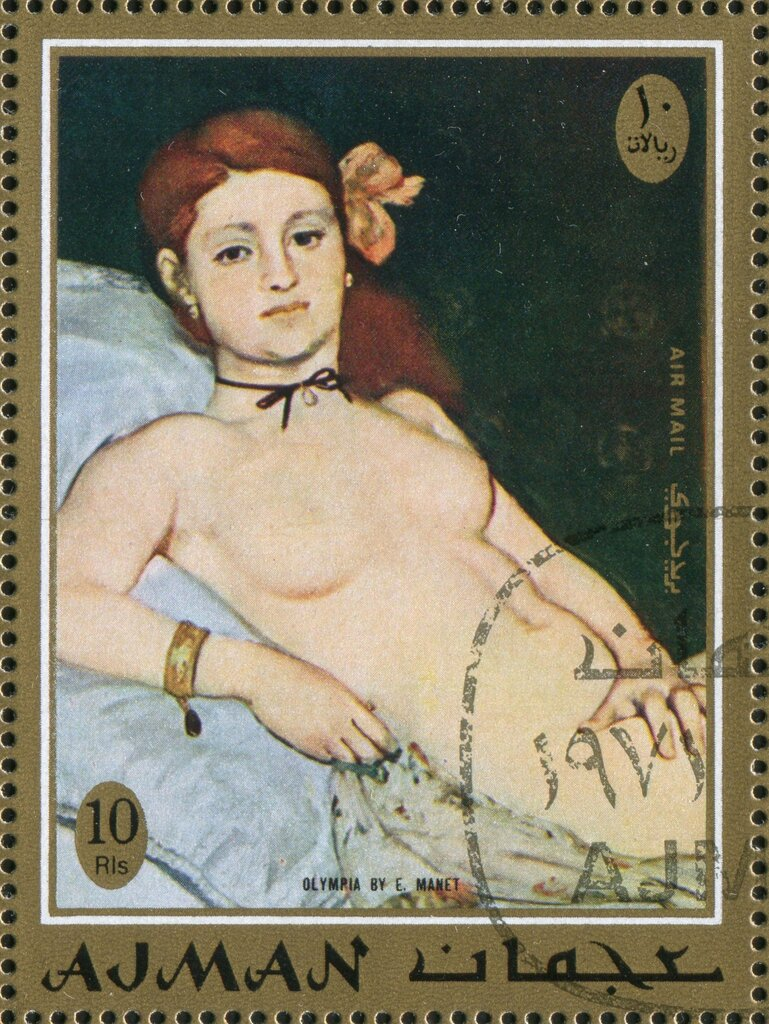

## إصدارات اللوحات الفنية

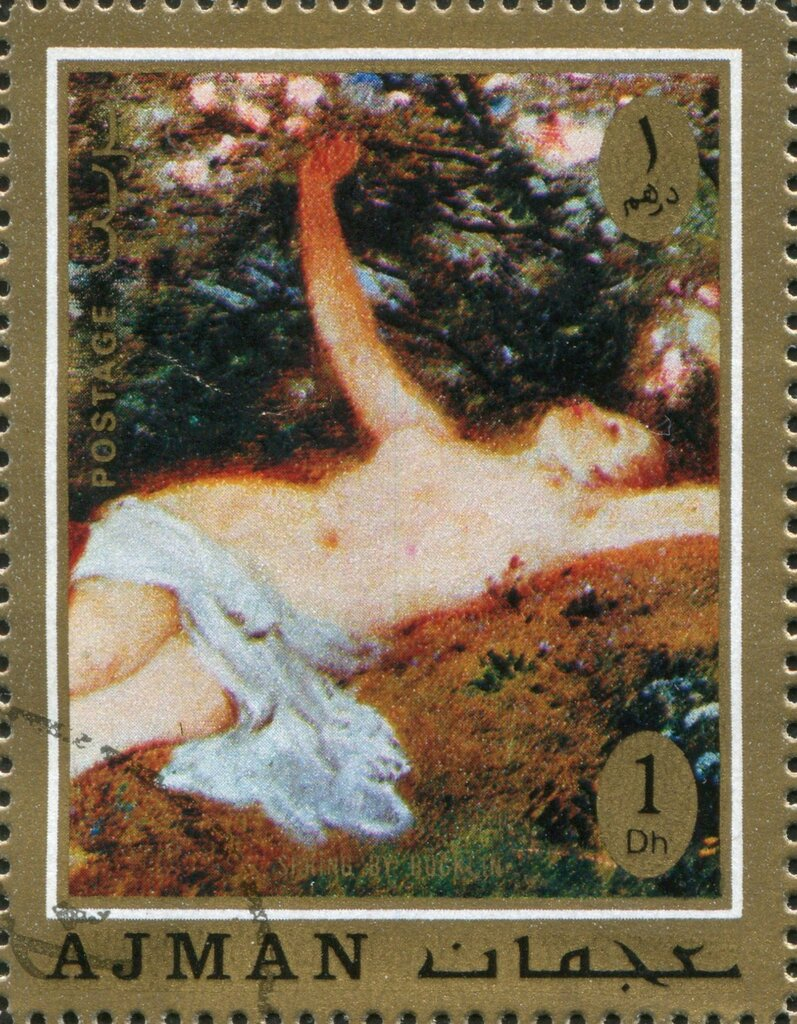
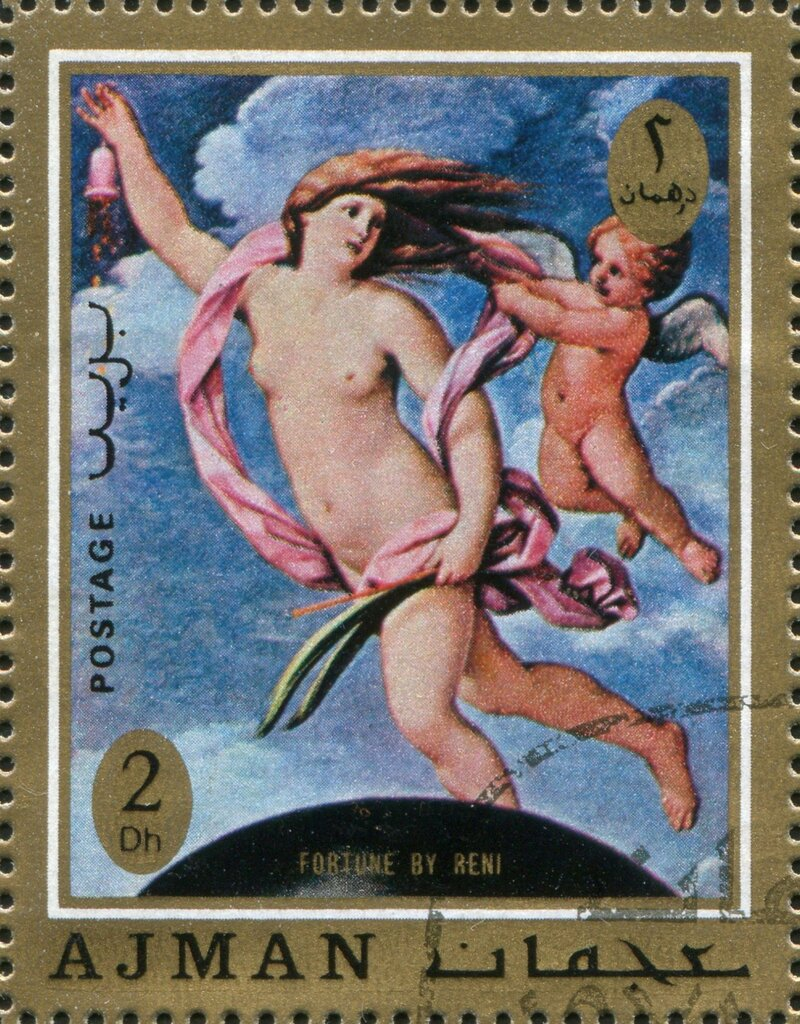
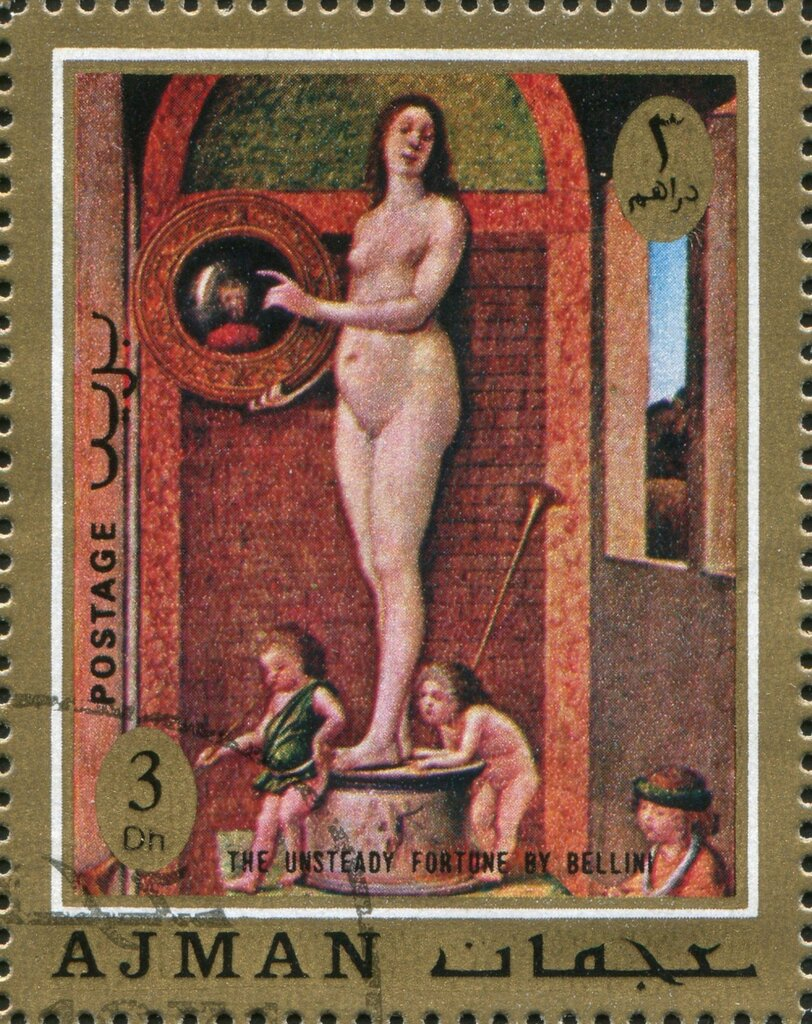
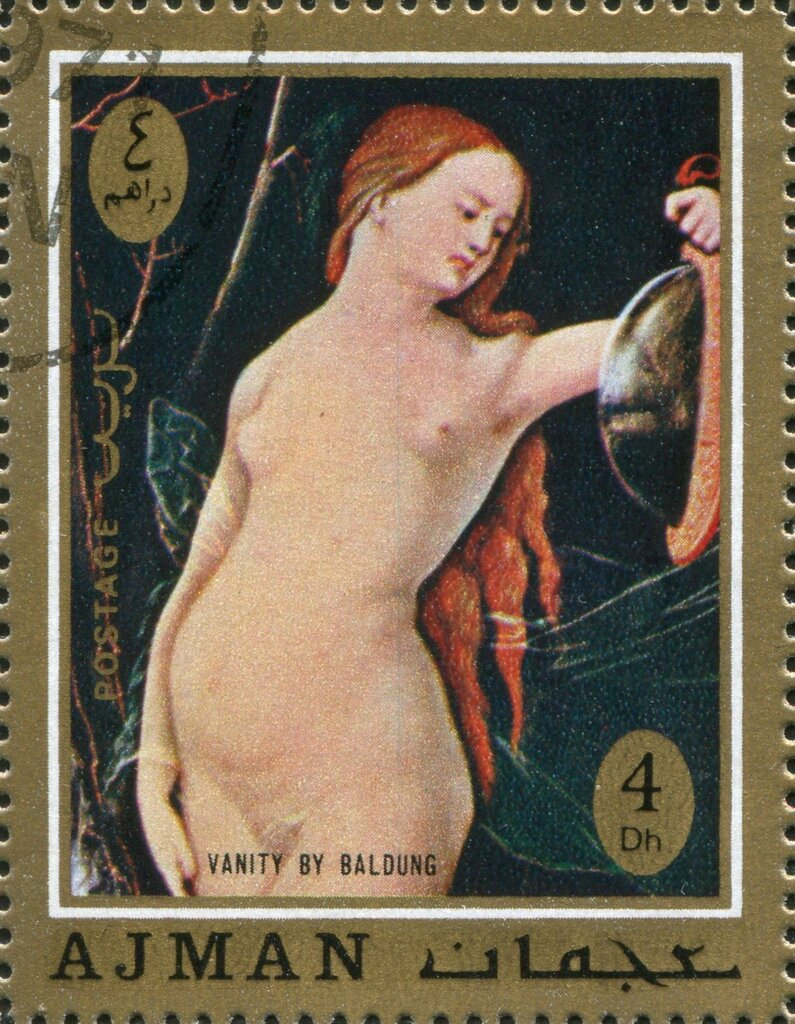
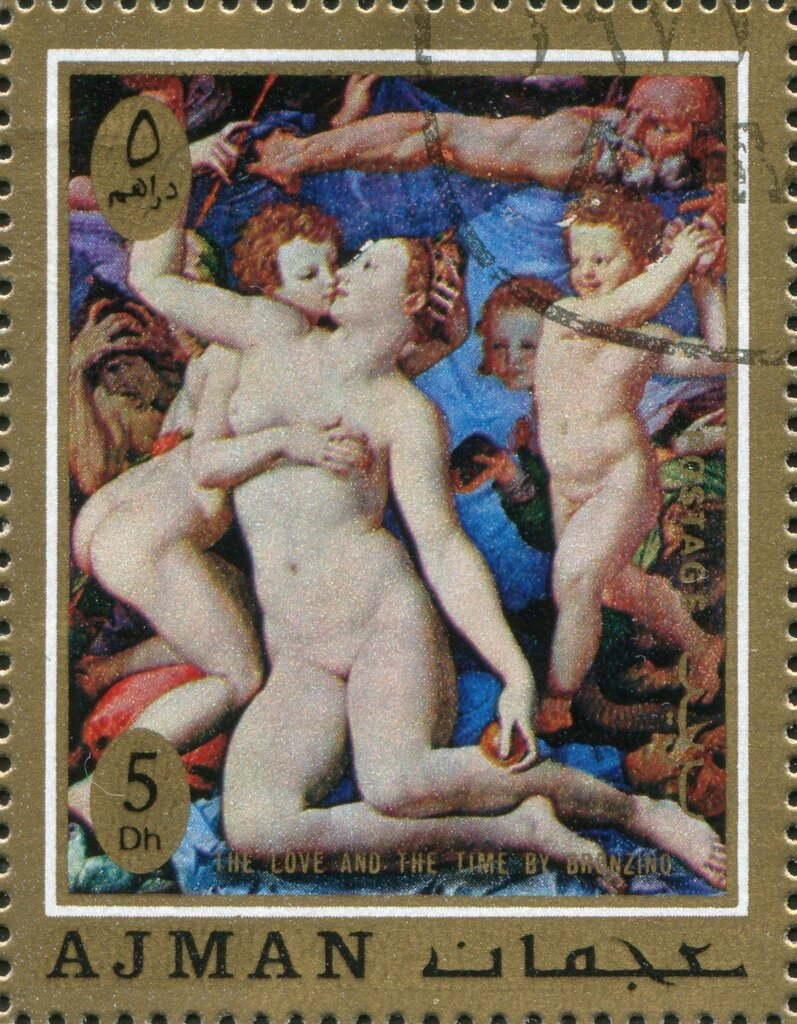
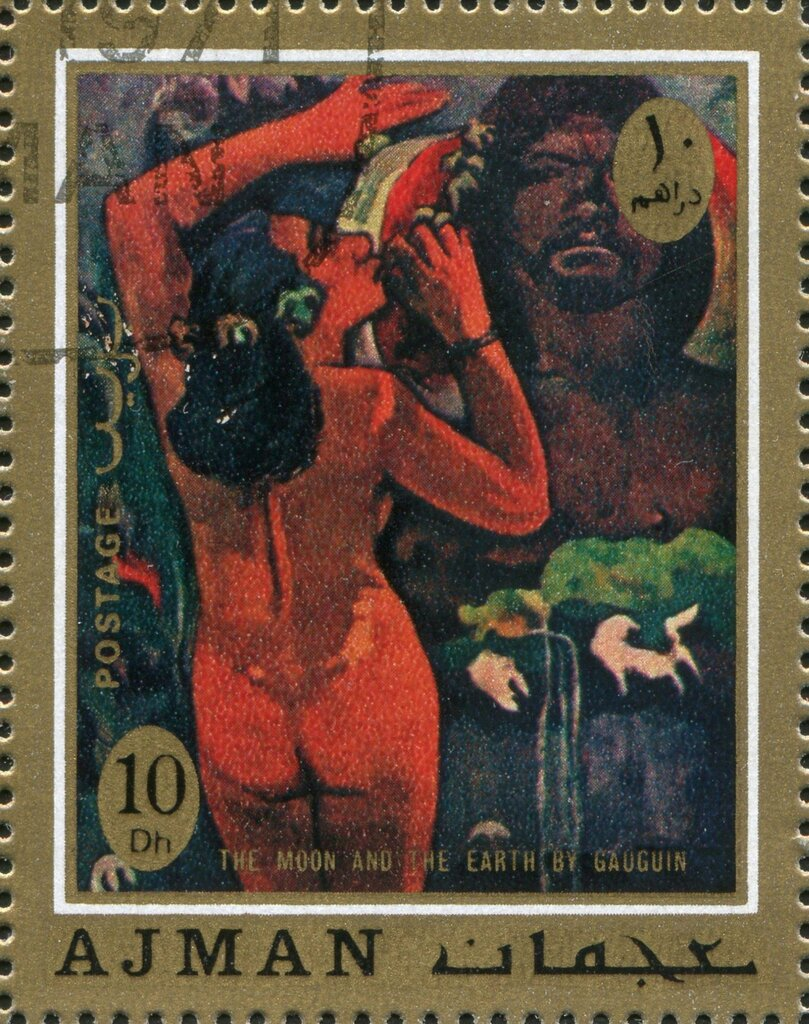
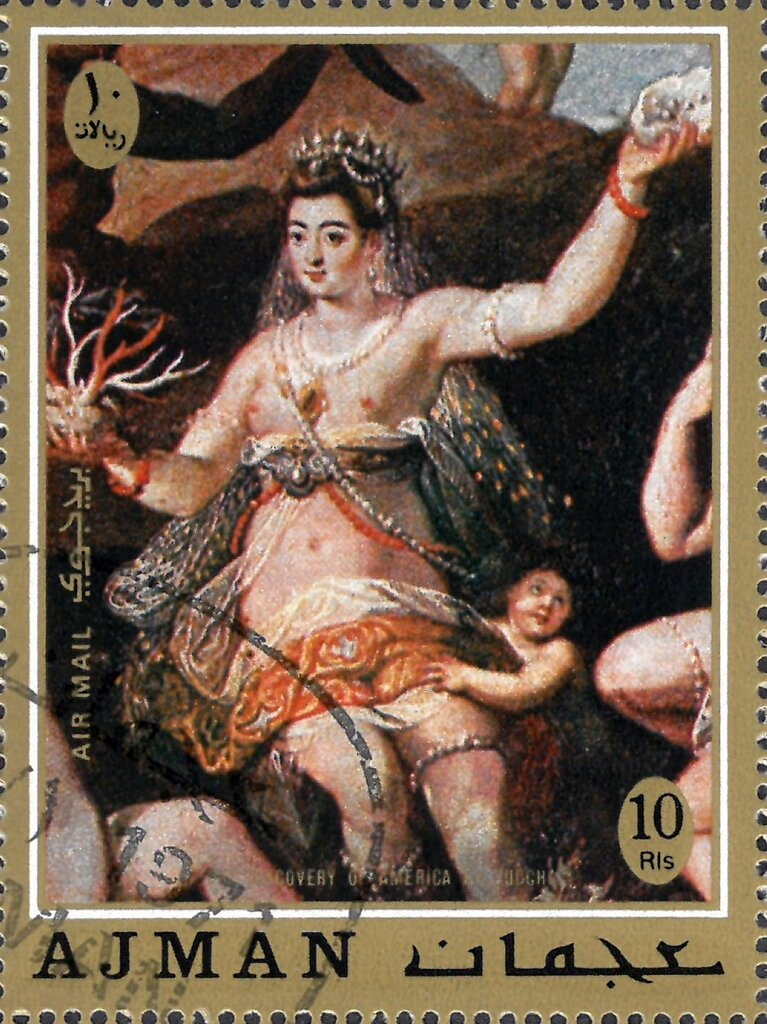

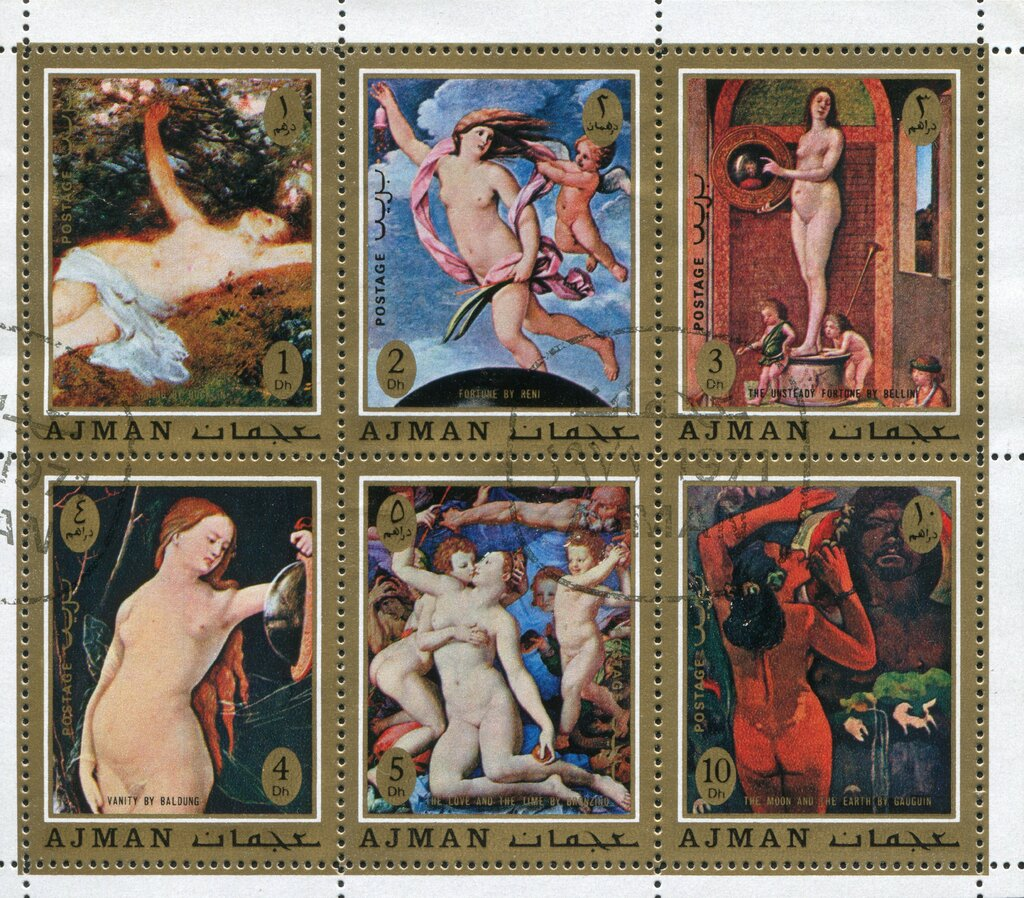

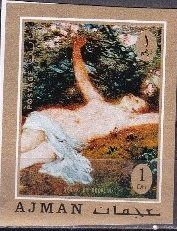
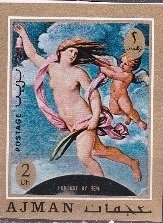
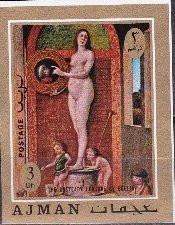
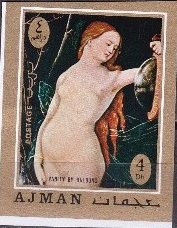
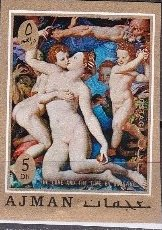
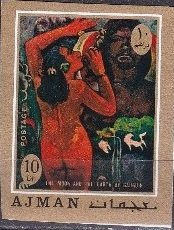

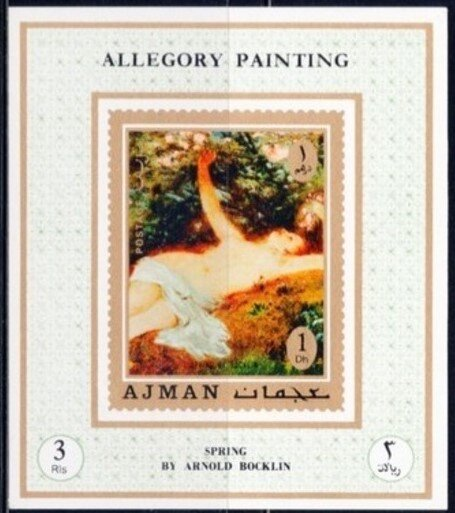
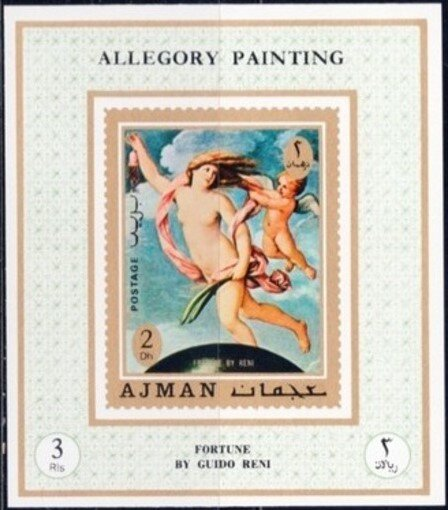
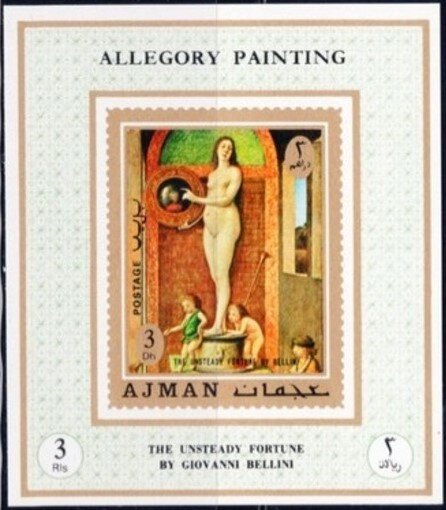
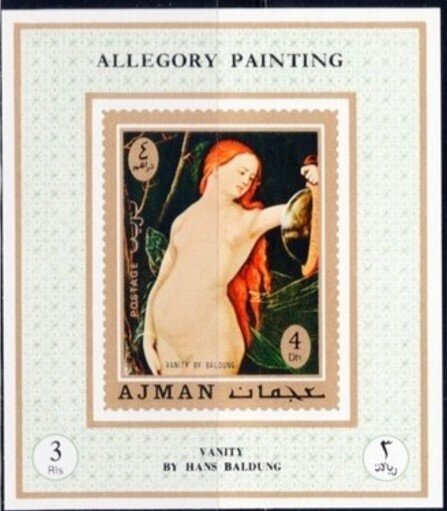
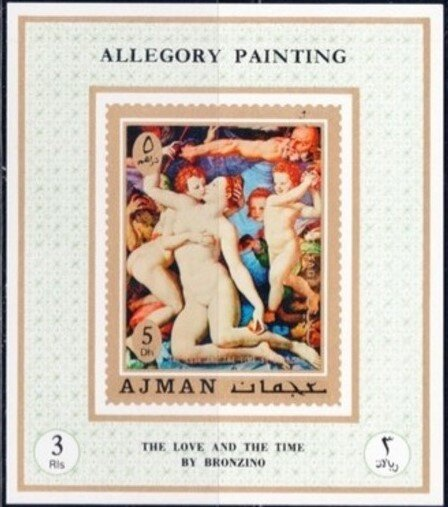
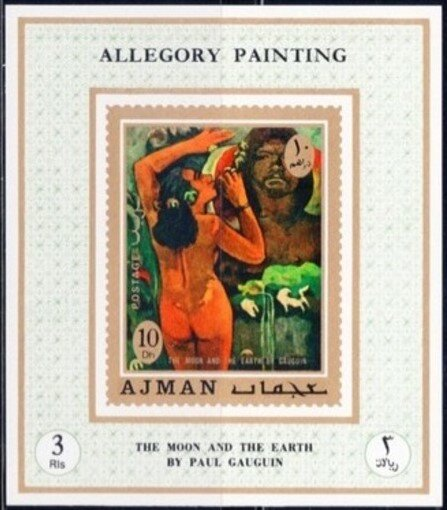

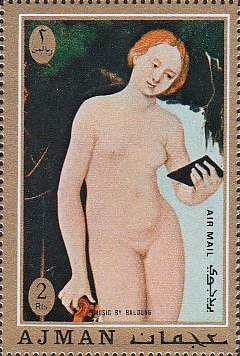
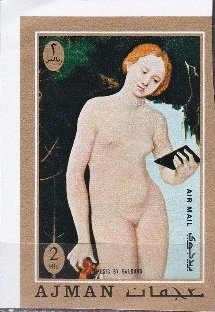
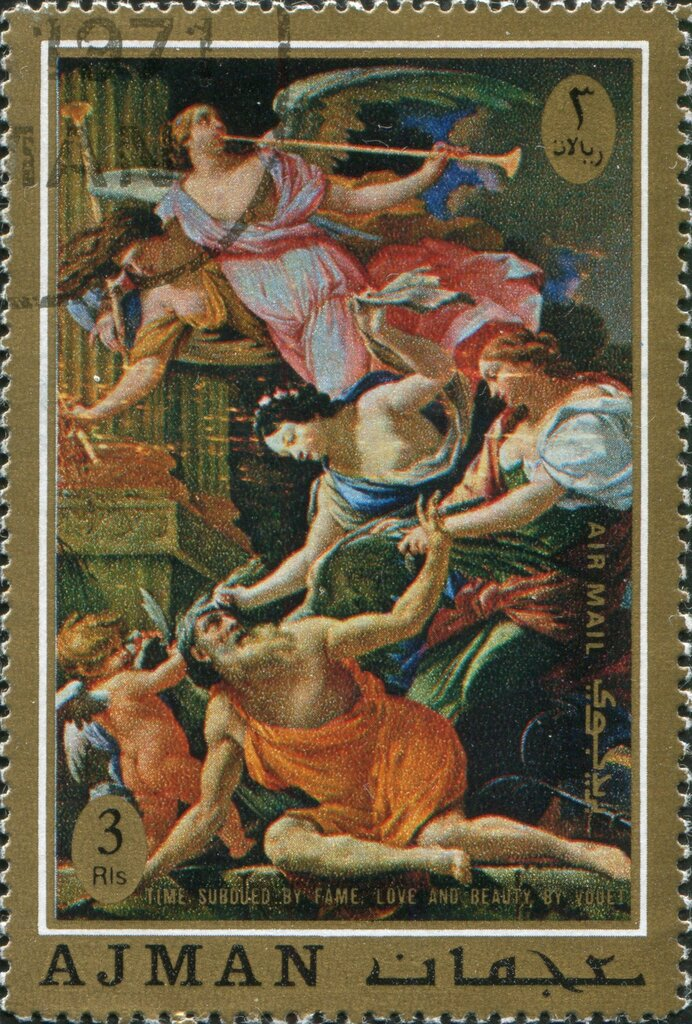

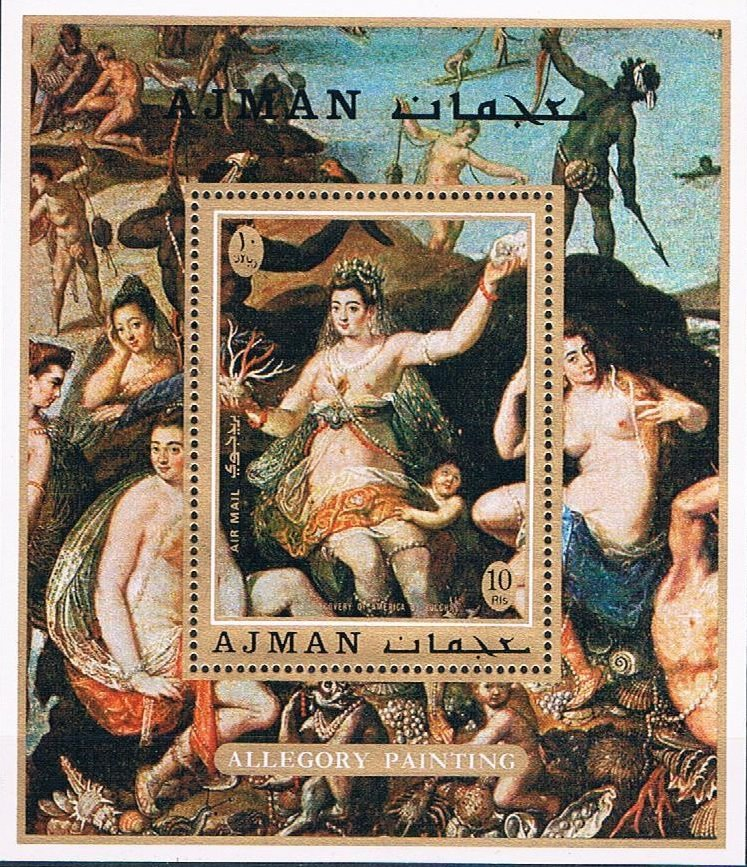
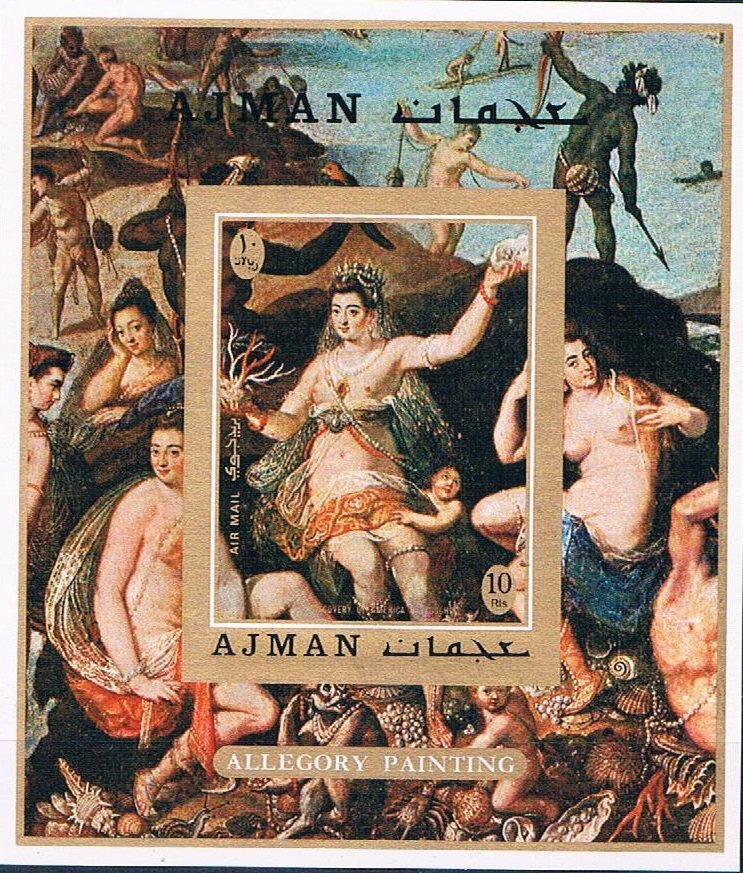

## إصدارات لوحات إدغار ديغا

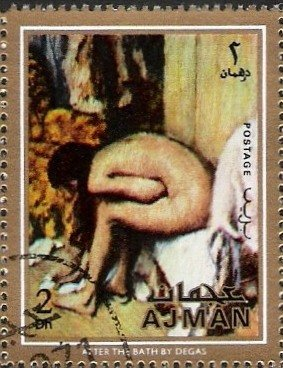
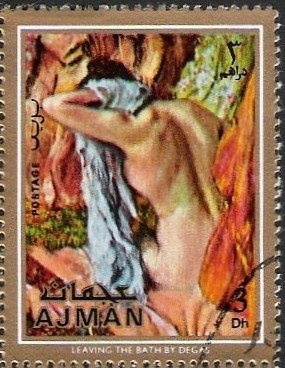
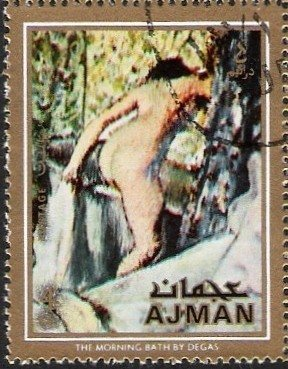
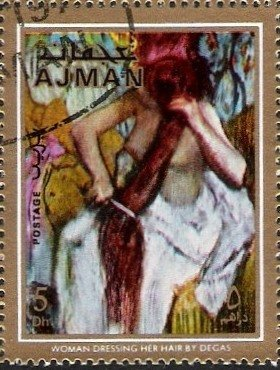
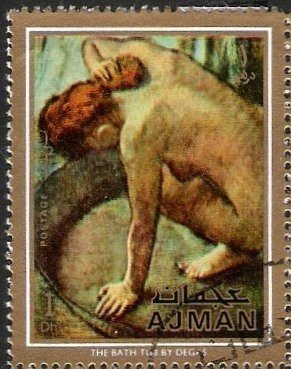
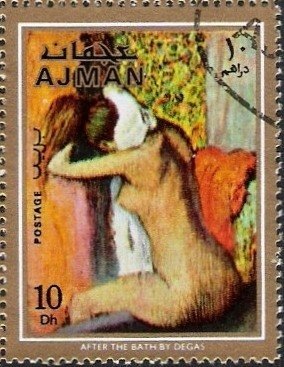
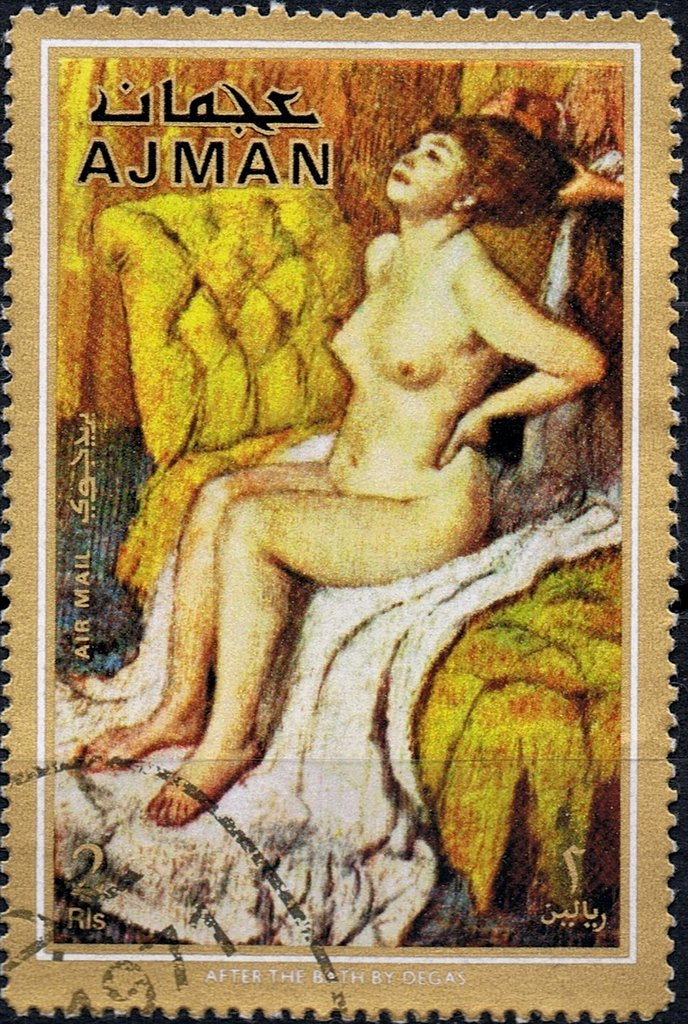
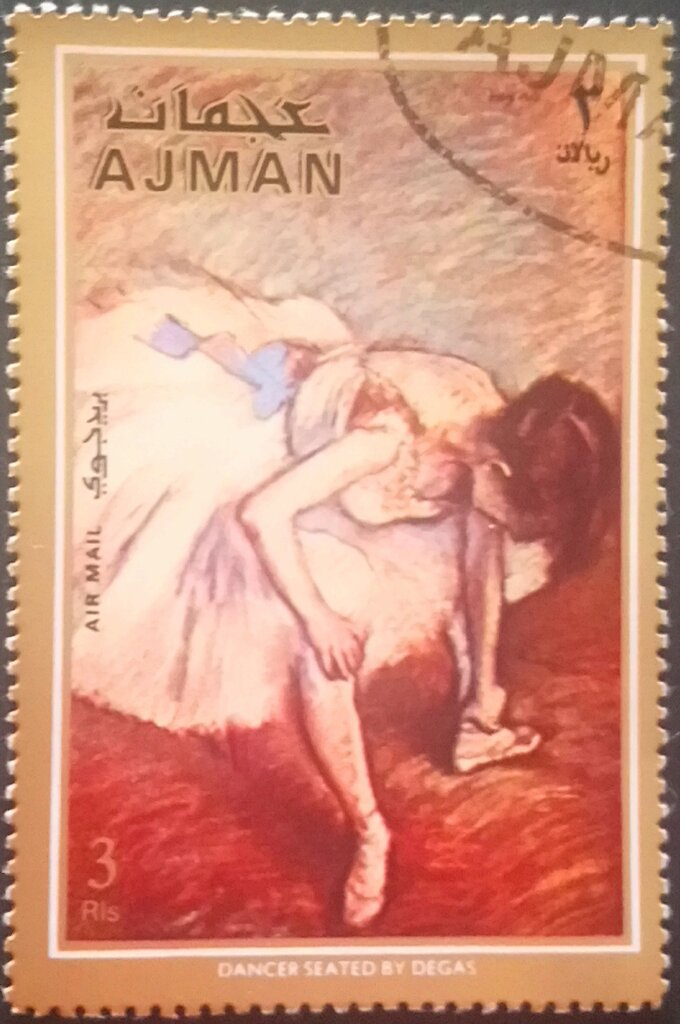

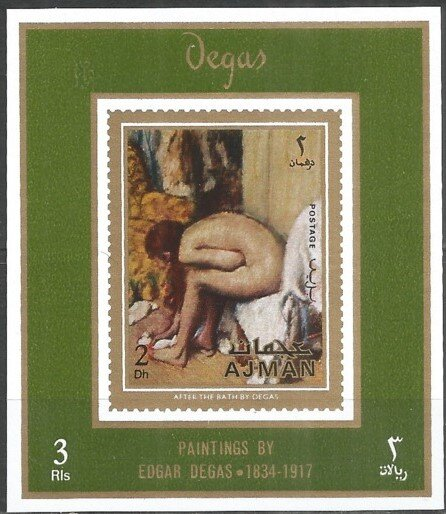
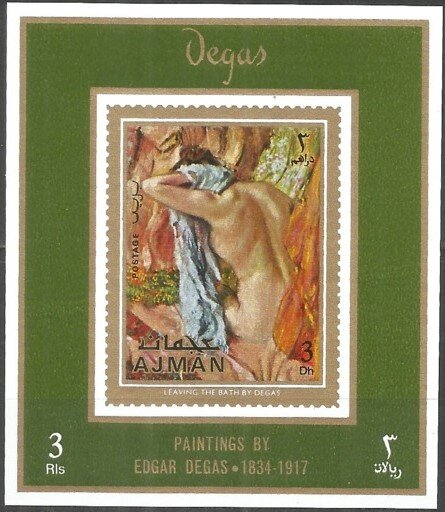
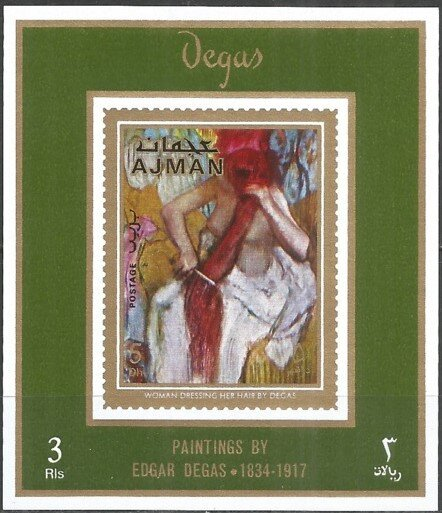
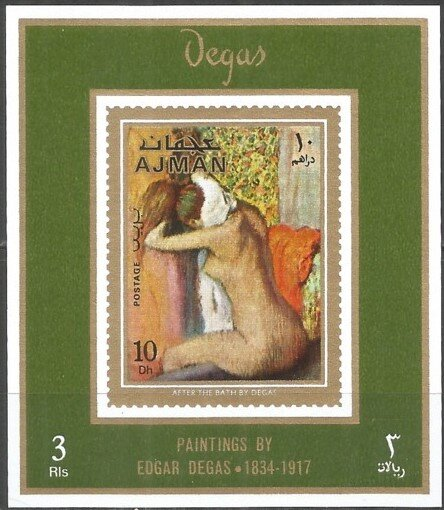

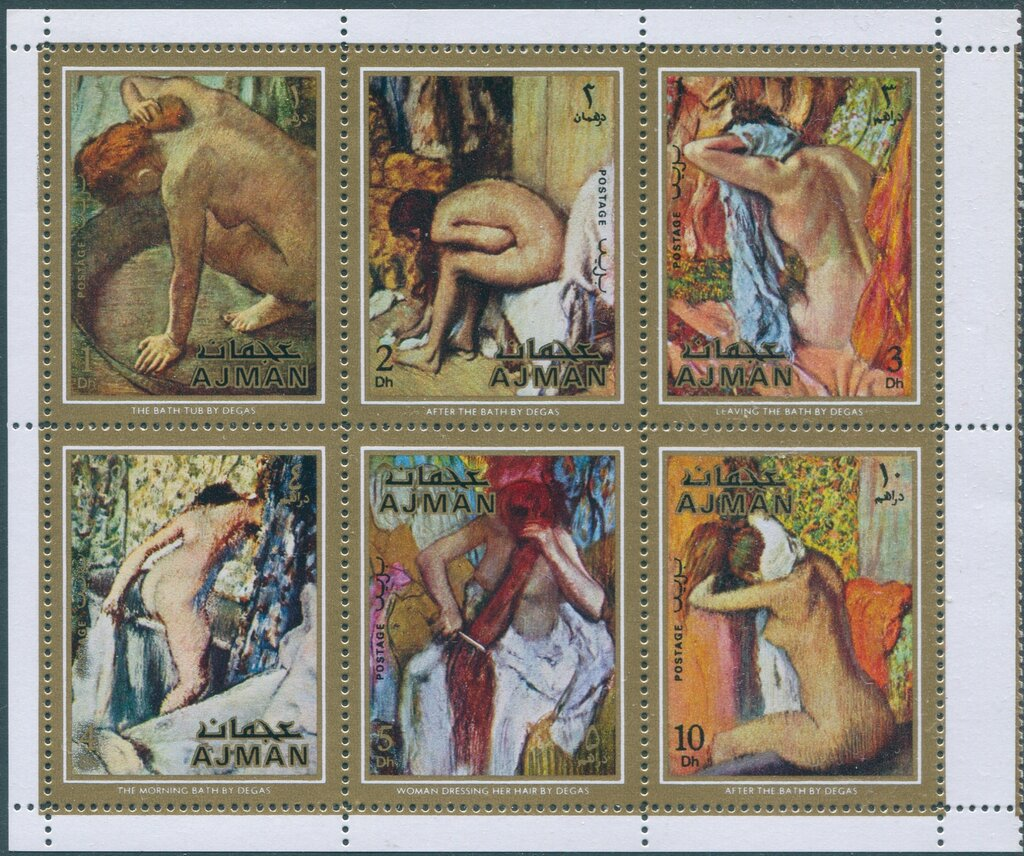
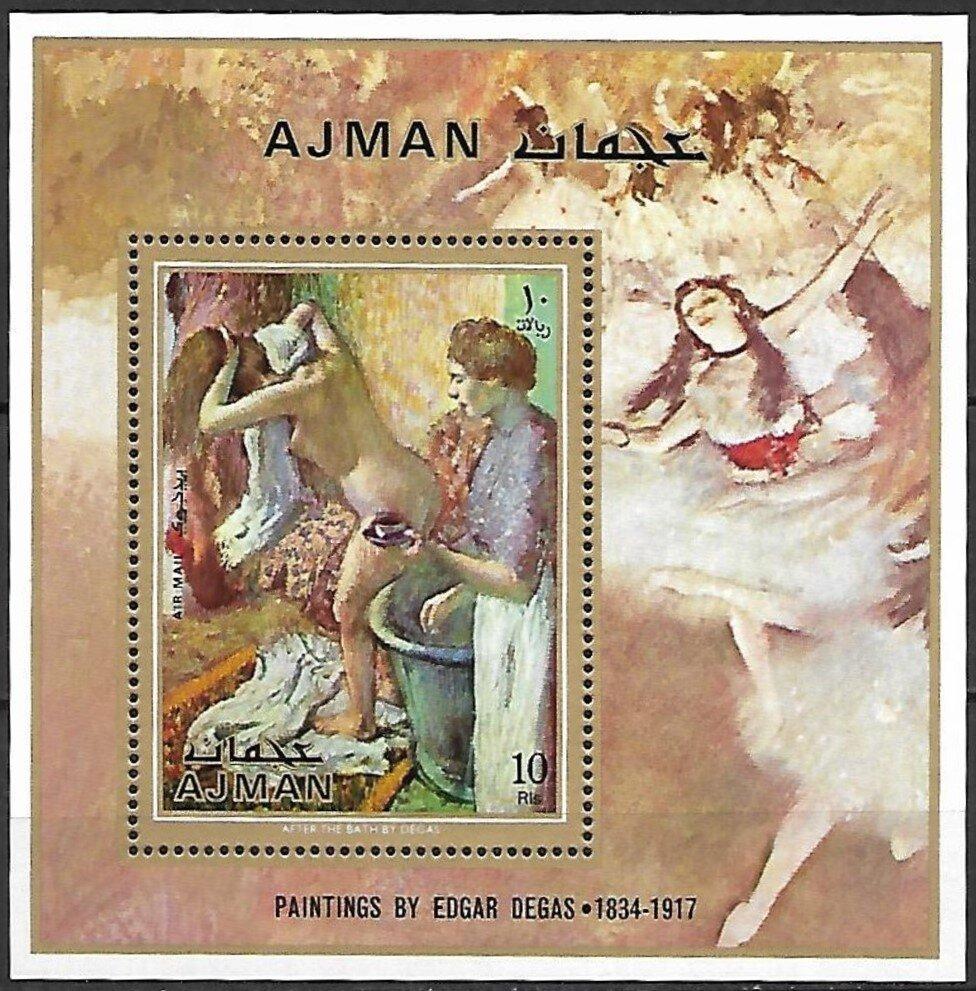

## إصدارات لوحات تيتسيانو فيتشيليو (تيتيان)

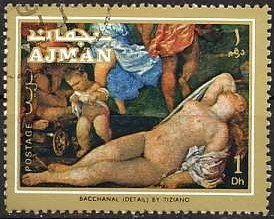
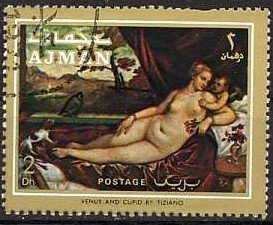
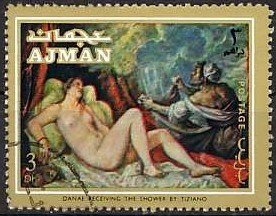
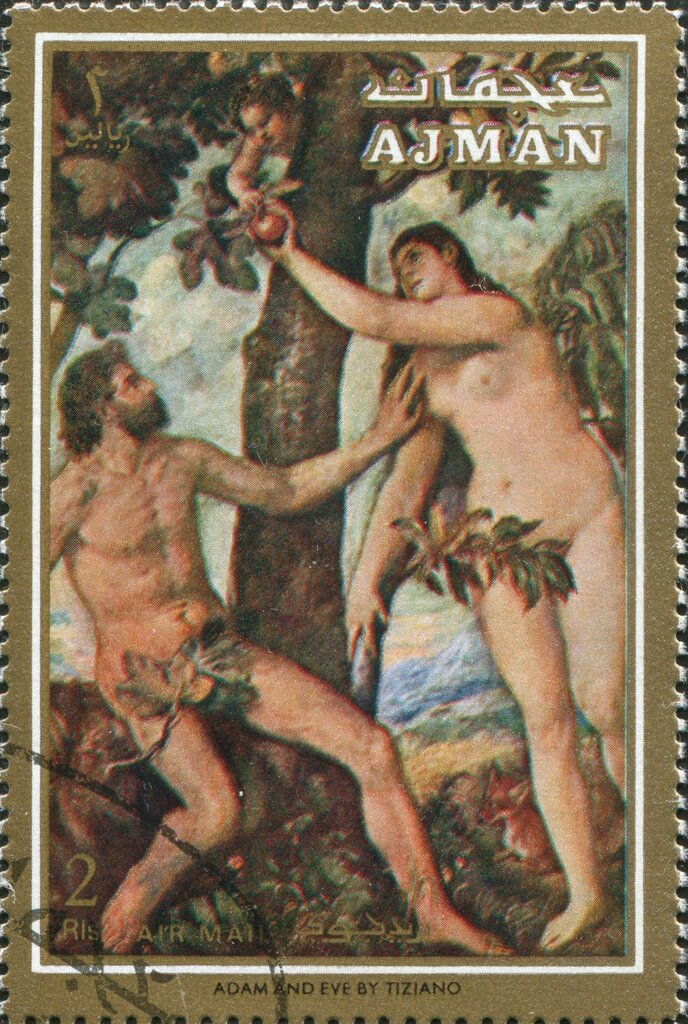
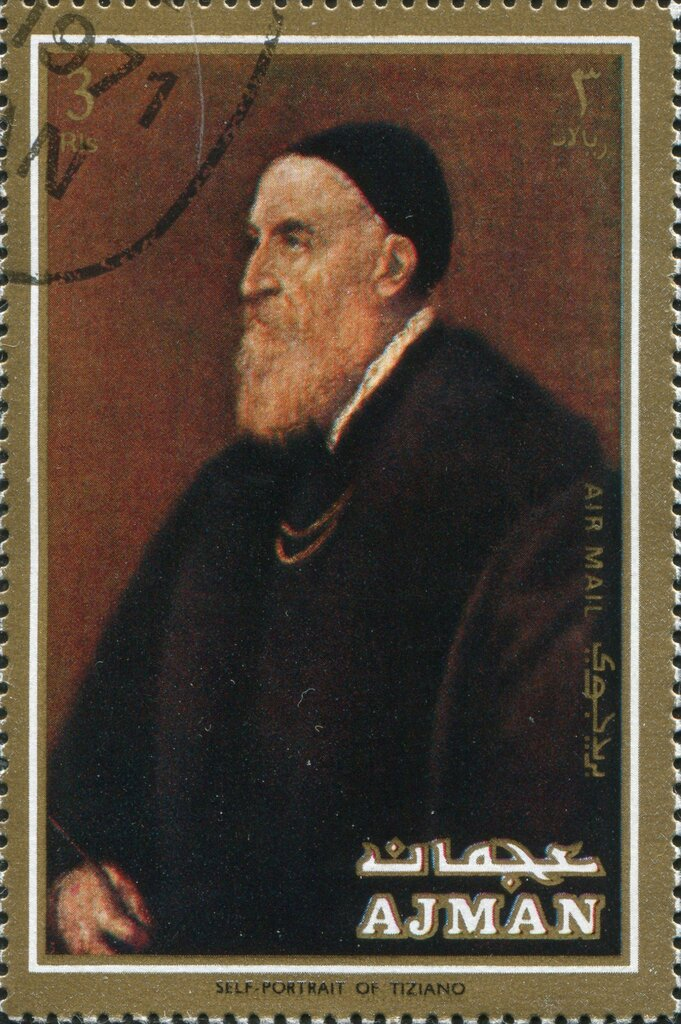
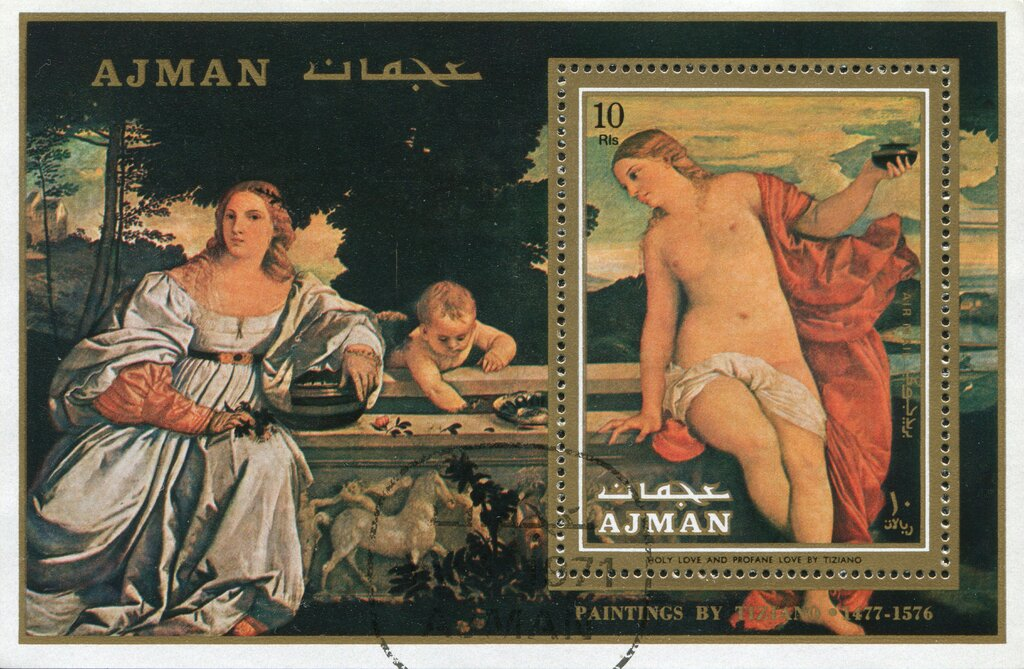
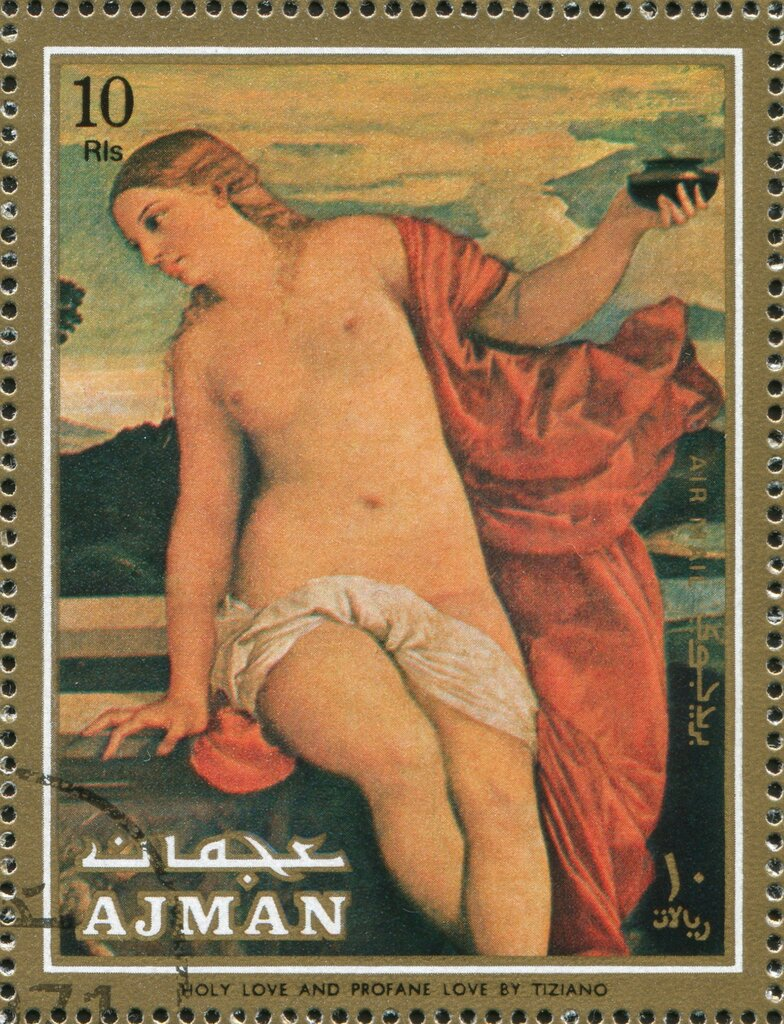

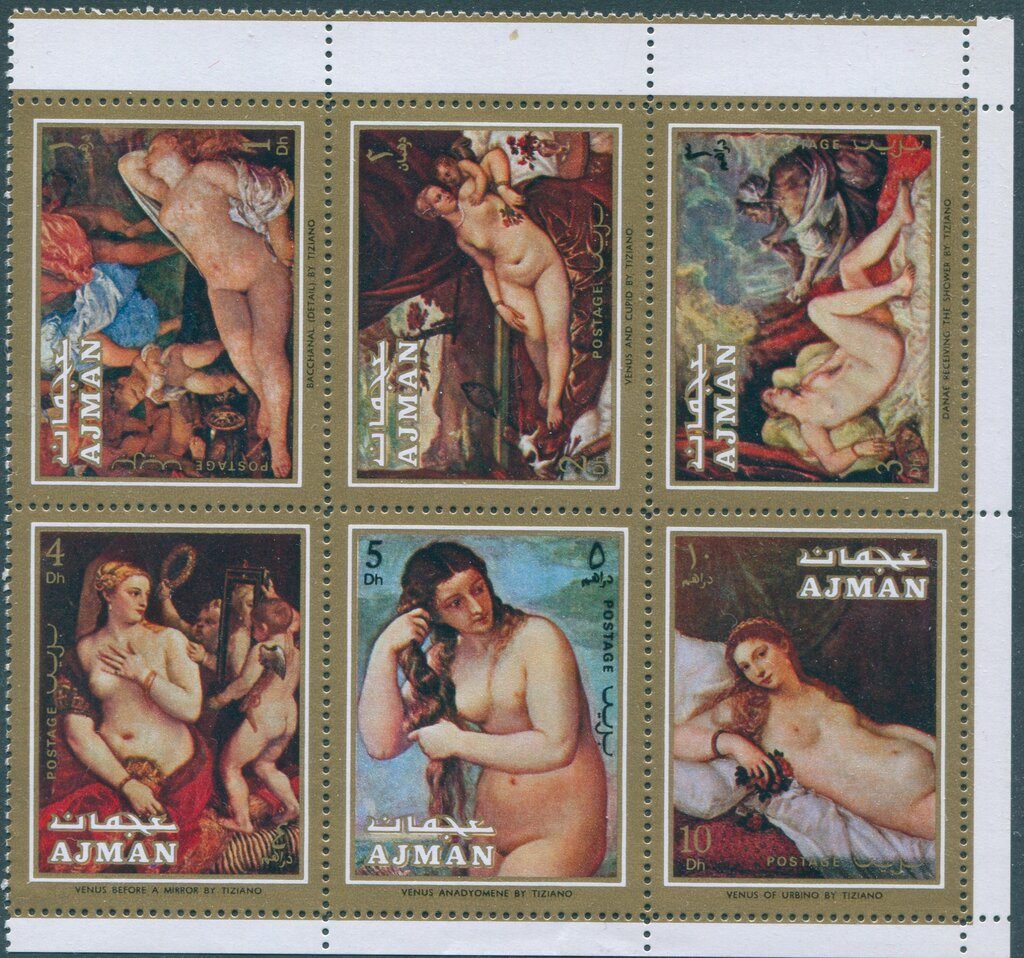

## إصدارات لوحات أوغوست رينوار

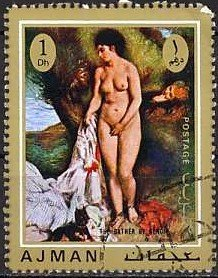
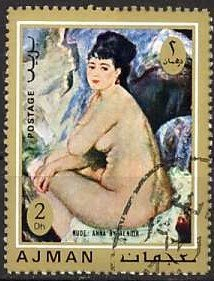
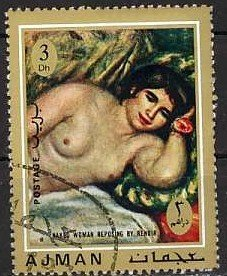
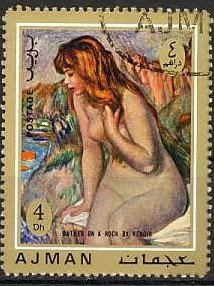
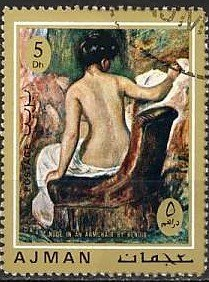
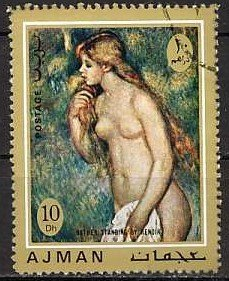

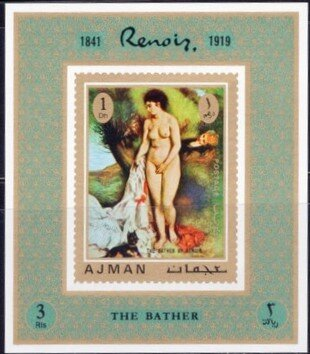
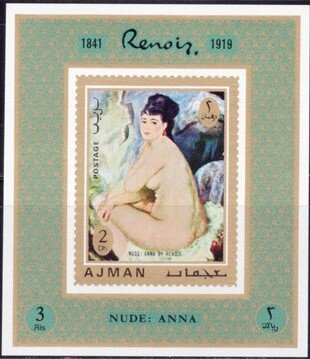
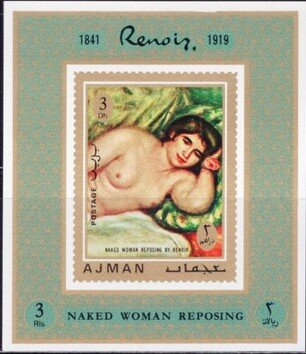
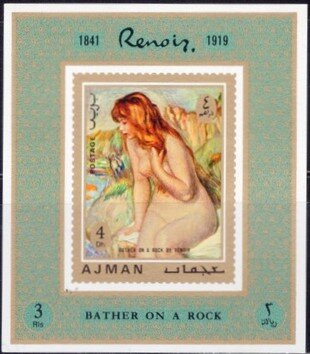
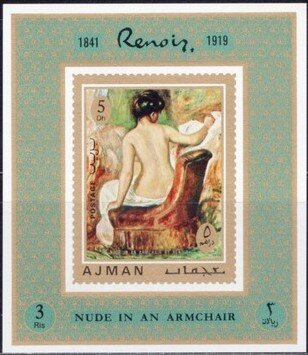
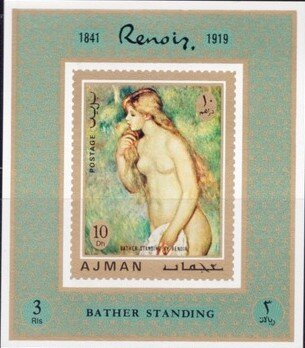
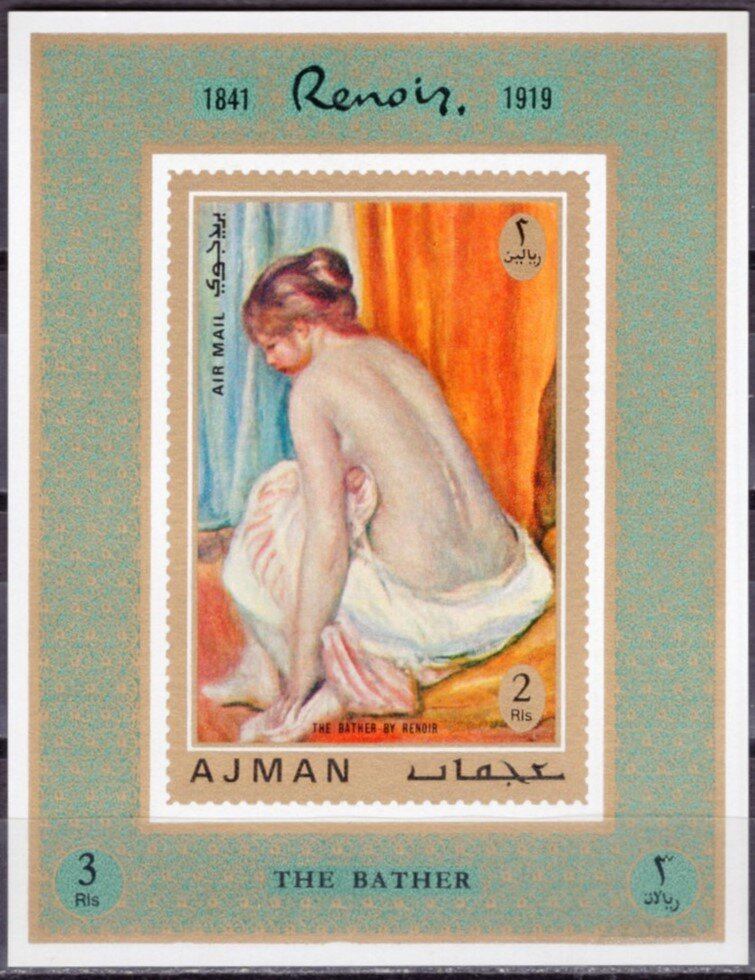
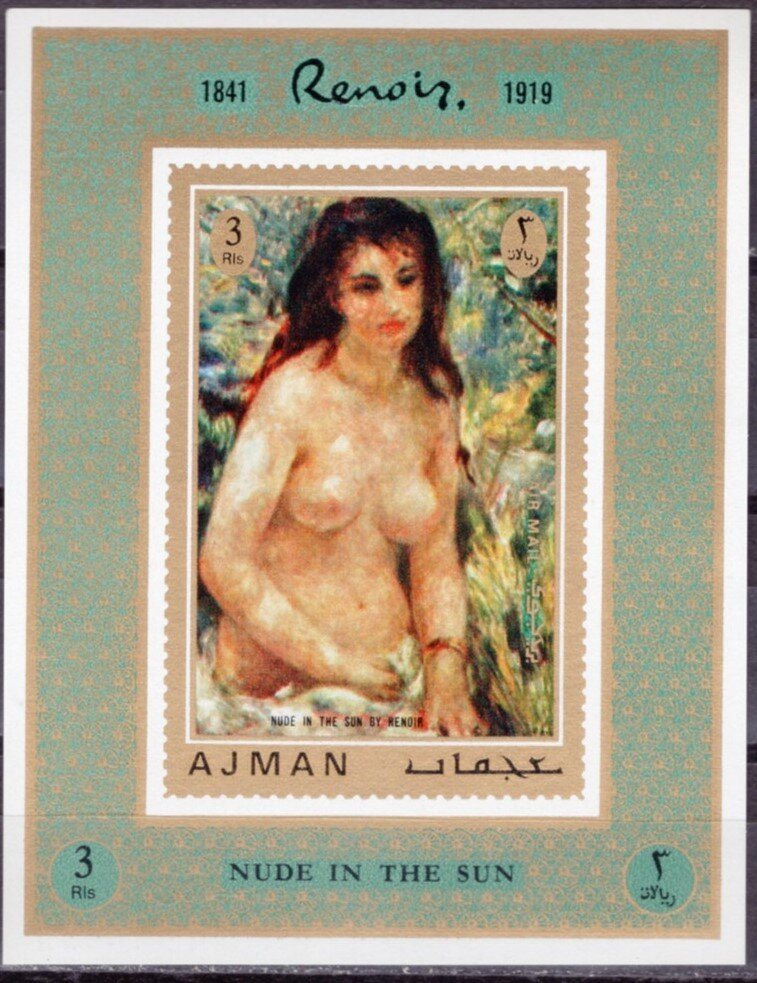

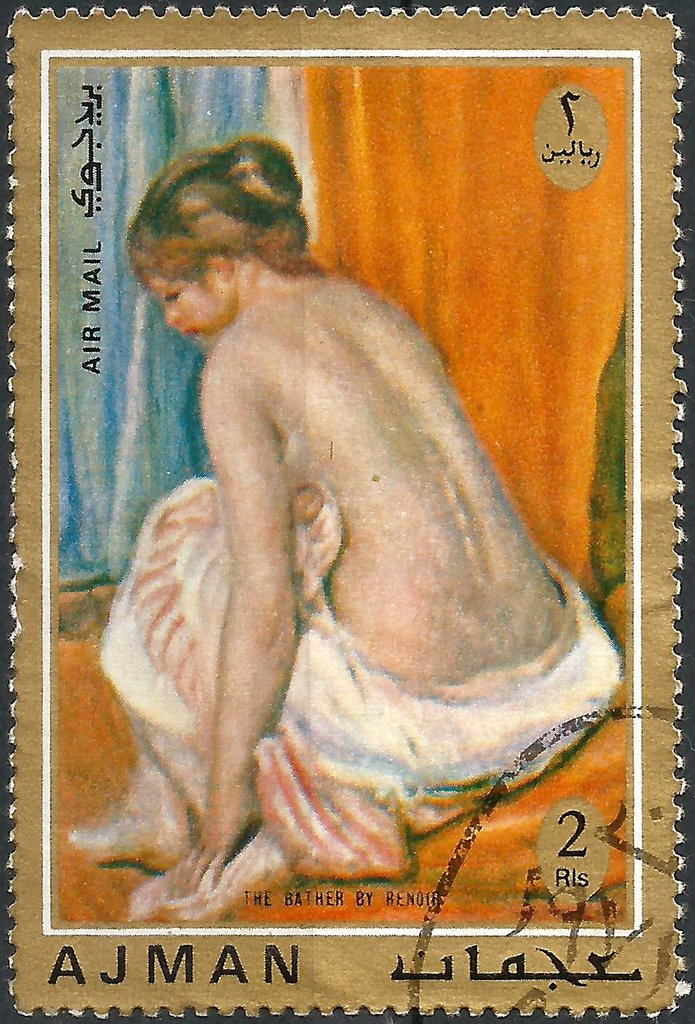
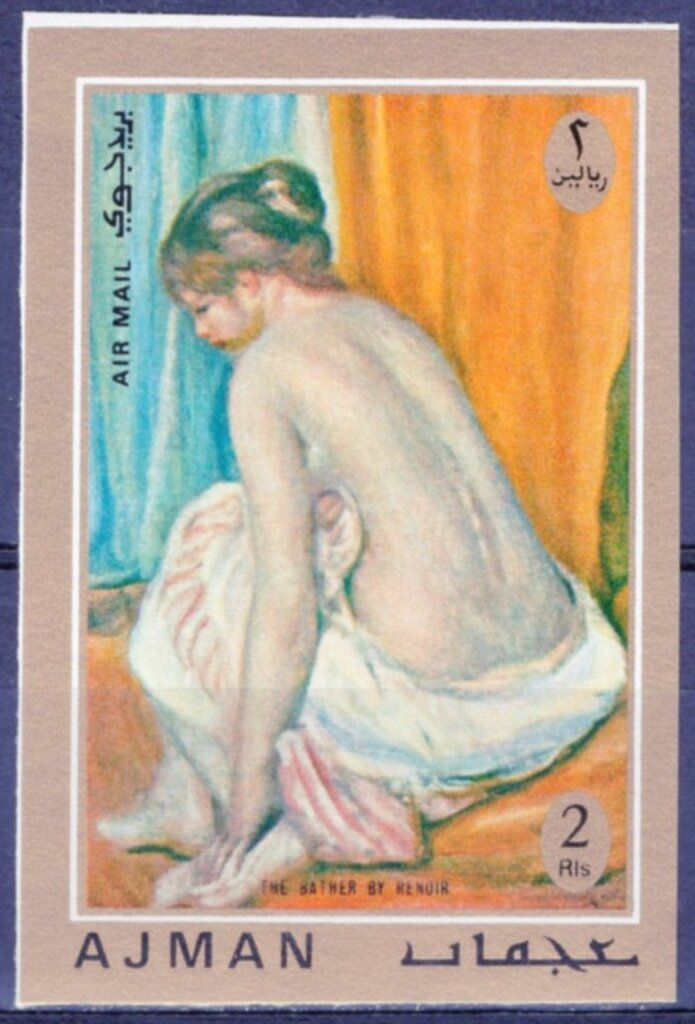
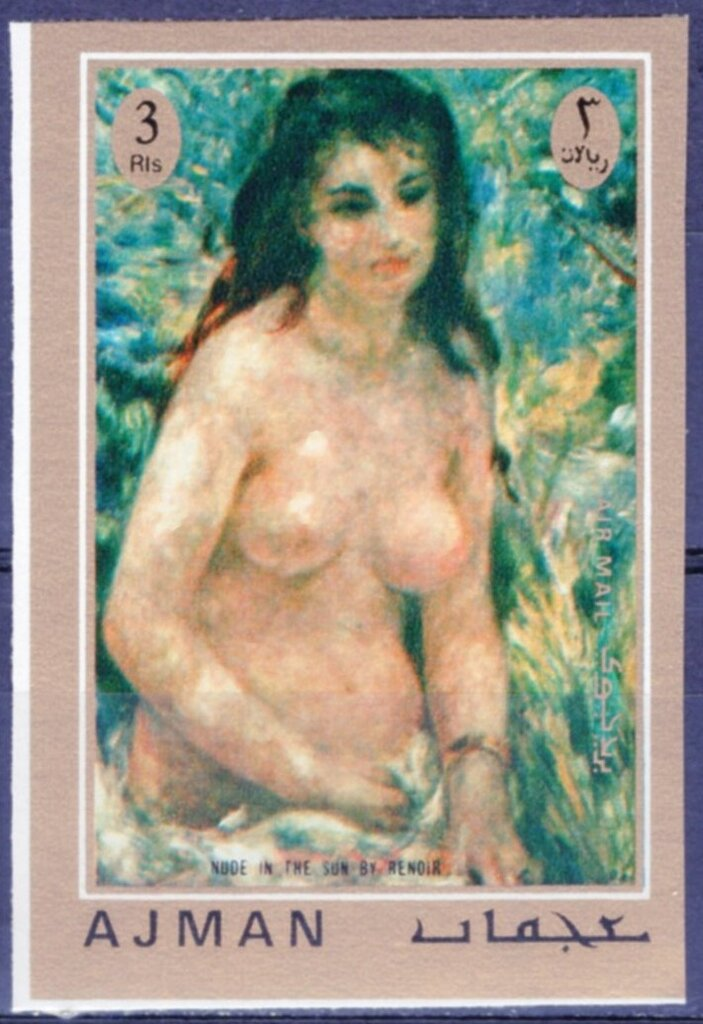
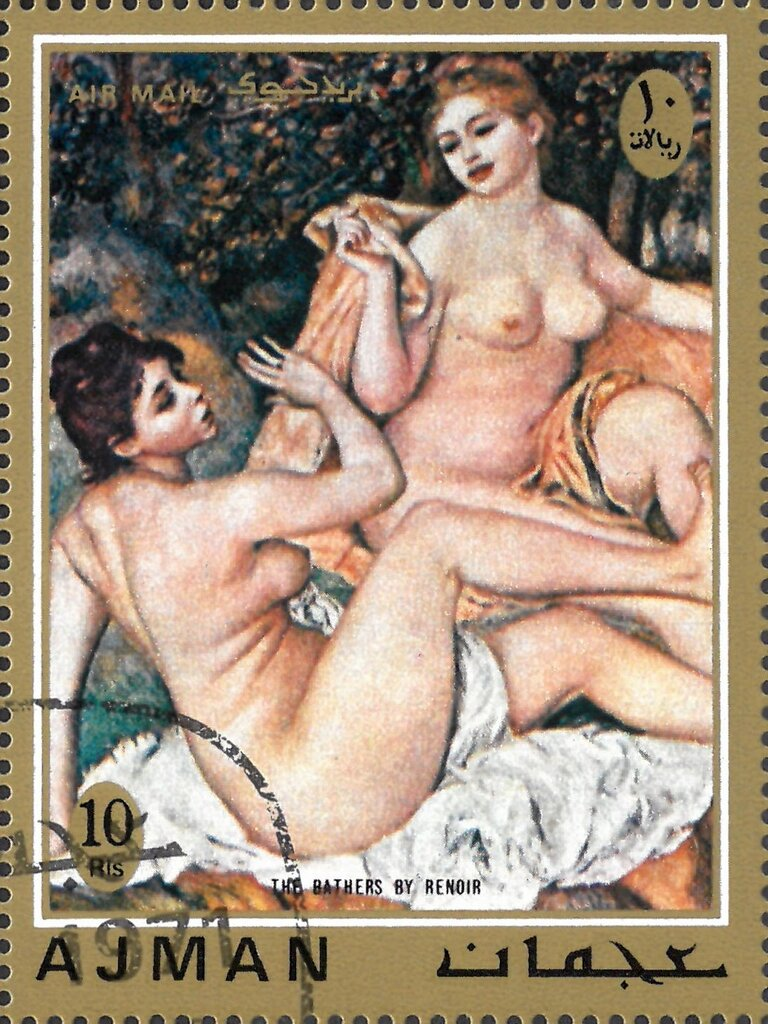
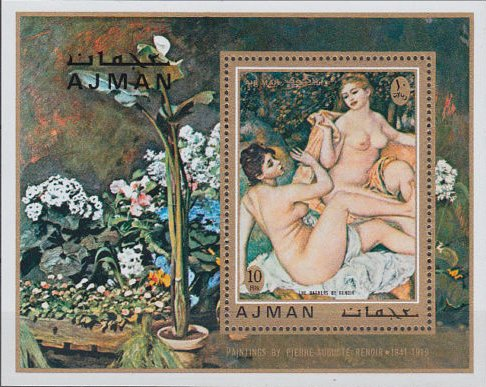

## إصدارات أبولو 15 (المجموعة الأولى)

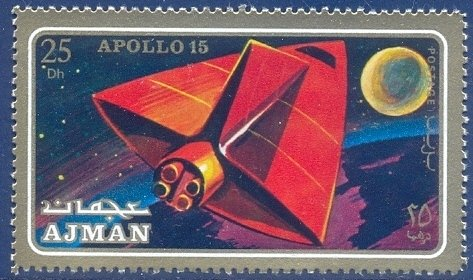
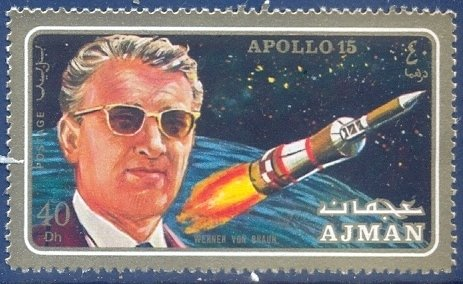
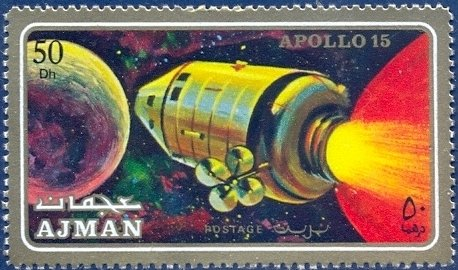
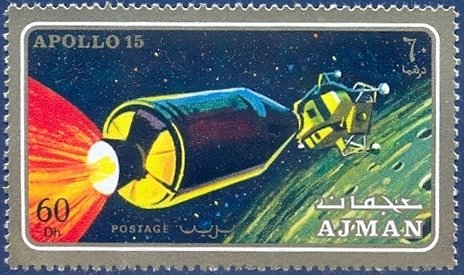
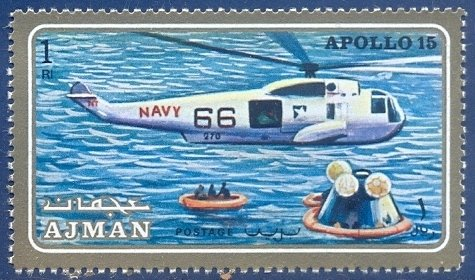
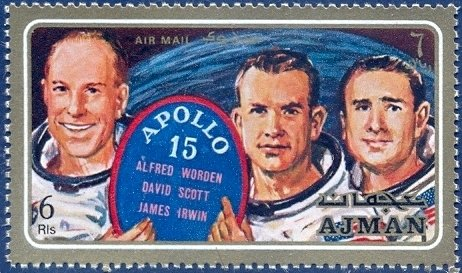

## إصدارات معرض الطوابع الياباني (طوابع على الطوابع)

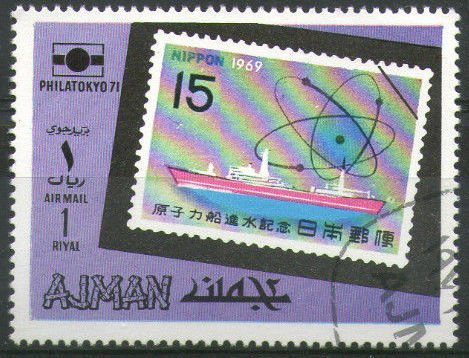
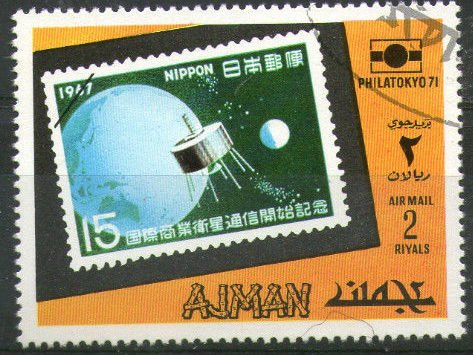

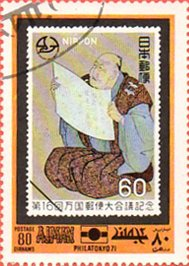

Philatokyo '71 International Philatelic Exhibition, Tokyo, 20–30 April 1971

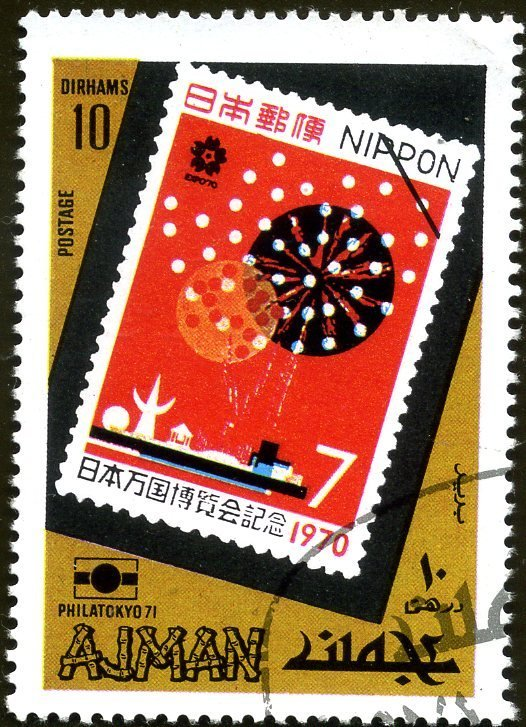
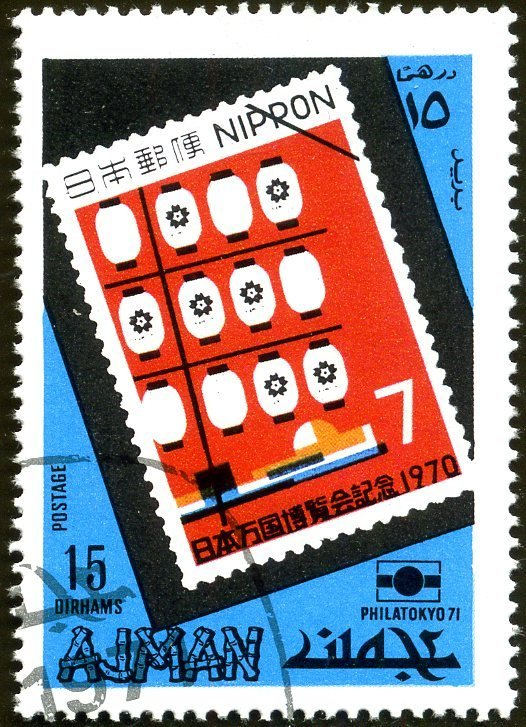
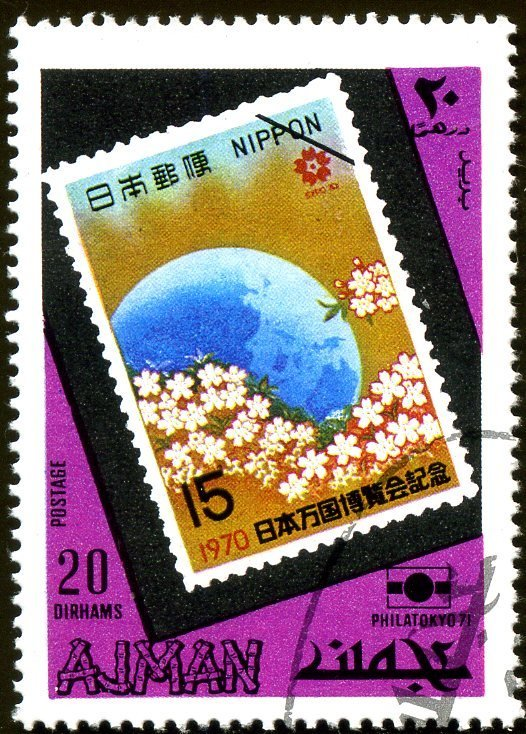
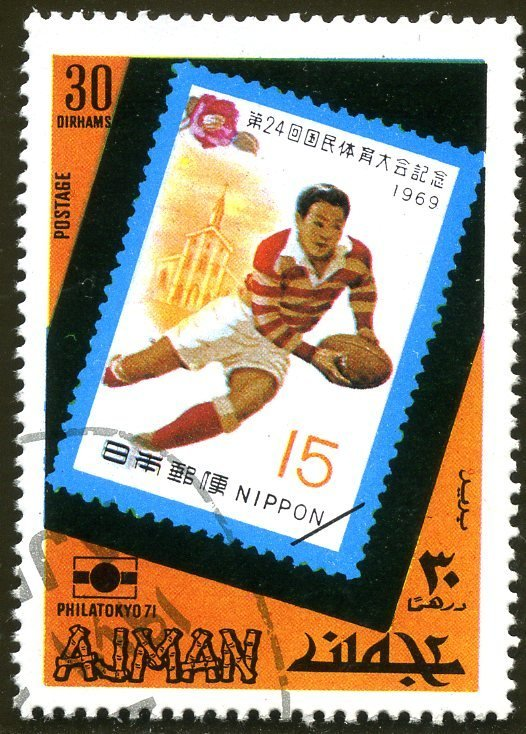
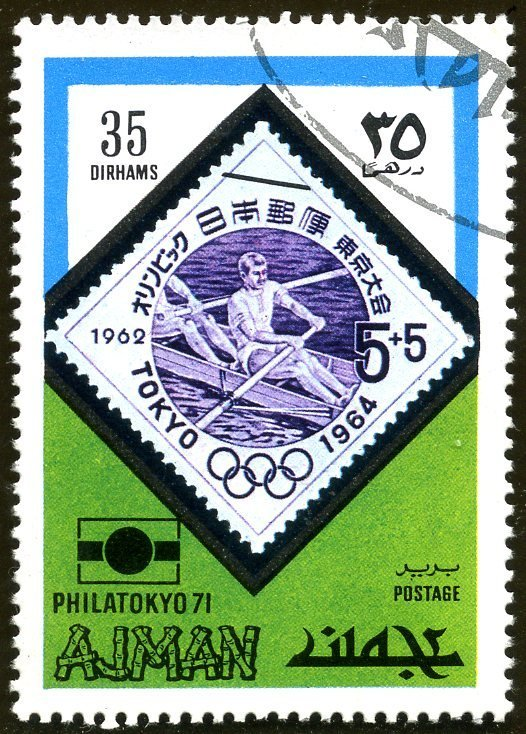
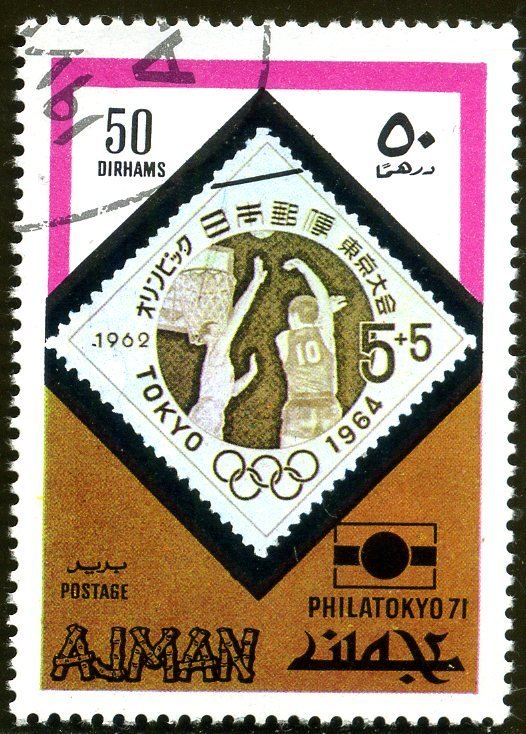
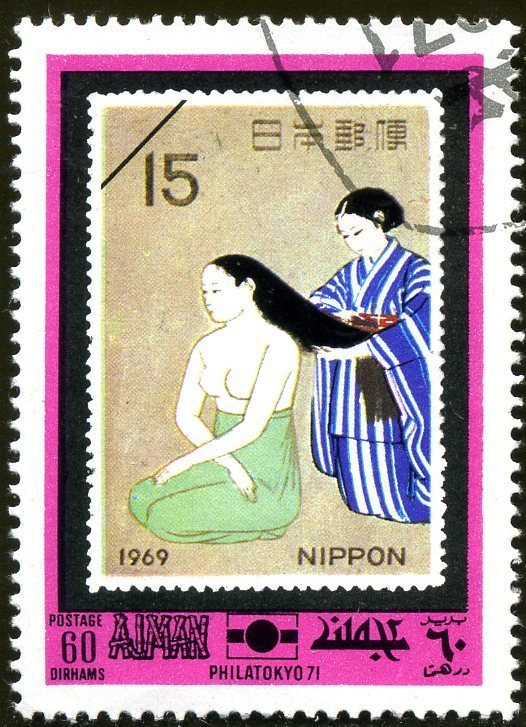

## إصدارات الطيور

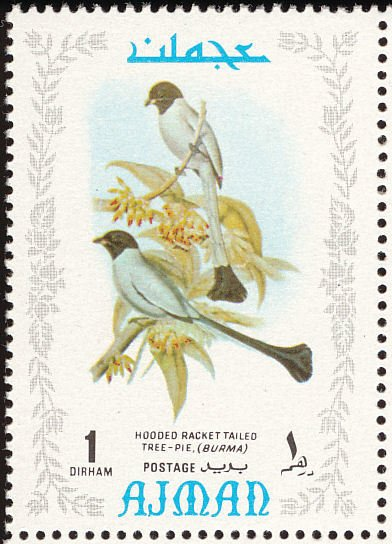
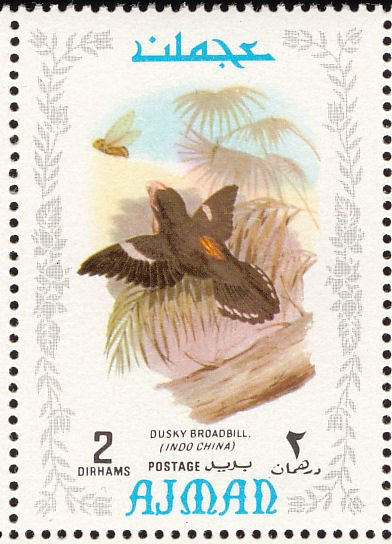
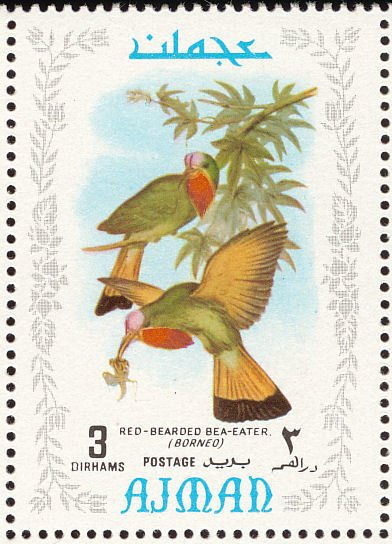
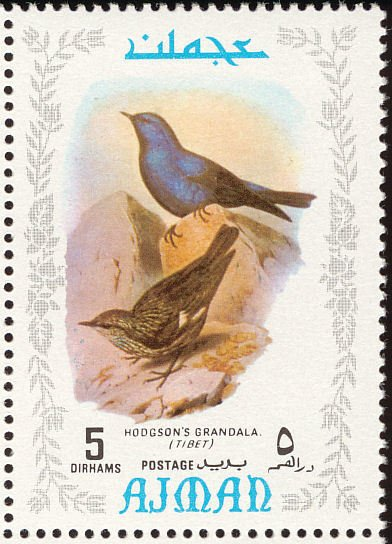
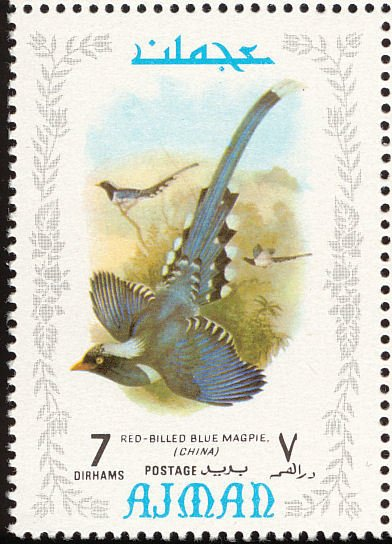
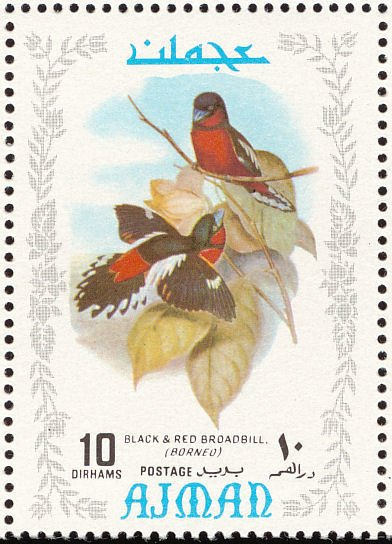
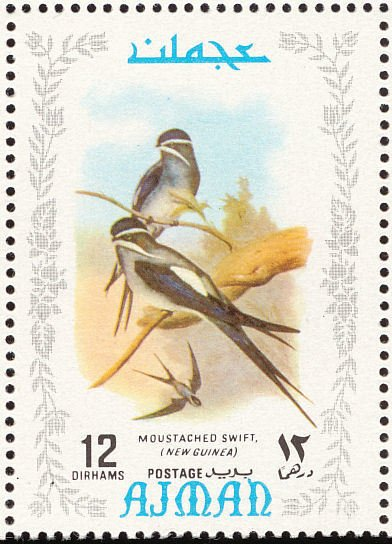
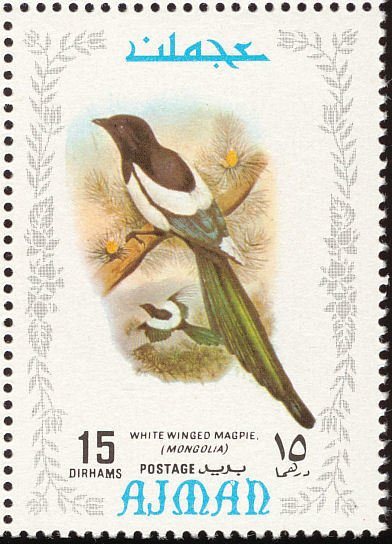
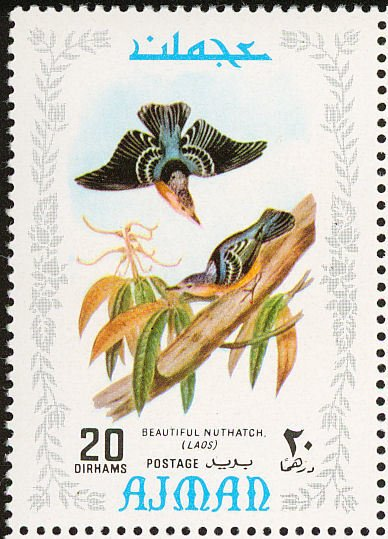
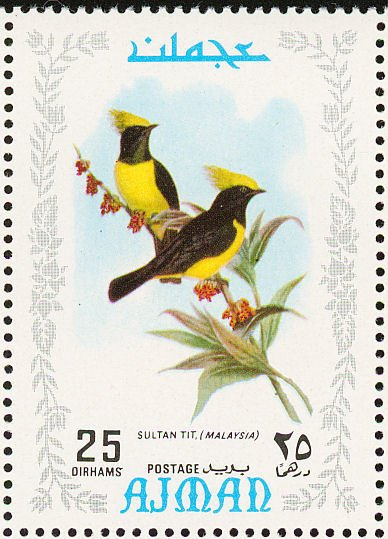
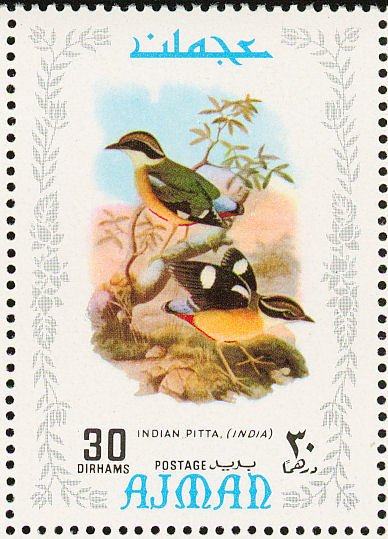
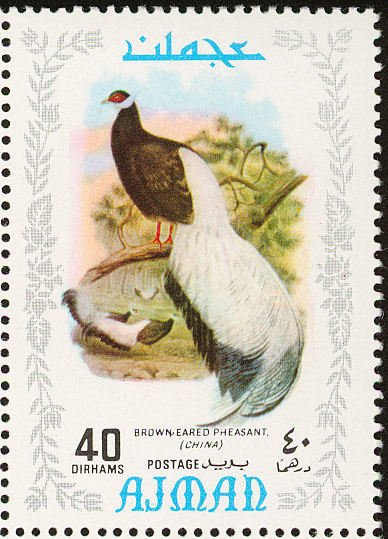
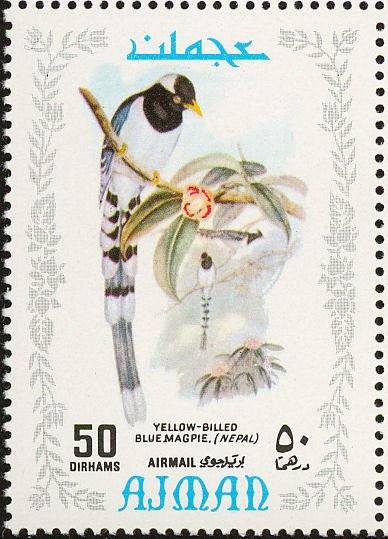
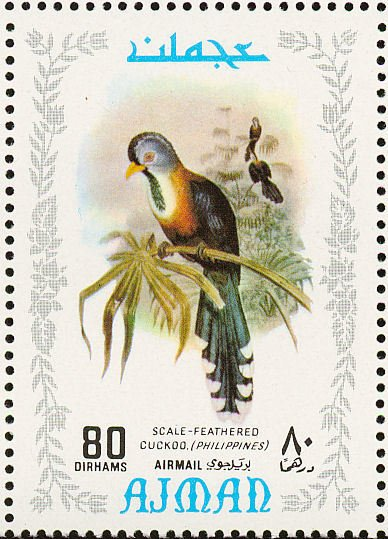
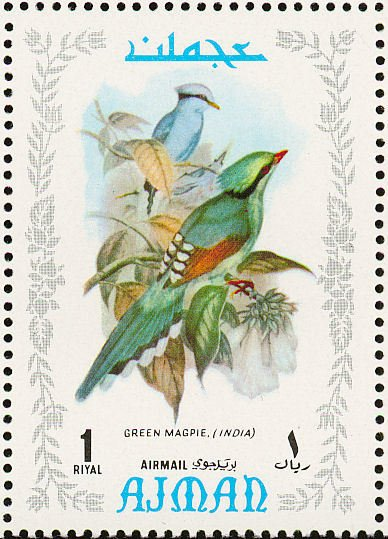
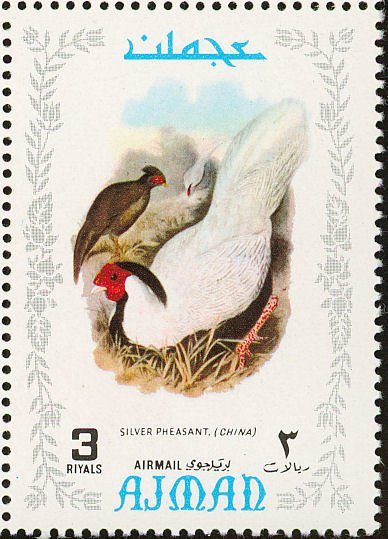
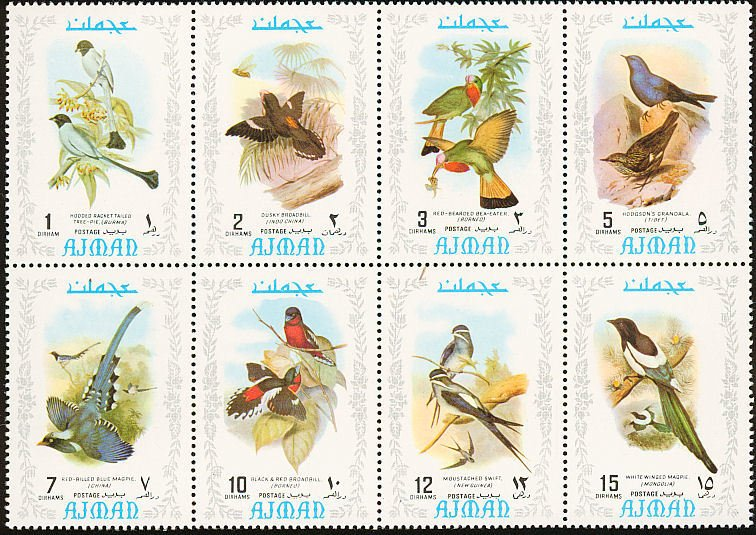
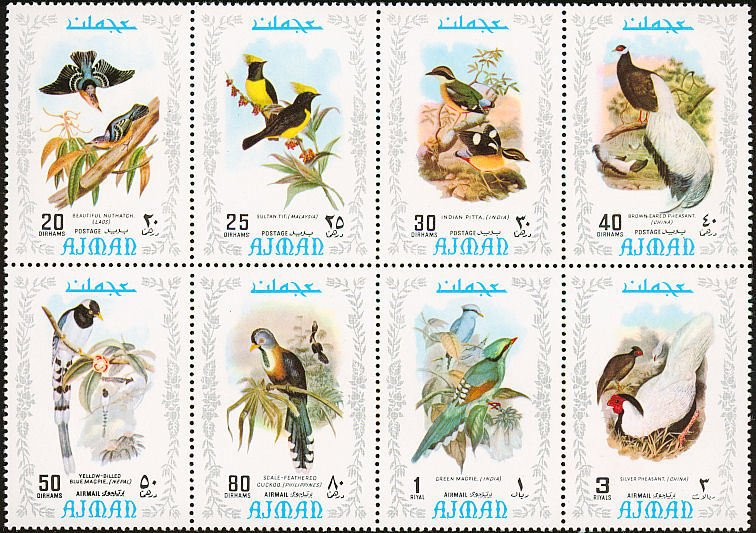

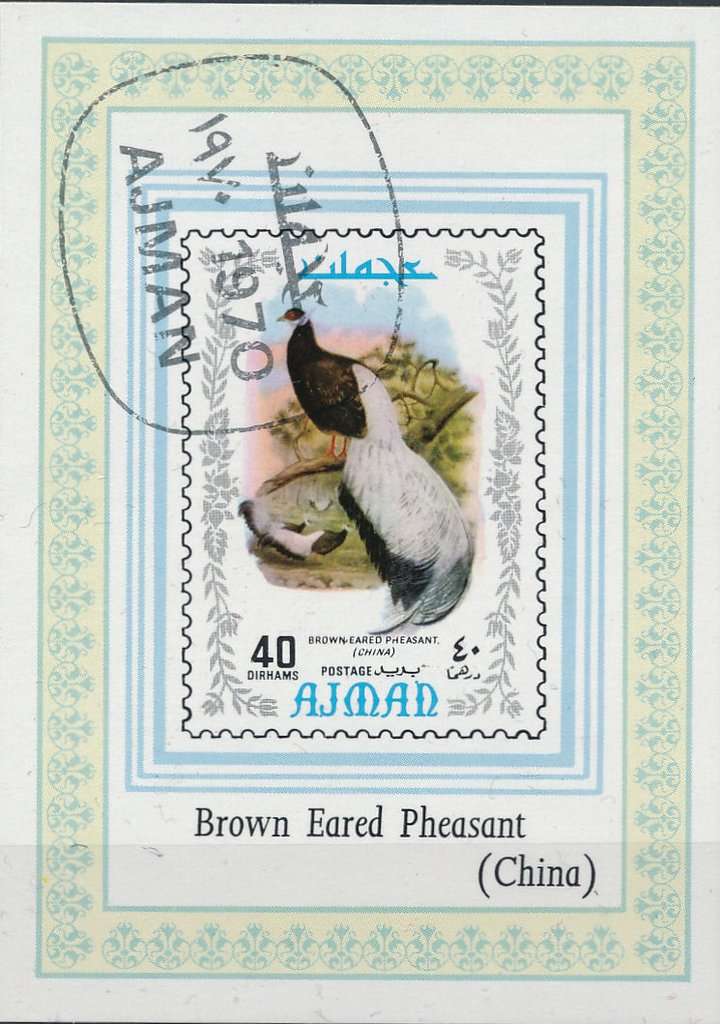
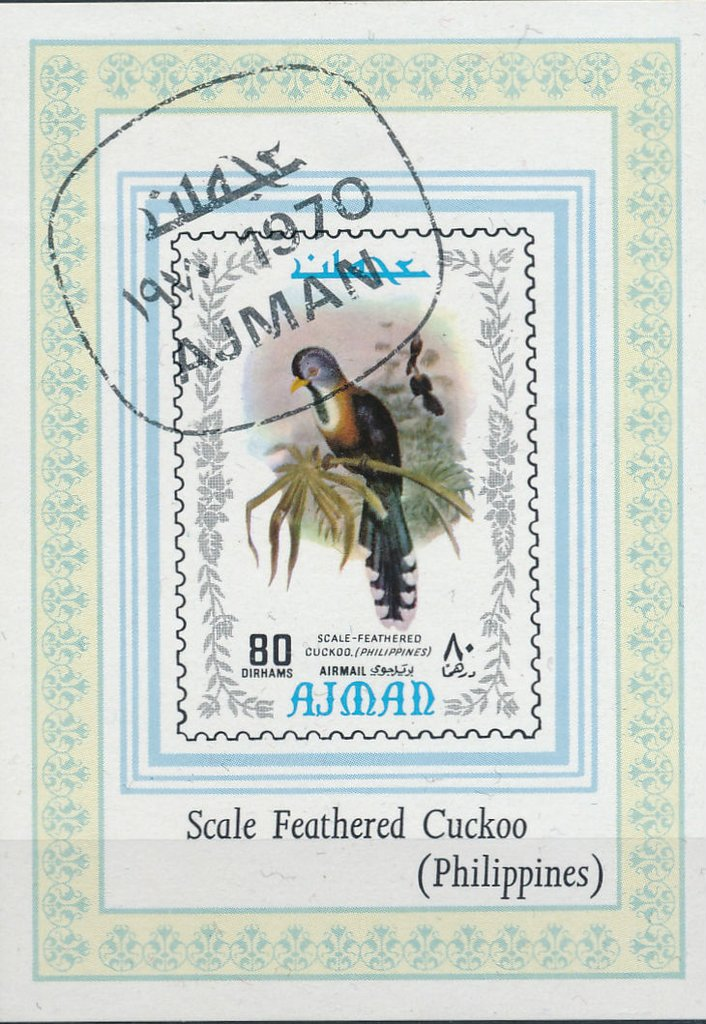

## إصدارات لوحات فينوس

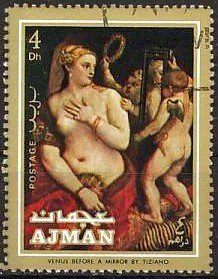
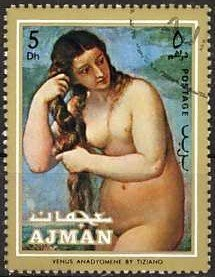
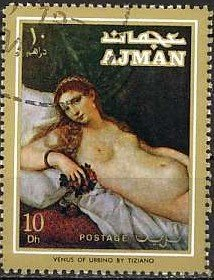
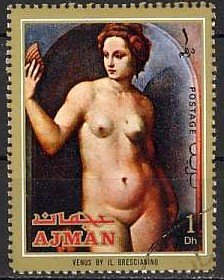
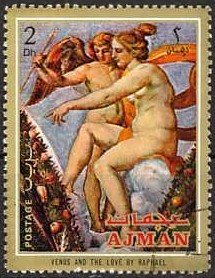
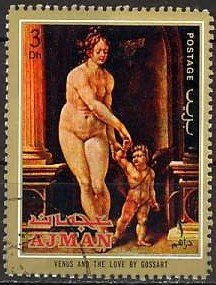
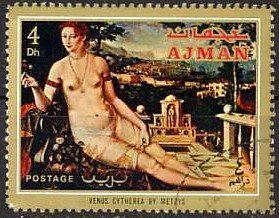
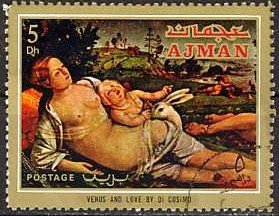
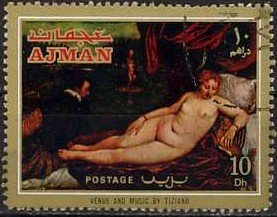
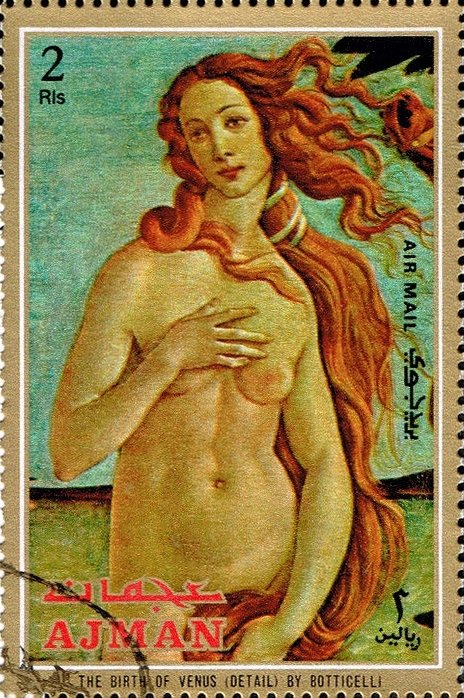
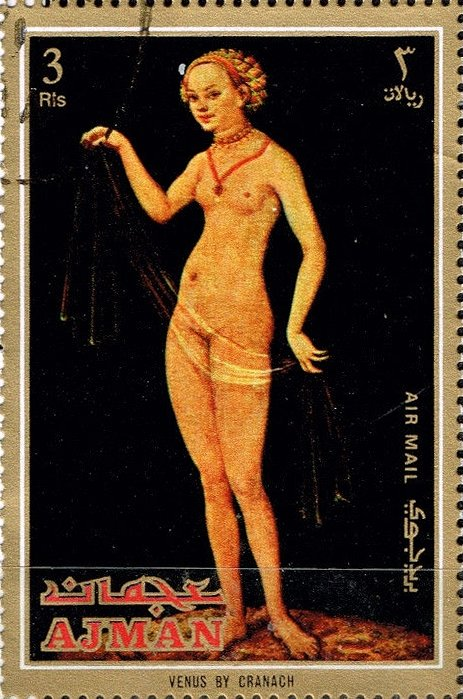

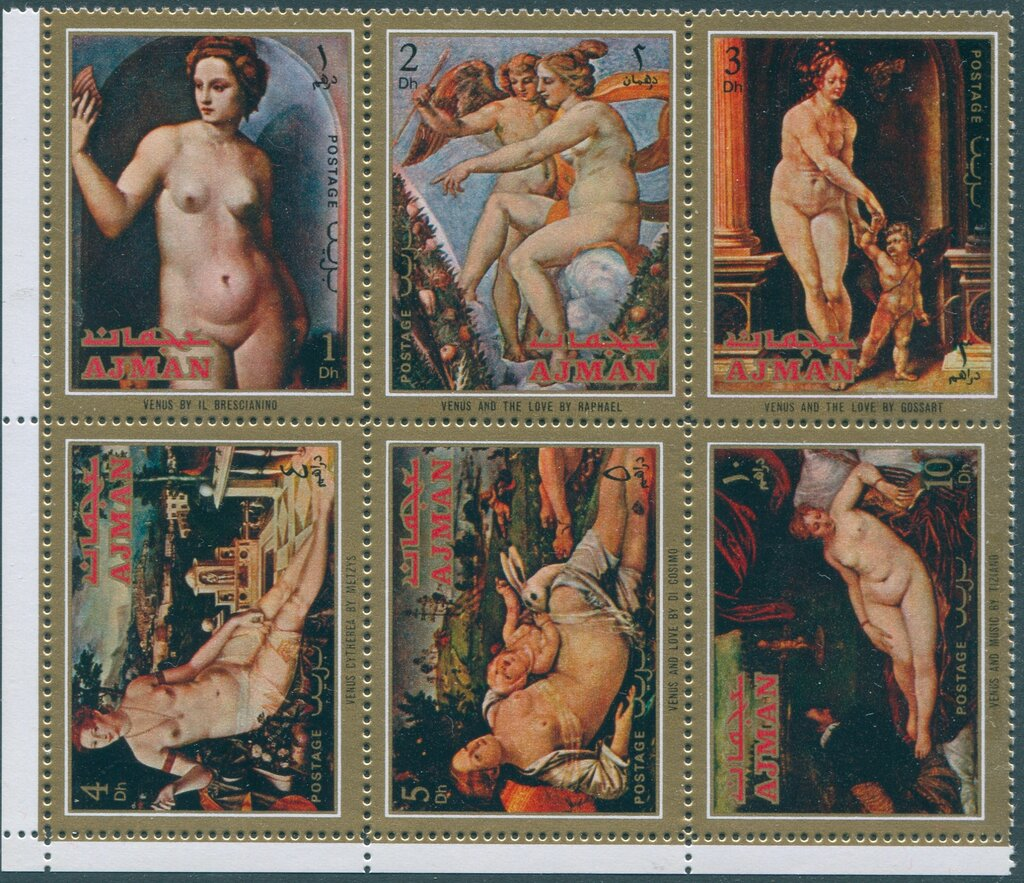

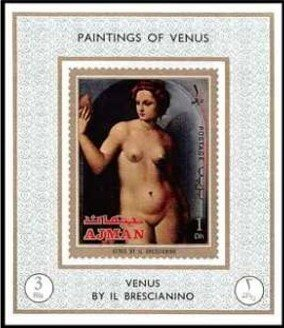
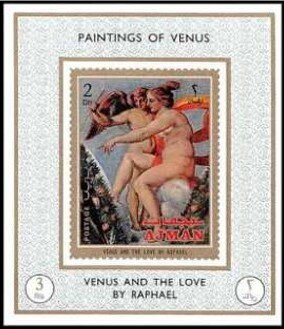
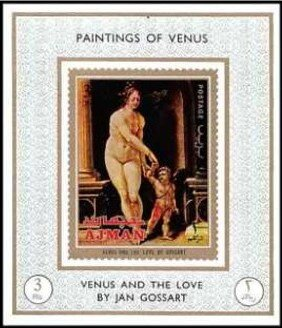
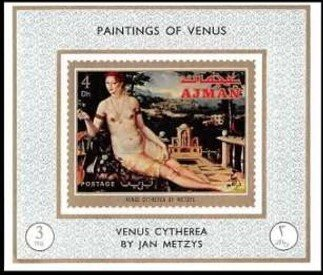
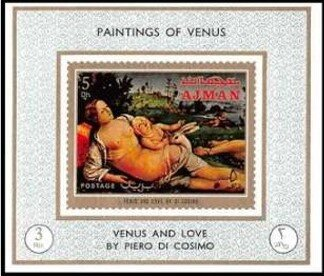
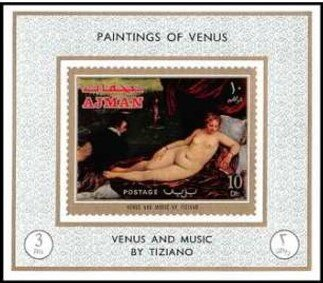
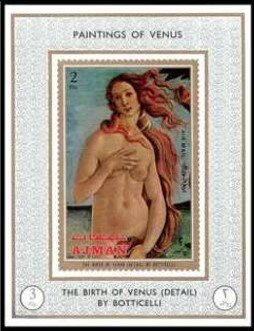
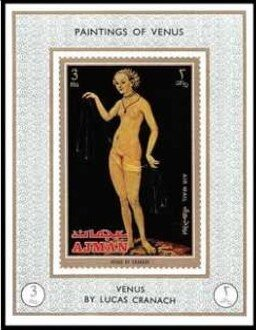

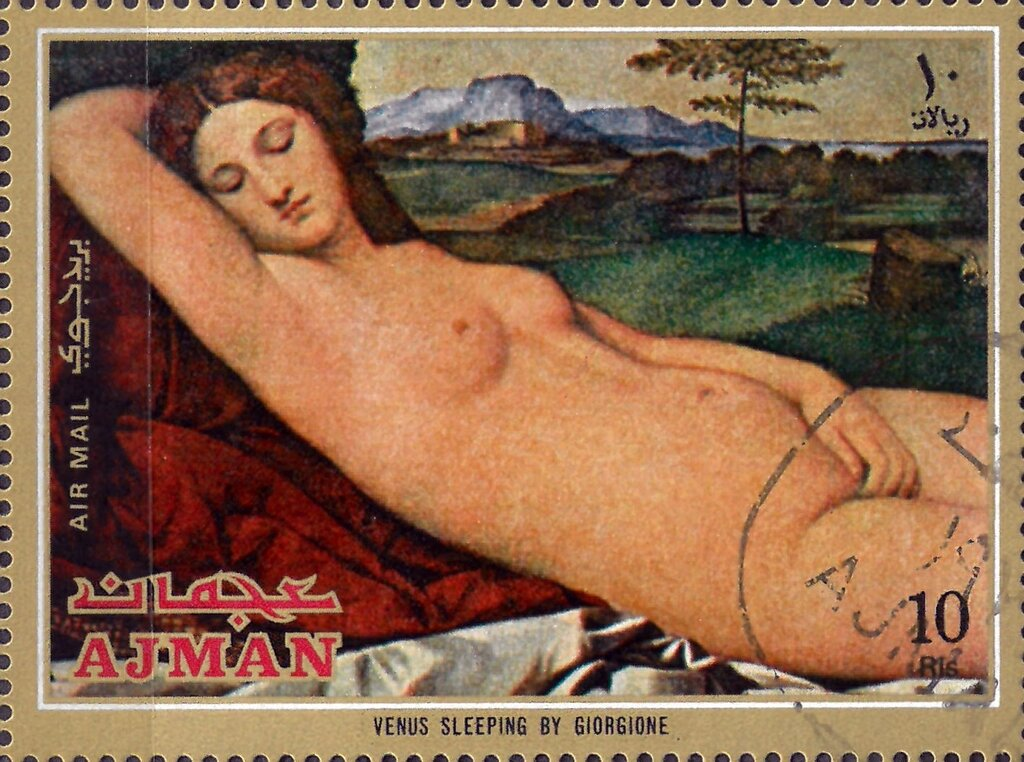
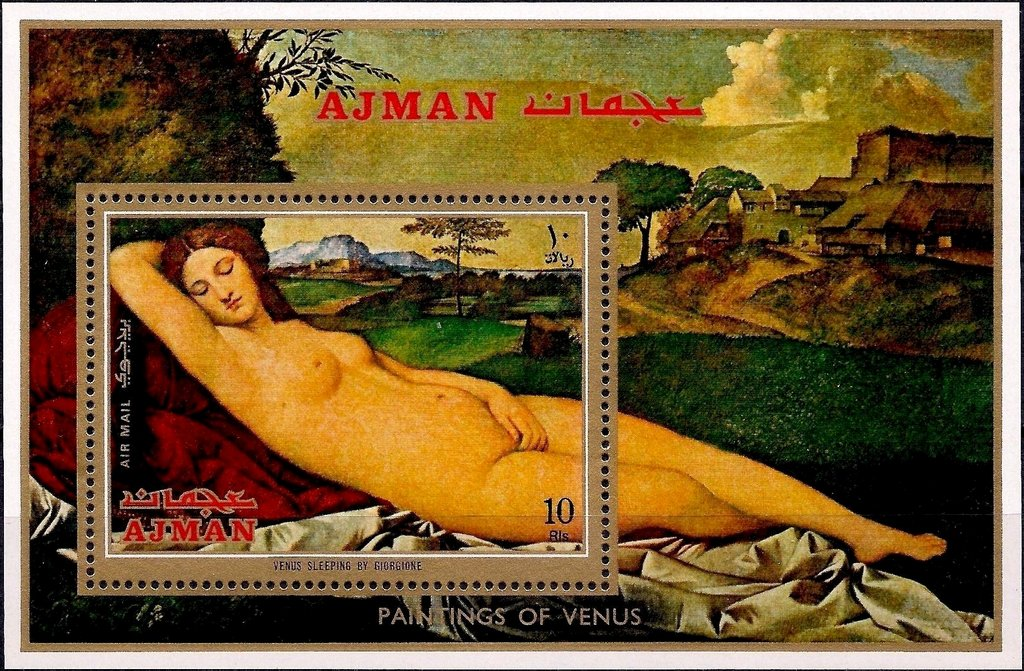
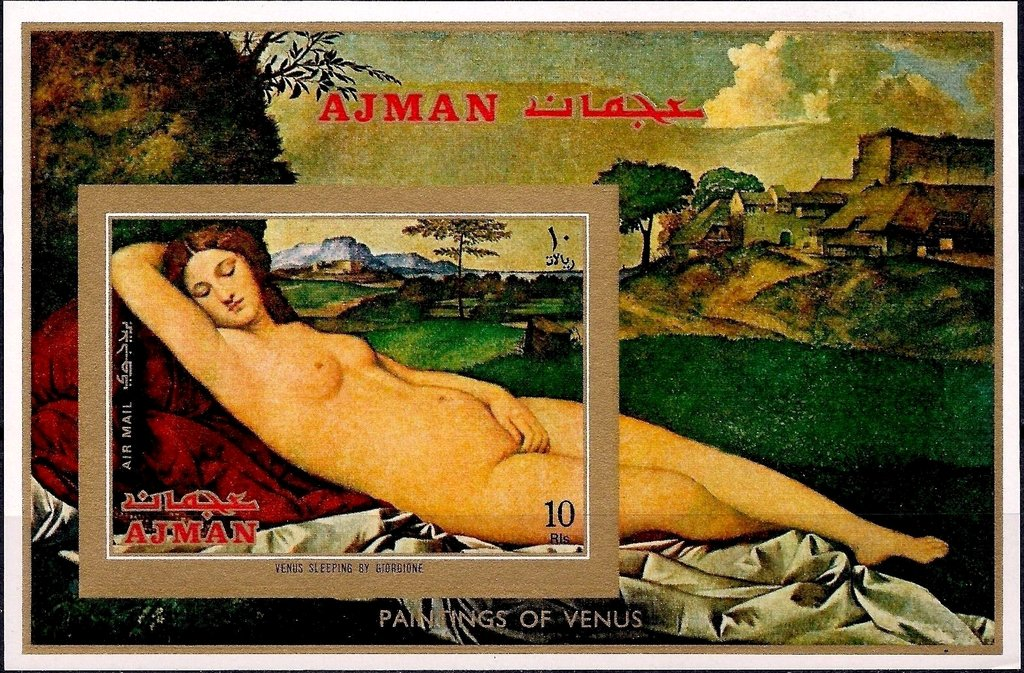

## إصدارات المخيم الكشفي العالمي الثالث عشر

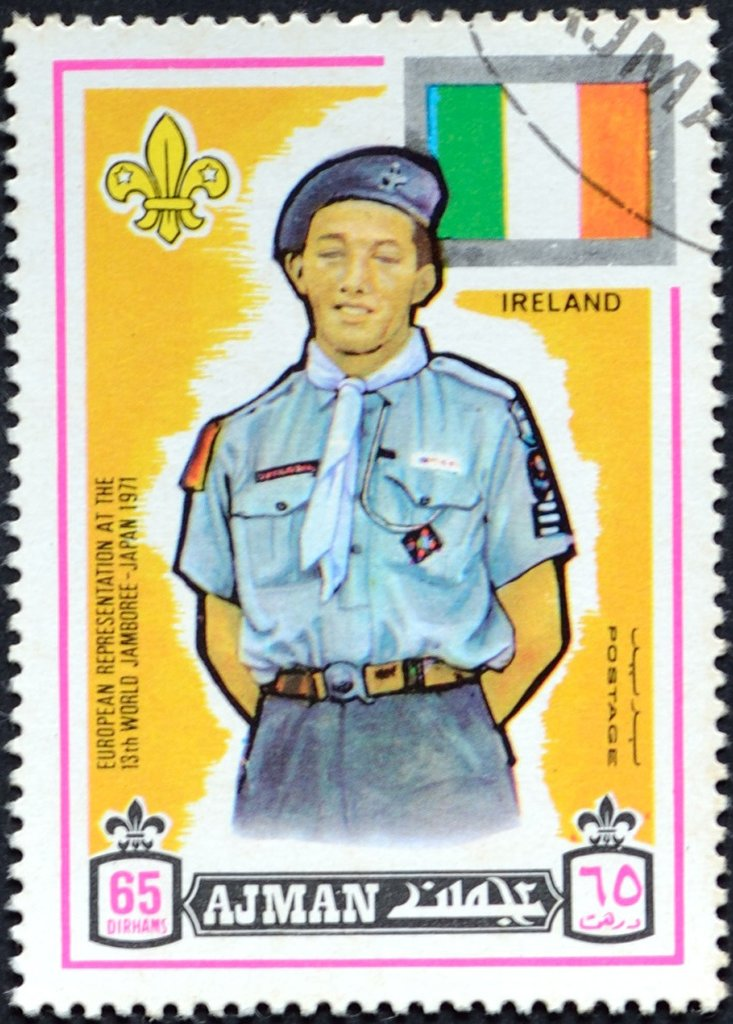
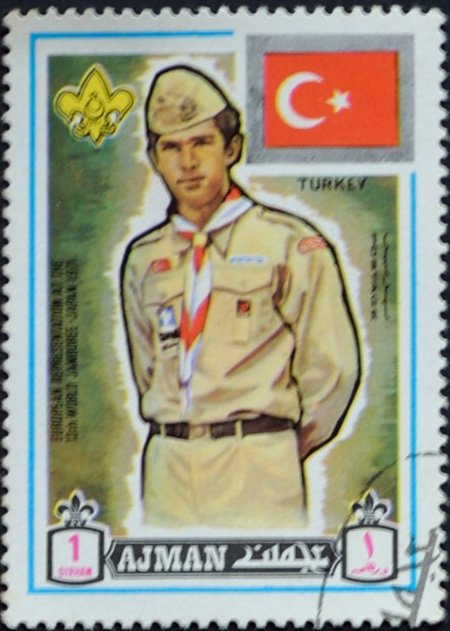
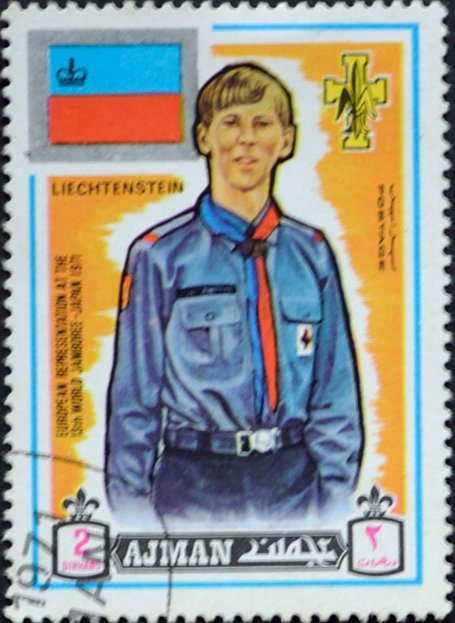
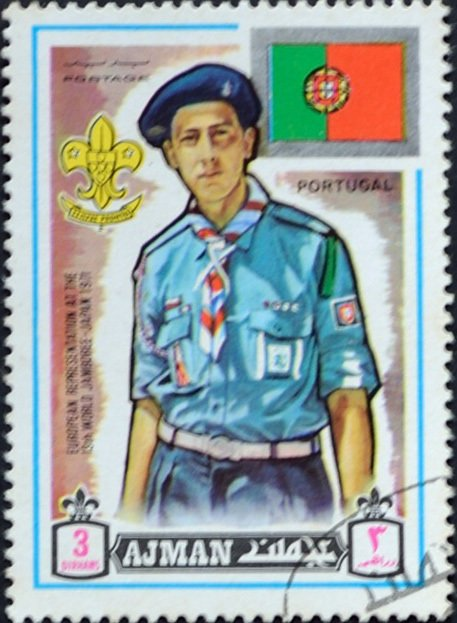
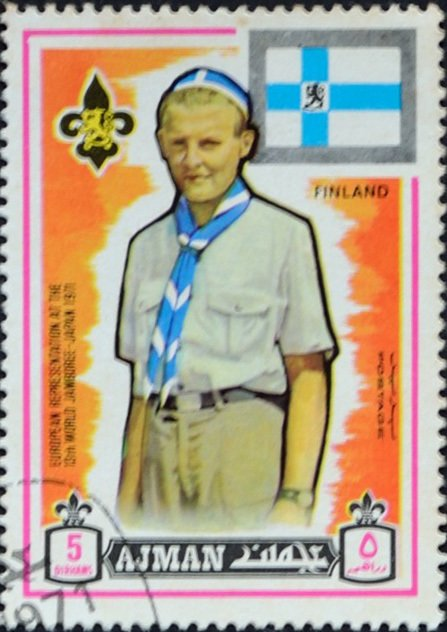
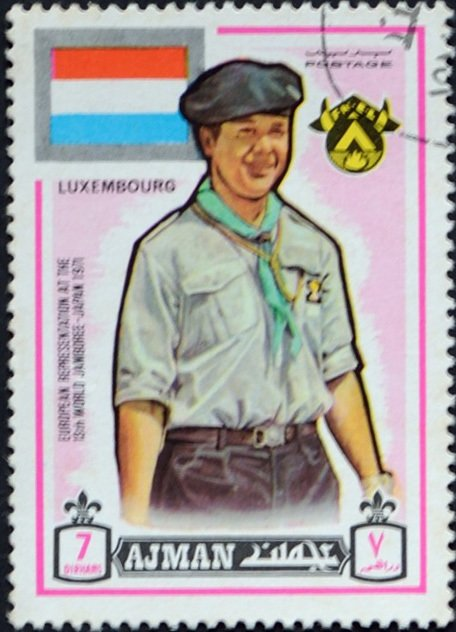
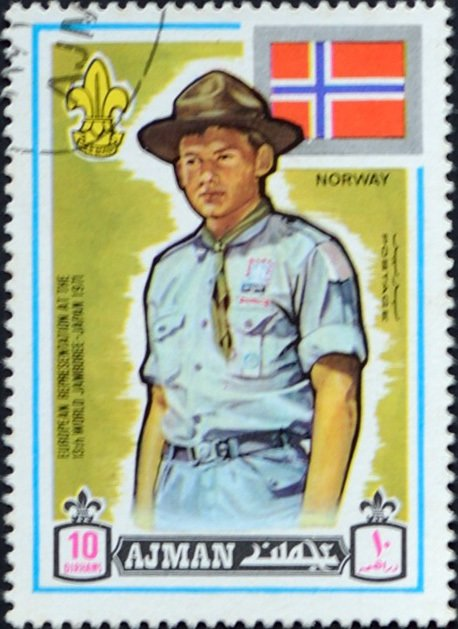
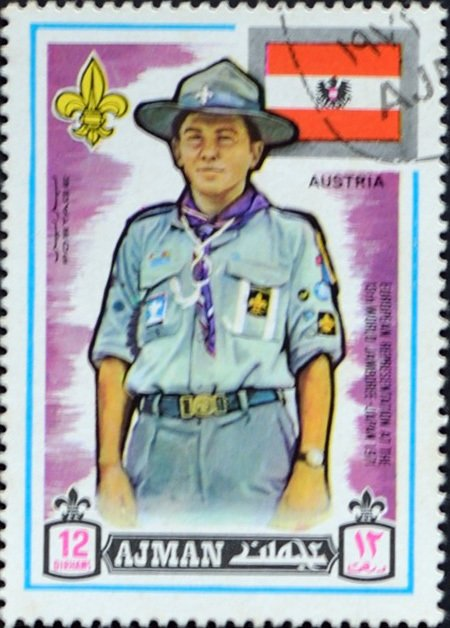
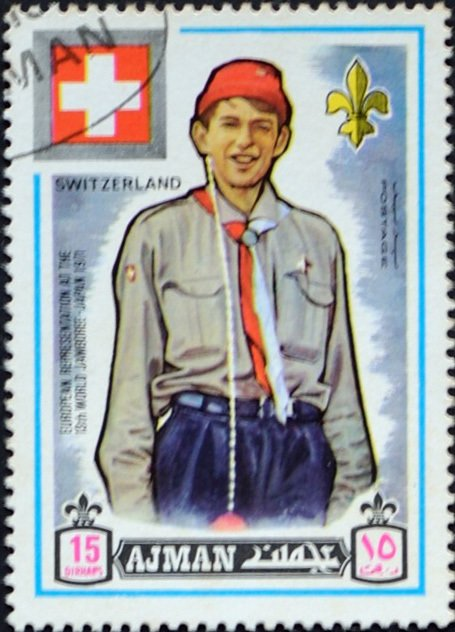
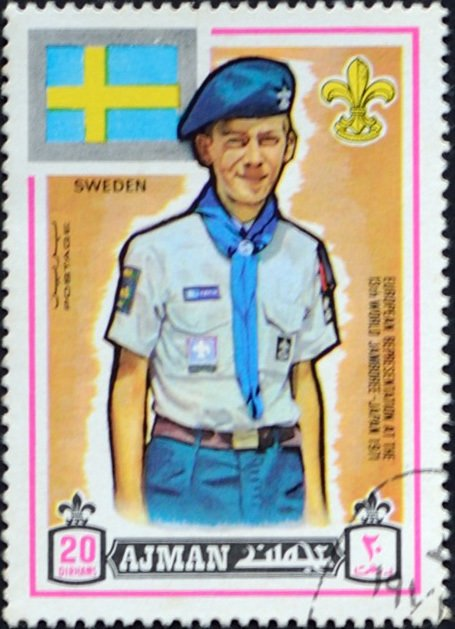
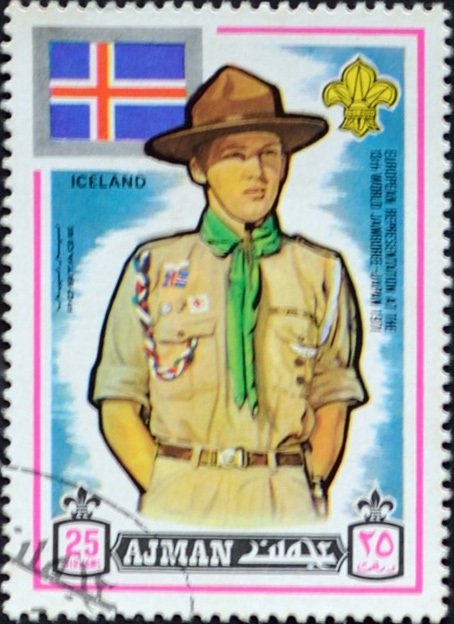
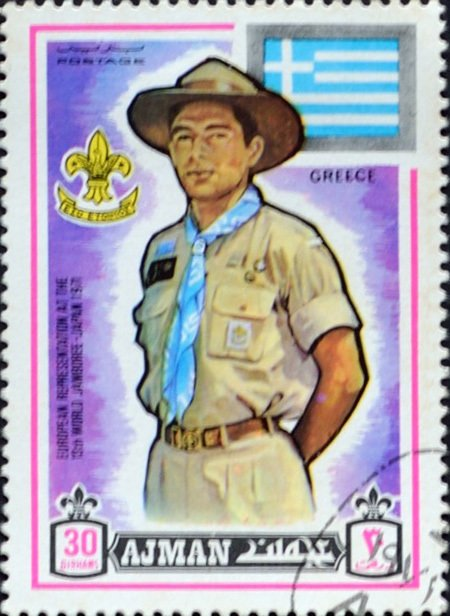
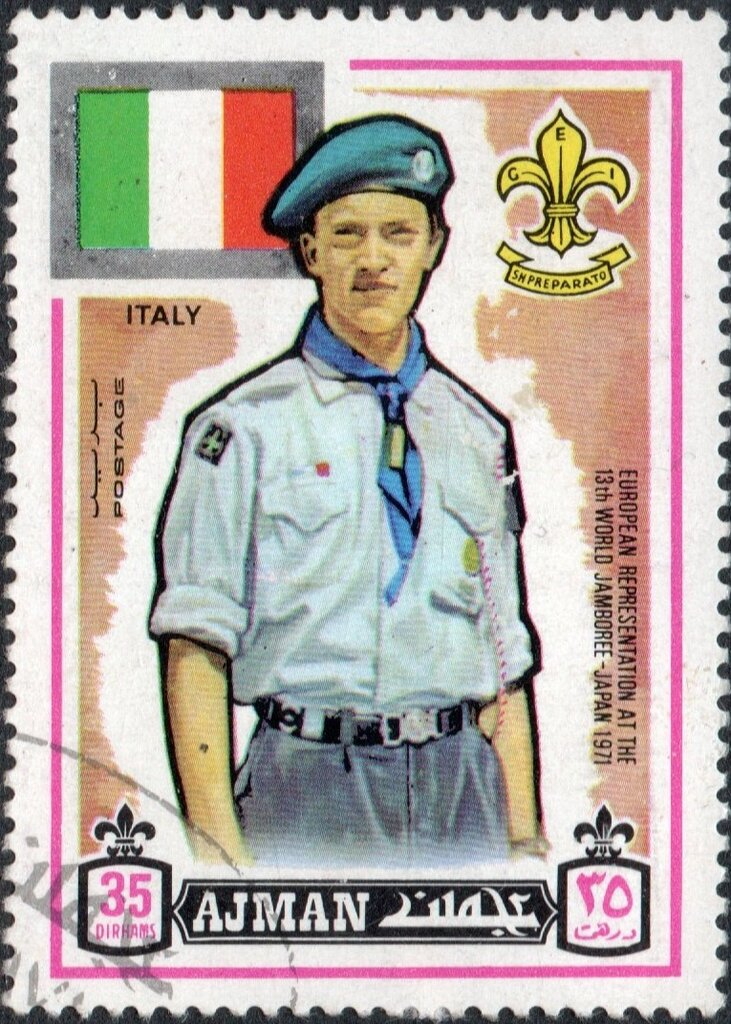
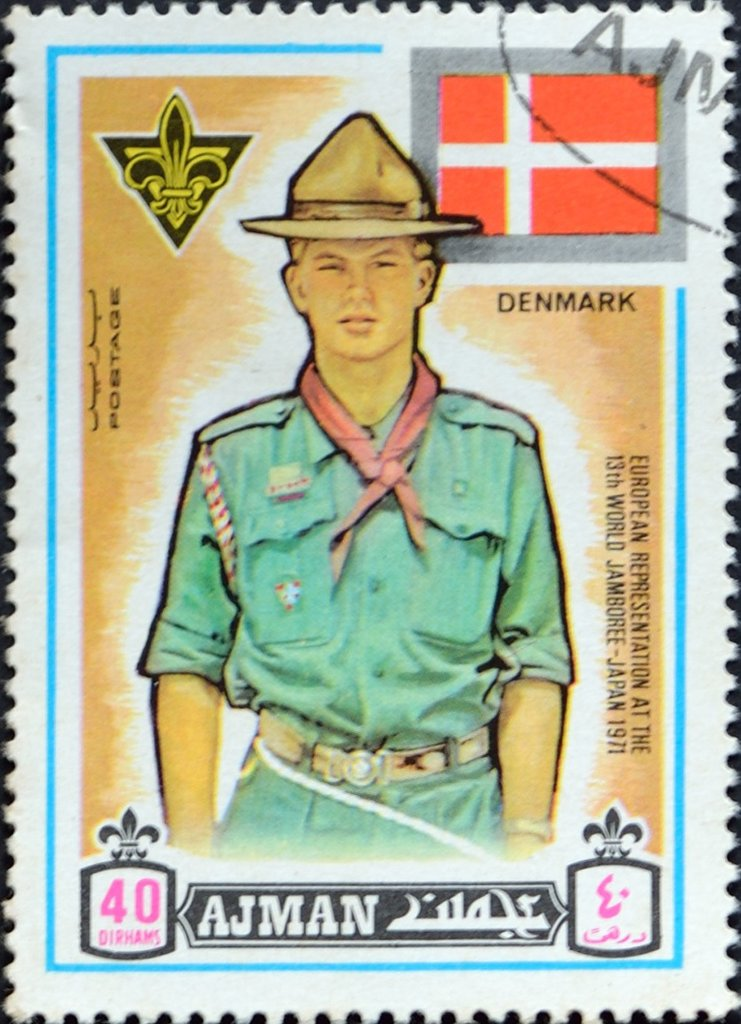
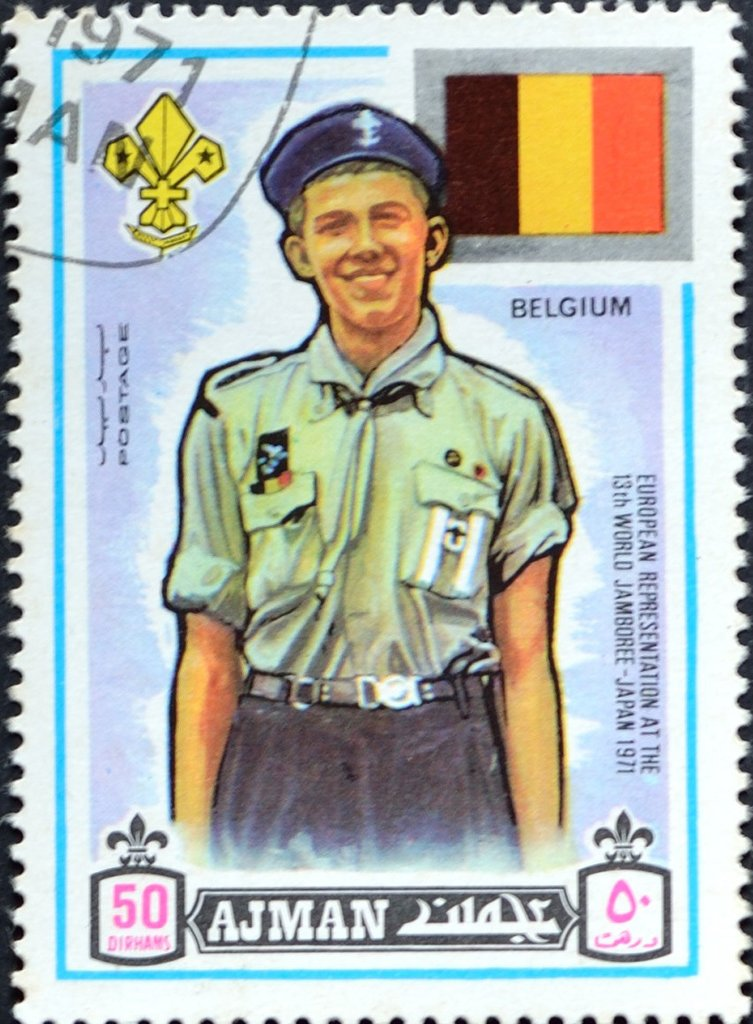
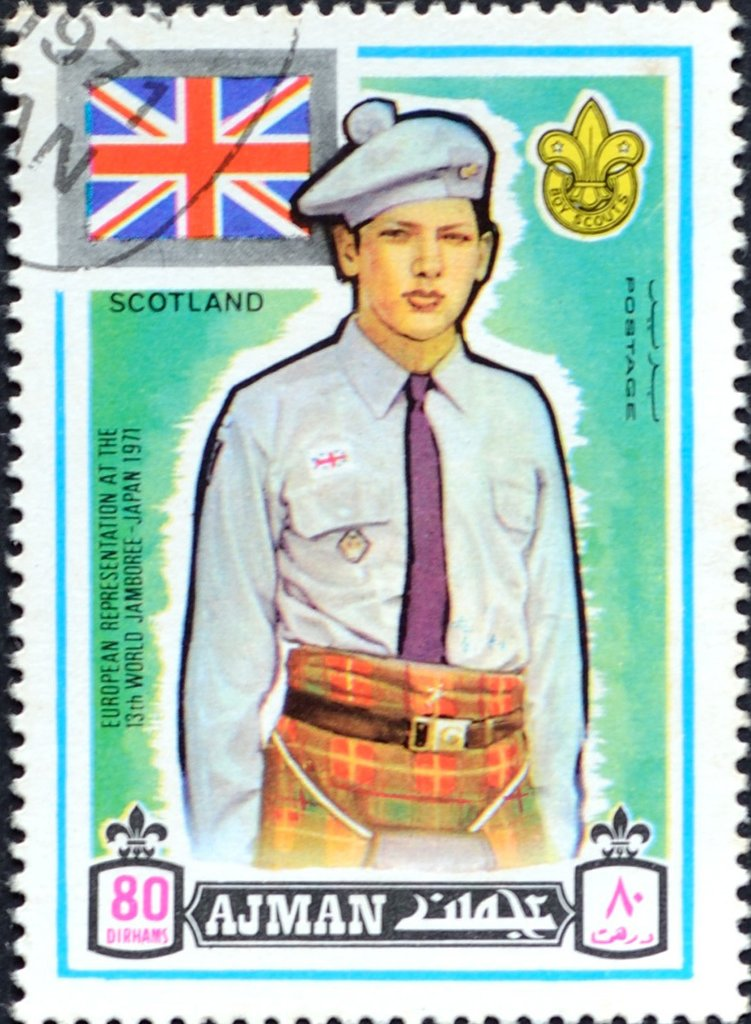
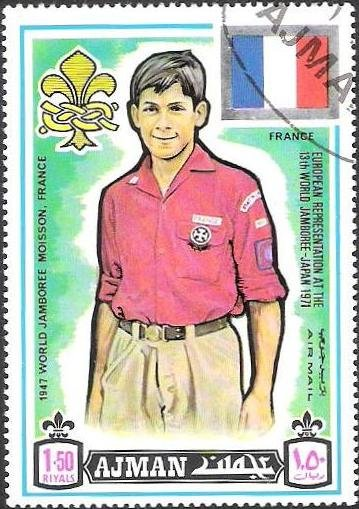
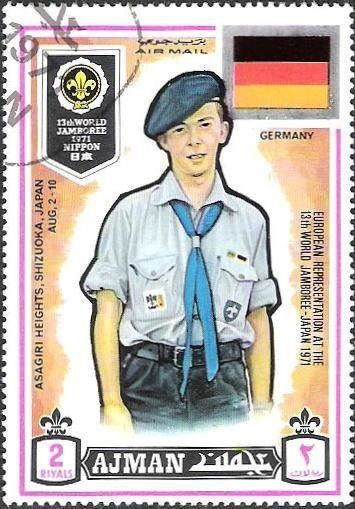
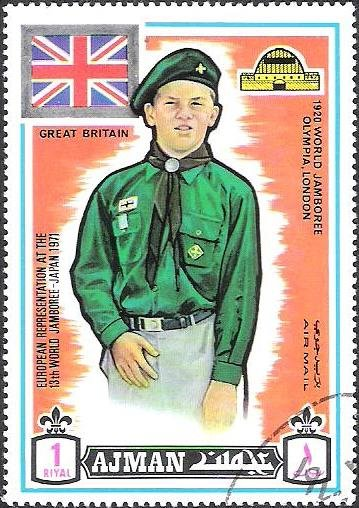
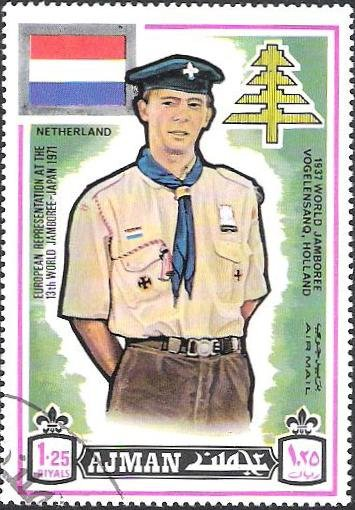
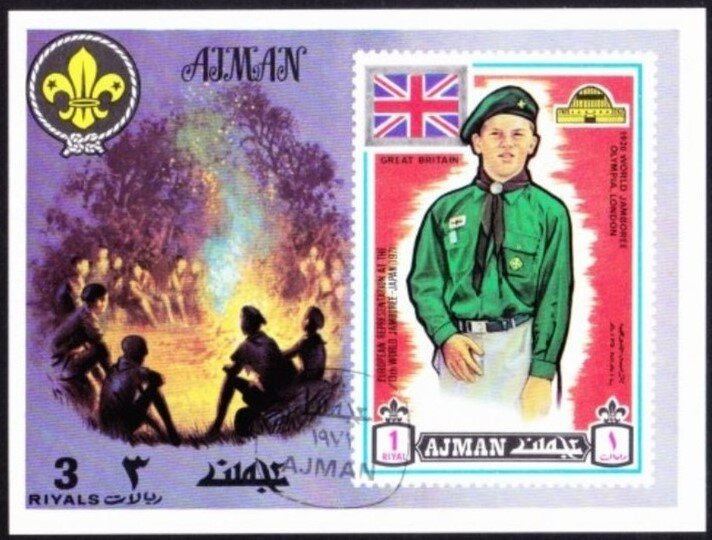
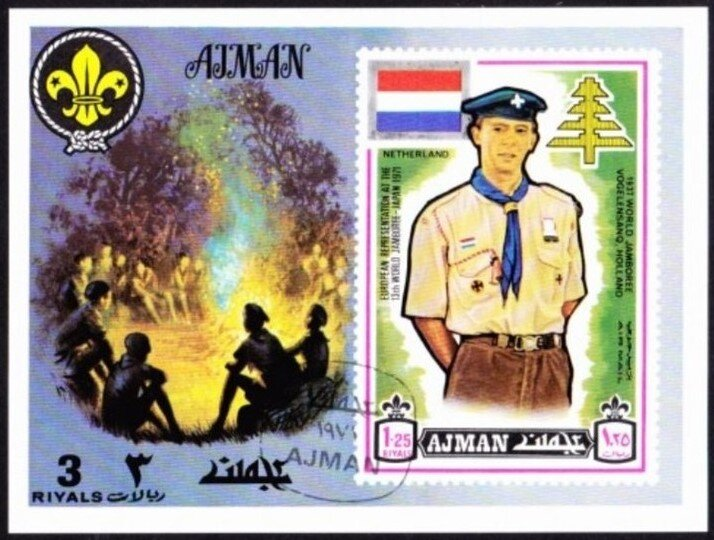
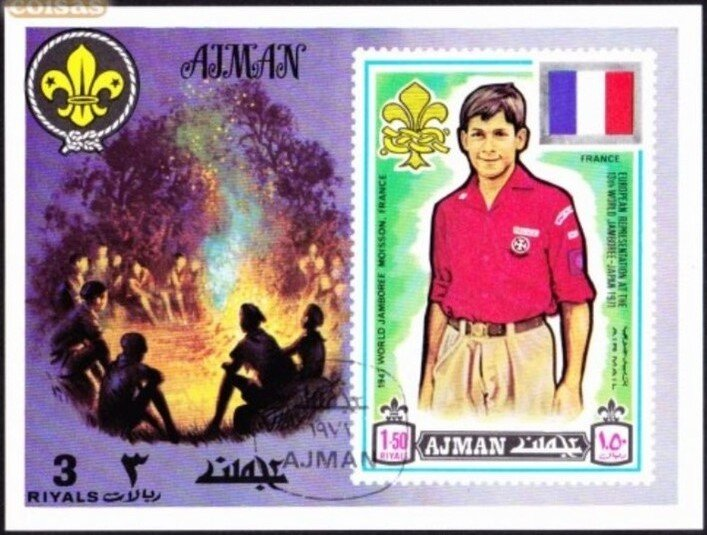
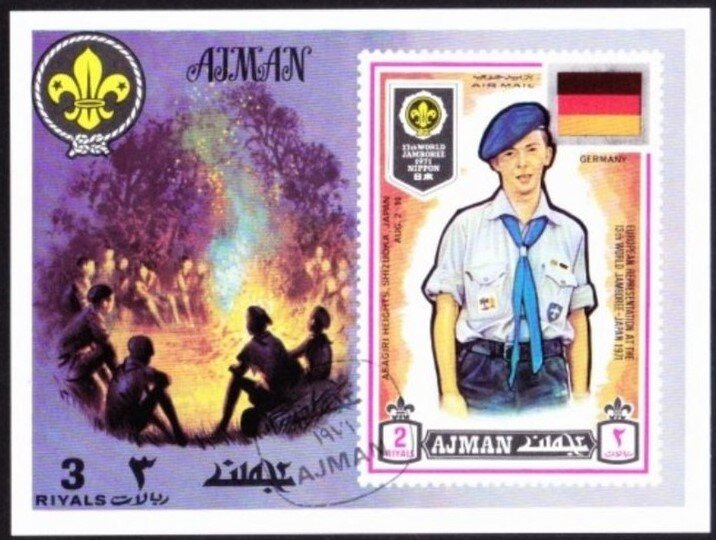

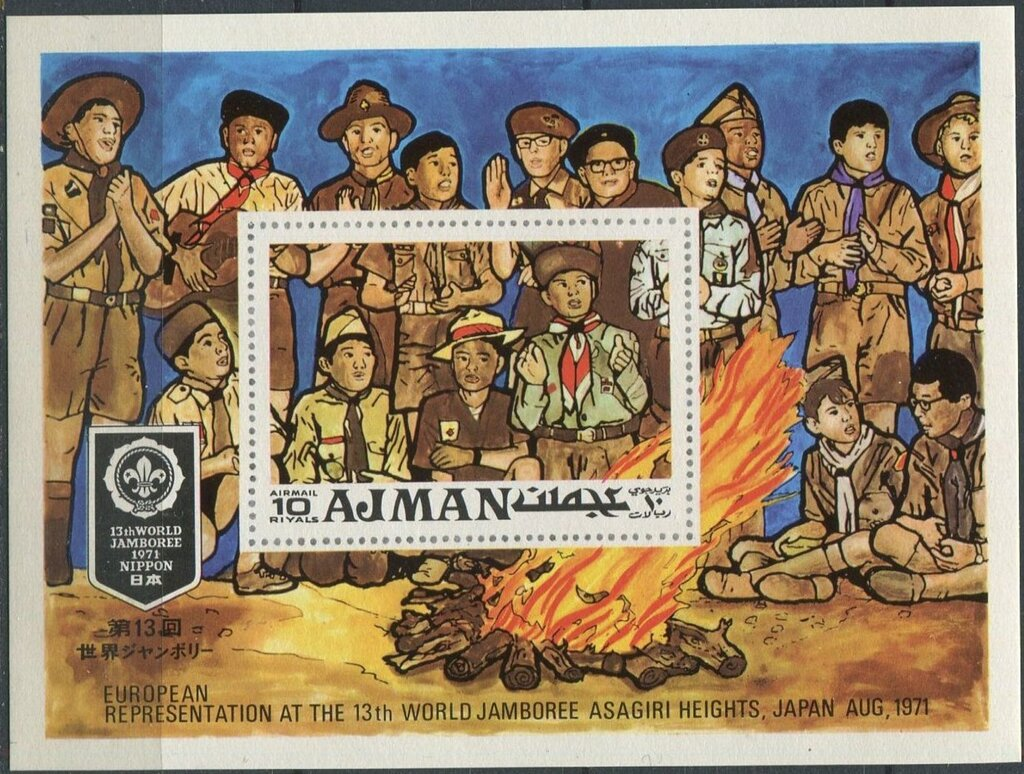

## إصدارات المخيم الكشفي العالمي الثالث عشر - لوحات هوكوساي

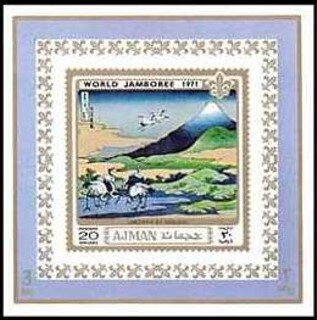
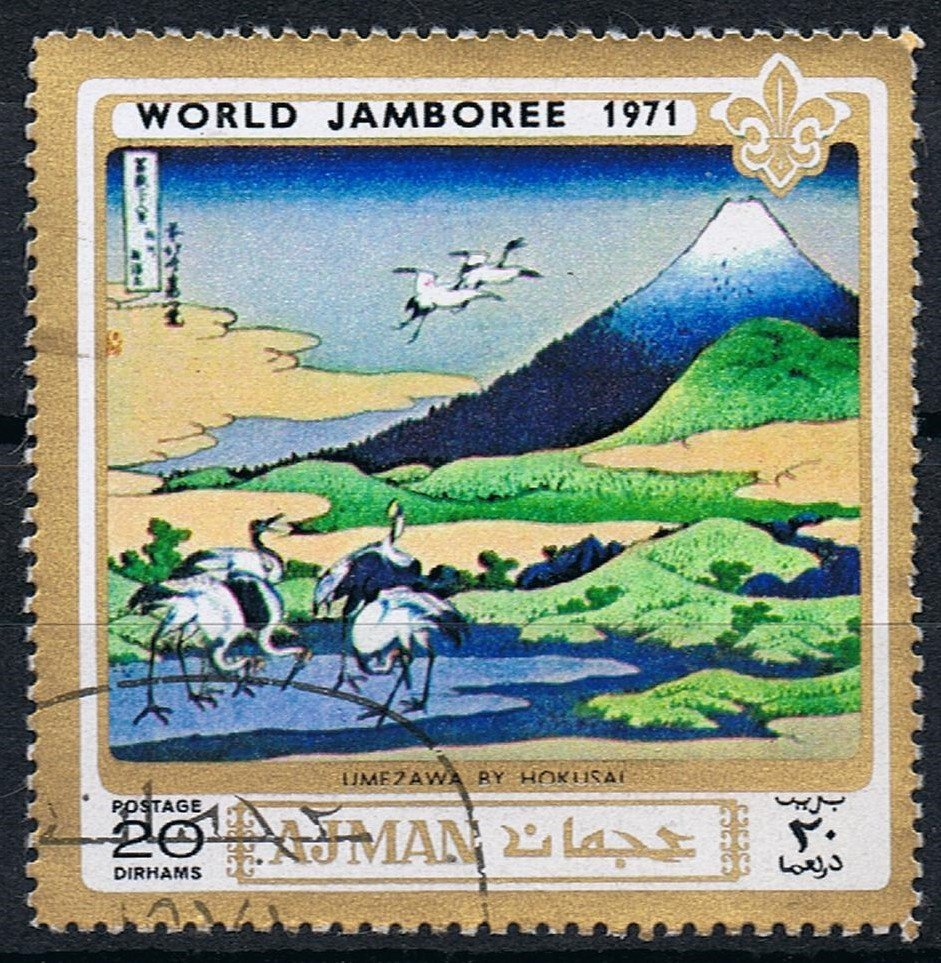
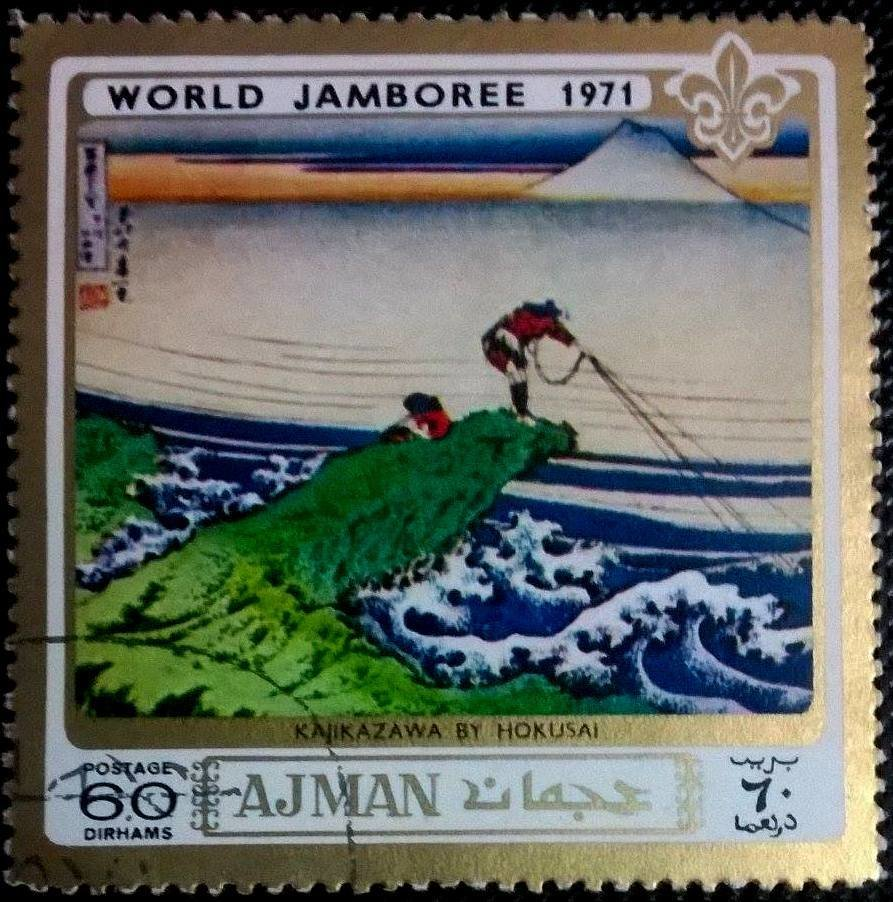
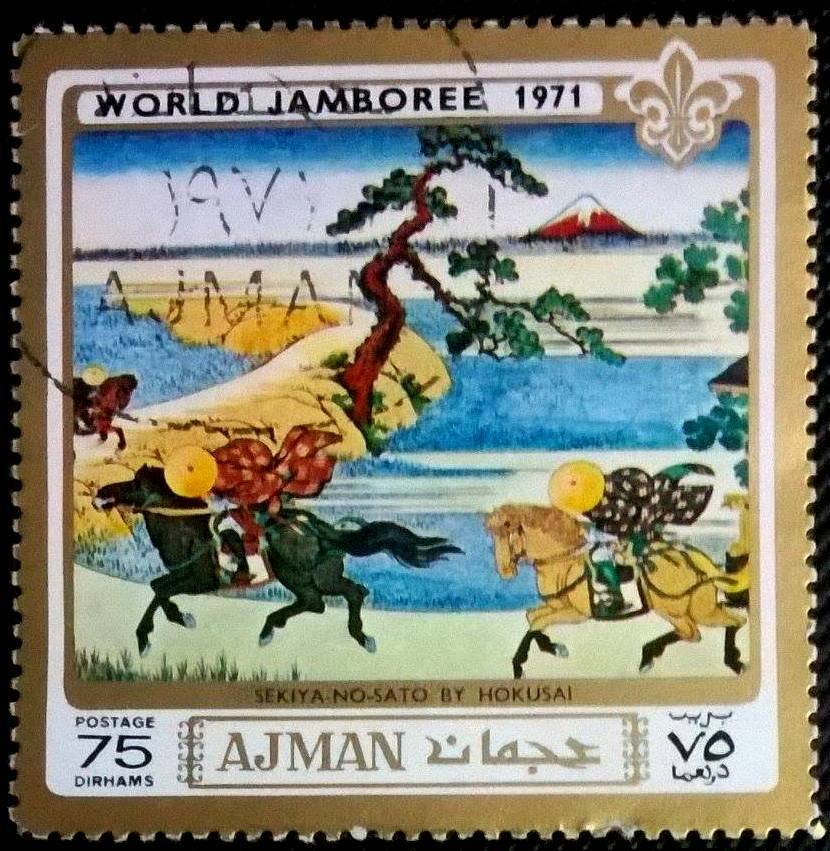
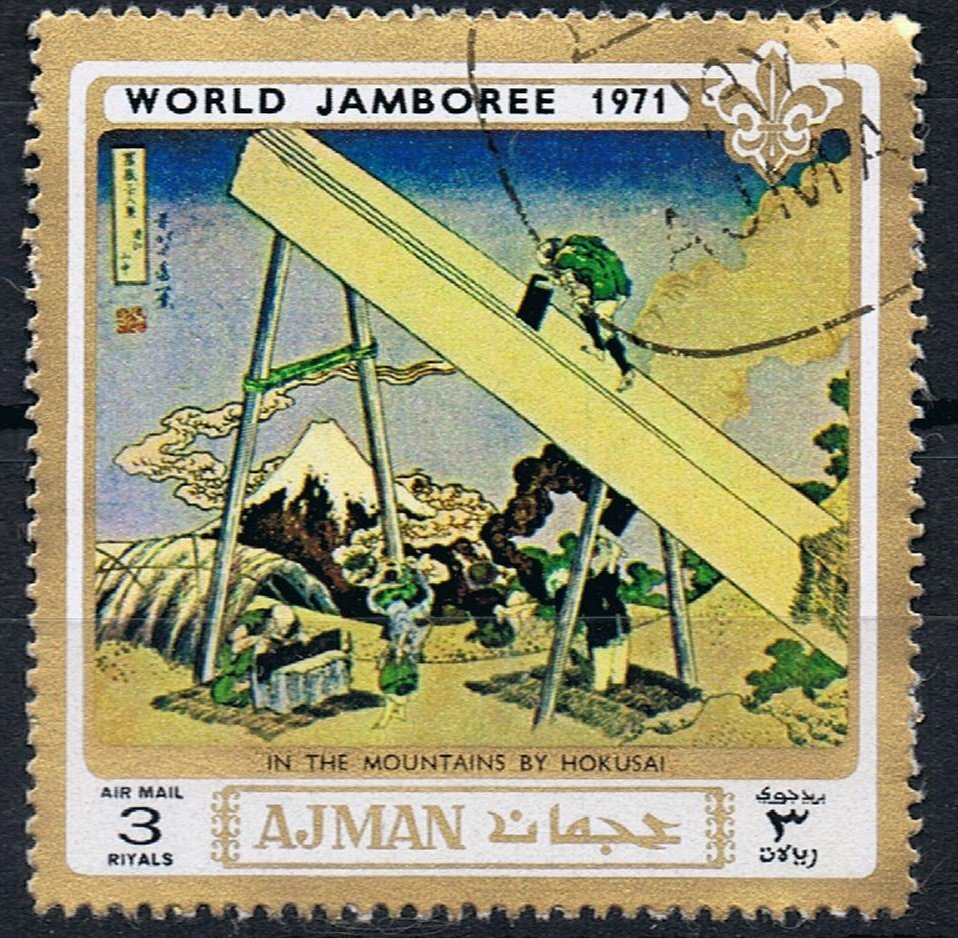
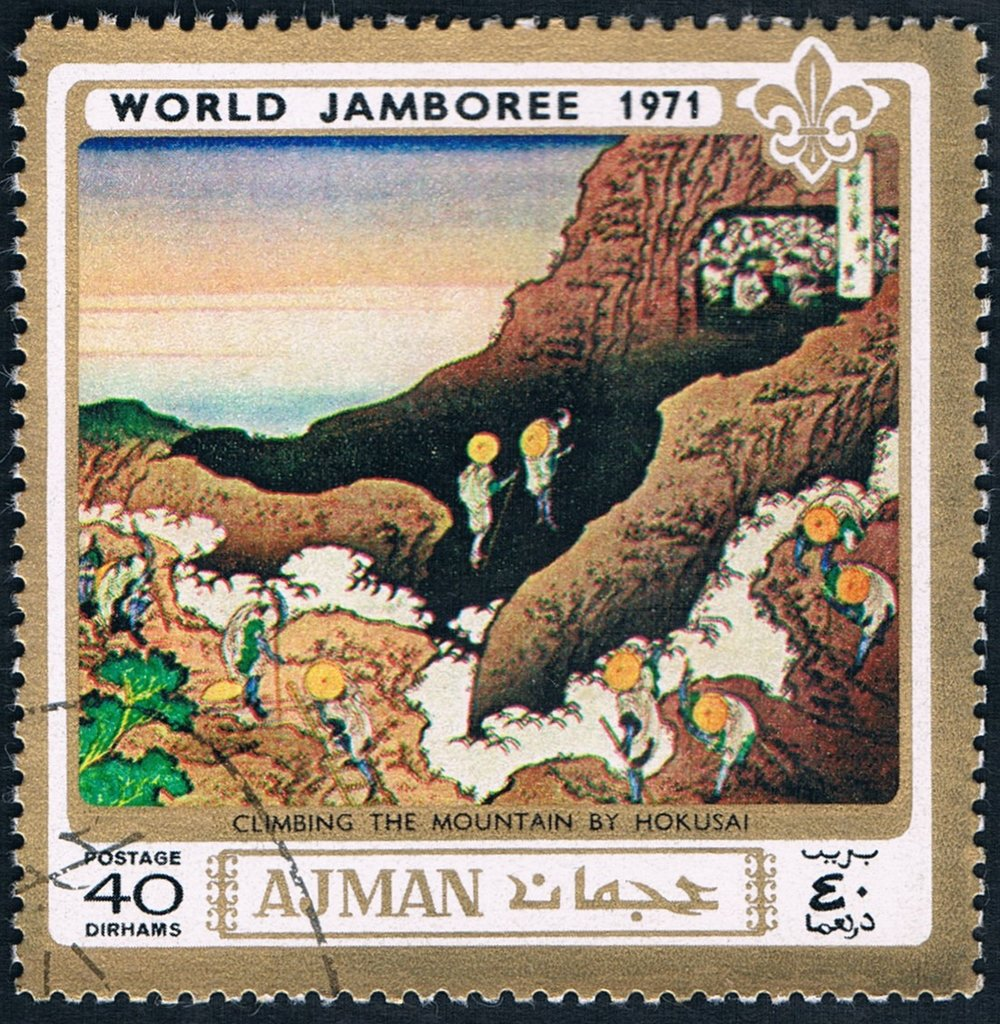
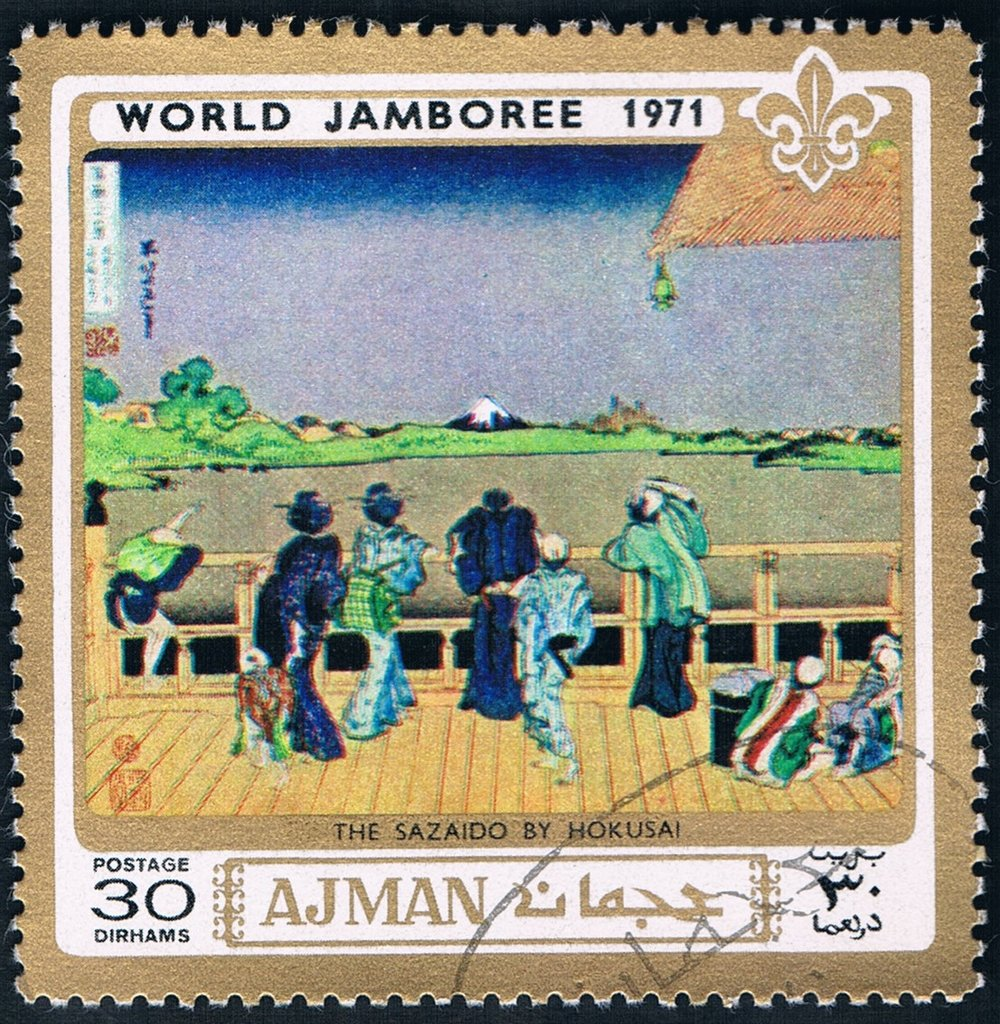

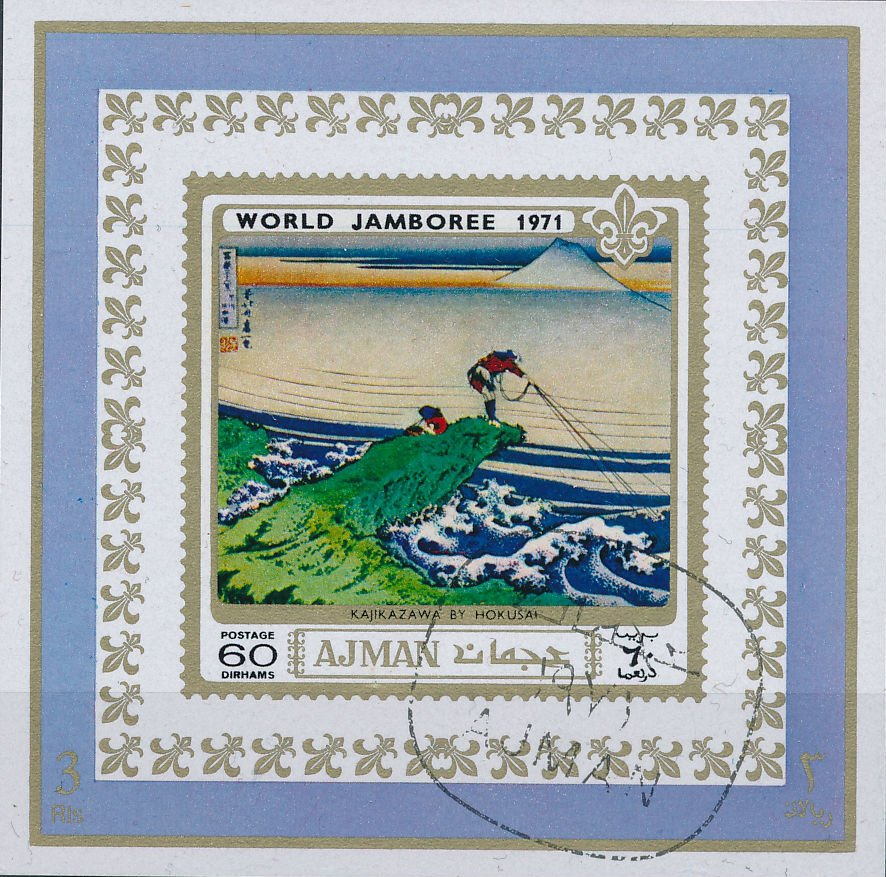
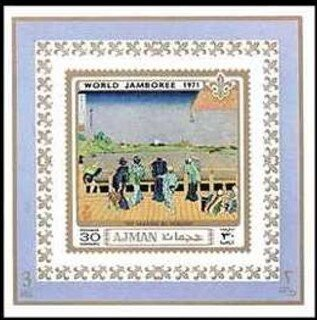
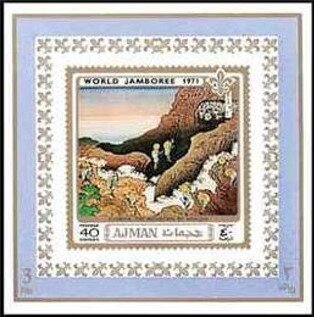
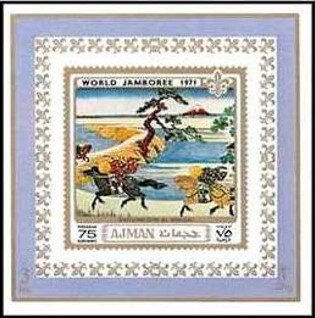

لوحات كاتسوشيكا هوكوساي لمرتفعات أساغيري:

## إصدارات ذكرى تأسيس اليونسيف

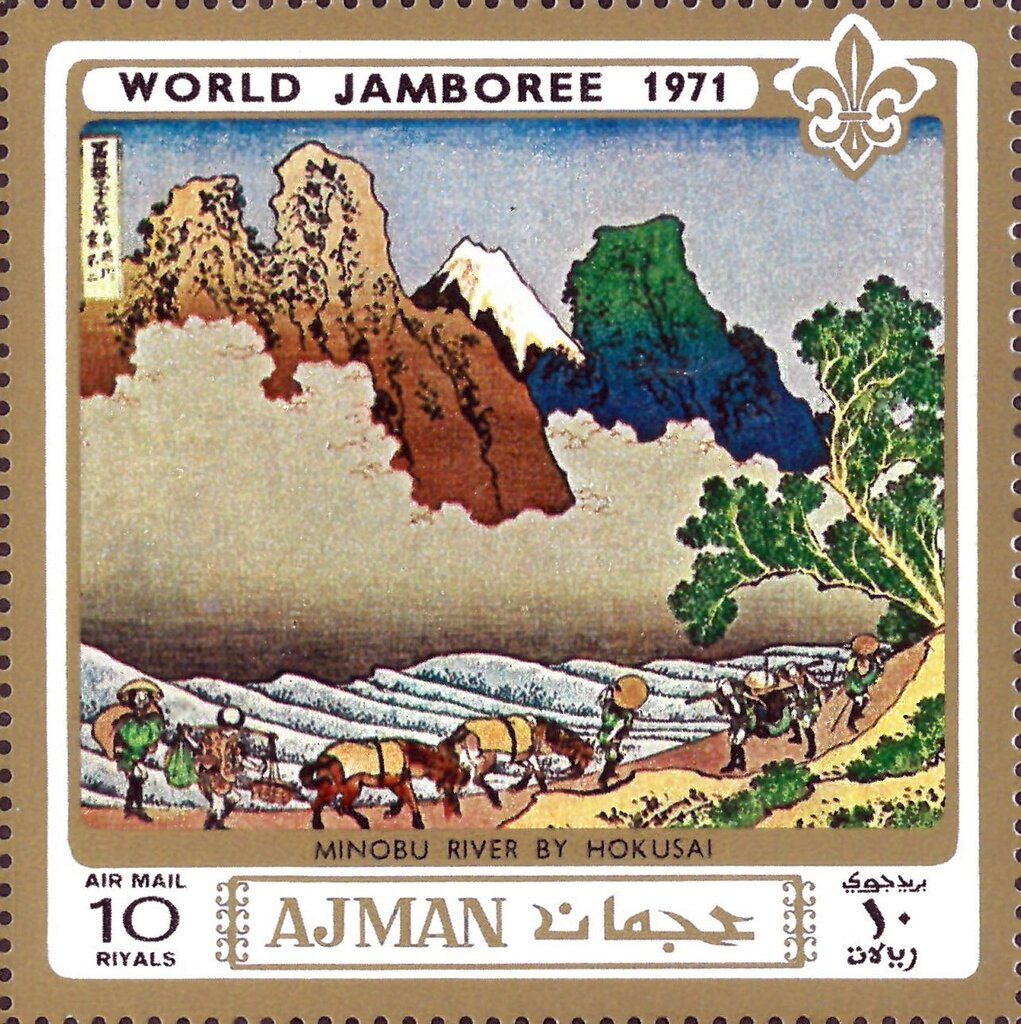
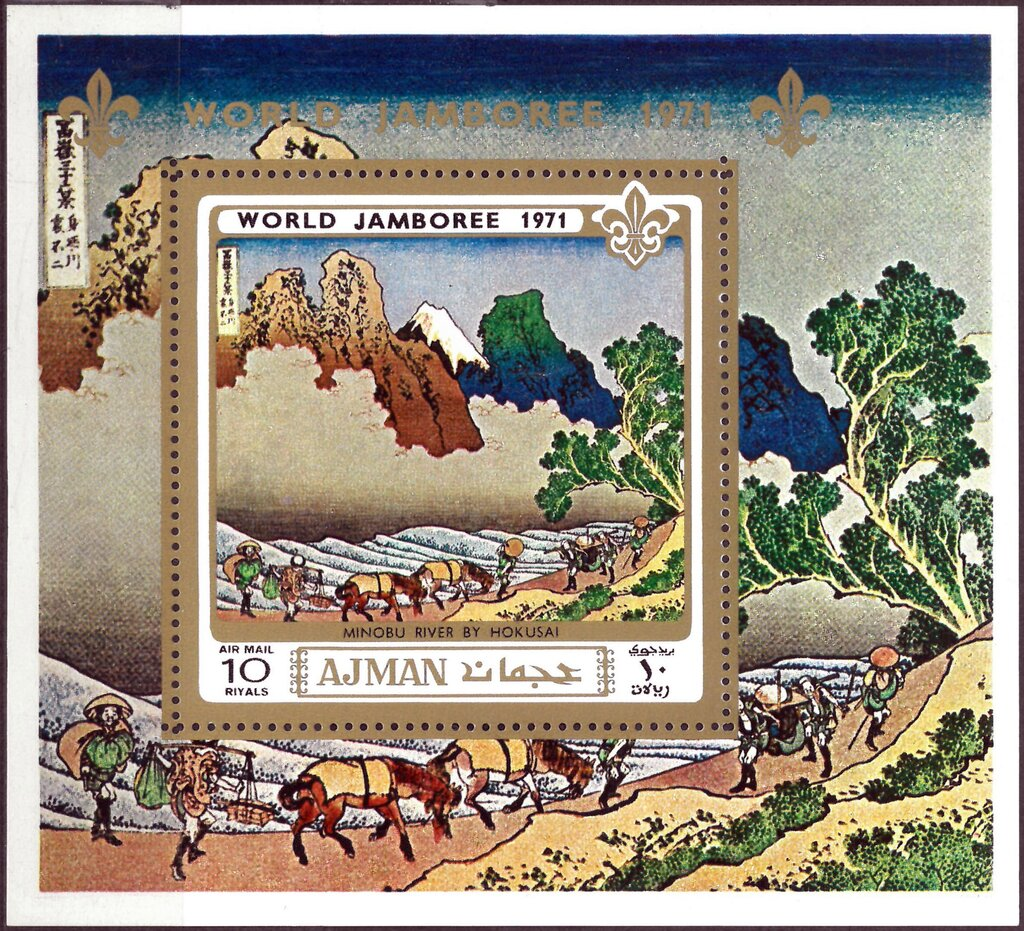

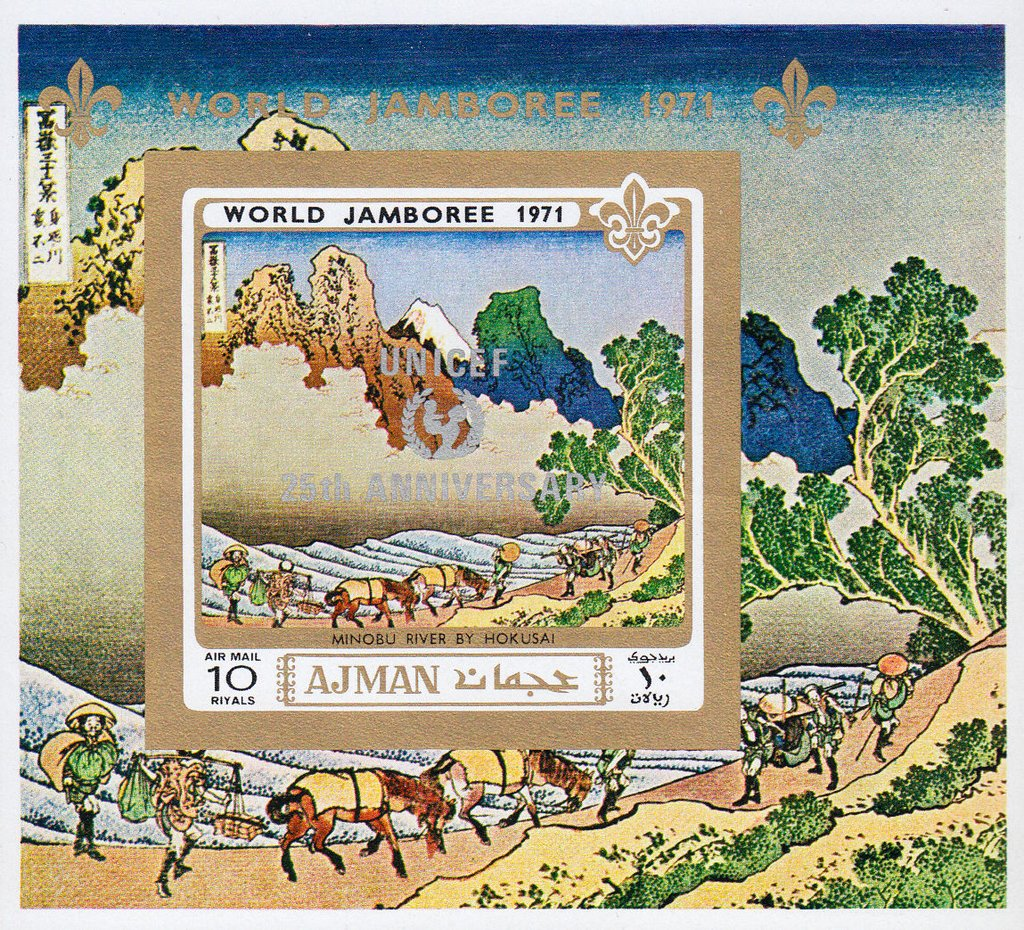
بطاقة

وشحت طوابع المخيم الكشفي العالمي الثالث عشر التي تظهر عليها لوحات كاتسوشيكا هوكوساي لمرتفعات أساغيري:

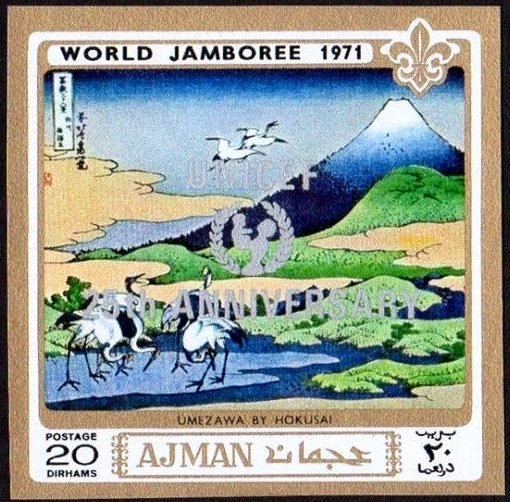
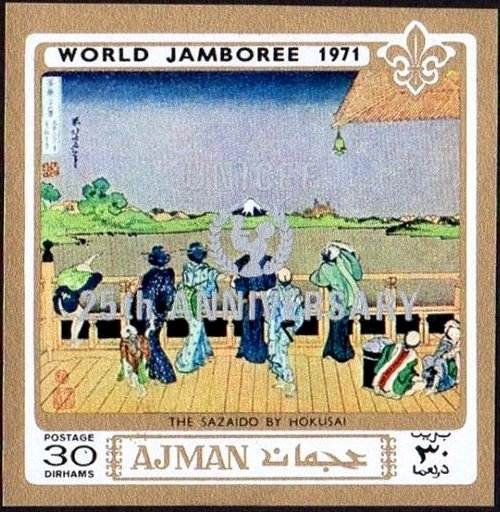
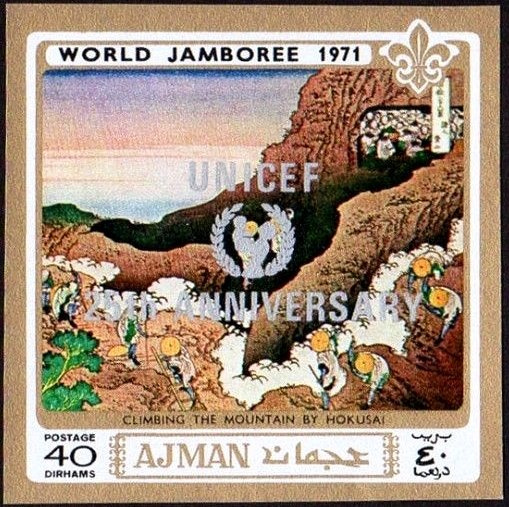
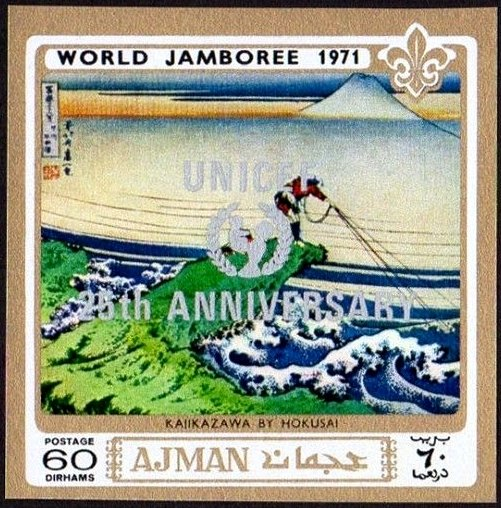
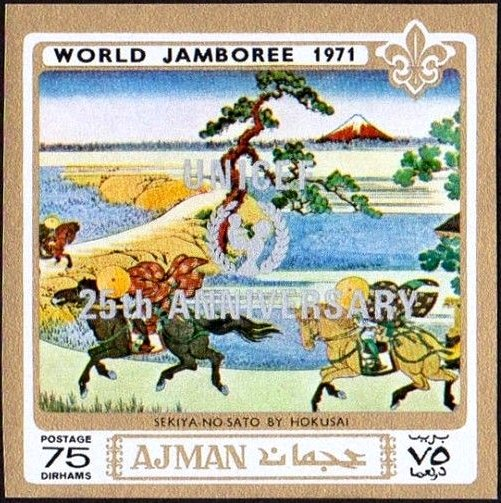
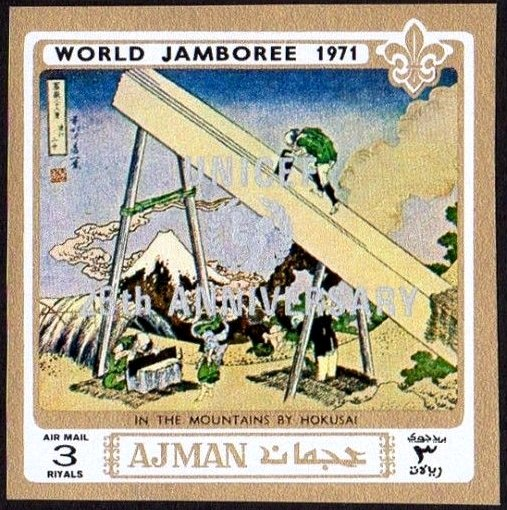
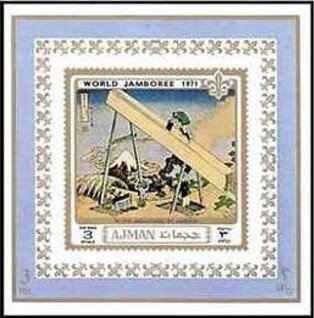

## إصدارات بابوات الفاتيكان (المجموعة الأولى)

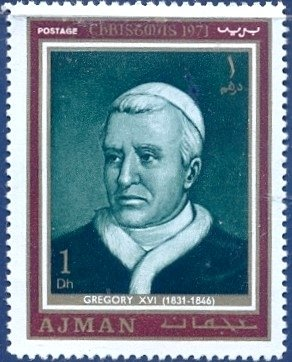
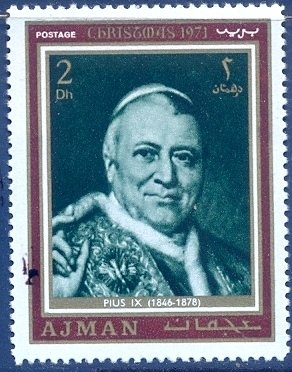
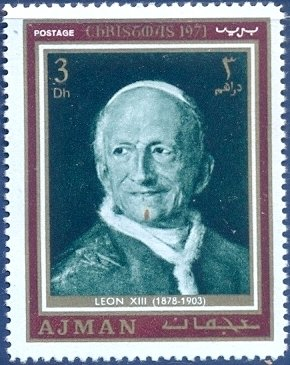
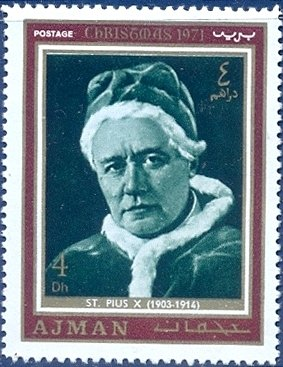
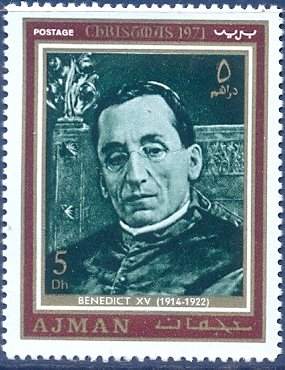
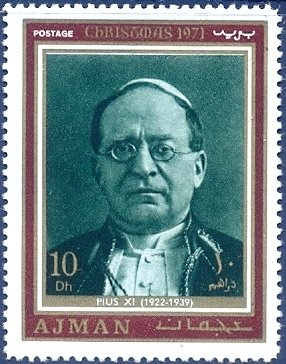
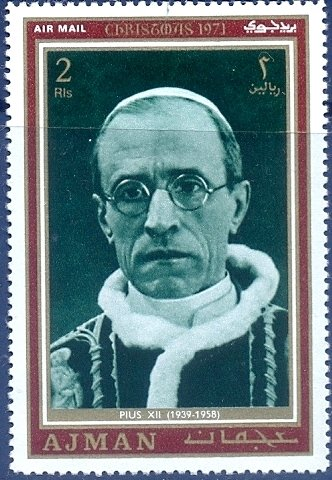
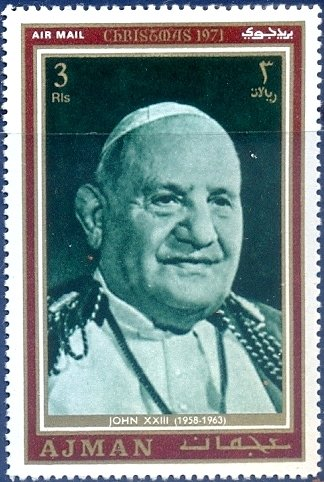

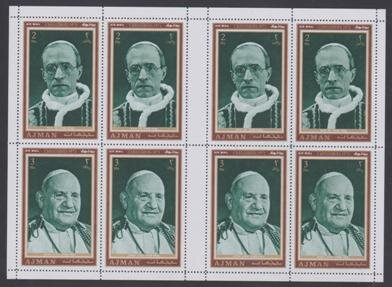

## إصدارات السيارات الرياضية (المجموعة الأولى)

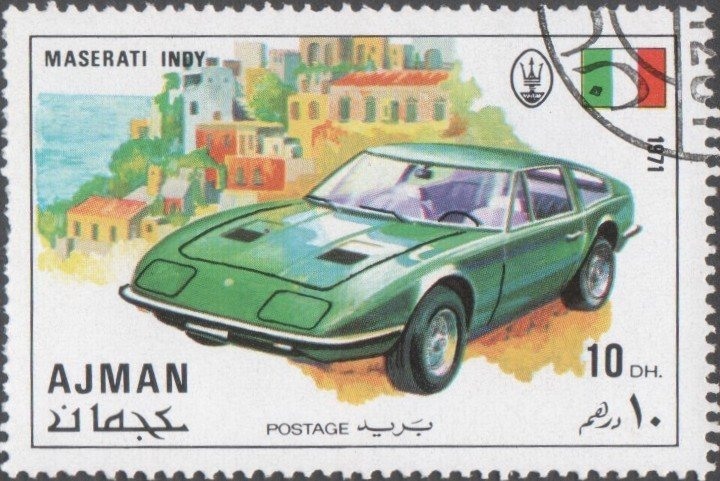
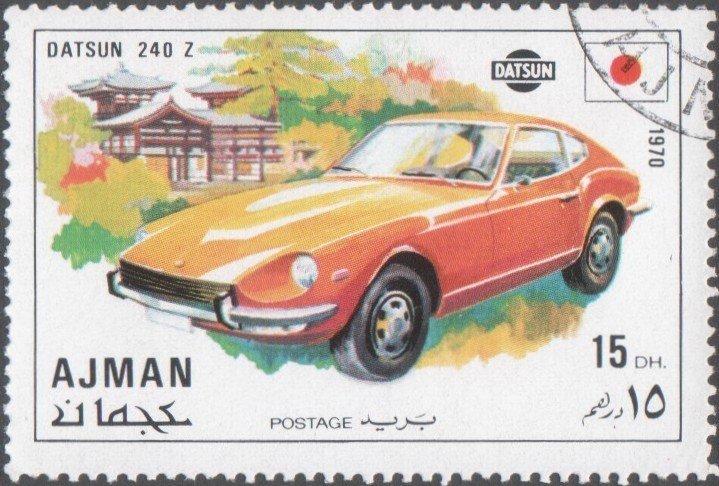
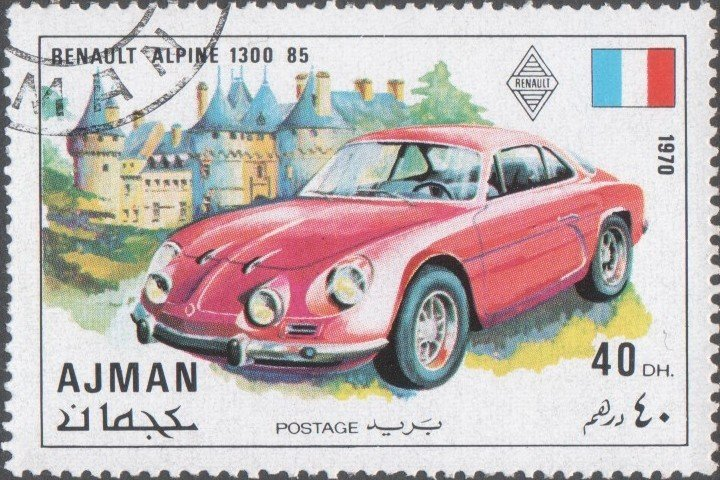
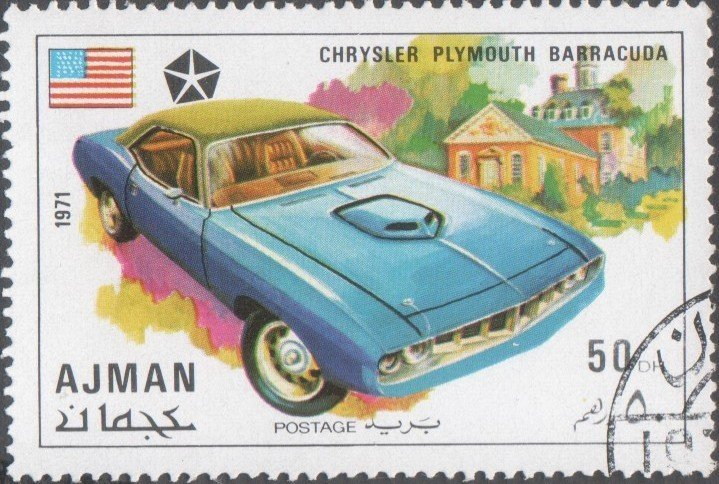
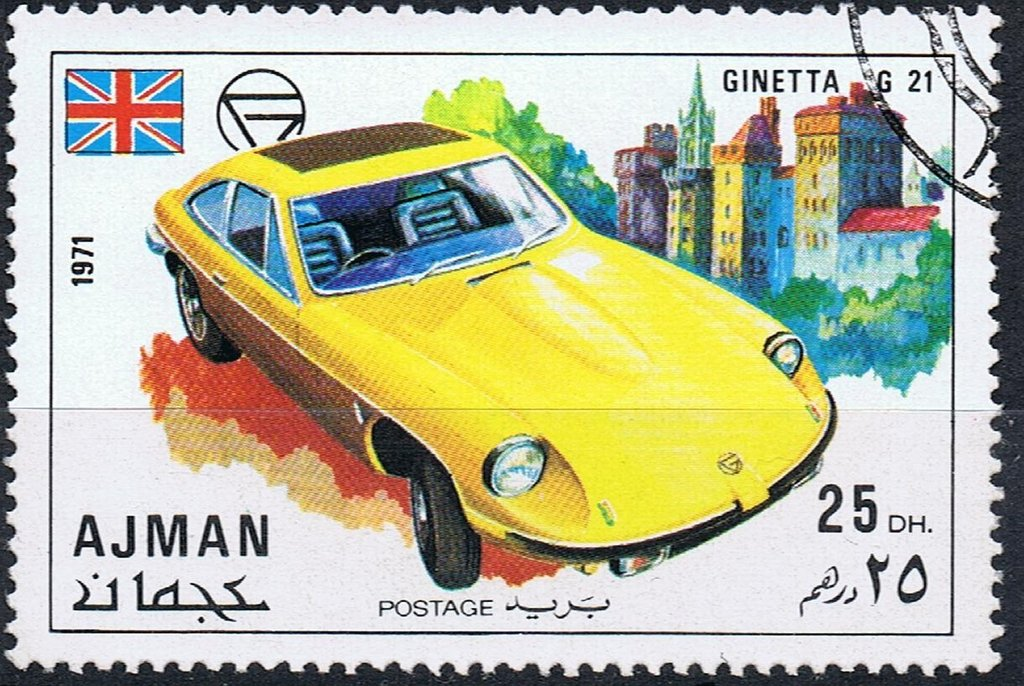
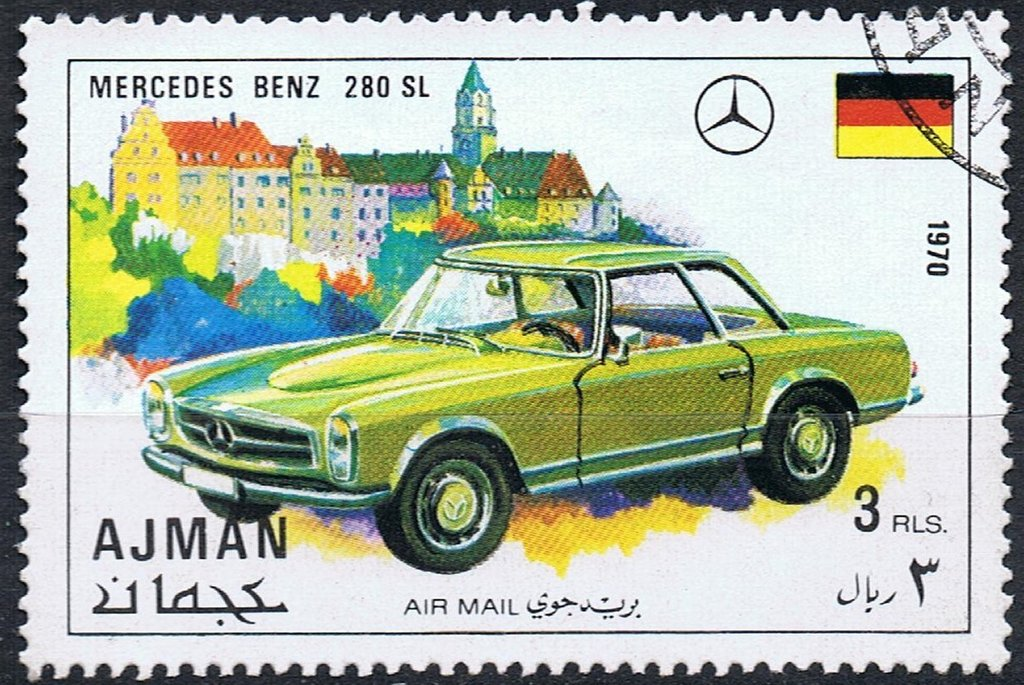
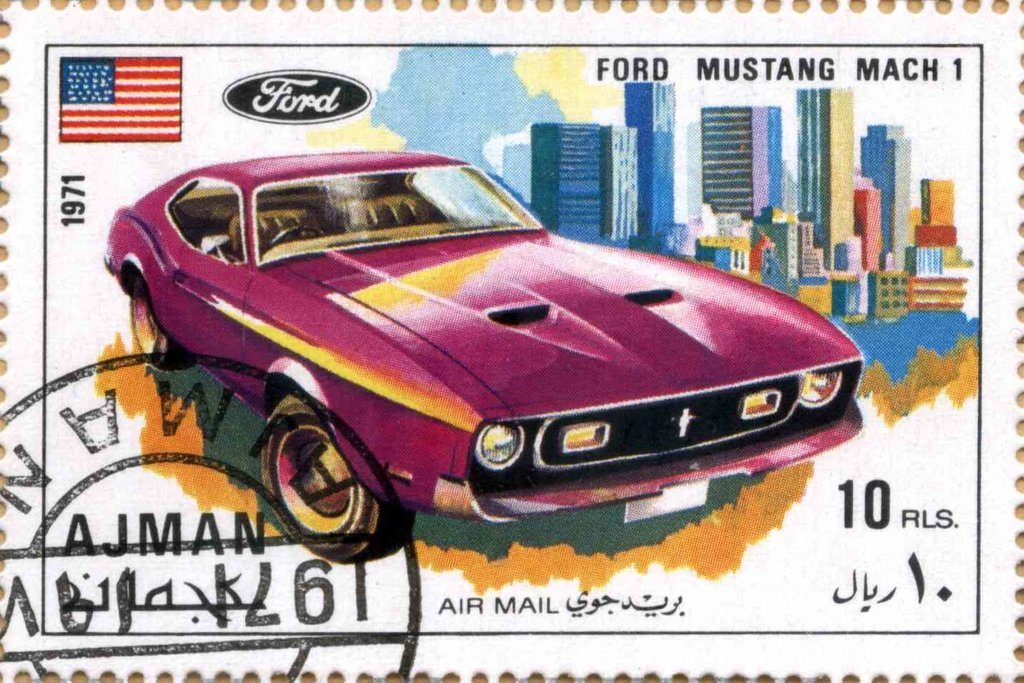
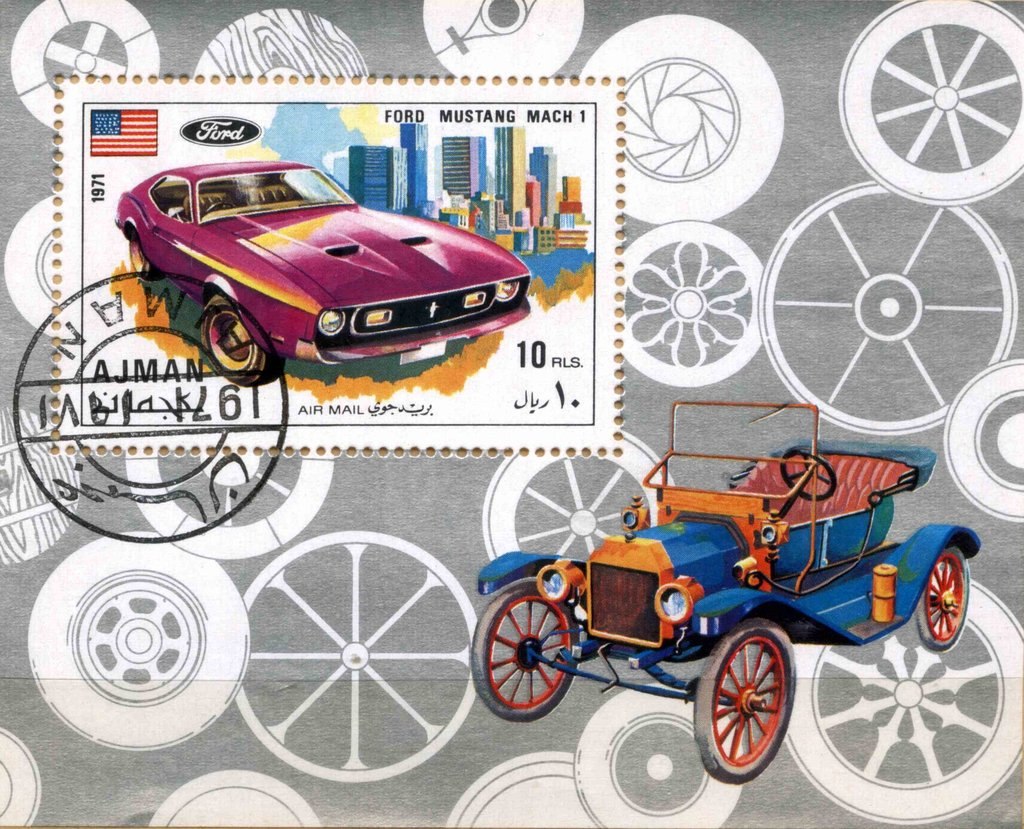
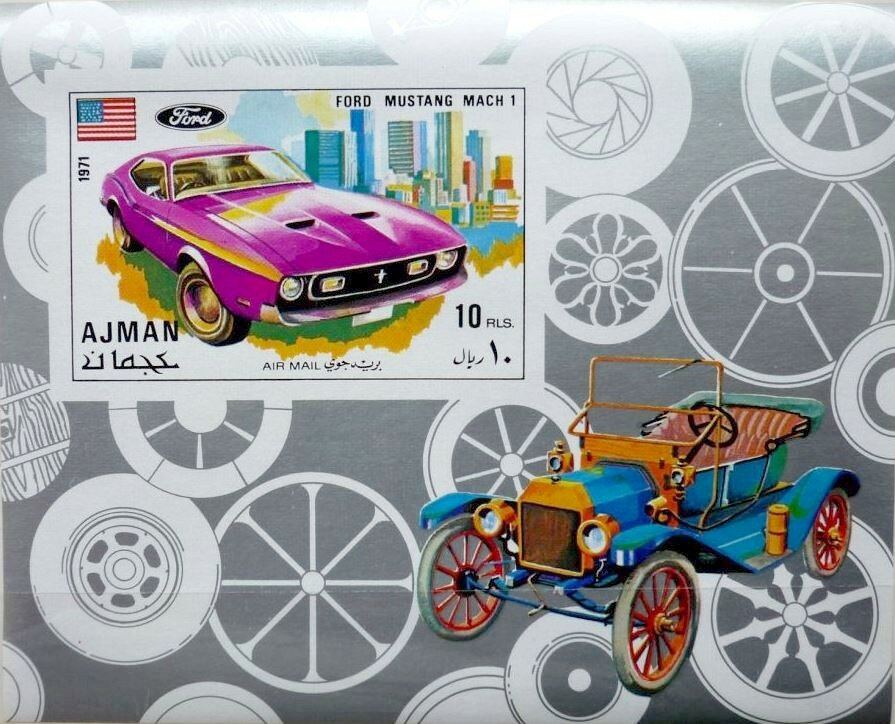

## الإصدار المذهب للألعاب الأولمبية الصيفية في ميونخ

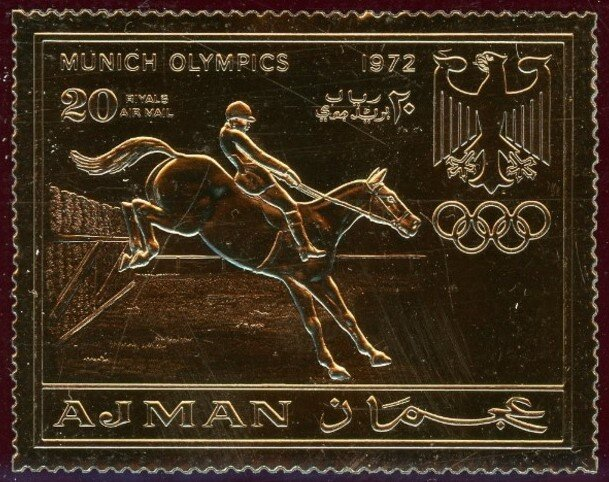
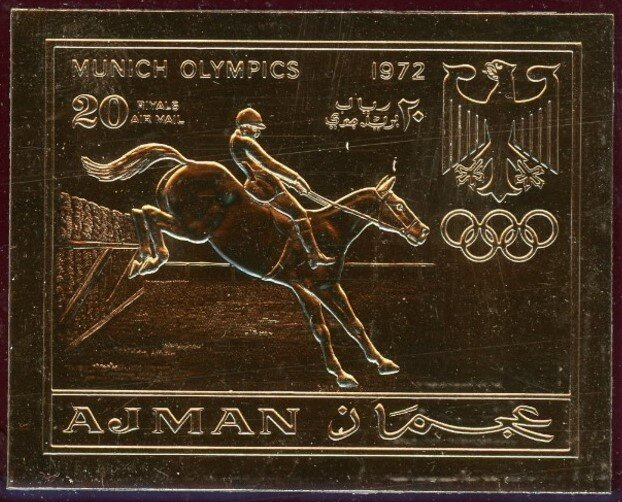

## إصدارات استكشاف الفضاء (المجموعة الأولى)

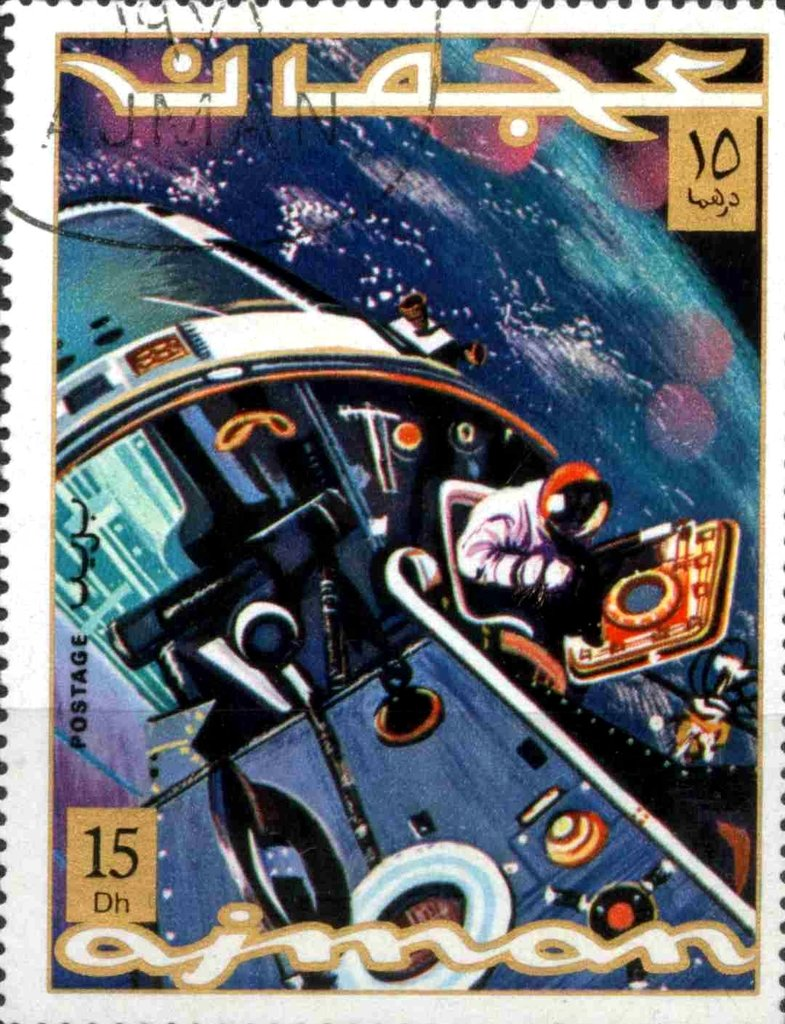
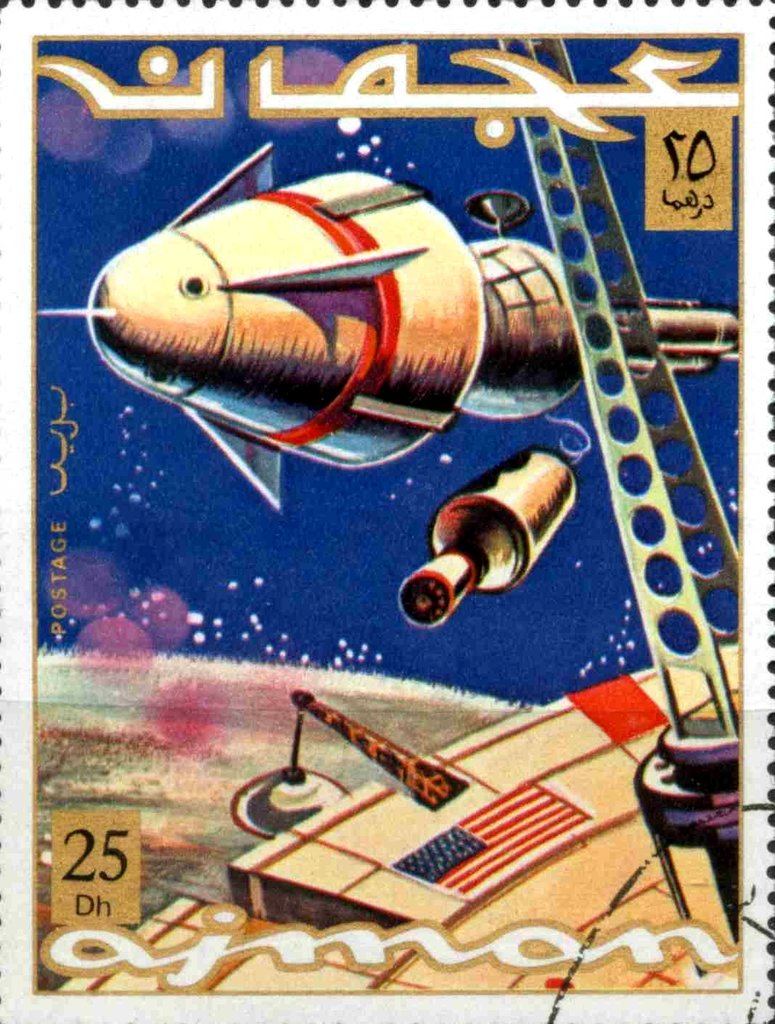
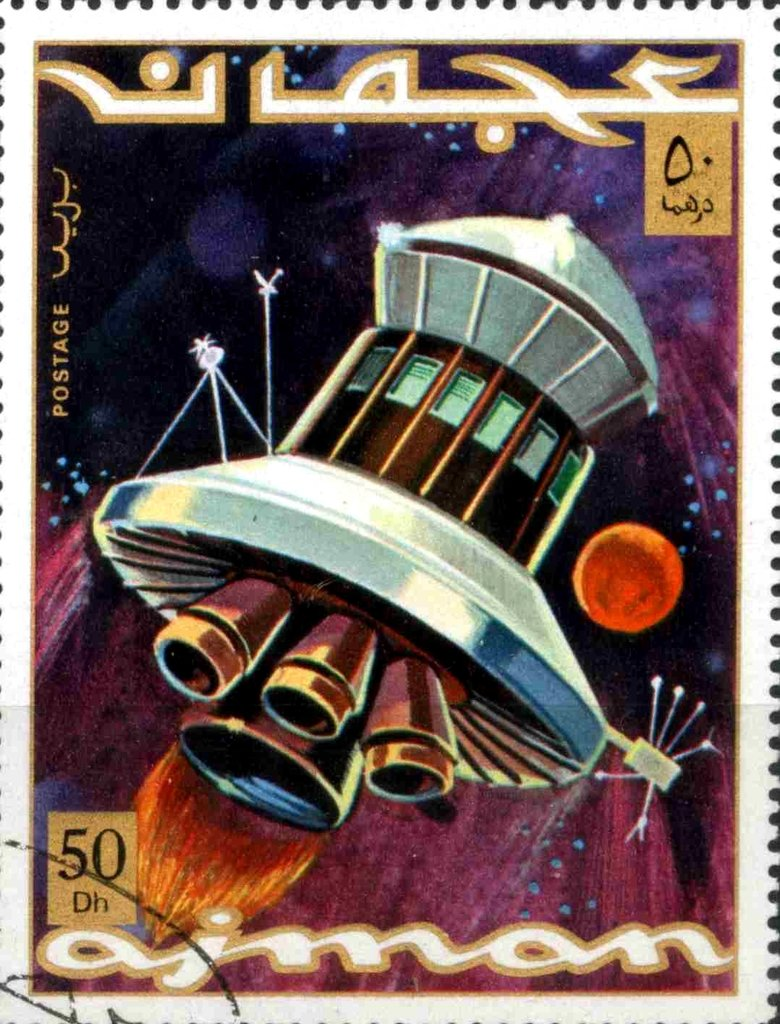
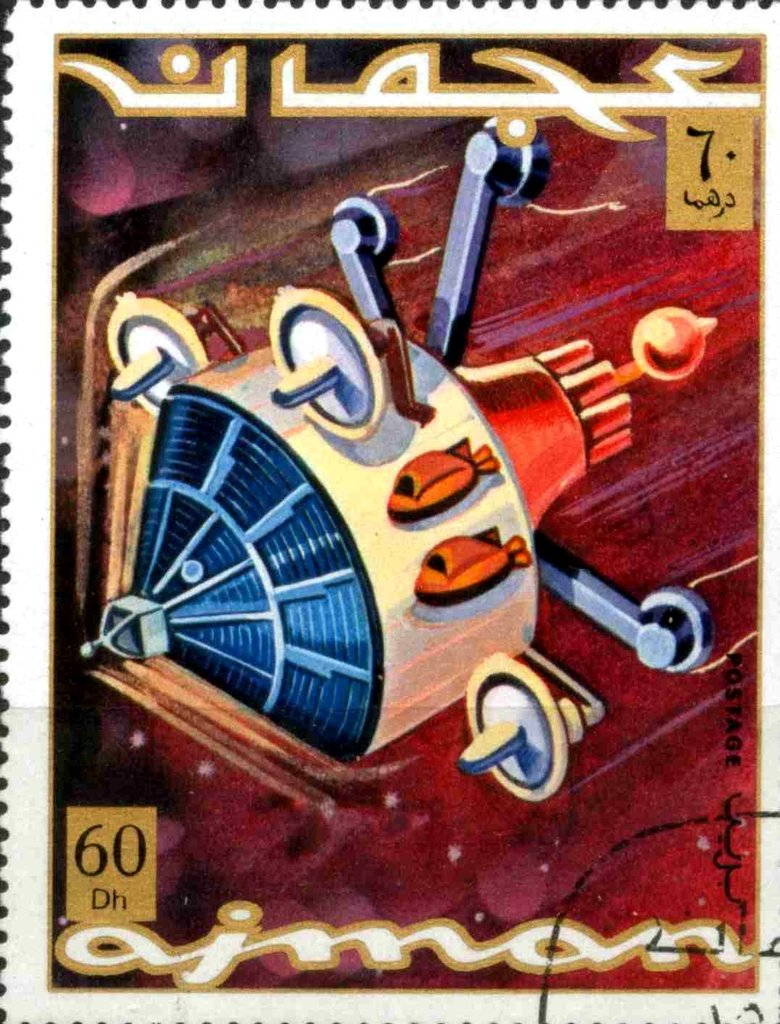
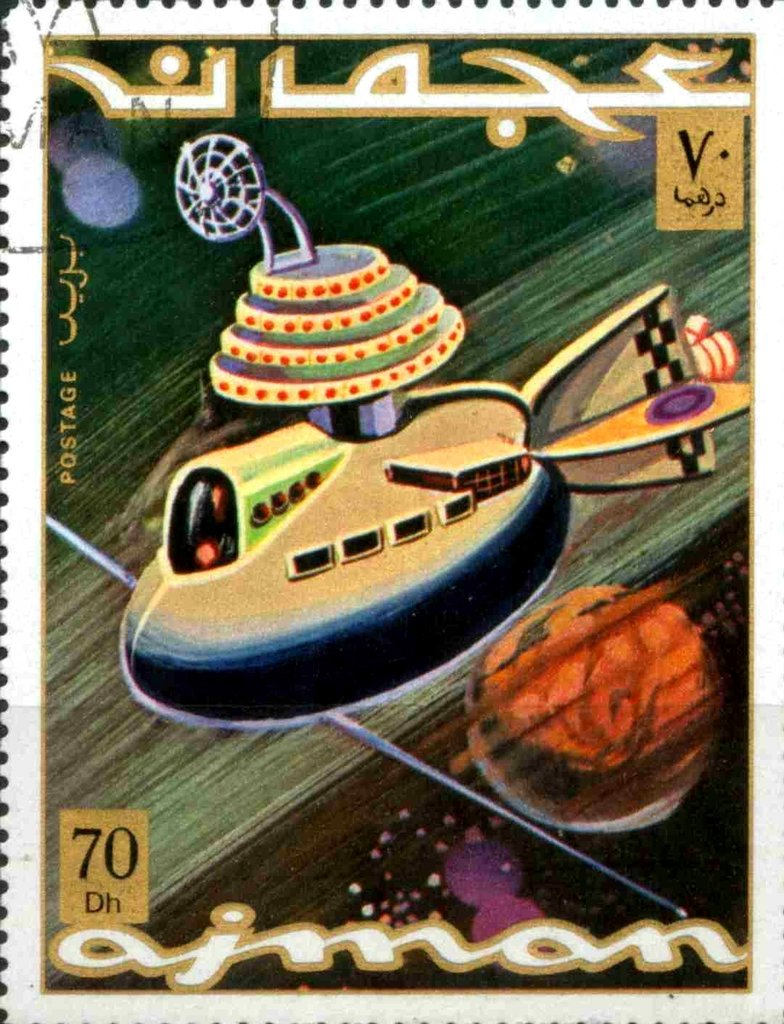
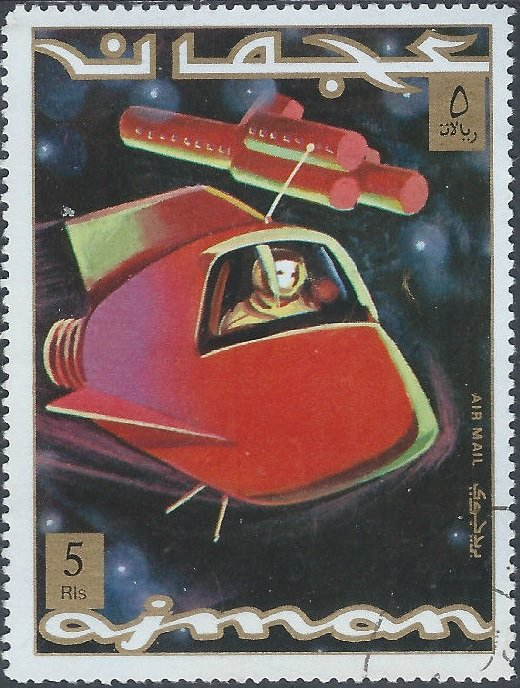
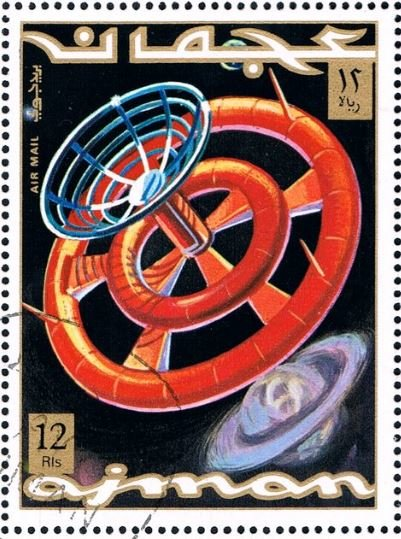
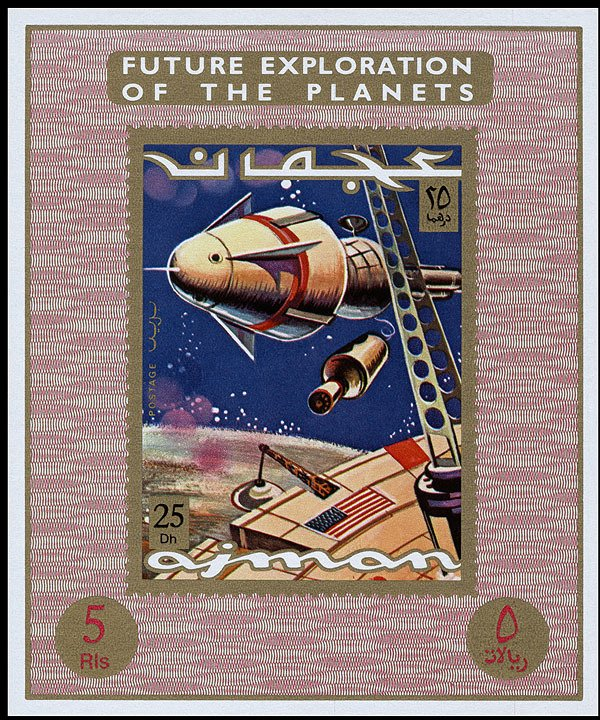
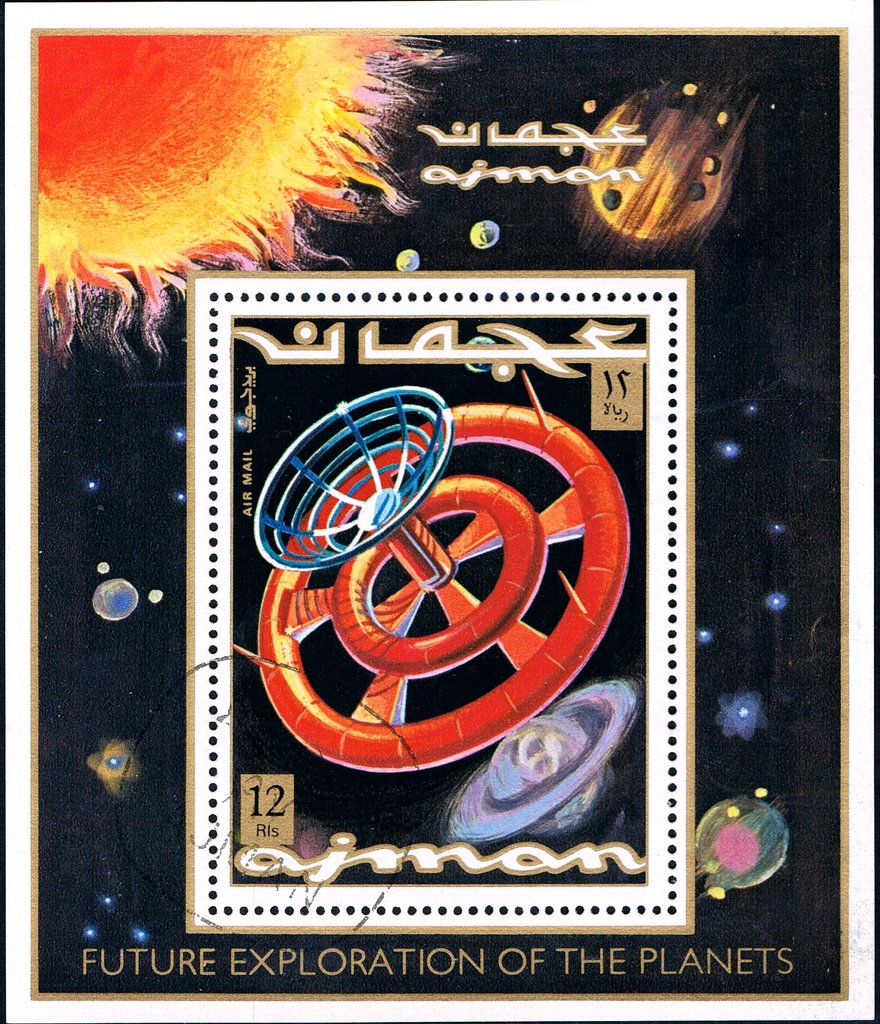

## إصدارات زيارة الملكة أليزابيث الثانية إلى اليابان

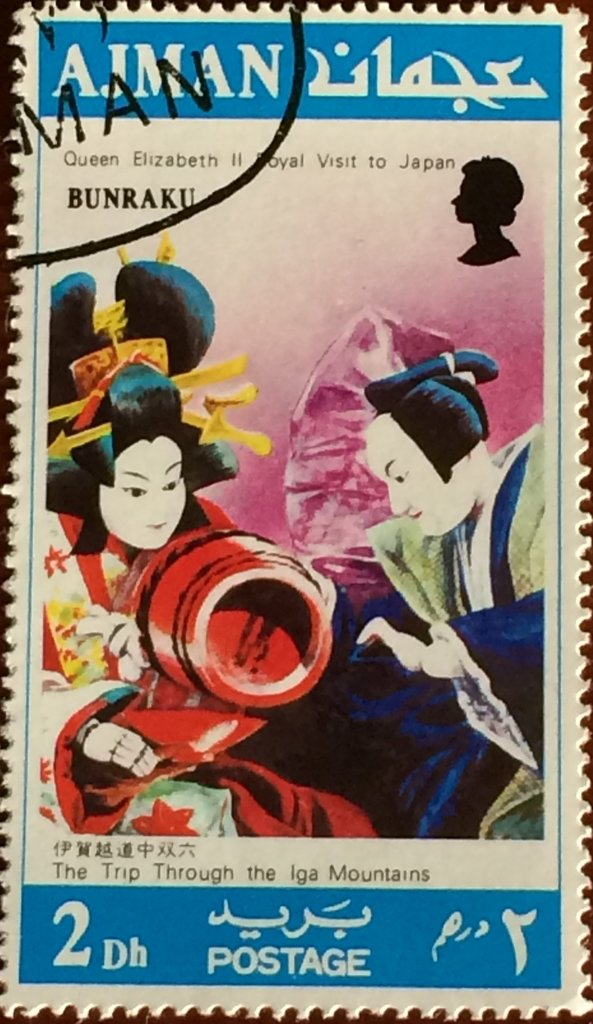
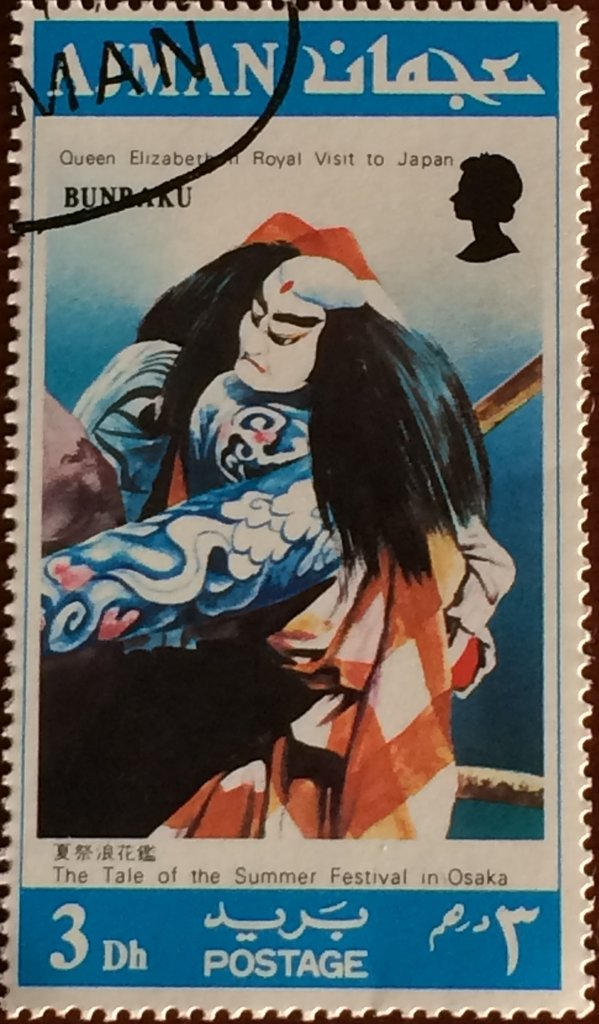
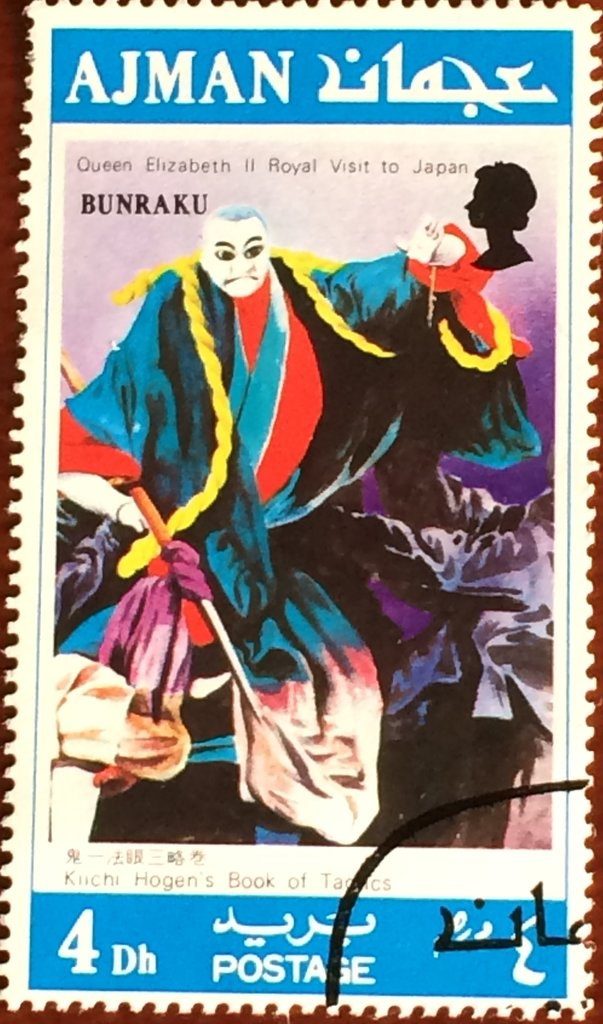
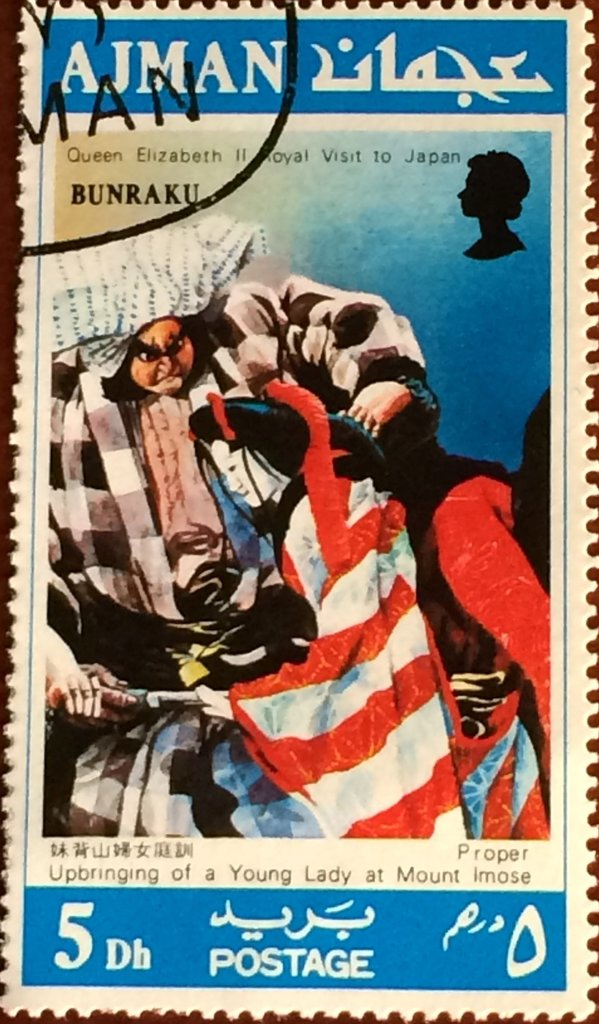
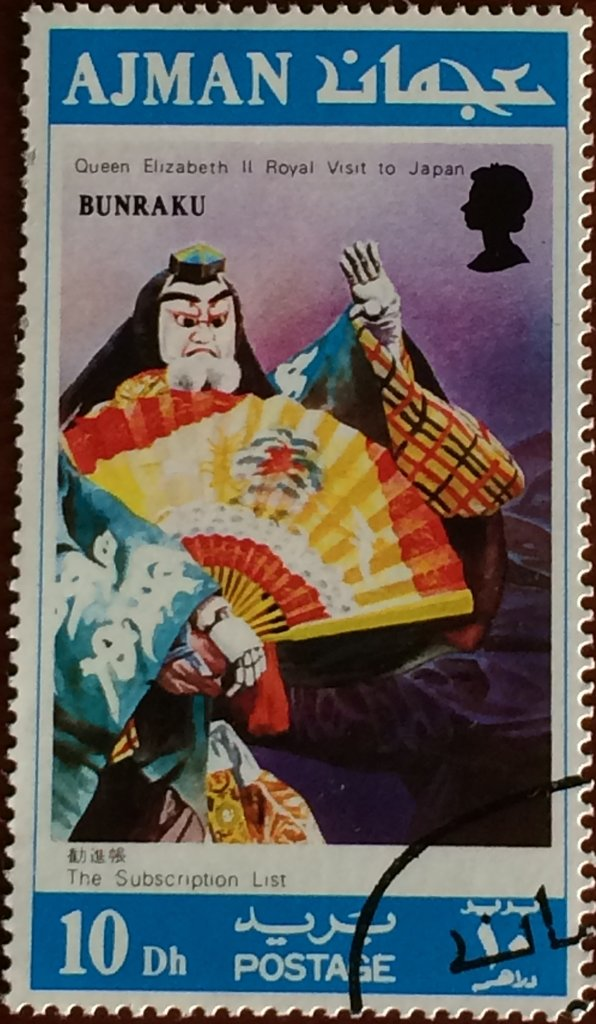
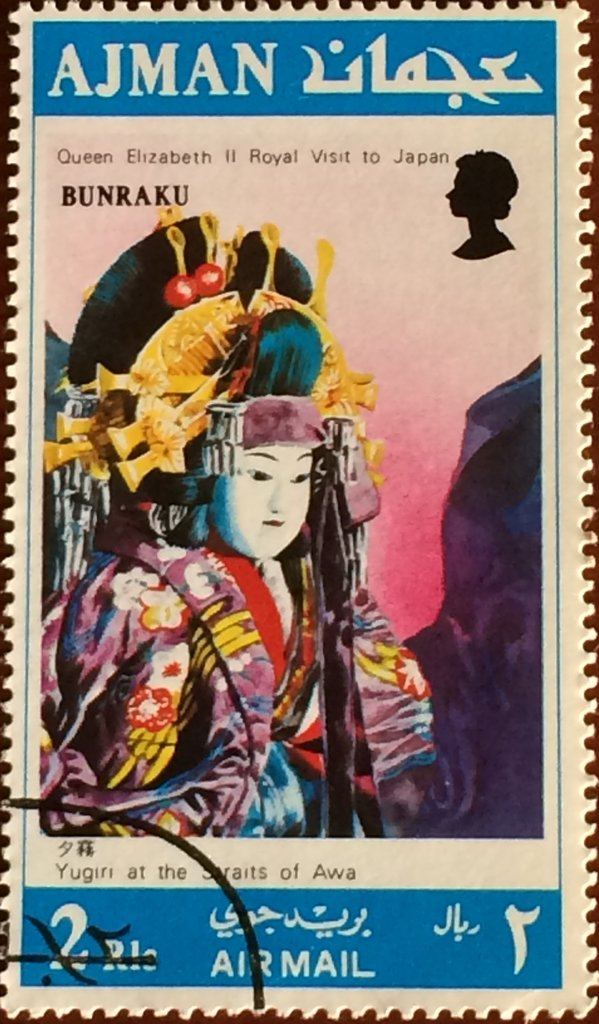
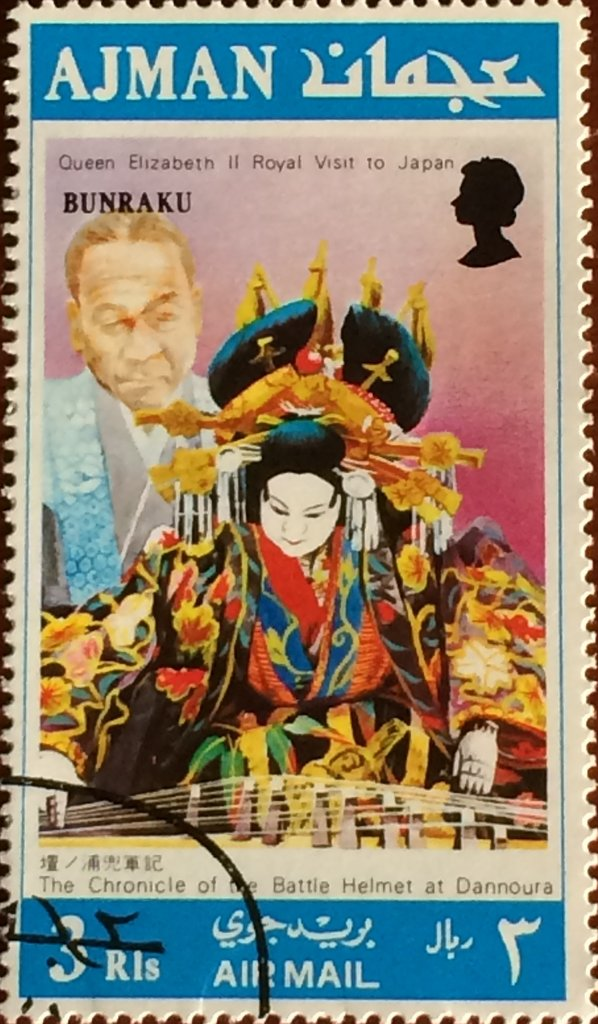
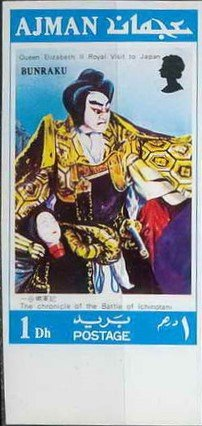
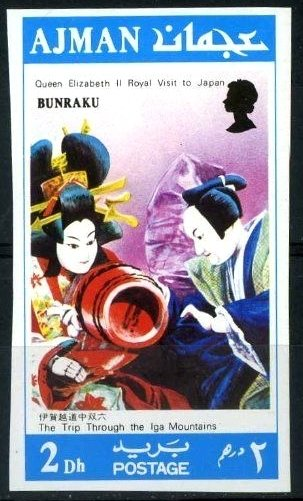
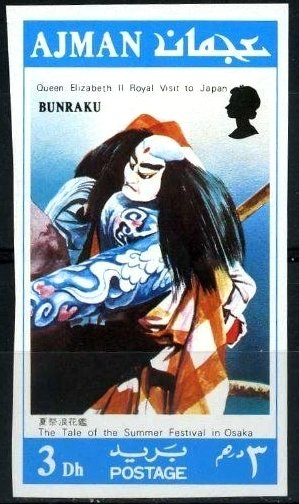
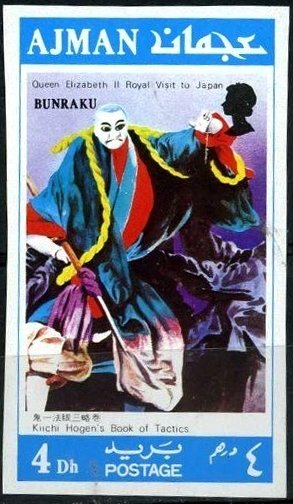
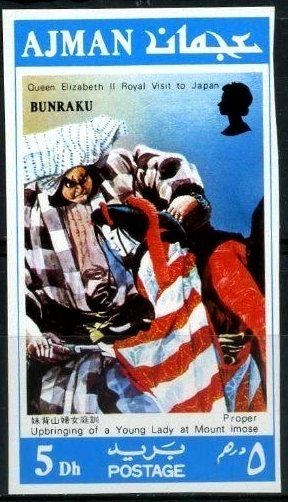
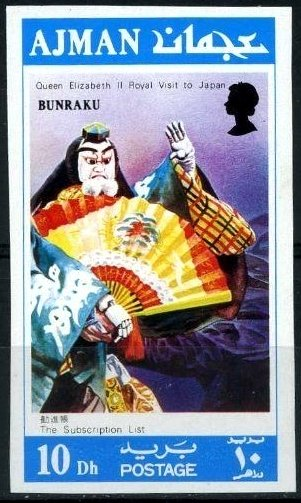
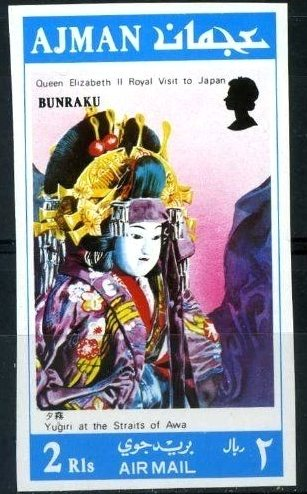
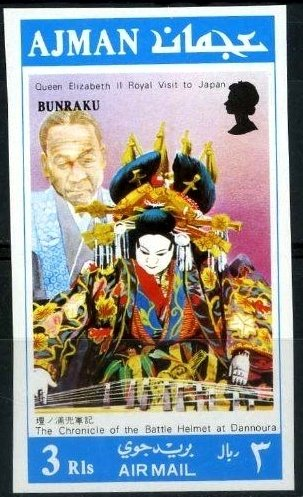
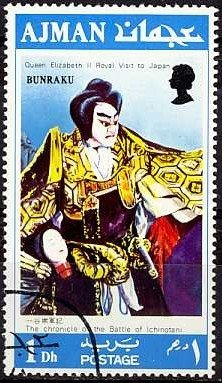

## إصدارات بعثات أبولو إلى القمر

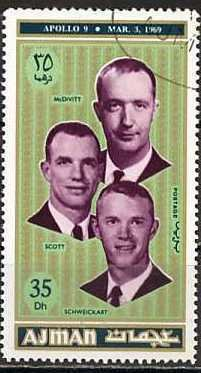
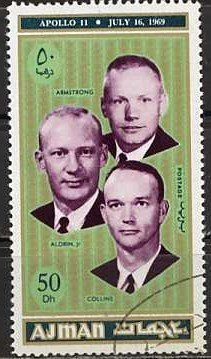
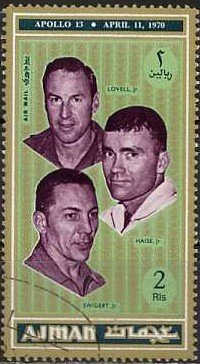
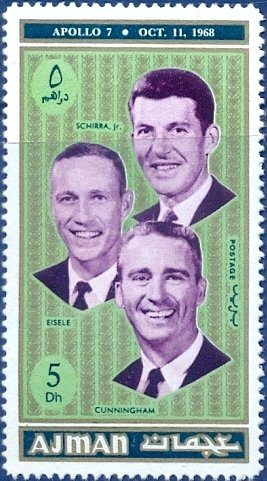
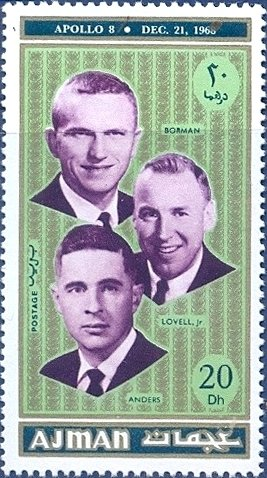
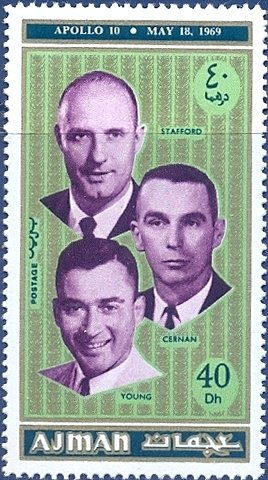
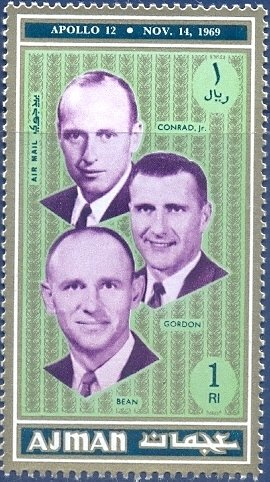
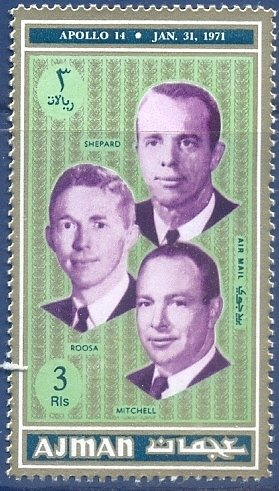

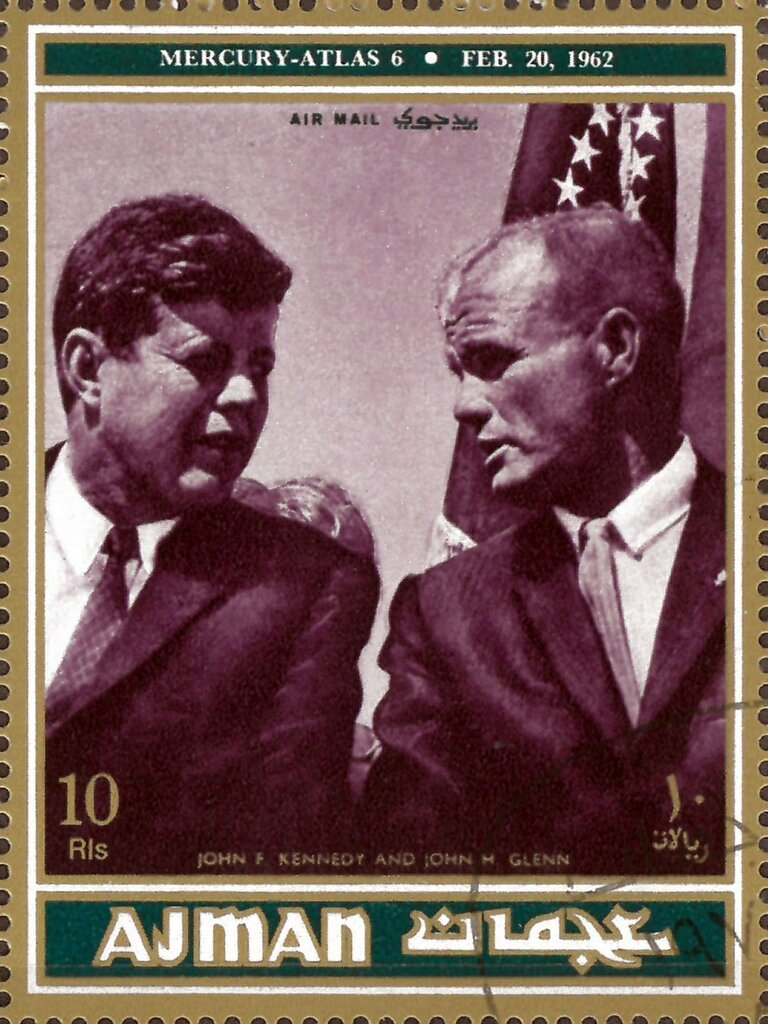
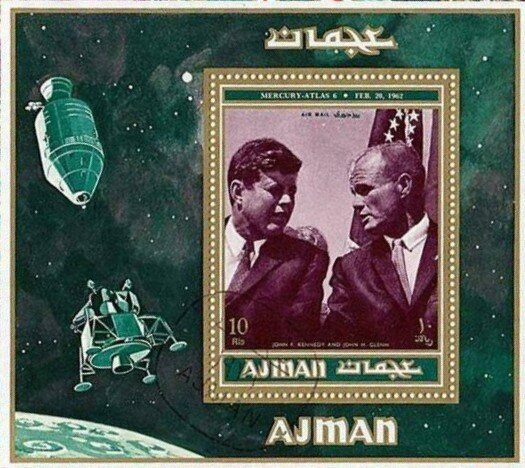

## إصدارات العلماء واستكشاف الفضاء

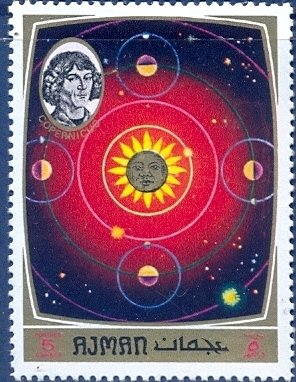
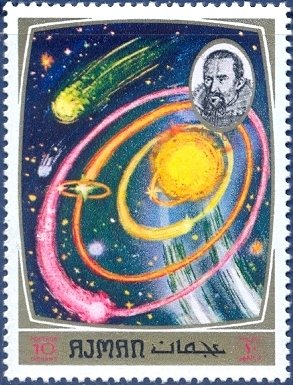
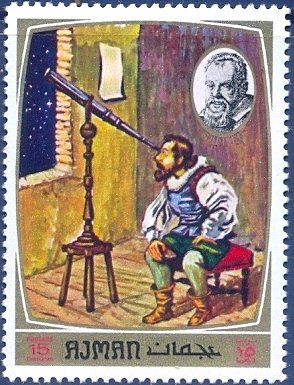
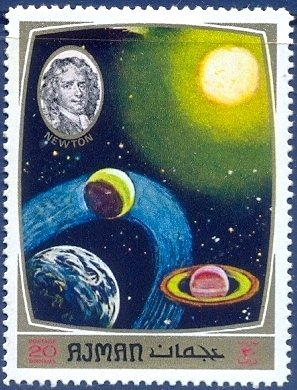
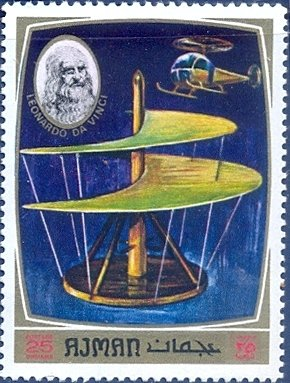
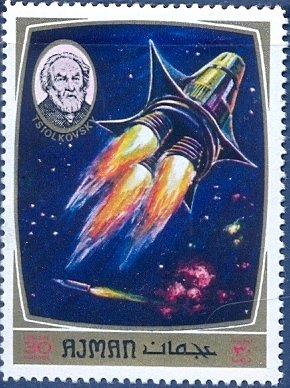
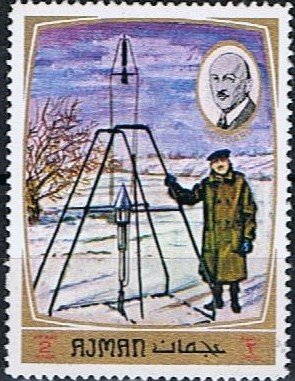
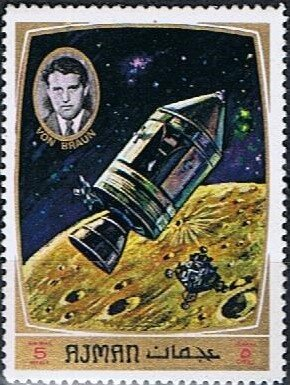

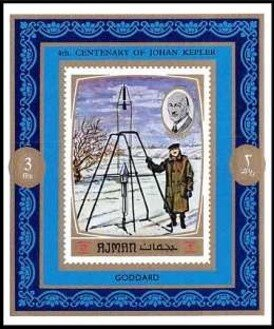
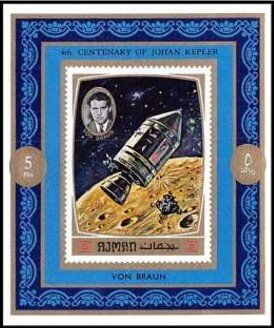
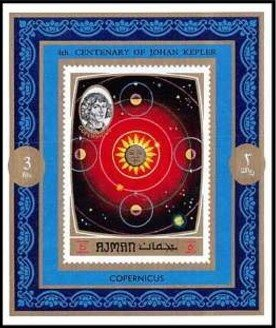
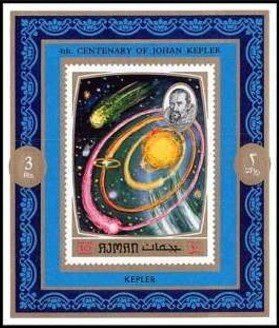
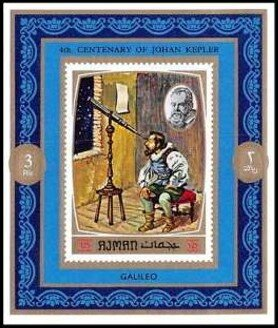
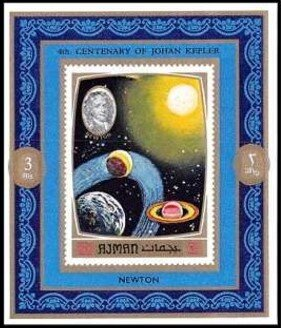
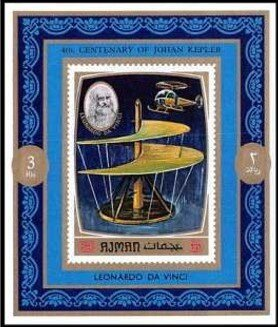
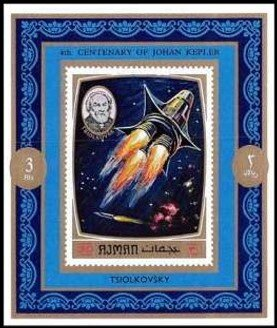

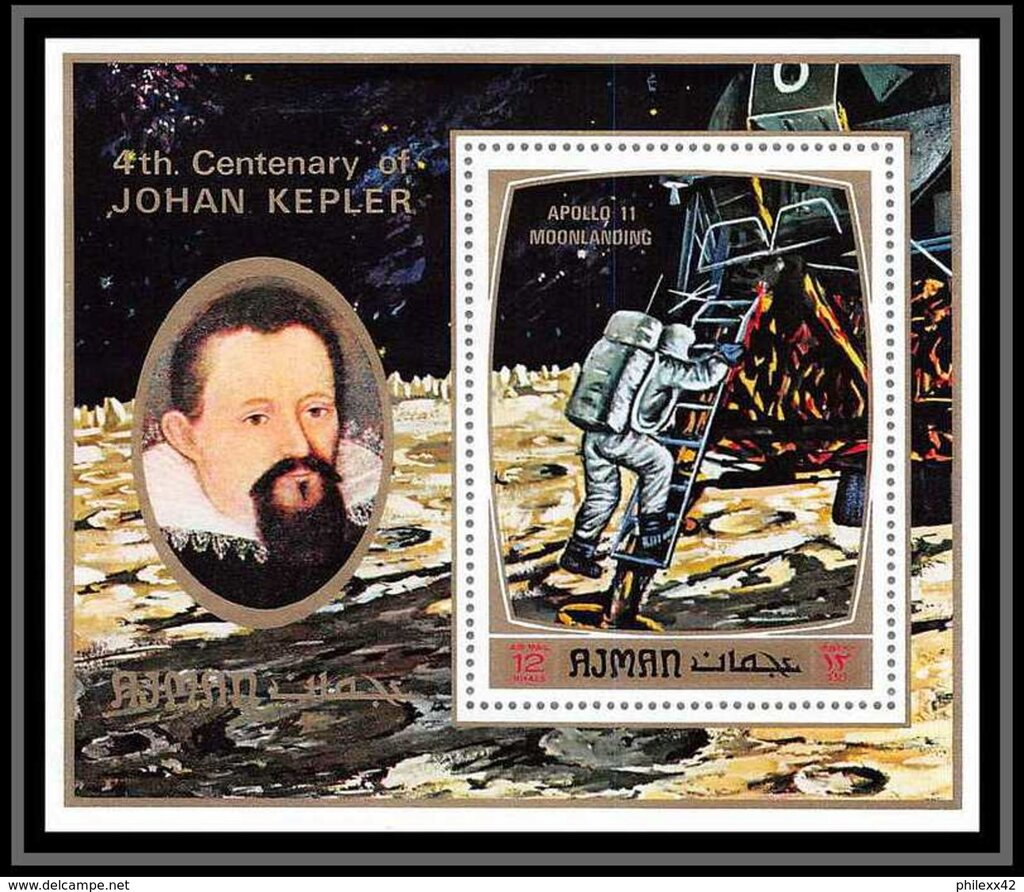

## إصدار معرض الطوابع العالمي في نيويورك

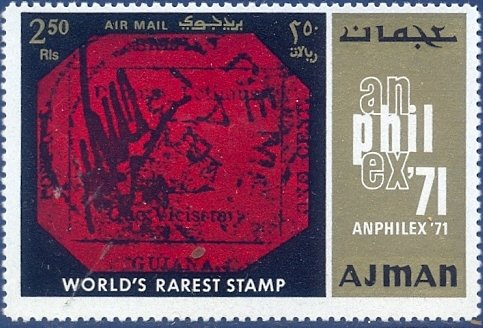
طابع

## إصدارات بابوات الفاتيكان (المجموعة الثانية)

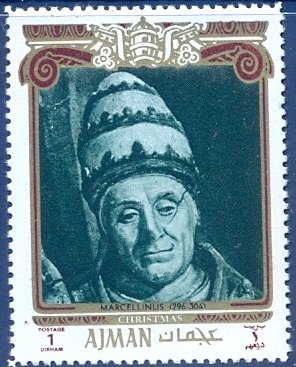
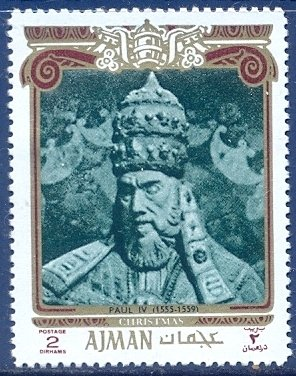
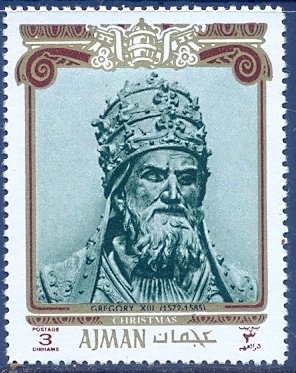
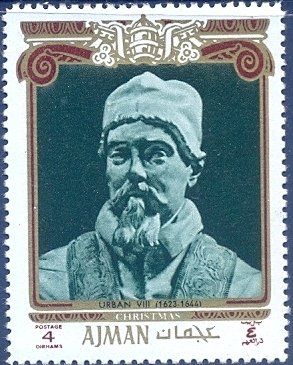
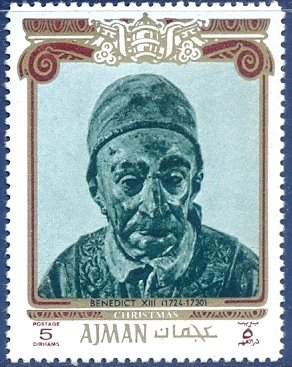
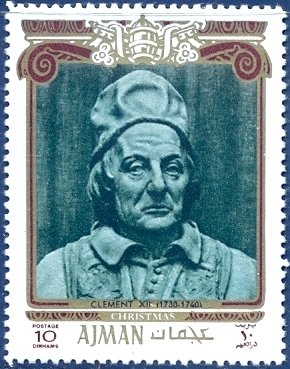
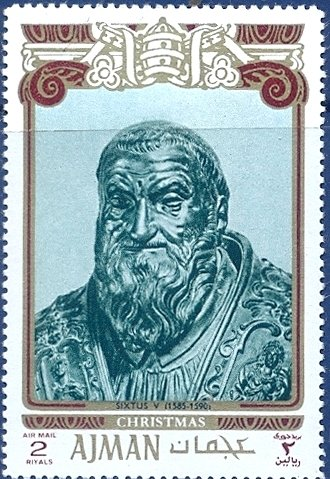
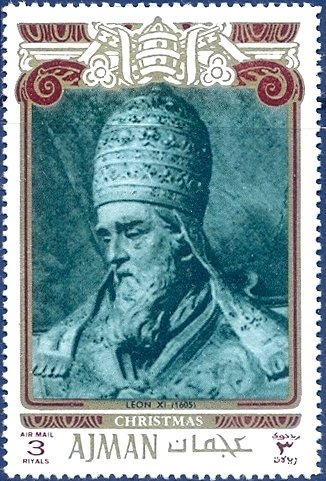

## إصدارات الذكرى 25 لزواج الملكة أليزابيث والأمير فيليب

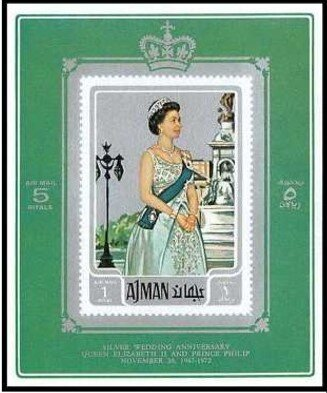
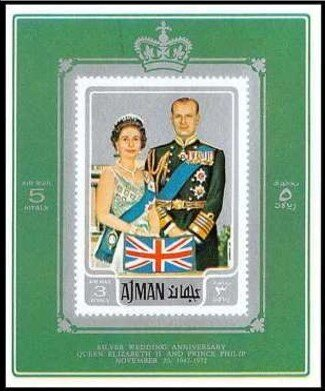
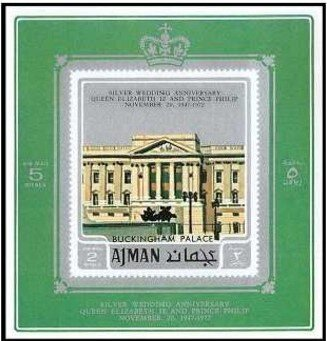
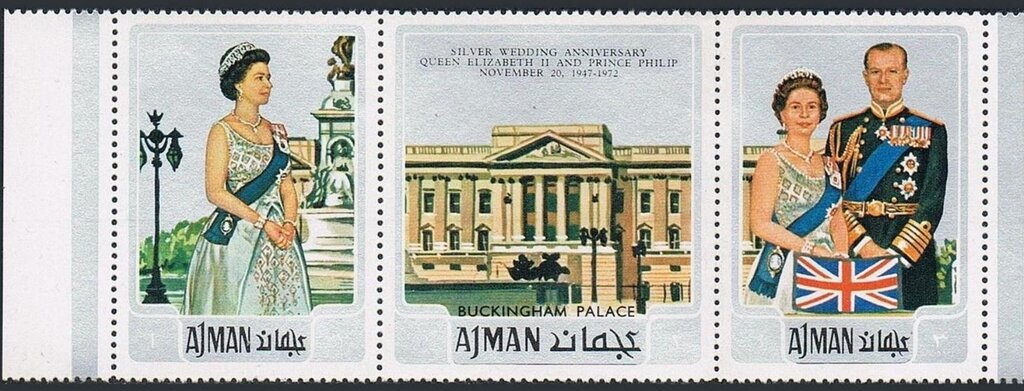
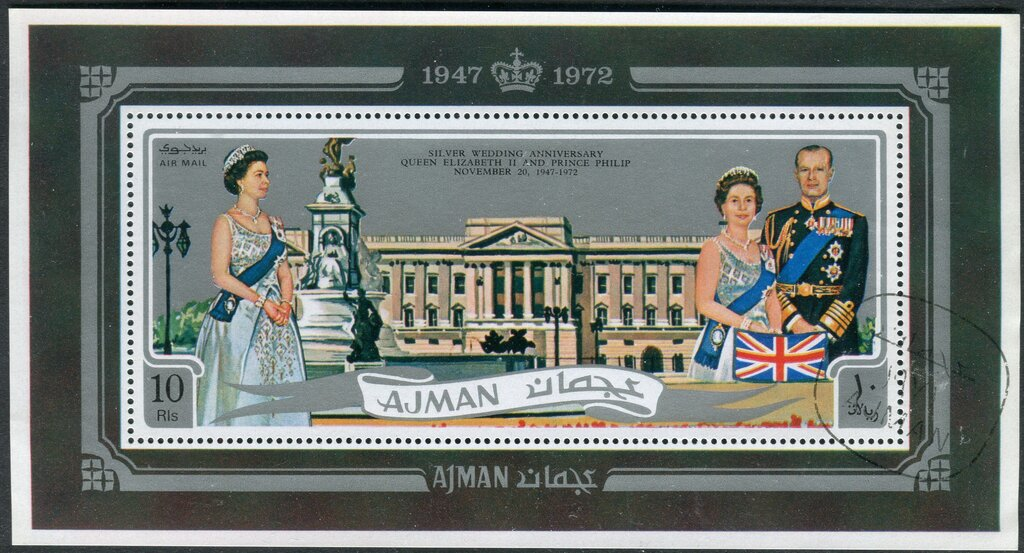
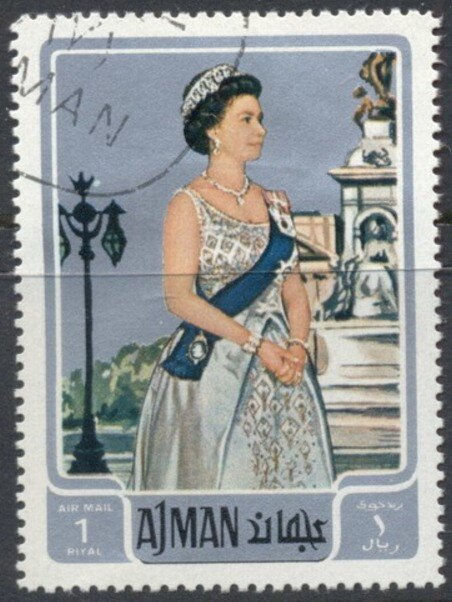
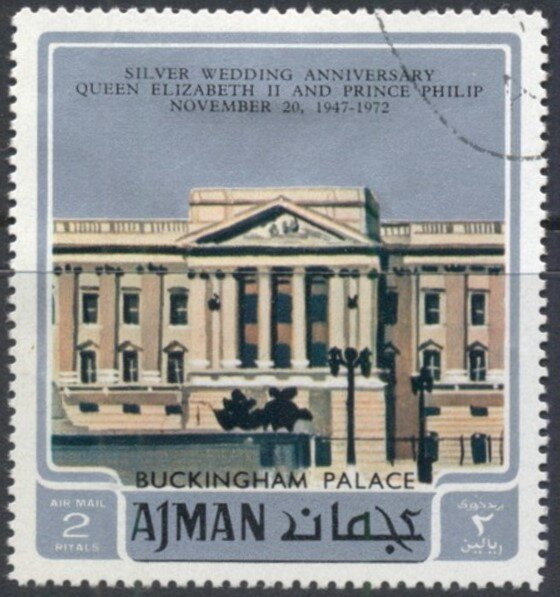
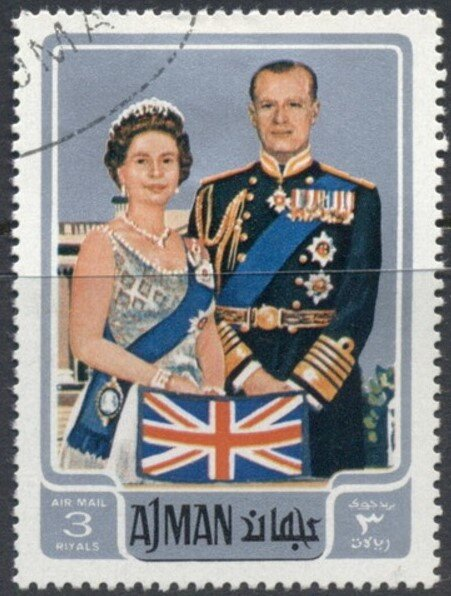
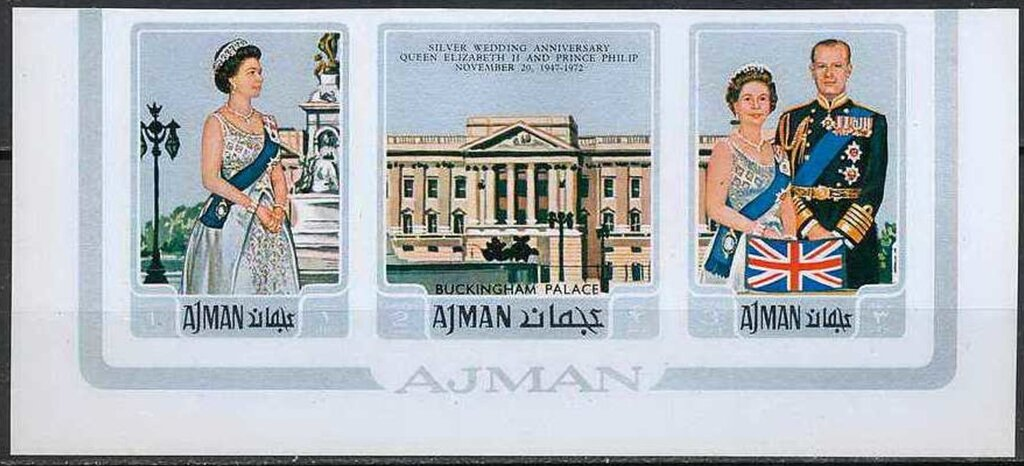

## إصدارات أبولو 16

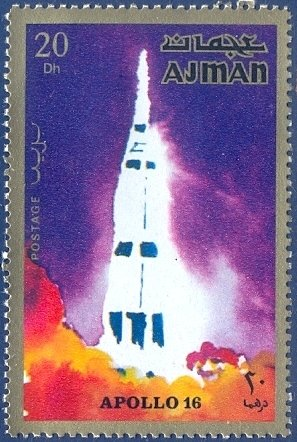
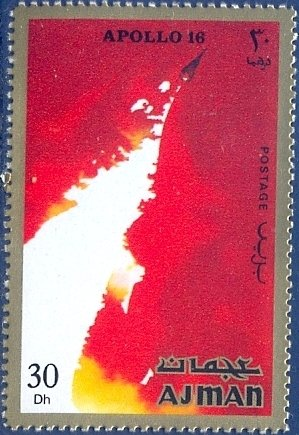
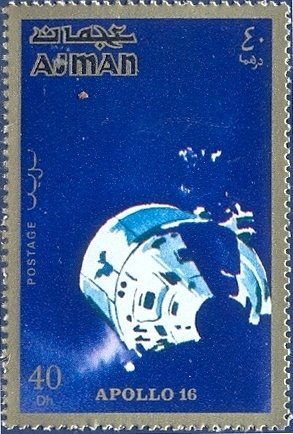
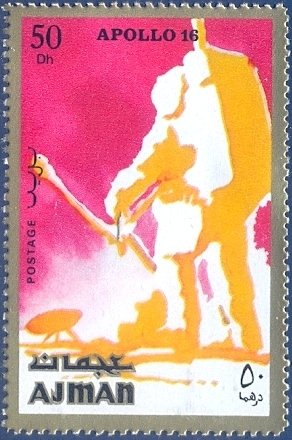
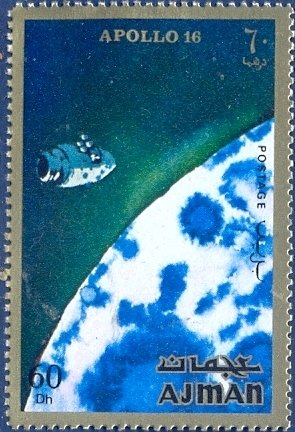
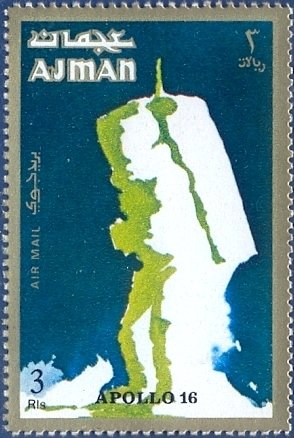
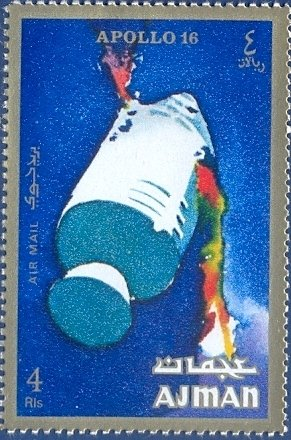

## إصدارات المعرض العالمي في فيلادلفيا

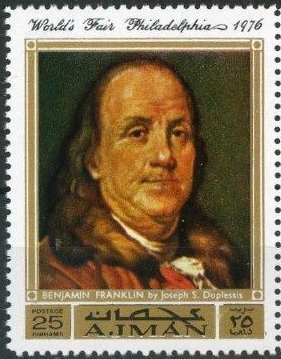
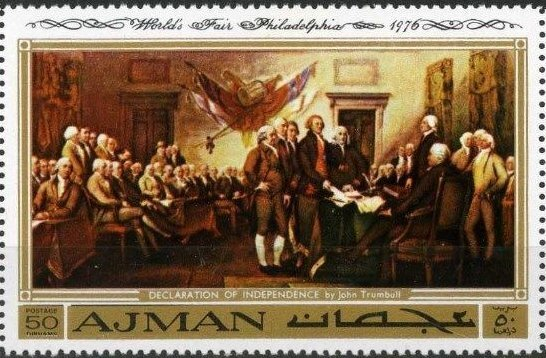
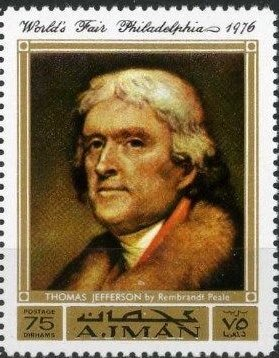
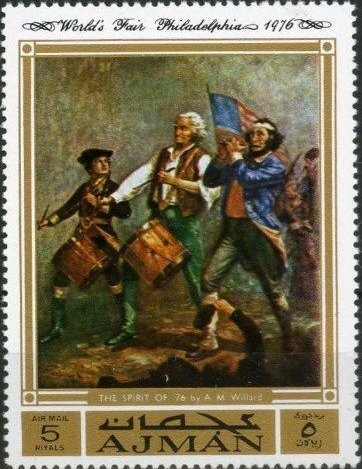
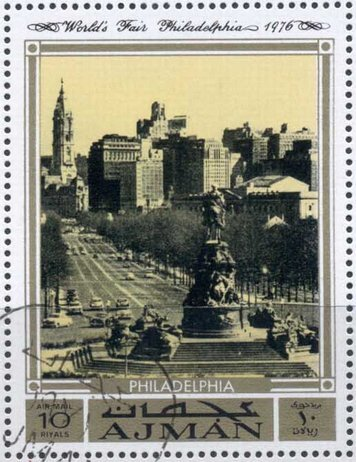

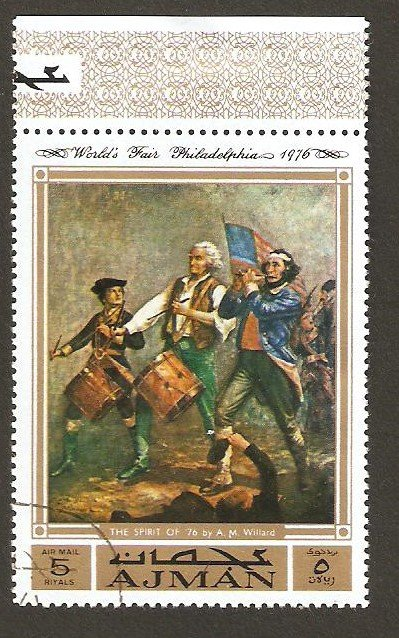

## إصدارات حكايا غريم

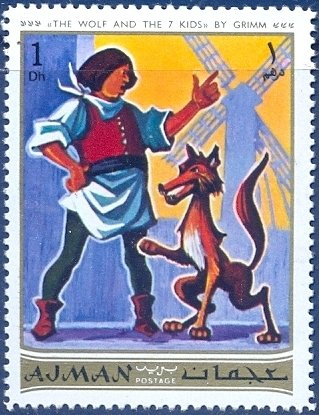
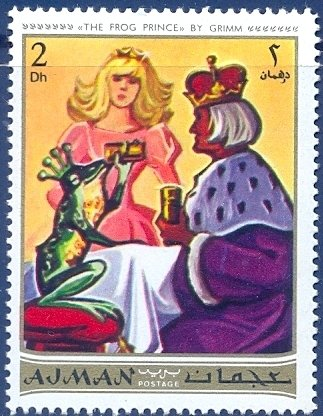
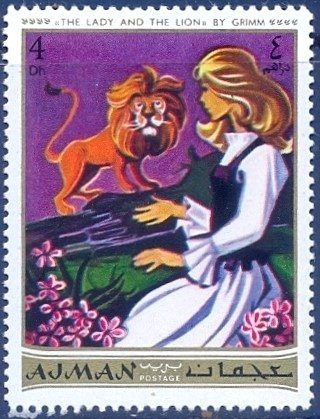
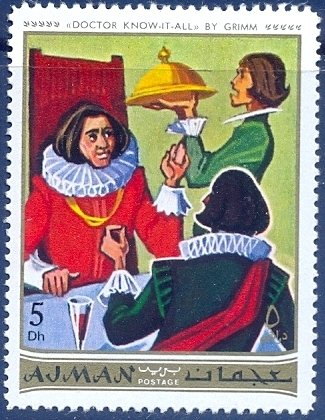
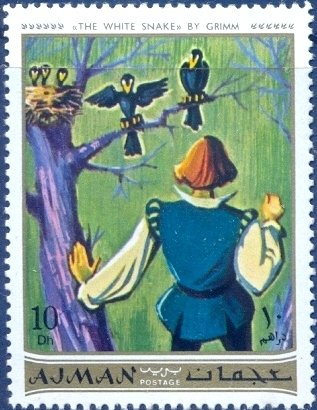
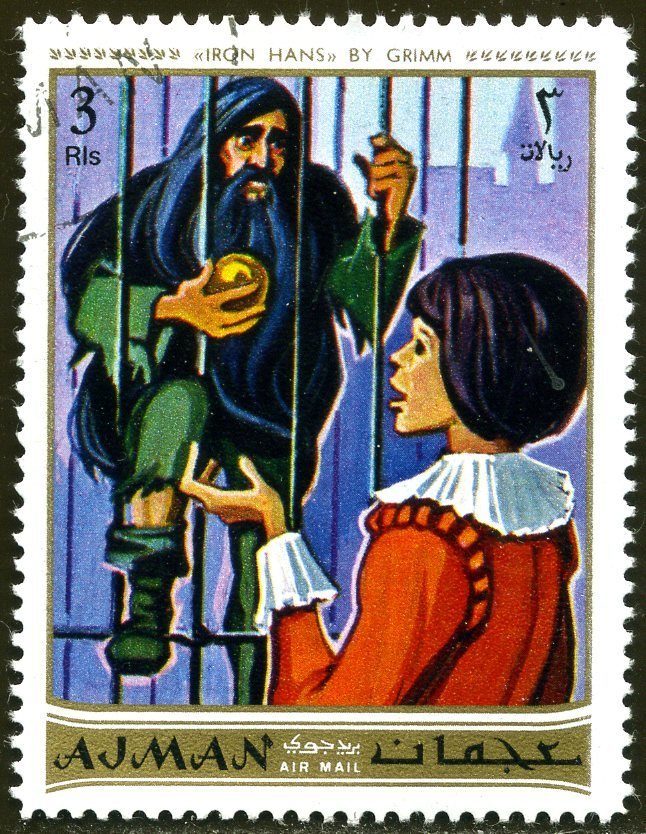

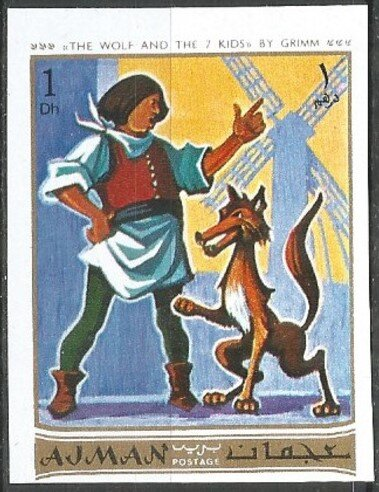
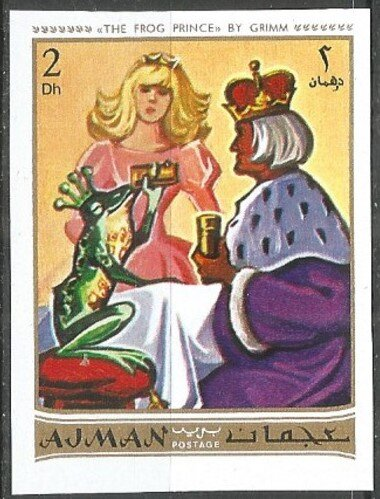
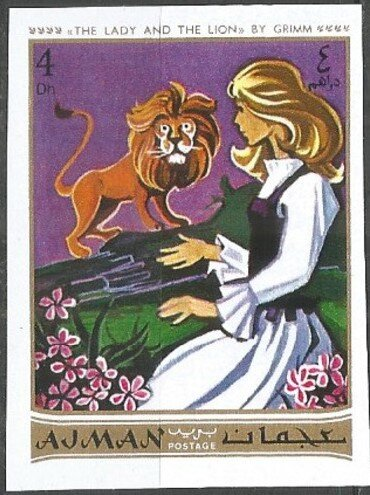
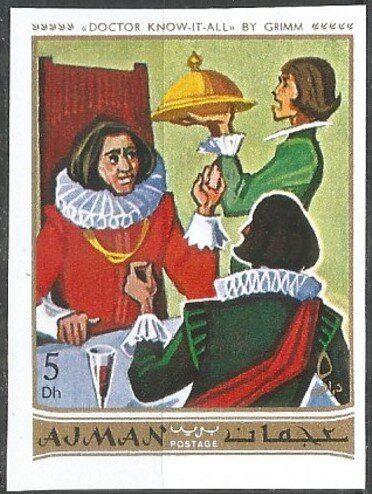
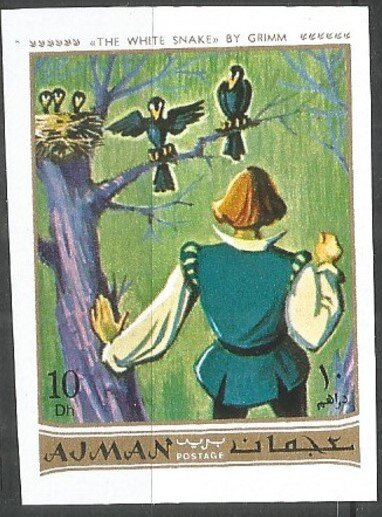
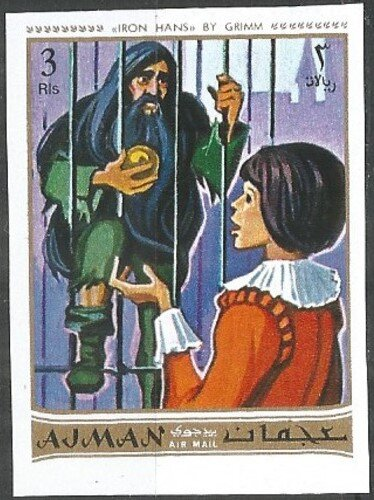

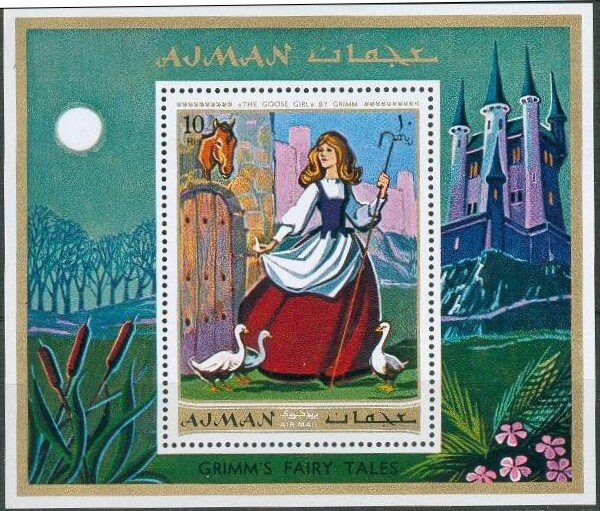

## إصدارات زيارة إمبراطور وإمبراطورة اليابان إلى أوروبا

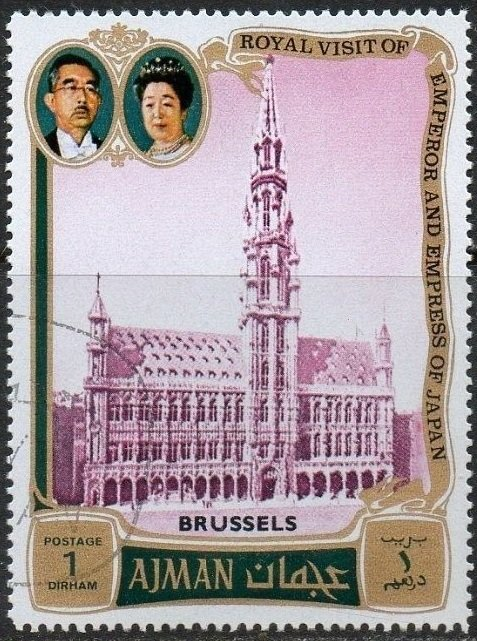
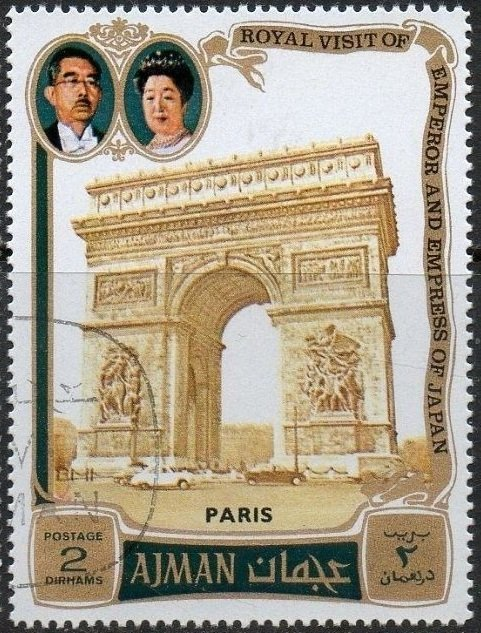
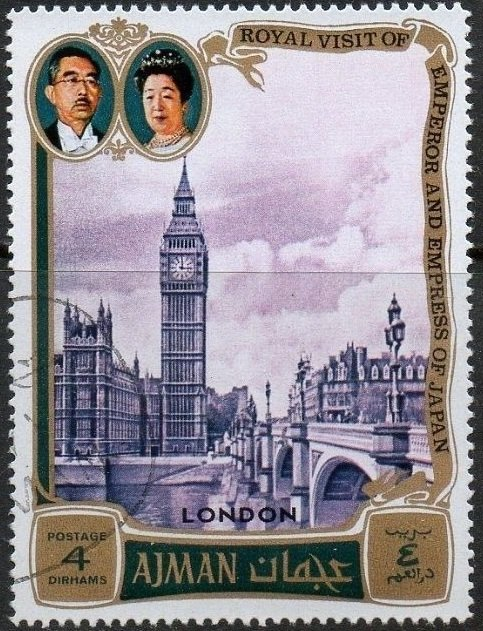
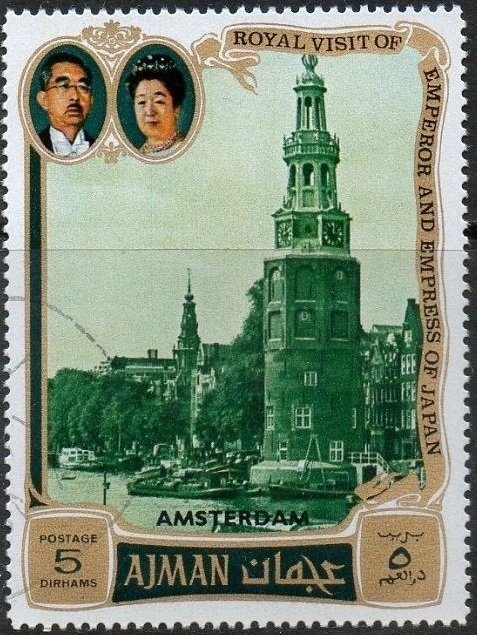
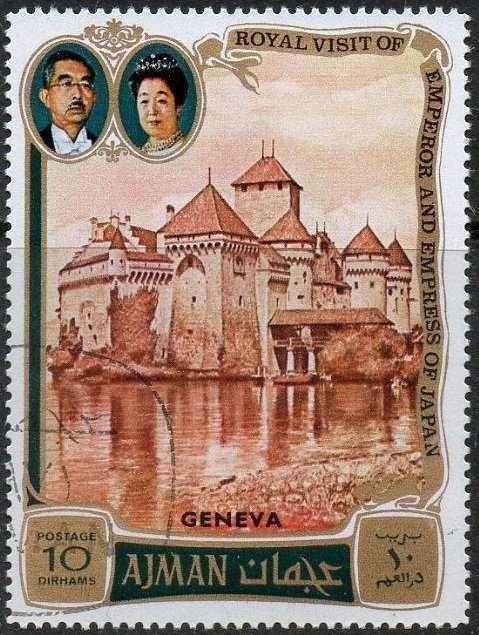
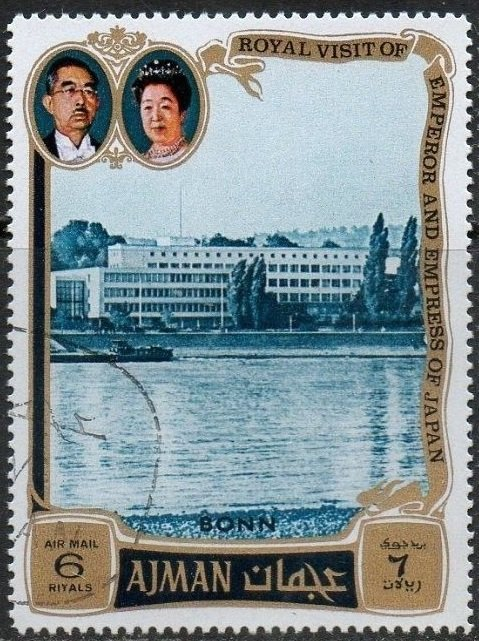

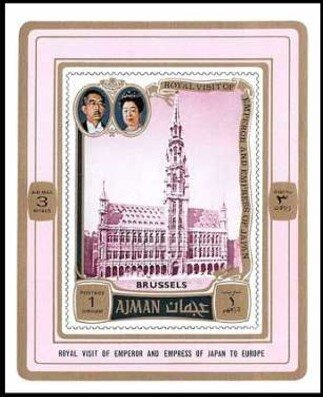
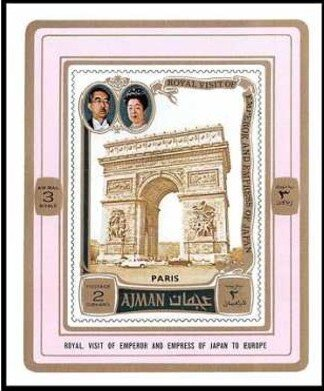
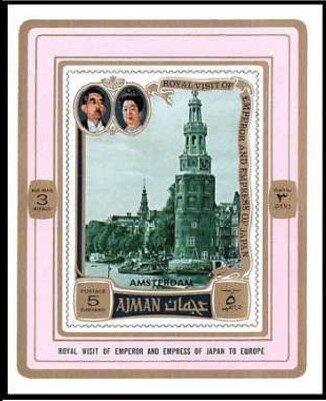
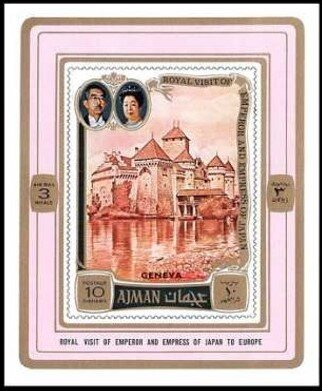
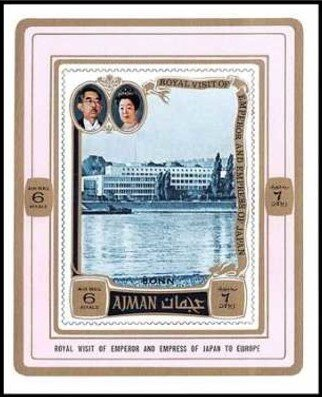
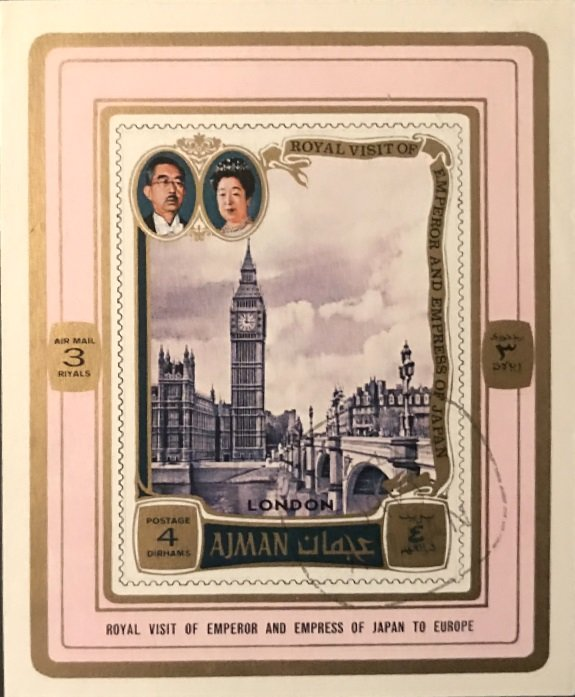

## إصدارات المخيم الكشفي العالمي الثالث عشر (المجموعة الثالثة)

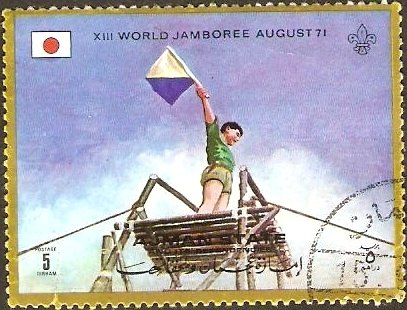
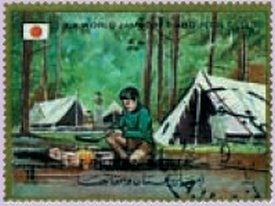
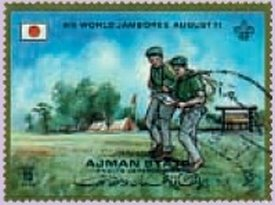
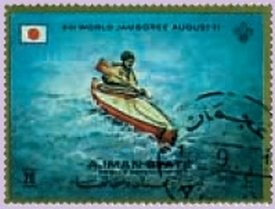
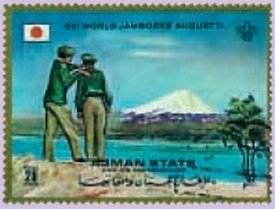
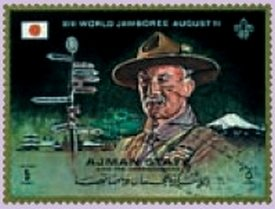
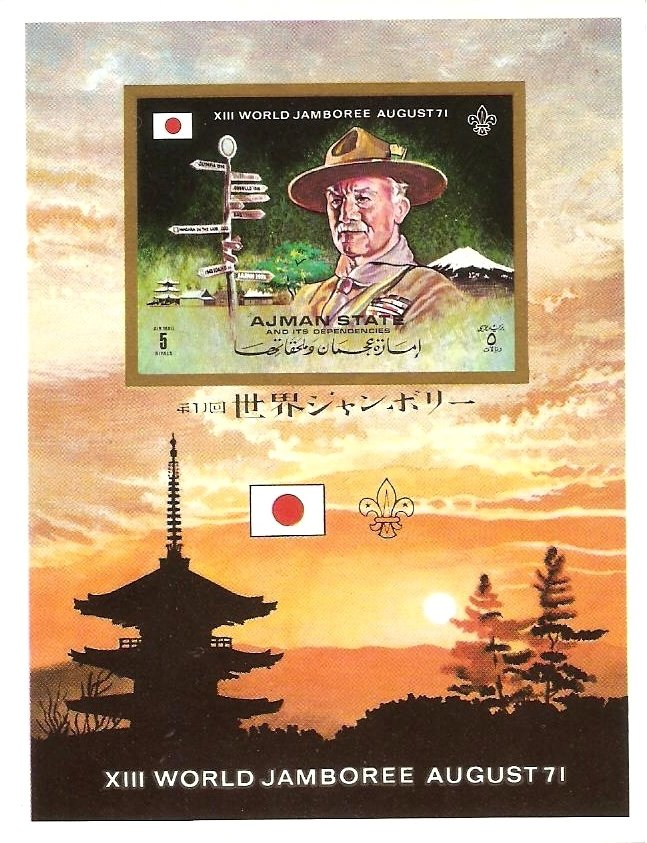

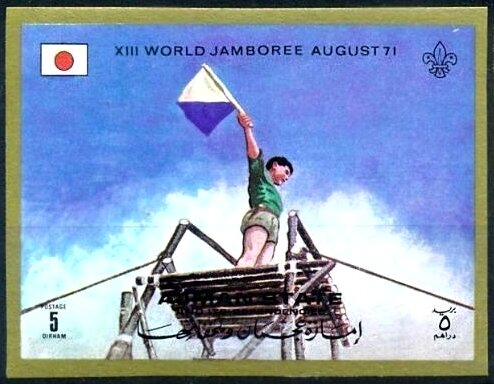
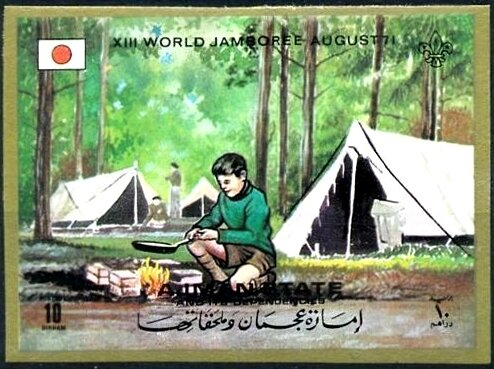
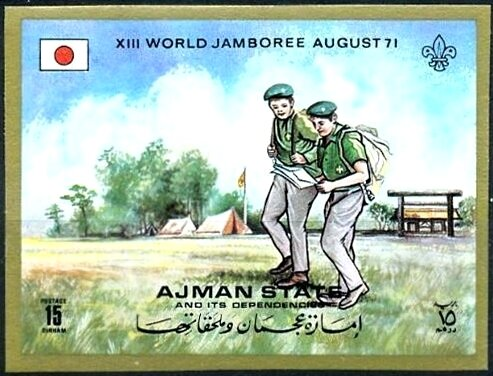
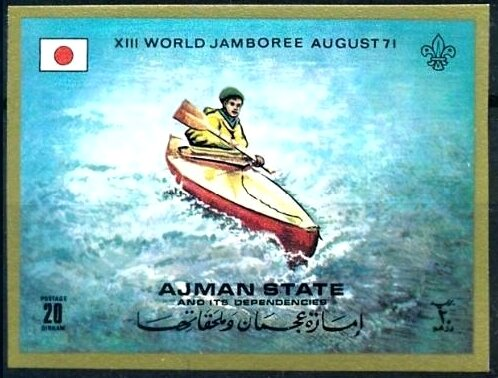
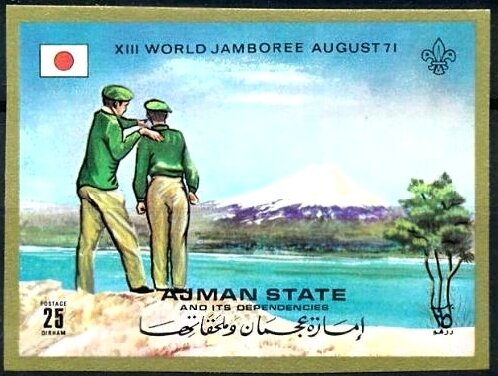
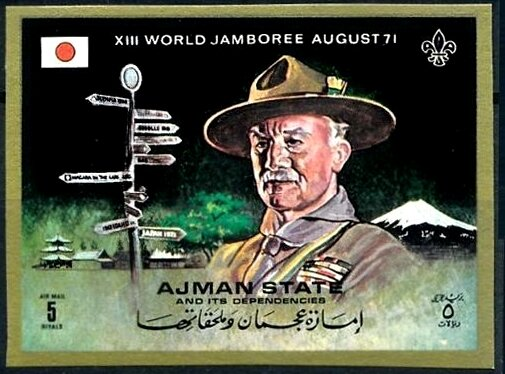

## إصدارات أبطال الملاكمة في الألعاب الأولمبية

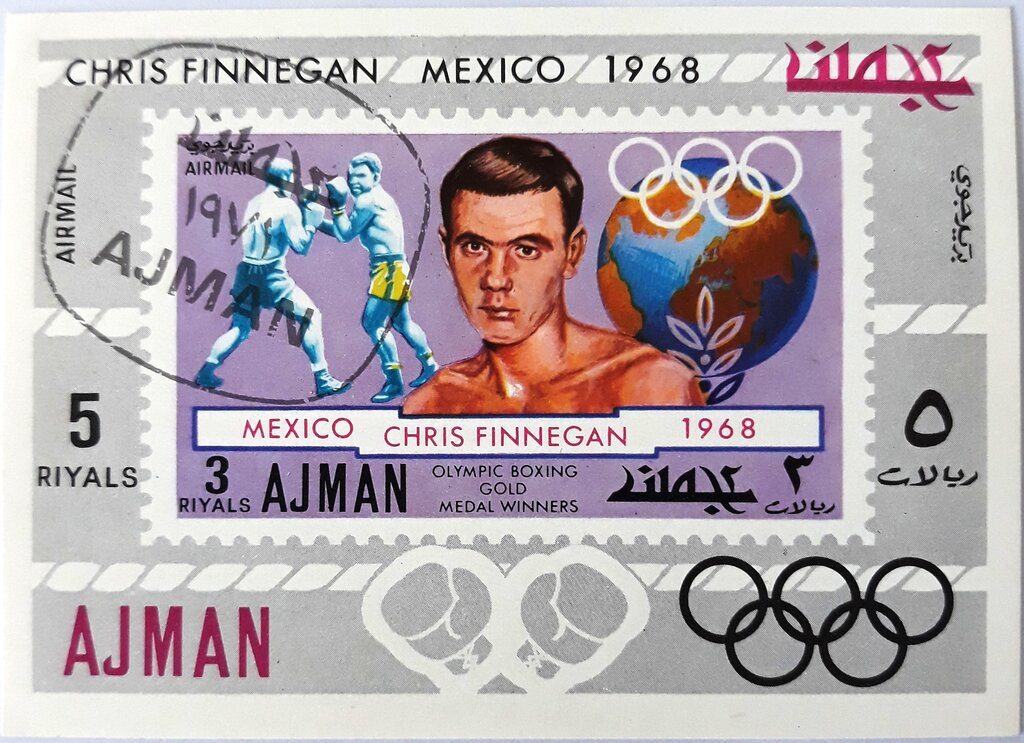
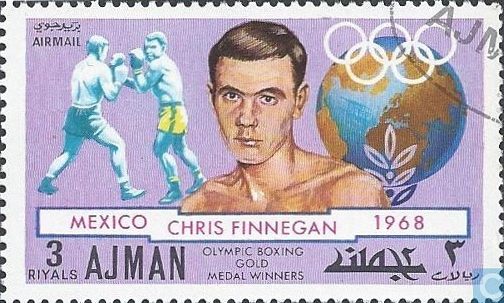
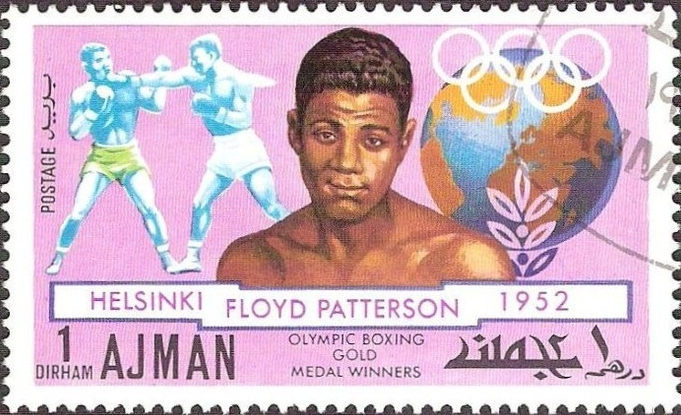
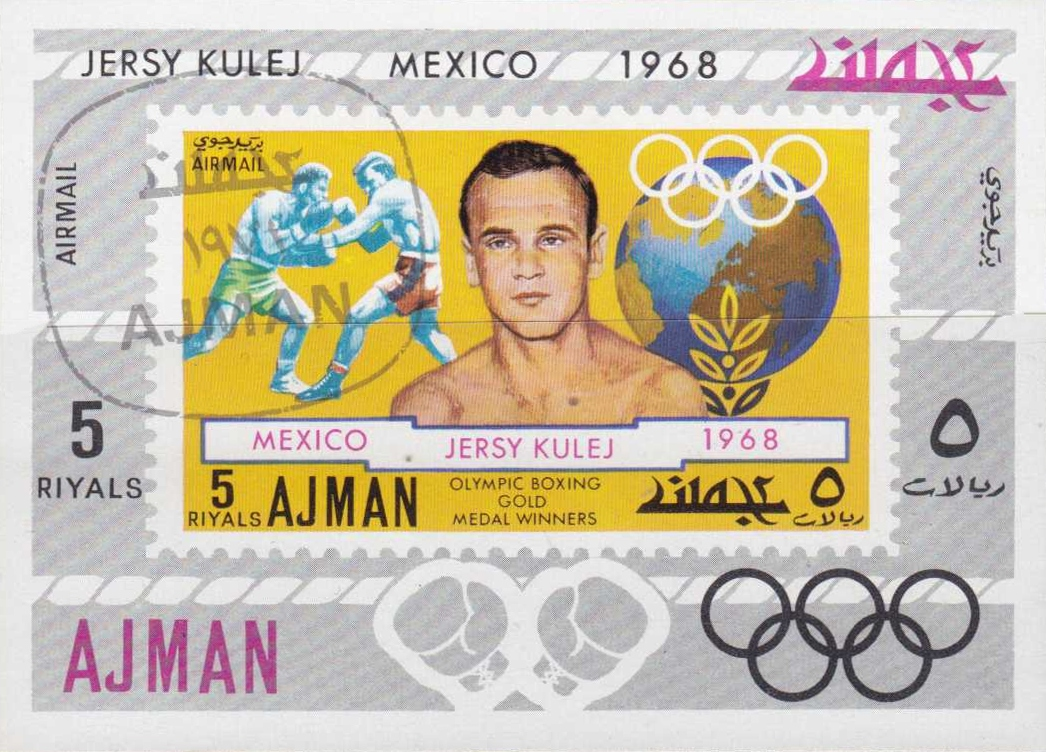
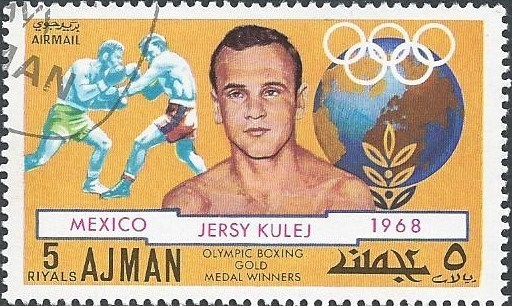
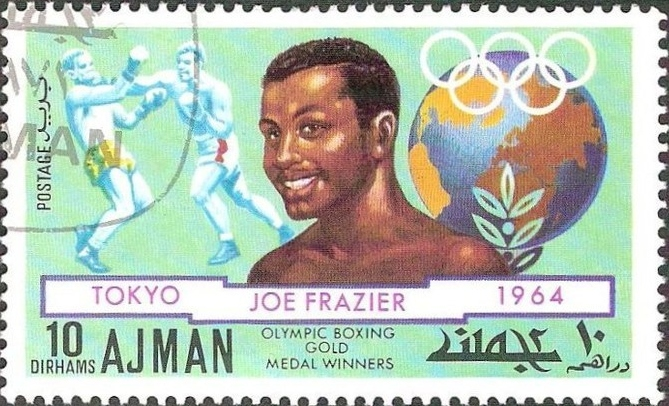
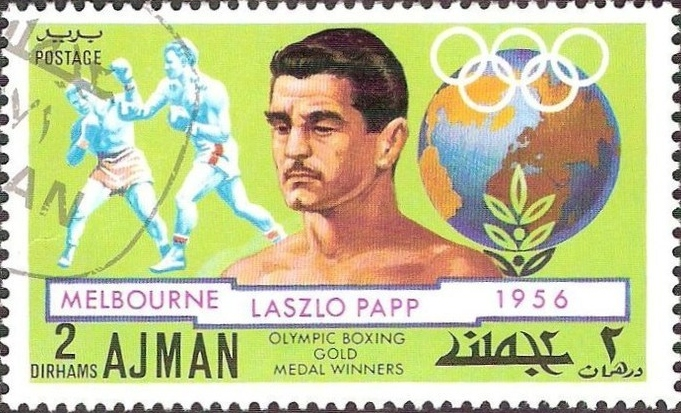
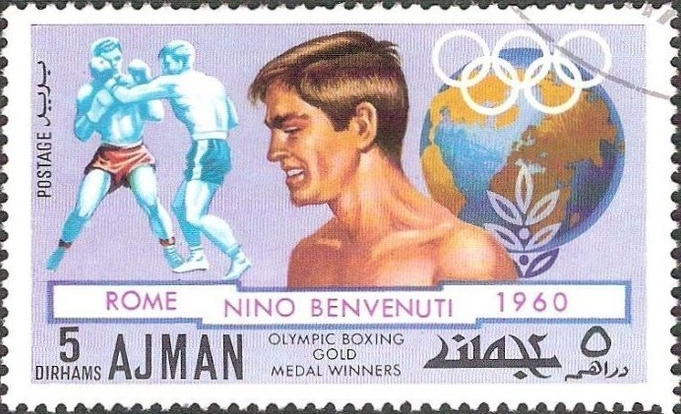
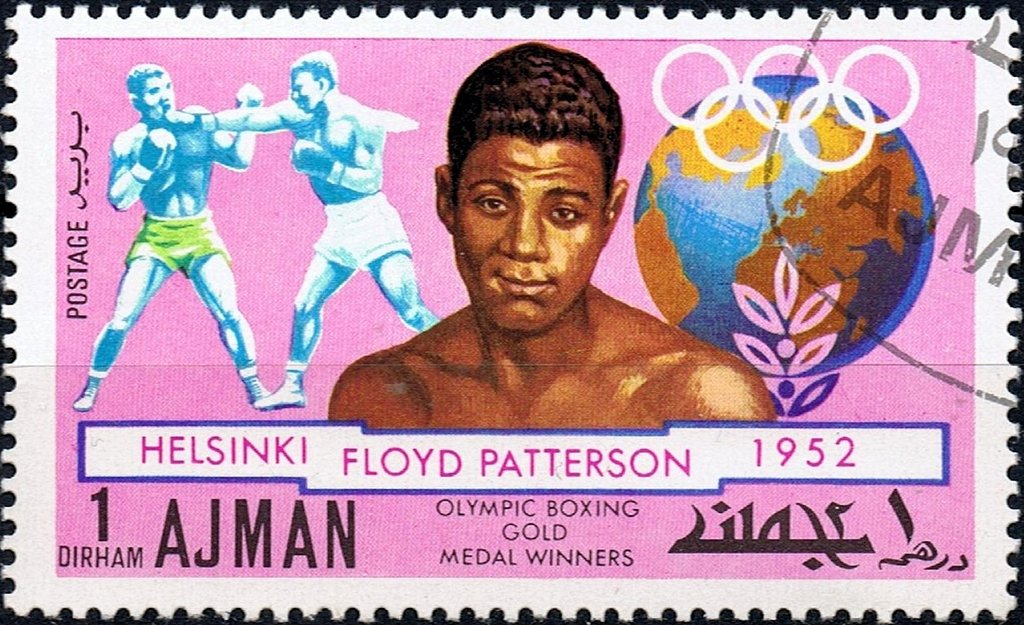
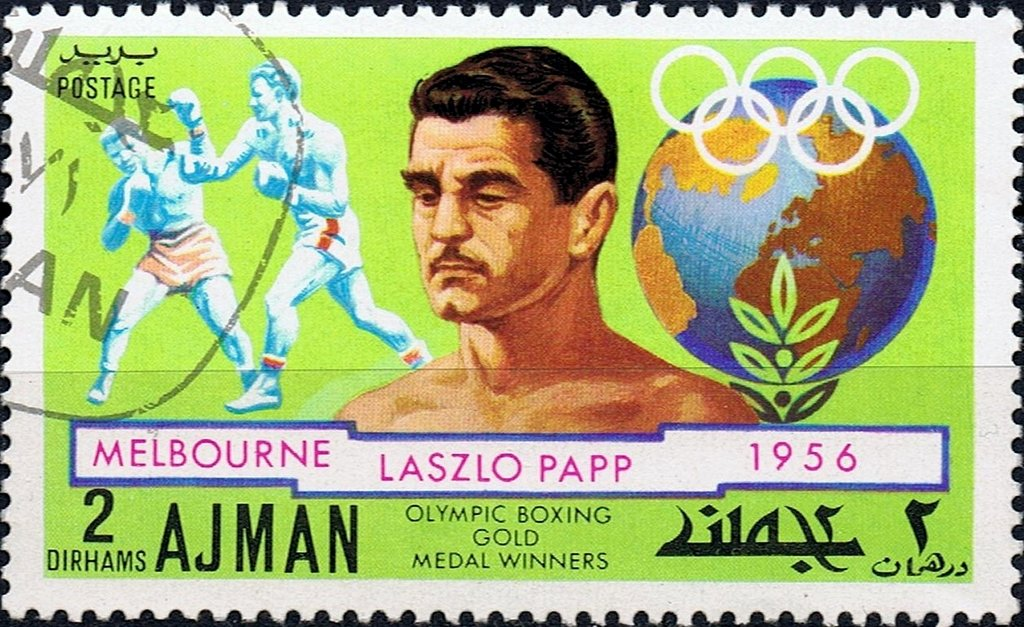
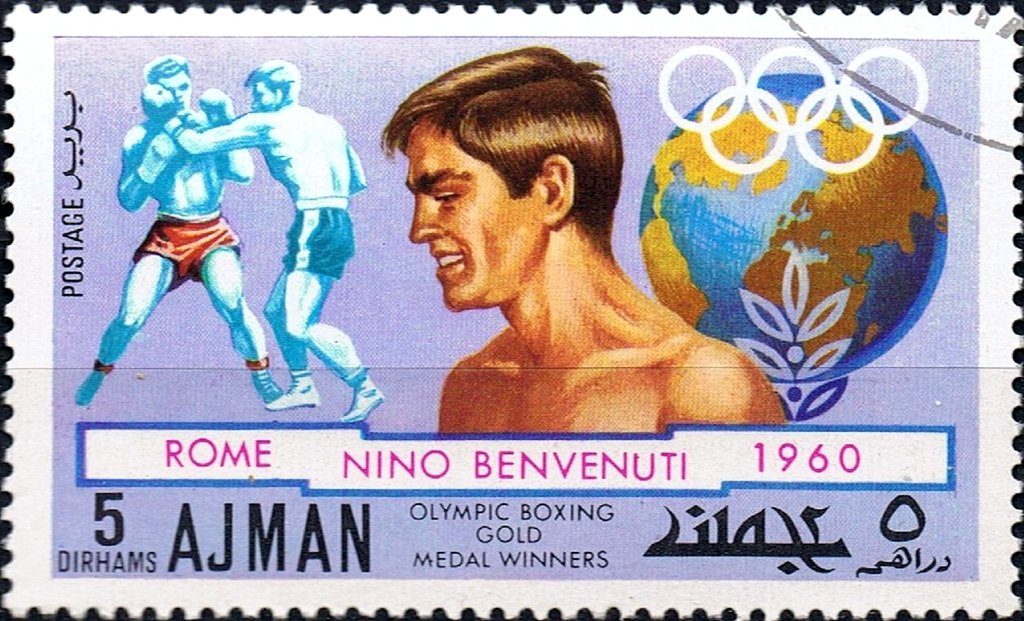
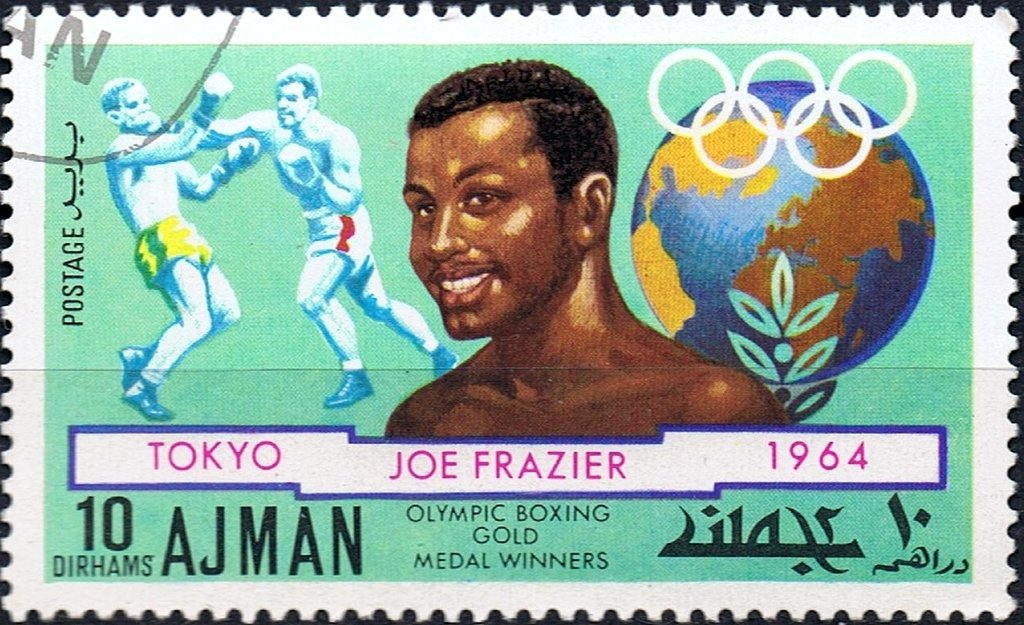
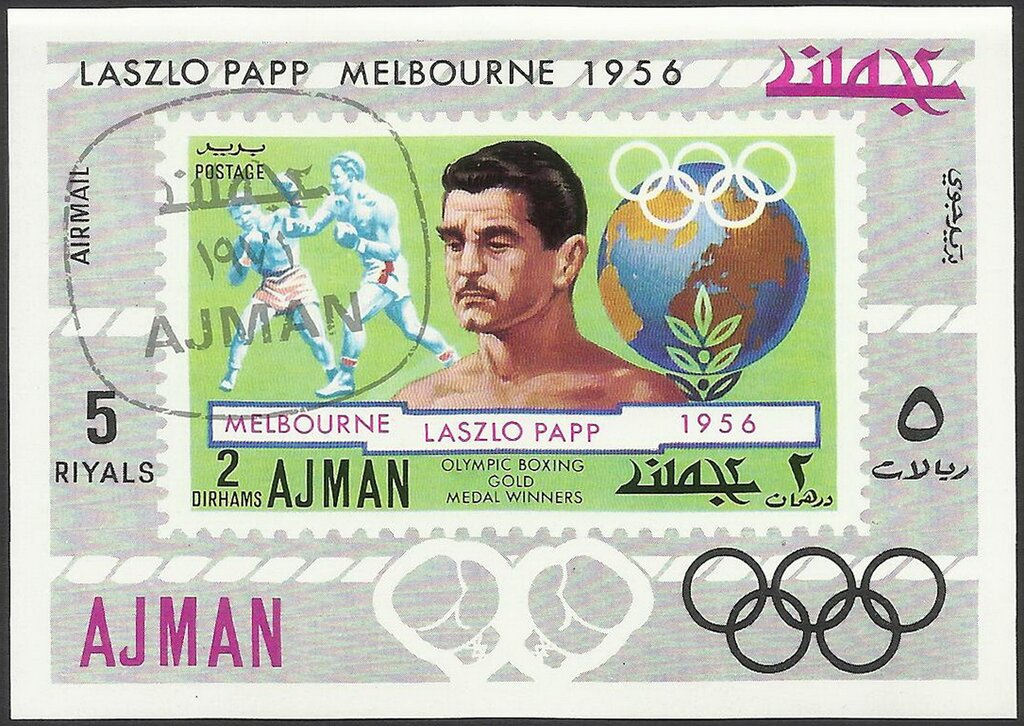
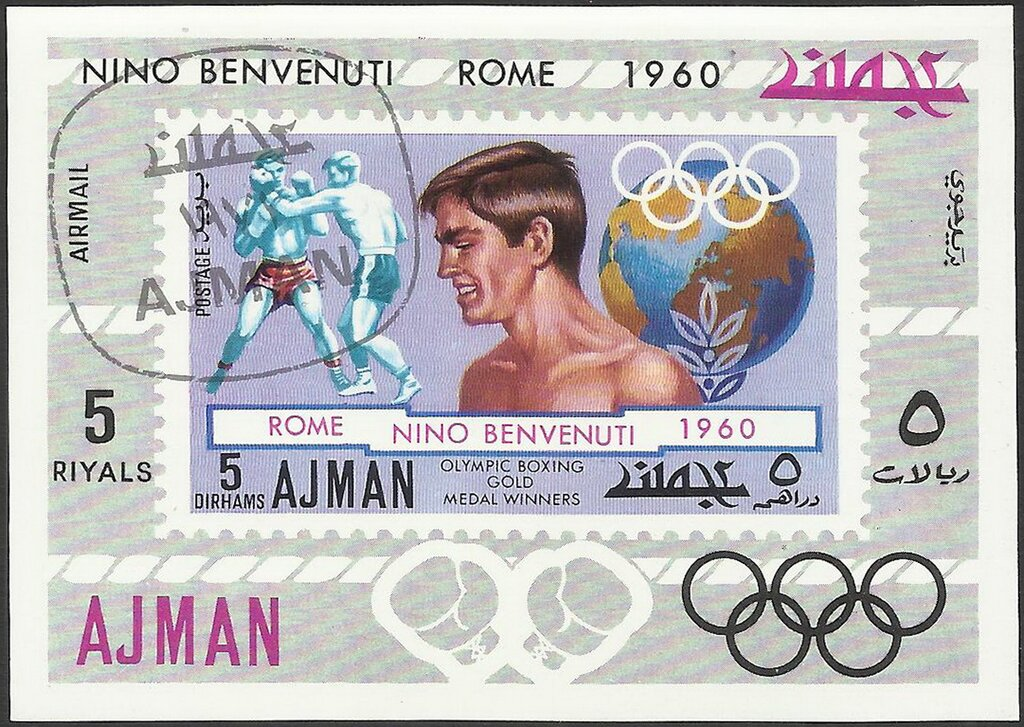
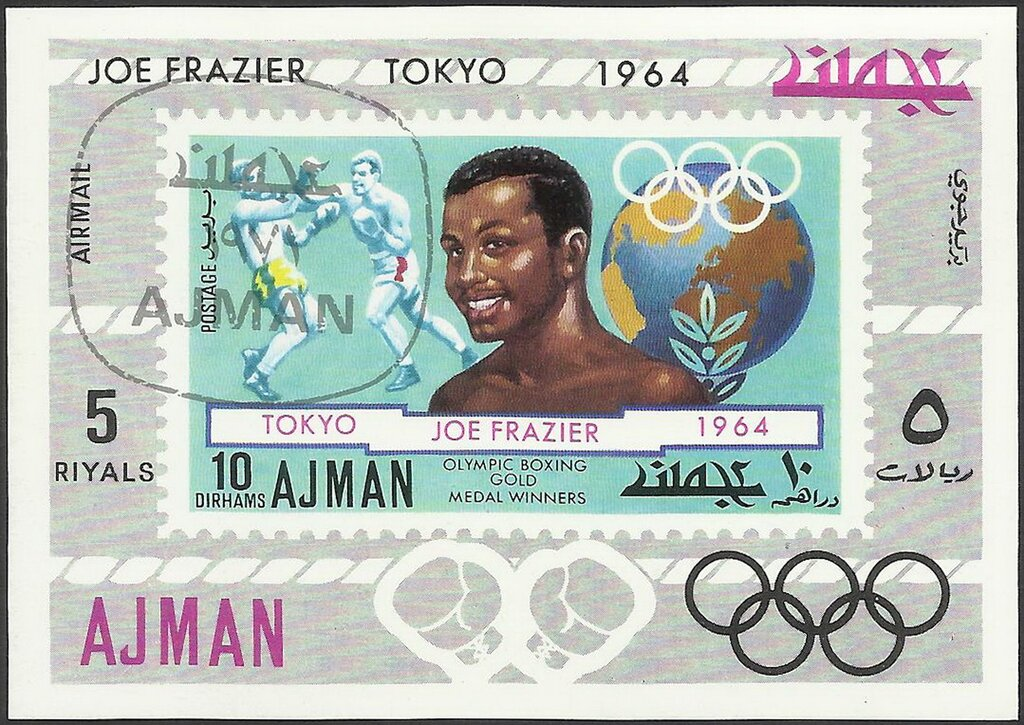
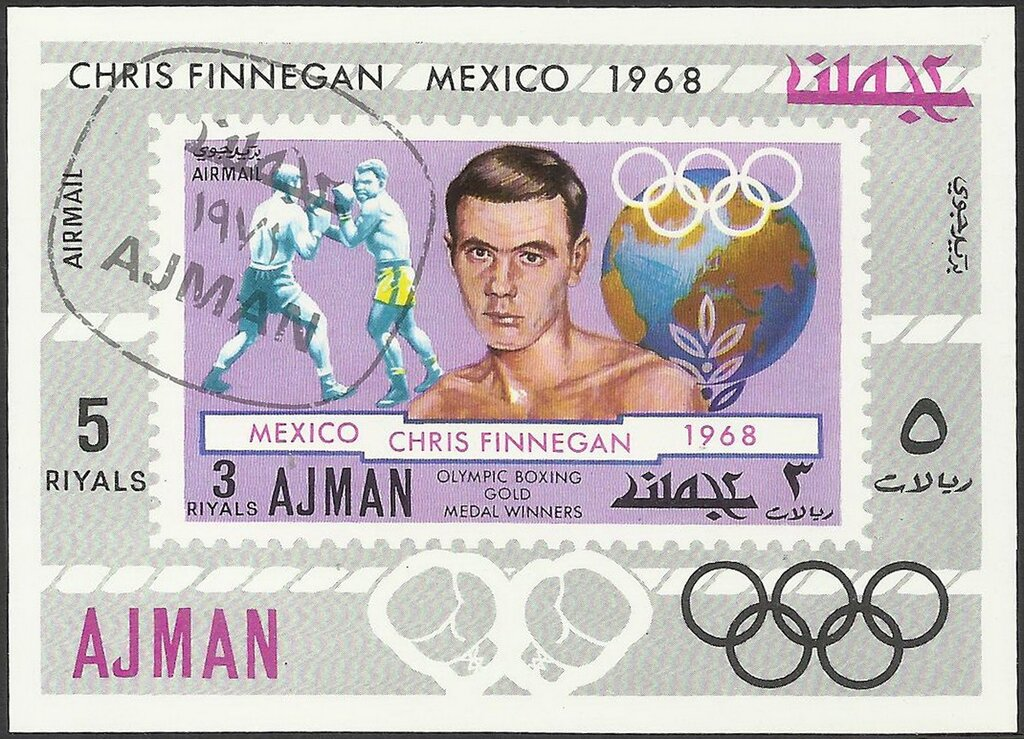
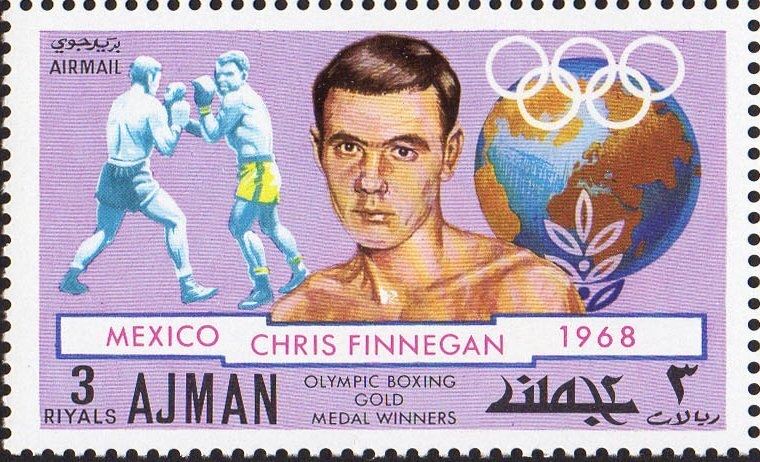
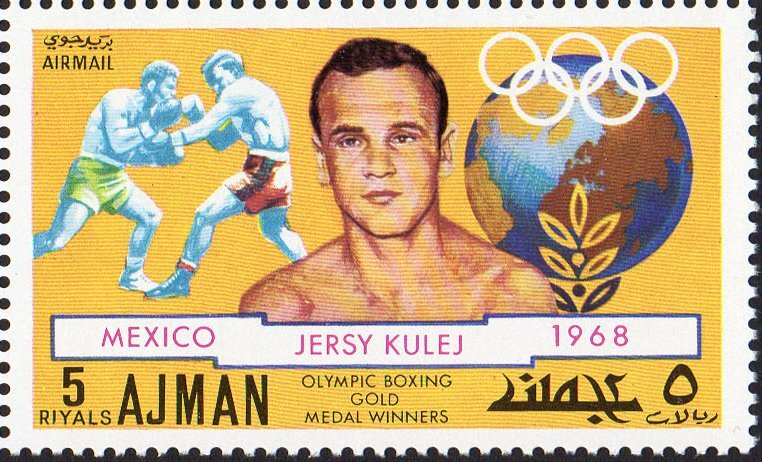

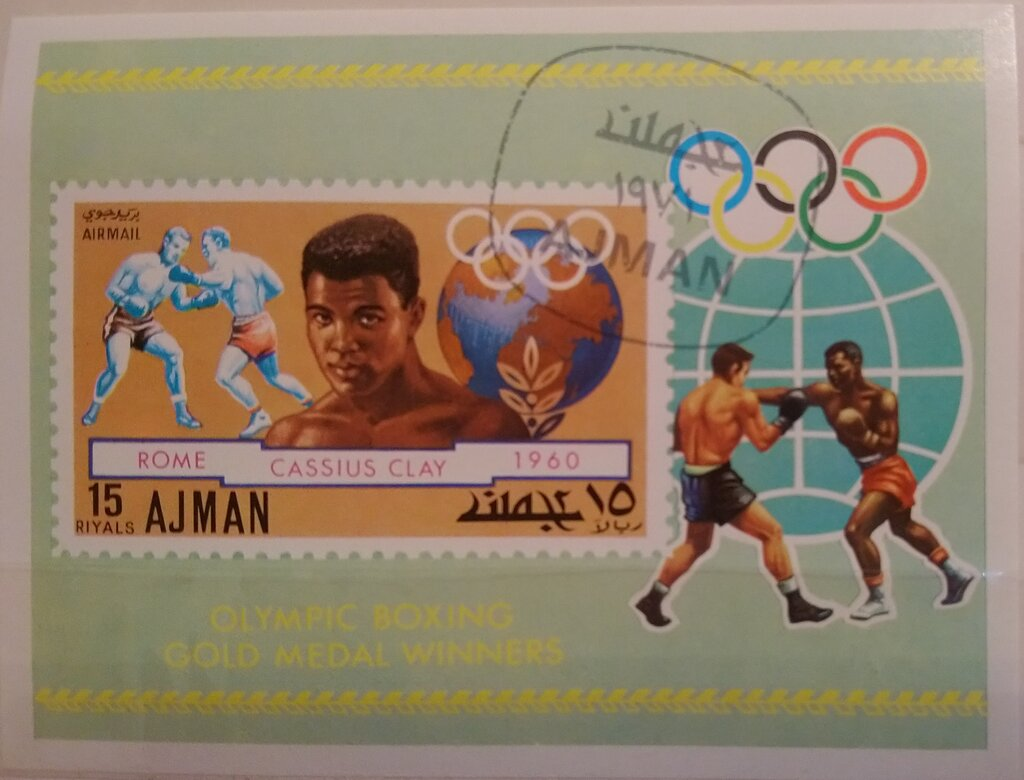

## إصدارات ملوك هولندا وإيران

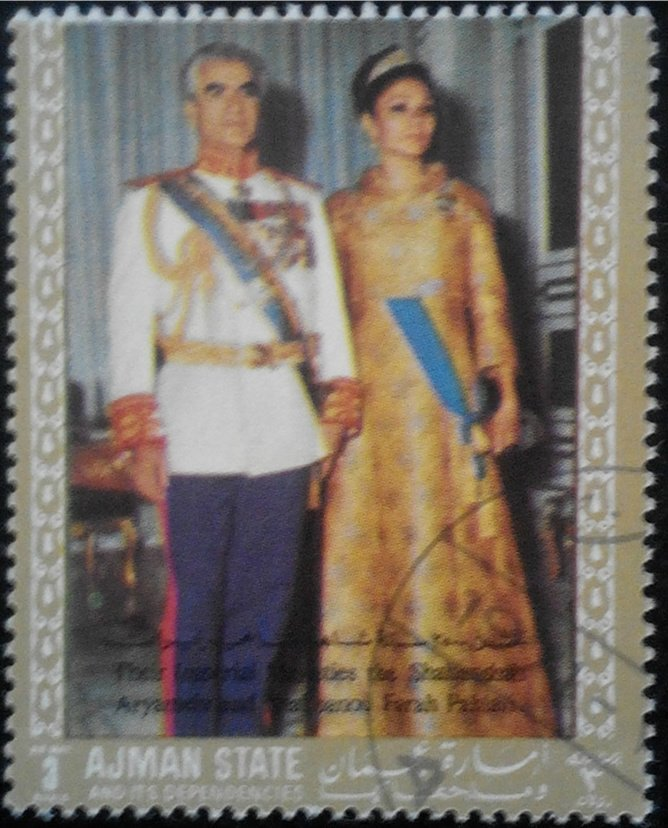
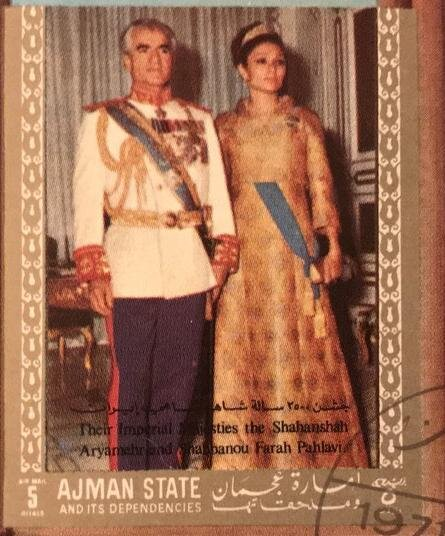
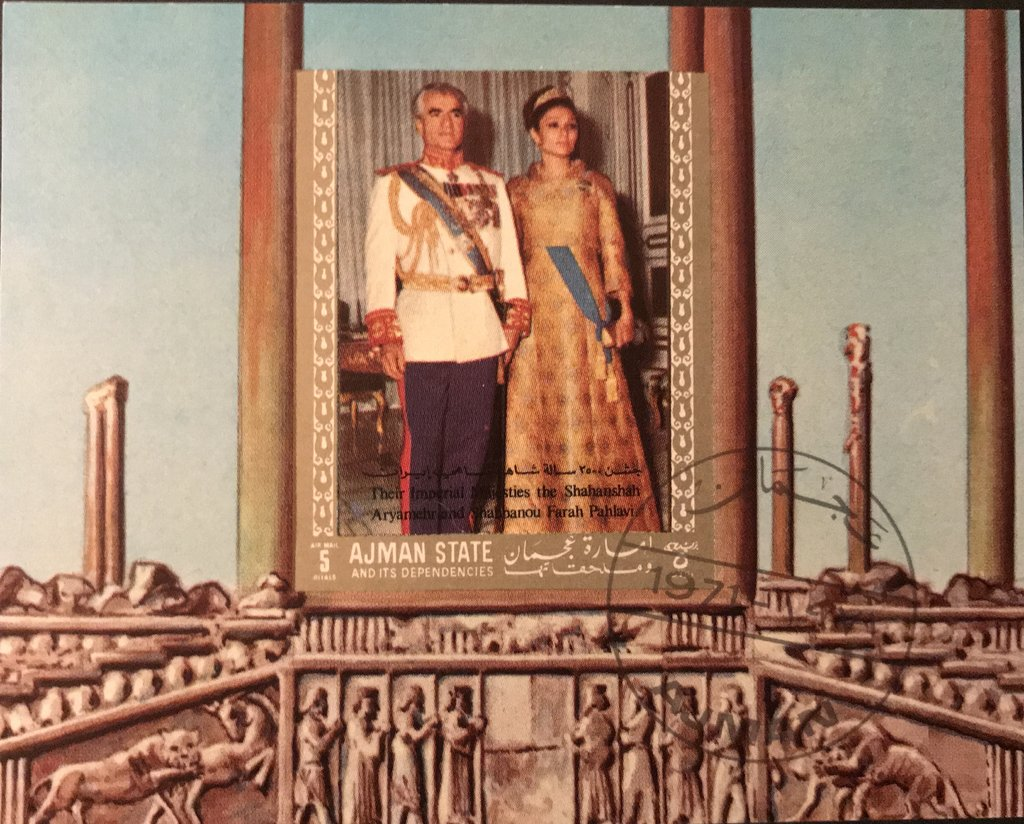
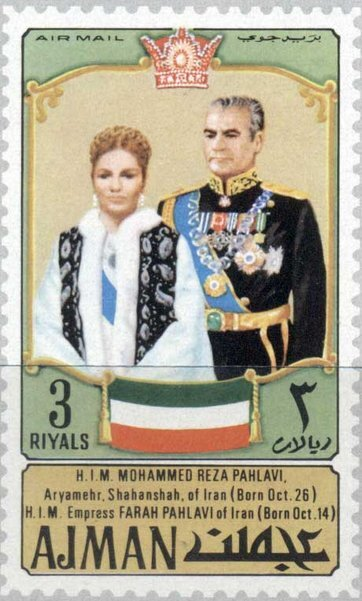
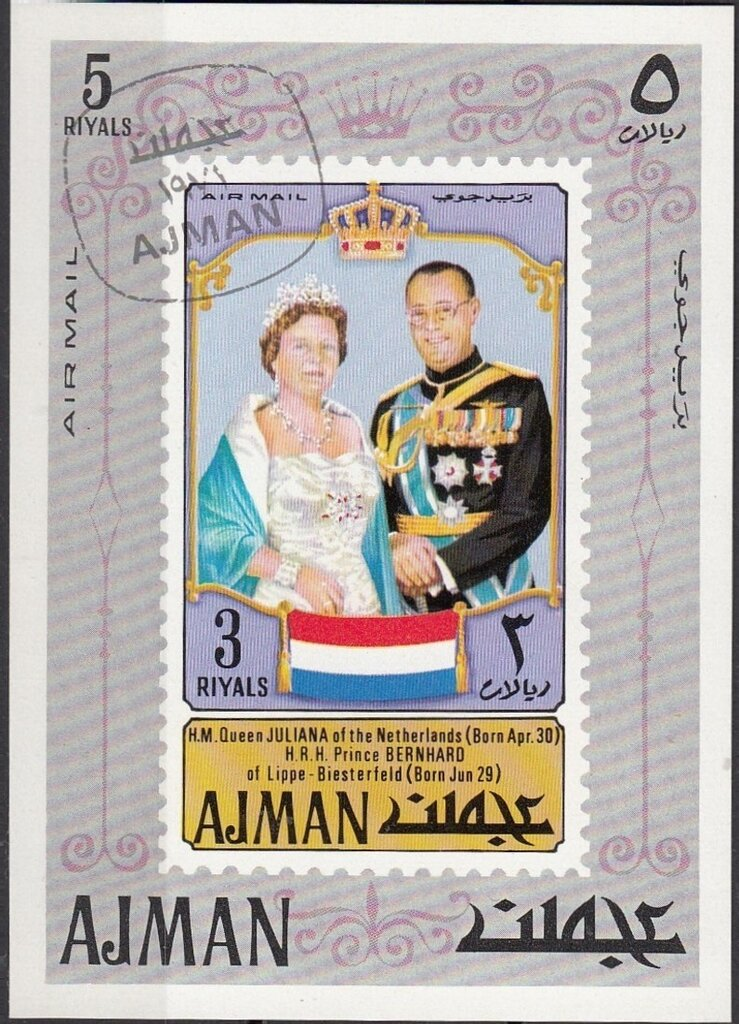

## إصدارات التقاليد اليابانية

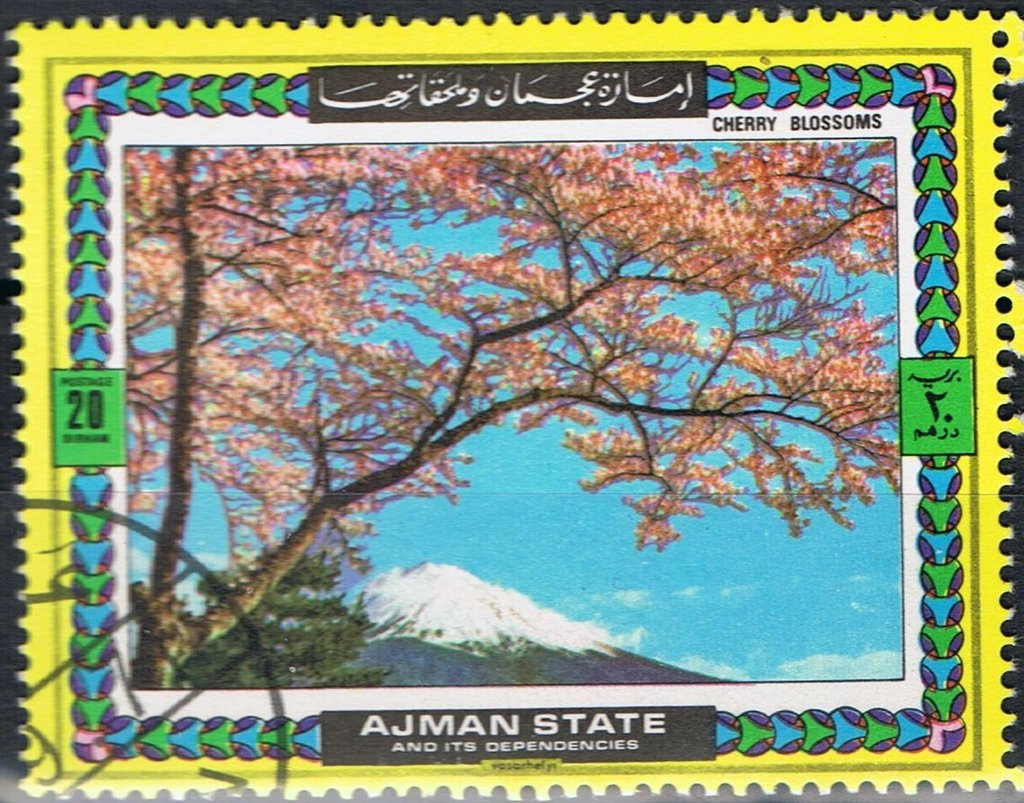
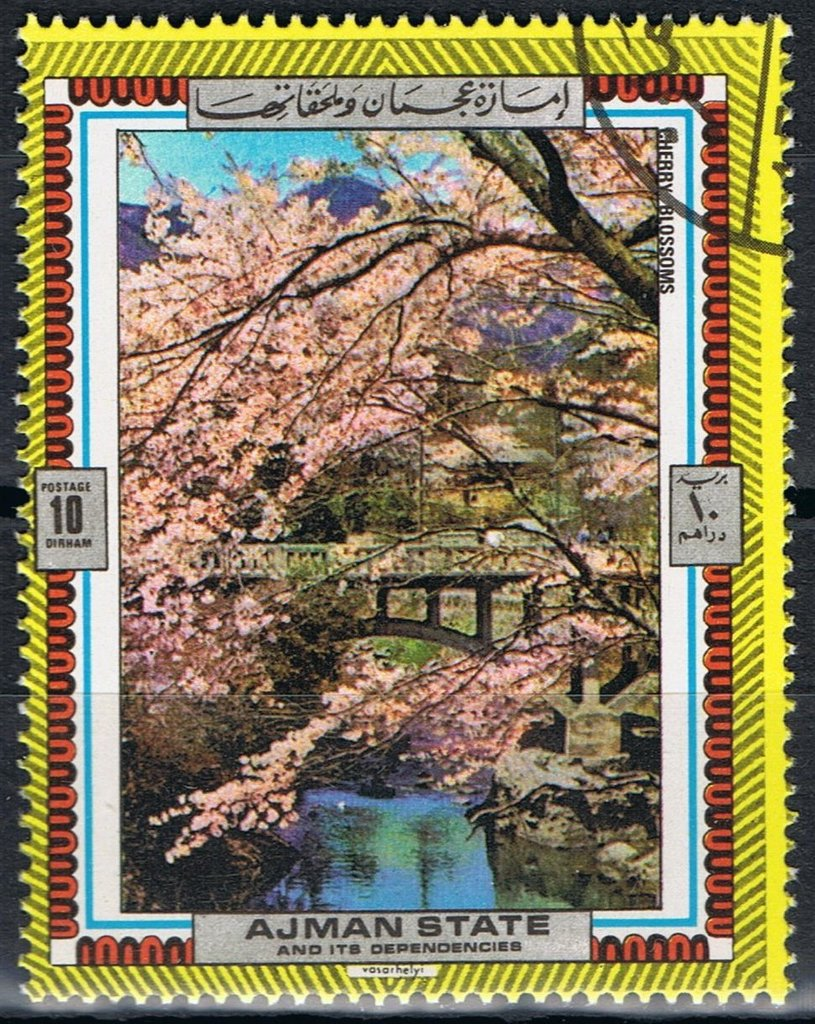
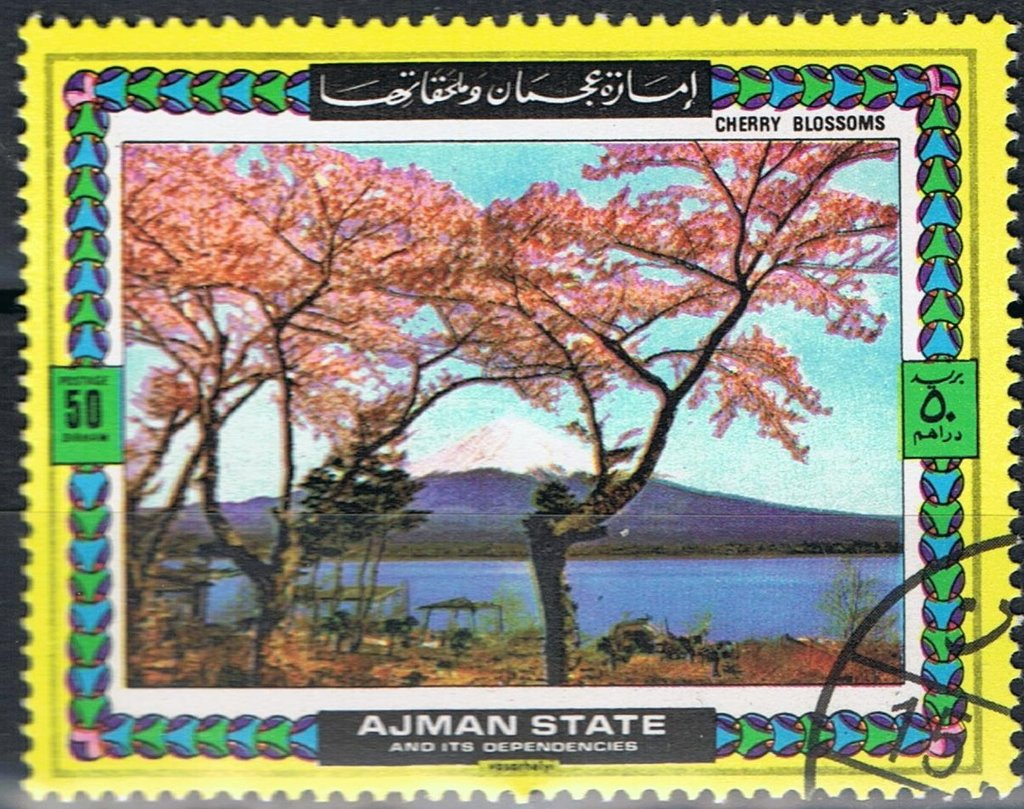
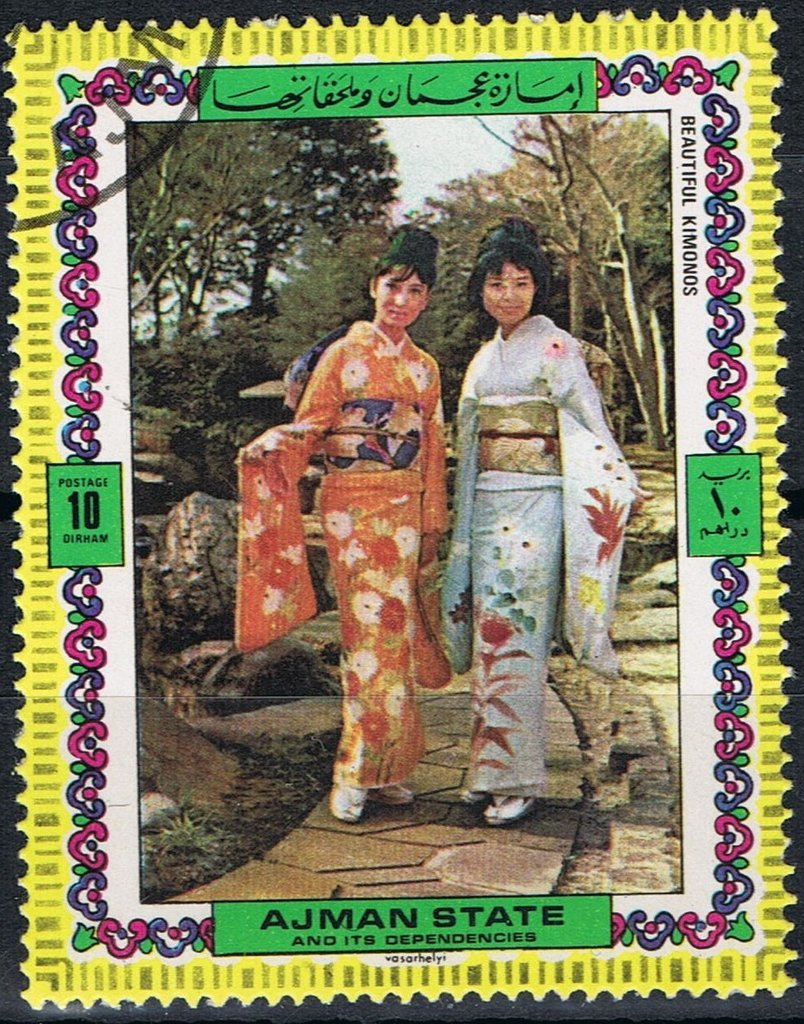
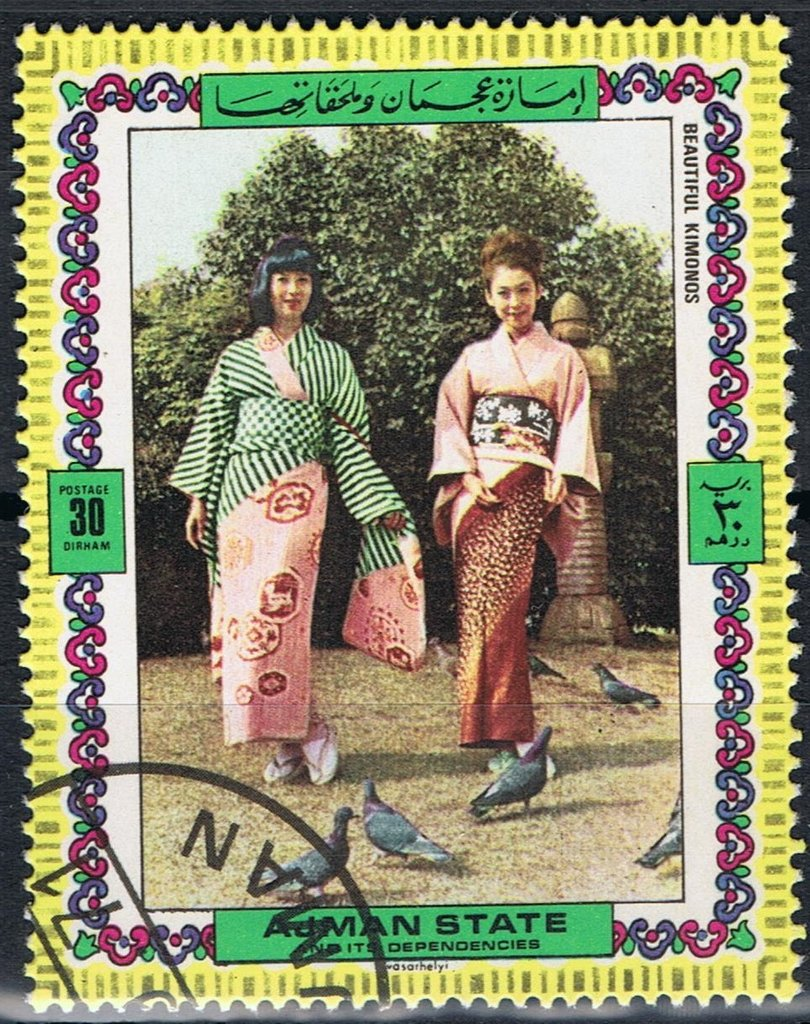
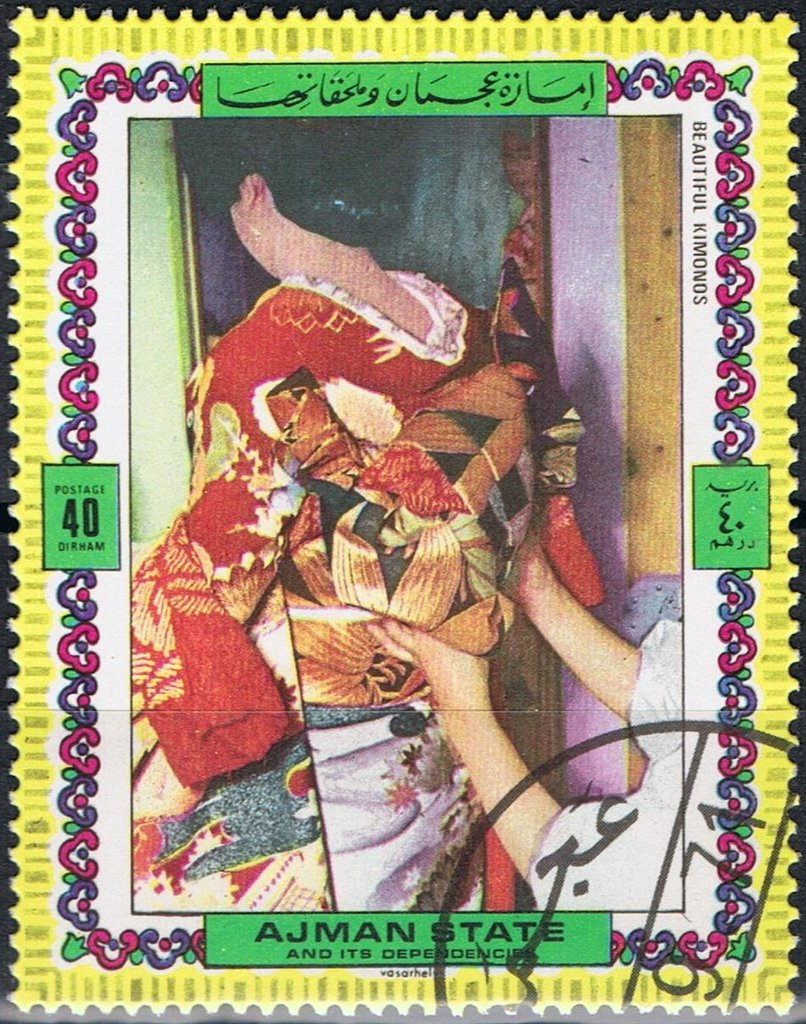
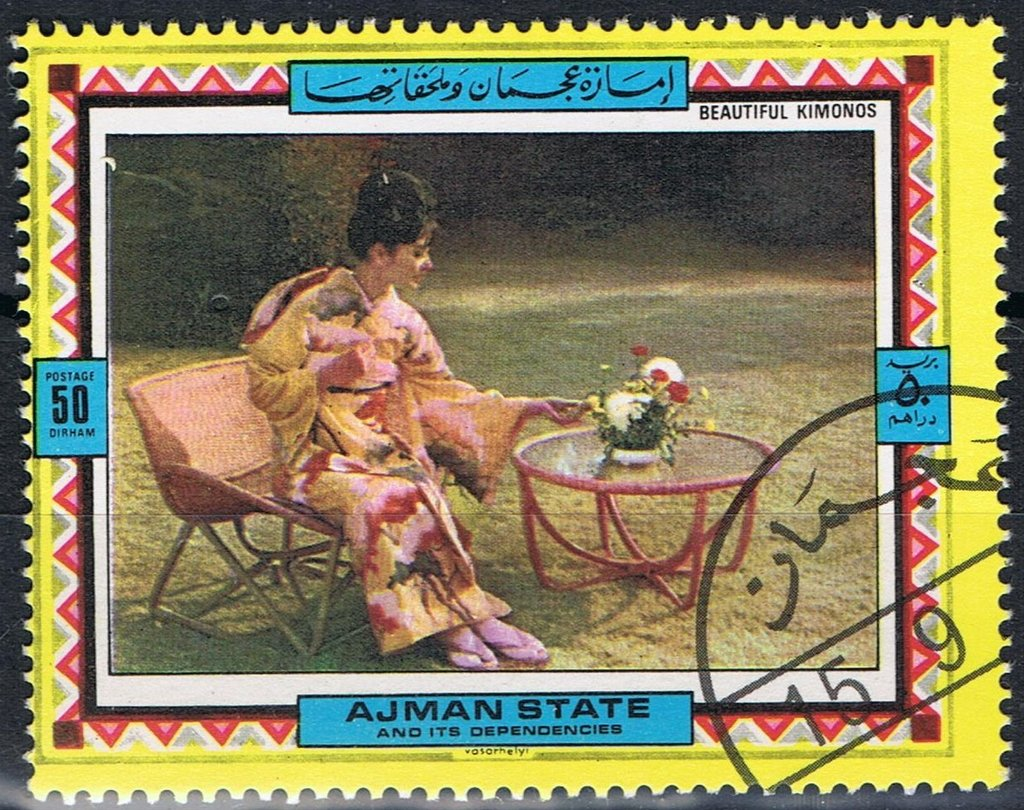
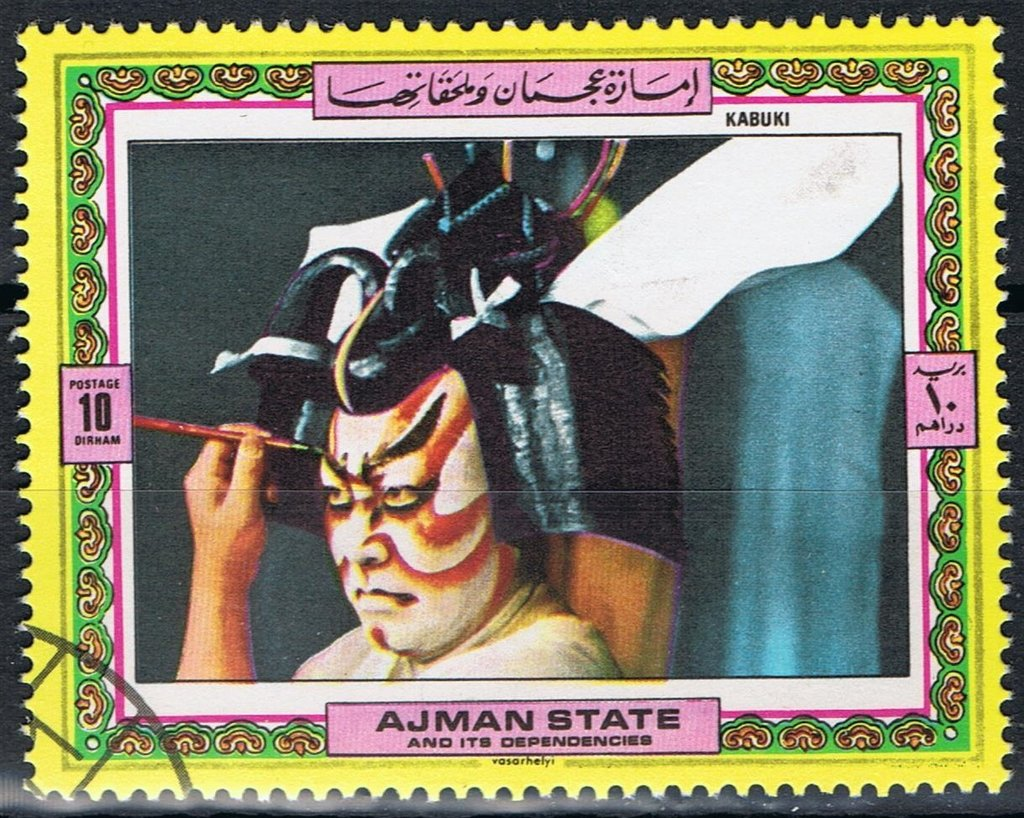
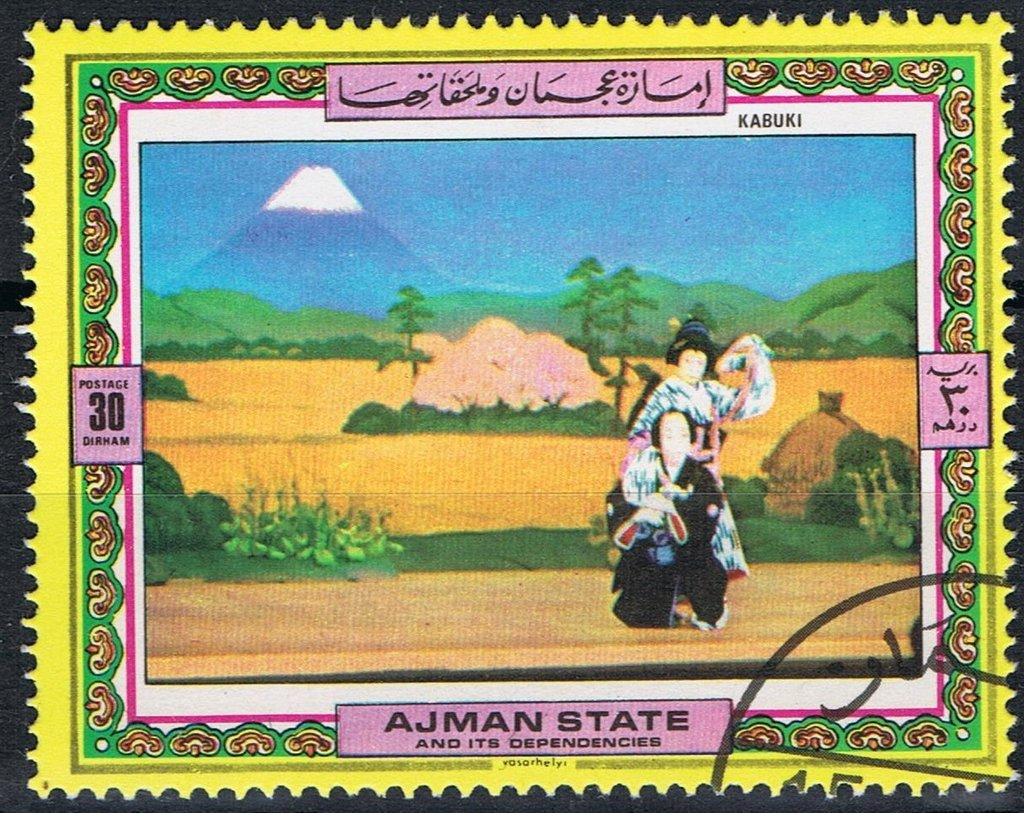
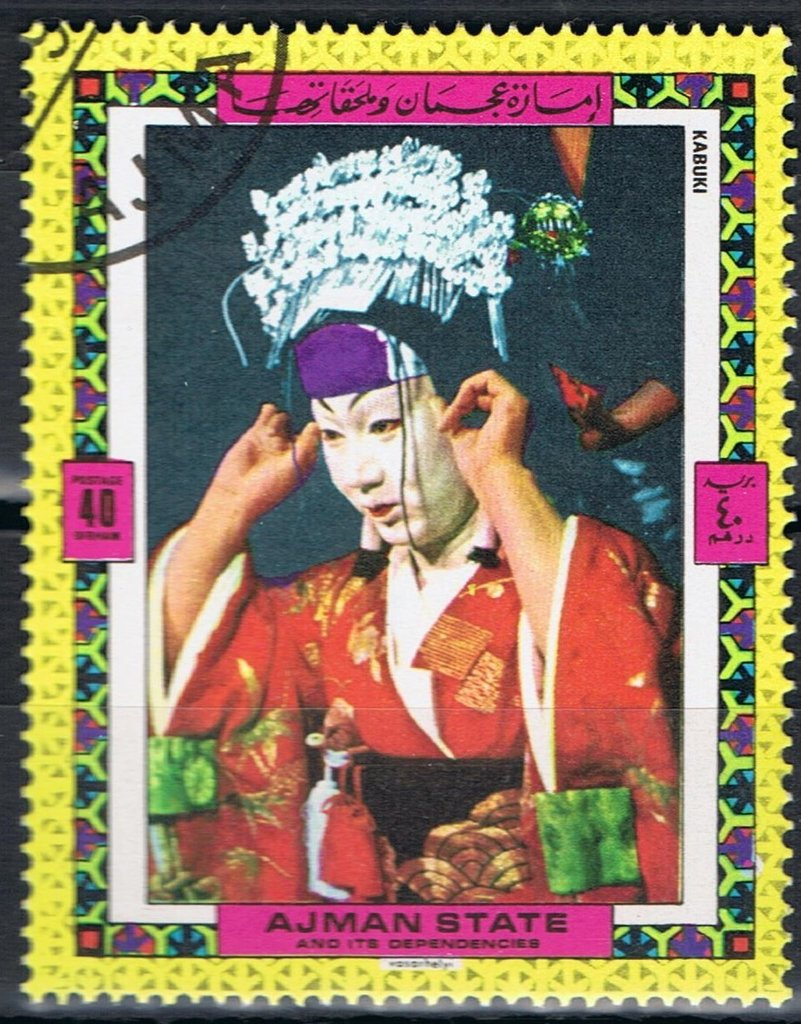
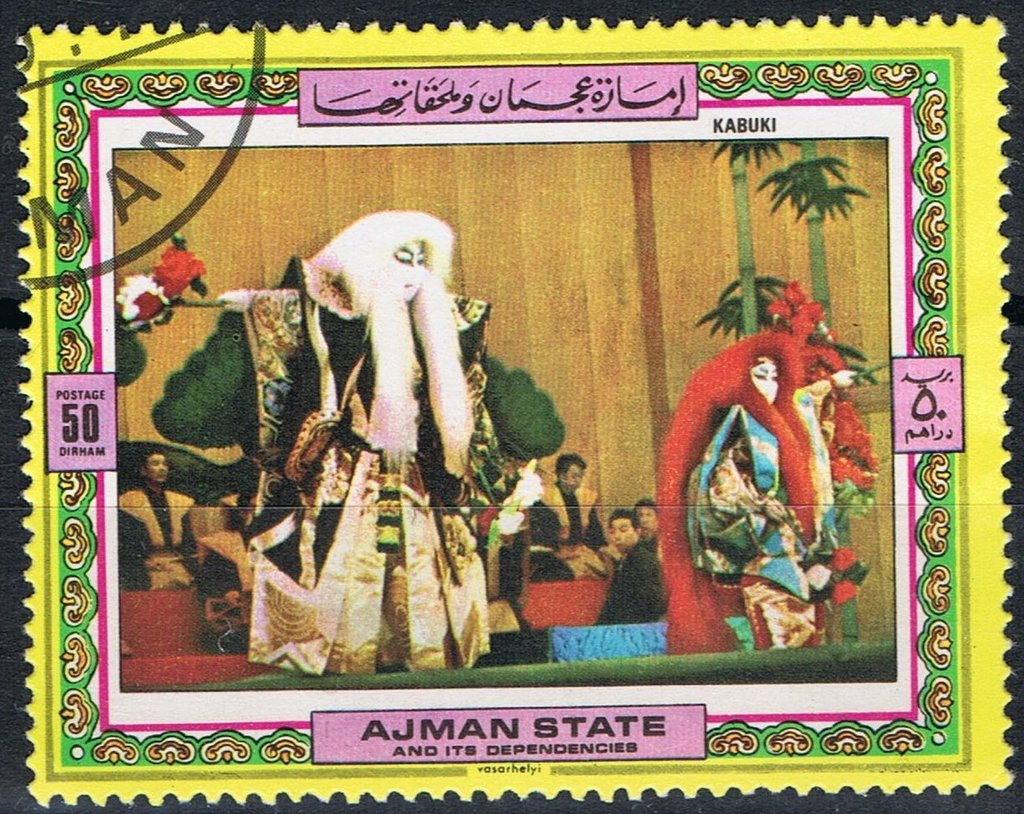
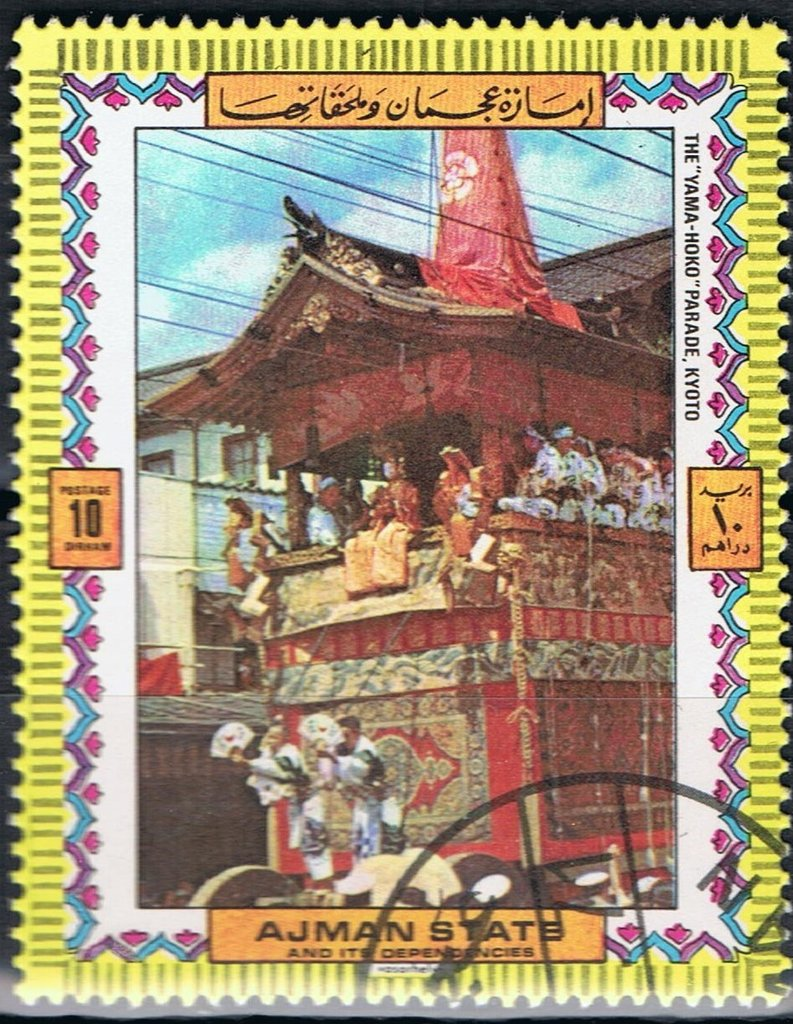
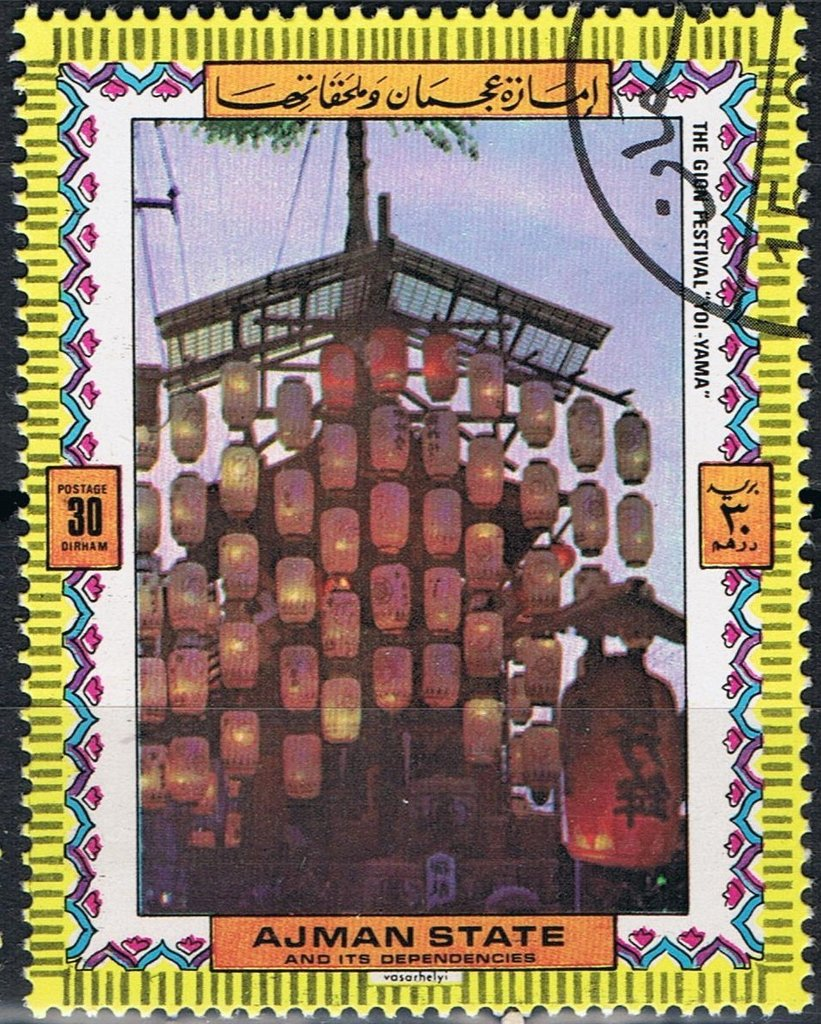
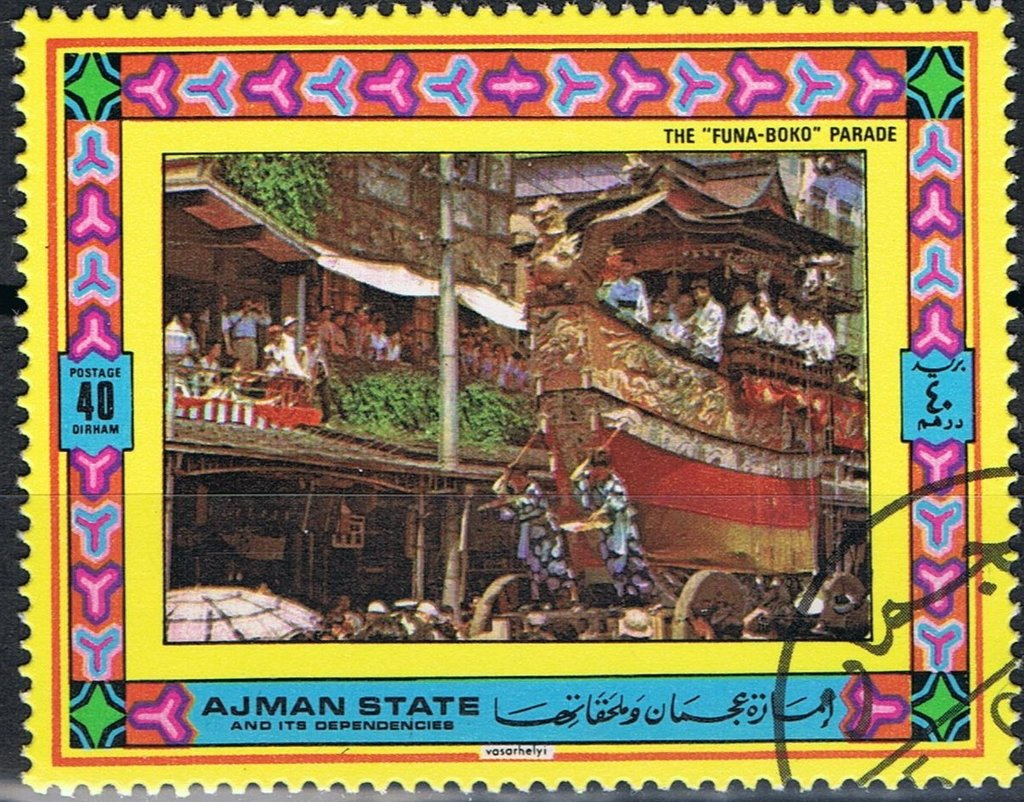
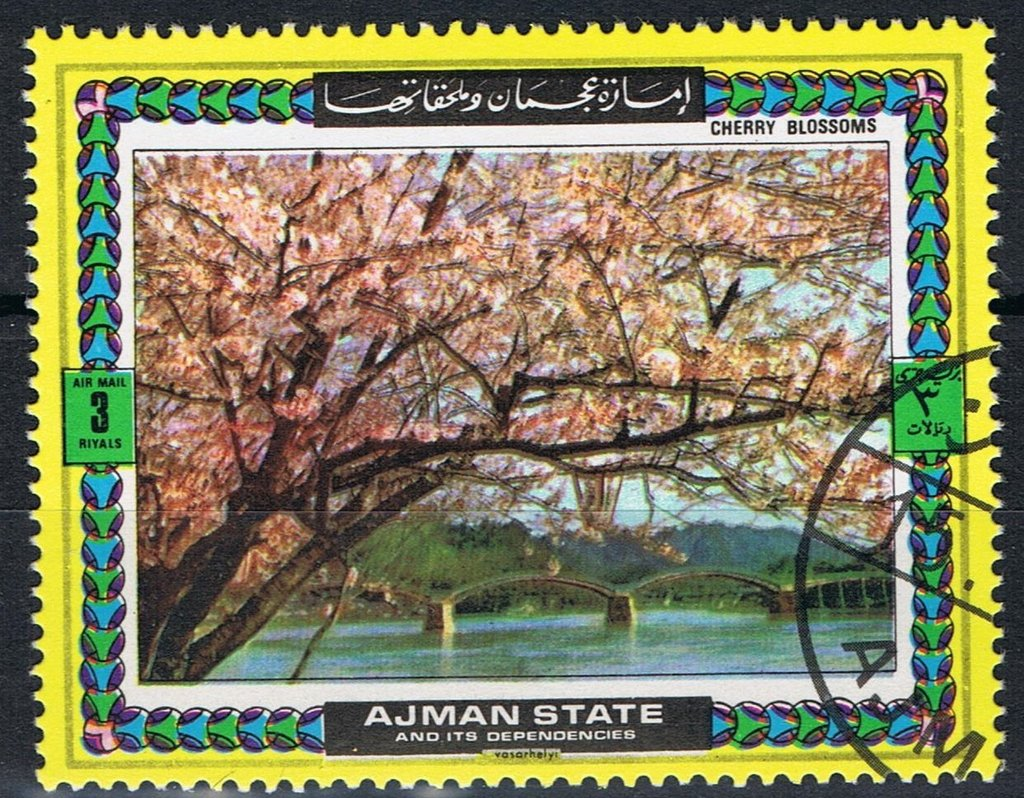
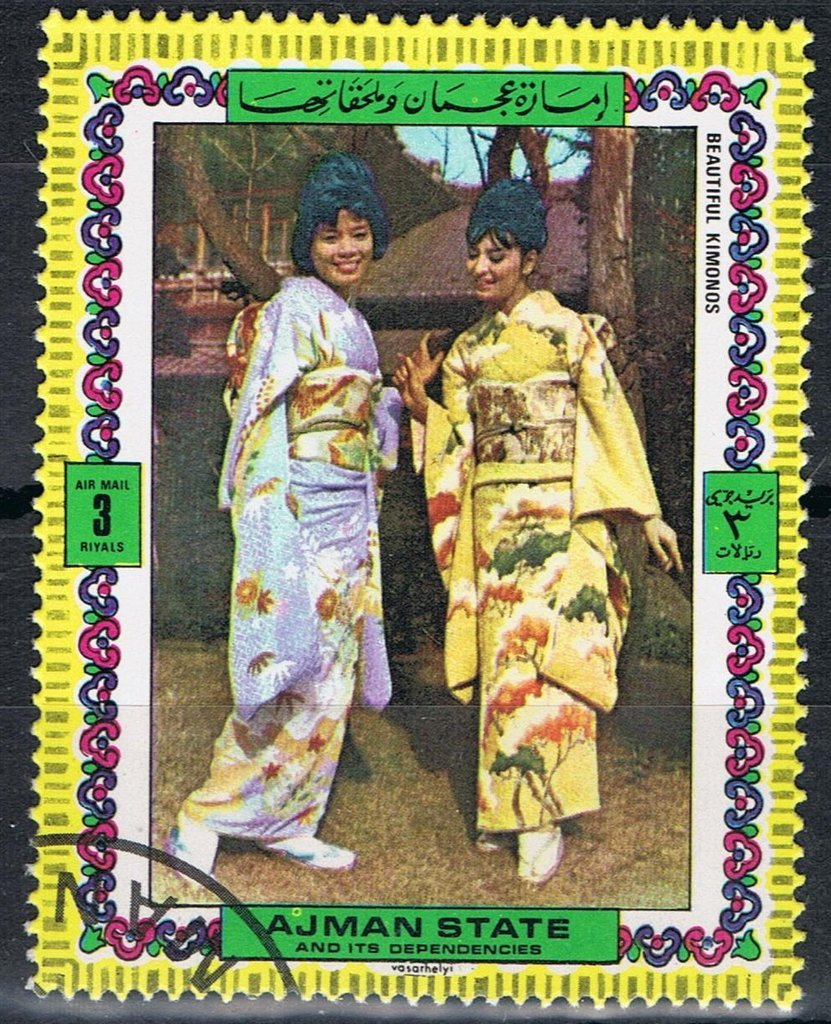
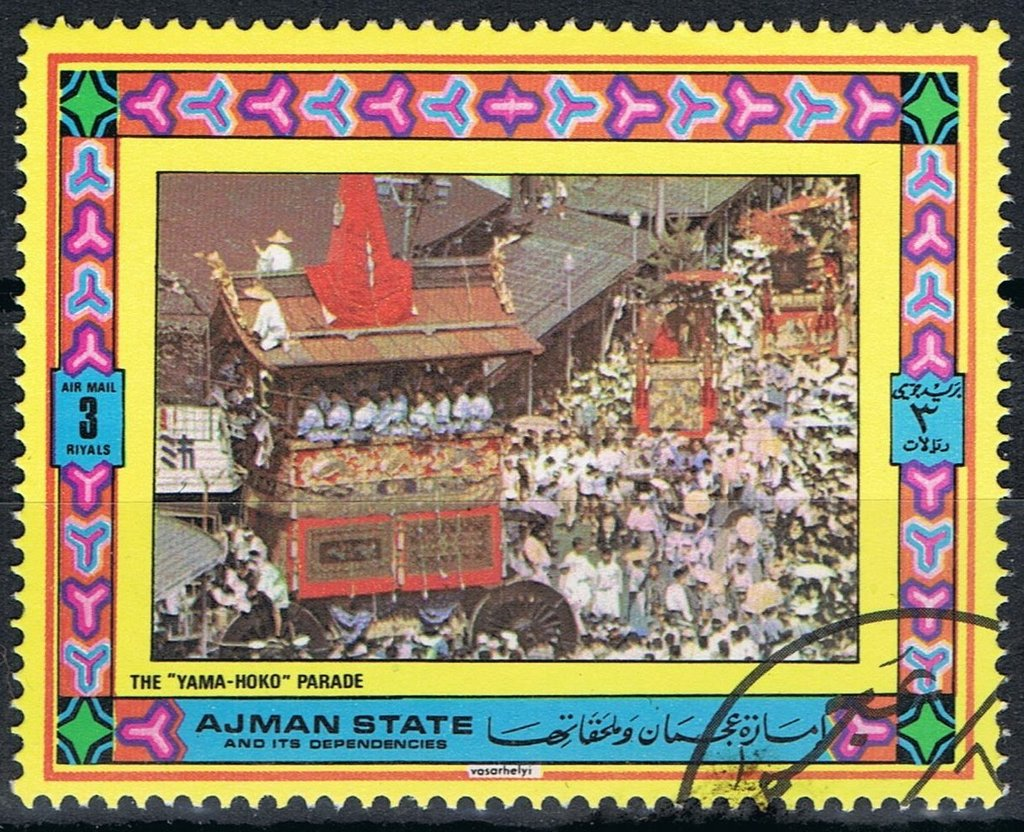
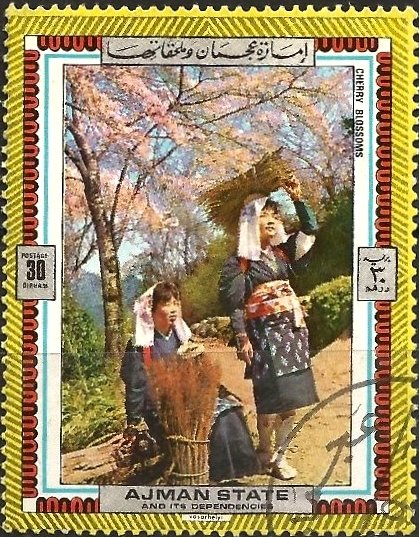
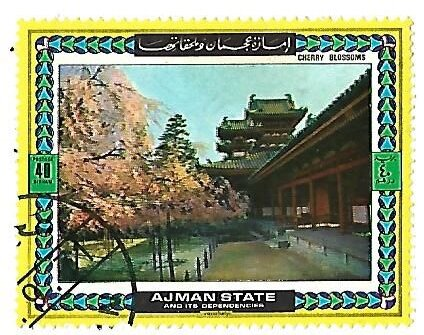
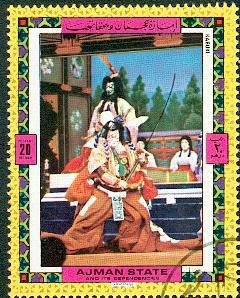
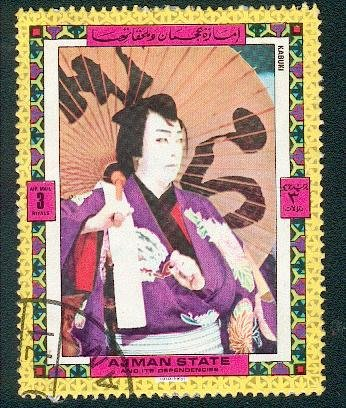
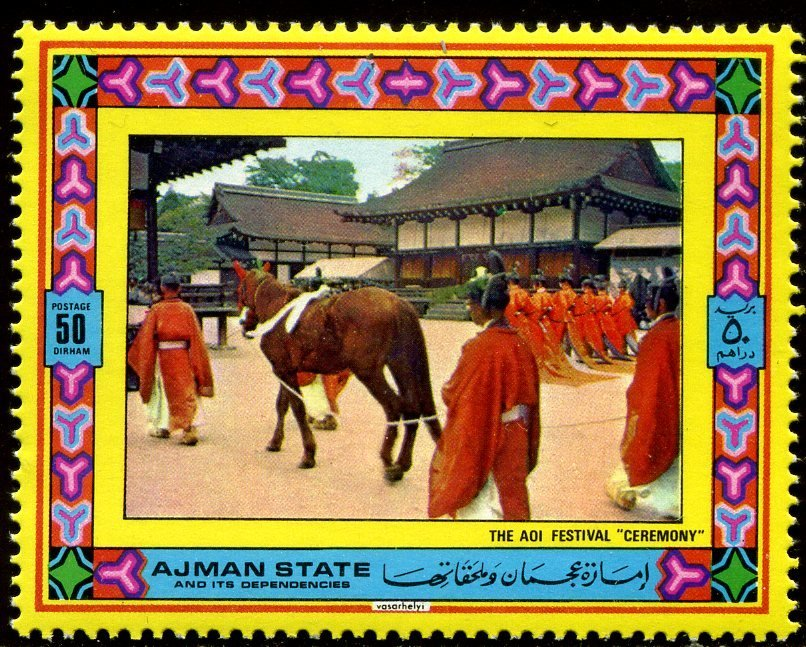
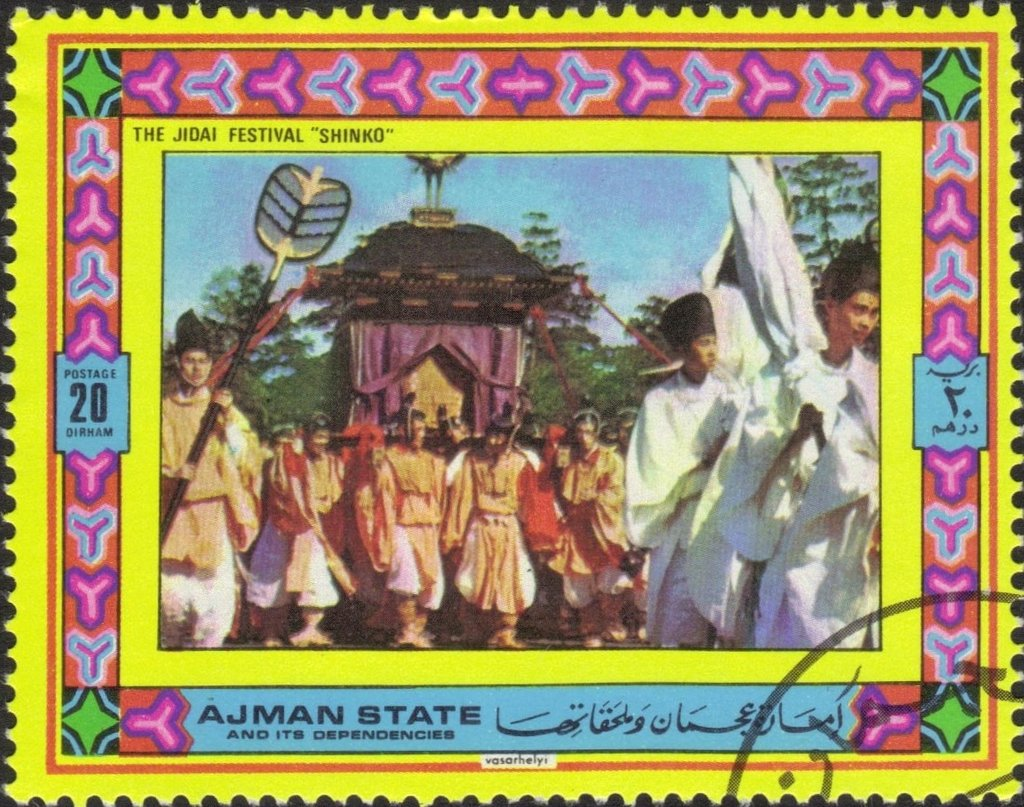
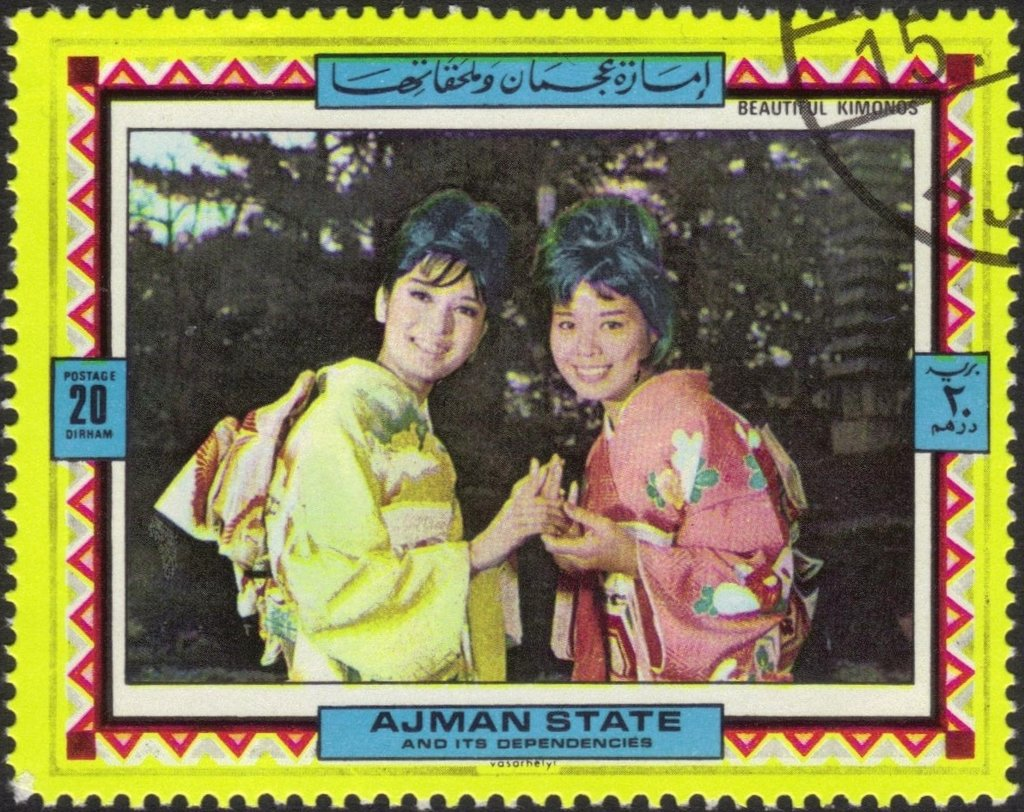

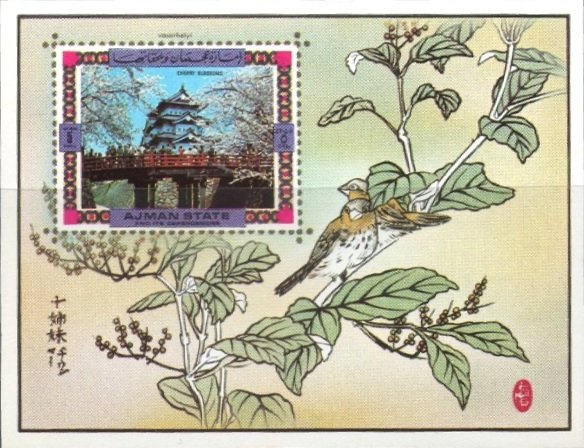
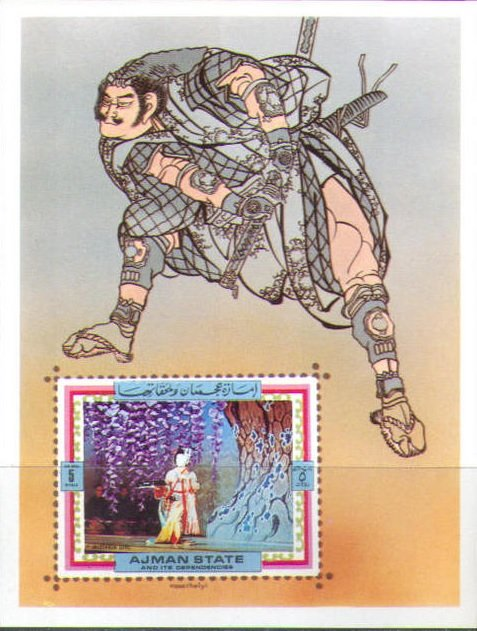
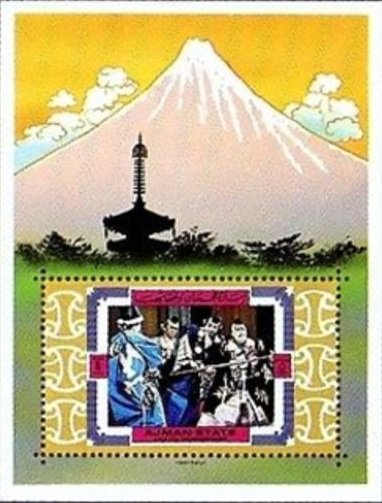
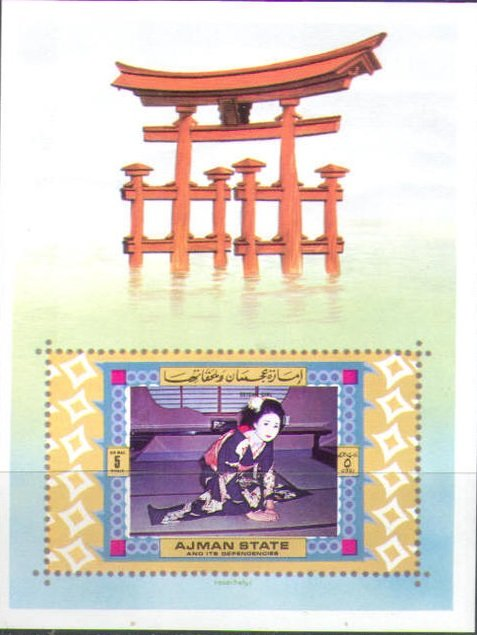

## إصدارات لوحات الحيوانات

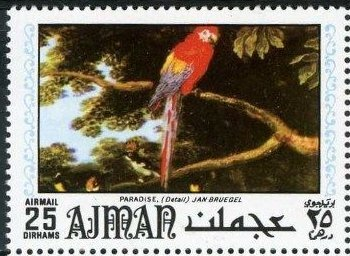
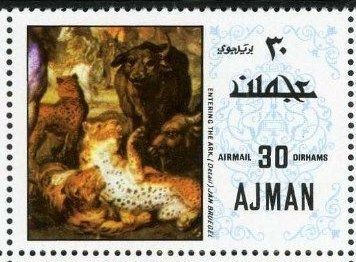
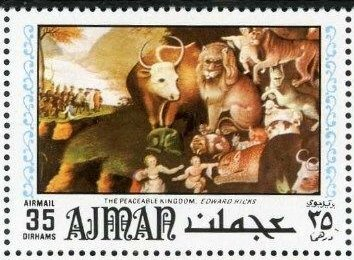
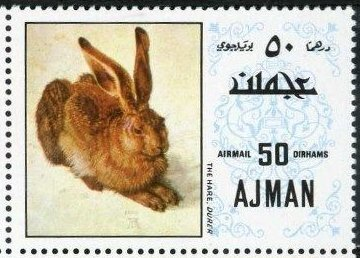
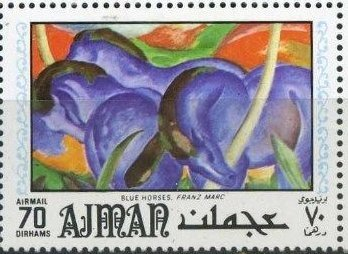
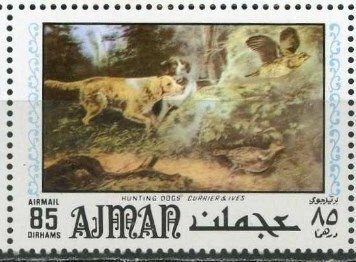
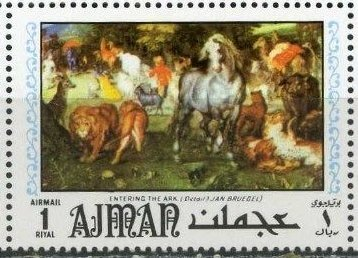
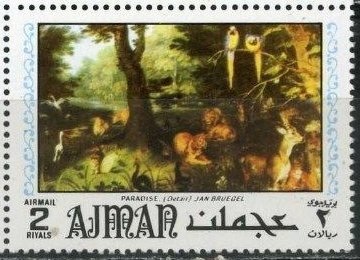

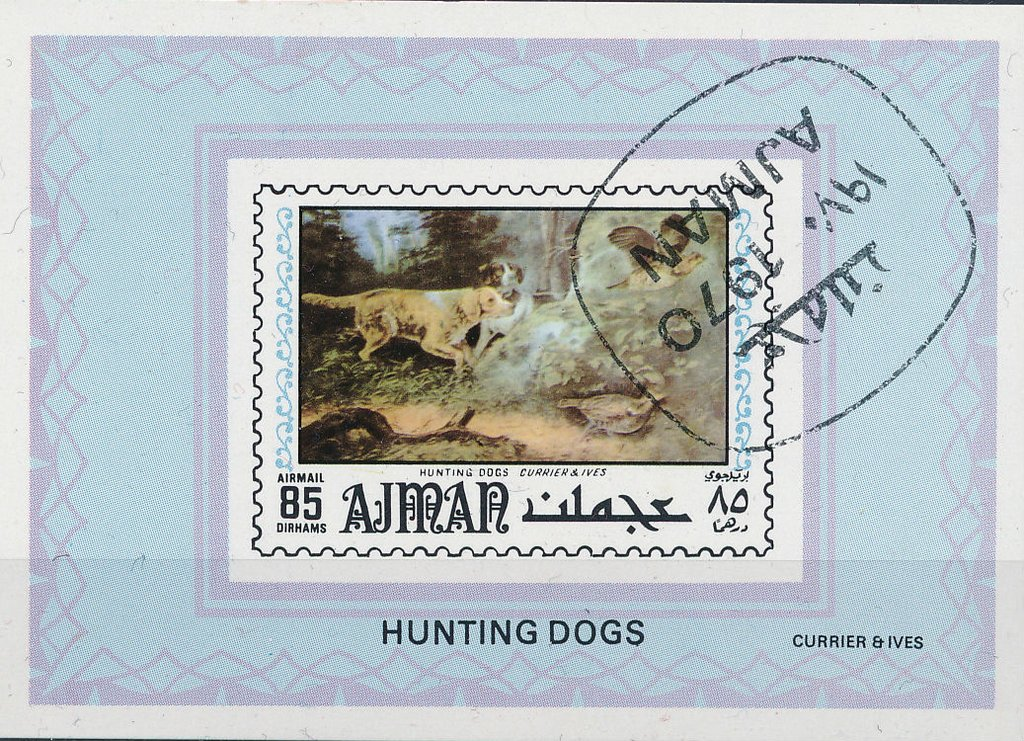

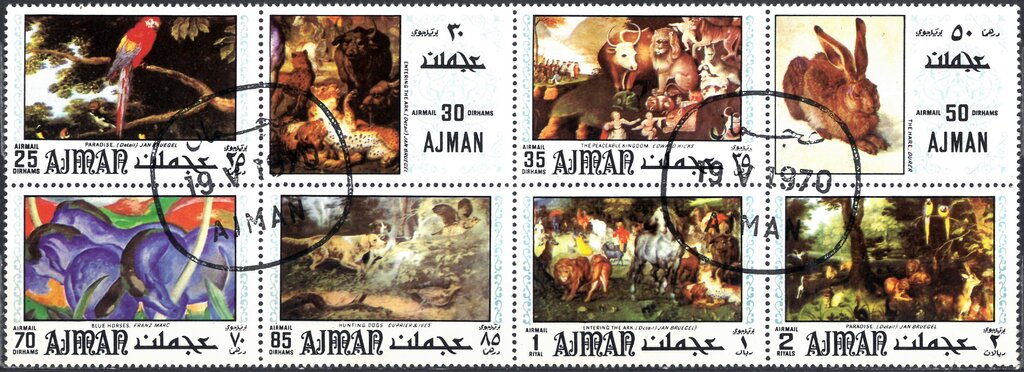

## إصدارات الألعاب الأولمبية الشتوية في سابورو (المجموعة الثانية)

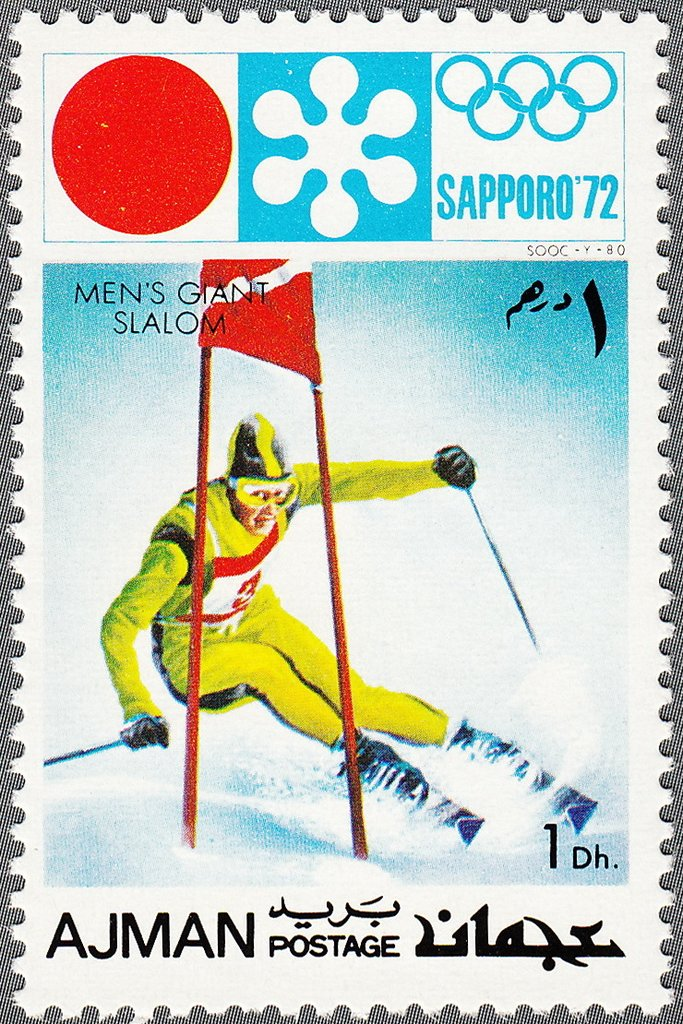
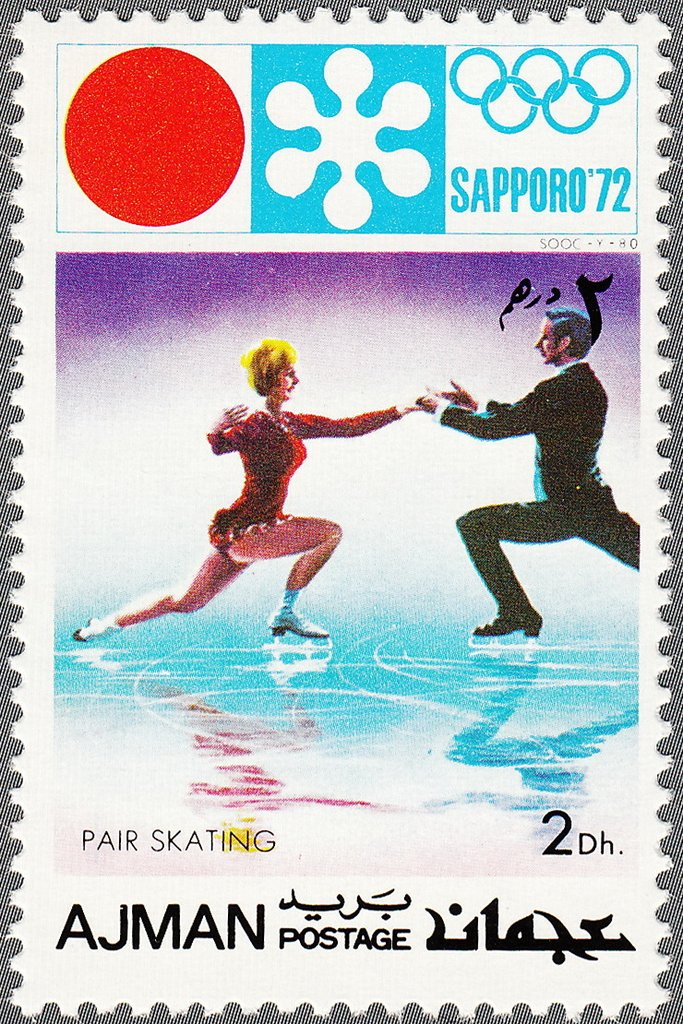
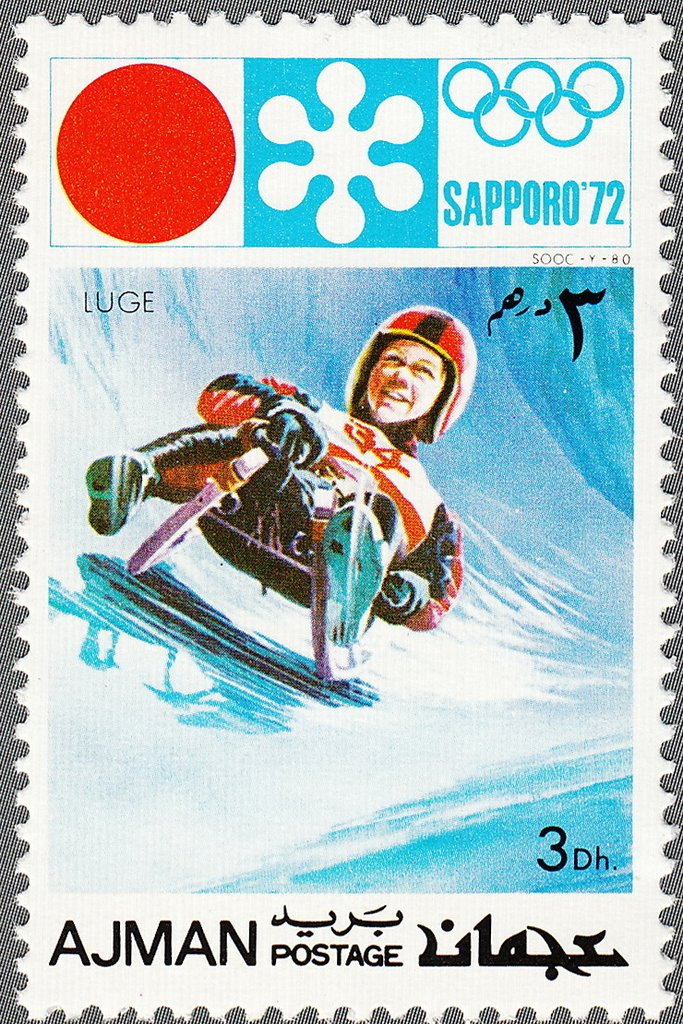
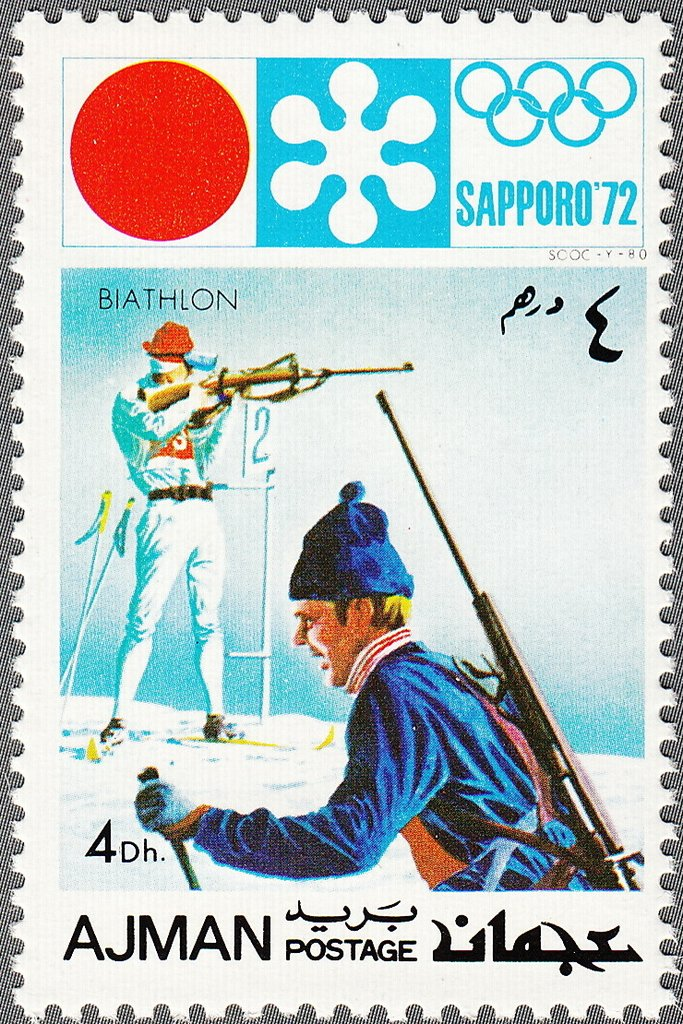
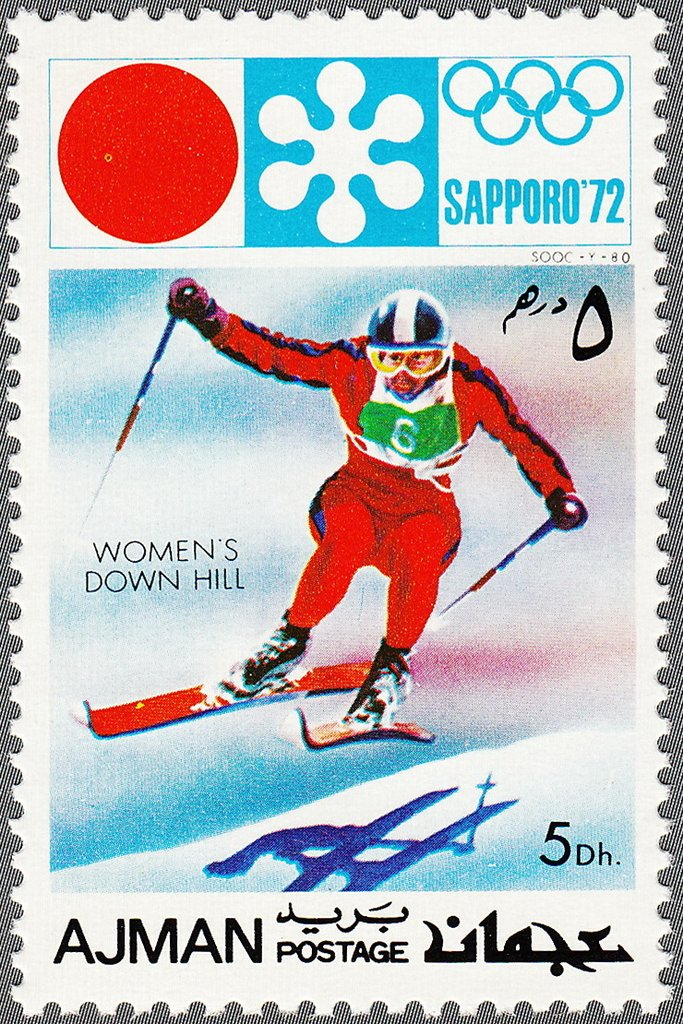
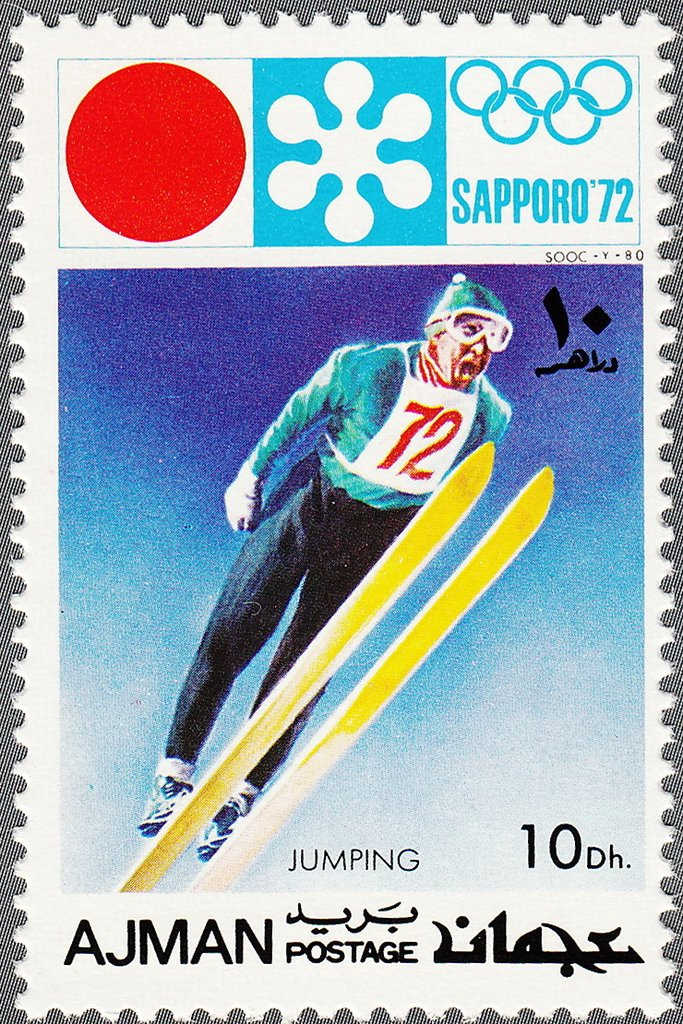
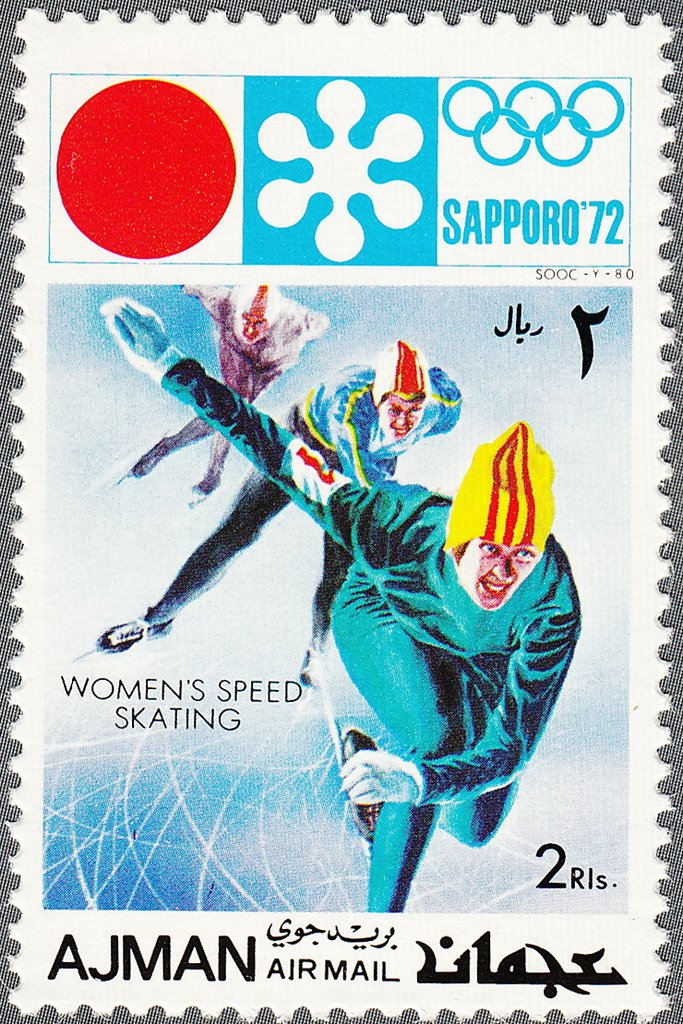
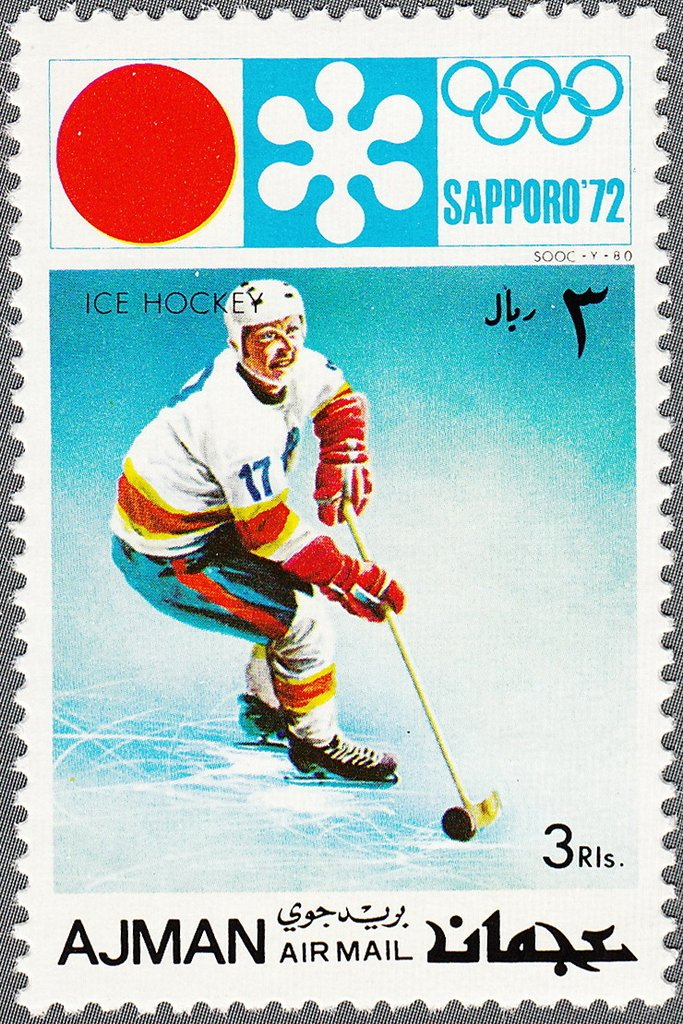

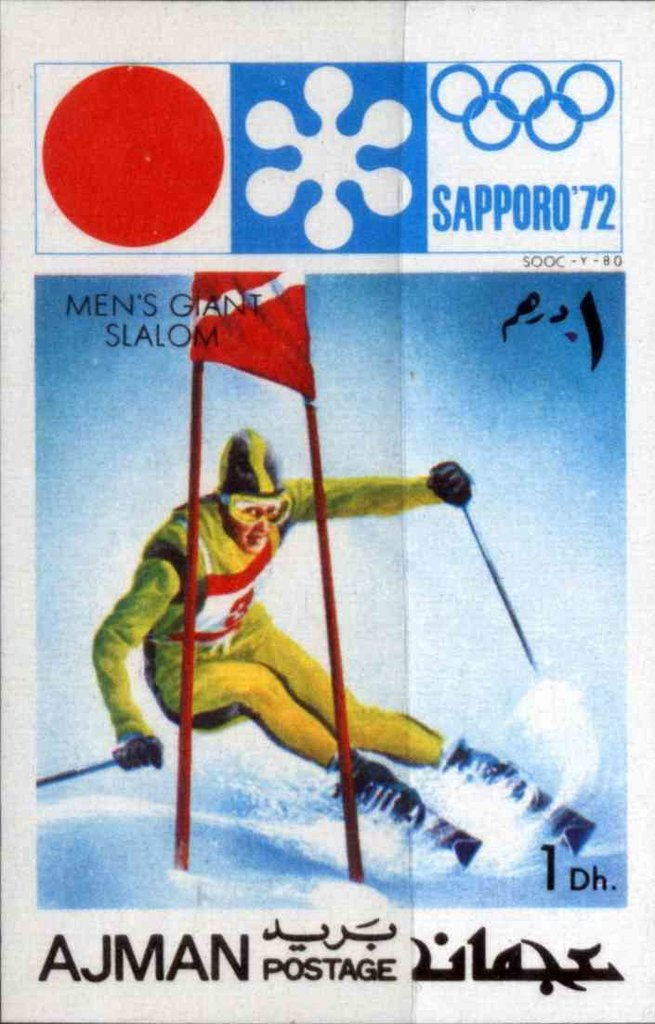
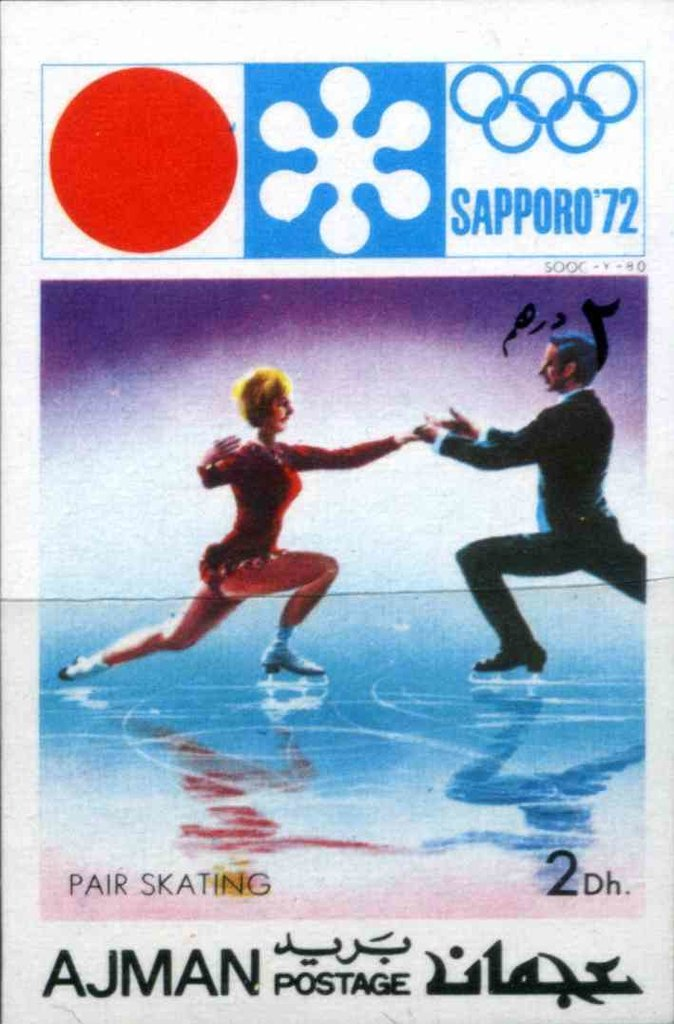
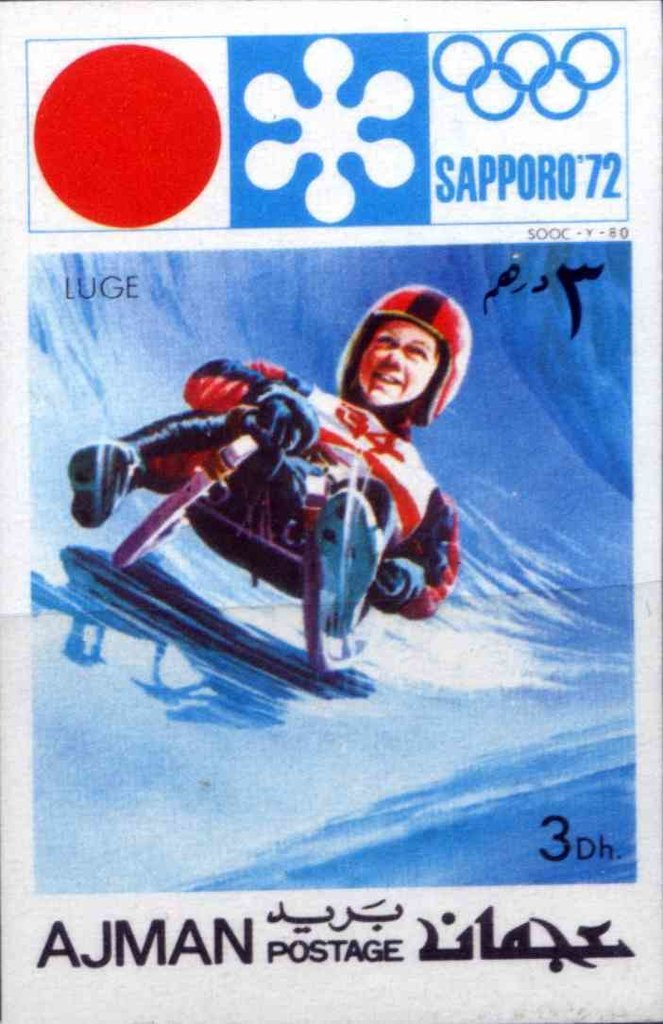
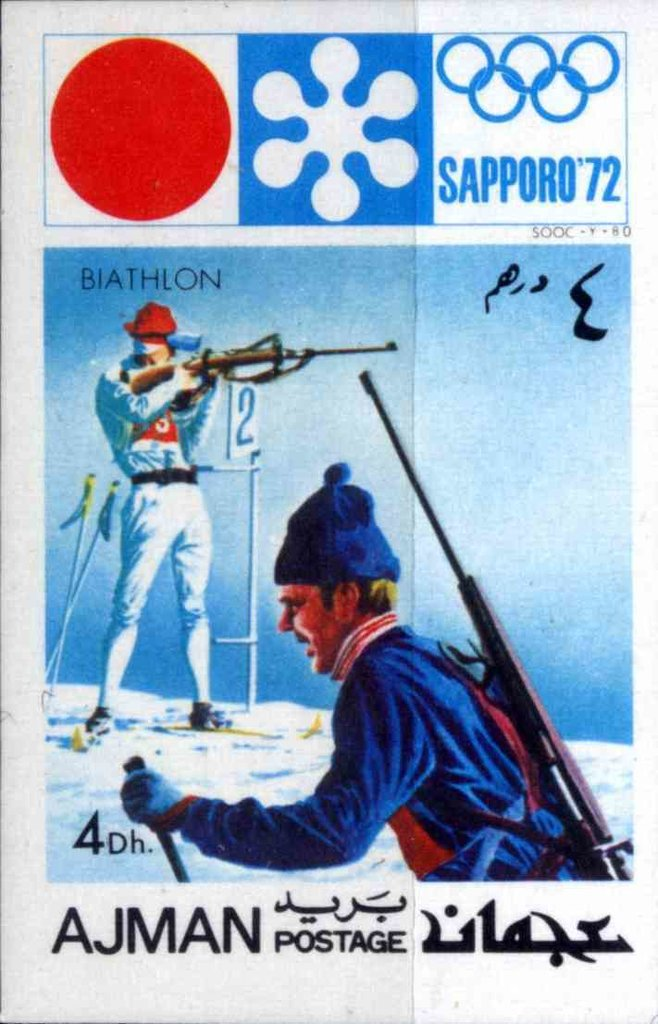
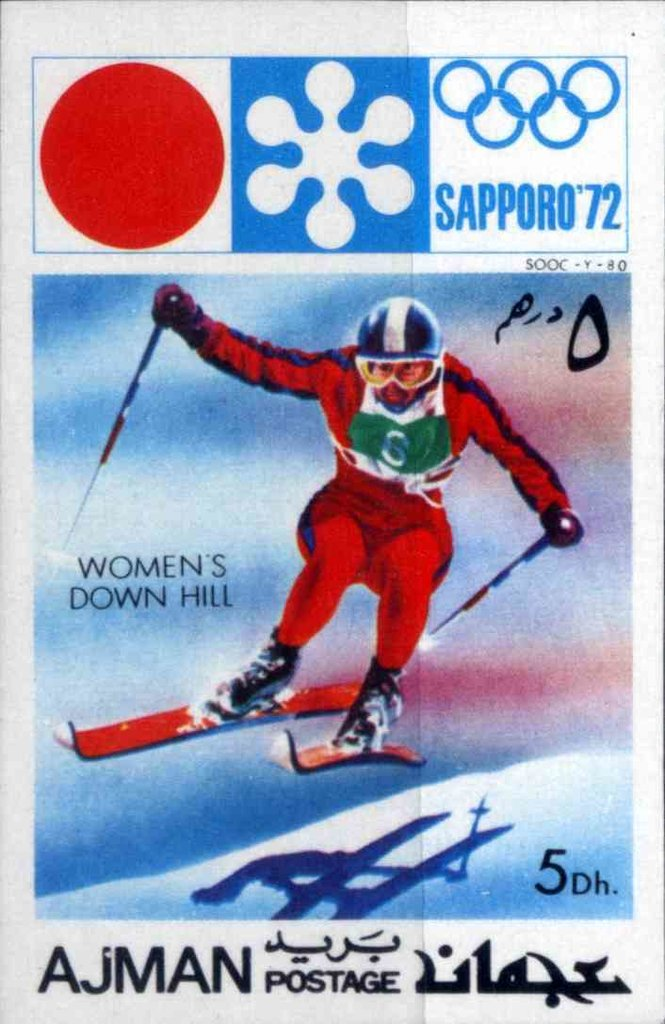
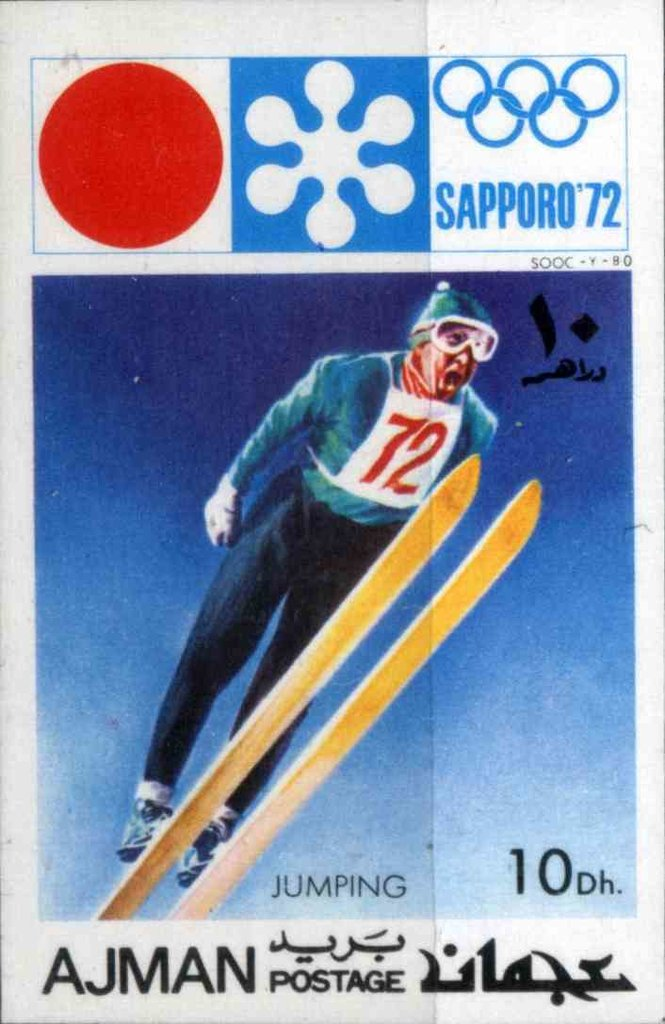
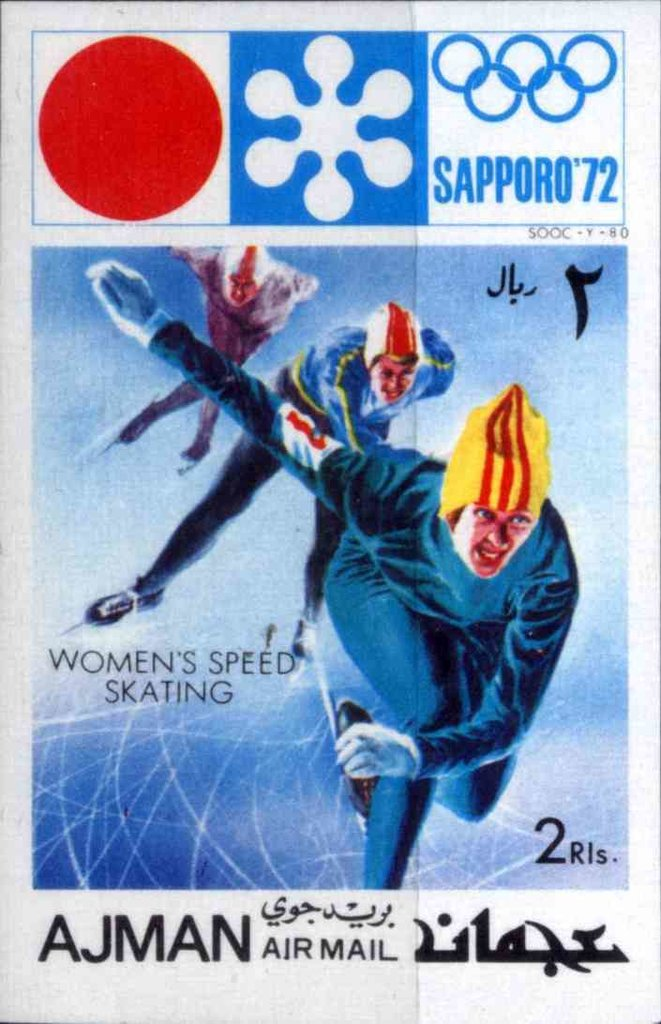
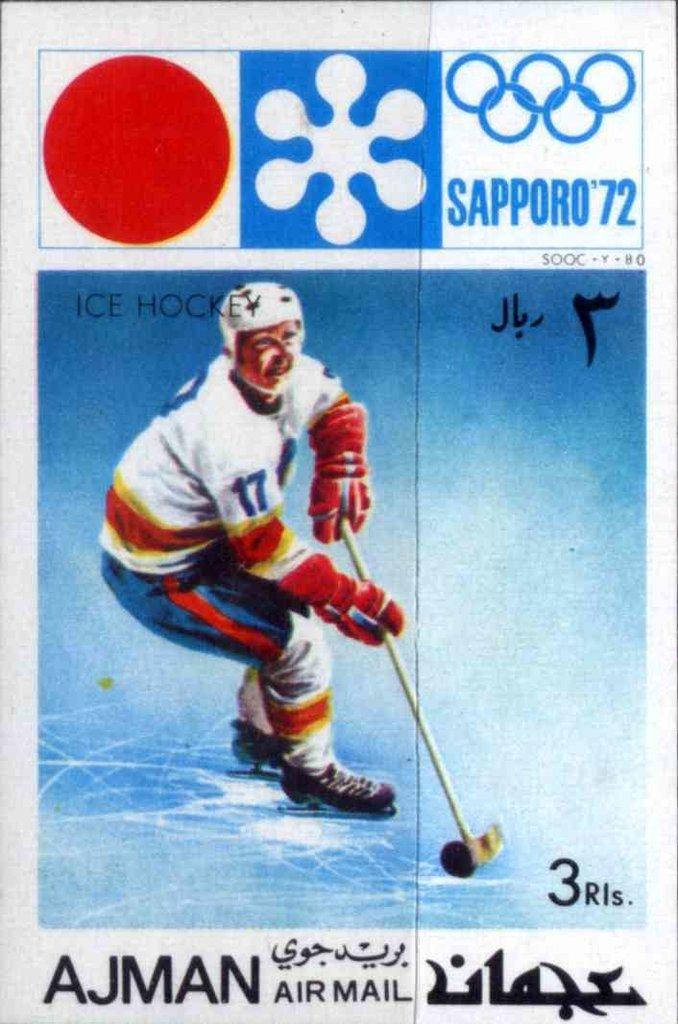

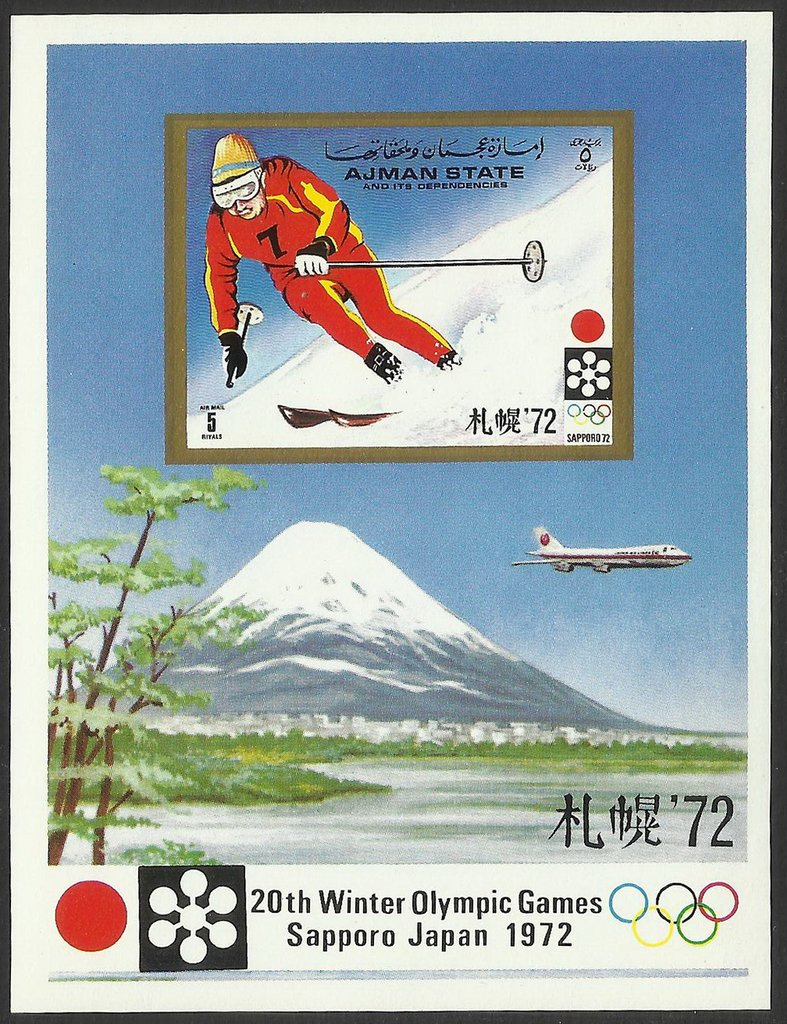

## إصدارات أبولو 15 (المجموعة الثانية)

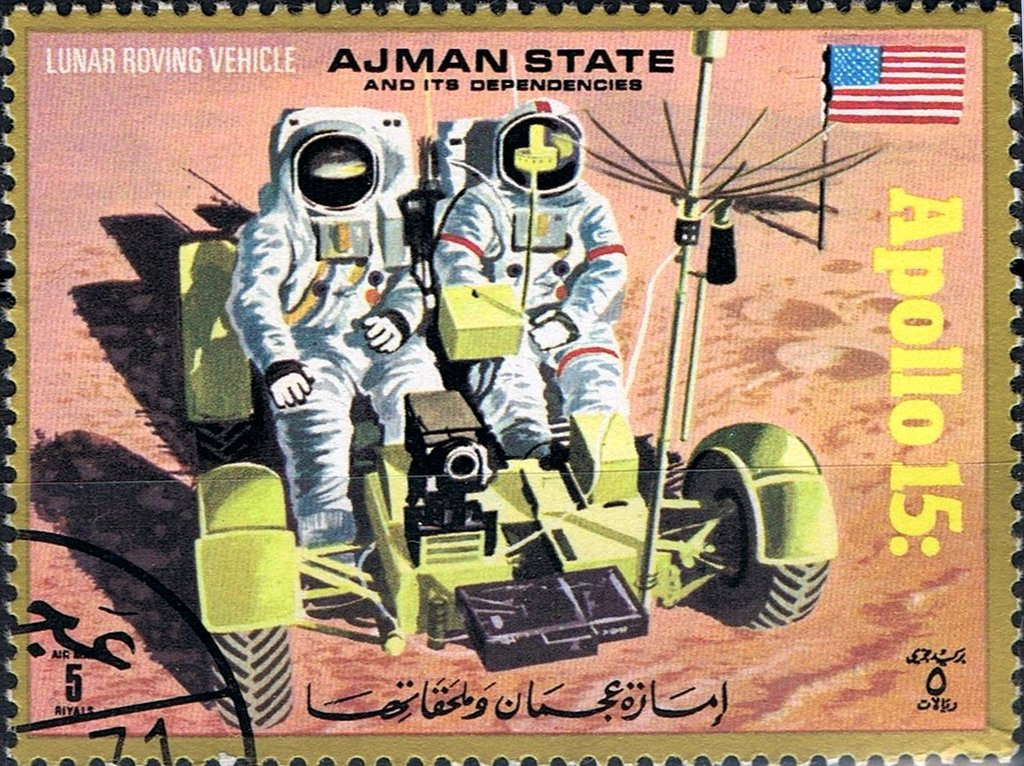

## إصدارات السيارات الألمانية

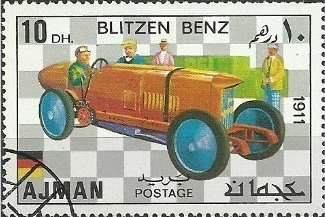
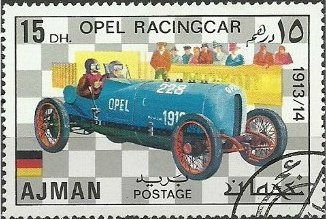
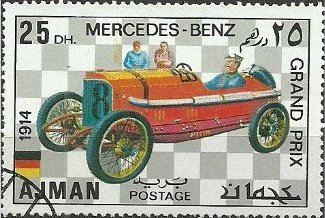
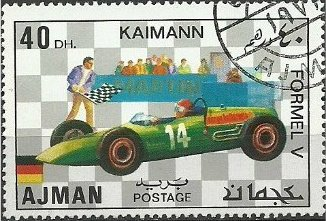
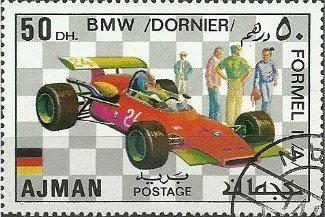
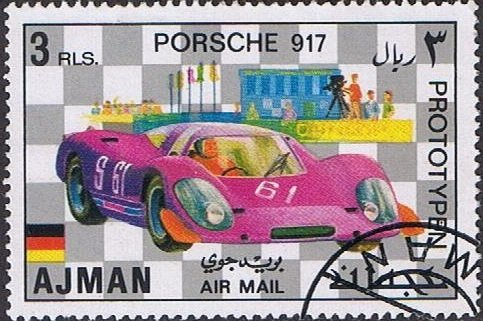

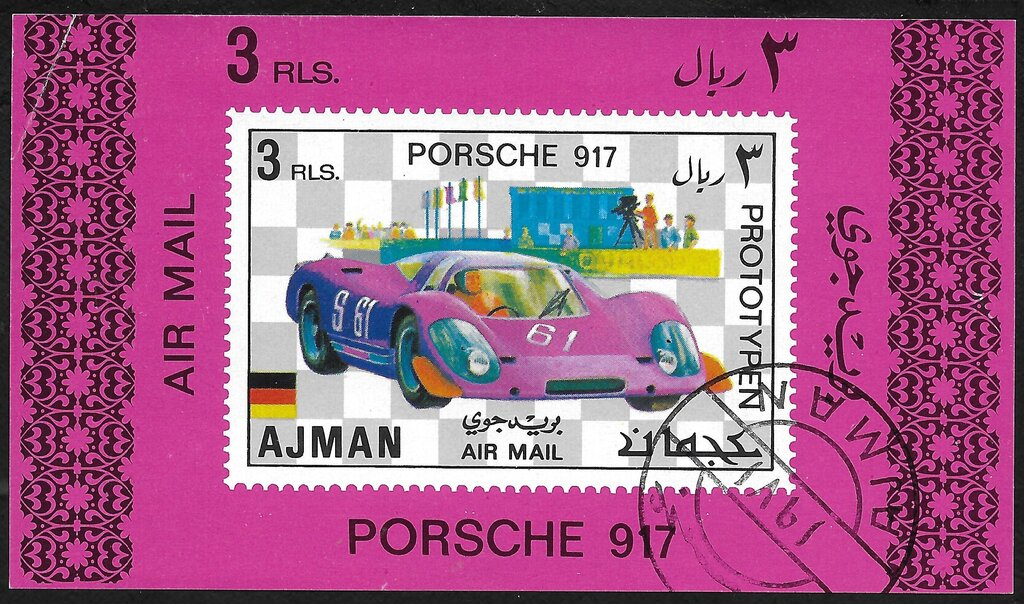
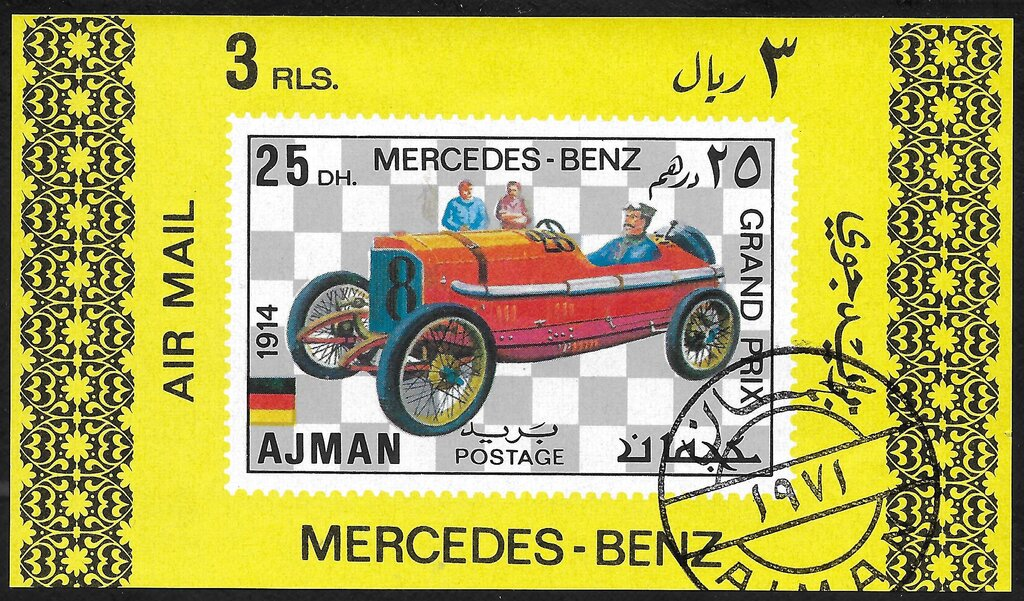
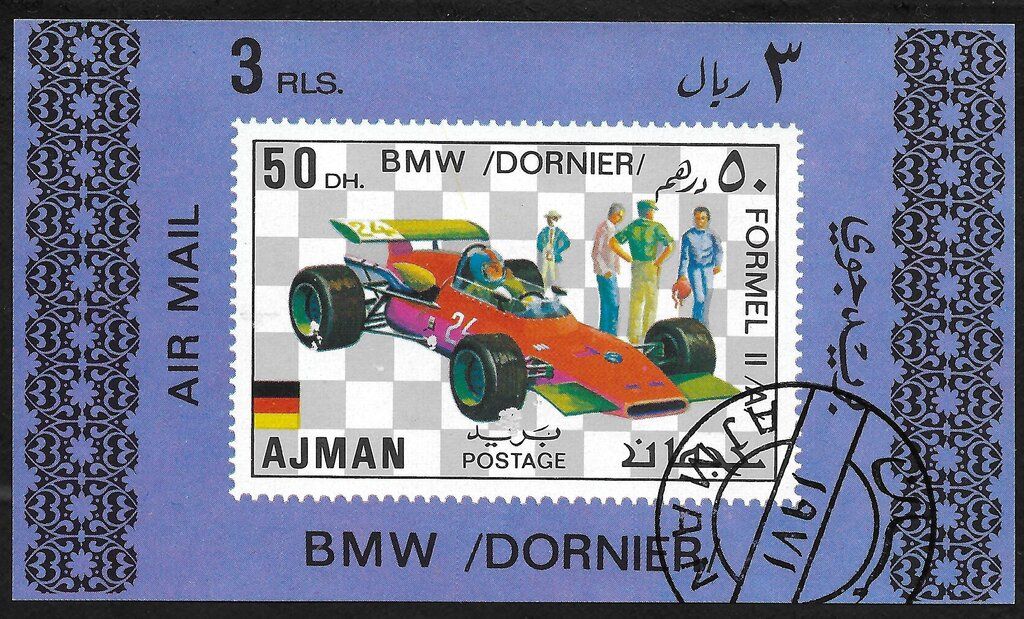
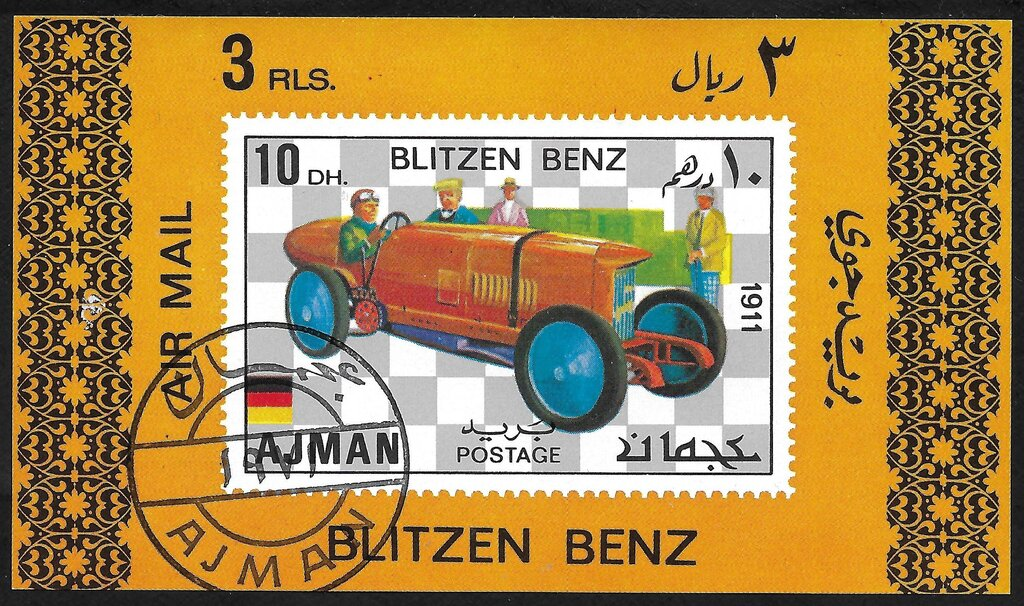
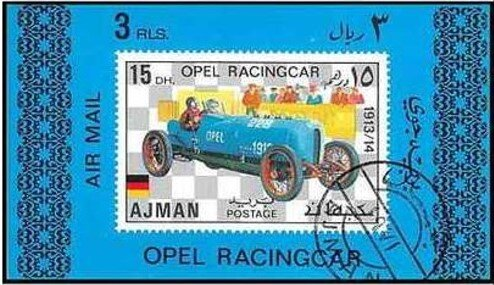
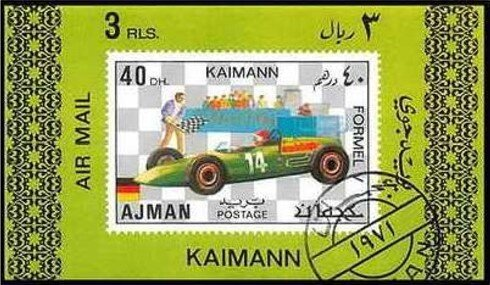

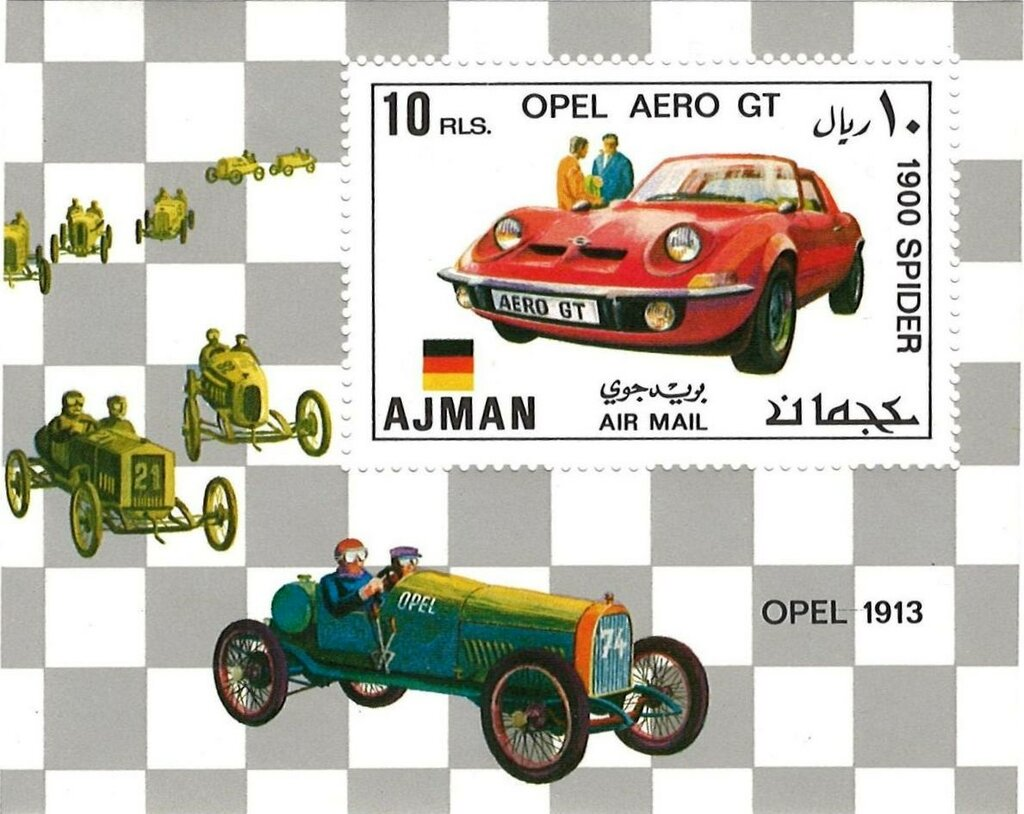
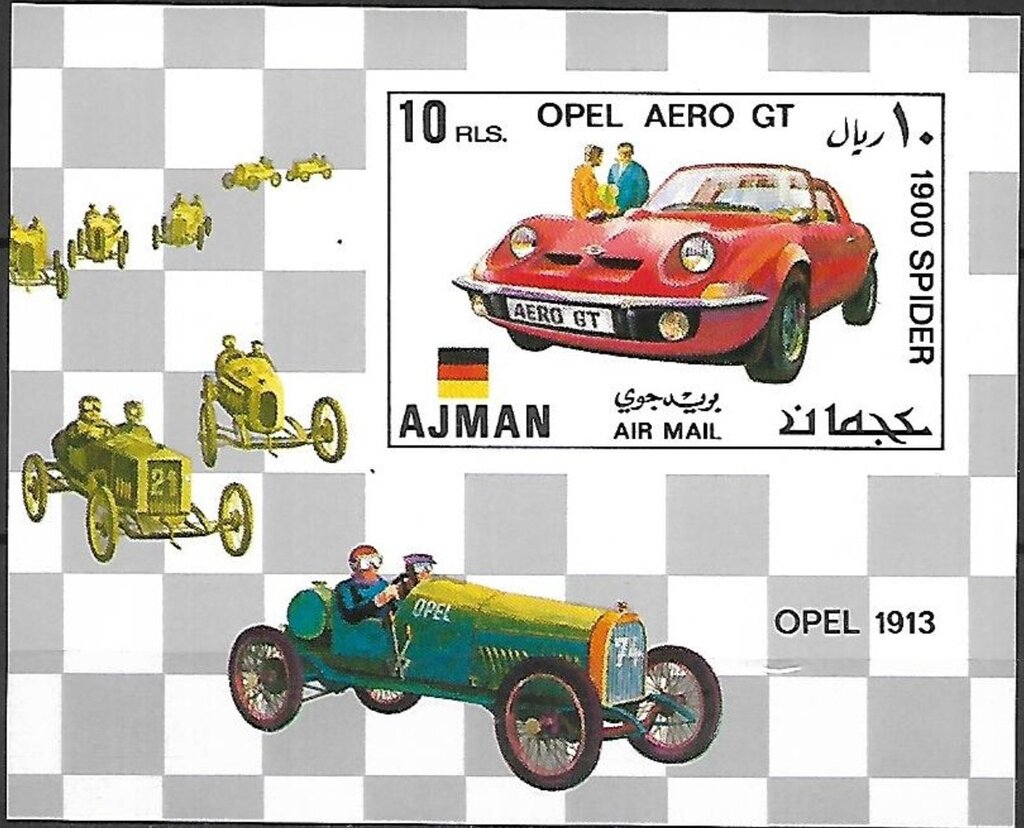
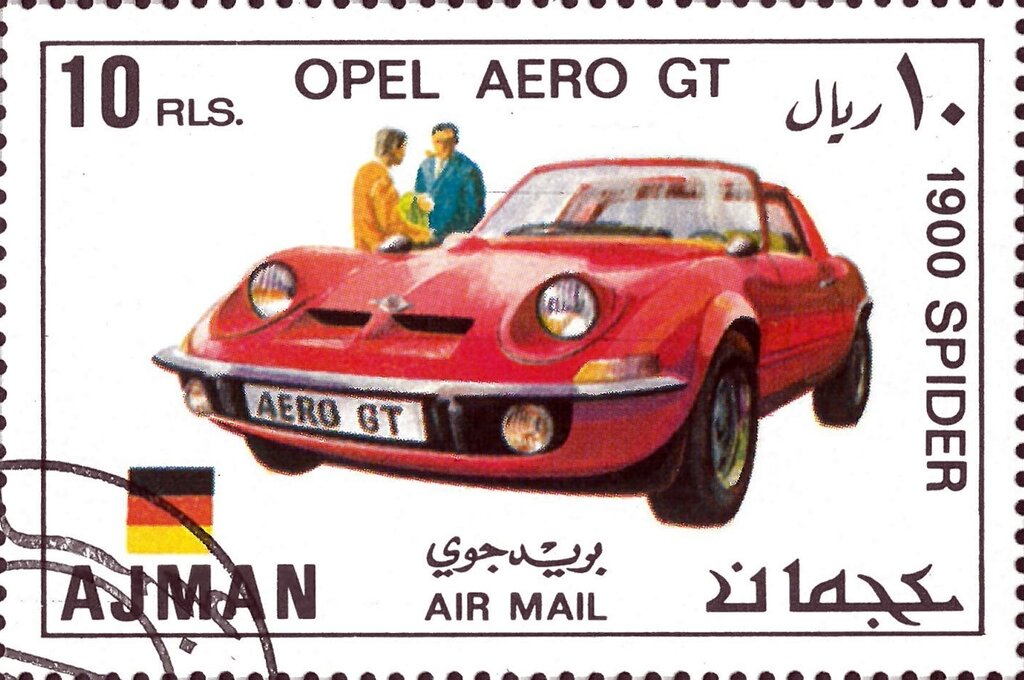

## إصدارات شارل ديغول

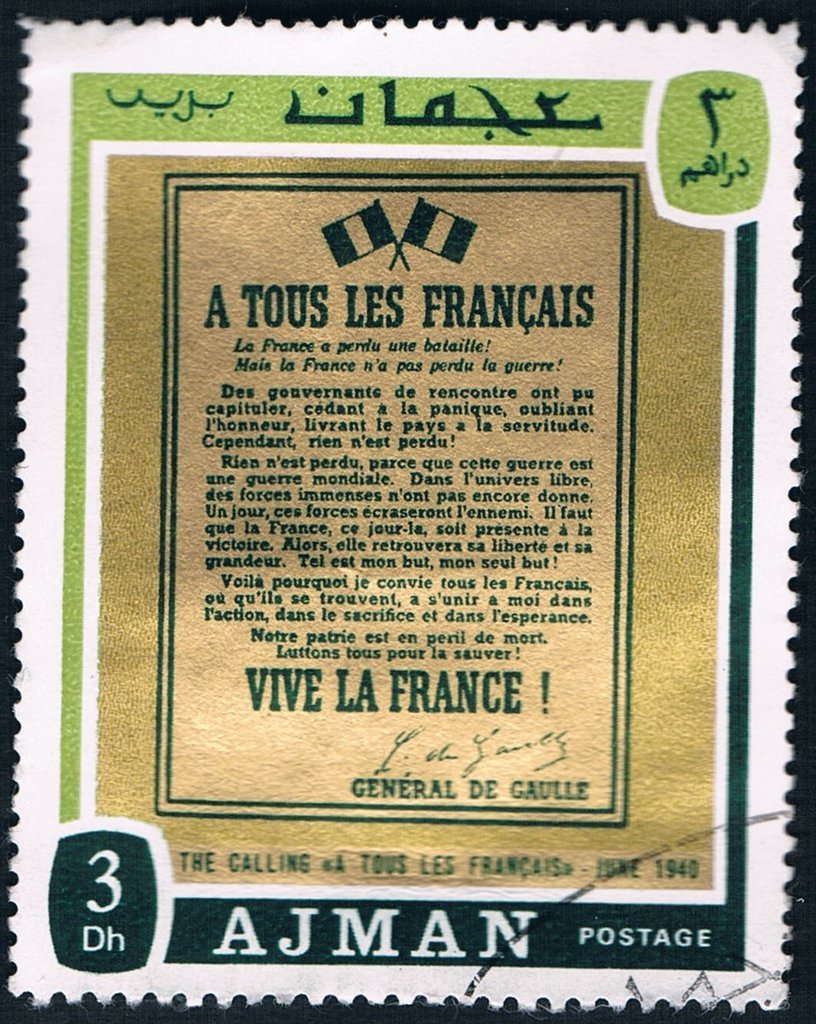
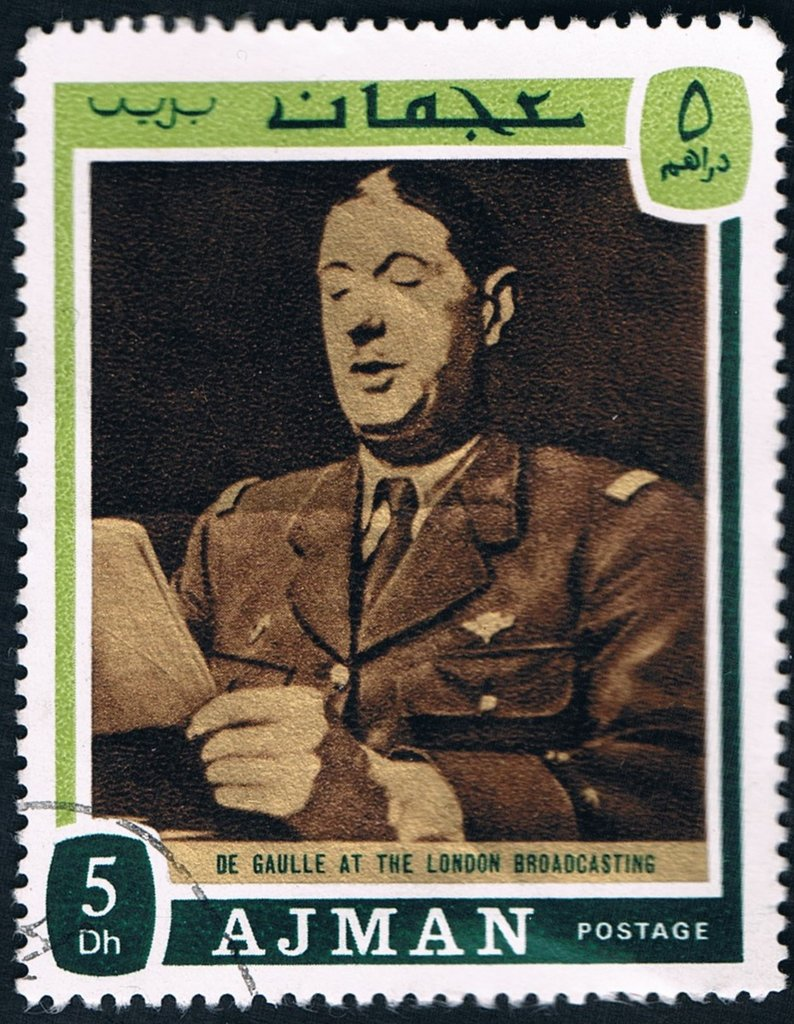
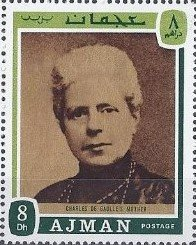
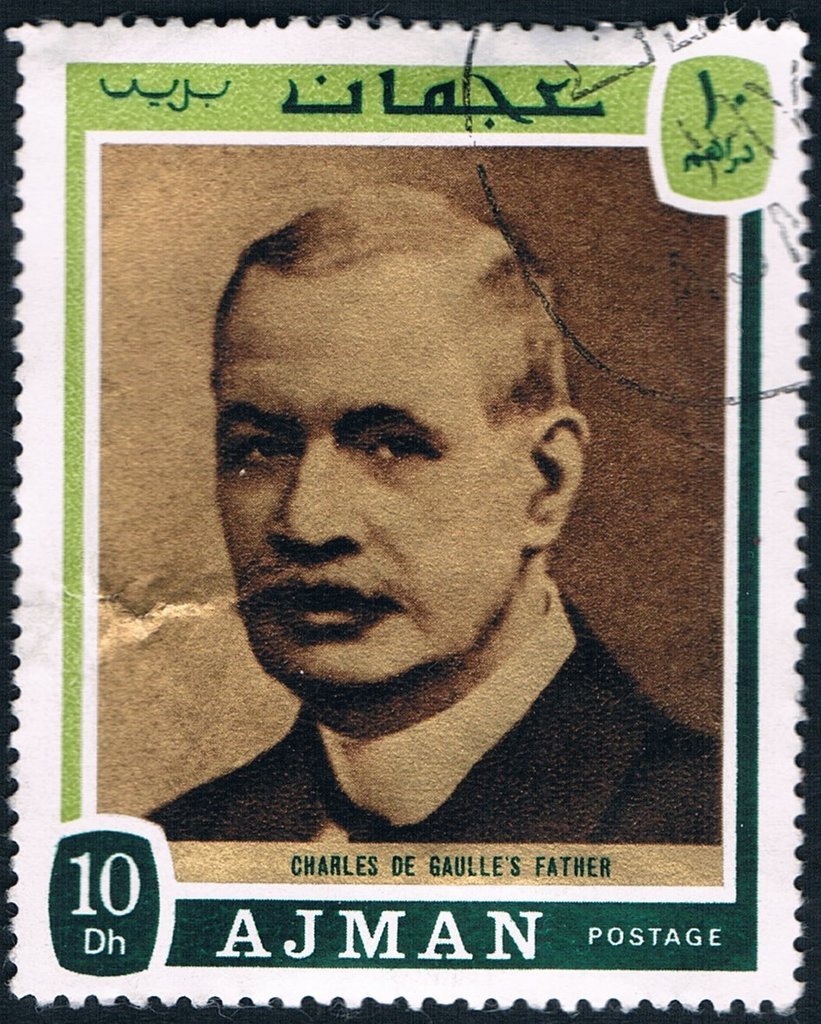
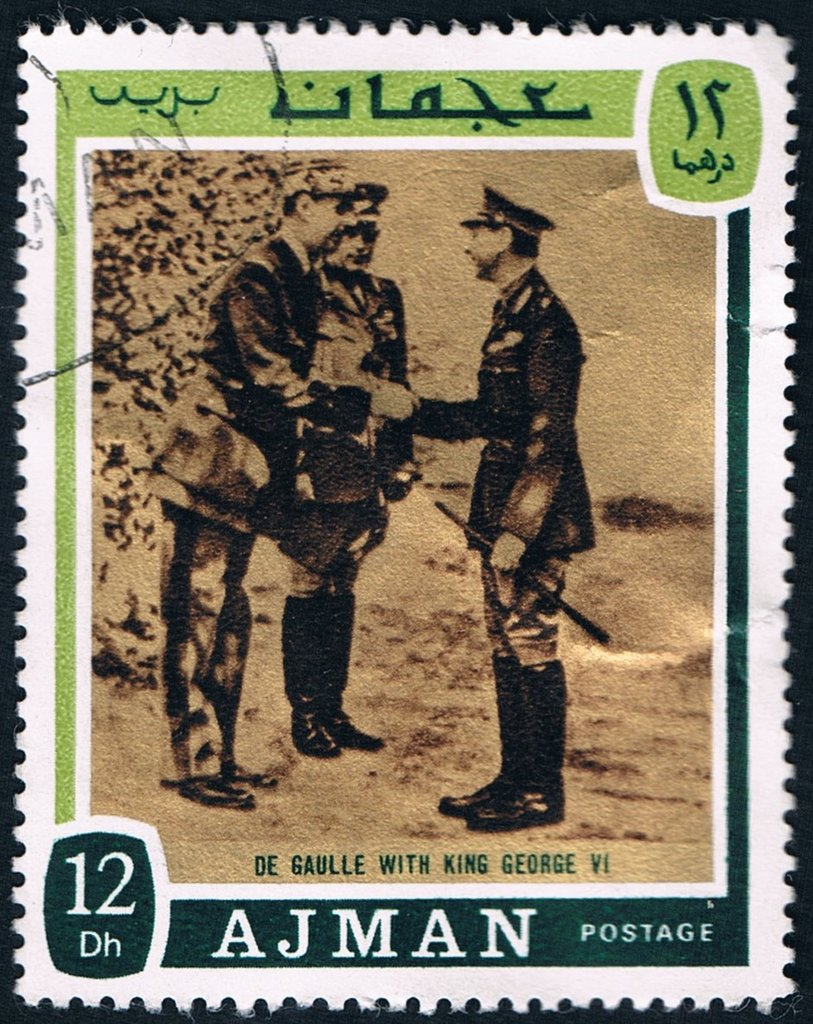
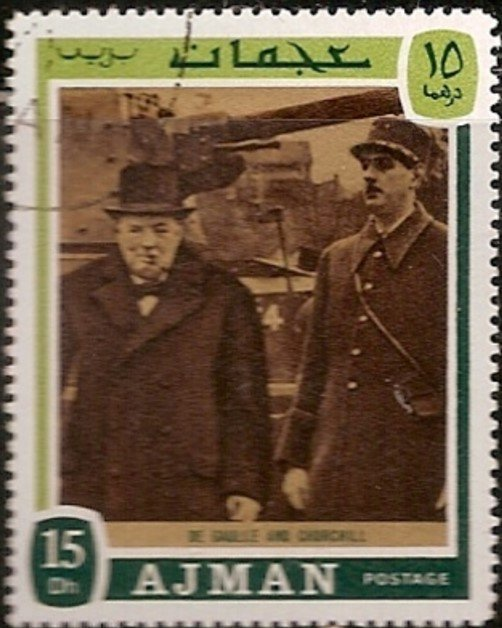
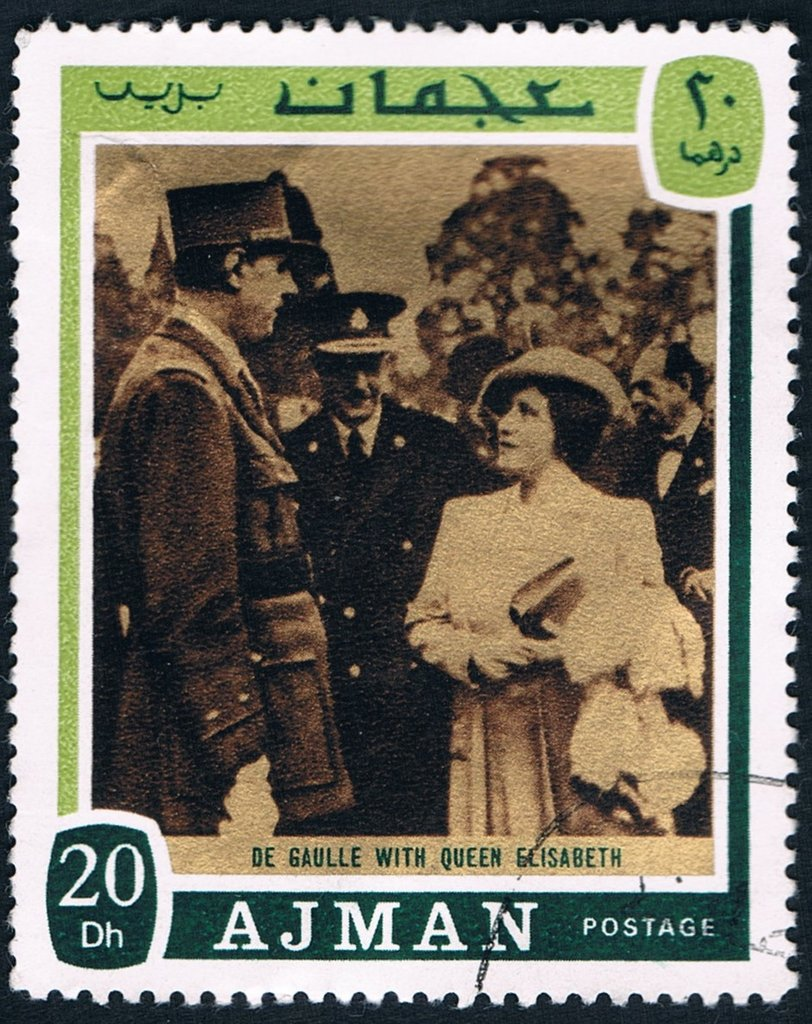
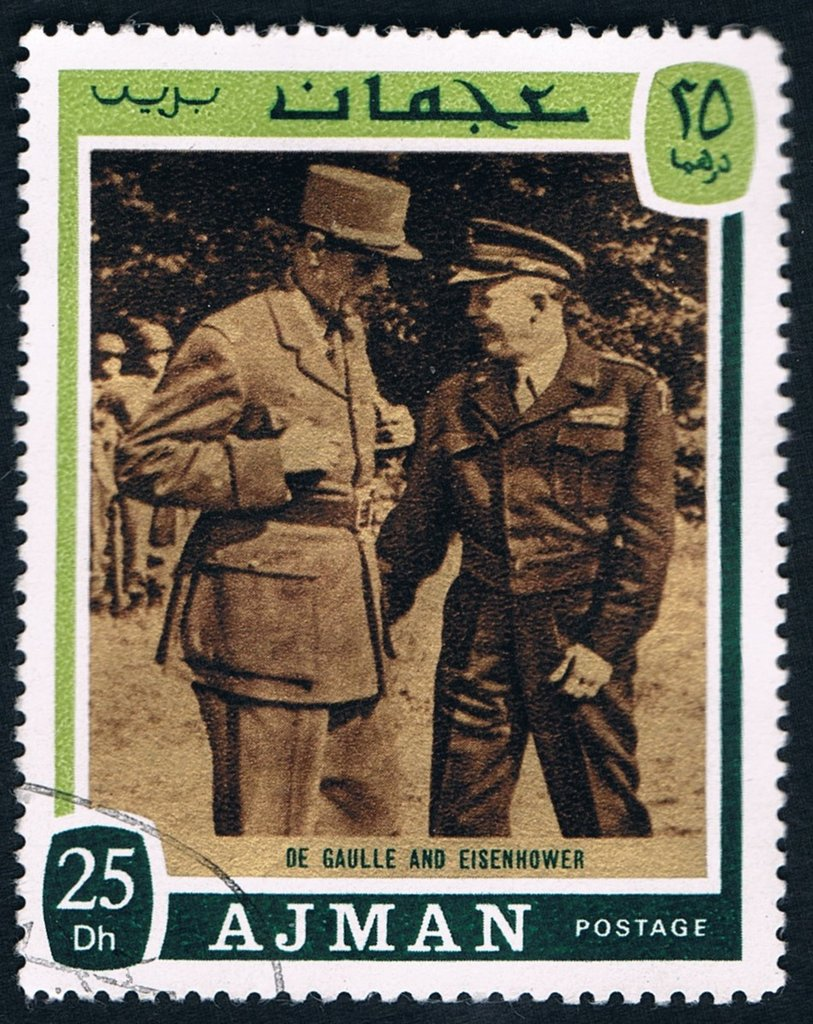
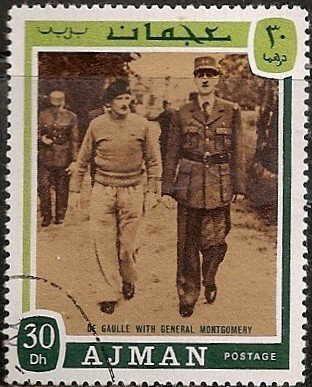
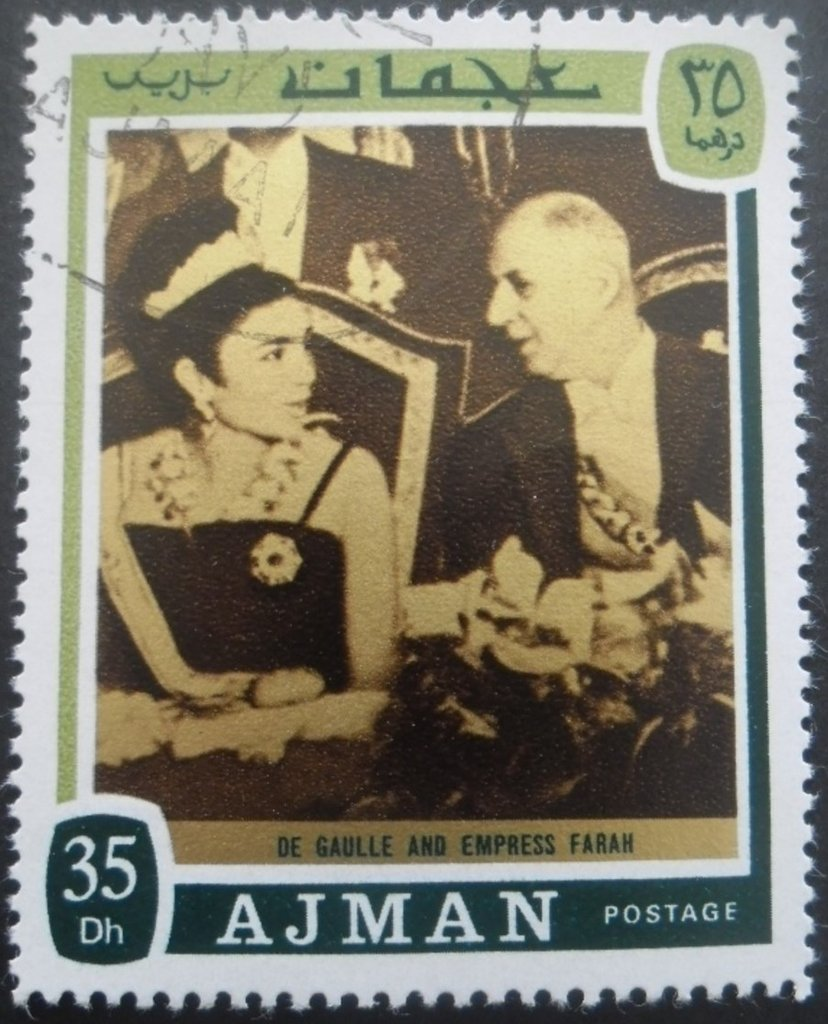
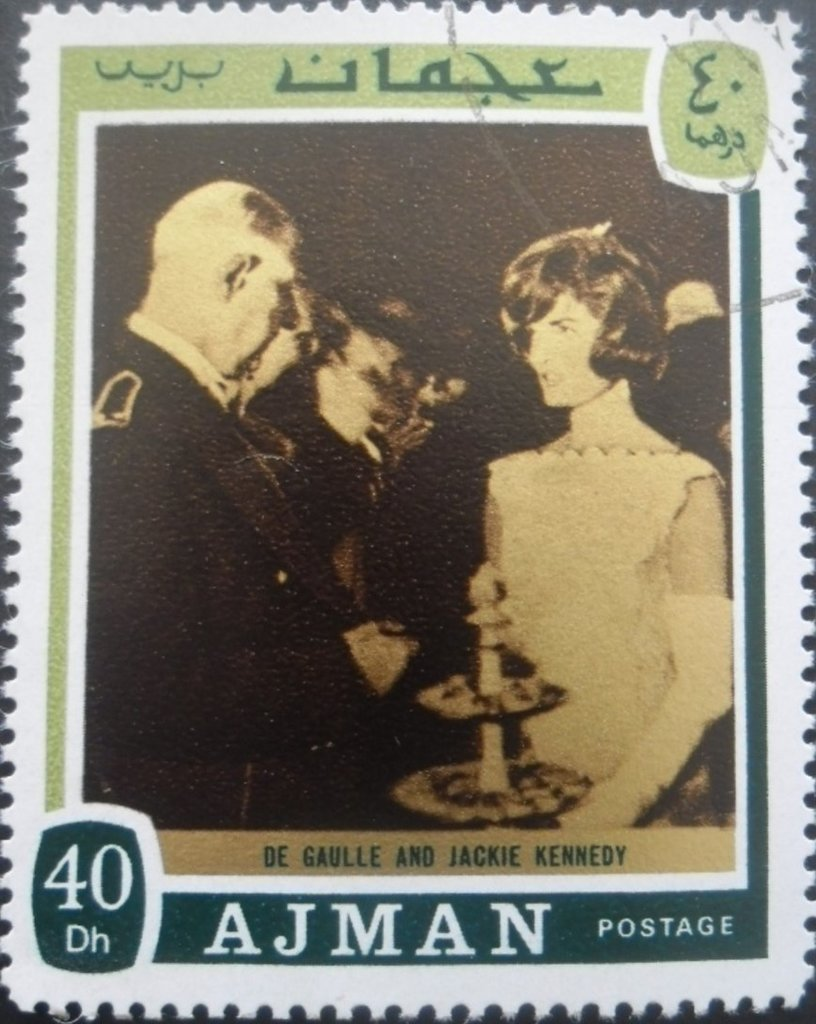
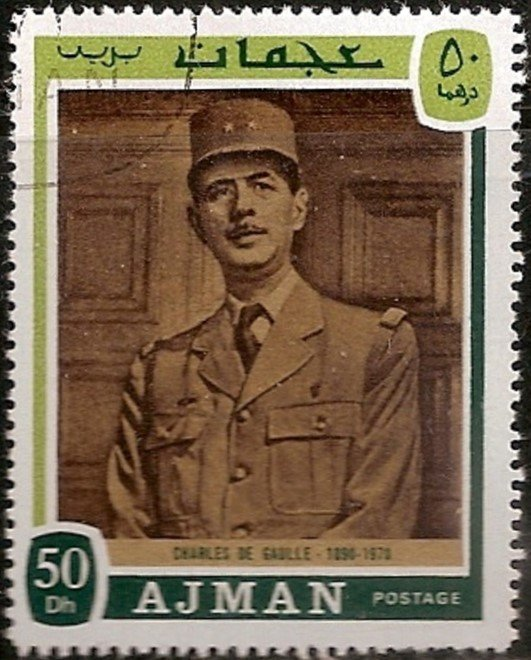
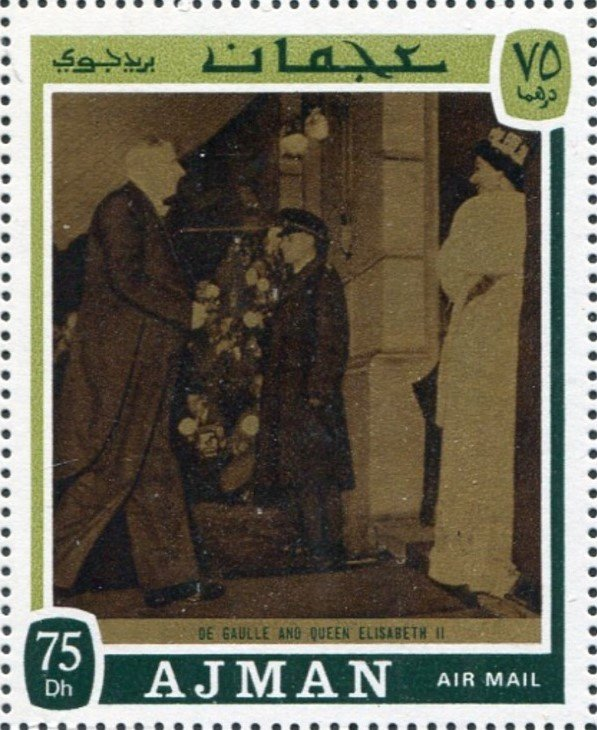
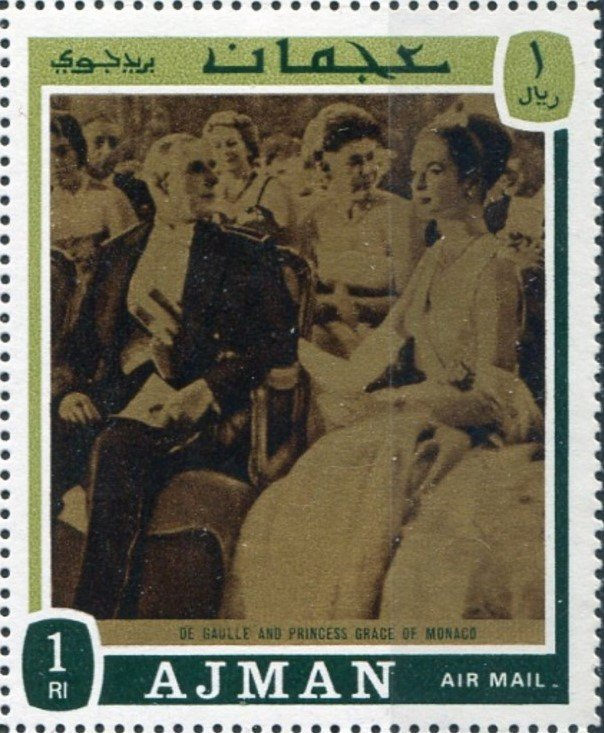
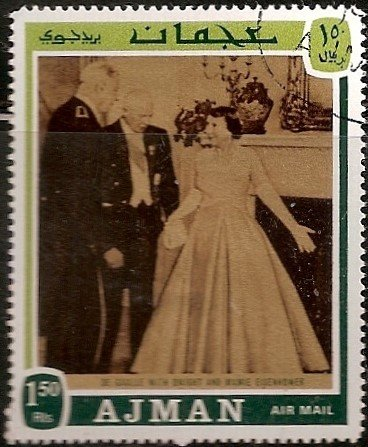
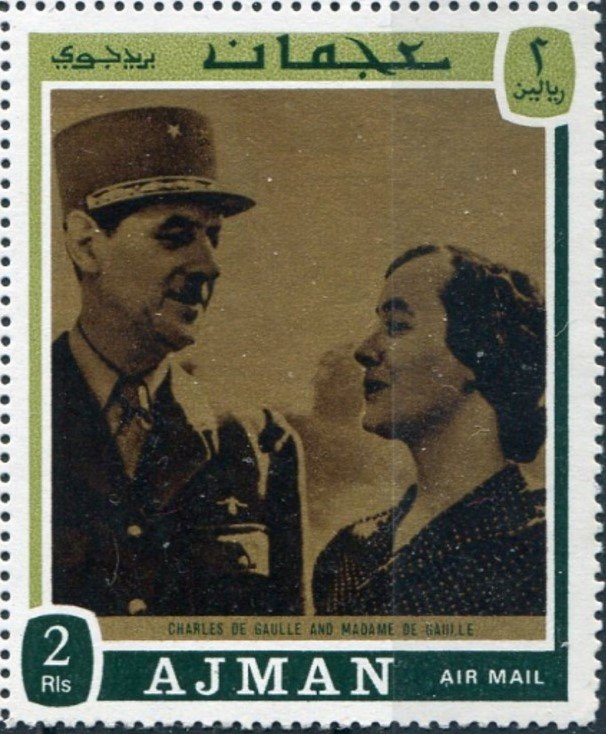
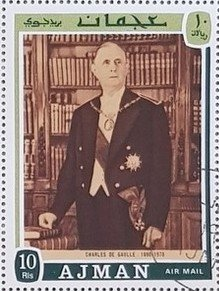

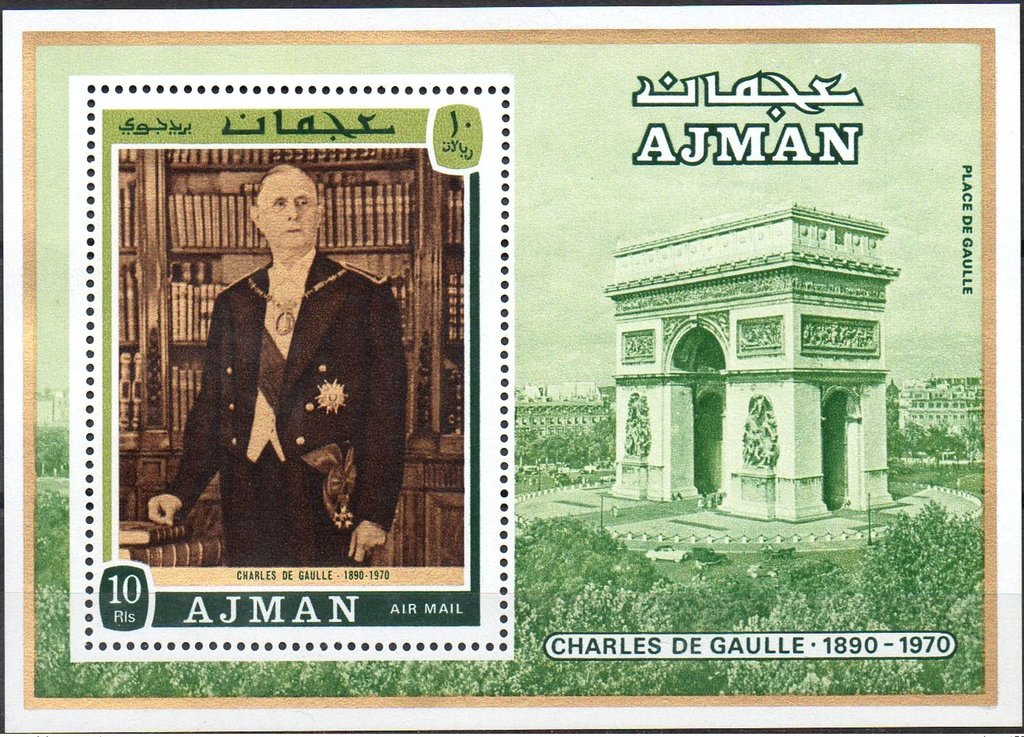

## إصدارات الطوابع الموشحة بشعار الروتاري الدولي

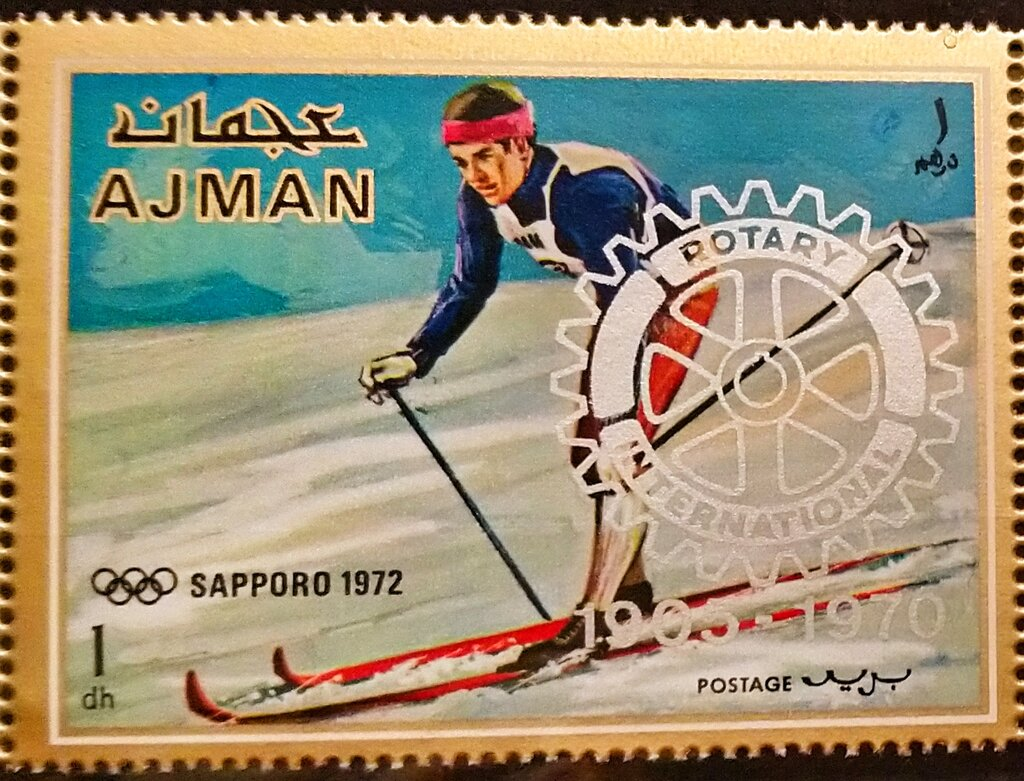
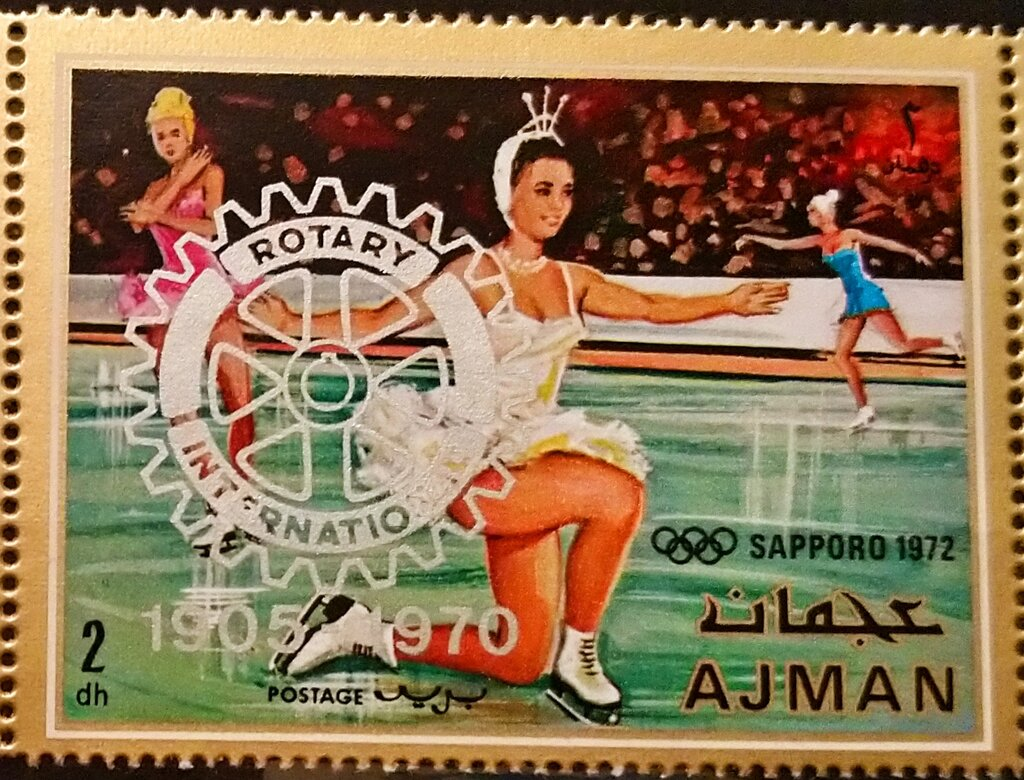
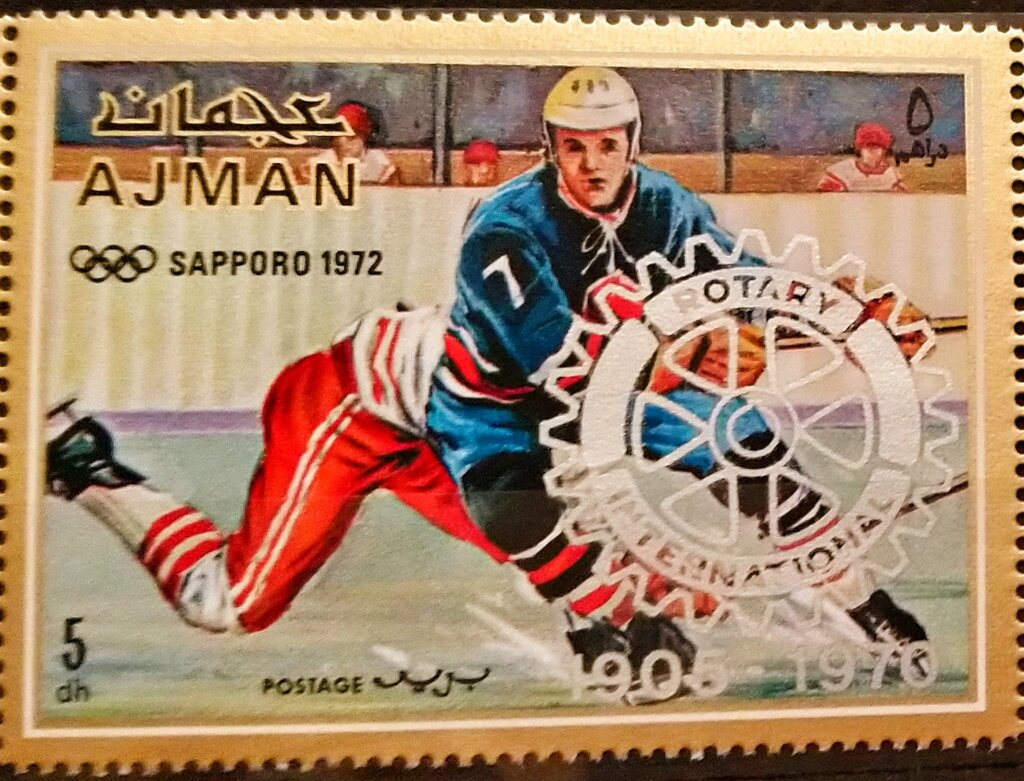
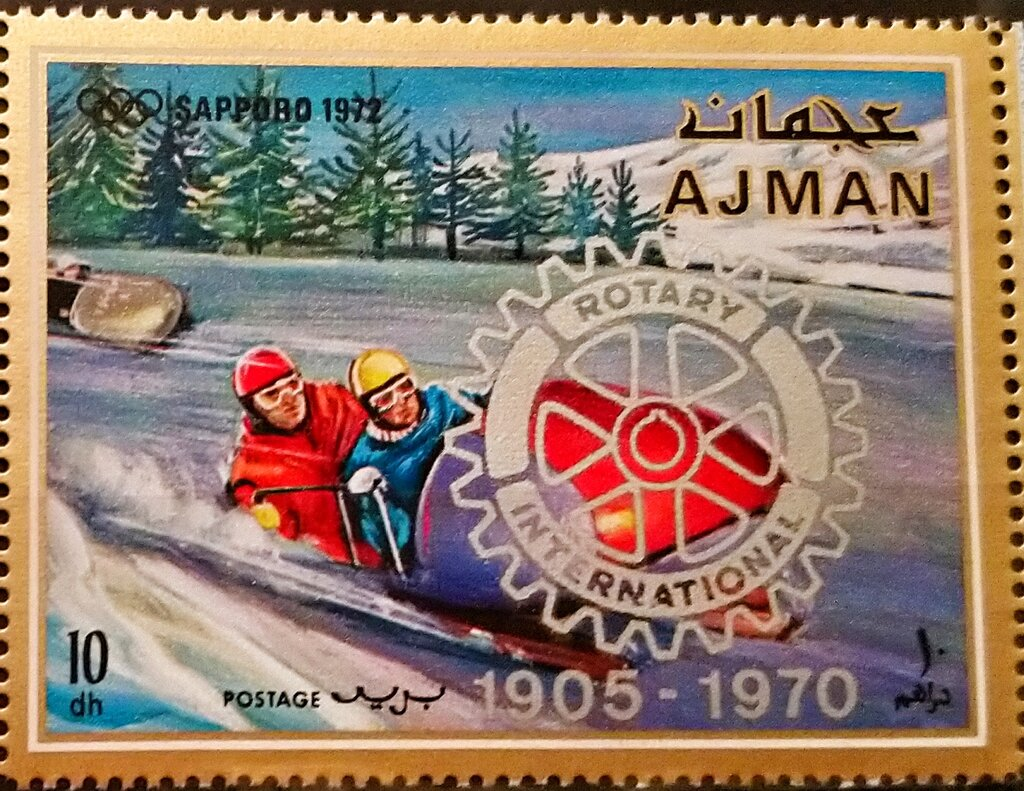
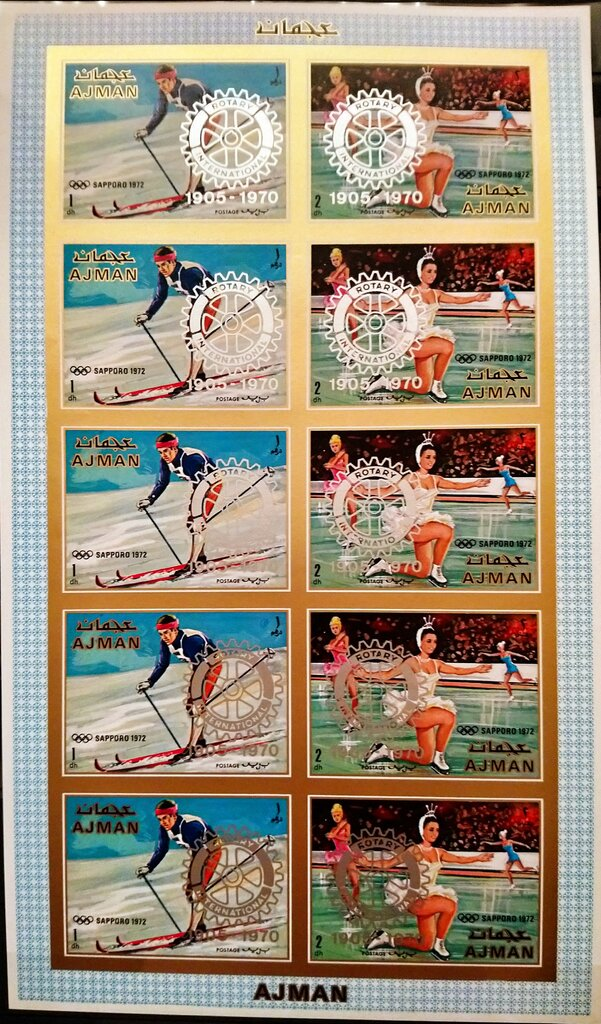
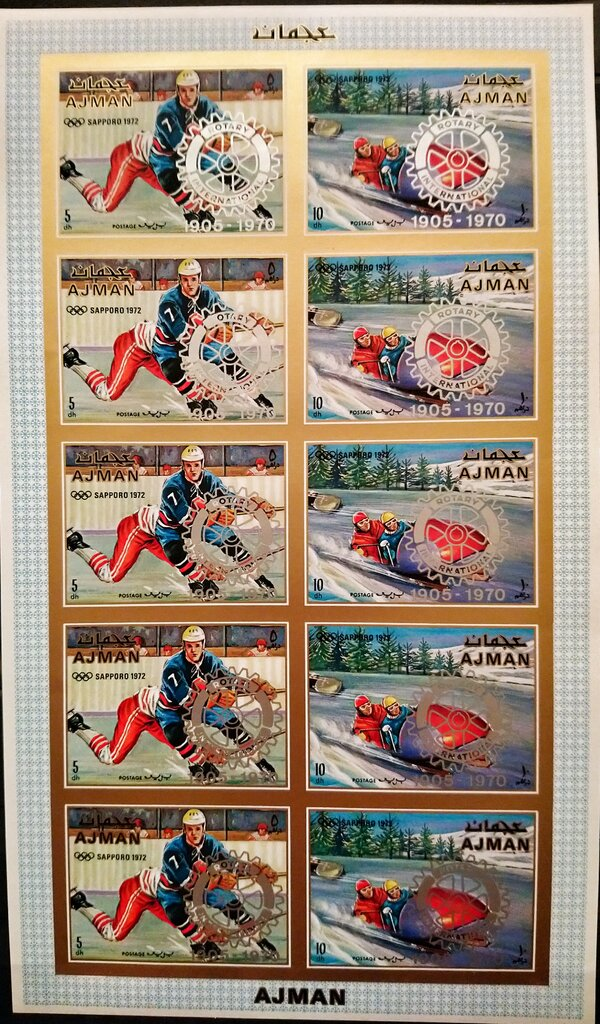
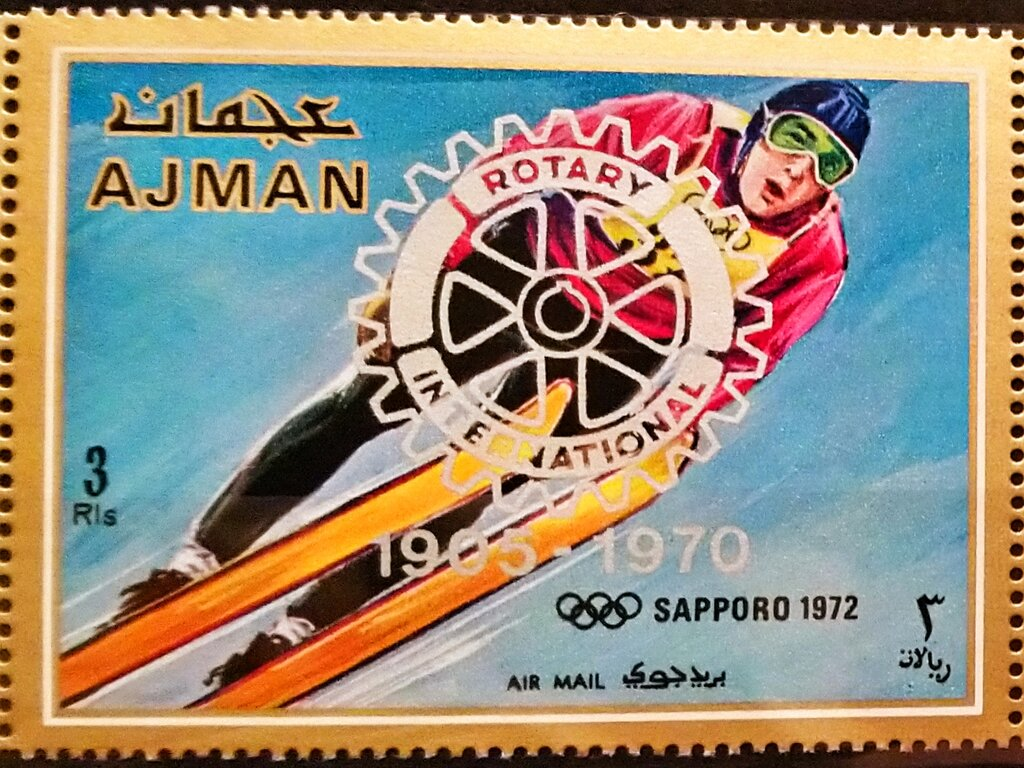
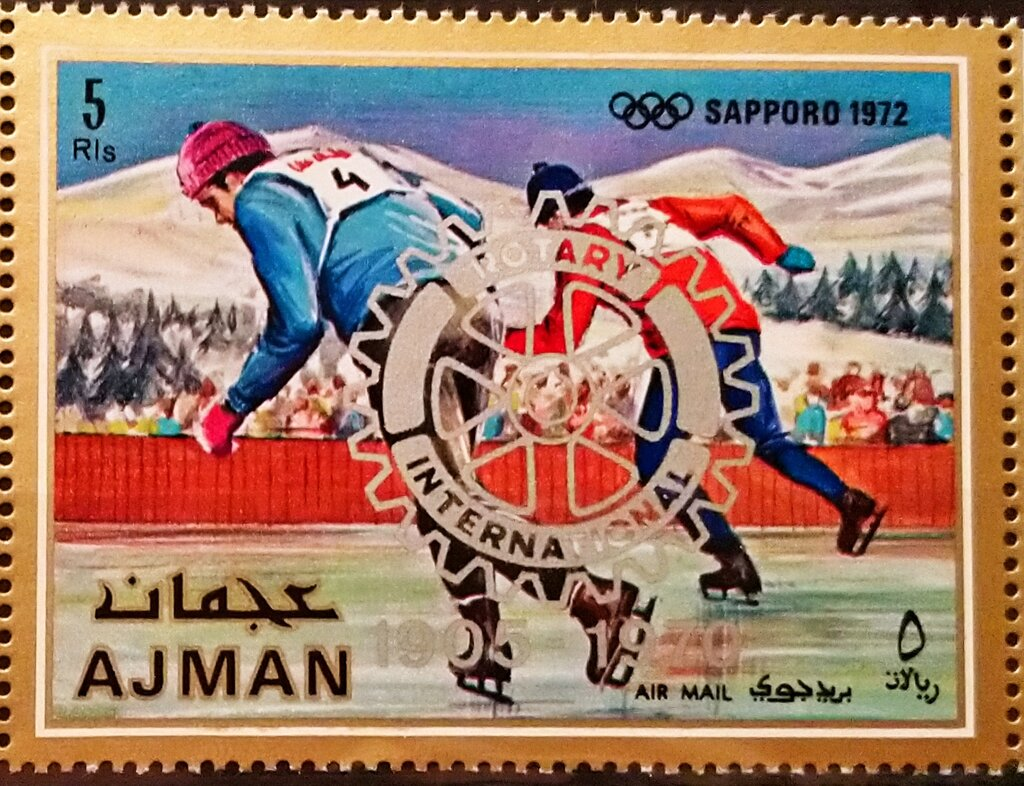
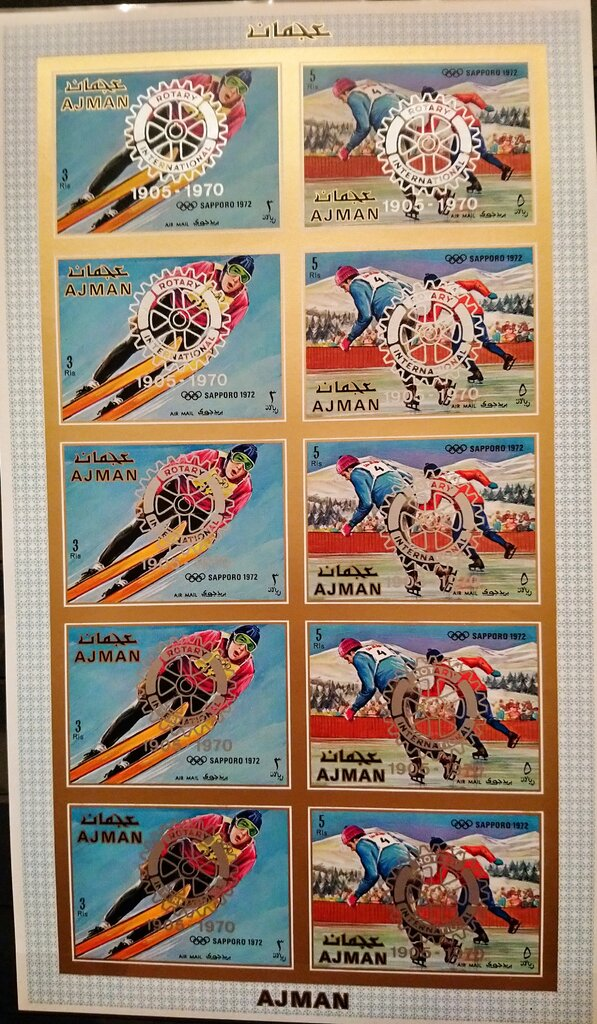
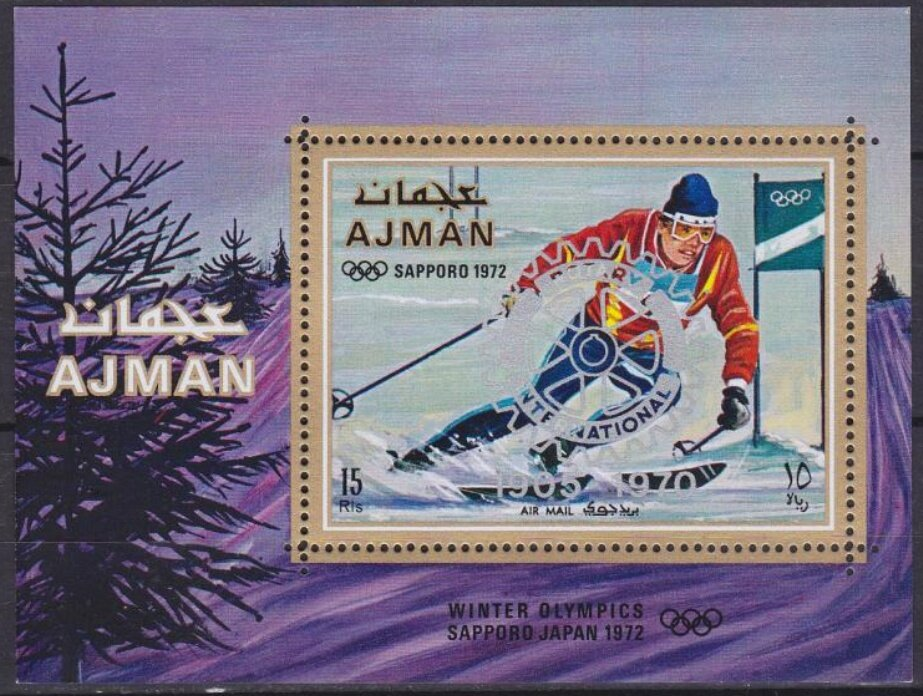
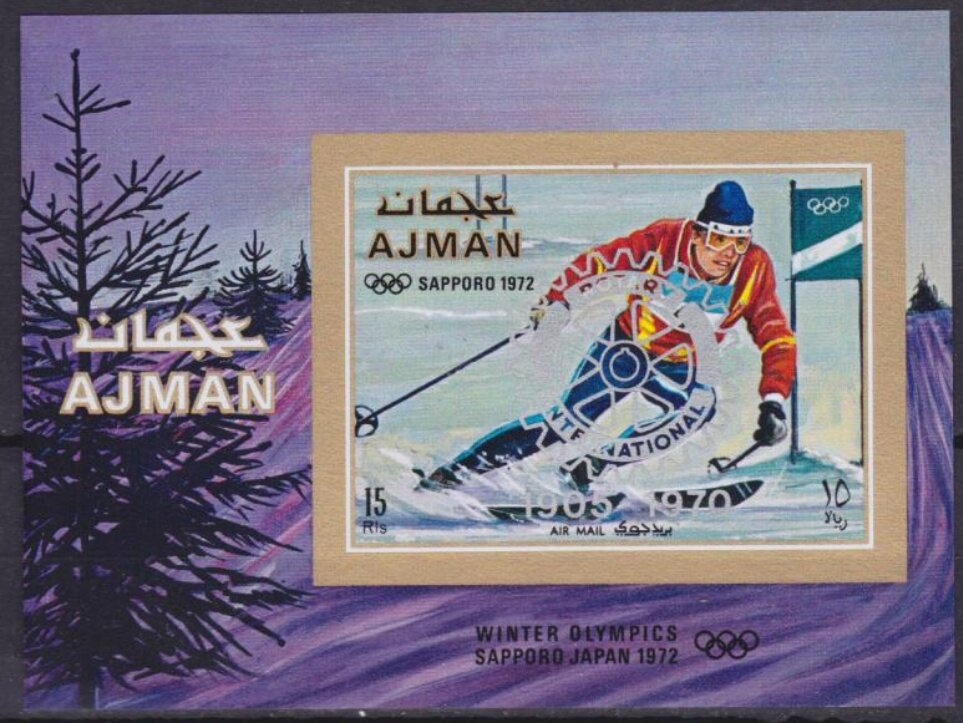

## إصدارات لوحات نابليون

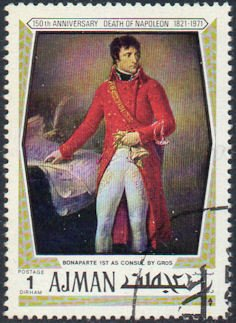
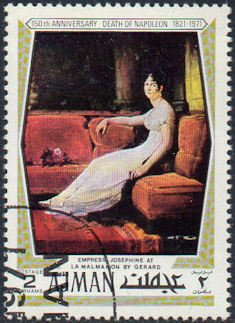
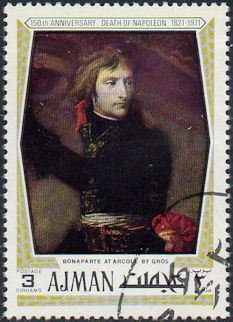
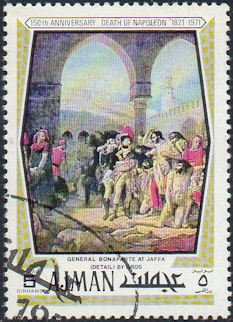
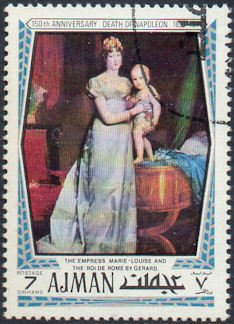
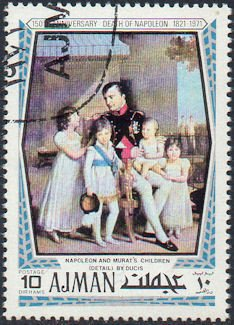
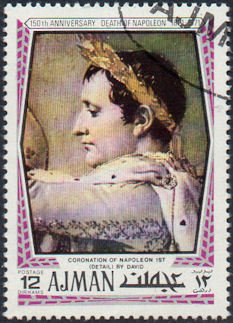
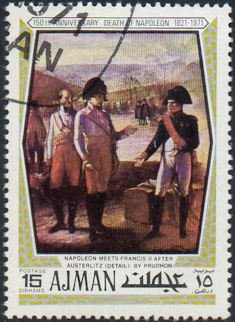
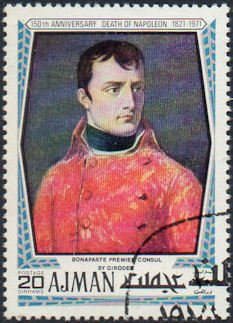
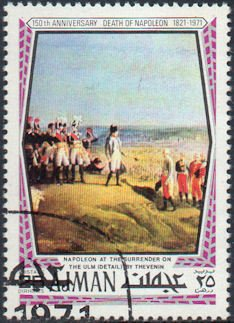
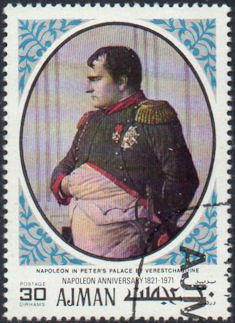
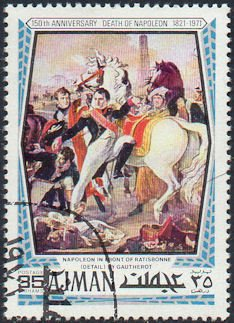
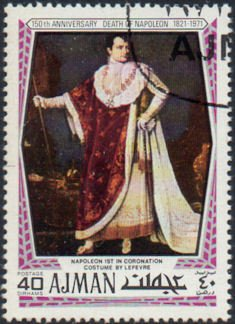
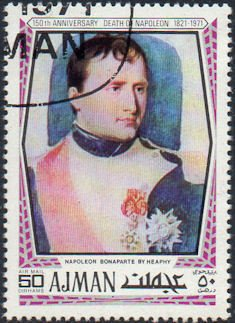
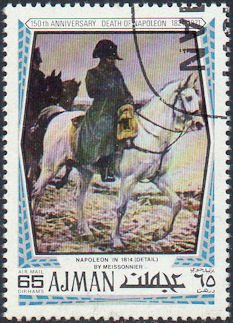
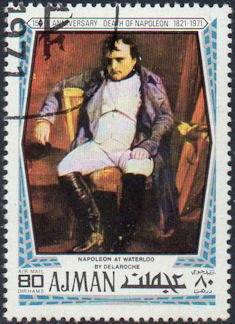
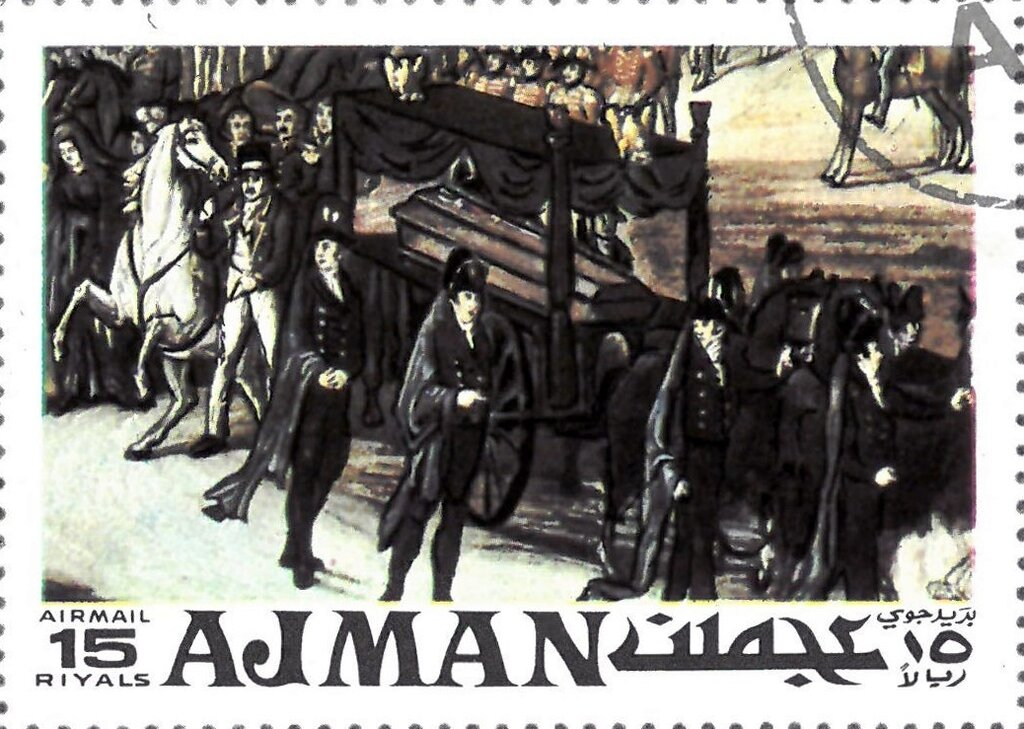
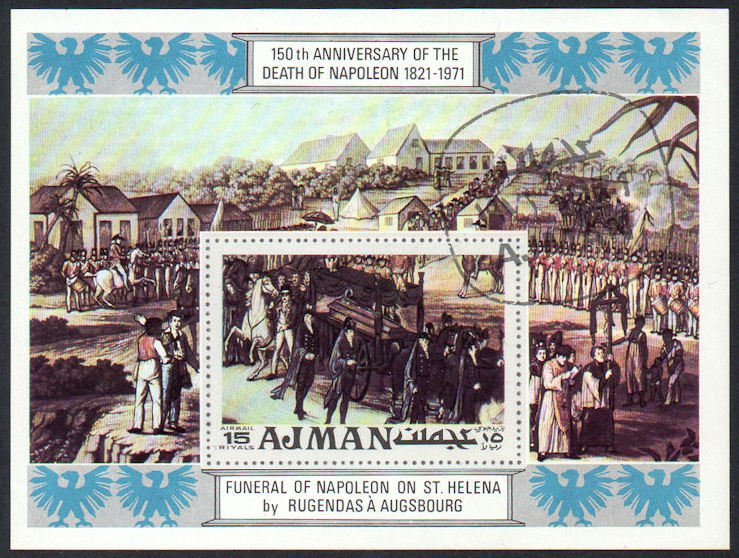
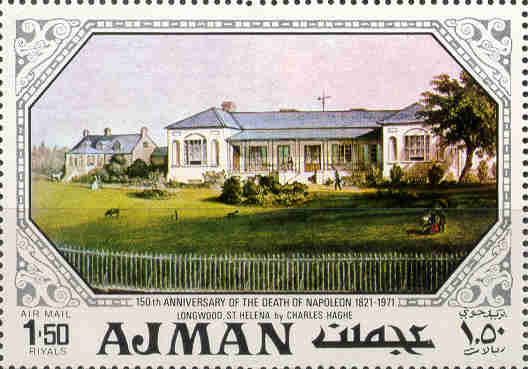

## إصدارات السيارات الرياضية (المجموعة الثانية)

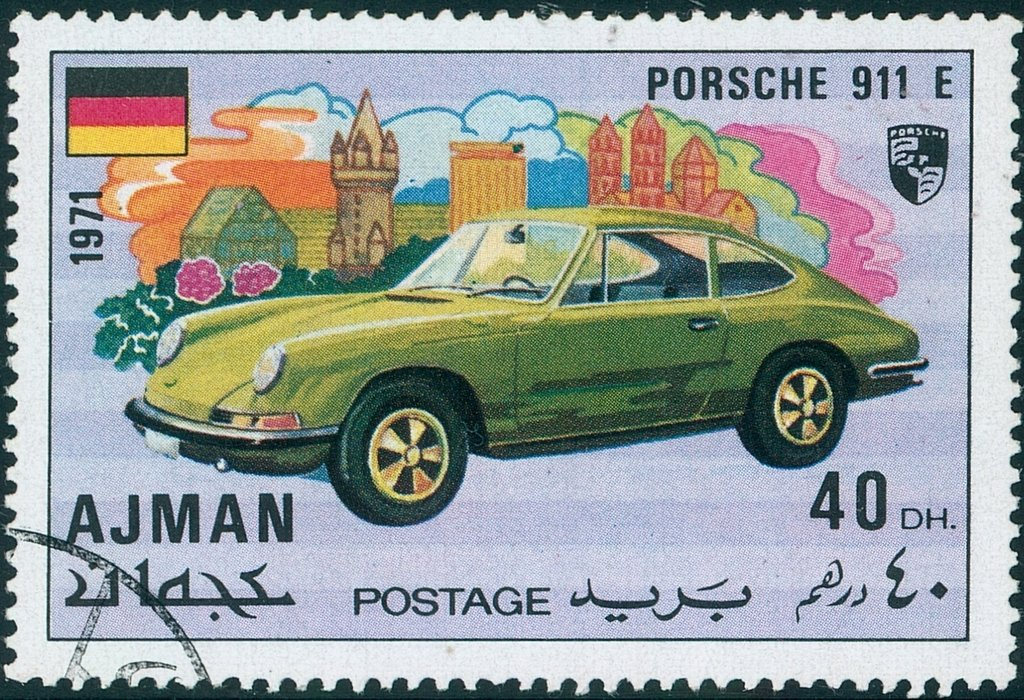
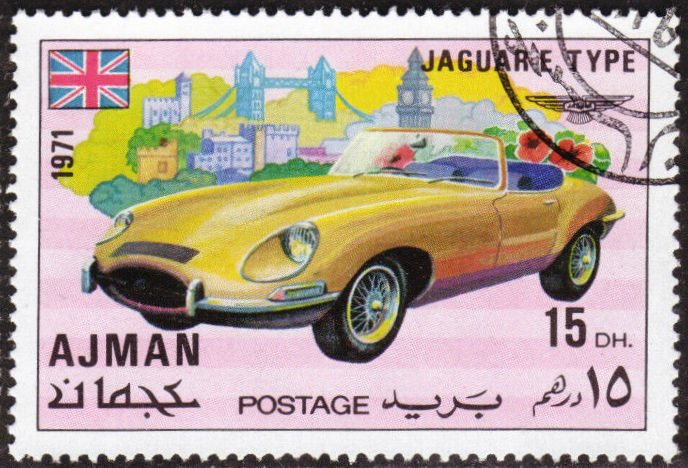
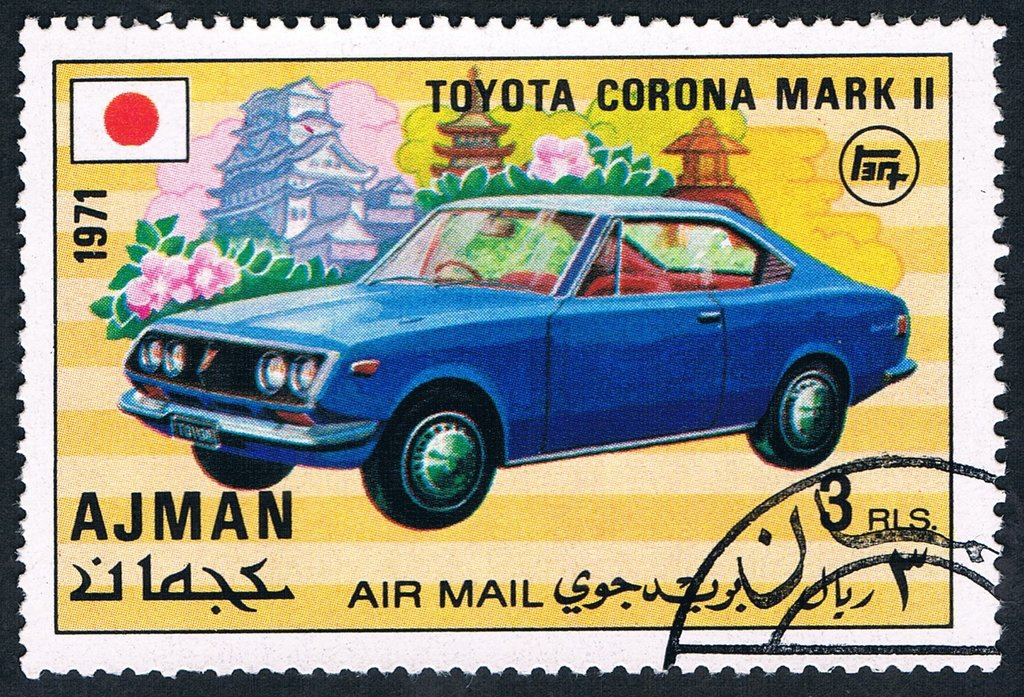
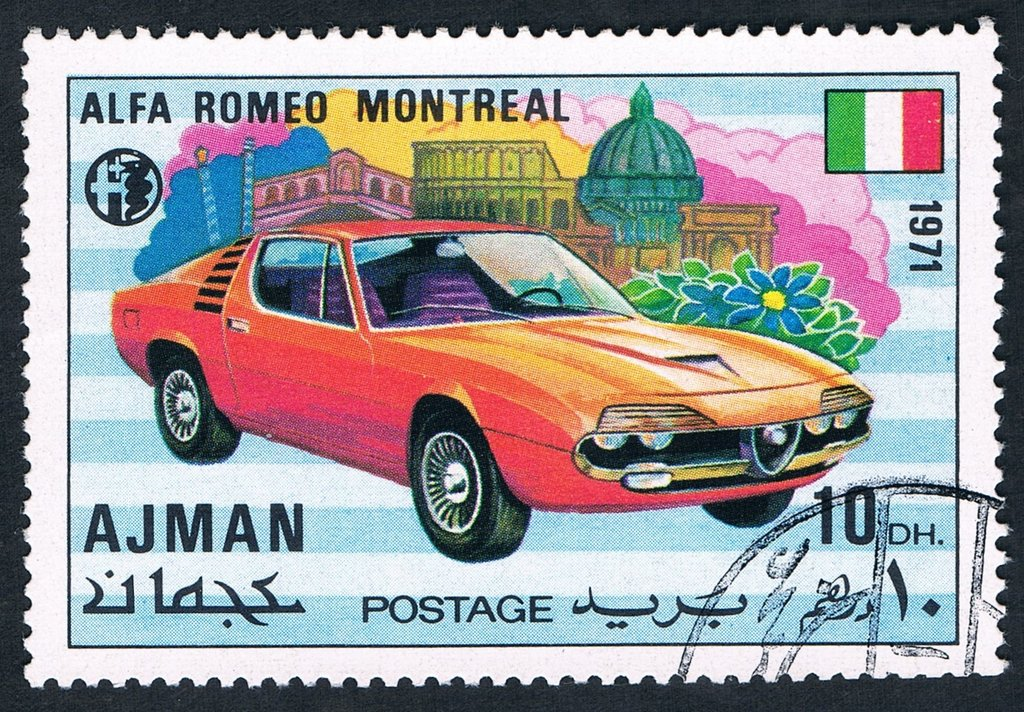
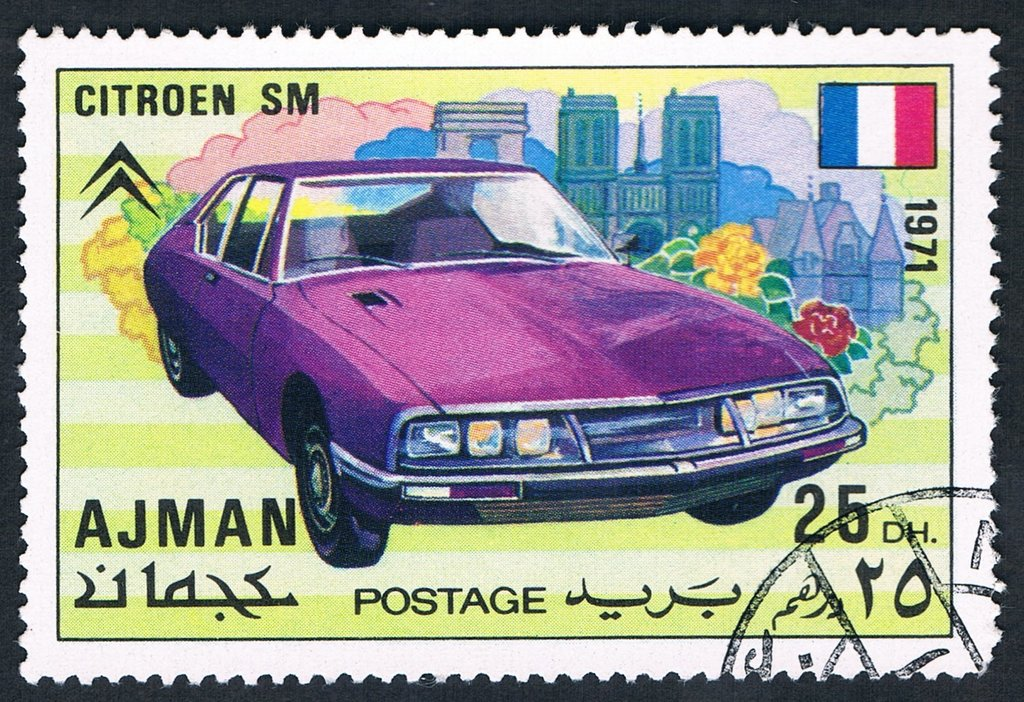
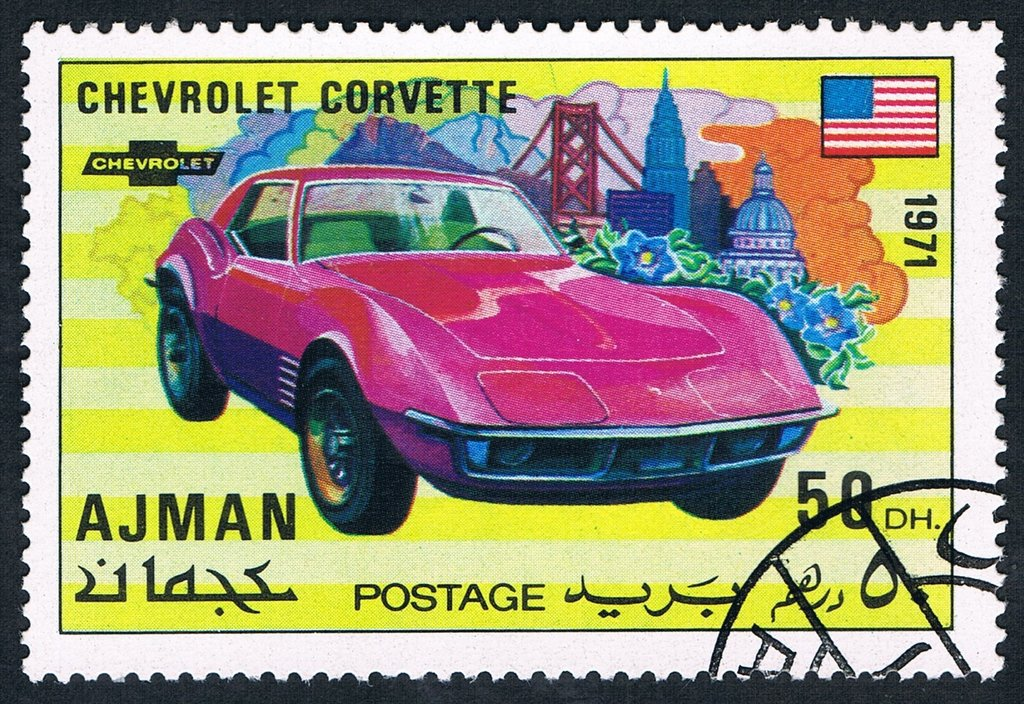

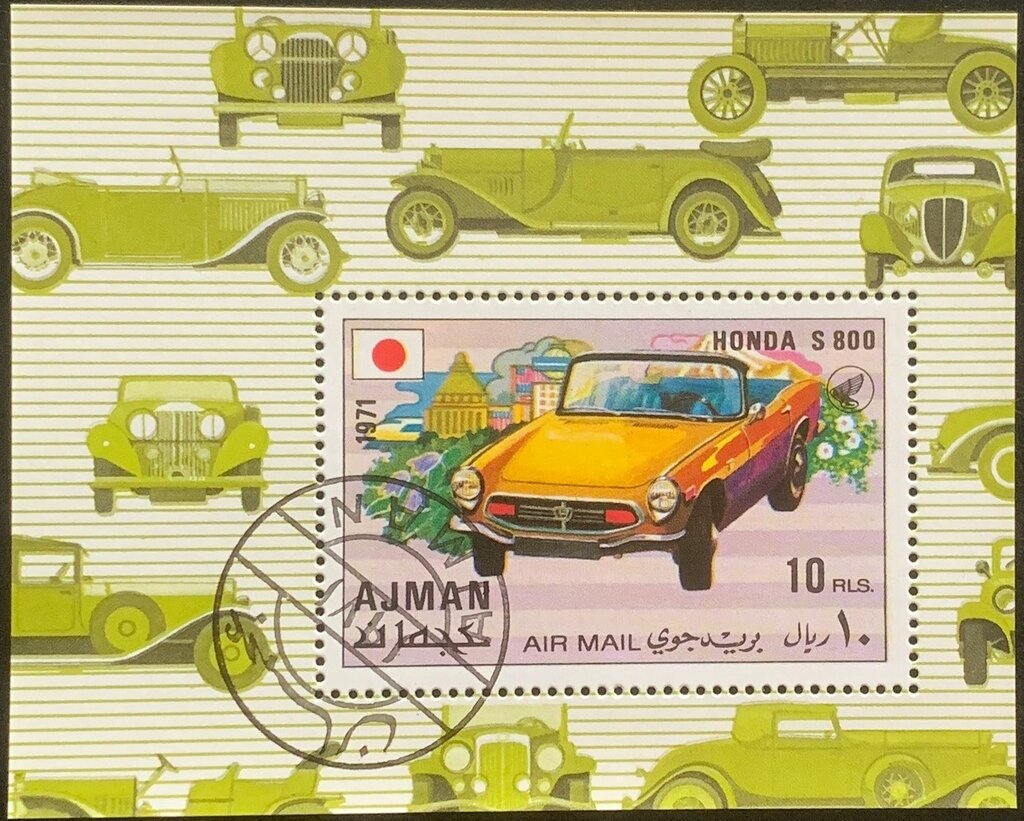

## إصدارات ذكرى تأسيس الإمبراطورية الفارسية

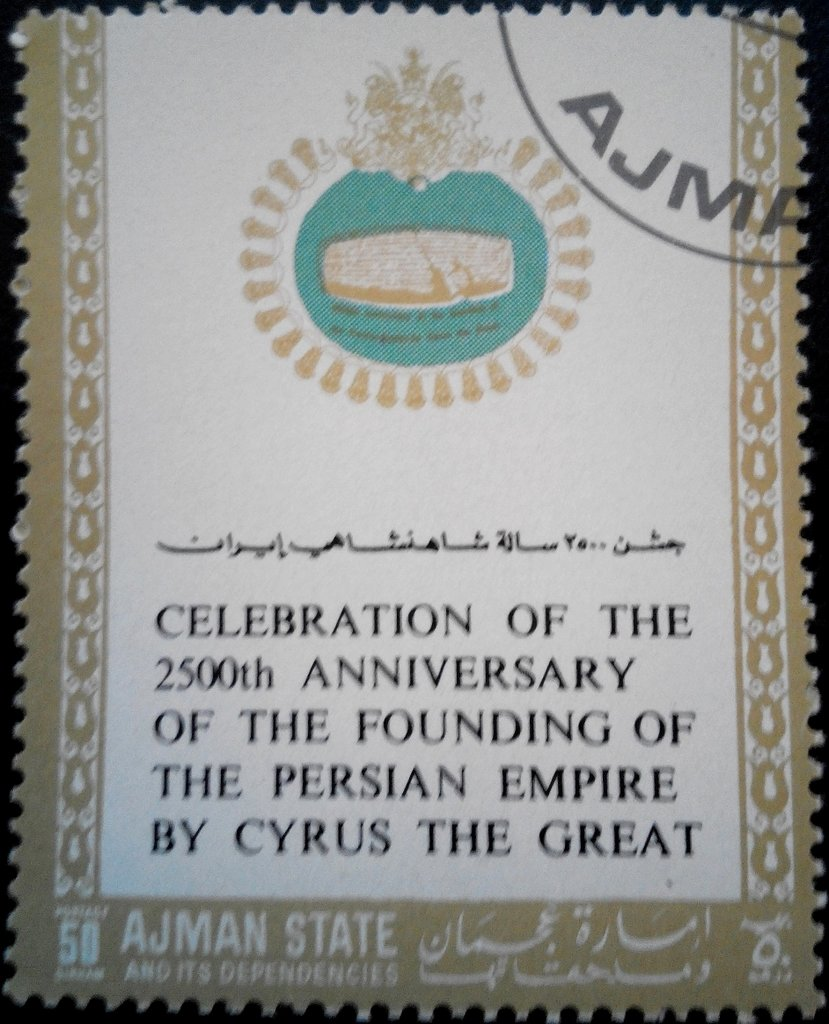
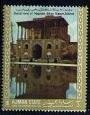
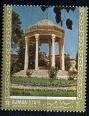
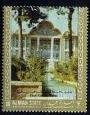
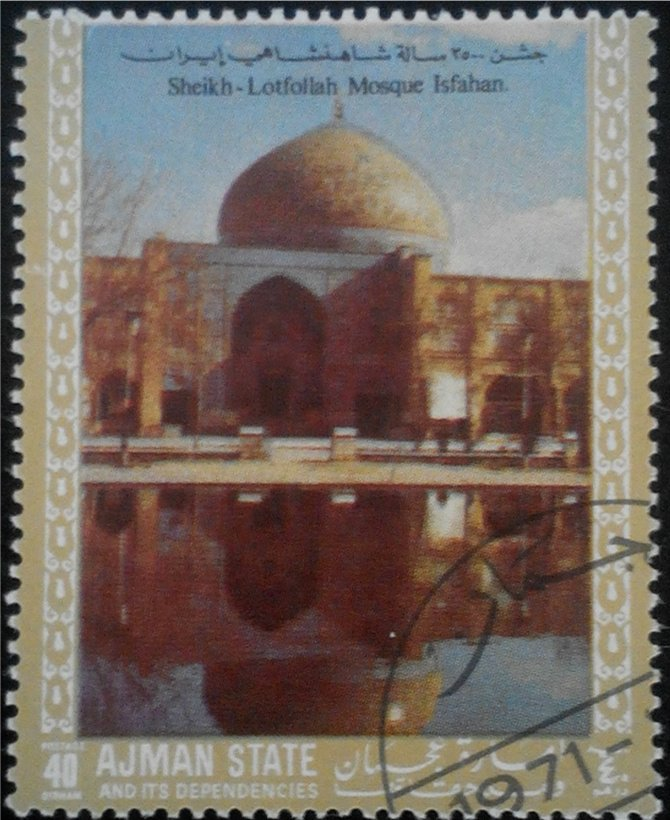

## إصدارات لوحات كيتاغاوا أتامارو

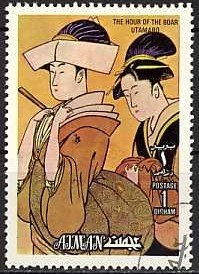
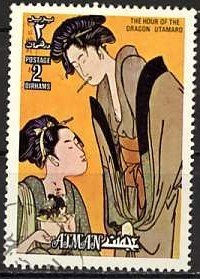
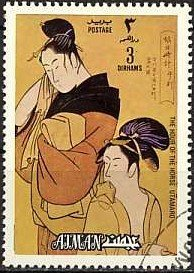
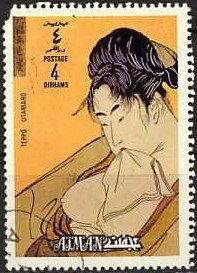
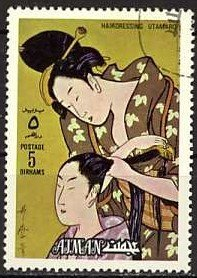
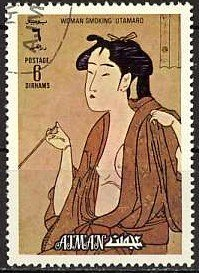
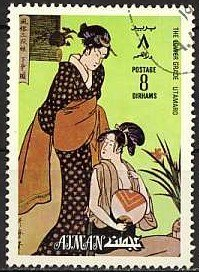
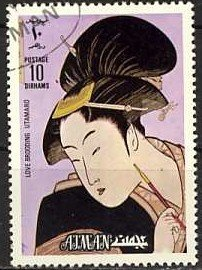
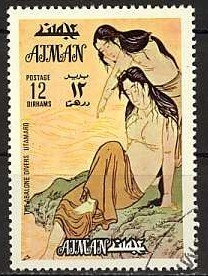
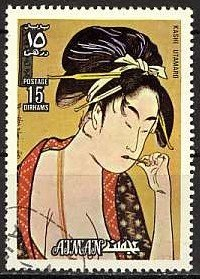
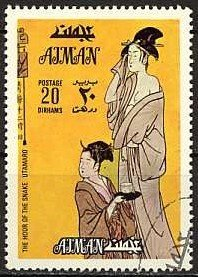
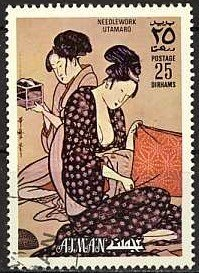
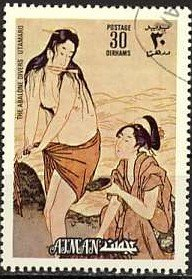
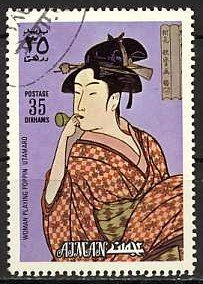
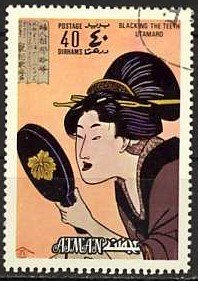
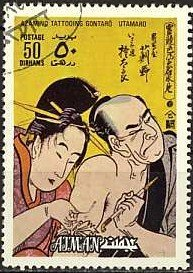
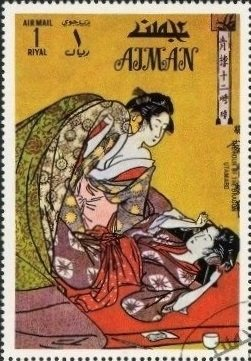
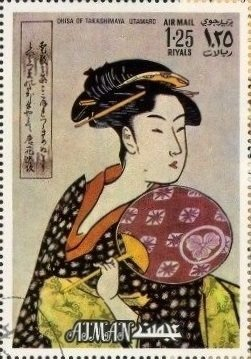
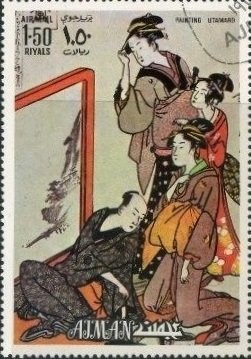
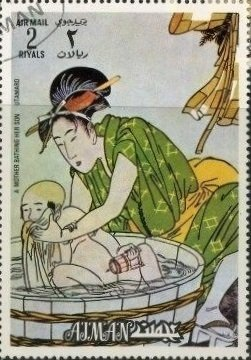

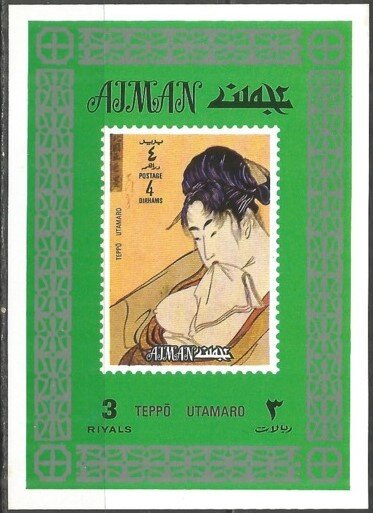
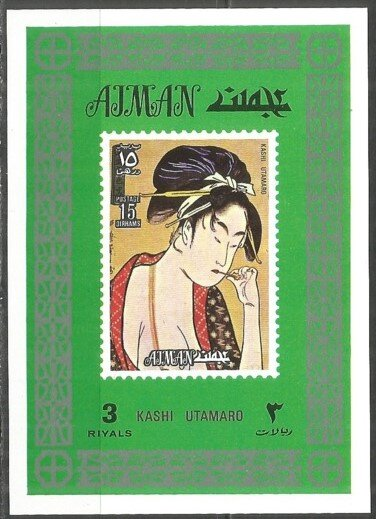
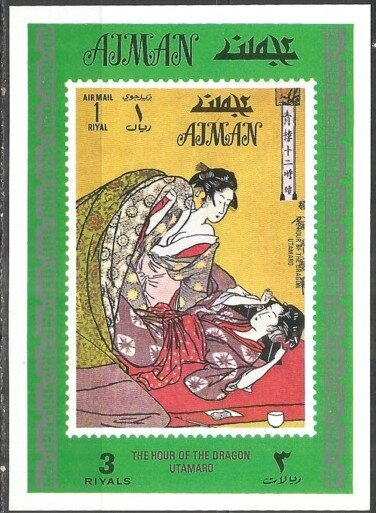
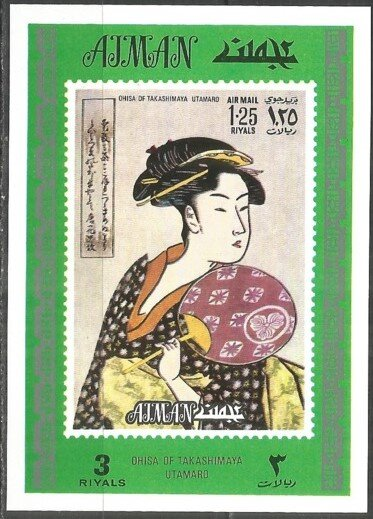

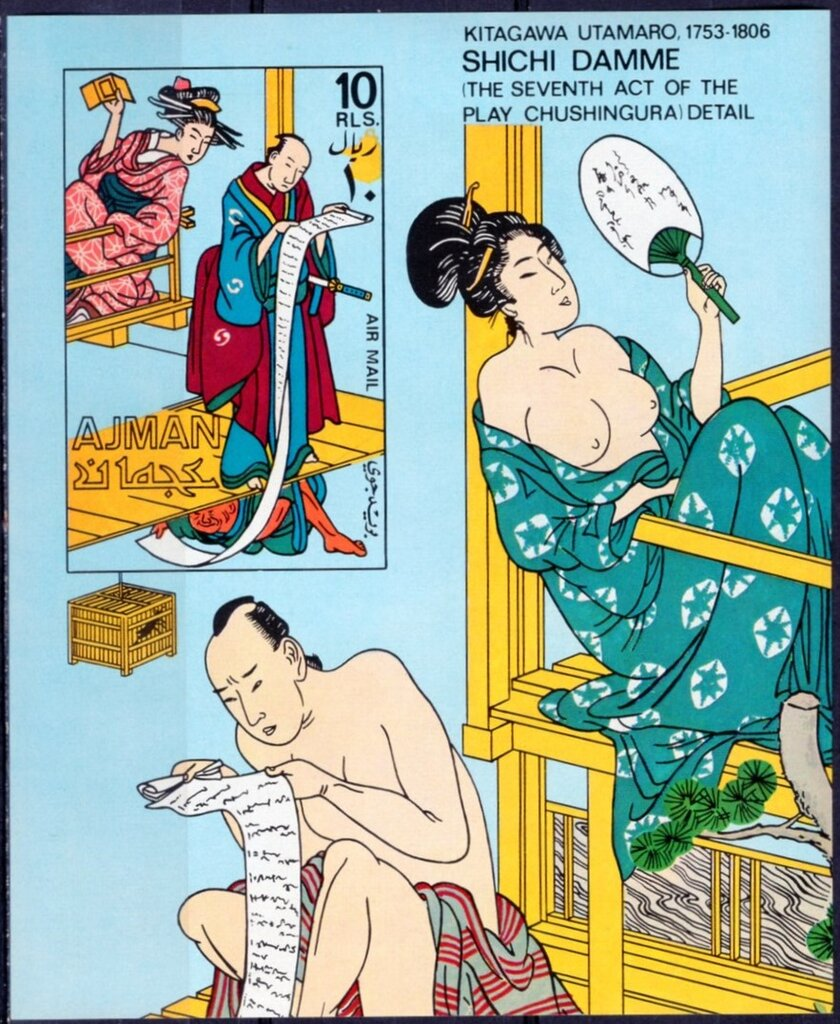

## إصدارات القطارات

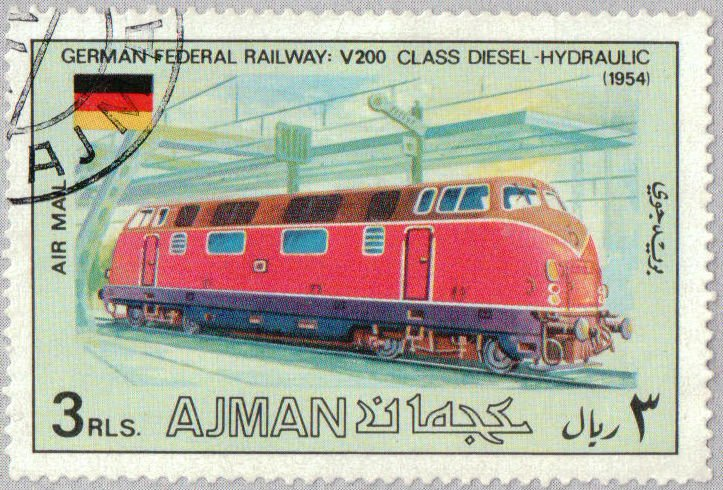
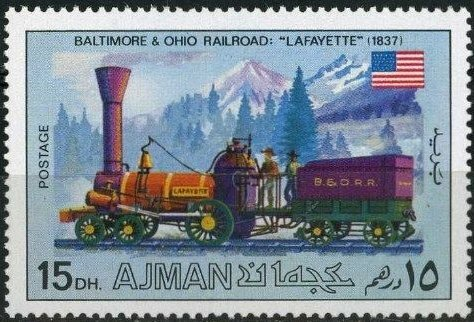
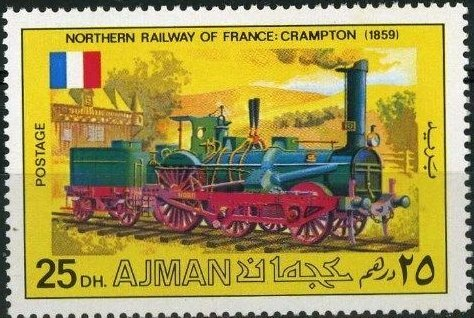
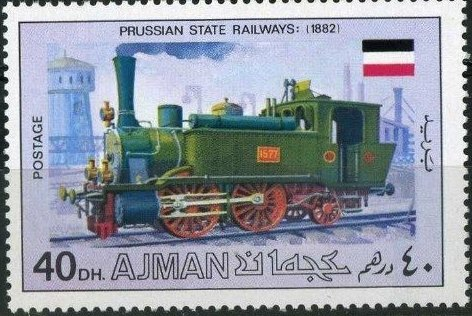
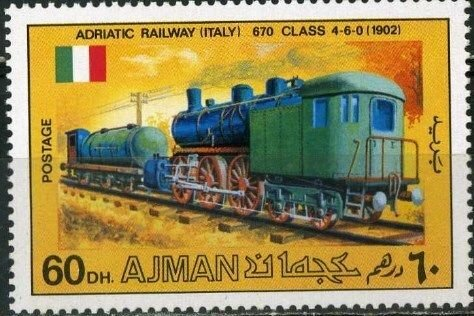
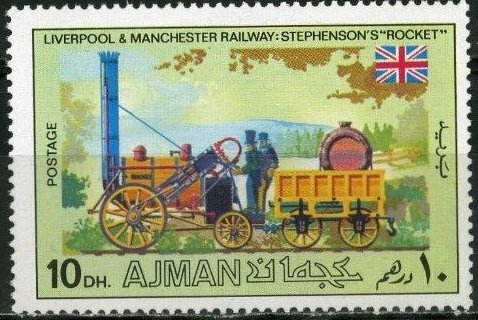

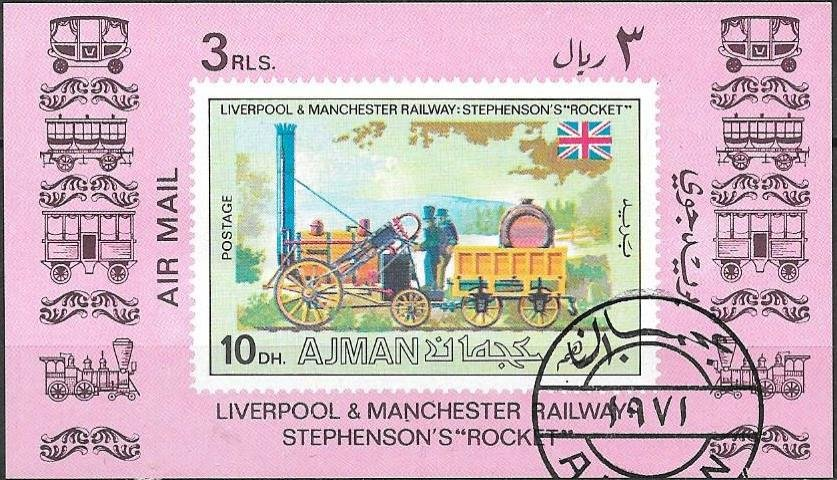
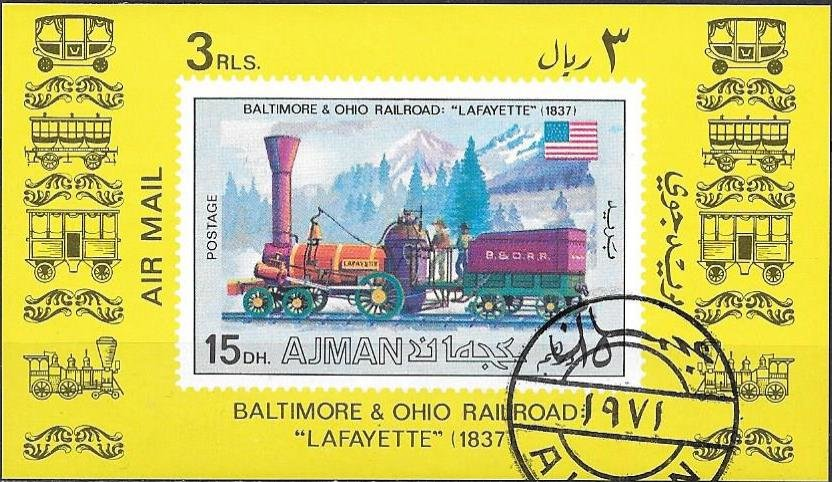
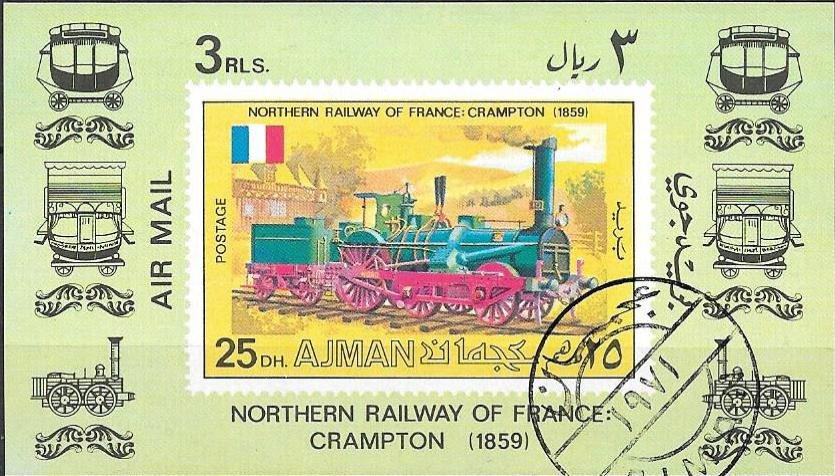
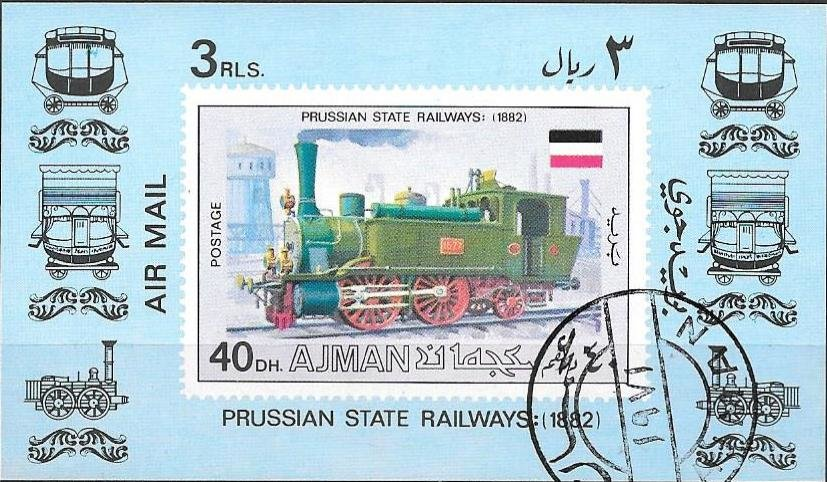
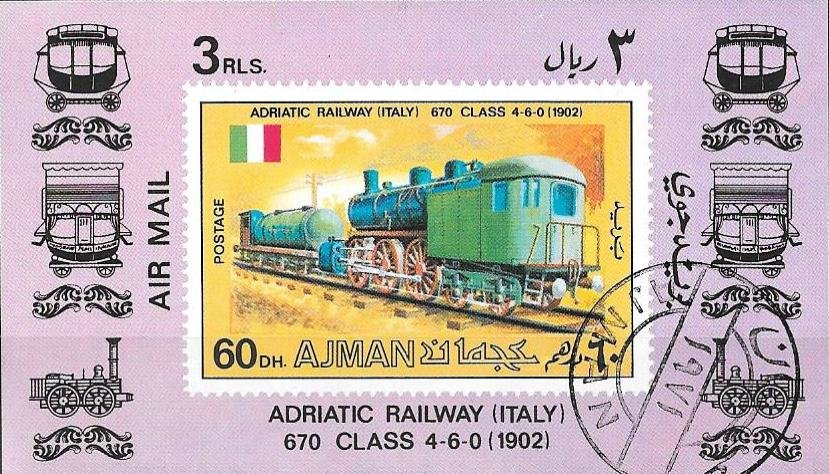
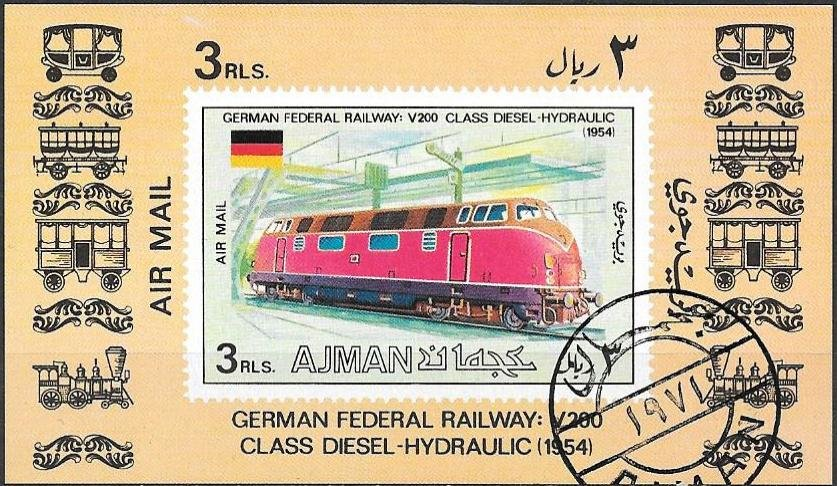

## إصدارات الكلاب

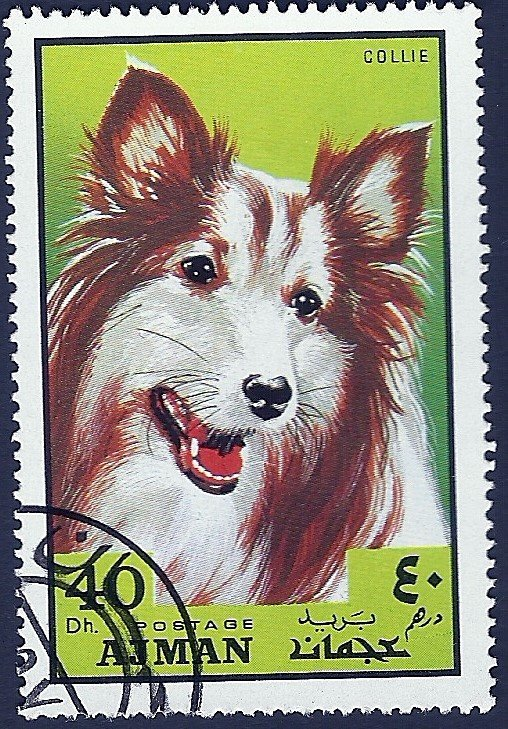
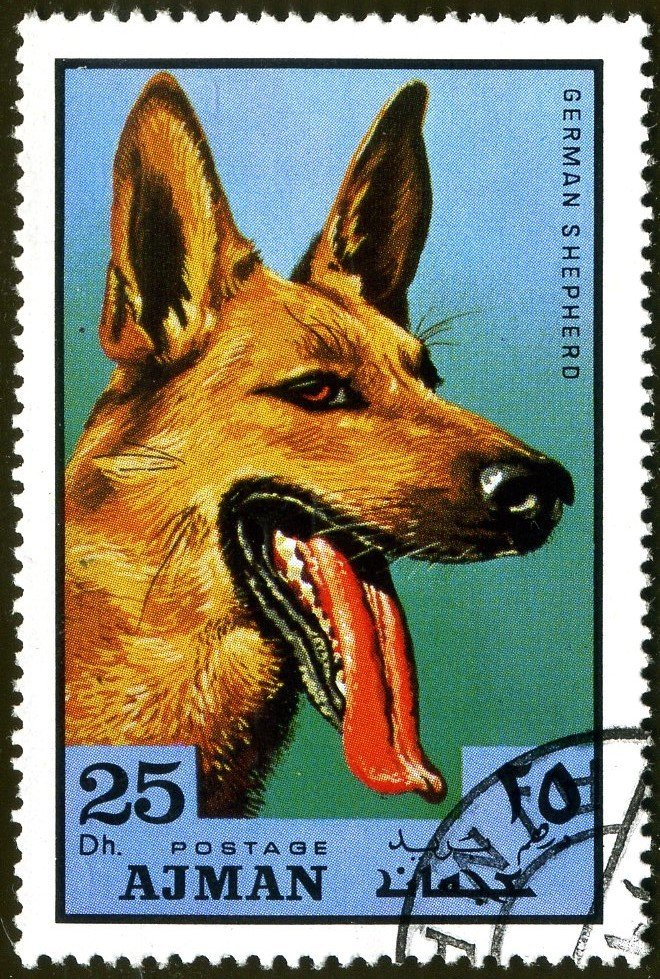
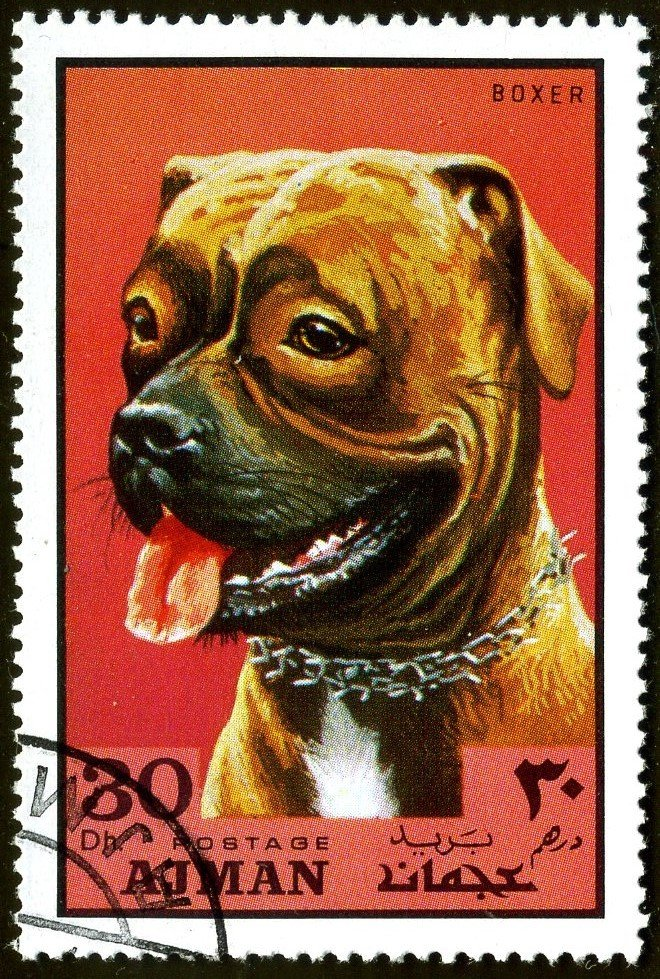
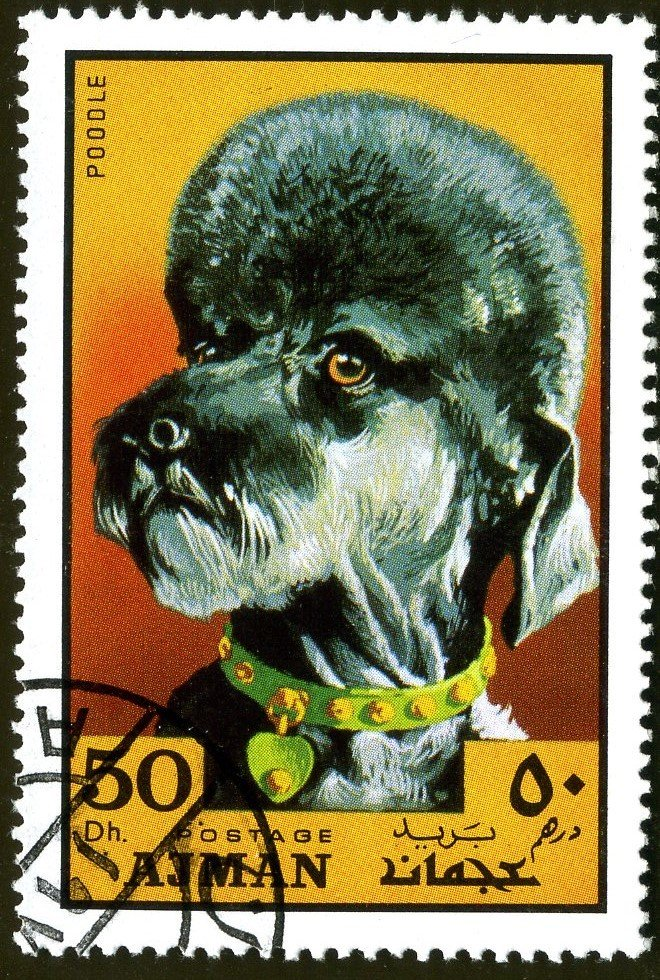
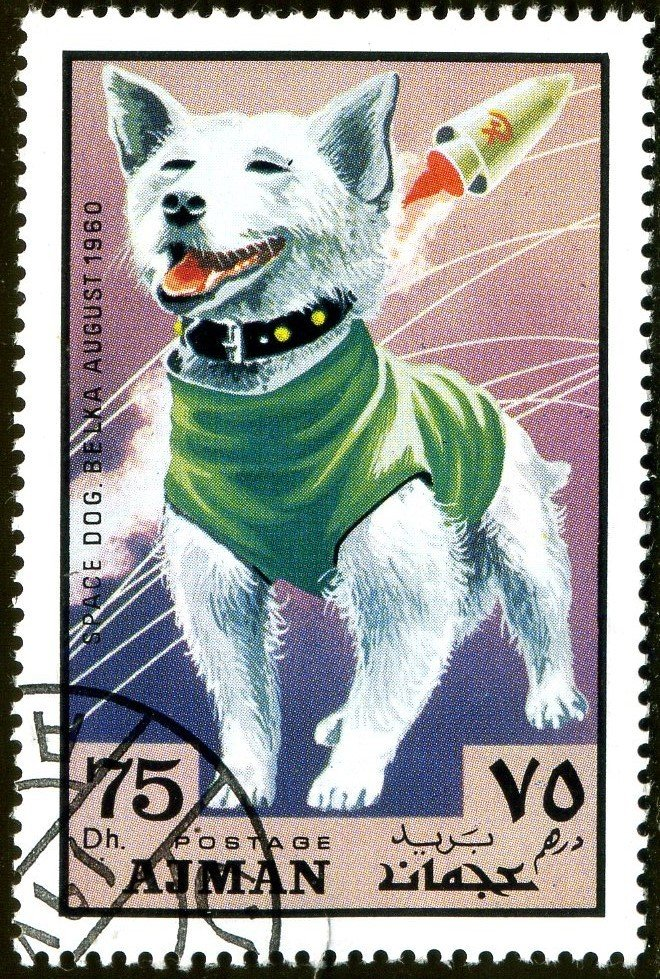
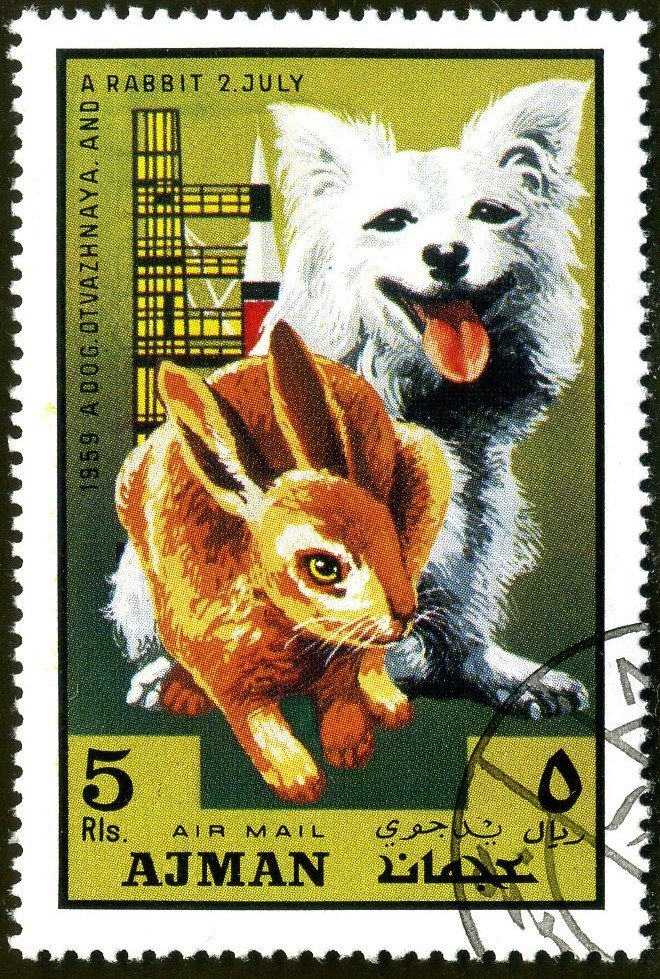

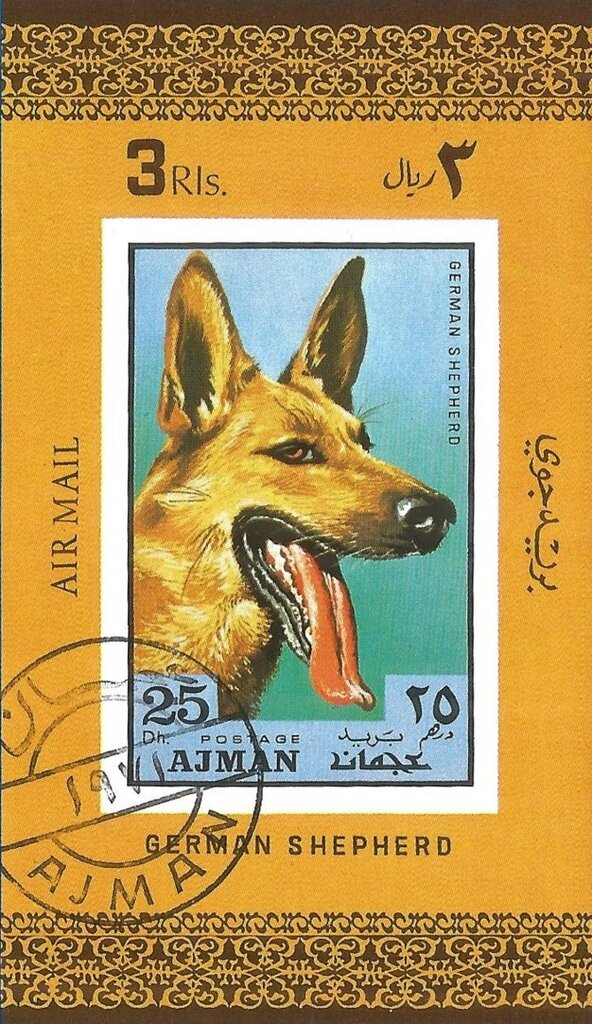

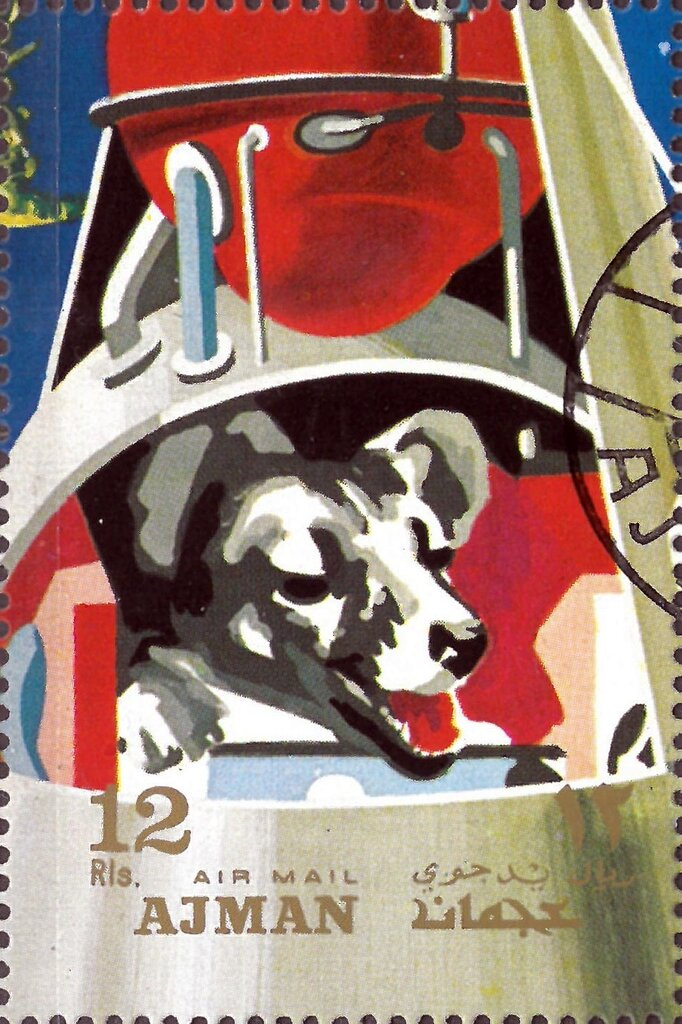
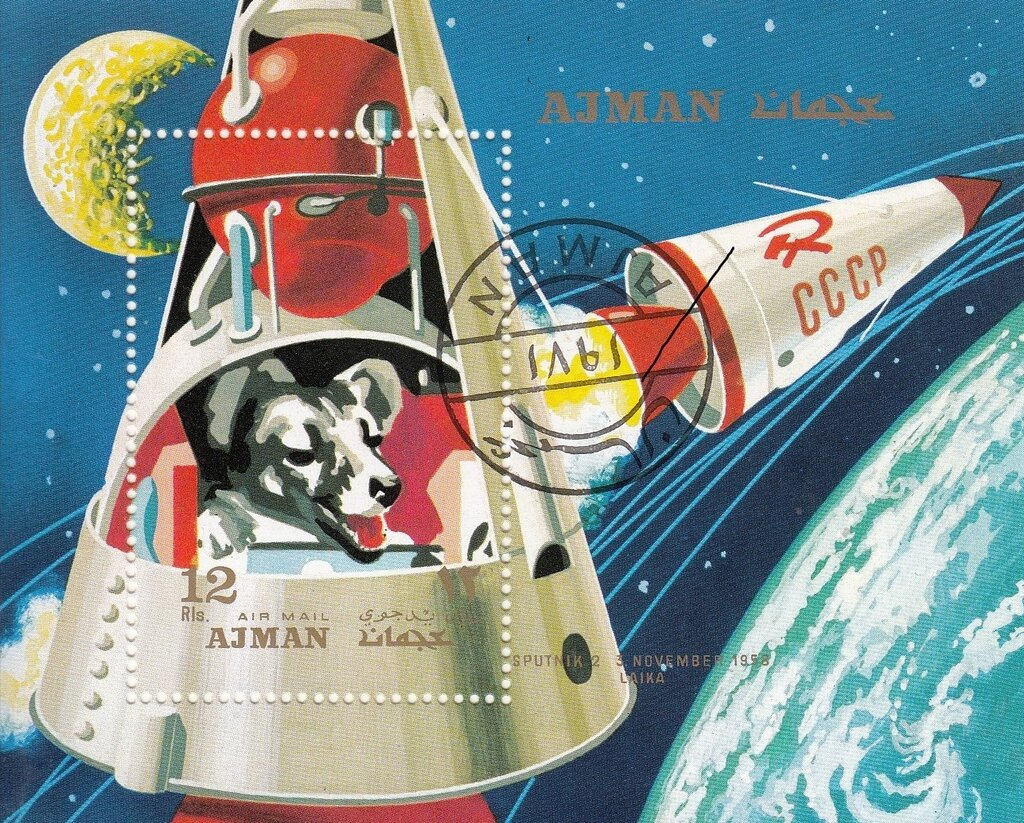

## إصدارات أبطال الدورات الأولمبية

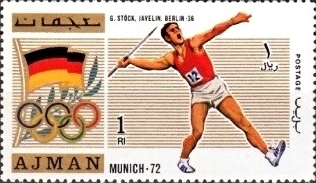
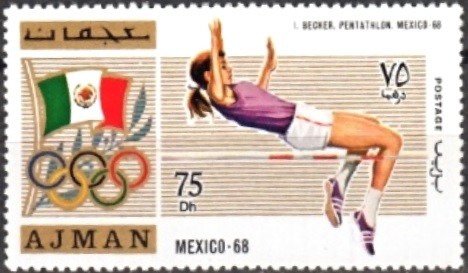
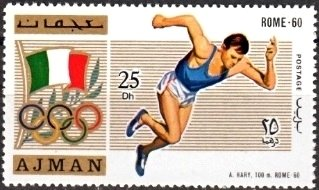
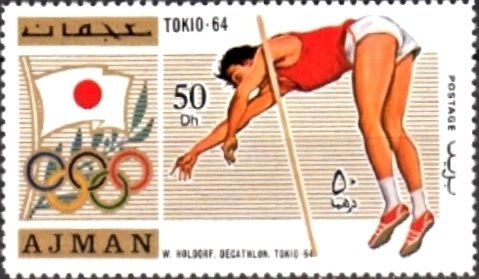
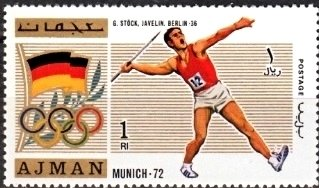
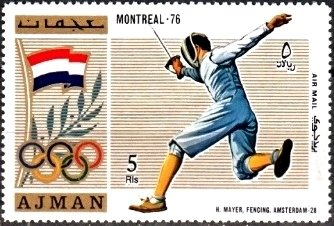
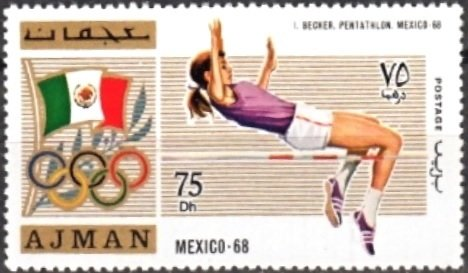
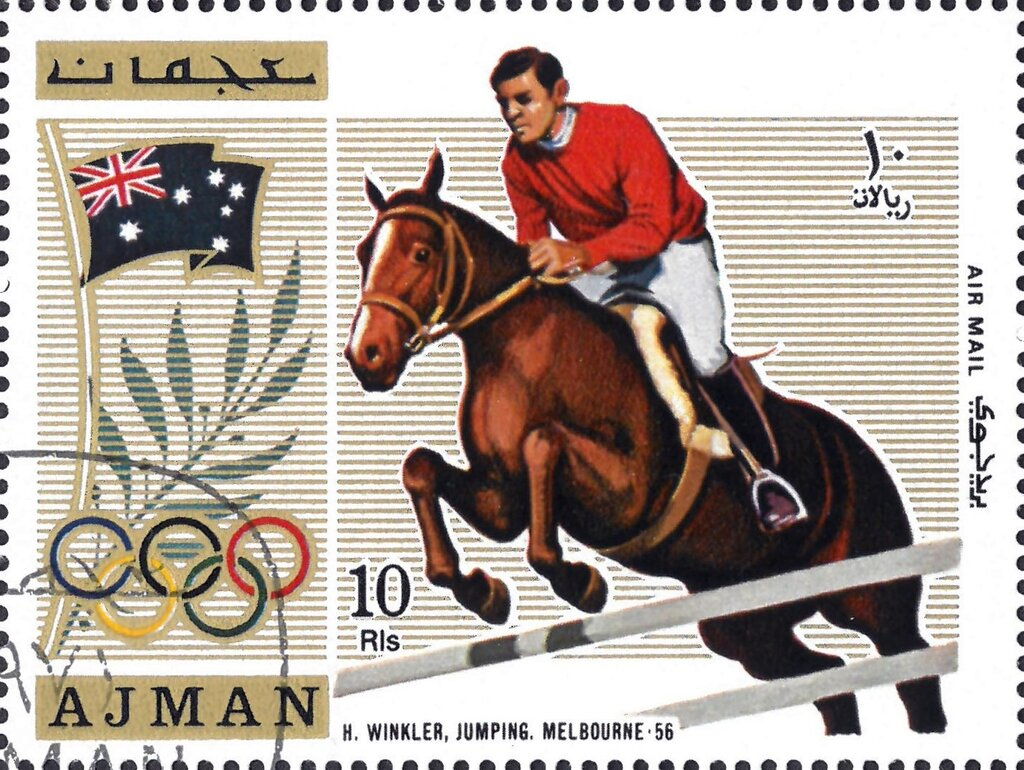

## إصدارات مغامرات البارون فون مونشهاوزن

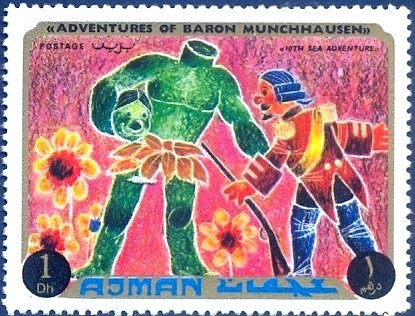
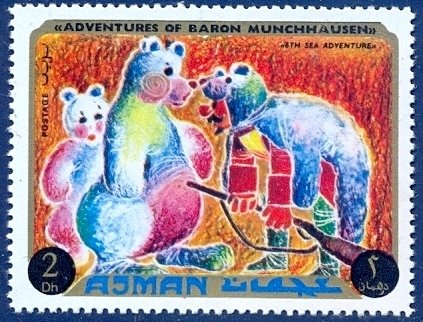
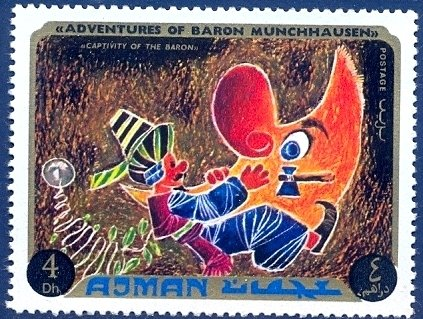
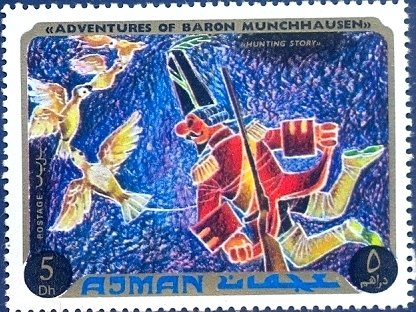
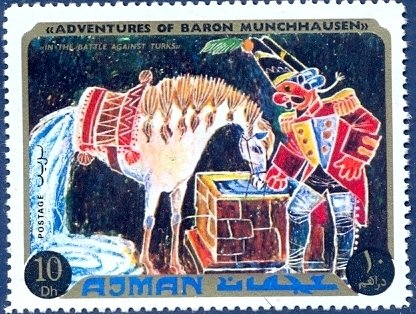
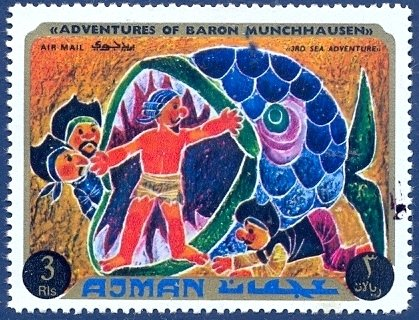

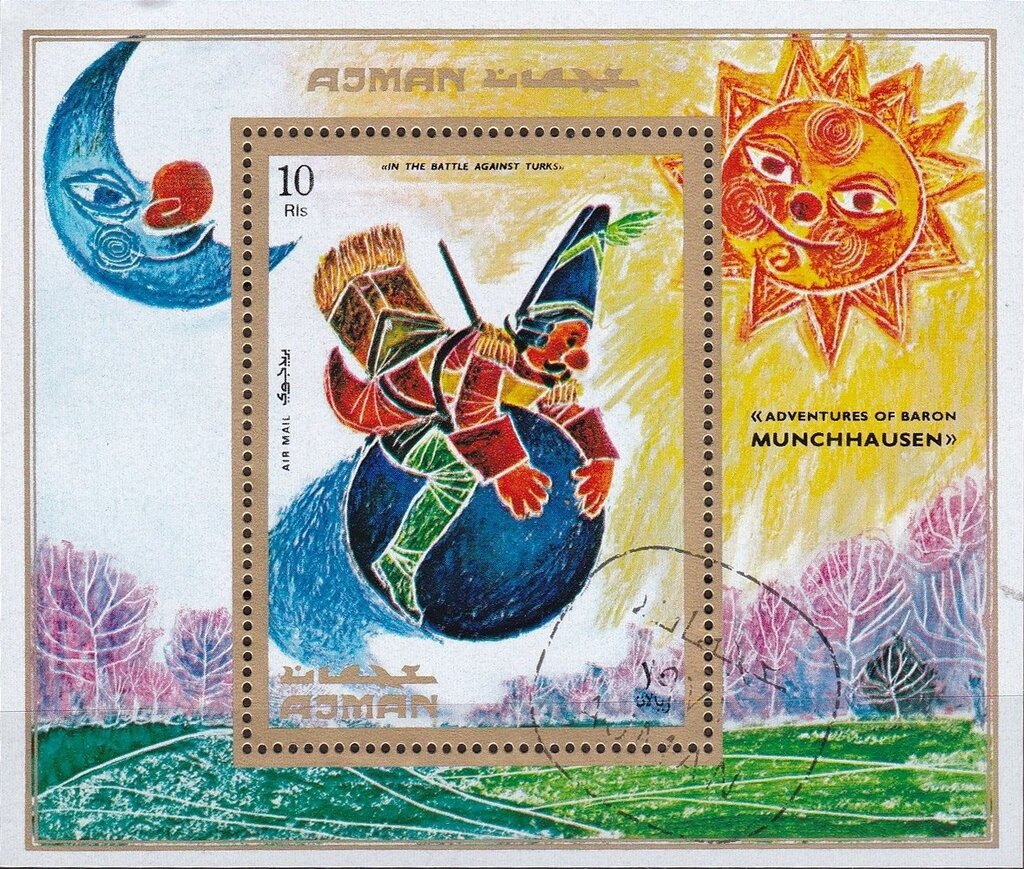

طالع أيضا: قصة رحلات البارون مونشهاوزن

## إصدار لوحة عربة البريد

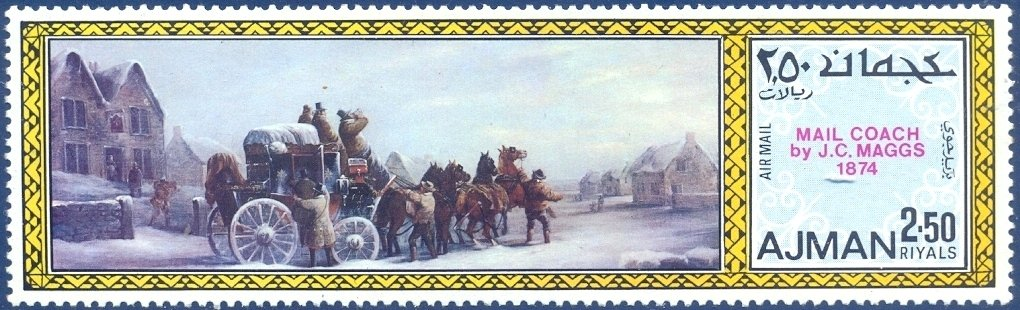

لوحة من لوحات عربة البريد للرسام جون ماغز

## إصدارات قادة سيارات السباق

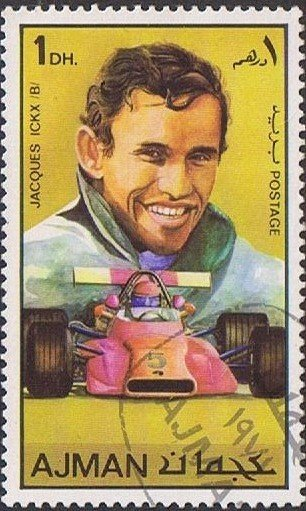
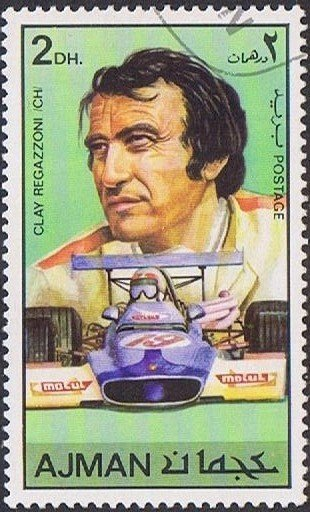
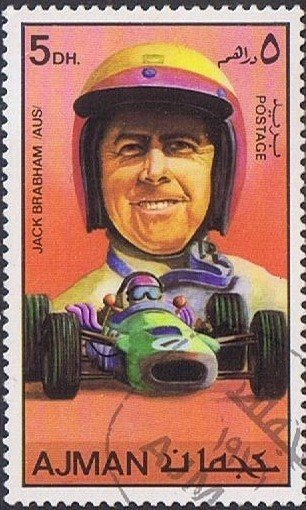
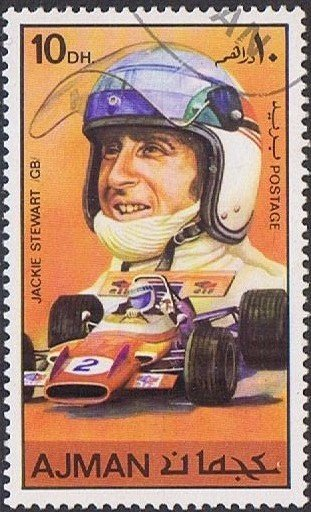
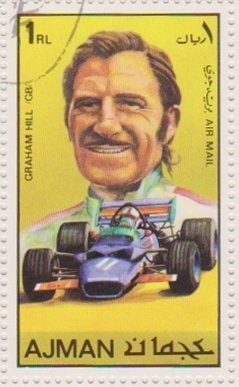
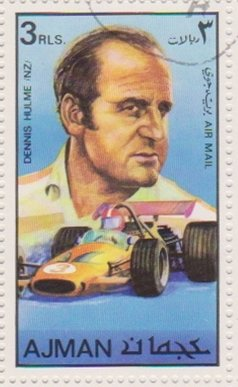

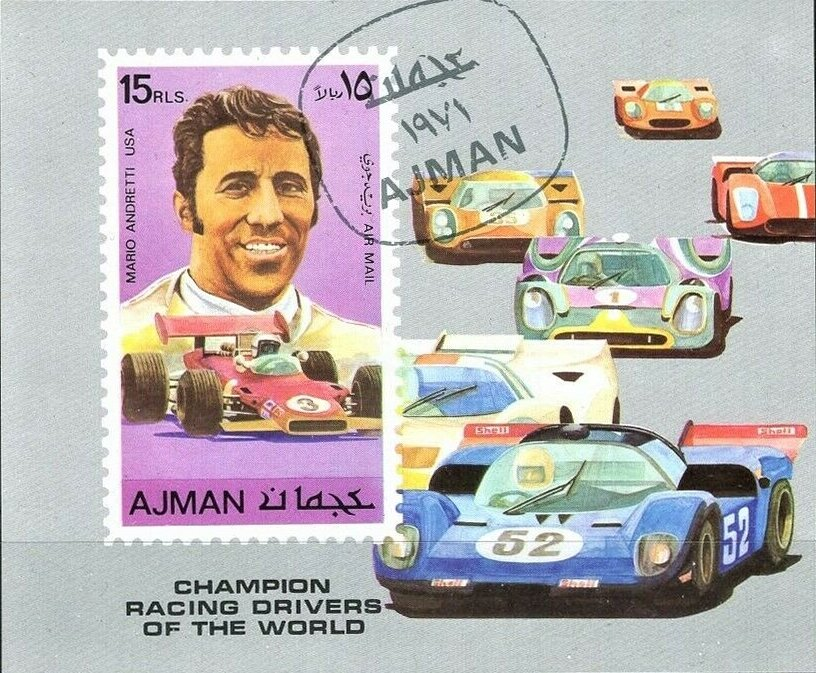
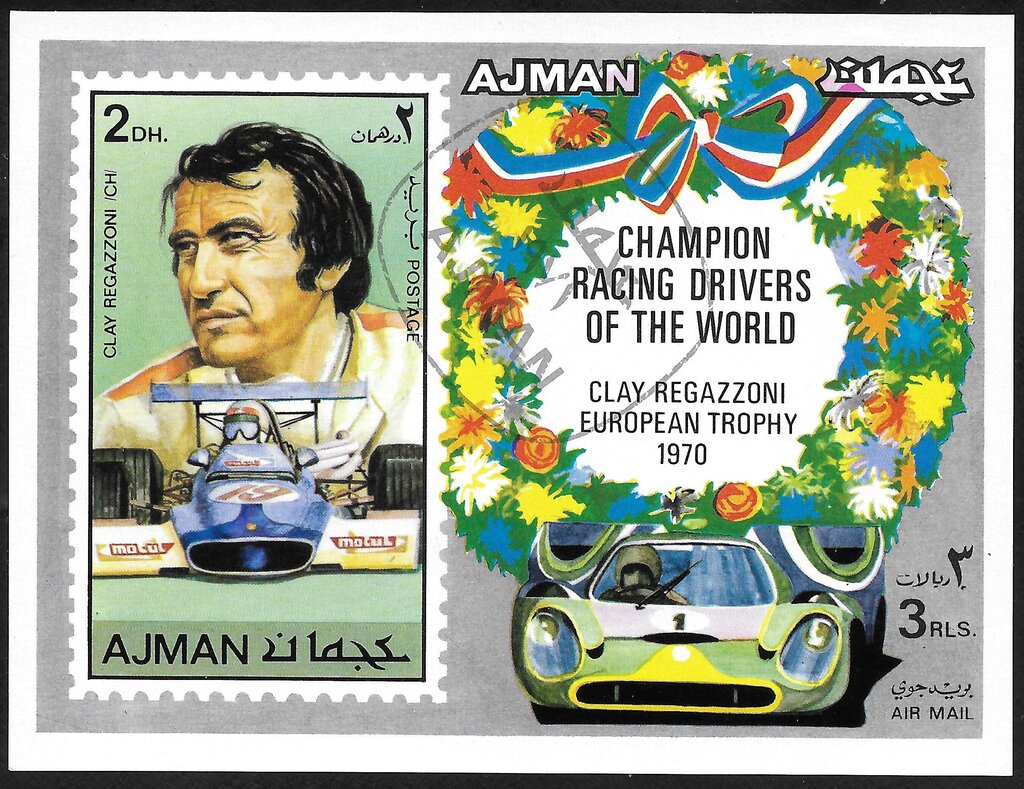
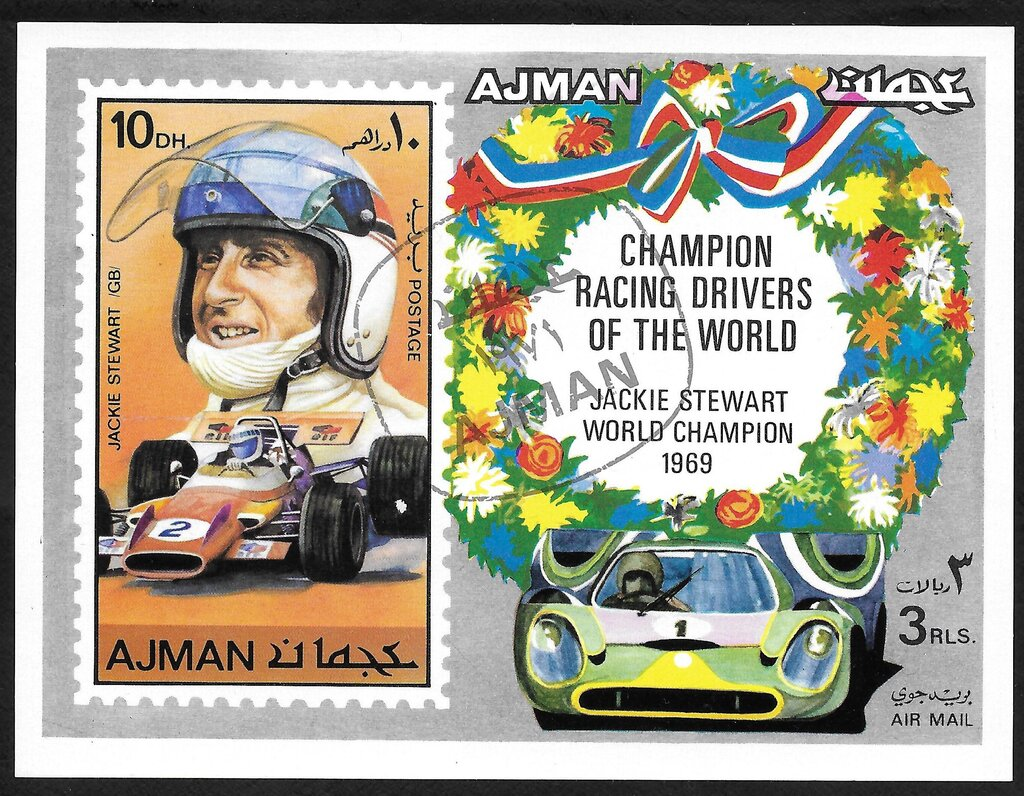
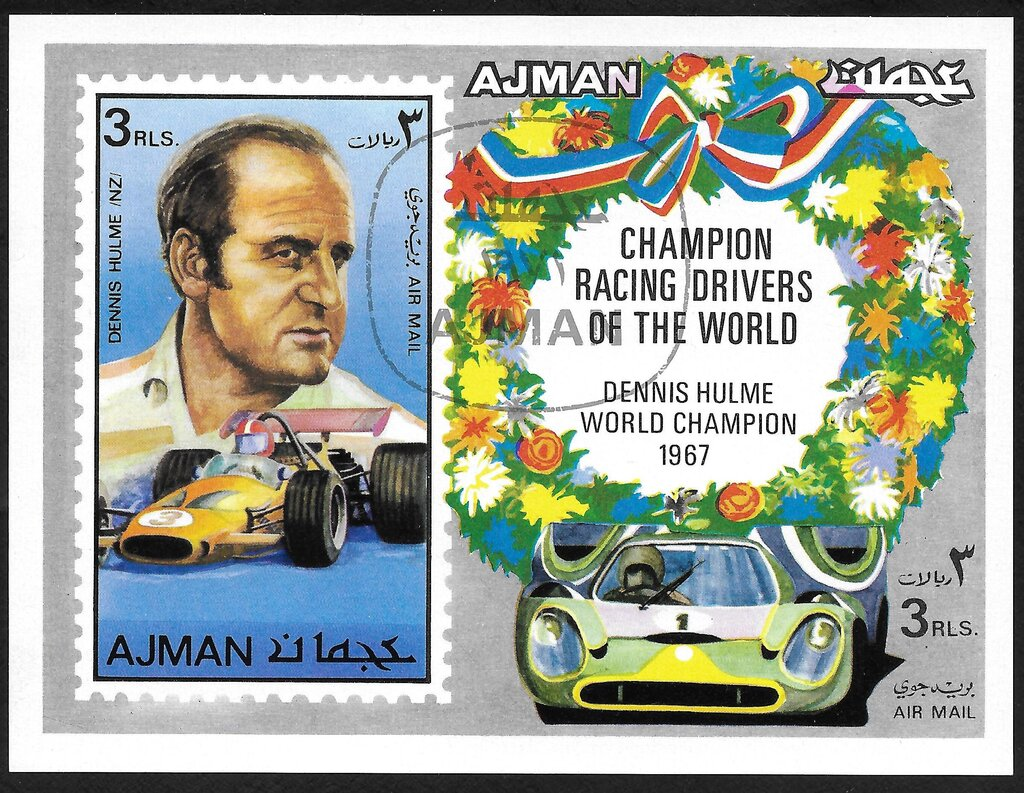

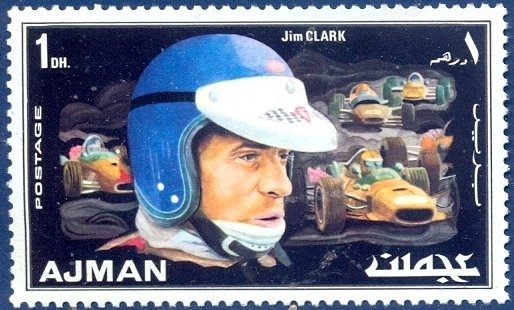
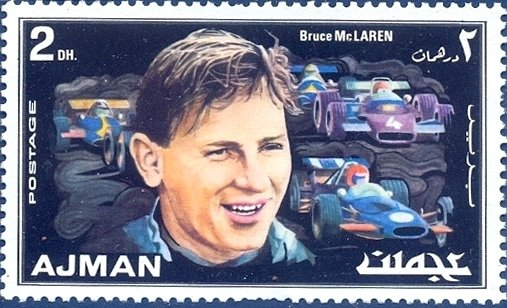
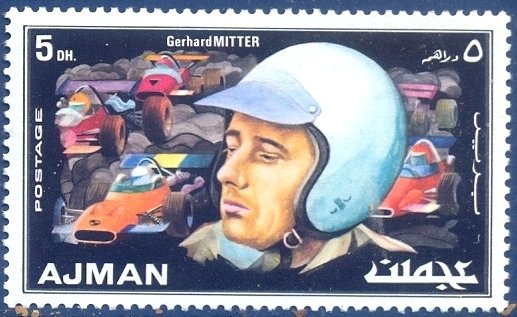
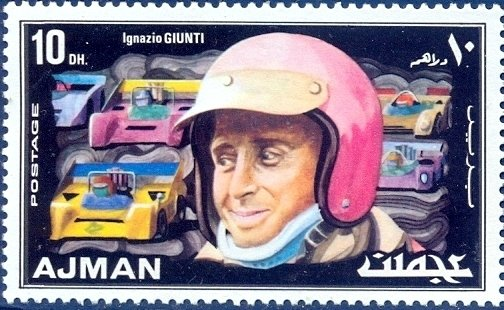
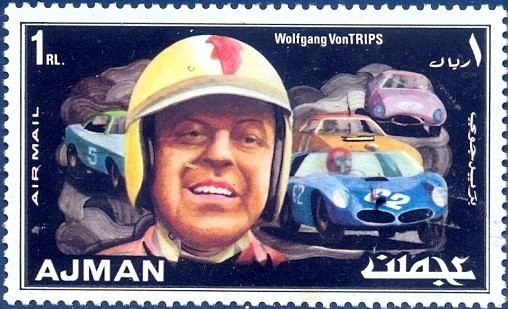
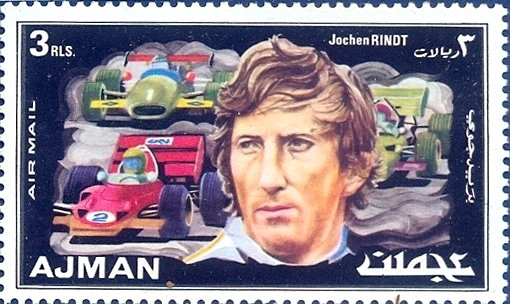
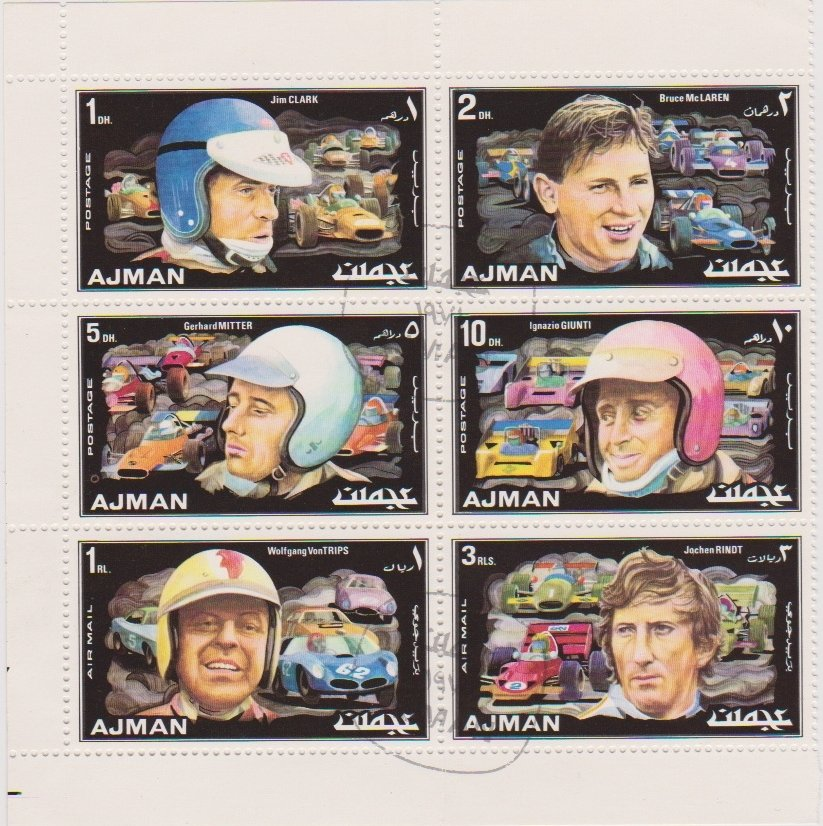

والمجموعة الثانية: